# II wojna światowa
II wojna światowa – największa i najkrwawsza wojna w dziejach, zaliczana do wojen totalnych, światowych i hegemonicznych, trwająca od 1 września 1939 roku do 2 września 1945 roku. Walki toczyły się głównie w Starym Świecie – Eurazji oraz Afryce, na wszystkich oceanach oraz w Oceanii, choć były też epizody w Ameryce Północnej. Brały w niej udział państwa wszystkich kontynentów oraz 1,7 miliarda ludzi, w tym 110 milionów pod bronią. Spośród nich zginęły dziesiątki milionów, według różnych szacunków od 50 do 78 milionów. Rekordowa liczba ofiar cywilnych to skutek między innymi ludobójstw (m.in. Holocaustu) i zbrodni wojennych pochłaniających miliony ludzkich istnień.
Stronami konfliktu były:
- państwa Osi – nazistowska Rzesza Niemiecka, faszystowskie Królestwo Włoch, Cesarstwo Wielkiej Japonii pod dyktaturą wojskową i ich sojusznicy (m.in. autorytarne Królestwo Węgier, absolutystyczne Carstwo Bułgarii, faszystowskie Królestwo Rumunii, demokratyczna Republika Finlandii) oraz marionetki, początkowo współpracujące także ze stalinowskim Związkiem Socjalistycznych Republik Radzieckich;
- alianci – państwa koalicji antyhitlerowskiej, zapoczątkowanej przez Zjednoczone Królestwo Wielkiej Brytanii i Irlandii Północnej, III Republikę Francuską i II Rzeczpospolitą Polską ze swoimi koloniami, dominiami i protektoratami, do których dołączyły potem między innymi ZSRR, Stany Zjednoczone i Republika Chińska (na krwawej wojnie z Japonią od 1937 roku) oraz liczni pomniejsi sojusznicy, a także część wcześniejszych stronników Osi.

Wojna wybuchła 1 września 1939 roku o godzinie 4:34 w Tczewie, gdy III Rzesza zaatakowała Polskę. W odpowiedzi Wielka Brytania i Francja postawiły Niemcom ultimatum w sprawie bezzwłocznego wycofania wojsk z Polski. Zostało ono zignorowane, przez co 3 września oba państwa wypowiedziały wojnę Niemcom, lecz w obawie przed powtórzeniem poprzedniej wojny światowej podjęły bardzo ograniczone działania zaczepne. Do walk przystąpił następnie ZSRR, 17 września atakując Polskę zgodnie z paktem Ribbentrop-Mołotow. Po przełamaniu głównego oporu armii polskiej Niemcy i ZSRR podpisały traktat o granicach i przyjaźni, by zająć się realizacją swoich planów ekspansji. Związek Radziecki spróbował bezskutecznie podbić Finlandię, zajął kraje bałtyckie i przyłączył część Rumunii. Niemcy skutecznie uderzyli na Skandynawię zajmując Danię i Norwegię, dalej Beneluks i w końcu samą Francję, którą pomimo wyrównanych sił błyskawicznie pokonali i okupowali jej północ, z pozostałości tworząc państwo kolaboranckie. Przystąpili też do ofensywy lotniczej na Wielką Brytanię mającej poprzedzić planowaną inwazję. Wykorzystując słabość aliantów, Włosi zaatakowali posiadłości brytyjskie w Afryce, błyskawicznie zajmując Somali Brytyjskie, po czym uderzyli na Egipt, gdzie jednak napotkali opór. Spróbowali też podbić Grecję, lecz zostali pokonani. Na obu frontach musieli ruszyć im na pomoc Niemcy. W ten sposób wojna rozszerzała się na kolejne kraje i regiony.
Przełom nastąpił w 1941 roku:
- 22 czerwca III Rzesza zaatakowała ZSRR – pomimo olbrzymich sukcesów najeźdźców ZSRR dał radę zatrzymać ich pod Moskwą, a po wielu bojach stopniowo przejść do kontrofensywy, wiążąc większość wojsk niemieckich i zadając im straty nie do odrobienia, kosztem o wiele większych własnych;
- 7 grudnia 1941 roku Japonia zaatakowała Hawaje i wypowiedziała tak wojnę USA, które przystąpiły do walki przeciw Osi, a 11 grudnia III Rzesza także wypowiedziała im wojnę – amerykańska potęga przemysłowo-gospodarcza dała aliantom decydującą przewagę nad Niemcami, a gigantyczna marynarka była w stanie przeciwstawić się potężnej japońskiej.

Finalnie państwa Osi, wyniszczone wojną, odcięte od zasobów, przytłoczone wrogą przewagą liczebną i materiałową, dręczone przez ruchy oporu na podbitych ziemiach oraz opuszczone przez większość sojuszników, przegrały.
Konflikt zakończyły:
- podpisany 7 maja 1945 roku w Reims akt bezwarunkowej kapitulacji III Rzeszy, z wejściem w życie 8 maja 1945 roku – formalnie zamknął on walki w Europie;
- powtórzona kapitulacja III Rzeszy w Berlinie, która nastąpiła 8 maja według czasu miejscowego (według czasu moskiewskiego był to już 9 maja, dlatego właśnie na tę datę ustanowiono radziecko-rosyjski Dzień Zwycięstwa);
- akt bezwarunkowej kapitulacji Japonii podpisany 2 września 1945 roku na pokładzie pancernika USS „Missouri” w Zatoce Tokijskiej. Zamknął on wojnę definitywnie, choć poszczególne jednostki (zwłaszcza japońskie) kontynuowały opór na nieznaczną skalę. Japonia nigdy też nie podpisała traktatu pokojowego ze Związkiem Radzieckim ani z Rosją, nie uznając zajęcia Kuryli.

Główne skutki II wojny światowej to:
- katastrofalne straty w ludności i mieniu, zwłaszcza w Eurazji;
- radykalne zmiany na mapie politycznej świata:
  - zdenazyfikowane i zdemilitaryzowane Niemcy obciążono reparacjami, po czym podzielono na cztery strefy okupacyjne, tak jak odebraną im Austrię, kraj utracił również ziemie wschodnie (Śląsk, większość Pomorza, Prusy Wschodnie, wschodnia Brandenburgia) oraz przyłączone przed wojną Sudetenland i Memelland, a także tereny formalnie anektowane w trakcie wojny (Eupen i Malmedy, Alzacja-Lotaryngia, Wielkopolska, Luksemburg, część Słowenii, Gdańsk, korytarz polski, Górny Śląsk), wyłączono z niego także Protektorat Saary oddany pod kontrolę francuską – na gruzach III Rzeszy powstały trzy państwa niemieckie: stojąca po stronie Zachodu Republika Federalna Niemiec (RFN), będąca satelitą ZSRR Niemiecka Republika Demokratyczna (NRD) i neutralna Republika Austrii, ponadto quasi-wolnym miastem został Berlin Zachodni;
  - Japonia została zdemilitaryzowana, dostała się pod aliancką okupację, utraciła Tajwan, Koreę, Peskadory, Liaotung, Spratly, Mikronezję, południowy Sachalin i, czego po dziś dzień nie uznaje, Kuryle oraz kontrolę nad Mandżurią i Mongolią Wewnętrzną – pozostałości dawnego cesarstwa nazwano po prostu Japonią, nie zdetronizowano ani nie pociągnięto też do odpowiedzialności cesarza Hirohito (urząd cesarski ograniczono jednak do roli symbolicznej), kraj związano pacyfistyczną konstytucją pozbawiając go sił zbrojnych;
  - Włochy, gdzie w 1943 roku obalono faszystów, a kraj przeszedł na stronę aliantów, potraktowane łagodnie – zachowały ciągłość państwową, utraciły jednak Istrię, kolonie afrykańskie (w tym podbitą wcześniej Abisynię), skrawki terytorium na pograniczu francuskim oraz zdobycze w Albanii i Dalmacji, wyłączono z nich również niepodległe Wolne Terytorium Triestu;
  - ZSRR zdobył północne Prusy Wschodnie na Niemczech, Kresy Wschodnie na Polsce, Kuryle, południowy Sachalin i Liaotung na Japonii oraz Zakarpacie na Czechosłowacji, zachował również anektowane w trakcie wojny wcześniej niepodległe kraje bałtyckie, rumuńską Besarabię i północną Bukowinę, fińską Karelię, większość Salli i okręg Petsamo, ponadto wymusił dzierżawę Porkkali;
  - państwowość krajów Europy Środkowo-Wschodniej podtrzymały radzieckie satelity o zmienionych granicach:
    - Bułgaria w 1946 roku przekształcona w Ludową Republikę Bułgarii zatrzymała wcześniej rumuńską południową Dobrudżę, oddając jednak Jugosławii Macedonię Wardarską, a Grecji część Macedonii Egejskiej;
    - odtworzona jako Trzecia Republika Czechosłowacka Czechosłowacja odzyskała od Węgier południową Słowację, Zaolzie od Polski i Sudetenland od Niemiec;
    - Druga Republika Węgierska zwróciła przekształconej w Rumuńską Republikę Ludową w 1947 roku Rumunii północny Siedmiogród, Kriszanę i Marmarosz, a Jugosławii Baczkę, Prekmurje, Baranję i Međimurje;
    - Rzeczpospolita Polska powstała w prawie zupełnie zmienionych, sztucznych granicach;

  - niezależność od Związku Radzieckiego zachowały: Finlandia (za cenę ustępliwej polityki), restaurowane Królestwo Grecji (po klęsce komunistów w wojnie domowej) oraz kraje wyzwolone przez komunistyczne partyzantki, które utworzyły Socjalistyczną Federacyjną Republikę Jugosławii i Albańską Republikę Ludową – ich przywódcy, Josip Broz i Enver Hoxha zostali samodzielnymi dyktatorami i władali dożywotnio, ponadto, poza Europą, nie powiodła się radziecka próba ustanowienia kontroli nad Iranem;
  - odtworzono lub zlikwidowano następujące państwa: restaurowano anektowaną przez Japonię w 1910 roku Koreę jako krótkotrwałą Koreańską Republikę Ludową, rozwiązano istniejące od roku 1932 Mandżukuo o ograniczonym uznaniu międzynarodowym, Wolne Miasto Gdańsk wcielono do Polski, a Pierwszą Republikę Słowacką do odrodzonej Czechosłowacji;
  - przyspieszyła dekolonizacja stopniowo kładąc kres potędze imperium brytyjskiego i francuskiego, większość lub całość swoich posiadłości utracili również Holendrzy[ad], Belgowie[ae], Portugalczycy[af] i Hiszpanie[ag] – jako pierwsze suwerenność uzyskały:
    - na Bliskim Wschodzie kontrolowane przez Brytyjczyków Królestwo Transjordanii i kontrolowana wcześniej przez Francuzów (de facto niepodległa od 1943 roku) Republika Syryjska (obie w 1946 roku), ponadto już w trakcie wojny, w 1943 roku usamodzielnił się jako Republika Libańska władany przez Francuzów Liban;
    - w Azji Dalekowschodniej zarządzana przez Amerykanów Republika Filipin (1946 rok), choć już w 1945 roku niepodległość ogłosiła Demokratyczna Republika Wietnamu, lecz do 1954 roku pozostawała nieuznawana;
    - w Afryce Zjednoczone Królestwo Libii administrowane po wojnie przez Brytyjczyków i Francuzów (1951 rok);

  - zagłada Żydów nasiliła syjonizm, co doprowadziło do wojny domowej w Palestynie zakończonej zwycięstwem Żydów w 1948 roku i proklamacją Państwa Izrael – w odpowiedzi kraj nieskutecznie zaatakowała koalicja arabska i rozpoczął się trwający po dziś konflikt izraelsko-arabski;
- dokonano masowych przesiedleń ludności:
  - Niemców z ziem włączonych do Polski i ZSRR oraz autochtonicznej ludności niemieckiej z innych regionów Europy Środkowej (Niemców sudeckich, bałtyckich, karpackich i Sasów siedmiogrodzkich, do późniejszych RFN i NRD, Niemców krymskich do Azji), równocześnie rozpoczęła się wewnątrzniemiecka ucieczka ze strefy radzieckiej;
  - Polaków z ziem włączonych do ZSRR na ziemie poniemieckie, równocześnie nastąpiło wypędzenie Ukraińców z ziem polskich najpierw do ZSRR, później na zachód kraju;
  - japońskich kolonistów z Korei, Mandżurii i Tajwanu do Japonii, Włochów z Istrii i Dalmacji do Włoch, Finów z Karelii w głąb kraju, części Węgrów słowackich do Czech;
  - w związku z powstaniem Izraela i wrogością państw arabskich wobec niego doszło też do wysiedleń Palestyńczyków z zajętych terenów oraz eksodusu ludności żydowskiej z państw muzułmańskich;
  - ponadto, jeszcze w trakcie wojny władze radzieckie dokonały czystek etnicznych poprzez skutkujące setkami tysięcy ofiar deportacje w głąb ZSRR: Wajnachów (Aardach, rok 1944), Tatarów krymskich (Sürgünlik, rok 1944) i Kałmuków (operacja „Ułus”, rok 1943), a już po niej deportowały Ślązaków (Tragedia Górnośląska, rok 1945) i Estończyków, Łotyszy oraz Litwinów (operacja „Priboj”, rok 1949).
- usiłowano pociągnąć do odpowiedzialności zbrodniarzy i przywódców Osi, w Niemczech m.in. przez procesy norymberskie, które jednak ominęły większość najważniejszych dygnitarzy nazistowskich, którzy popełnili samobójstwa (Hitler, Himmler, Goebbels), zginęli w trakcie wojny (Heydrich), lub uciekli z Europy (Pavelić), w Japonii natomiast był to trybunał tokijski, który dał radę osądzić większą ilość przywódców, aktywnych jeszcze podczas wcześniejszych agresji japońskich (m.in. Tōjō, Hirota, Koiso, Itagaki, Hata, Hiranuma, Doihara) – również w innych krajach w osobnych procesach skazywano zbrodniarzy, przywódców, jak i kolaborantów (stracono m.in. Antonescu, Tiso, Quislinga, Własowa i Lavala);
- wzrost potęgi USA i ZSRR doprowadził do zimnej wojny między blokami ich sojuszników i stref wpływu (granicę tych obozów w Europie nazwano żelazną kurtyną), skutkiem czego wybuchały liczne krwawe wojny (np. Korea 1950–53, Wietnam 1955–75) i niebezpieczne kryzysy (np. Kuba 1962) – zwycięstwo USA zwieńczył rozpad Związku Radzieckiego sfinalizowany w 1991 roku;
- Pax Americana, pojednanie państw zachodnich (zjednoczonych przeciwko komunistom) skutkujące utworzeniem NATO na mocy traktatu północnoatlantyckiego (1949 rok), w odpowiedzi ZSRR powołał Układ Warszawski (1955 rok);
- podjęto działania na rzecz pokoju, praw człowieka i mającej je chronić demokracji:
  - Ligę Narodów zastąpiono Organizacją Narodów Zjednoczonych;
  - powołano Radę Europy i wspólnoty europejskie, które położyły podwaliny pod Unię Europejską;
- powstały i upowszechniły się nowe technologie, zwłaszcza wojskowe (m.in. broń jądrowa, odrzutowce, radary, czy rakiety), co doprowadziło do zmiany sposobów prowadzenia walki: wzrosła rola lotnictwa i wojsk powietrznodesantowych, dobiegł kres ery kawalerii oraz wielkich okrętów artyleryjskich (zwłaszcza pancerników) zastąpionych rakietowymi i lotniczymi – równocześnie, dzięki tym wynalazkom możliwe stały się innowacje takie, jak podróże kosmiczne, czy energetyka jądrowa.

Konflikt stał się tematem niezliczonych opracowań naukowych oraz dzieł sztuki: książek, filmów, obrazów, muzyki, gier wideo, czy spektakli.

## Nazwa
Prasa brytyjska po raz pierwszy użyła terminu „II wojna światowa” już 11 września 1939, mimo że dopiero w 1940 roku miała rozlać się na większym obszarze.
Obecnie w Polsce nazywana jest niejednokrotnie po prostu „wojną”, gdyż była to ostatnia wojna (stan na 1 lutego 2025) tocząca się na jej terenie, poza tym odcisnęła nieopisany ślad na kulturze Polaków. Przymiotniki takie jak „powojenny” czy „przedwojenny” opierają się na datach początku i końca II wojny światowej.

## Preludium
Zapowiedzią nadchodzącego konfliktu był wzrost nastrojów nacjonalistycznych i dążeń ekspansywnych ze strony kilku przeważnie totalitarnych, bądź autorytarnych państw, które obecnie określamy jako państwa Osi.
Początek agresywnej polityce wobec sąsiadów dała Japonia poprzez aneksję Mandżurii we wrześniu 1931 roku i utworzenie marionetkowego państwa Mandżukuo. Kolejnym krokiem był atak, rządzonych przez Benito Mussoliniego, Włoch na Abisynię (wojna włosko-abisyńska) i wojna chińsko-japońska. Polityka głównych państw zachodnich była ustępliwa (np. Czechosłowacji – układ monachijski, październik 1938 roku) prowadząc do przekonania rządów państw Osi o możliwości kolejnych żądań.
W Hiszpanii od 1936 roku trwała krwawa wojna domowa, w której starły się interweniujące państwa faszystowskie i wojska republikańskie wspierane przez tysiące ochotników (także z Polski). Jawnie po stronie republiki opowiedziały się Meksyk i Związek Radziecki. Ze strony Włoch przykładem złamania prawa międzynarodowego i ekspansjonizmu było zajęcie Albanii wiosną 1939 roku.
Główną przyczyną wojny światowej w Europie było jednak świadome dążenie do wojny przez rządzoną przez Adolfa Hitlera III Rzeszę w celu realizacji jego zbrodniczych planów. Początkowo były to kroki mające na celu zniesienie ograniczeń traktatu wersalskiego, jak remilitaryzacja Nadrenii w 1936 roku. Kolejne uzasadniano przyłączeniem obszarów zamieszkałych przez ludność niemieckojęzyczną (Anschluss Austrii w marcu 1938 roku, przyłączenie Sudetenlandu w październiku 1938 roku oraz aneksja utraconego na rzecz Litwy Memellandu). Jawną agresją było przyłączenie Czech w marcu 1939 roku. W tym czasie Hitler wysunął żądania wobec Polski, których spełnienie oznaczałoby utratę suwerenności (np. połączenie autostrady Berlin-Königsberg odciętej korytarzem polskim).
Kilka dni przed wybuchem wojny – 23 sierpnia 1939 roku – III Rzesza podpisała z ZSRR tzw. pakt Ribbentrop-Mołotow, którego tajny protokół zakładał podział Europy Środkowo-Wschodniej. Zapowiedzią ataku na Polskę był incydent jabłonkowski w nocy z 25 na 26 sierpnia 1939 roku.

## Działania zbrojne

### Agresja III Rzeszy i ZSRR na Polskę
Źródła

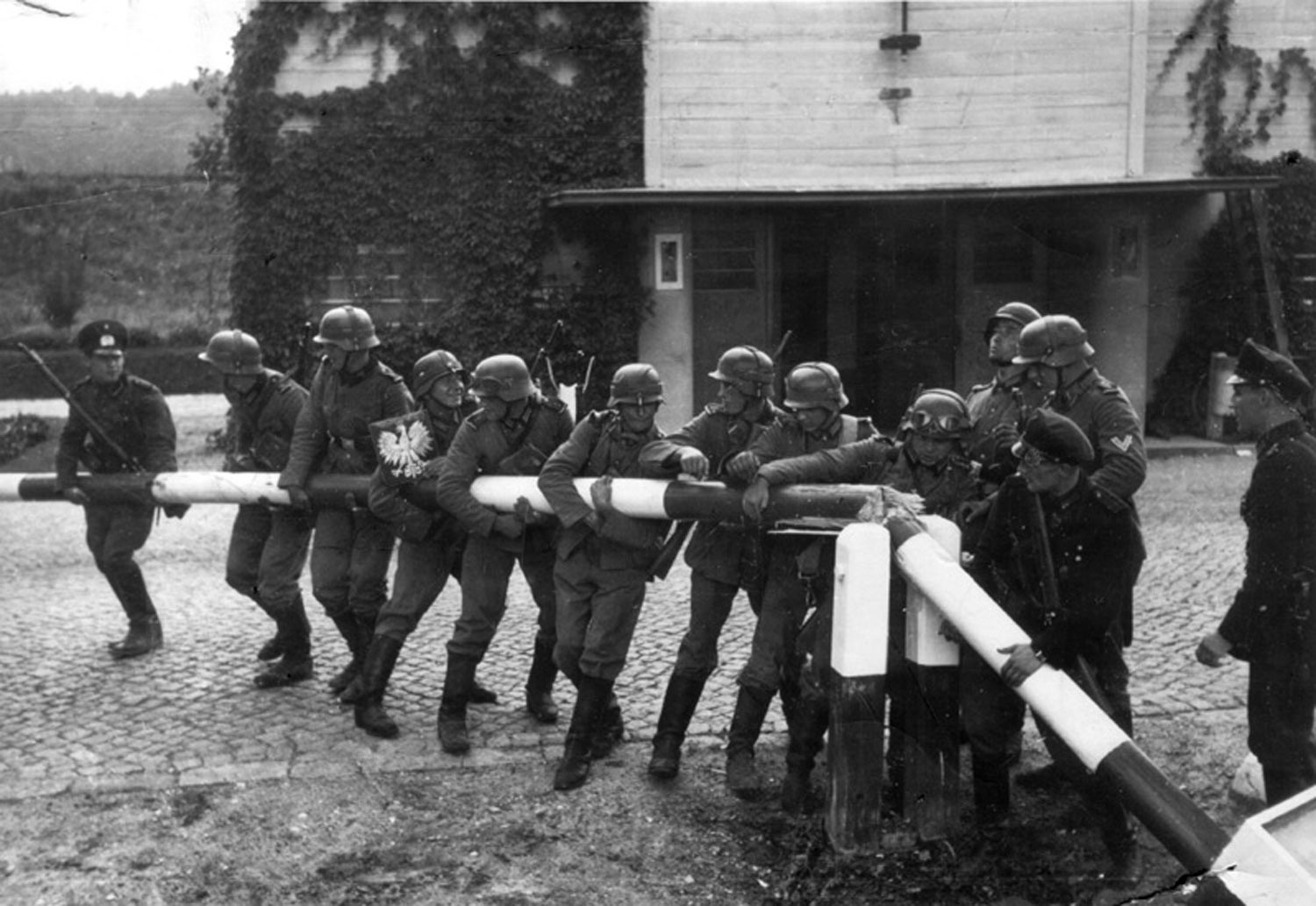
Słynne zdjęcie wykonane przez niemieckiego fotografa Hansa Sönnkego przedstawiające niemieckich żołnierzy i policjantów gdańskich łamiących szlaban –wykonano je ex post 14 września 1939 na przejściu granicznym w Kolibkach pomiędzy Gdynią a Sopotem, częścią WMG

1 września 1939 roku III Rzesza w porozumieniu ze ZSRR dokonała zbrojnej agresji na Polskę na całej długości granicy międzypaństwowej. Operacją dowodzili generałowie Walther von Brauchitsch, Fedor von Bock oraz Gerd von Rundstedt. Obroną Polski kierowali formalnie Naczelny Wódz Polskich Sił Zbrojnych, marszałek Edward Śmigły-Rydz i szef Sztabu Głównego, generał Wacław Stachiewicz.
Symbolicznymi miejscami rozpoczęcia wojny były obrona mostów tczewskich, nalot na Wieluń, przeprowadzony przez eskadrę 4 Floty Powietrznej generała Wolframa von Richthofena oraz ostrzał Wojskowej Składnicy Tranzytowej na Westerplatte przez pancernik „Schleswig-Holstein”. Według odnalezionych w 2022 roku telegramów Armii Kraków pierwszy atak nastąpił na Górnym Śląsku na linii Racibórz–Rydułtowy–Wodzisław Śląski o godzinie 3:14. Agresja wzdłuż całej granicy niemiecko-polskiej nastąpiła zgodnie z dyrektywami planu „Fall Weiss”. 
W chwili wybuchu wojny Polska miała zawarty układ sojuszniczy z Francją z 1921 roku, układ sojuszniczy z Wielką Brytanią z 25 sierpnia 1939 roku oraz sojusz z Rumunią, obowiązujący jednak tylko w przypadku ataku ze strony Związku Radzieckiego. Niemcy były powiązane paktem antykominternowskim z Japonią i Włochami, tzw. paktem stalowym z Włochami oraz układem ze Związkiem Radzieckim (pakt Ribbentrop-Mołotow) z 23 sierpnia 1939 roku, który de facto dzielił Europę Środkową na strefy wpływów obu państw i dawał Niemcom wolną rękę w wojnie z Polską.
Formalnie wojna nabrała charakteru światowego z chwilą wypowiedzenia jej Niemcom przez Wielką Brytanię i Francję 3 września 1939 roku. Wraz z Wielką Brytanią do wojny przystąpiły Indie Brytyjskie i główne państwa Wspólnoty Brytyjskiej (dominia brytyjskie): Australia, Nowa Zelandia, Nowa Fundlandia i Tonga (3 września), ZPA (6 września) i Kanada (10 września). Oficjalnie po stronie Niemiec do wojny nie przyłączyły się na tym etapie jednak ani Włochy, ani Japonia. Neutralność zachowały Węgry i Rumunia. Do niemieckiego ataku na Polskę przyłączyła się natomiast Słowacja (siłami Armii Polowej „Bernolák”, która w liczbie pięćdziesięciu tysięcy żołnierzy wkroczyła do Polski kilka godzin po Niemcach), która była wówczas protektoratem Niemiec.

Jednym z pierwszych celów najeźdźcy niemieckiego było zajęcie korytarza polskiego. Polska flota dowodzona przez wiceadmirała Józefa Unruga nie mogła konkurować z potężną Kriegsmarine, zdecydowano więc, że lepiej zapobiec jej zniszczeniu i ewakuować cenne niszczyciele do Wielkiej Brytanii jeszcze przed wybuchem walk. Dzięki operacji „Peking” wykonanej pod koniec sierpnia uratowano ORP „Błyskawica”, ORP „Burza” i ORP „Grom”. Z większych jednostek pozostały w Polsce tylko niszczyciel ORP „Wicher” i duży stawiacz min ORP „Gryf”, bezsilne wobec niemieckiej przewagi. W trakcie obrony polskiego wybrzeża doszło tylko do jednej bitwy morskiej z ich udziałem – 3 września wraz z 31 Baterią odpędziły dwa niemieckie niszczyciele, uszkadzając „Z1 Leberecht Maass”. Polska flota została szybko zniszczona przez Luftwaffe, a wojska lądowe na Pomorzu błyskawicznie odcięte przez zagony niemieckie. Pomimo to niektóre jednostki broniły się do 2 października.

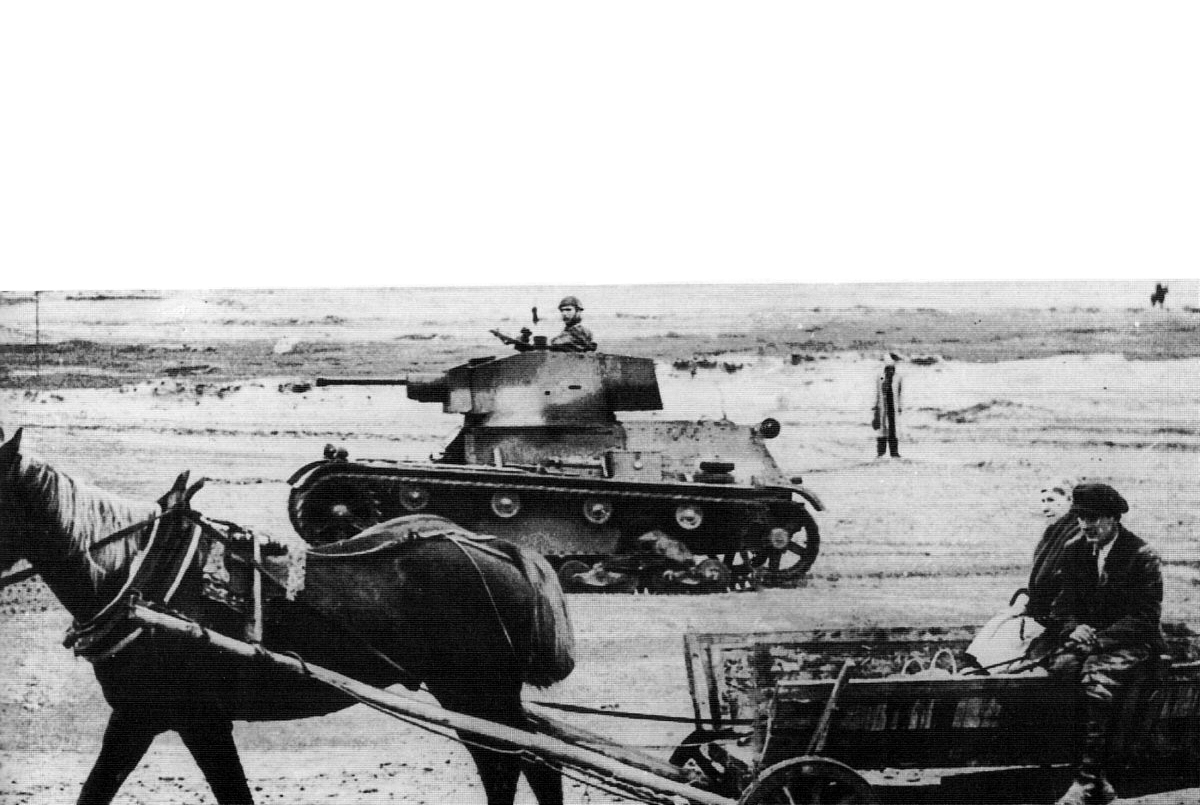
Polski czołg lekki 7TP obok uchodźców (1939 rok)

W przełamaniu granicy polskiej pomogło Niemcom zastosowanie strategii blitzkriegu. W obliczu przewagi liczebnej wroga, jego absolutnej dominacji w powietrzu oraz wyższości technologii niemieckiej nad polską, nie było możliwe stawienie skutecznego oporu. Polacy nie prowadzili działań ofensywnych, poza kilkoma wypadami kawalerii do Prus Wschodnich. Ciężkiej sytuacji wojsk polskich nie zmieniło zwycięstwo polskiej kawalerii pod Mokrą. Niemcy parli przed siebie w zastraszającym tempie. Do 6 września opanowali bardzo ważny Górny Śląsk. Polskie armie wycofywały się. 8 września Niemcy dotarli już pod Warszawę, którą zaczęli oblegać. Stolica została obsadzona licznym garnizonem i pod dowództwem generała Waleriana Czumy oparła się pierwszym szturmom. W celu skruszenia morale obrońców Luftwaffe prowadziła naloty na Warszawę. Do największej bitwy kampanii doszło nad rzeką Bzura w dniach 9–22 września. Uczestniczyło w niej po obu stronach około 650 tysięcy żołnierzy. Niemcy dążyli do zamknięcia wojsk polskich w gigantycznym kotle na zachód od Wisły, jednak solą w oku była im wycofująca się na wschód Armia „Poznań” generała Tadeusza Kutrzeby, która w dodatku połączyła się z dywizjami Armii „Pomorze”, tworząc znaczne zgrupowanie wojsk na tyłach pozycji Wehrmachtu. Wojska te stanowiły znaczne zagrożenie dla Niemców, nieunikniona więc była bitwa. Wyjątkowo, pod Bzurą, to Niemcy bronili się. Wojska Kutrzeby uderzyły na północne skrzydło Grupy Armii „Południe”. Choć Polacy ponieśli bardzo ciężkie straty, a zgrupowanie zostało rozbite, to udało się spowolnić pościg za wycofującymi się na przedmoście rumuńskie armiami „Prusy”, „Lublin”, „Kraków” i „Karpaty”. 11 września Niemcy dotarli do Przemyśla, który zdobyli trzy dni później.
17 września bez określonego w prawie międzynarodowym wypowiedzenia wojny zaatakowała Polskę również Armia Czerwona pod dowództwem komandarma Siemiona Timoszenki. Atak ten złamał polsko-radziecki pakt o nieagresji z 1932 roku, który miał obowiązywać do 1945 roku, jednak nie wywołał ze strony rządu polskiego wypowiedzenia wojny. Związek Radziecki w nocie przedstawionej w nocy 17 września 1939 roku – już w chwili rozpoczęcia agresji – ambasadorowi RP w Moskwie, Wacławowi Grzybowskiemu, stwierdził jednostronnie zaprzestanie istnienia państwa polskiego. Ambasador odmówił przyjęcia noty, polscy dyplomaci wyjechali z terytorium Związku Radzieckiego dopiero po interwencji dziekana korpusu dyplomatycznego, ambasadora Rzeszy Friedricha-Wernera von der Schulenburga. Pierwszy meldunek o agresji radzieckiej dotarł do władz w Warszawie z jednostek polskich w Czortkowie. Naczelny Wódz Edward Rydz-Śmigły wydał dyrektywę:

Sowiety wkroczyły. Nakazuję ogólne wycofanie na Rumunię i Węgry najkrótszymi drogami. Z bolszewikami nie walczyć, chyba w razie natarcia z ich strony lub próby rozbrojenia oddziałów. Zadanie Warszawy i miast, które miały się bronić przed Niemcami – bez zmian. Miasta do których podejdą bolszewicy, powinny z nimi pertraktować w sprawie wyjścia garnizonów do Węgier lub Rumunii.

Na wieść o agresji ZSRR, wobec natarcia Armii Czerwonej rząd polski, premier generał Felicjan Sławoj Składkowski i prezydent Ignacy Mościcki ewakuowali się w nocy 17 września na terytorium sojuszniczej Rumunii. Wbrew porozumieniu polsko-rumuńskiemu o swobodnym prawie przejazdu (fr. droit de passage), pod naciskiem niemiecko-radzieckim i przy porozumieniu Rumunów z rządem francuskim, polscy oficjele zostali bez uprzedzenia internowani. Nazajutrz marszałek Rydz-Śmigły uciekł na Rumunię. On również został internowany. Opuszczenie broniącego się kraju przez Naczelnego Wodza wywołało oburzenie Polaków.
Największy opór Armii Czerwonej stawił Korpus Ochrony Pogranicza, który jednak był zbyt nieliczny, by móc zatrzymać wroga. Z miast polskich najsilniej broniły się Lwów (12–22 września, również przed Niemcami) i Grodno (20–22 września).
25 września prezydent Mościcki, korzystając z prerogatyw konstytucji o możliwości wyznaczenia następcy w czasie wojny, wydał dekret o przekazaniu władzy ambasadorowi w Rzymie, generałowi Bolesławowi Wieniawie-Długoszowskiemu. Był on jednak osobą co najmniej kontrowersyjną i wyborowi sprzeciwili się alianci zachodni. Generał zrzekł się nominacji, a jego stanowisko powierzono Władysławowi Raczkiewiczowi, co zapoczątkowało działalność Rządu RP na uchodźstwie, na czele którego stanął generał Władysław Sikorski. Brak publicznego formalnego ogłoszenia przez Prezydenta i rząd RP faktu istnienia stanu wojny między Związkiem Radzieckim a Polską i brak jednoznacznego rozkazu Naczelnego Wodza stawiania oporu najeźdźcy doprowadził do dezorientacji dowódców i żołnierzy (na przykład podczas obrony Lwowa), a w konsekwencji do wzięcia do niewoli ok. 250 tysięcy żołnierzy i oficerów, w większości nie stawiających oporu.
28 września skapitulowała Warszawa oraz broniąca jej armia przed dowódcą oblężenia, generałem Johannesem Blaskowitzem. Morale oddziałów polskich, jak i całego społeczeństwa zostały zachwiane. 6 października zakończyła się ostatnia batalia kampanii – bitwa pod Kockiem, przegrana przez Polaków. Kampania wrześniowa dobiegła końca, wojska niemieckie i radzieckie zajęły terytorium Polski i zdławiły zorganizowany opór regularnych wojsk polskich na terenie kraju III Rzesza i Związek Radziecki rozpoczęły okupację terytorium Rzeczypospolitej i likwidację polskiej państwowości według traktatu z 28 września.
Mieszkańcy obu okupowanych części państwa polskiego poddani zostali represjom przez okupantów. Jeszcze we wrześniu 1939 roku rozpoczęły działalność podporządkowane Rządowi RP na uchodźstwie struktury państwa podziemnego. Ciągłość państwowa Rzeczypospolitej Polskiej na arenie międzynarodowej wbrew deklaracjom agresorów i okupantów została zachowana. W okupowanym kraju odtworzono konspiracyjną administrację i podziemne Wojsko Polskie.
28 września w zawartym w Moskwie pakcie o granicach i przyjaźni III Rzesza i Związek Radziecki dokonały wbrew prawu międzynarodowemu (konwencja haska IV z 1907 roku) wytyczenia granicy niemiecko-sowieckiej na okupowanym terytorium Polski. W stosunku do ustaleń tajnego protokołu do paktu Ribbentrop-Mołotow dwaj agresorzy dokonali jednak pewnej modyfikacji: Związek Radziecki oddał III Rzeszy terytorium Lubelszczyzny w zamian za zgodę Niemiec na podporządkowanie Związkowi Radzieckiemu Litwy. Władza radziecka podzieliła swoje zdobycze między Białoruską i Ukraińską Socjalistyczną Republikę Radziecką – zostały one wcielone do Związku Radzieckiego. Wileńszczyznę przekazano natomiast Litwie, co było czysto kurtuazyjnym gestem (Stalin i tak zamierzał zająć Litwę, czego dokonał w 1940 roku). Na zajętych przez siebie ziemiach Niemcy ustanowili Ober-Ost (Naczelne Dowództwo na Wschodzie), tymczasową okupacyjną władzę wojskową. Hitler zamierzał odzyskać dla Niemiec ziemie utracone po I wojnie światowej – Wielkopolskę, Górny Śląsk i korytarz polski (część Prus Zachodnich). Ziemie te zostały wcielone do III Rzeszy (ludność polska została wysiedlona, w jej miejsce osadzono Niemców z Rzeszy oraz przesiedleńców z krajów bałtyckich i Rumunii w ramach akcji „Heim ins Reich”), z reszty utworzone zostało Generalne Gubernatorstwo. Hitler nagrodził Słowację za udział w inwazji skrawkiem ziem polskich.
Wolne Miasto Gdańsk, zdominowane przez ludność niemiecką i zarządzenie przez nazistów pod kierownictwem Alberta Forstera wzięło udział w kampanii wrześniowej po stronie Niemiec – jego policja pod dowództwem pułkownika Williego Bethke zaatakowała Pocztę Polską w Gdańsku, a siły porządkowe wspomagały ataki na Westerplatte. Już 1 września, po kilku godzinach walk miasto-państwo uchwałą własnego senatu i Reichstagu zostało włączone do Niemiec.

### Konfrontacja japońsko-radziecka

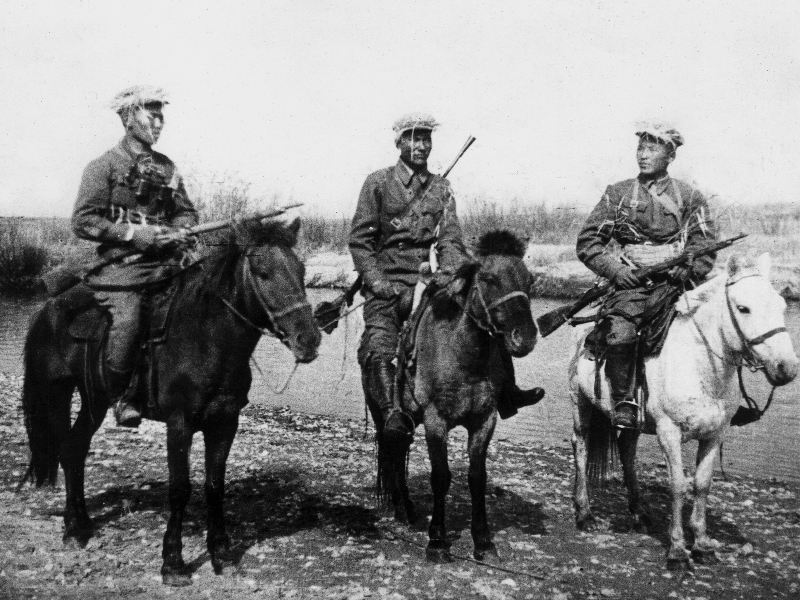
Kawaleria mongolska nad Chałchin-Goł (1939 rok)

Równolegle do tych wydarzeń na Dalekim Wschodzie, w dniach 11 maja do 16 września miała miejsce duża bitwa nad rzeką Chałchin-Goł na granicy okupowanych przez Japonię Chin i Mongolii, państwa satelickiego ZSRR. Japończycy planowali podbój Mongolii Zewnętrznej jako bazy wypadowej w głąb Związku Radzieckiego oraz włączenie jej do marionetkowego Mengjiangu. Nie spodziewali się jednak, że Mongołowie dowodzeni przez marszałka Chorlogijna Czojbalsana stawią im silny opór. Japończycy ściągnęli więc wsparcie, jednak Czojbalsanowi na pomoc ruszyła Armia Czerwona pod dowództwem komkora Gieorgija Żukowa. Po obu stronach w bitwie udział wzięło ponad 130 tysięcy żołnierzy, liczne lotnictwo, artyleria i siły pancerne. Dysponujący znaczną przewagą Japończycy zostali pokonani i do końca wojny nie próbowali już uderzać na ZSRR lub Mongolię.

### Front zachodni 1939–1940
Źródła

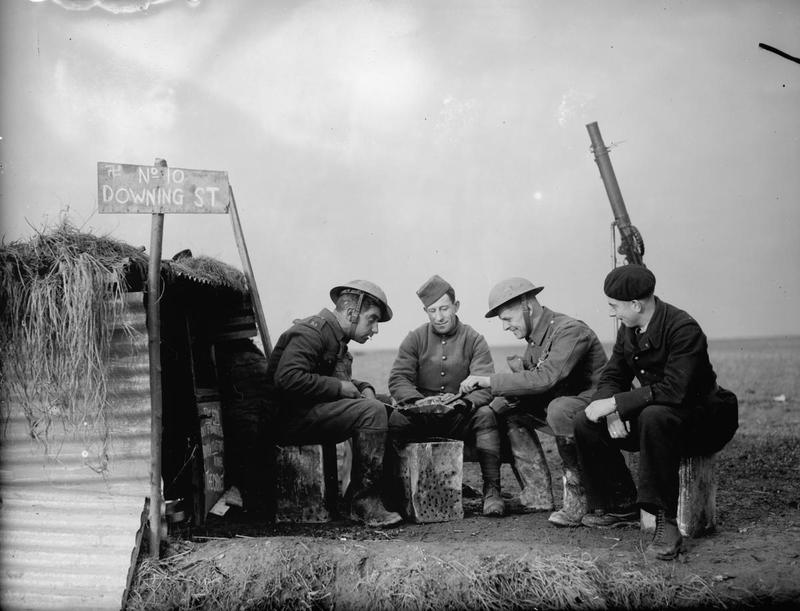
Brytyjscy i francuscy żołnierze grają w karty (28 listopada 1939 roku)

Gdy w Polsce trwały walki, na froncie zachodnim toczyła się nazwana przez Niemców „Sitzkrieg” (niem. „wojna siedząca”) lub przez Francuzów „Drôle de guerrev (fr. „dziwna wojna”). 5 września Francuzi podjęli ograniczoną ofensywę w Zagłębiu Saary. Mając znaczną przewagę liczebną i materiałową, wkroczyli jedynie 8 kilometrów w głąb terytorium Niemiec na odcinku frontu o szerokości 32 kilometrów. Mimo że nie napotkali przy tym większego oporu wroga, zgodnie z rozkazem generała Maurice’a Gamelina zatrzymali się przed umocnieniami Linii Zygfryda. Wkrótce potem, 12 września na posiedzeniu Rady Najwyższej Sprzymierzonych w Abbeville Francja i Wielka Brytania postanowiły, że nie udzielą Polsce realnej, wojskowej pomocy. Francuskie dywizje wycofały się więc za umocnienia Linii Maginota, podczas gdy przysłany na kontynent Brytyjski Korpus Ekspedycyjny stał bezczynnie na granicy francusko-belgijskiej. Stan ten trwał aż do maja 1940 roku.
W przeciwieństwie do braku istotnych działań wojennych na kontynencie (o których decydowali z natury rzeczy Francuzi), działania wojenne na morzach były od początku intensywne. Już 3 września 1939 roku niemiecki okręt podwodny „U-30” zatopił statek pasażerski SS „Athenia”. Do końca 1939 roku alianci stracili ok. 220 statków oraz kilka dużych okrętów (np. lotniskowiec HMS „Courageous”, pancernik HMS „Royal Oak”, krążownik pomocniczy HMS „Rawalpindi”). Royal Navy zdołała natomiast doprowadzić do samozatopienia niemieckiego pancernika kieszonkowego „Admiral Graf Spee” w okolicy ujścia rzeki La Plata.

### Agresja ZSRR na Finlandię – wojna zimowa
Źródła

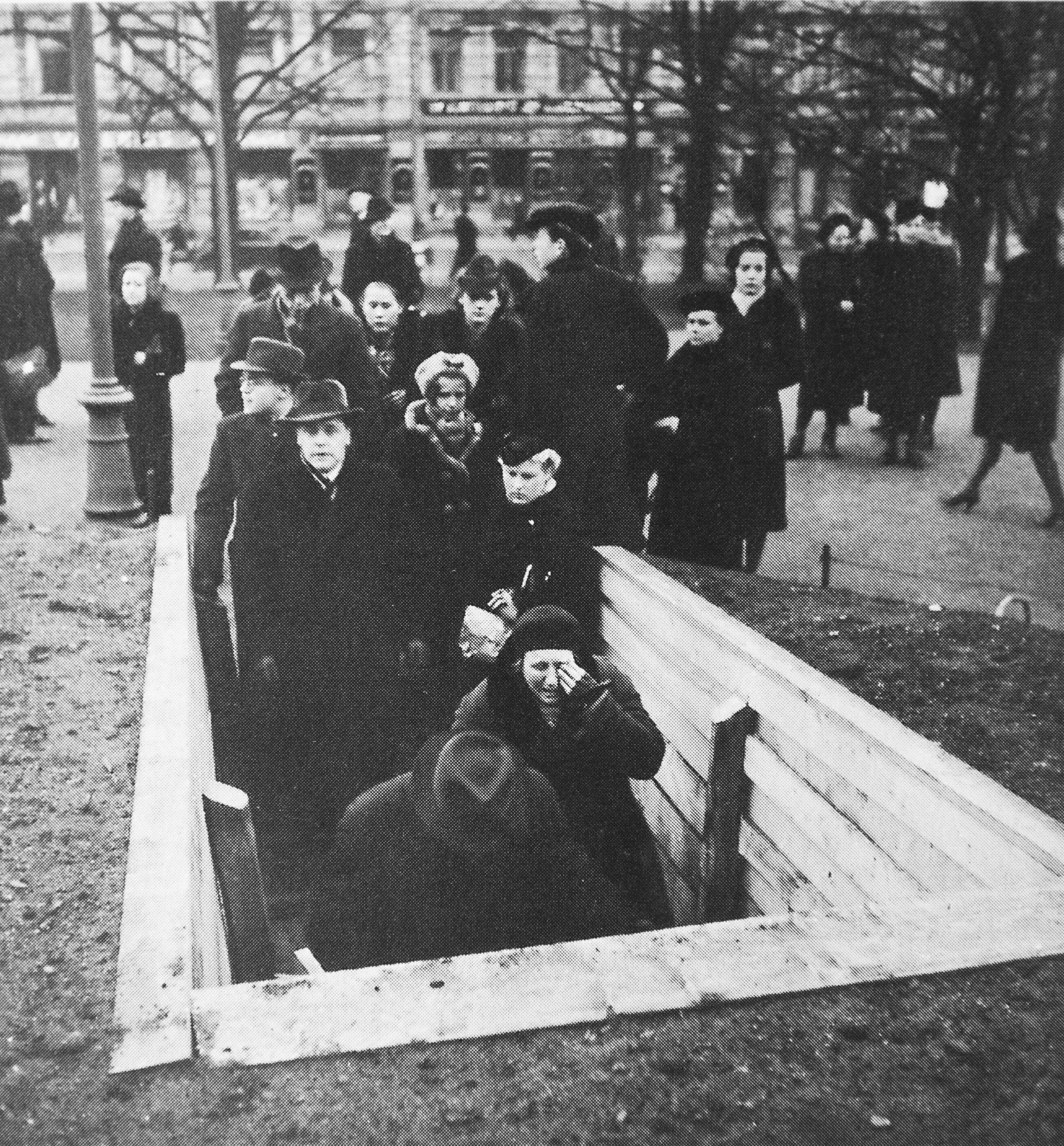
Helsińscy cywile kryją się w schronie przeciwlotniczym przed radzieckim nalotem (7 grudnia 1939 roku)

Stalin próbował rozciągnąć swoją strefę wpływów także na Finlandię. Odmiennie niż republiki bałtyckie, odmówiła ona jednak przyjęcia ultimatum ZSRR w sprawie wprowadzenia na swe terytorium baz wojskowych Armii Czerwonej i przesunięcia granicy radziecko-fińskiej na Przesmyku Karelskim, tak by w granicach ZSRR znalazła się obronna Linia Mannerheima, choć oferowano Finlandii dwukrotnie większe tereny w zamian (słabo zaludnionej tajgi). W konsekwencji po prowokacji radzieckiej – ostrzelaniu terytorium ZSRR przez artylerię Armii Czerwonej – Finlandia została zaatakowana. Pod pretekstem pomocy marionetkowej Fińskiej Republiki Demokratycznej Armia Czerwona, po zbombardowaniu Helsinek zaatakowała Finlandię.
Tzw. wojna zimowa toczyła się od 30 listopada 1939 roku do 13 marca 1940 roku. Ze strony radzieckiej operacją dowodził marszałek Klimient Woroszyłow. Obroną Finlandii kierował jej przywódca, marszałek Carl Gustaf Mannerheim oraz generał Hugo Viktor Österman. Pomimo przeprowadzenia prędkiej mobilizacji, armia fińska nie była w stanie dorównać wrogowi pod względem liczebności, ani tym bardziej w kwestii sprzętu (Finlandia: 332 000 ludzi, 80 czołgów, 160 samolotów; ZSRR: ok. 1 mln ludzi, 6541 czołgów i pojazdów opancerzonych, 800-3600 samolotów).

Mimo że siły fińskie były zdecydowanie słabsze liczebnie od agresora, zdołały stawić Armii Czerwonej 

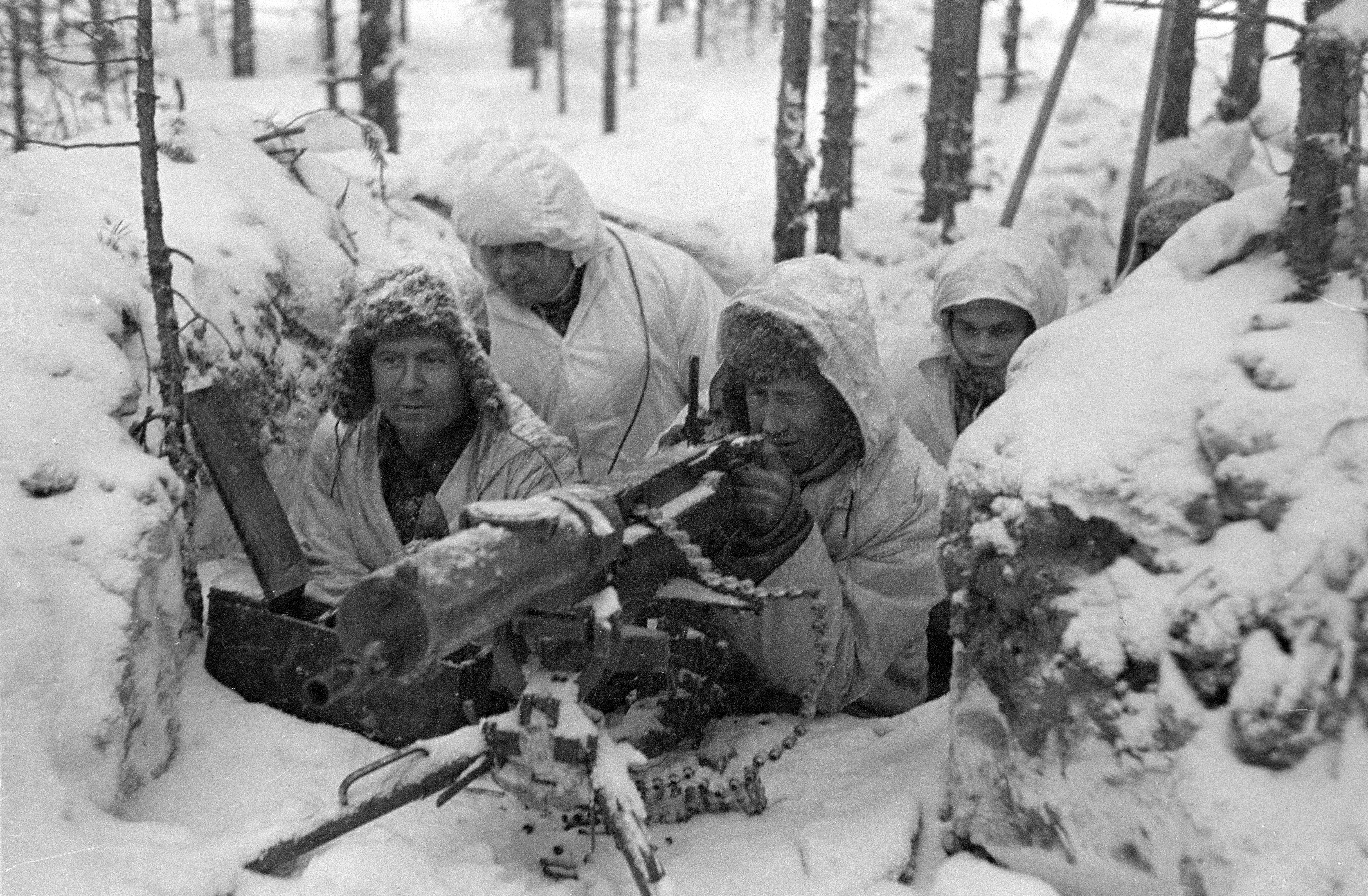
Fińskie stanowisko ogniowe z karabinem maszynowym pod Lemetti (21 lutego 1940 roku)

zdecydowany opór i powstrzymać marsz wroga, któremu udało się zająć bardzo małe obszary. Szczególnie zasłużyli się w obronie ojczyzny fińscy strzelcy wyborowi. Najsłynniejszym z nich, a zarazem najskuteczniejszym w historii wojen był Simo Häyhä zwany „Białą Śmiercią”, który zabił ponad 705 przeciwników w mniej niż sto dni. Siły radzieckie dziesiątkowały rozbudowane pola minowe oraz liczne pułapki i miny-fugasy. Działań Armii Czerwonej nie ułatwiały mrozy i wszechobecny śnieg, podczas gdy Finowie od pokoleń uczyli się funkcjonowania w tych warunkach. Słynne pozostają fińskie kamuflaże, które pozwalały ukrywać strzelców i stanowiska ogniowe. Jednym z najważniejszych starć wojny była bitwa pod Suomussalmi, spektakularny sukces Finów. Ostatecznie, dowództwo radzieckie, obawiając się interwencji niemieckiej, zdecydowała się na zakończenie działań zbrojnych. Propozycję pokoju Finlandia zaakceptowała, gdyż Mannerheim wiedział, że znikąd nie nadejdzie żadne wsparcie, a państwo nie wytrzyma przeciągającej się kosztownej wojny.
Finowie zadali Armii Czerwonej ogromne straty (126 875 zabitych i zaginionych) wobec małych własnych (29 980 zabitych) i obroniła niezależność. Na podstawie wymuszonego traktatu pokojowego Finlandia utraciła jednak część terytorium, m.in. ufortyfikowany Przesmyk Karelski z ważnym miastem Viipuri, a ZSRR w grudniu 1939 roku został wykluczony z Ligi Narodów. Zagrożenie niepodległości Finlandii w wyniku wojny zimowej i poniesione straty terytorialne spowodowały natomiast, że Finlandia porzuciła przy zmianie koniunktury politycznej politykę neutralności i stała się sojusznikiem III Rzeszy podczas wojny niemiecko-radzieckiej w 1941 roku.

### Niemiecka inwazja na Skandynawię

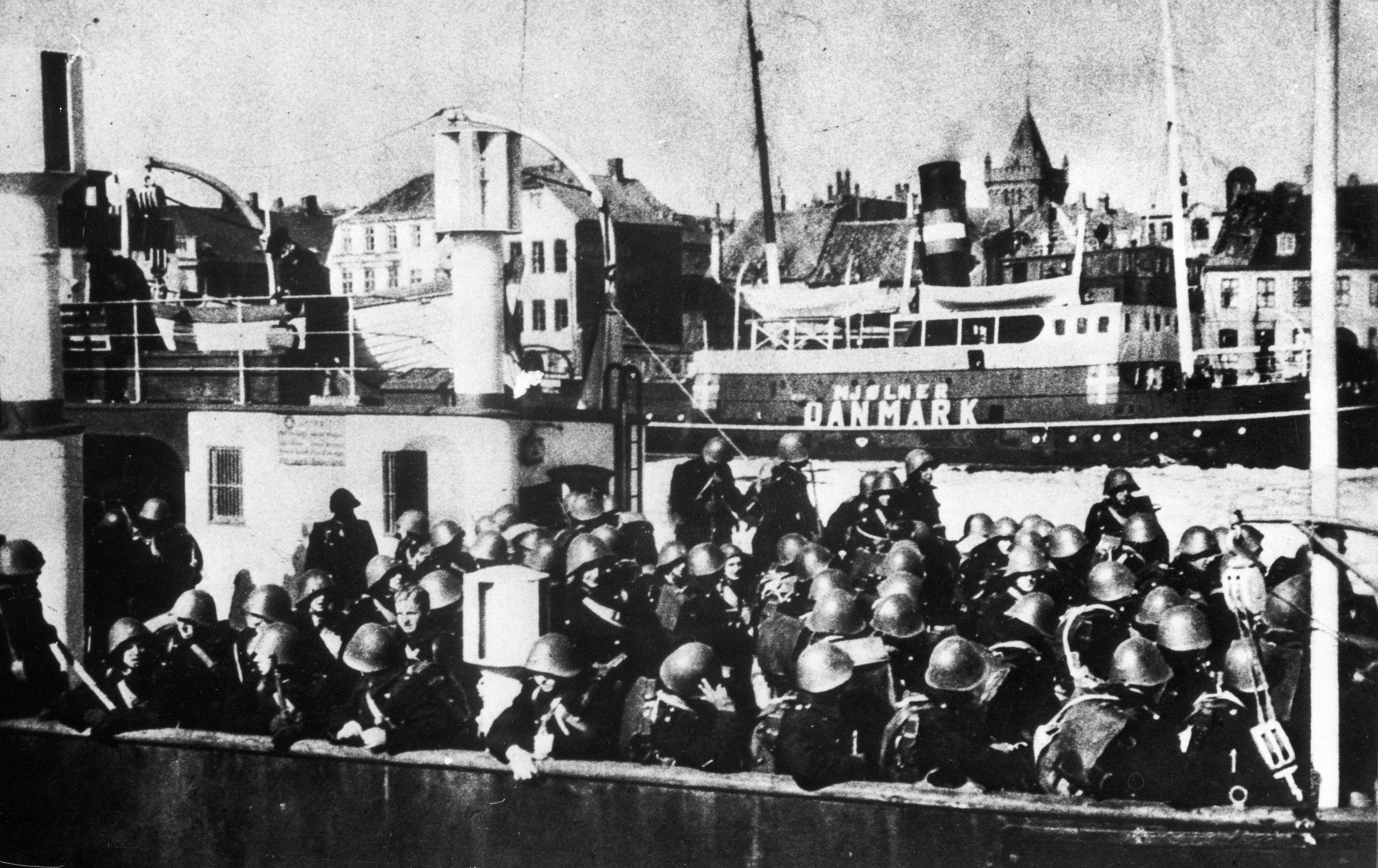
Duńscy żołnierze konfiskują prom, by ewakuować się do neutralnej Szwecji (9 kwietnia 1940 roku)

Aby zapewnić dostawy szwedzkich rud żelaza, niezbędnych dla niemieckiego przemysłu wojennego i uprzedzić spodziewane zajęcie norweskich portów przez aliantów, 9 kwietnia 1940 roku III Rzesza zaatakowała Danię i Norwegię. Operacją o kryptonimie „Weserübung” dowodził generał Nikolaus von Falkenhorst. Dania nie była w stanie stawiać jakiegokolwiek oporu i podporządkowała się Niemcom, broniła się natomiast Norwegia. Armia dowodzona była przez generała Kristiana Laakego, później generała Ottona Rugego. Największym sukcesem norweskim było zatopienie przez artylerię nadbrzeżną krążownika ciężkiego „Blücher”. Pomimo utraty najważniejszych miast, słaba 50-tysięczna armia norweska stworzyła ogniska oporu w głębi kraju, a król Haakon VII uniknął pojmania i wraz z rządem ewakuował się do Wielkiej Brytanii. Brytyjczycy i Francuzi wysadzili desanty w rejonie Åndalsnes i Namsos. Po zaciętych walkach z udziałem polskiej Samodzielnej Brygady Strzelców Podhalańskich został opanowany też Narwik. W trakcie trwania bitwy Kriegsmarine przeprowadziła operację „Juno”, mającą na celu odcięcie zaopatrzenia dla wojsk alianckich. W jej wyniku dwa pancerniki i krążownik ciężki zatopiły kilka okrętów alianckich, w tym lotniskowiec HMS „Glorious”. Sukcesy alianckie nie miały jednak już większego znaczenia w obliczu ataku III Rzeszy na Francję i kraje Beneluksu. W rezultacie w czerwcu Sprzymierzeni wycofali się. Dania i Norwegia pozostały pod okupacją do ostatnich dni wojny. Na terenie Norwegii ustanowiono kolaboracyjny rząd pod przywództwem Vidkuna Quislinga.

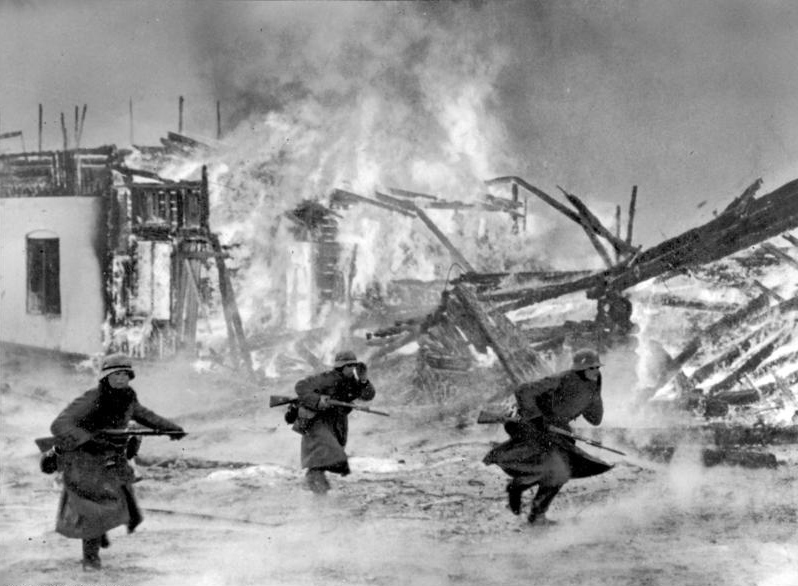
Niemiecka piechota atakuje norweską wieś (kwiecień 1940 roku)

Kampania norweska była wielkim sukcesem Niemiec. Wraz z Norwegią zdobyte zostały znaczne złoża cennych surowców, a Niemcom udało się uzależnić od siebie gospodarczo Szwecję. Norweskie porty i lotniska stały się odtąd dogodnymi bazami do ataków na Wielką Brytanię i północny Atlantyk. W ręce niemieckie dostała się prawie cała ocalała flota norweska, posiadająca kilka większych okrętów – pancerników obrony wybrzeża. Były to jednak okręty bardzo przestarzałe (np. „Harald Haarfagre” pochodził z końca XIX wieku) i przebudowano je na pływające baterie obrony przeciwlotniczej. Długa linia brzegowa kraju usiana fiordami była doskonałą kryjówką dla większych obiektów, np. dla największego okrętu niemieckiego, pancernika „Tirpitz”. Operacja ta przyniosła jednak duże straty Kriegsmarine, która utraciła dziesięć niszczycieli. Przez całą wojnę marynarka niemiecka odczuwała brak tych okrętów. Źle na morale marynarzy niemieckich wpłynęła strata „Blüchera”. Dotkliwym ciosem było także zatopienie dwóch krążowników lekkich – „Königsbergu” i „Karlsruhe”.
Bojąc się dalszego wzrostu potęgi niemieckiej Wielka Brytania uznała, że prawdopodobnym kolejnym celem wroga będzie zajęcie duńskich Wysp Owczych. By temu zapobiec Brytyjczycy wzięli je w okupację podczas operacji „Valentine” 11 kwietnia 1940 roku. Następnie zdecydowali się na podporządkowanie sobie Islandii, związanej unią personalną z Danią. 10 maja siły brytyjskie w sile 746 żołnierzy Royal Marines i 4 krążowników przeprowadziły operację „Fork”, w wyniku której cała wyspa znalazła się pod brytyjską okupacją.

### Niemiecka inwazja na Francję

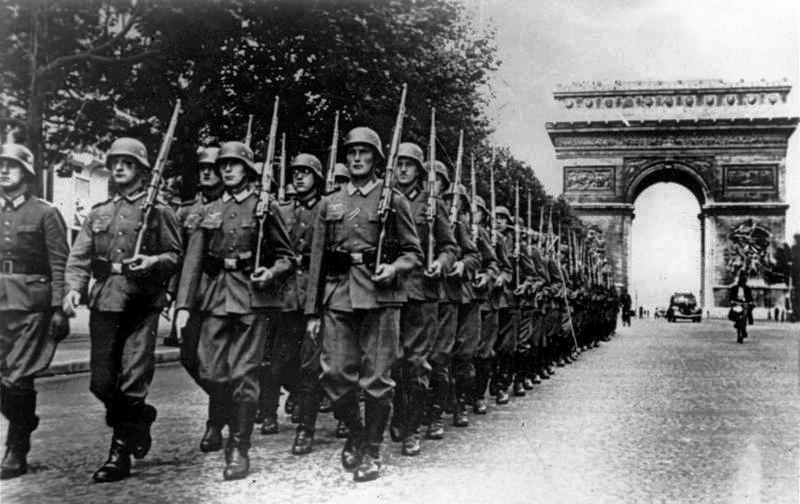
Defilada Wehrmachtu w zdobytym Paryżu (1940 rok)

10 maja 1940 roku Niemcy zaatakowali Holandię, Belgię i Luksemburg (Fall Gelb). Opanowanie przez spadochroniarzy mostów i lotnisk holenderskich pozwoliło armii niemieckiej na zajęcie tego kraju w ciągu sześciu dni. W dniach 12–15 maja Niemcy przerwali front francuski w rejonie Sedanu i ruszyli na zachód. 20 maja dotarli do kanału La Manche pod Abbeville, odcinając lewe skrzydło wojsk alianckich. 28 maja armia belgijska skapitulowała. Od 26 maja do 4 czerwca w rejonie Dunkierki odbywała się ewakuacja wojsk brytyjskich (operacja „Dynamo”). Plaże pozostawiono wypełnione sprzętem, ale ludzi zdołano wywieźć na Wyspy Brytyjskie. 10 czerwca Włochy wypowiedziały wojnę Francji, co jednak nie mogło już mieć większego wpływu na losy wojny. W cztery dni później Niemcy wkroczyli do Paryża.

16 czerwca nowym premierem Francji z powierzonymi w sytuacji kryzysowej nadzywczajnymi uprawnienami został marszałek Philippe Pétain, bohater I wojny światowej, który następnego dnia poprosił Berlin o zawieszenie broni. Dzień później BBC nadało odezwę generała Charles’a de Gaulle’a wzywającą do dalszej walki. Zapoczątkowało to działalność Komitetu Wolnej Francji. 22 czerwca pod Compiègne, w tej samej salonce kolejowej, w której podpisano rozejm kończący I wojnę światową, Francuzi sygnowali zawieszenie broni. Północna Francja wraz z Paryżem dostała się pod okupację niemiecką, Alzację i Lotaryngię przyłączono do III Rzeszy, południowa zaś część kraju stała się kolaborującym z Niemcami Państwem Francuskim ze stutysięczną armią i rządem Philippe’a Pétaina i Pierre’a Lavala, ulokowanym w słynnym kurorcie Vichy. Państwo to istniało do 1942 roku, kiedy całe jego terytorium zaanektowane zostało przez Niemców w związku z wydarzeniami w Afryce Północnej.

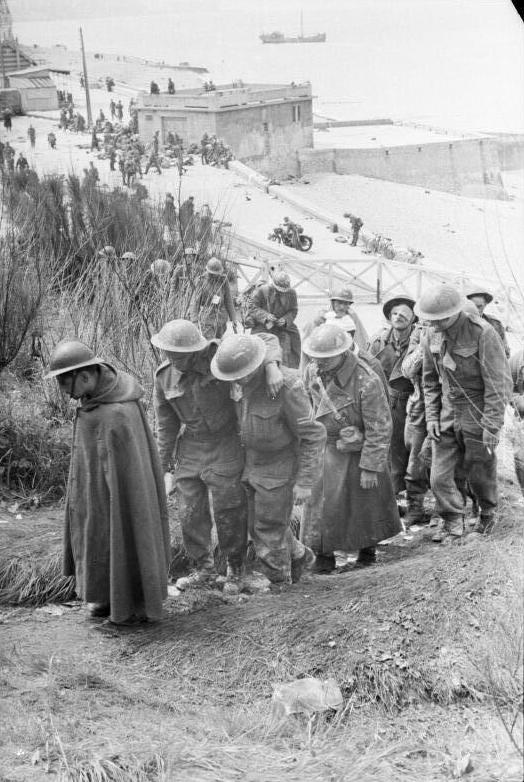
Brytyjscy i francuscy jeńcy na plaży pod Dunkierką (czerwiec 1940 roku)

Klęska Francji została wykorzystana przez Związek Radziecki do zajęcia państw bałtyckich, który wprowadził w czerwcu 1940 roku na ich teren znaczne wojska i wymusił rekonstrukcje rządów, obsadziwszy je swoimi ludźmi. W ciągu miesiąca Litwa, Łotwa i Estonia ogłoszone zostały republikami radzieckimi i między 3 a 6 sierpnia przystąpiły do Związku Radzieckiego. Stalin wystosował również ultimatum do rządu rumuńskiego, żądając oddania Besarabii oraz północnej Bukowiny. Rumunia się ugięła, a wkrótce potem oddała Węgrom, pod naciskiem niemieckim (tzw. drugi arbitraż wiedeński), również część Siedmiogrodu.
Latem 1940 roku Moskwa wysunęła wobec Finlandii upokarzające żądania ekonomiczne – Finowie wypełnili je, bojąc się utraty niepodległości, równocześnie jednak zacieśnili stosunki z Niemcami, co zapewniło im swoisty parasol ochronny. Podobną politykę obrał Bukareszt; Niemcy, powoli szykując się do wojny ze Związkiem Radzieckim, blokowały ekspansję Związku Radzieckiego w kierunku europejskim. 10 listopada 1940 roku w Berlinie, podczas wizyty Wiaczesława Mołotowa, Hitler po raz ostatni próbował skłonić Związek Radziecki do wojny z Wielką Brytanią. Zaproponował Moskwie przystąpienie do Paktu Trzech i dokonanie wspólnego rozbioru Imperium Brytyjskiego (wskazując Iran i Indie jako teren potencjalnej ekspansji sowieckiej). Wobec odpowiedzi Mołotowa podtrzymującej zainteresowanie Związku Radzieckiego aneksją Finlandii, bazami wojskowymi w Bułgarii, a także kontrolą nad cieśninami tureckimi i Irakiem, Hitler wydał dyrektywę do opracowania planu agresji III Rzeszy na Związek Radziecki, ostatecznie określoną jako plan „Barbarossa”.

### Bitwa o Anglię

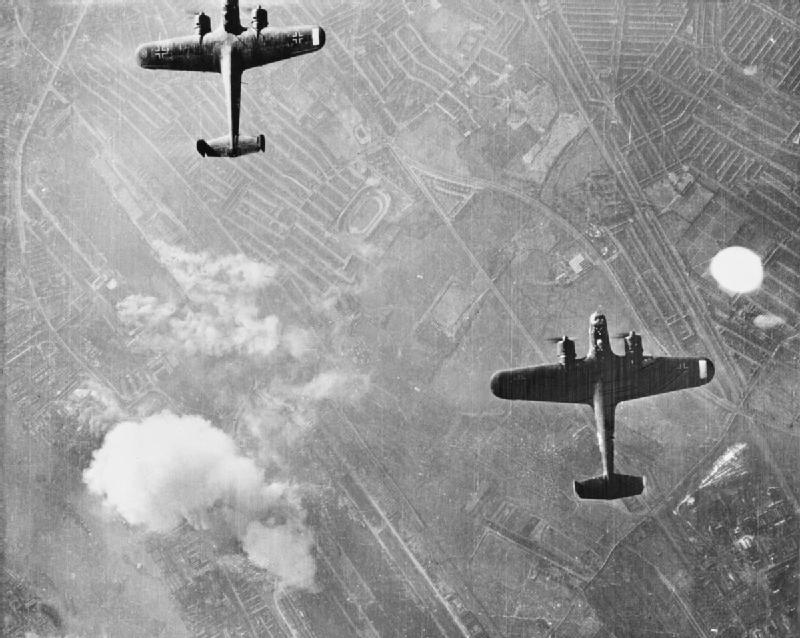
Niemieckie bombowce Do 17 nad West Ham podczas nalotu (7 września 1940 roku)

8 sierpnia 1940 atakiem Luftwaffe na lotniska RAF rozpoczęła się powietrzna bitwa o Anglię, trwająca do 31 października. Celem Niemców było osiągnięcie dominacji w powietrzu oraz osłabienie potencjału militarnego wroga, co miało być wstępem do morskiej inwazji na Wyspy Brytyjskie (operacja „Lew Morski”). Oprócz ataków na cele czysto wojskowe, Luftwaffe podjęła także szeroko zakrojoną kampanię nalotów wymierzonych przeciwko ludności cywilnej, mających złamać morale brytyjskiego społeczeństwa. Wskutek dobrze zorganizowanej brytyjskiej obrony (m.in. skuteczne wykorzystanie sieci stacji radarowych), bitwa zakończyła się jednak porażką Niemiec.
W bitwie o Anglię wzięło udział wielu ochotników z innych krajów. Najsłynniejszymi byli Polacy, którzy utworzyli Polskie Siły Powietrzne w Wielkiej Brytanii. Najbitniejszą polską formacją myśliwską był Dywizjon 303. Spośród wszystkich pilotów myśliwskich, broniących angielskiego nieba, 5% pochodziło z Polski. Przypisuje się im 11% wszystkich zestrzeleń samolotów wroga. Generał Karel Janoušek utworzył natomiast lotnictwo czechosłowackie, którego najsłynniejszą jednostką był Dywizjon 310.
Oprócz działań powietrznych Niemcy rozwinęli ofensywę morską przy pomocy okrętów podwodnych, pragnąc odciąć Wielką Brytanię od dostaw żywności i materiałów wojennych z kolonii i Stanów Zjednoczonych. Bitwa o Atlantyk przybrała na sile.

### Kampania bałkańska

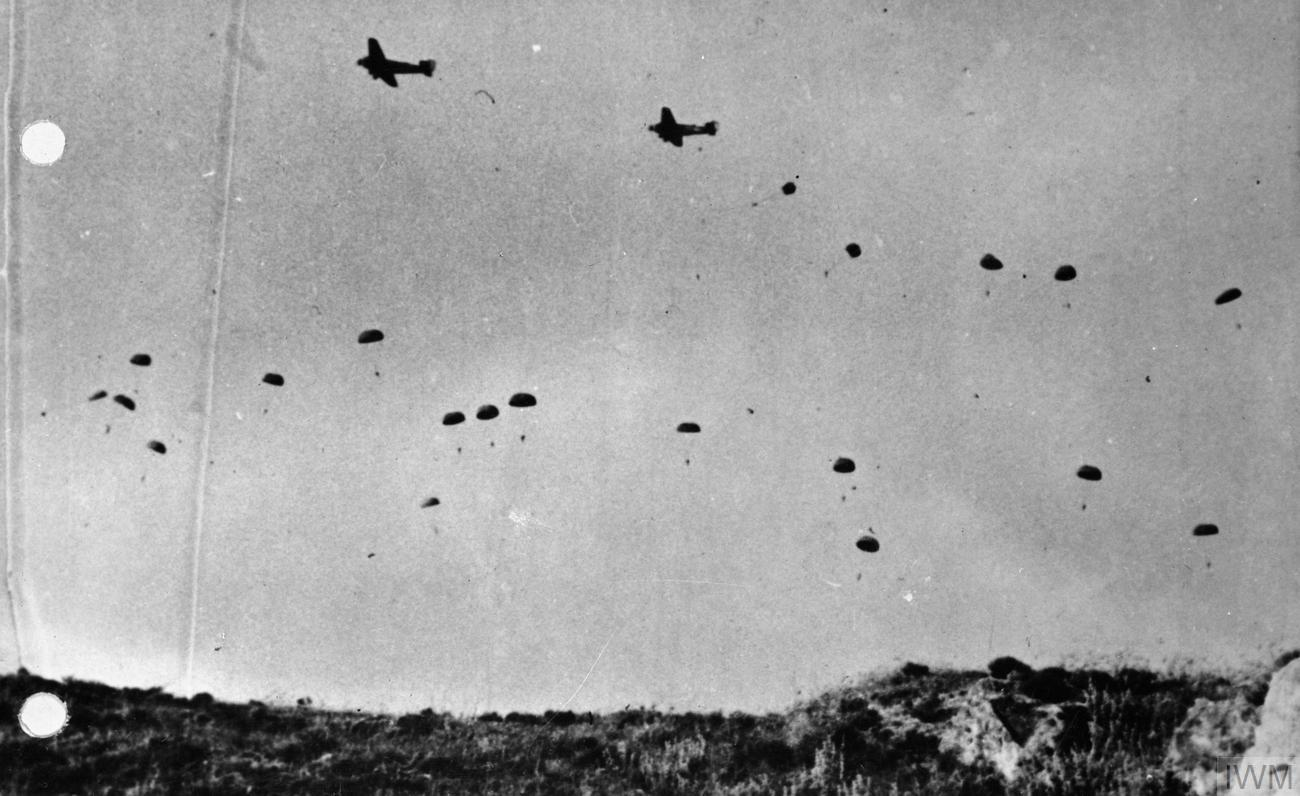
Niemieccy spadochroniarze desantują się na Kretę z samolotów Ju-52 (maj 1941 roku)

28 października 1940 roku Włochy zaatakowały Grecję. Wojska włoskie zostały jednak szybko powstrzymane i odrzucone przez siły generała Aleksandrosa Papagosa, które zadały wrogowi znaczne straty. W grudniu oddziały greckie wkroczyły do południowej Albanii. Szerokiego poparcia Grekom udzielili Brytyjczycy, wysyłając swoje siły ekspedycyjne.
Obecność Brytyjczyków w Grecji i niepomyślny rozwój sytuacji politycznej w Jugosławii doprowadził do niemieckiej inwazji na oba te kraje (6 kwietnia 1941 roku). Oprócz Włoch do ataku przyłączyły się również Węgry i Bułgaria. Już 12 kwietnia Niemcy wkroczyli do Belgradu (5 dni później skapitulowała jugosłowiańska armia), a do 30 kwietnia opanowali lądową część terytorium Grecji. Brytyjczycy wraz z resztkami greckiej armii wycofali się na Kretę. 20 maja na wyspie wylądowały niemieckie oddziały powietrznodesantowe (operacja „Merkur”) i pomimo ciężkich strat zdobyły ją (ostatnie oddziały brytyjskie zostały ewakuowane 31 maja).
Grecja znalazła się pod niemiecko-włosko-bułgarską okupacją, utworzono też na jej terenach marionetkowe Państwo Greckie. Wkrótce na terytorium Grecji rozpoczął się masowy głód spowodowany łupieżczą polityką okupantów. Na części terytorium Jugosławii doszło do utworzenia sprzymierzonych z Osią państw marionetkowych. Powstały: Niepodległe Państwo Chorwackie na czele z wodzem ustaszów Ante Paveliciem, Niezależne Państwo Czarnogórskie pod rządami separatystycznego polityka Sekuli Drljevicia oraz tzw. Serbia Nedicia rządzona przez serbskiego generała Milana Nedicia. Resztę Jugosławii podzieliły między siebie III Rzesza, Włochy, Węgry i Bułgaria.

### Kampania afrykańska 1940–1942
Źródła

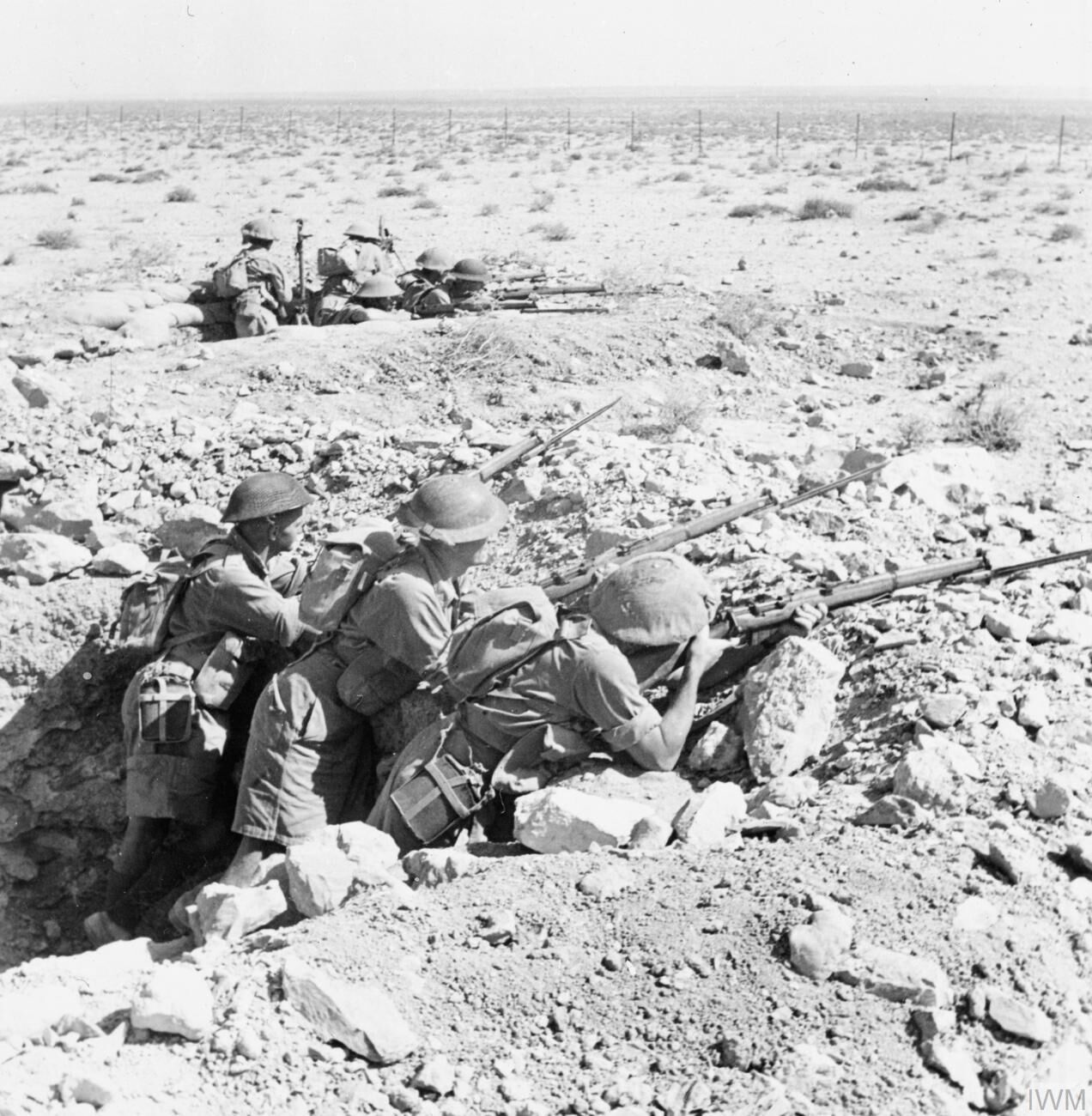
Australijczycy na pozycjach obronnych pod Tobrukiem (13 sierpnia 1941 roku)

Walki w północnej Afryce rozpoczęły się w chwili przystąpienia Włoch do wojny po stronie Niemiec. 13 września 1940 roku armia włoska pod dowództwem marszałka Rodolfo Grazianiego, atakując z Libii, wtargnęła do Egiptu i zdobyła Sidi Barrani. Mimo zdecydowanej przewagi liczebnej zatrzymała się tam i zaczęła się umacniać, czekając na zaopatrzenie. Brytyjczycy, dowodzeni przez generała Archibalda Wavella, wycofali się do Marsa Matruh. 9 grudnia ruszyła brytyjska kontrofensywa. Włosi zostali wyparci z Egiptu i utracili Cyrenajkę z Bardią i Tobrukiem. Tymczasem w Afryce Wschodniej Włosi w sierpniu zajęli Somali Brytyjskie.
Gubernator Gabonu, Georges Masson, pozostał wierny rządowi Vichy. Alianci zdecydowali się więc zająć nadzorowane przezeń posiadłości francuskie. 27 października 1940 roku rozpoczęła się kampania o Gabon. Wojska kolonialne generała Marcela Têtuego były słabe i prędko uległy naporowi liczniejszych Brytyjczyków i Wolnych Francuzów. Zniszczona została tamtejsza flota, licząca tylko okręt podwodny i awizo. 12 listopada poddały się w Port-Gentil ostatnie oddziały wierne rządowi Vichy, a Têtue dostał się do niewoli. Garnizon w znacznej części przeszedł na stronę Wolnej Francji. Masson popełnił samobójstwo. W dniach od 23 do 25 września alianci przeprowadzili operację „Menace”, której celem było przechwycenie pozostającego pod władzą Vichy portu w Dakarze, w którym stacjonowały znaczne siły morskie, zwłaszcza cenny pancernik „Richelieu” i dwa krążowniki lekkie. Siły Wolnej Francji dowodzone przez de Gaulle’a wsparte przez Brytyjczyków i Australijczyków zgromadziły potężną flotę, jednak operacja zakończyła się klęską.
19 stycznia 1941 roku ruszyła ofensywa Brytyjczyków przeciwko wojskom włoskim we Włoskiej Afryce Wschodniej. Brytyjczycy zaatakowali z trzech stron, kierując się na stolicę Etiopii – Addis Abebę. 26 marca po 7-tygodniowym oblężeniu upadła twierdza górska Keren. Brytyjskie oraz indyjskie oddziały desantowe odbiły stolicę Somalii Brytyjskiej – Berberę. Główny atak brytyjski wyszedł z Kenii i po 53 dniach stałego marszu i walk wojska tego frontu wyzwoliły Addis Abebę. W II połowie maja 1941 roku cała Etiopia, Erytrea i Somalia były wolne od okupantów włoskich. Przywrócono też niepodległość Etiopii.

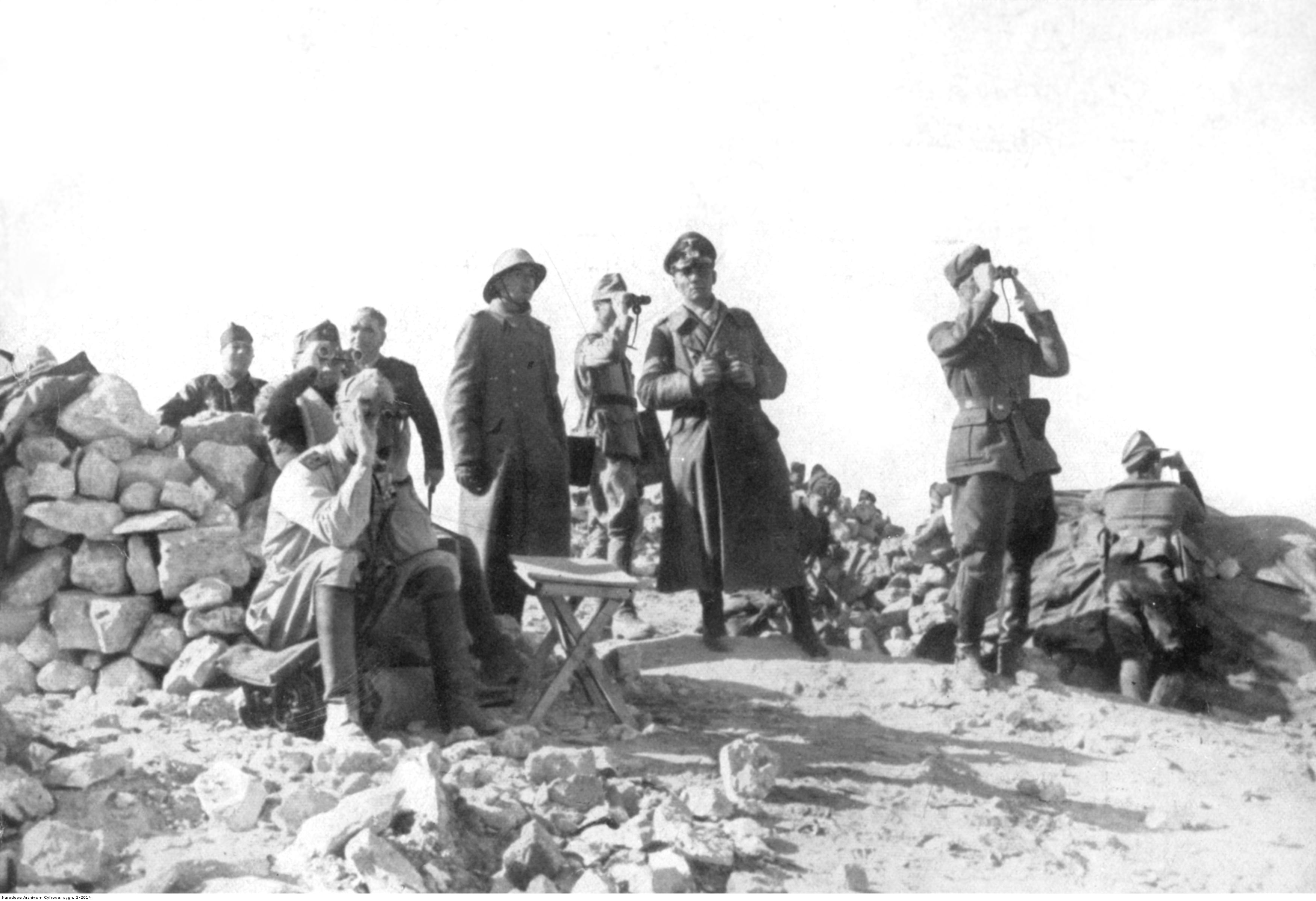
Erwin Rommel z żołnierzami w puncie obserwacyjnym podczas walk pod Sidi Azeiz w drodze na Tobruk (grudzień 1941 roku)

9 stycznia 1941 roku Niemcy podjęli decyzję o wsparciu włoskich działań wojennych w Afryce Północnej. W lutym do Libii dotarły pierwsze jednostki Niemieckiego Korpusu Afrykańskiego (niem. „Afrika Korps”) pod dowództwem generała Erwina Rommla.
31 marca ruszyło natarcie wojsk niemiecko-włoskich, przy czym główne uderzenie wyszło od strony pustyni. Rozcięta na dwie części armia brytyjska w pośpiechu wycofała się aż nad granicę libijsko-egipską, pozostawiając jedynie załogę w oblężonym Tobruku. Brytyjczycy, dysponujący znaczną przewagą liczebną i sprzętową usiłowali ruszyć Tobrukowi z odsieczą podczas operacji „Brevity”, jednak ich atak został spektakularnie odparty – siły Rommla zniszczyły 96 alianckich czołgów, tracąc tylko 5 własnych. 25 sierpnia broniących się w Tobruku Australijczyków wsparła polska Samodzielna Brygada Strzelców Karpackich. Dowódca wojsk brytyjskich, generał Archibald Wavell spróbował przerwać linie niemiecko-włoskie po raz drugi (operacja „Battleaxe”), jednak znów poniósł znaczną porażkę. Tymczasem Wavella zastąpił nowy dowódca, generał Claude Auchinleck.
Ostatnie regularne siły włoskie w Afryce Wschodniej poddały się po bitwie o Gondar 13–27 listopada. Zakończona w ten sposób kampania wschodnioafrykańska była pierwszym, lądowym zwycięstwem aliantów w II wojnie światowej; wojska alianckie z tego obszaru zostały następnie przerzucone do walki na innych teatrach działań wojennych.

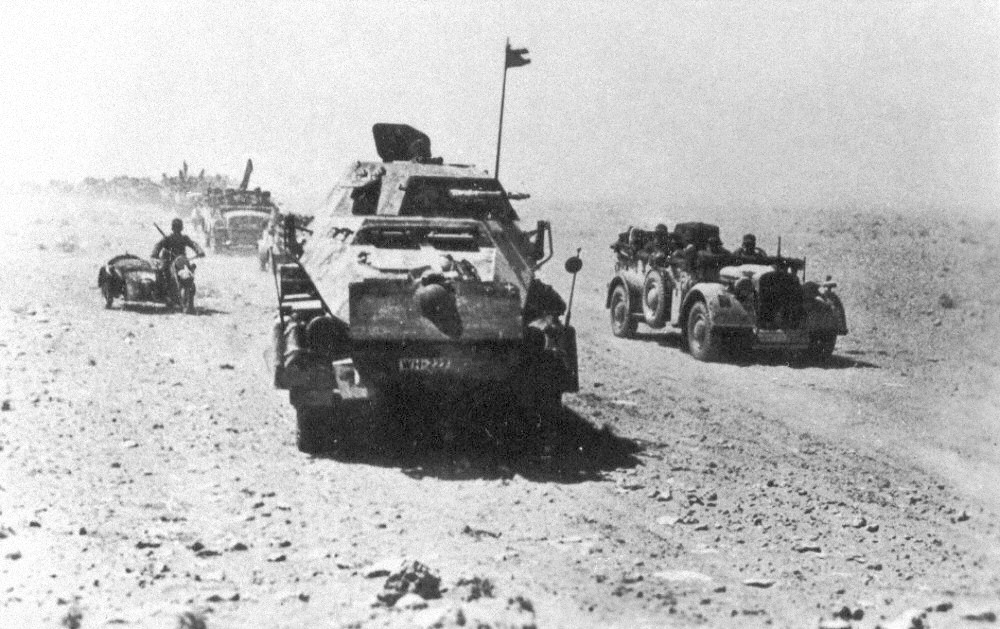
Kolumna 21 Dywizji Pancernej Afrika Korps w północnej Afryce (1942 rok)

18 listopada ruszyła trzecia operacja ofensywna w Afryce Północnej o kryptonimie „Crusader”. Dopiero ona, po ciężkich walkach zlikwidowała oblężenie Tobruku i wyparła wojska Osi z Cyrenajki. Sukces był jednak krótkotrwały. Rommel wycofał swoje wojska i pod Gazalą rozbił Sprzymierzonych w spektakularnej bitwie. Rommel ruszył z ofensywą na Egipt. Nie udało się go zatrzymać pod Mersa Matruh, a dopiero pod El Alamein. Rommel wiedział, że musi zdobyć El Alamein, by ruszyć dalej na Kair. Wobec braku sukcesów, dowództwo brytyjskie zastąpiło Auchinlecka generałem Bernardem Montgomerym.
Siły niemiecko-włoskie spróbowały okrążyć Brytyjczyków pod Alam Halfa, jednak trudne warunki terenowe uniemożliwiły manewr. Wojska Osi były już na skraju wytrzymałości – znaczne rozciągniecie się linii zaopatrzeniowych, absolutna dominacja powietrzna aliantów, którzy dziesiątkowali dostawy zapasów oraz słabość włoskiej marynarki, która nie była w stanie zapewnić bezpieczeństwa konwojom z zaopatrzeniem powodowały, że żołnierzom Rommla brakowało wody, żywności, amunicji i leków. Co więcej, włoscy sojusznicy wykazywali się znikomą bitnością. Tymczasem Brytyjczycy mieli wszystkiego pod dostatkiem. Montgomery zwlekał więc z podjęciem ofensywy, zbierając coraz większe zapasy. Rommel wiedział, że jego jedyną szansą na zwycięstwo, wobec braku odzewu na apele do dowództwa o przysłanie posiłków, zaopatrzenia, lotnictwa, lub zastąpienie go generałem Heinzem Guderianem, jest prędkie zdobycie Kairu, musiał więc atakować. Druga próba zdobycia El Alamein okazała się katastrofą. Brytyjczycy, którzy zamienili swe pozycje w twierdzę i ściągnęli wielkie posiłki, odparli atak, w którym zginął jeden z ważniejszych dowódców niemieckich w Afryce, generał Georg Stumme. Wojska Osi musiały wycofać się na zachód.

### Kampania iracka
Źródła

Brytyjscy żołnierze ochraniający negocjacje pokojowe z Irakiem (około 30 maja 1941)

Dochodząc do władzy 3 kwietnia 1941 roku, nacjonalistyczny rząd irackiego premiera Raszida Alego al-Kilaniego wyrzekł się brytyjsko-irackiego traktatu z 1930 roku i zażądał zamknięcia brytyjskich baz wojskowych na terenie kraju. Premier szukał poparcia wśród III Rzeszy, Włoch i Francji Vichy w usunięciu brytyjskich sił z Iraku. Brytyjczycy nie przystali na te żądania i zdecydowali się usunąć zagrożenie ze strony Iraku drogą zbrojną.
Walka pomiędzy irackimi a brytyjskimi wojskami rozpoczęła się 18 kwietnia 1941 roku w brytyjskiej bazie lotniczej nad jeziorem Habbanija. Armia iracka, choć liczniejsza, była jednak zbyt słaba, by stawić skuteczny opór stacjonującym w kraju jednostkom brytyjskim, znanym od 1941 roku jako Iraqforce, którymi dowodził generał Edward Quinan. Państwa Osi wysłały więc dwa dywizjony wsparcia, jeden od niemieckiej Luftwaffe, zaś drugi od Królewskich Sił Powietrznych Włoch. Niemcy i Włosi wykorzystali francuskie bazy w Syrii, doprowadzając do walki między brytyjskimi a francuskimi siłami w Syrii. Dowódcą wydzielonych jednostek Luftwaffe, które miały pomóc irackim rebeliantom, został pułkownik Werner Junck.
W maju 1941 roku Al-Hadżdż Muhammad Amin al-Husajni – wielki mufti Jerozolimy i sojusznik al-Kilaniego – ogłosił „świętą wojnę” przeciwko Wielkiej Brytanii i wezwał Arabów na całym Bliskim Wschodzie, by stanąć do walki przeciw Brytyjczykom. Solidarność z Irakiem i wsparcie dla tego kraju wyraził osobiście Hitler. 30 maja 1941 roku Brytyjczycy dotarli na przedmieścia Bagdadu. Iracki wojskowy opór zakończył się następnego dnia.
Al-Kilani i jego sojusznicy uciekli do Iranu, później do Turcji, Włoch i w końcu do Niemiec, gdzie Ali został mile przyjęty przez Hitlera jako głowa irackiego rządu na emigracji. W audycjach radiowych z Berlina, mufti nawoływał do dalszej walki przeciwko Zjednoczonemu Królestwu i pomocy siłom niemiecko-włoskim. Ponadto na Bałkanach przyjmował muzułmańskich ochotników do Waffen-SS. Nowi przywódcy Iraku przyjęli brytyjskie żądania w sprawie tranzytu wojsk i zaopatrzenia. Przez Irak szła część pomocy amerykańskiej dla ZSRR w ramach umowy Lend-Lease. Kraj ten wypowiedział wojnę państwom Osi w styczniu 1942 roku.

### Niemiecka inwazja na ZSRR
Źródła

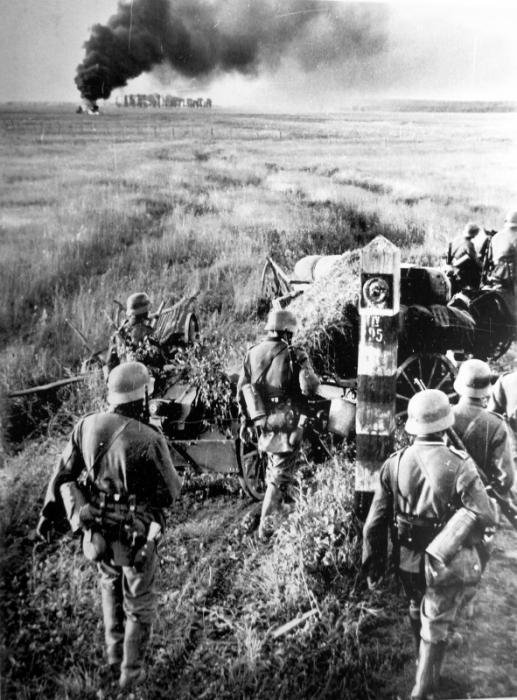
Żołnierze niemieccy przekraczający granicę radziecką (22 czerwca 1941 roku)

W latach 1939–1941 ZSRR prowadził intensywną współpracę gospodarczą i polityczną z Niemcami na podstawie paktu Ribbentrop-Mołotow z 23 sierpnia 1939 i traktatu o granicach i przyjaźni z 28 września 1939, a stosunki pomiędzy obydwoma krajami pozostawały pozornie przyjazne. W rzeczywistości jednak Adolf Hitler od grudnia 1940 przygotowywał plan inwazji na partnera pod kryptonimem „Barbarossa”.

#### Operacja „Barbarossa”
22 czerwca 1941 roku III Rzesza wypowiedziała wojnę i dokonała zbrojnej agresji na Związek Socjalistycznych Republik Radzieckich, co otworzyło po raz pierwszy od października 1939 roku front wschodni II wojny światowej. Historiografia radziecka, a następnie rosyjska określa wojnę niemiecko-sowiecką jako wielką wojnę ojczyźnianą. W działaniach wojennych sojusznikami Rzeszy były Rumunia, Finlandia, Węgry, Włochy, Słowacja, Chorwacja, Serbia oraz oddziały ochotników z Belgii, Holandii, Francji, Danii, Norwegii i Hiszpanii, a także liczni kolaboranci.
W niedzielę 22 czerwca 1941 roku o godz. 3.15 rozpoczęła się operacja „Barbarossa”, uderzenie państw Osi na ZSRR od Bałtyku po Karpaty. Państwa Osi zaangażowały siły wielkości ponad 4 milionów żołnierzy – była to największa operacja sił lądowych w historii. Oprócz 3 milionów Niemców, po stronie Osi walczyło m.in. ćwierć miliona Włochów i 300 tysięcy Rumunów. W zachodnich okręgach wojskowych ZSRR znajdowało się 2 517 054 żołnierzy Armii Czerwonej, którzy zostali całkowicie zaskoczeni atakiem. Sytuacja byłaby dla nich beznadziejna, gdyby nie trwająca od 14 czerwca 1941 roku sprawnie prowadzona mobilizacja Armii Czerwonej na stopę wojenną. W ciągu 9 dni od wybuchu wojny w różnych częściach ZSRR dodatkowo zmobilizowano pięć milionów ludzi. Spora część z nich uzupełniła straty pierwszego tygodnia wojny. W przemówieniu 3 lipca Józef Stalin wezwał do utworzenia ruchu partyzanckiego i walki przeciwko Niemcom. Równolegle z uderzeniem wojsk lądowych Luftwaffe przypuściła zmasowane naloty na radzieckie lotniska znajdujące się przy granicy niemiecko-radzieckiej. Wojskowe Siły Powietrzne ZSRR straciły 1811 samolotów, podczas gdy Luftwaffe tylko 35 i Rumuńskie Siły Powietrzne 11. Armia Czerwona została sparaliżowana.
Dzień po rozpoczęciu inwazji powołało do życia Stawkę, organ naczelnego dowództwa Armii Czerwonej, który miał koordynować obronę Związku Radzieckiego. Dowództwo radzieckimi siłami powierzono marszałkowi Siemionowi Timoszence. Oprócz niego członkami Stawki zostali marszałkowie Siemion Budionny i Kliment Woroszyłow, generał Gieorgij Żukow, a także Wasilij Kuzniecow oraz Wiaczesław Mołotow. 10 lipca Timoszenkę zastąpił sam Stalin, który tym samym przejął dowództwo nad armią. Członkiem Stawki został też marszałek Borys Szaposznikow. Do końca wojny skład radzieckiego dowództwa uległ znacznym modyfikacjom i ostatecznie składała się ze Stalina, Żukowa, Kuzniecowa, marszałka Aleksandra Wasilewskiego oraz generałów Aleksieja Antonowa i Nikołaja Bułganina. To w rękach tych ludzi spoczywał na czas wojny los całego państwa.

#### Kierunek bałtycki

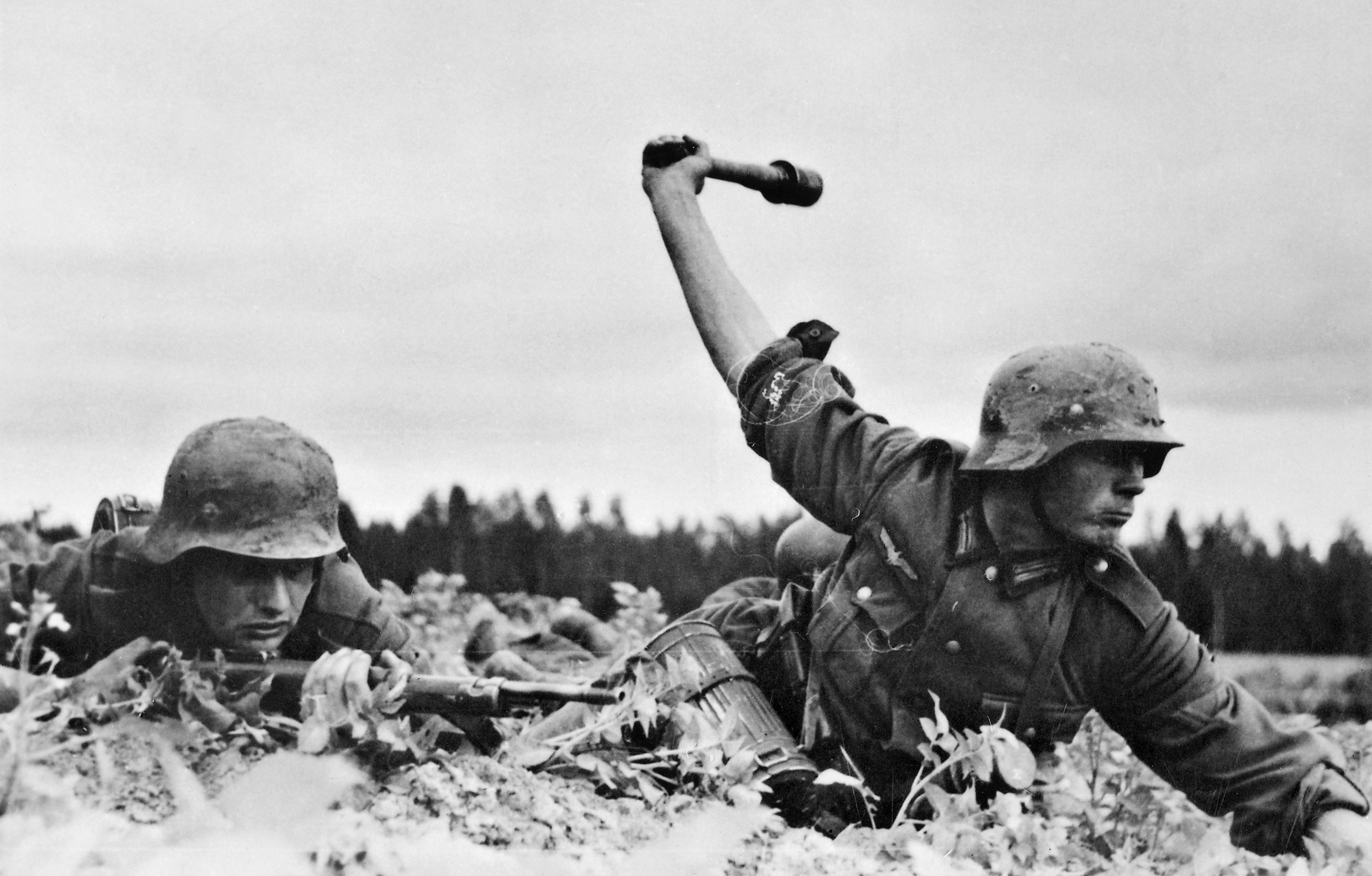
Żołnierze niemieccy w natarciu (1941 rok)

Grup Armii „Północ” feldmarszałka Wilhelma von Leeba uderzyła z Prus Wschodnich w kierunku okupowanych państw bałtyckich. Jej oddziały pancerne dowodzone przez generała Ericha Höpnera błyskawicznie parły naprzód. Radziecki generał Fiodor Kuzniecow usiłował zatrzymać ofensywę pod Rosieniami, mobilizując w tym celu 749 czołgów, także najcięższe maszyny radzieckie, czołgi ciężkie KW-2. Bitwa zakończyła się masakrą Armii Czerwonej – 245 czołgów niemieckich zniszczyło 704 radzieckie, kosztem lekkich strat własnych. Niemcy zdobyli Dyneburg, który Kuzniecow usiłował odzyskać znacznymi siłami, jednak znów poniósł klęskę.

Armia Czerwona wycofała się za Dźwinę i na jej linii zdecydowała się skoncentrować obronę. Odwrót wojsk radzieckich był jednak chaotyczny, co spowodowały sprzeczne z poleceniami Kuzniecowa rozkazy generała Żukowa i w chwili, gdy część jednostek wycofywała się za rzekę, Niemcy już ją forsowali. Zdecydowano się skoncentrować obronę na miastach Ostrow i Psków. Ostrow oddano jednak bez walki, po czym usiłowano go odbić, jednak atak radzieckich sił pancernych pozbawionych wsparcia piechoty doprowadził do zniszczenia ich przez niemiecką artylerię. Atak osamotnionej piechoty został odparty. Kolejne jednostki radzieckie dostały rozkaz powstrzymania Niemców. Ciężkie walki rozgorzały pod Opoczką i Porchowem, jednak nie spowolniły one marszu najeźdźców – niedługo później zdobyto Psków.

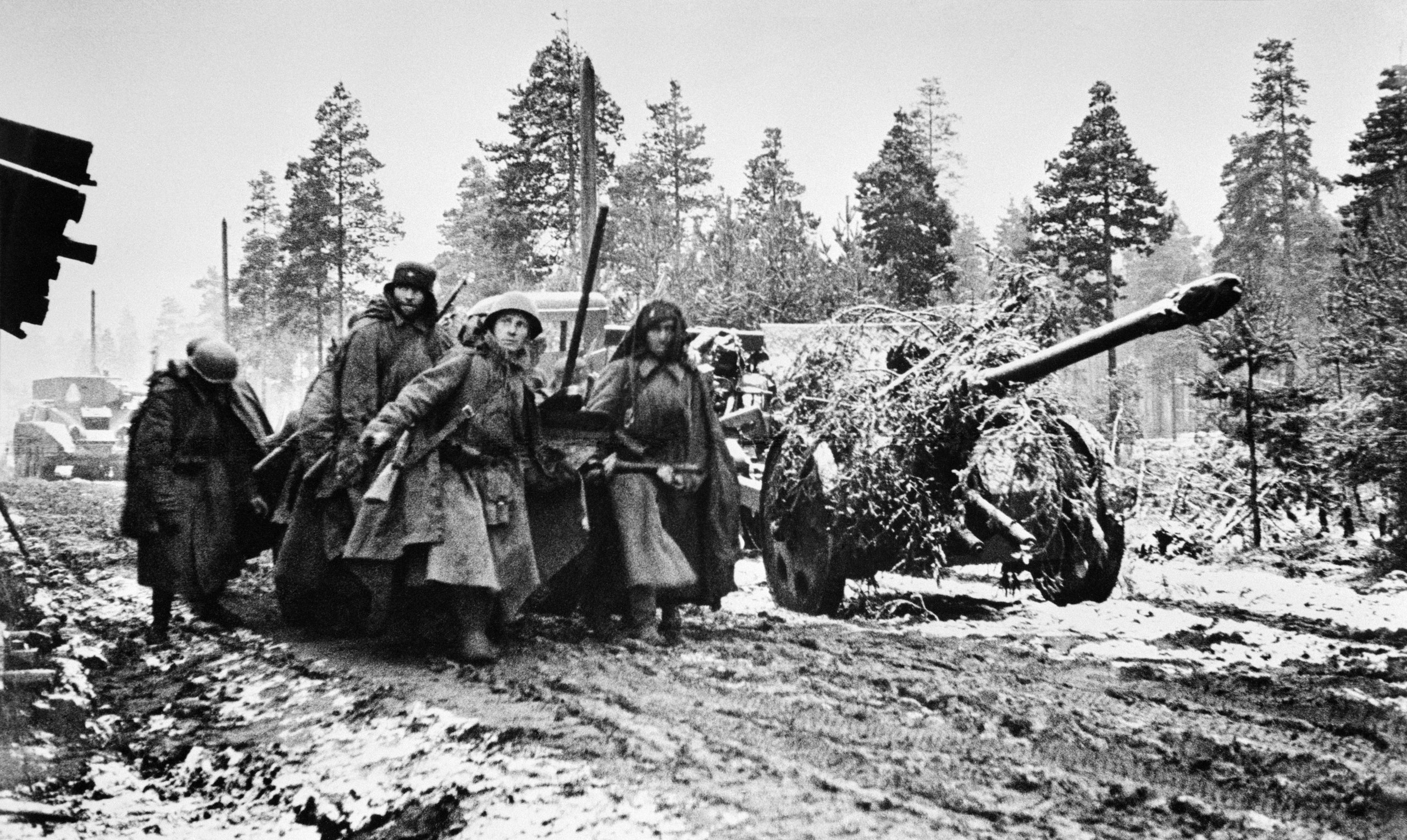
Żołnierze radzieccy ciągną przez błoto armatę pod Leningradem (1 listopada 1941 roku)

Dowództwo radzieckie zdecydowało się przenieść linię obrony na Ługę i te pozycje na pewien czas udało się utrzymać. Żołnierze niemieccy byli wymęczeni, a jednostki wymagały przegrupowania. Jednostki Grupy Armii „Północ” w ciągu trzech tygodni wkroczyły ponad 600 kilometrów w głąb terytorium Związku Radzieckiego. W połowie sierpnia ponownie ruszyła ona do walki. Kolejnym celem był Krasnogwardiejsk. Próby uderzenia na przeciwnika przypłaciła Armia Czerwona ciężkimi stratami. Niemcy dążyli do prędkiego opanowania Nowogrodu. Wojska radzieckie próbowały przejąć inicjatywę pod Starą Russą, gromadząc znaczne siły, jednak Niemcy po ściągnięciu wsparcia zmusili je do odwrotu. Podczas walk o miasto po raz pierwszy wykorzystano sławne „katiusze”. Niedługo później padł Nowogród, po nalotach Luftwaffe i otoczeniu go przez Niemców. Wielu żołnierzy radzieckich dostało się do niewoli, a w ręce najeźdźcy wpadł liczny i cenny sprzęt. Wkrótce padł Krasnogwardiejsk i otworzyła się droga do głównego celu Leeba – Leningradu, drugiego, po Moskwie, najważniejszego miasta ZSRR.
Na początku września natarcie Niemców straciło impet. Powodem były obfite deszcze, które utrudniały marsz, oraz katastrofalny stan sprzętu pancernego. Mordercza dla czołgów pogoda prowadziła do znacznych strat, podczas gdy nie pojawiały się nowe maszyny. Pomimo to, Niemcom udało się zamknąć miasto w kotle. Garnizon Leningradu był jednak zbyt potężny, by pokonać go w bitwie miejskiej, tak więc Leeb zdecydował się na oblężenie.

#### Kierunek ukraiński

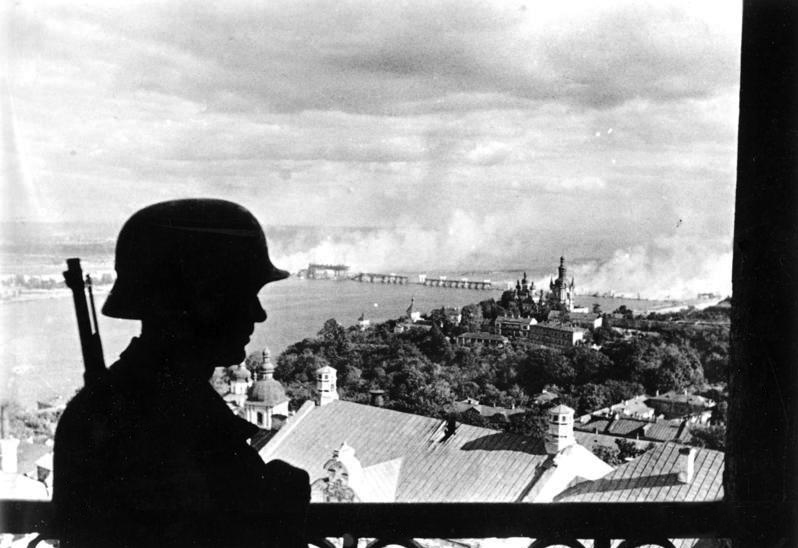
Żołnierz niemiecki w zdobytym Kijowie ogląda płonące mosty (20 września 1941 roku)

Grupa Armii „Południe” feldmarszałka Gerda von Rundstedta powierzono zadanie zniszczenia sił radzieckich na Ukrainie. Główne natarcie niemieckie skierowało się na Równe – Żytomierz. Głównodowodzącym sił radzieckich został Budionny, bohater wojny domowej i polsko-bolszewickiej, który jednak nie okazał się kompetentnym oficerem w prowadzeniu nowoczesnej wojny.
Pozycje nadgraniczne 5 Armii generała Michaiła Potapowa zostały rozbite przez oddziały niemieckiej 6 Armii. Niemcom udało się wbić w styk 5 i 6 Armii generała Iwana Muzyczenki. Powstał wyłom o szerokości 60 kilometrów, przez który bez problemu wdarły się czołgi 1 Grupy Pancernej generała Ewalda von Kleista. Niemieckie wojska pancerne miały przeciwko sobie aż trzy korpusy zmechanizowane. Główne starcia miały miejsce w rejonie Beresteczka, gdzie Armia Czerwona wykorzystała swoje potężne KW-1 i KW-2, użyto także nowej konstrukcji, T-34. Siły radzieckie nie wykorzystały jednak swojej przewagi. Falowe ataki czołgów załamywały się w silnym ogniu artylerii przeciwpancernej. Przyczyną radzieckich niepowodzeń była słaba taktyka oraz mierne wyszkolenie załóg. Czołgom tym brakowało też amunicji.
Ostatecznie dowodzący w regionie generał Michaił Kirponos wycofał się na Linię Stalina, potężny, lecz nieukończony pas umocnień, który nie stanowił dla Niemców większej przeszkody. Padł Żytomierz i najeźdźcy skierowali się na Kijów. Chwilowo ofensywę powstrzymała 26 Armia generała Fiodora Kostienki. Nie powiodła się radziecka próba zlikwidowania wyłomu, co więcej, Kleistowi udało się zepchnąć Kostienkę za linię Dniestru. Wraz z nim musiała się wycofać 5 Armia. Niemcy zorientowali się, że oddziały radzieckie chcą się wycofać, więc postanowili zamknąć im drogę odwrotu. Wojska Kleista doszły do Pierwomajska, odcinając 6 i 12 Armię.
Sytuacja Armii Czerwonej była bardzo ciężka. Z rejonu Humania obrońcom zagroziła niemiecka 17 Armia, która przerwała zorganizowaną tam obronę. Dowództwo radzieckie zdecydowało się przerzucić za Dniepr wszystkie możliwe jednostki, organizując linię obrony. Armia Czerwona włączyła do walki zapasową 38 Armię, jednak Niemcy połączyli siły z Grupą Armii „Środek” i wsparła ich 2 Grupa Pancerna Guderiana. Dzięki niej udało się zamknąć wojska broniące Dniestru w wielkim kotle. Działania te przeszły do historii jako bitwa pod Humaniem i przyniosły Armii Czerwonej wielkie straty. 100 tysięcy żołnierzy zostało rannych lub zabitych, a kolejne 100 tysięcy dostało się do niewoli. Niemcy pod dowództwem generała Ericha von Mansteina ruszyli na południe, docierając do Krymu, na którym odcięli liczne wojska radzieckie. Zbliżyli się również do ważnego ośrodka radzieckiej gospodarki, jakim było Zagłębie Donieckie.

#### Kierunek białoruski

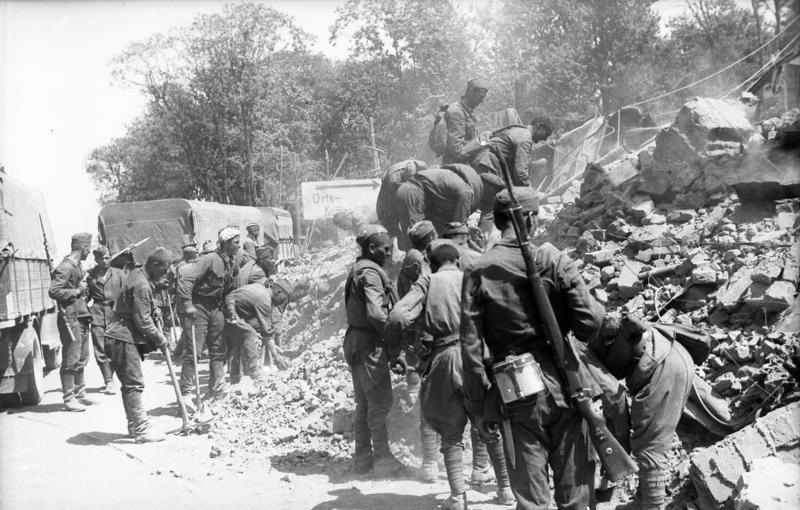
Jeńcy radzieccy sprzątają ruiny mińskich domów, by udrożnić przejazd wojskom niemieckim (lipiec 1941 roku)

Grupa Armii „Środek” feldmarszałka Fedora von Bocka prowadziła natarcie z okupowanych ziem polskich w kierunku Białorusi. 22 czerwca Niemcy przekroczyli Bug. Wojska radzieckie były zaskoczone atakiem i nieprzygotowane do obrony, tak więc nie stanowiły poważniejszego zagrożenia. Broniła się natomiast Twierdza Brzeska, której garnizon, choć mniej liczny i ponoszący znaczne straty, wytrzymała napór wroga do 29 czerwca.
Od 22 czerwca do 9 lipca trwała wielka bitwa białostocko-mińska. Generał Dmitrij Pawłow oraz jego 675 000 żołnierzy starł się z siłami von Bocka liczącymi 750 tysięcy ludzi. Niemcy polegali na swoich czołgach i zdolnych dowódcach. 2 Grupa Pancerna generała Heinza Guderiana i 3 Grupa Pancerna generała Hermanna Hotha obeszły wojska radzieckie i zamknęły je w tak zwanym kotle białostockim. Części sił radzieckich udało się z niego wymknąć, jednak wkrótce zostały okrążone w rejonie Nowogródka. Niemcy przystąpili do likwidacji otoczonych wojsk, którym nie powiódł się kontratak. Nie pomogła Pawłowowi nawet miażdżąca przewaga w sprzęcie – w wyniku bitwy białostocko-mińskiej do niewoli dostało się ponad 300 tysięcy żołnierzy, około 40 tysięcy zginęło, a Armia Czerwona straciła 4799 czołgów, 9427 dział i 1669 samolotów. Niemców operacja kosztowała 12 tysięcy zabitych, 101 czołgów i 276 samolotów. Pawłow, który uniknął niewoli został rozstrzelany przez NKWD. Tymczasem w ręce Niemców wpadł Mińsk. Wcześniej Armia Czerwona usiłowała przeprowadzić natarcie pod Małorytą, które jednak zostało powstrzymane.

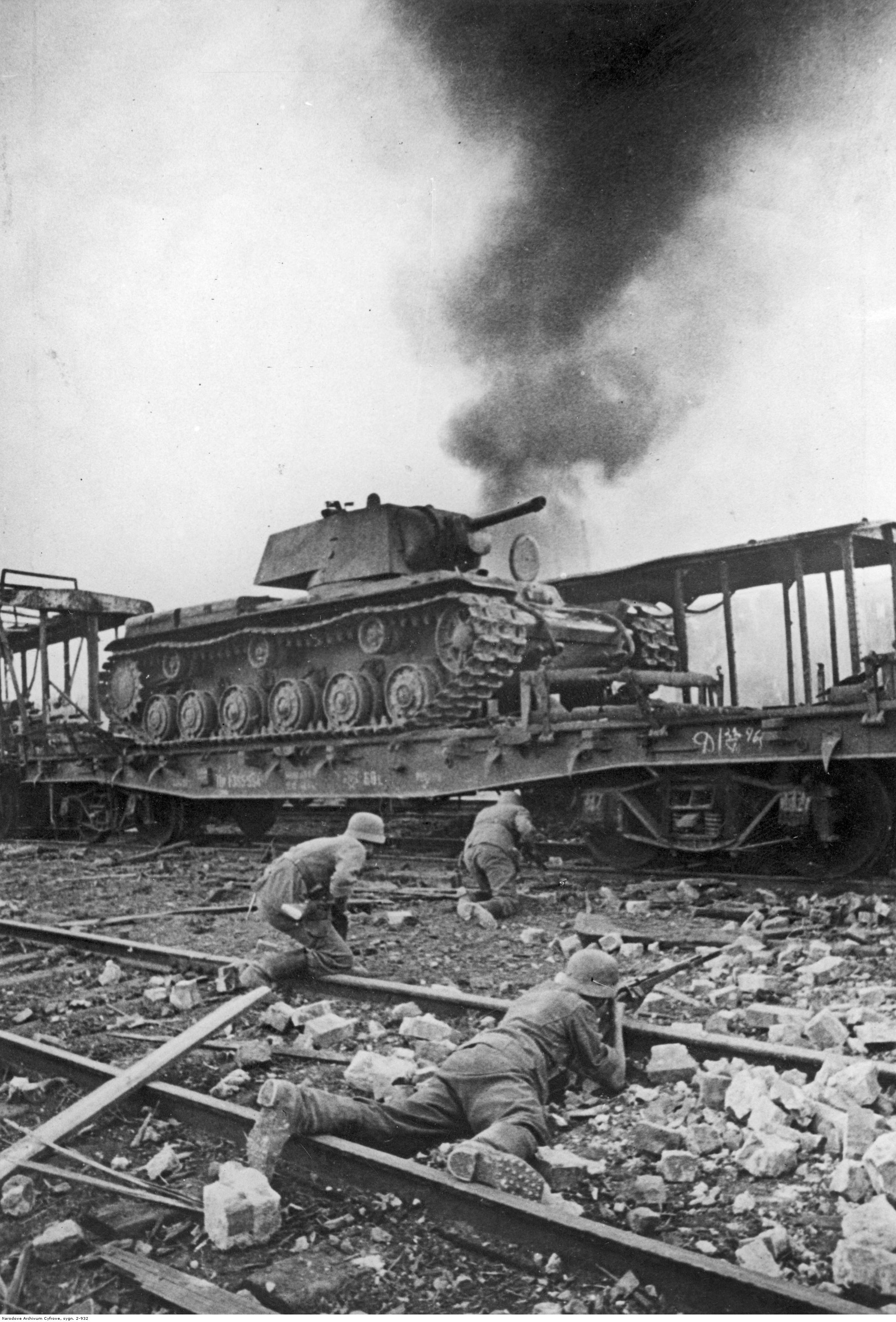
Żołnierze niemieccy atakują przeciwnika broniącego się po drugiej stronie zniszczonego pociągu transportującego radziecki sprzęt wojskowy na trasie Moskwa-Smoleńsk (sierpień 1941 roku)

Niemcy ruszyli do ataku na strategicznie ważny Smoleńsk. Już 1 lipca sforsowana została Berezyna. Von Bock przekazał zwierzchnictwo nad 2 i 3 Grupą Pancerną generałowi Güntherowi von Klugemu. Guderian i Hoth przeprowadzili szybki atak na Smoleńsk, do którego obrony zmobilizowano wielkie siły, dowodzone przez Kuzniecowa, Timoszenkę i generała Andrieja Jeriomienkę. Choć bitwa o Smoleńsk okazała się dla Armii Czerwonej kolejną katastrofą (300 tysięcy pojmanych żołnierzy, niemal 3000 straconych czołgów, podczas gdy Niemcy utracili ich tylko ponad 100), oblężenie miasta trwało dwa miesiące, kluczowe dla przygotowania obrony Moskwy i koniec końców bitwa ta pozwoliła wygrać ZSRR wojnę.
Po zdobyciu Smoleńska na terenie dzisiejszej Ukrainy, skoncentrowały się znaczne siły radzieckie, które należało rozbić. Grupa Armii „Środek” skierowała się więc na Kijów i 25 sierpnia dotarła do Desny i poruszając się wzdłuż niej zajęła kilka miejscowości. Następnie Niemcy sforsowali rzekę i rozpoczęli okrążanie Kijowa. Niewyszkolona 40 Armia, naprędce zorganizowana, nie dały rady zatrzymać manewru i miasto zostało odcięte. Rozpoczęła się bitwa o Kijów. Próby przerwania okrążenia przez równoczesne ataki 40 Armii i wojsk okrążonych nie przyniosły rezultatu. 26 września Kijów broniony, którego obroną kierował sam Timoszenko, skapitulował, do niewoli dostało się 665 tysięcy żołnierzy radzieckich. W walce zginęli ponadto Michaił Burmistienko – wiceprzywódca Ukraińskiej SRR oraz generał Michaił Kirponos. Odwołany został dowodzący obroną Ukrainy marszałek Siemion Budionny. Niemcy kontynuowali natarcie i dotarli do Kaługi, jednak zaraz potem przerzucili swoje siły pod Moskwę.

#### Inwazje fińska i rumuńska

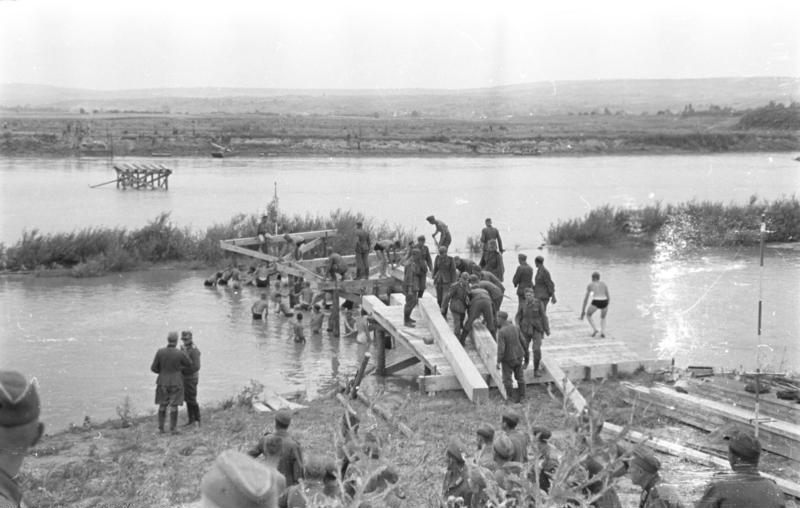
Niemieccy inżynierowie budują most pontonowy przez Prut (1 lipca 1941 roku)

Po agresji niemieckiej Finlandia pozostawała neutralna. Pomimo tego, w dniach 25–26 czerwca lotnictwo radzieckie dokonało bombardowań miast i lotnisk fińskich. Mannerheim zdecydował się na wojnę, widząc w niej szansę na odzyskanie utraconych w 1940 roku terenów. Wojska dowodzone przez generałów Erika Heinrichsa i Aksela Airo zaatakowały ZSRR i odzyskały fińskie ziemie do końca sierpnia. Ofensywa była jednak kontynuowana, celem zdobycia całej Karelii. Finowie zdobyli miasto Pietrozawodsk, dotarli aż do jeziora Onega i rzeki Świr, odcięli od północy Leningrad i zatrzymali się. Równocześnie pozwolili wojskom niemieckim pod komendą zdobywcy Skandynawii Falkenhorsta na przemarsz przez północ swojego kraju. Finowie i Niemcy wspólnie przeprowadzili operację „Silberfuchs” mającą na celu zdobycie kluczowego dla dalszych walk Murmańska, jednak nie dały rady pokonać mniej garnizonu generała Markiana Popowa.
Wojska rumuńskie od 1 lipca realizowały operację „München” pod dowództwem dyktatora Rumunii, marszałka Iona Antonescu oraz generałów Nicolae’a Ciupercă i Petra Dumitrescu’a zaatakowały ZSRR, odzyskują utraconą Besarabię i północną Bukowinę. Ruszyły jednak dalej w głąb Ukrainy, łącząc się z siłami niemieckimi i docierając do strategicznie ważnej Odessy. Walki o miasto trwały od 8 sierpnia do 16 października, jednak ostatecznie Rumunom udało się je zdobyć.

### Walki na Bałtyku 1941–1943
Działania na Bałtyku przez całą wojnę nie były szczególnie intensywne.

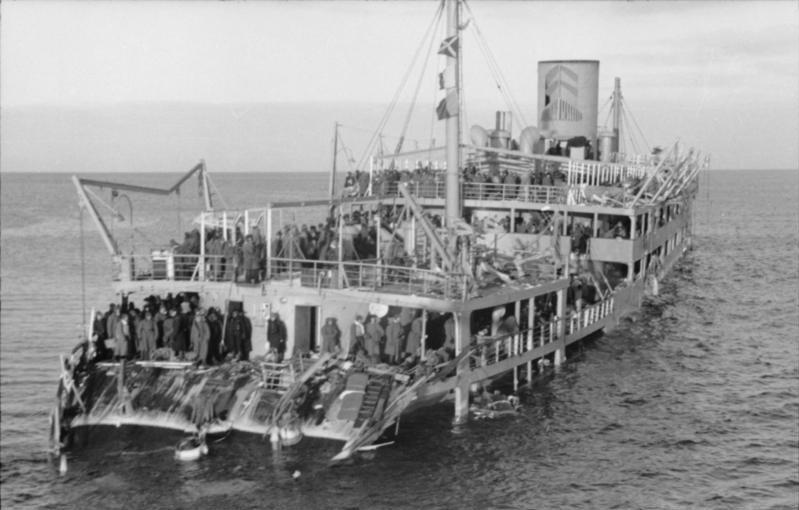
Niemcy biorą do niewoli żołnierzy radzieckich z pokładu zatopionego transportowca uciekającego z Hanko (1941 rok)

Podczas wojny zimowej radziecka marynarka ostrzeliwała z okrętów pozycje fińskie. Merivoimat, marynarka fińska, skupiała się na osłanianiu własnych pozycji przed radzieckim desantem. Jej trzon stanowiły dwa silne pancerniki obrony wybrzeża, „Ilmarinen” i „Väinämöinen”.
W 1941 roku do walki ze Związkiem Radzieckim Kriegsmarine oddelegowała stare, pamiętające poprzednią wojnę światową pancerniki „Schlesien” i „Schleswig-Holstein” (które nie wzięły udziału w walkach), 5 okrętów podwodnych, 10 stawiaczy min, nieznaczną liczbę trałowców, 28 kutrów i wiele mniejszych jednostek. Przeciwko tym siłom radziecka Flota Bałtycka admirała Władimira Tribuca wystawiła dwa (równie przestarzałe, co niemieckie) pancerniki „Marat” i „Oktiabrskaja Riewolucija”, krążowniki „Kirow” i „Maksym Gorki”, 2 superniszczyciele, 24 niszczyciele, 65 okrętów podwodnych i mnóstwo mniejszych jednostek.

Tribuc nie wykorzystał swojej olbrzymiej przewagi i wraz z błyskawicznymi postępami niemieckich wojsk lądowych wycofywał się na wschód. 6 lipca 1941 roku podczas stawiania min przez radzieckie okręty wywiązała się bitwa pomiędzy zespołem radzieckim a okrętami niemieckimi, z których trzy zostały uszkodzone i zmuszone do wycofania. Kilka dni później w rejonie Parnawy wszedł na minę i zatonął niemiecki trałowiec „M-23”. Starty marynarka radziecka zaczęła ponosić w sierpniu, gdy zatopiono okręty podwodne „S-11” i „S-6” oraz niszczyciele „Karol Marks” oraz „Engels”. 27 sierpnia miała miejsce wielka operacja radzieckiej floty, mająca na celu ewakuowanie otoczonych w Tallinnie wojsk oraz 66 tysięcy ton zapasów. Luftwaffe von Richthofena dokonała jednak masakry wycofujących się wojsk, zatapiając 65 statków i okrętów, w tym 5 niszczycieli, 5 trałowców i 2 okręty podwodne. Spośród 29 dużych transportowców uciekających z miasta do bezpiecznej przystani dotarł tylko jeden, „Kazachstan”.

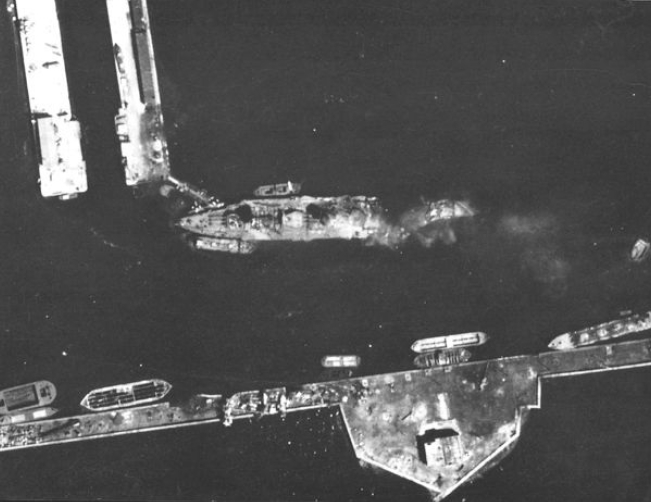
Zatopiony „Marat” z pokładu niemieckiego bombowca (1 czerwca 1942 roku)

9 września dowódca Kriegsmarine, wielki admirał Erich Raeder zwrócił uwagę Hitlera na fakt, że Flota Bałtycka może spróbować się przebić do neutralnej Szwecji, gdzie zostanie internowana i uratowana przed zniszczeniem. Dyktator przyznał mu rację i na jego rozkaz sformowany został potężny zespół Baltenflotte (niem. Flota Bałtów) składający się z nowoczesnych okrętów z pancernikiem „Tirpitz” i krążownikiem ciężkim „Admiral Scheer” na czele. Wraz z nimi na Bałtyk zawitały nowe krążowniki lekkie, niszczyciele i liczne mniejsze jednostki. Były to siły, z jakimi Tribuc nie mógł się mierzyć. Wycofał swoje siły do Leningradu, który od strony morskiej stał się istną fortecą. 13 września wszedł na minę i zatonął wszedł okręt flagowy marynarki fińskiej, „Ilmarinen”. W listopadzie bezczynna Baltenflotte została rozwiązana. Unieszkodliwieniem pancerników radzieckich zająć się miała Luftwaffe, której 23 września udało się zniszczyć „Marata”. Opadł on jednak na płytkie dno, więc garnizon leningradzki zdołała go podnieść i zamienić w platformę artyleryjską.
W 1942 roku prawie nie podejmowano operacji morskich na Bałtyku, poza stawianiem min przez Niemców. Podobnie było w 1943 roku, kiedy Kriegsmarine podjęła jednak próbę całkowitego odcięcia morskiego Leningradu, co nie powiodło się i doprowadziło do zatopienia kilku mniejszych jednostek.

### Kampania moskiewska
Źródła

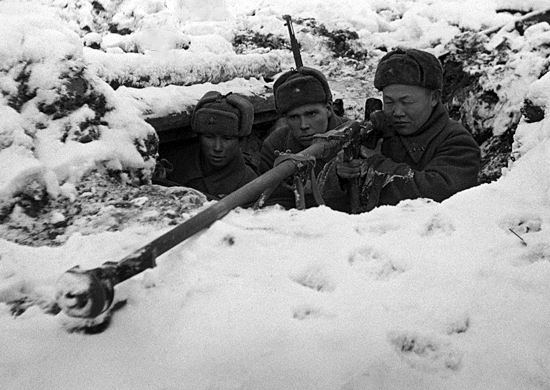
Czerwonoarmiści broniący Moskwy (1941 roku)

30 września 1941 roku Niemcy dotarli pod Moskwę. Stolica ZSRR była najważniejszym celem dla najeźdźcy, a jej upadek byłby wielkim sukcesem militarnym, politycznym i propagandowym. Stalin nie chciał jednak łatwo poddać miasta, zdecydował się dowodzić obroną osobiście. Moskwa została ufortyfikowana, a jej garnizon zasilony rezerwowymi armiami z Syberii i Dalekiego Wschodu. Ostatecznie przeciw Niemcom Armia Czerwona wystawiła ponad milion i dwieście tysięcy żołnierzy. Historycy nie są zgodni co do liczby wojsk niemieckich. Zdaniem niektórych było ich mniej od obrońców, inni mówią o prawie dwóch milionach. Dowodził nimi osobiście feldmarszałek Walther von Brauchitsch, naczelny dowódca wojsk lądowych. Wraz z nim operację o kryptonimie „Tajfun” poprowadził feldmarszałek Fedor von Bock. Siłami powietrznymi miał dowodzić feldmarszałek Albert Kesselring. Obrońców prowadzili: generał Aleksandr Wasilewski, marszałek Borys Szaposznikow oraz marszałek Gieorgij Żukow.

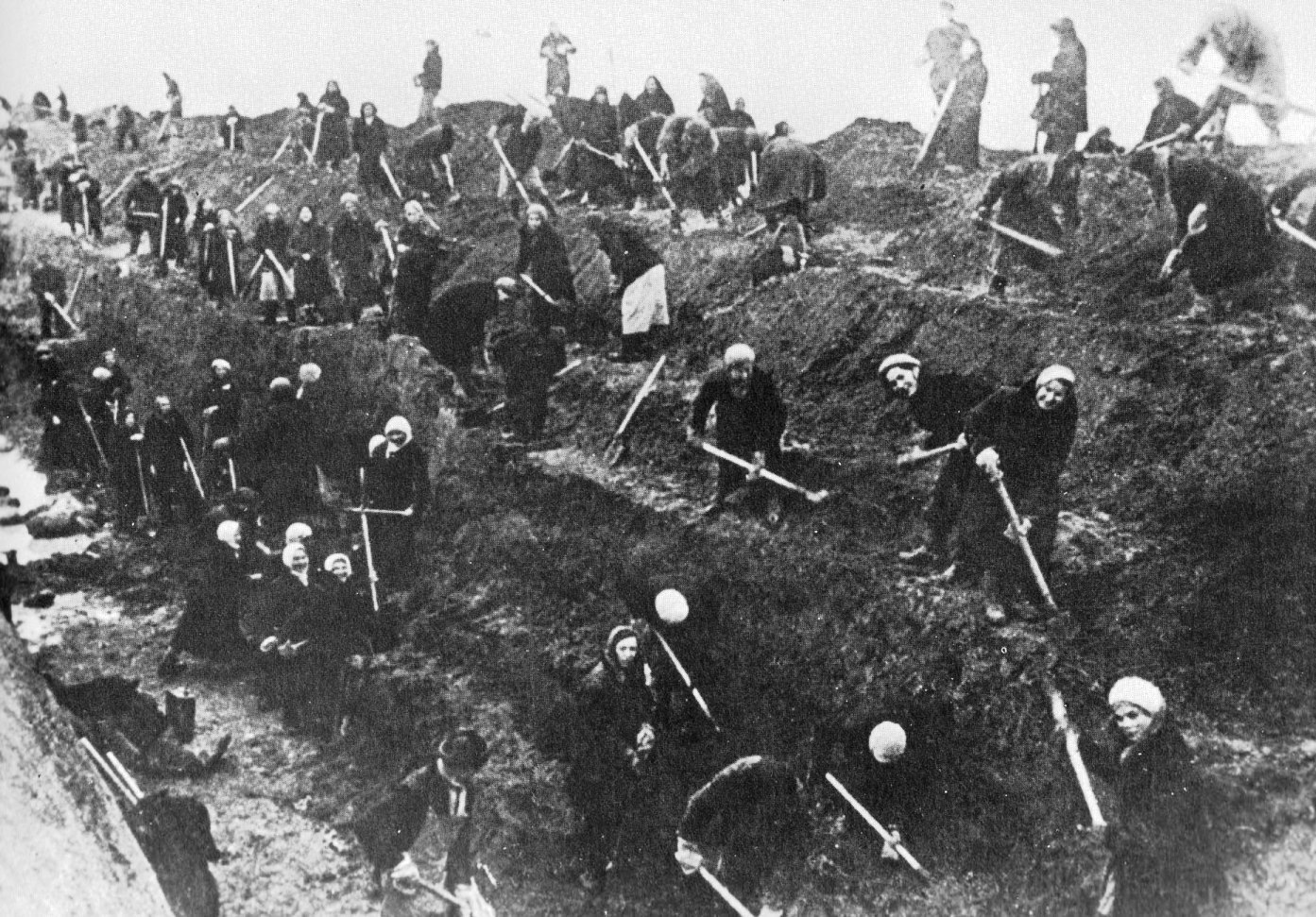
Moskiewskie kobiety kopią rowy przeciwczołgowe

Niemcy chcieli zamknąć miasto w kleszcze manewru okrążającego dokonanego przez 3 i 4 Armię Pancerną w kierunku linii kolejowej łączącej Moskwę z Leningradem oraz 2 Armię Pancerną, która miała ruszyć w kierunku Tuły. W tym czasie 4 Armia miała zająć miasto. Stalin liczył na powodzenie obronnej operacji moskiewskiej – wiedział, że od jej powodzenia zależy los kraju. Niemcom nie udało się zdobyć Moskwy. Walki przeciągały się i zatraciły charakter wojny błyskawicznej, jaką próbowali prowadzić najeźdźcy. Zima 1941/1942 była najostrzejsza w XX wieku, a temperatura nie raz spadała do –45 °C. Taka pogoda była zabójcza dla sprzętu pancernego, który nie był przystosowany do walk zimowych. Piechota niemiecka nie posiadła ciepłych mundurów. Szczególnie dawała się we znaki broniąca się z wielką zawziętością 16 Armia generała Konstantego Rokossowskiego.
27 listopada niemiecka 7 Dywizja Pancerna zajęła przyczółek przez Kanał Moskwa–Wołga – ostatnią poważną przeszkodę naturalną przed Moskwą – i stanęła mniej niż 35 kilometrów od Kremla, ale potężny kontratak wykonany przez 1 Armię Uderzeniową odepchnął ją z powrotem. Nie powiódł się manewr okrążający – 2 Armia Pancerna Guderiana poczyniła znaczne postępy, zdobyła nawet Stalinogorsk, acz zatrzymał ją kontratak 2 Korpusu Kawalerii generała Pawła Biełowa pod Kaszyrą. Nie udał się niemiecki atak od strony autostrady Mińsk–Moskwa. Atakujący utknęli na przedpolach stolicy ZSRR bez perspektyw na jej zdobycie.

### Kampania irańska

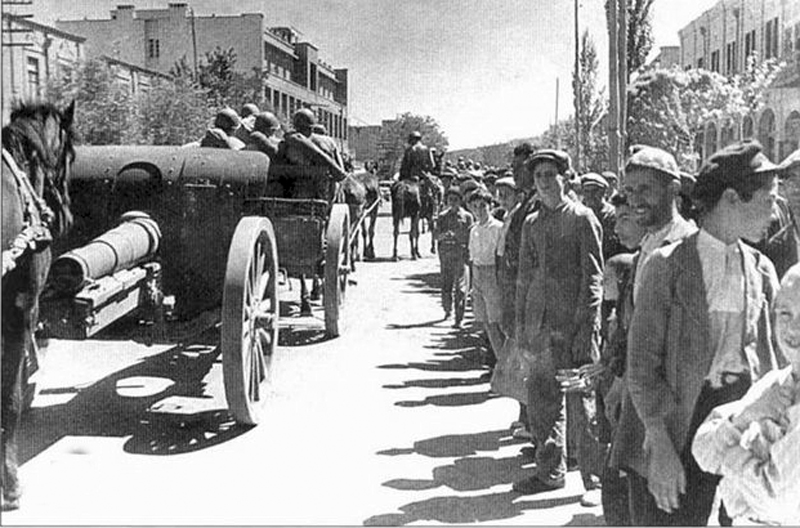
Irańscy cywile oglądający radziecką artylerię konną w zdobytym Tebriz (17 września 1941 roku)

Iran pod panowaniem szacha Rezy Szacha Pahlawiego stał się od początku II wojny światowej terenem infiltracji wielkich mocarstw, w tym niemieckiej. Obecność niemieckich obywateli niepokoiła władze Wielkiej Brytanii i ZSRR, mimo ogłoszenia przez kraj neutralności. Brytyjczycy chcieli ponadto zająć roponośne obszary Iranu oraz korzystać z kolei transirańskiej do dostarczania materiałów wojennych do ZSRR. Ze względów strategicznych operacja okupowania tego kraju zabezpieczyłaby tyły sił brytyjskich stacjonujących w Egipcie oraz południową granicę ZSRR przed niespodziewanym uderzeniem wojsk niemieckich. W tej sytuacji generał Quinan, dowódca Iraqforce, otrzymał rozkaz przygotowania się do okupacji pól naftowych w Abadanie i Naft-Shah oraz portów Bushirem i Bandar-e-Szachpur.

12 sierpnia 1941 roku władze ZSRR i Wielkiej Brytanii wręczyły rządowi Iranu notę, w której wyraziły nadzieję, że Irańczycy sami podejmą kroki wobec niemieckich agentów. Sowieci dołączyli listę rzekomych szpiegów. Żądano też zgody na wkroczenie wojsk obu krajów do Iranu. Odpowiedź z 21 sierpnia okazała się dla obydwu państw niesatysfakcjonująca. Następnego dnia ogłoszono pogotowie bojowe w wojskach brytyjskich, a 25 sierpnia w wojskach radzieckich. Siły brytyjskie miały zająć porty i obszary roponośne na południu Iranu, zaś radzieckie – północną część kraju z miejscowościami Ardabil, Tebriz i Urmia.

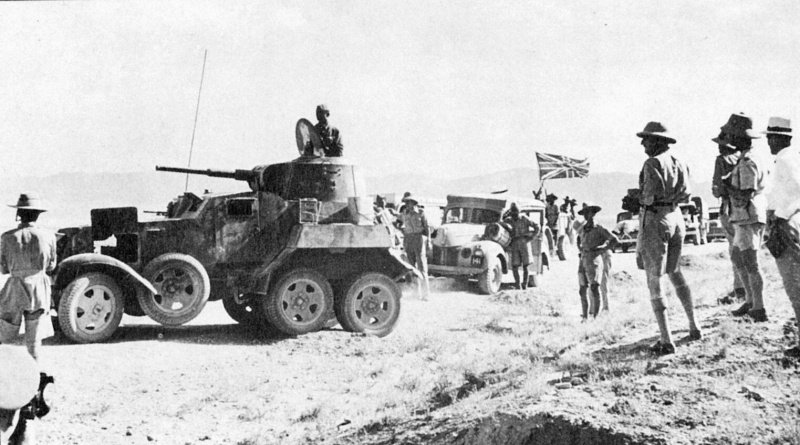
Konwój brytyjski osłaniany przez radziecki BA-10 podczas walk w Iranie (wrzesień 1941 roku)

Kampania irańska rozpoczęła się rankiem 25 sierpnia, kiedy flota brytyjska zaatakowała okręty irańskie w strategicznych portach w Abadanie i Khorramshar. Jednocześnie z dwóch stron na terytorium Iranu wkroczyły brytyjskie siły lądowe. Działania te wspierało z powietrza Royal Air Force, atakując irańskie bazy lotnicze i linie komunikacyjne oraz wspierając siły lądowe. Większość irańskich samolotów została zniszczona na ziemi. Siły Armii Czerwonej, rzucone przeciwko Irańczykom, były zdecydowanie od nich silniejsze, stąd postępy wojsk radzieckich były szybkie. Pierwszego dnia walk miejscowość Maku została silnie zbombardowana (zginęło kilkuset cywilów), co złamało morale Irańczyków. 28 sierpnia Reza Szach Pahlawi rozkazał podległym wojskom wstrzymać opór, ogłaszając zawieszenie broni. W ciągu 30 i 31 sierpnia wojska brytyjskie i radzieckie spotkały się w miejscowościach Senna i Kazwin.
Reza Szach Pahlawi usiłował bezskutecznie uzyskać mediację amerykańskiego prezydenta Franklina Delano Roosevelta, powołując się na zapisy Karty Atlantyckiej. W tej sytuacji rozpoczęto negocjacje, które do 6 września przyniosły zgodę irańskiego rządu na okupację brytyjską południa, a sowiecką północy kraju. Z Iranu mieli być wydaleni Niemcy podejrzewani o działalność szpiegowską, a linie kolejowe wykorzystane do przewozu sprzętu i wyposażenia wojskowego do ZSRR w ramach Lend-Lease. Ze względu jednak na niewykonanie niektórych żądań wojska brytyjskie i sowieckie wznowiły swój marsz w głąb Iranu, grożąc okupacją Teheranu. W nocy z 15 na 16 września radzieckie radio oskarżyło Irańczyków o nieszczere zamiary, „niewybaczalną powolność” i niechęć do wyrzucenia z kraju hitlerowskich agentów. Następnego dnia Reza Szach Pahlawi na nadzwyczajnym posiedzeniu parlamentu abdykował na rzecz swojego syna Mohammada Rezy Pahlawiego, a następnie został uwięziony przez Brytyjczyków.

### Kontrofensywy radzieckie
Zatrzymanie niemieckiego marszu na Moskwę pozwoliło Armii Czerwonej na podjęcie szeregu ofensyw pod koniec 1941 roku i na początku roku 1942.

Pierwsza z kontrofensyw radzieckich, ofensywna operacja tichwińska, okazała się sukcesem. W dniach od 10 listopada do 30 grudnia trzy radzieckie armie pod dowództwem generała Kiriłła Mierieckowa uderzyły na mniej liczne wojska niemiecko-hiszpańskie pod komendą generała Ernsta Buscha i przez związanie ich krwawymi walkami odciążyły garnizon Lenigradu.

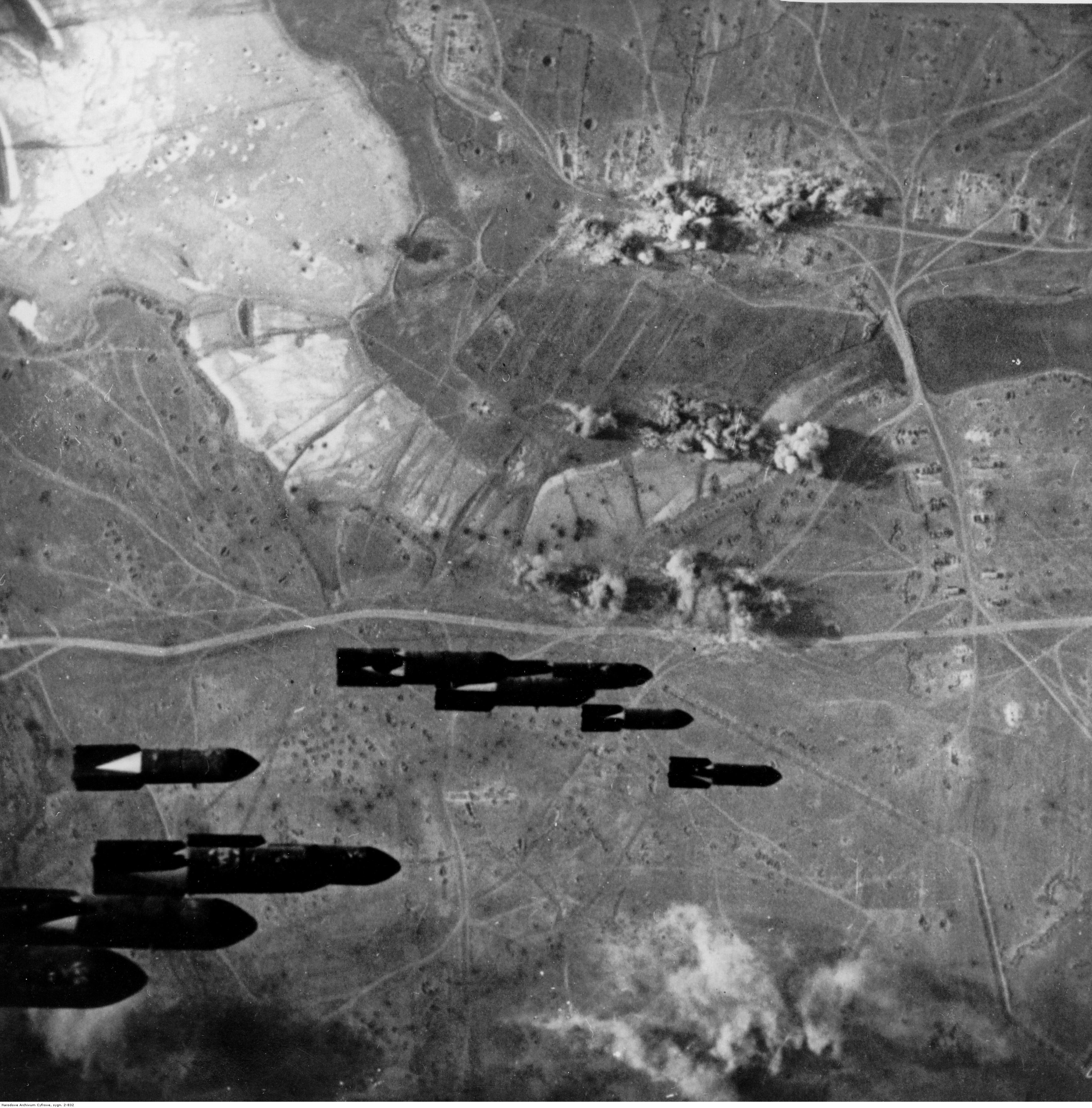
Luftwaffe bombarduje Kercz (maj 1942 roku)

17 listopada siły Frontu Południowego usiłowały rozbić nadmiernie rozciągniętą 1 Armię Pancerną generała Ewalda von Kleista i uderzyły w kierunku Rostowa nad Donem. Niemcy zadali Armii Czerwonej duże straty wobec małych własnych, a już 21 listopada zdobyli Rostów. Ich dowódca, feldmarszałek Gerd von Rundstedt zdecydował się jednak wycofać za rzekę Mius w celu zajęcia lepszych pozycji obronnych. Hitler uznał ten manewr za przejaw tchórzostwa i odwołał Rundstedta, zastępując go feldmarszałkiem Waltherem von Reichenauem. On jednak kontynuował działania poprzednika. Hitler był wściekły, więc Reichenaua musiał wziąć pod protekcję generał Franz Halder, szef sztabu Naczelnego Dowództwa Wojsk Lądowych.
28 listopada wojska radzieckie odbiły Rostów oraz zmusiły Niemców do odwrotu. Była to pierwsza udana kontrofensywa radziecka II wojny światowej, jednak nie wpłynęła znacząco na dalsze działania zbrojne.

Nie ustawały walki pod Moskwą. Chociaż ofensywa na stolicę została zatrzymana, niemiecki wywiad wciąż szacował, że wojska radzieckie nie miały już rezerw, a zatem nie będą w stanie przeprowadzić kontrofensywy. Szacunki te okazały się błędne, ponieważ Stalin przeniósł ze wschodu gigantyczne posiłki. Armia Czerwona zgromadziła rezerwę 58 dywizji na początku grudnia, kiedy ofensywa zaproponowana przez Żukowa i Wasilewskiego została ostatecznie zatwierdzona przez Stalina. 5 grudnia rozpoczęła się ofensywna operacja moskiewska mająca na celu usunięcie zagrożenia dla Moskwy. Rozpoczęła się poprzez stopniowe wchodzenie do walki kolejnych armii między 5 a 7 grudnia. Po odbiciu miast Kalinin, Klin, Sołniecznogorsk do akcji wkroczyły wojska Frontu Południowo-Zachodniego co spowodowało dalsze zdobycze: Jelec, Tuła, Kaługa, Naro-Fominsk. Niemcy zostali zmuszeni do odwrotu spod bram Moskwy, jednak nie dalej. Za klęskę moskiewską zapłacił feldmarszałek von Brauchitsch. 19 grudnia został odwołany ze stanowiska, a naczelnym dowódcą wojsk lądowych został sam Hitler.

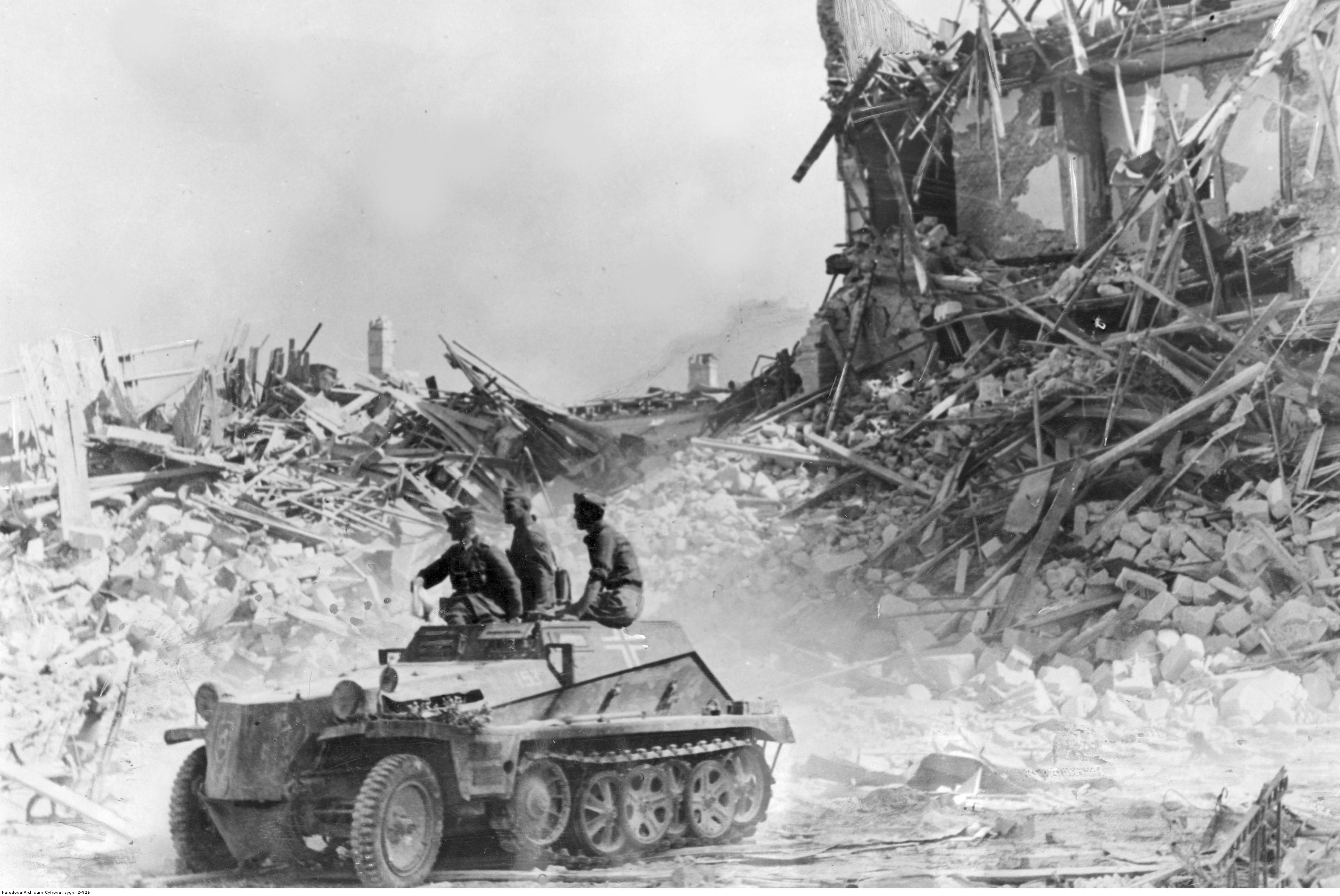
Niemiecki oficer kierujący atakami na Sewastopol (lipiec 1942 roku)

26 grudnia 1941 roku Armia Czerwona przeprowadziła wielką operację desantową kerczeńsko-teodozyjską. Miała ona na celu przysłanie drogą morska wsparcia dla obleganych przez siły Ericha von Mansteina wojsk radzieckich na Krymie oraz odepchnięcia Niemców i Rumunów w głąb Ukrainy. Zakończyła się rzezią wysłanych z odsieczą oddziałów, które zaatakowała Luftwaffe generała Wolframa von Richthofena, acz część wsparcia dotarła do obrońców. Nie zmieniło to sytuacji wojsk radzieckich na Krymie, które skapitulowały 4 lipca 1942 roku.
Również rzezią Armii Czerwonej zakończyła się operacja lubańska w styczniu 1942 roku, nieudana próba przerwania blokady Leningradu przez wojska Mierieckowa, pokonane przez mniej liczne siły generała Georga von Küchlera.
Niemcy wciąż trzymali się mocno pod Moskwą. Generałowie Żukow i Iwan Koniew bezskutecznie usiłowali pokonać wroga w trwającej do kwietnia 1942 roku operacji rżewsko-wiaziemskiej. Nie udało się rozbić generała Günthera von Klugego, a konfrontacja pozostała nierozstrzygnięta. Była to jedna z najbardziej krwawych bitew frontu wschodniego, po obu stronach zginęło ponad milion żołnierzy, choć Armia Czerwona poniosła dużo większe straty. Jej istotną częścią była ofensywna operacja diemiańska. 8 lutego 1942 roku generał Pawieł Kuroczkin bezskutecznie usiłował zniszczyć część 16 Armii. Udało się okrążyć jej część, ale pomimo wielu prób aż do 20 maja nie udało się jej zniszczyć. Wojska niemieckie były skutecznie zaopatrywane przez Luftwaffe, a następnie wykonano przeciwuderzenie i odblokowano okrążone wojska.

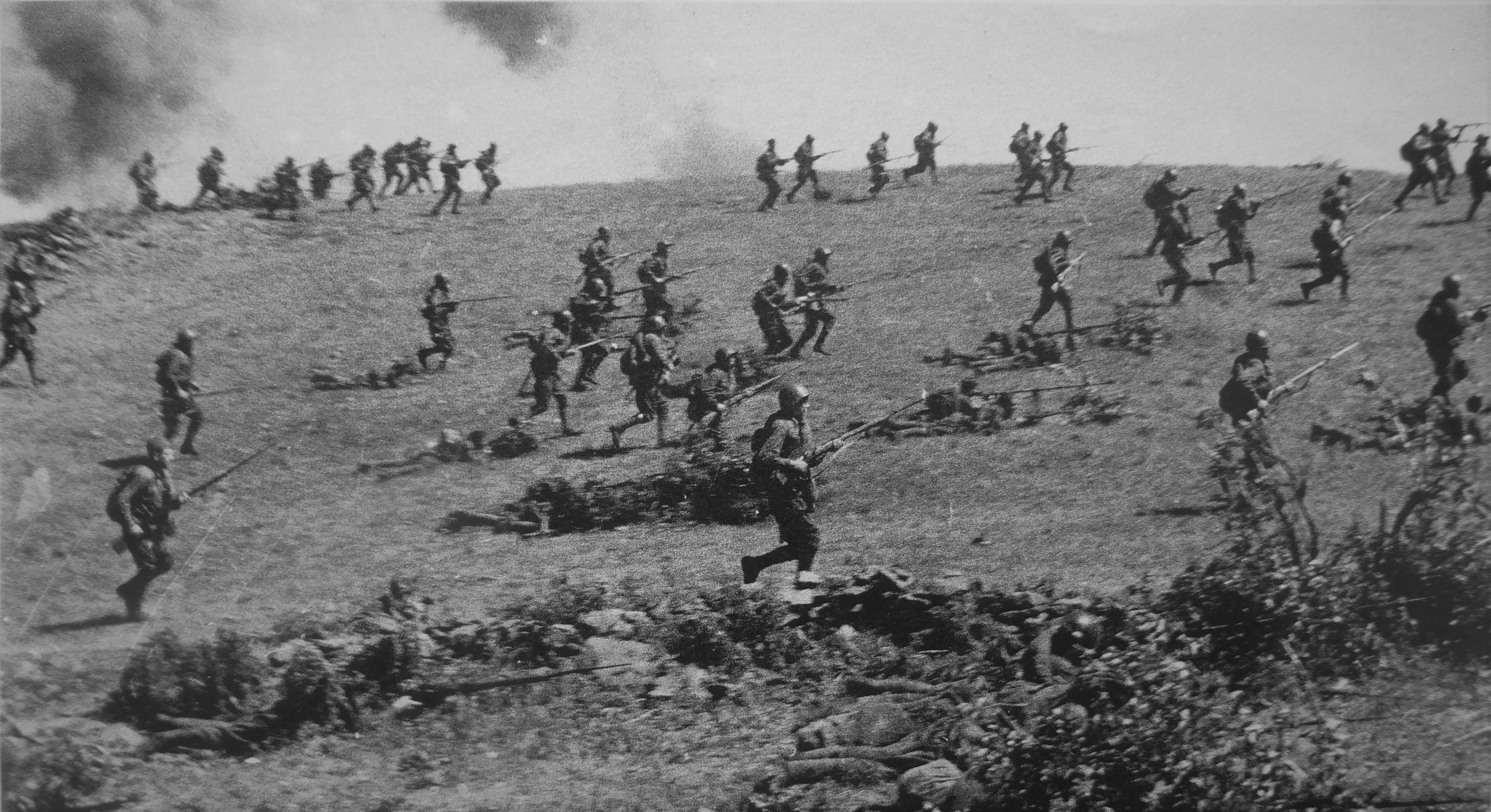
Natarcie piechoty radzieckiej (2 kwietnia 1942 roku)

Nie ustały walki w regionie Rostowa nad Donem. 18 stycznia 1942 roku generał Rodion Malinowski przegrał z Bockiem operację barwienkowsko-łozowską, ponosząc około dziesięciokrotnie większe straty od wroga. Nie dość, że nie udało mu się odepchnąć przeciwnika, to jeszcze doprowadził do powstania wyłomu we froncie radzieckim w rejonie Barwinkowych.
W maju 1942 roku Armia Czerwona usiłowała dokonać wielkiej ofensywy na Charków, by odzyskać to strategicznie ważne miasto. Generałowie Filipp Golikow i Nikołaj Watutin zebrali w tym celu ok. 346 tysięcy żołnierzy. Naprzeciw nim stanęło 70 tysięcy Niemców pod komendą feldmarszałka Mansteina. Po początkowych sukcesach, ofensywa została powstrzymana przez niemieckie kontrataki. Tragiczne błędy głównych oficerów sztabu i samego Stalina, którzy niedokładnie oszacowali potencjał Niemców i ich sojuszników, a także zbytnio przeceniali swoje nowo wyszkolone jednostki, doprowadził do udanego niemieckiego kontrnatarcia, które odcięło przednie atakujące jednostki radzieckie od reszty frontu. Zwycięstwo siłom Osi umożliwił właśnie wyłom w rejonie Barwinkowych. Bitwa o Charków była wielką klęską Armii Czerwonej, która straciła ponad 45 tysięcy żołnierzy, jednak to nie zasoby ludzkie ucierpiały w największym stopniu, a organizacja sił radzieckich. Manstein zniszczył trzy wrogie armie i korpus pancerny, co skutecznie zapobiegło dalszym atakom radzieckim. Oprócz wybitnych umiejętności dowódczych zwycięstwo kosztem ok. czterokrotnie mniejszych od radzieckich strat zapewniło mu użycie nowych czołgów ciężkich PzKpfw VI Tiger, z którymi radzieckie T-34 nie były sobie w stanie poradzić.
Po tej serii ofensyw siły na froncie wschodnim wyrównały się.

### Wojna w Azji i na Pacyfiku

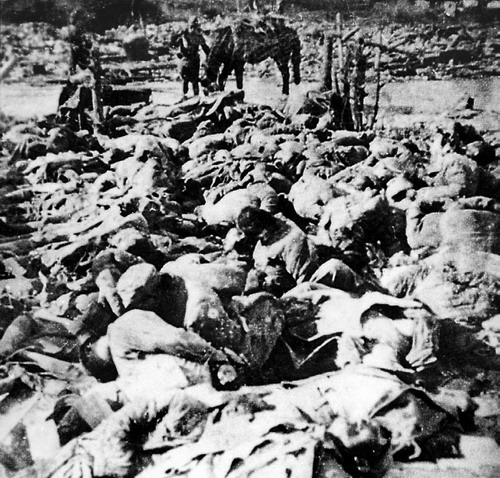
Ciała części ofiar masakry nankińskiej – według różnych szacunków, żołnierze japońscy zgwałcili i wymordowali wówczas od 50 000 do 400 000 Chińczyków (1937 lub 1938 rok)

Cesarstwo Wielkiej Japonii dążyło do poszerzenia strefy swoich wpływów i utworzenia drogą podbojów militarnych „Strefy Wspólnego Dobrobytu Wielkiej Azji Wschodniej” na obszarze Chin i Azji Południowo-Wschodniej. Uważająca się za upokorzoną postanowieniami traktatu waszyngtońskiego z 1922 roku Japonia, dążyła też do wykluczenia z regionu europejskich mocarstw kolonialnych, toteż 27 września 1940 roku zawarła sojusz zwany Paktem Trzech z III Rzeszą i Włochami Mussoliniego.
Za oficjalny początek drugiej wojny światowej na obszarze Pacyfiku umownie uznaje się japoński atak na Pearl Harbor 7 grudnia 1941 roku, w rzeczywistości jednak, konflikt zapoczątkowany został w 1937 roku incydentem na moście Marco Polo, który posłużył jako pretekst do japońskiego ataku na Chiny. W tym czasie Chiny były obok Wielkiej Brytanii największym amerykańskim sojusznikiem w regionie Pacyfiku. Toteż wydarzenia w Chinach – w tym masakra nankińska i inne zbrodnie ludobójstwa oraz morderstwa amerykańskich misjonarzy w Chinach, których dopuszczała się cesarska armia japońska, jak również incydent z USS Panay, w którym wojska japońskie zatopiły amerykańską kanonierkę USS „Panay” – powodowały wzrost napięcia między Japonią, a Stanami Zjednoczonymi.
Japońska agresja w Chinach spotkała się początkowo z dyplomatycznymi protestami Stanów Zjednoczonych, gdy jednak środki dyplomatyczne nie ograniczyły japońskiej agresji, w 1938 roku amerykański Departament Stanu zalecił amerykańskim bankom w kraju i za granicą nie przedłużanie linii kredytowych dla japońskich przedsiębiorstw. W 1939 roku rząd amerykański wycofał się z umowy handlowej z Japonią z 1911 roku, po czym wprowadził embargo na dostawy do Japonii samolotów, części zamiennych, maszyn i paliwa lotniczego. Po przystąpieniu zaś Japonii do Paktu Trzech oraz wymuszeniu na francuskim rządzie Vichy militarnej okupacji Indochin Francuskich, przez co Japonia uzyskała dostęp do bogatych złóż surowców naturalnych tym rejonie, amerykańskie embargo zostało rozszerzone o ropę naftową, żelazo i złom. Podzielając amerykańskie obawy, do embarga dołączyły wkrótce także Wielka Brytania i Holandia.

#### Atak na Stany Zjednoczone

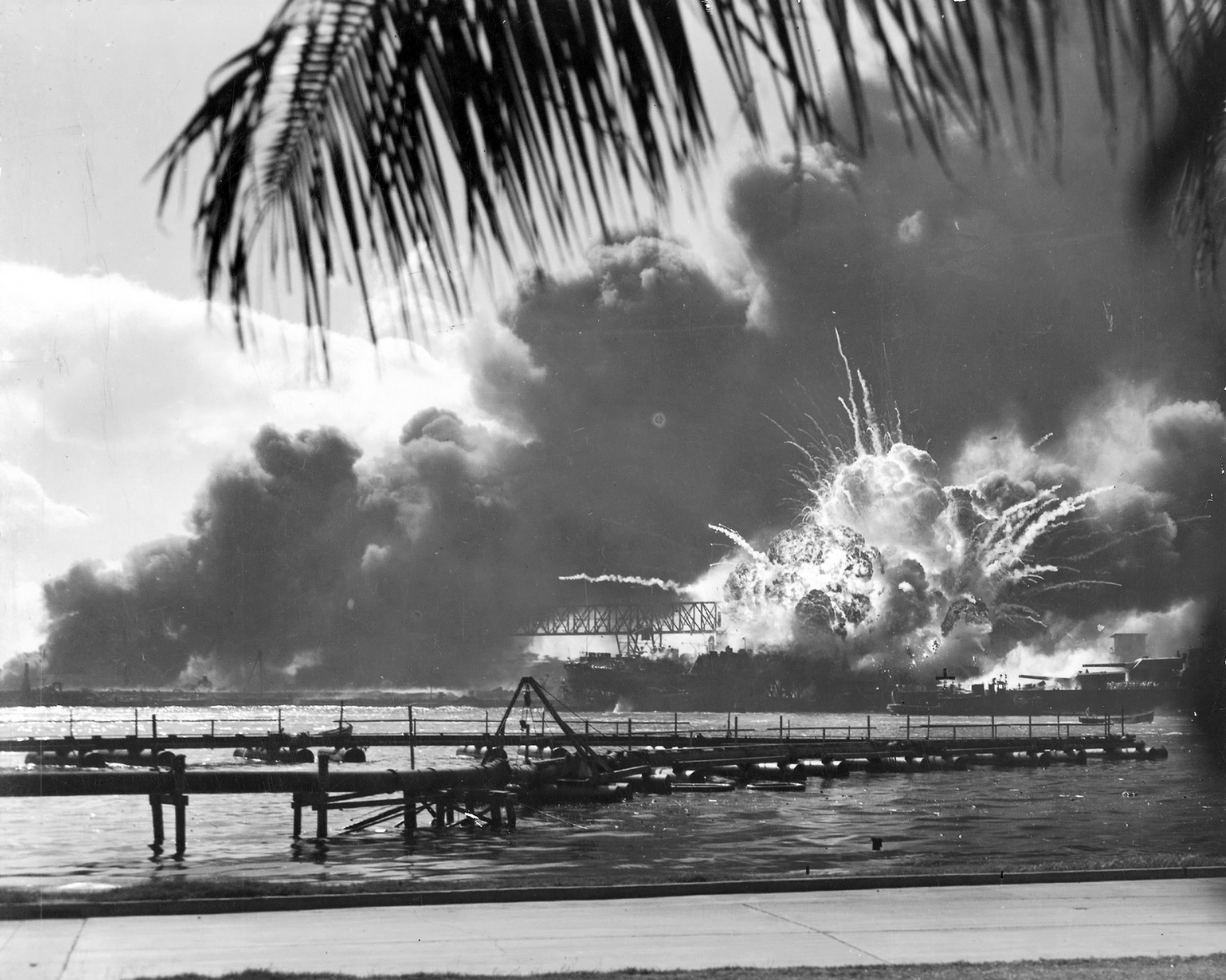
Eksplozja niszczyciela USS „Shaw” w trakcie japońskiego ataku na Pearl Harbor (7 grudnia 1941 roku)

Nie chcąc zgodzić się na zaprzestanie agresji na Chiny i wycofanie z tego kraju swoich wojsk, rząd Japonii przewidywał że bez dostaw ropy z USA, zgromadzone dotąd przez cesarstwo zapasy ropy wystarczą w warunkach wojennych na około 12 miesięcy. Brał dodatkowo pod uwagę fakt, że zaangażowane w wojnę z Niemcami mocarstwa europejskie, nie będą w stanie stawiać skutecznego oporu siłom japońskim w Azji Południowo-Wschodniej. Przy wzroście tendencji nacjonalistycznych i rasistowskich w samej Japonii, przy częstych aktach terroru politycznego w samym Tokio, doprowadziło to do silnego nurtu konfrontacyjnego ze Stanami Zjednoczonymi oraz Wielką Brytanią i Holandią. Toteż zakładając relatywnie krótką wojnę ze Stanami Zjednoczonymi z wymuszonym na USA pokoju na korzystnych dla Japonii warunkach, kierowany przez premiera Hideki Tōjō rząd Japonii zdecydował się na zaatakowanie Stanów Zjednoczonych.
Tymczasem japońska marynarka wojenna już od 1923 roku uważała Stany Zjednoczone za głównego „hipotetycznego wroga”, co oznaczało że plany japońskiej ekspansji bazowały na założeniu konieczności walki i pokonania United States Navy. Zgodnie z japońską kalkulacją, Japonia powinna wygrać wojnę, dzięki lepszej taktyce, lepszej broni, oraz wyższej jakości okrętów i personelu wojskowego. Oparta na doktrynie Mahana i wywodząca się z czasów wojny rosyjsko-japońskiej strategia walnej bitwy, nosząca w Japonii nazwę Zengen-sakusen, zakładała pokonanie amerykańskiej floty w jednej decydującej bitwie, która zmusi USA do zawarcia pokoju.

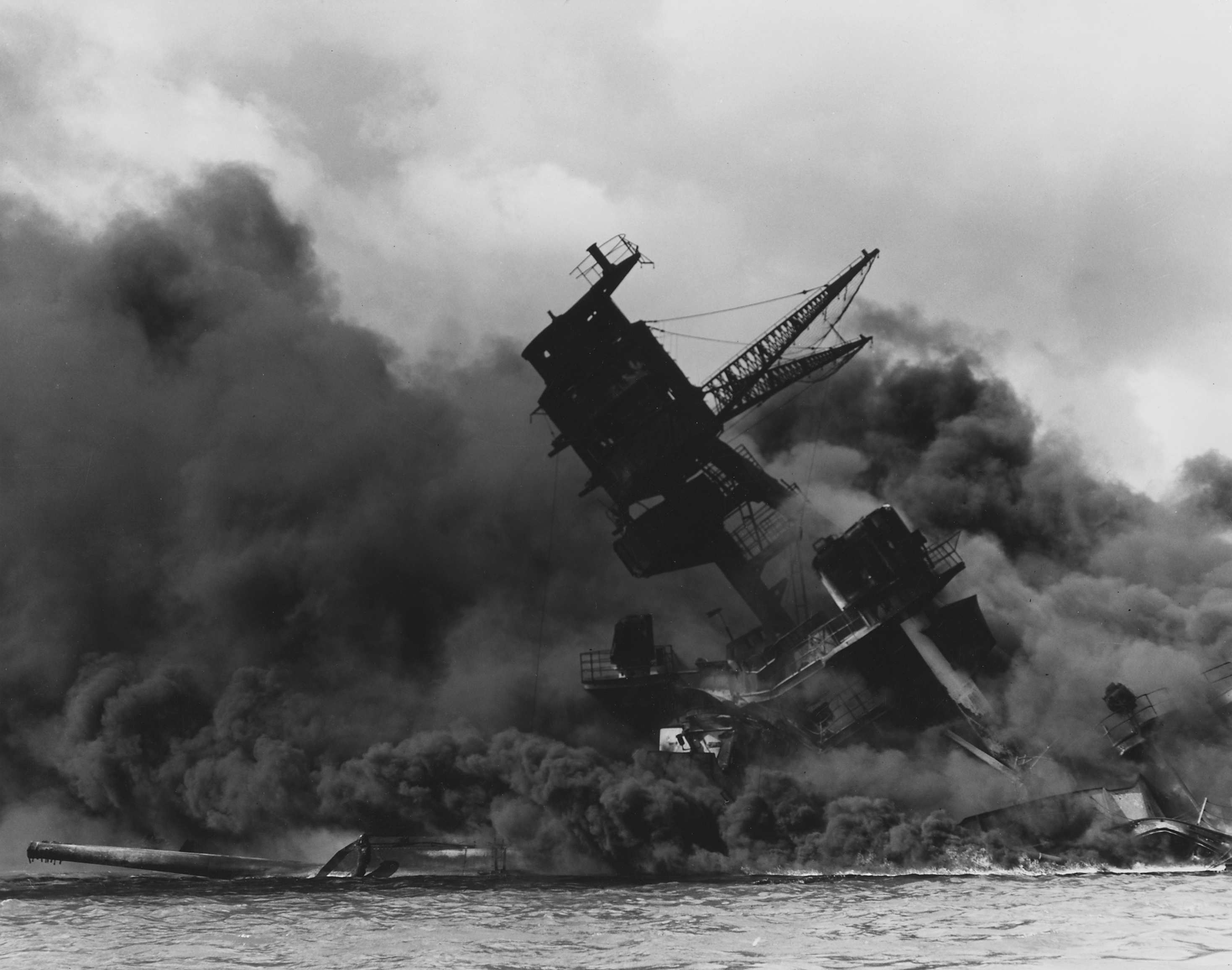
Płonący po eksplozji magazynu amunicji pancernik USS „Arizona” (7 grudnia 1941)

Dowodzący jednak japońską Połączoną Flotą admirał Isoroku Yamamoto, wbrew stanowisku większości członków naczelnego dowództwa japońskiej floty, w tym swojego przełożonego admirała Osami Nagano, przeforsował plan zaskakującego ataku na bazę amerykańskiej floty w Pearl Harbor na Hawajach. Celami tego ataku miały być wyłączenie z użytku amerykańskich pancerników (które uważane były wówczas jeszcze za podstawowy element przyszłej walnej bitwy) oraz unieruchomienie zgromadzonej tam floty na okres przynajmniej sześciu miesięcy, co da japońskiej Armii i flocie czas na zrealizowanie ekspansji na terenie Azji Południowo-Wschodniej i w Holenderskich Indiach Wschodnich, oraz umocnienie się na wysuniętych posterunkach na zdobytych wyspach, i utworzenie w ten sposób bariery przed ewentualnym amerykańskim kontratakiem.
Przeprowadzony 7 grudnia 1941 roku (czasu lokalnego) siłami sześciu lotniskowców atak na Pearl Harbor, stanowił pierwszy akt właściwej wojny na Pacyfiku. W jego rezultacie zginęło lub zostało rannych 3581 żołnierzy amerykańskich i 189 japońskich, zniszczonych lub uszkodzonych zostało 347 samolotów amerykańskich i 29 japońskich, nieodwracalnie zniszczone zostały dwa amerykańskie pancerniki, 15 zaś innych okrętów – w tym trzy pancerniki i trzy ciężkie krążowniki – musiało przejść remonty, które wyłączyły je ze służby na okres od kilku tygodni do 34 miesięcy. Szczęściem dla amerykańskiej Floty Pacyfiku, w dniu ataku na bazę nie znajdował się w niej żaden z jej zyskujących wówczas na znaczeniu lotniskowców, które zostały wysłane z misjami zaopatrzeniowymi celem dostarczenia samolotów bojowych na wyspy Wake i Midway, USS „Saratoga” zaś znajdowała się w remoncie na Zachodnim Wybrzeżu Stanów Zjednoczonych.
Atak 7 grudnia faktycznie pozbawił amerykańską marynarkę trzonu jej sił morskich. W okresie międzywojennym Stany Zjednoczone, podobnie jak Japonia, hołdowały doktrynie Mahana, w której główną rolę odgrywały okręty liniowe. Zatopienie pancerników na Hawajach, uczyniło bezprzedmiotowym przygotowywany na wypadek wojny z Japonią plan „Orange”, zakładający konieczność pokonania floty japońskiej w bitwie w obronie Filipin, gdzie upatrywano największego zagrożenia ze strony japońskiej. Pozbawiona operacyjnych pancerników Flota Pacyfiku, musiała opierać się odtąd na niedostatecznej jeszcze przez 1,5 roku flocie kilku lotniskowców, które przewidywane dotąd były jedynie do pełnienia roli skautów przed głównymi zgrupowaniami floty oraz okrętach podwodnych. Tymczasem 8 grudnia 1941 roku, w przemówieniu do Kongresu, prezydent Franklin Delano Roosevelt poprosił Kongres o formalne wypowiedzenie wojny Cesarstwu Wielkiej Japonii.

#### Japońska ofensywa w Azji Południowo-Wschodniej

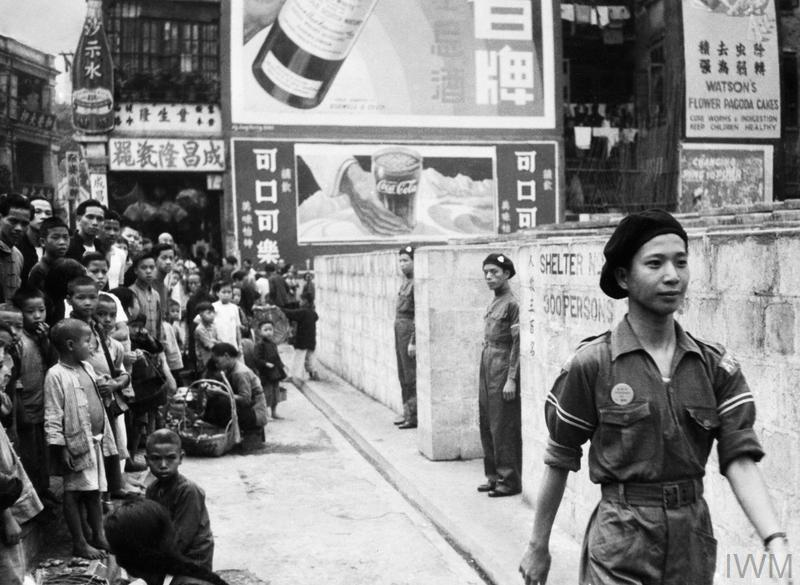
Ćwiczenia hongkońskiej obrony przeciwlotniczej na wypadek japońskiego ataku na kilka dni przed nim (grudzień 1941 roku)

Japoński rajd na Hawaje nie był jednak odizolowaną operacją. Niemal równocześnie Japonia przeprowadziła bowiem symultaniczne operacje zajęcia wysp Guam i Wake, wkrótce potem dokonali inwazji na Hongkong, a następnie wylądowali na Półwyspie Malajskim oraz na Filipinach, pod Kuantanem zaś zatopili brytyjskie pancerniki HMS „Prince of Wales” i „Repulse”, rozpoczynając marsz w kierunku Singapuru. Sukces tych przeprowadzonych w ciągu kilku dni operacji, spowodował przyśpieszenie ich drugiej serii, które skutkowały zajęciem Rabaul w Archipelagu Bismarcka, serią bitew na Morzu Jawajskim i rajdem na Darwin w Północnej Australii. W połowie lutego 1942 roku upadł Singapur i na przełomie lutego i marca, było oczywiste, iż Japonia osiągnie wszystkie swoje ekonomiczne cele wojny, z bogatymi w surowce naturalne obszarami „bariery malajskiej”. Dotychczasowe zdobycze terytorialne zapewniały bowiem Japonii swobodny dostęp do ropy naftowej, kauczuku i innych surowców naturalnych. Z polityczno-ekonomiczno-ideologicznego punktu widzenia, Japończycy byli na najlepszej drodze do zniszczenia „białego kolonializmu” na obszarze ich operacji. Japońskie dowództwo wojskowe zaczęło wówczas rozważać dalsze kroki, rozważając różnorakie operacje zastanawiano się nad inwazją na Australię, skierowaniem się na obszar Oceanu Indyjskiego, uderzenia na południe – na Wyspy Salomona w kierunku Fidżi i Samoa, celem odcięcia od zaopatrzenia Australii. W japońskich kręgach wojskowo-politycznych, w styczniu 1942 roku ścierały się jednak różne opcje.

#### Germany First
W tym samym czasie, gdy wojska japońskie – armia i marynarka – dokonywały swojego własnego blitzkriegu w Azji Południowo-Wschodniej, podczas odbytej od 22 grudnia 1941 do 14 stycznia 1942 roku konferencji w Waszyngtonie, zwanej Konferencją Arcadia bądź też I Konferencją Waszyngtońską, prezydent Roosevelt ustalił z Winstonem Churchillem zasady współpracy między Stanami Zjednoczonymi, a Wielką Brytanią w walce z Japonią oraz III Rzeszą, która 11 grudnia 1941 roku wypowiedziała wojnę Stanom Zjednoczonym. Jednym z najważniejszych postanowień konferencji, było ustalenie zasady Germany First (Niemcy Pierwsze), bądź też Europe First (Europa Pierwsza), oznaczającej że wojna w Europie przeciw III Rzeszy ma priorytet przed wojną przeciw Japonii, do czasu zaś pokonania hitlerowskich Niemiec, alianci będą prowadzić jedynie działania powstrzymujące Japonię, główny zaś wysiłek włożą w pokonanie III Rzeszy.

#### Amerykańskie rajdy I połowy 1942 roku
| Cel rajdu       | Data             | Okręty                 | Zespół        | Dowodzący      |
| --------------- | ---------------- | ---------------------- | ------------- | -------------- |
| Wyspy Marshalla | 1 lutego 1942    | „Enterprise”           | Task Force 8  | William Halsey |
| Wyspy Gilberta  | 1 lutego 1942    | „Yorktown”             | Task Force 17 | Frank Fletcher |
| Rabaul          | 21 lutego 1942   | „Lexington”            | Task Force 11 | Wilson Brown   |
| Wake            | 24 lutego 1942   | „Enterprise”           | Task Force 16 | William Halsey |
| Marcus          | 4 marca 1942     | „Enterprise”           | Task Force 16 | William Halsey |
| Salamaua i Lae  | 10 marca 1942    | „Yorktown” „Lexington” | Task Force 17 | Frank Fletcher |
| Wyspy Japońskie | 18 kwietnia 1942 | „Enterprise” „Hornet”  | Task Force 16 | William Halsey |

Podział US Navy na Flotę Atlantyku i Flotę Pacyfiku, zniszczenie trzonu tej ostatniej w Pearl Harbor oraz zasada Germany First spowodowały, że w pierwszych miesiącach 1942 roku, US Navy nie była w stanie prowadzić znaczących operacji przeciw Japonii. Co więcej, wobec wzmagającej się ofensywy podwodnej Kriegsmarine w bitwie o Atlantyk, admirał Chester Nimitz – który dowodził Flotą Pacyfiku po zdymisjonowaniu obwinionego za klęskę w Pearl Harbor admirała Husbanda Kimmela, zmuszony został do wysłania części okrętów osłabionej Floty Pacyfiku na Atlantyk. Spowodowało to że amerykańska marynarka zdolna była do przeprowadzania na Pacyfiku jedynie szybkich uderzeń pojedynczych lotniskowców na wysunięte placówki japońskie na Pacyfiku.
Najbardziej znanym z nich był rajd lotniskowców USS „Hornet” i „Enterprise” na Tokio i inne miasta na macierzystych Wyspach Japońskich, zwany rajdem Doolittle’a, który nie wyrządził wprawdzie znaczących szkód materialnych, wpłynął jednak pozytywnie na nadszarpnięte morale amerykańskiego społeczeństwa wobec klęsk aliantów na wszystkich frontach II wojny światowej w 1942 roku, miał także duże znaczenie psychologiczne dla społeczeństwa japońskiego oraz dowództw japońskich sił zbrojnych.

#### Midway, Guadalcanal i kampania na Wyspach Salomona

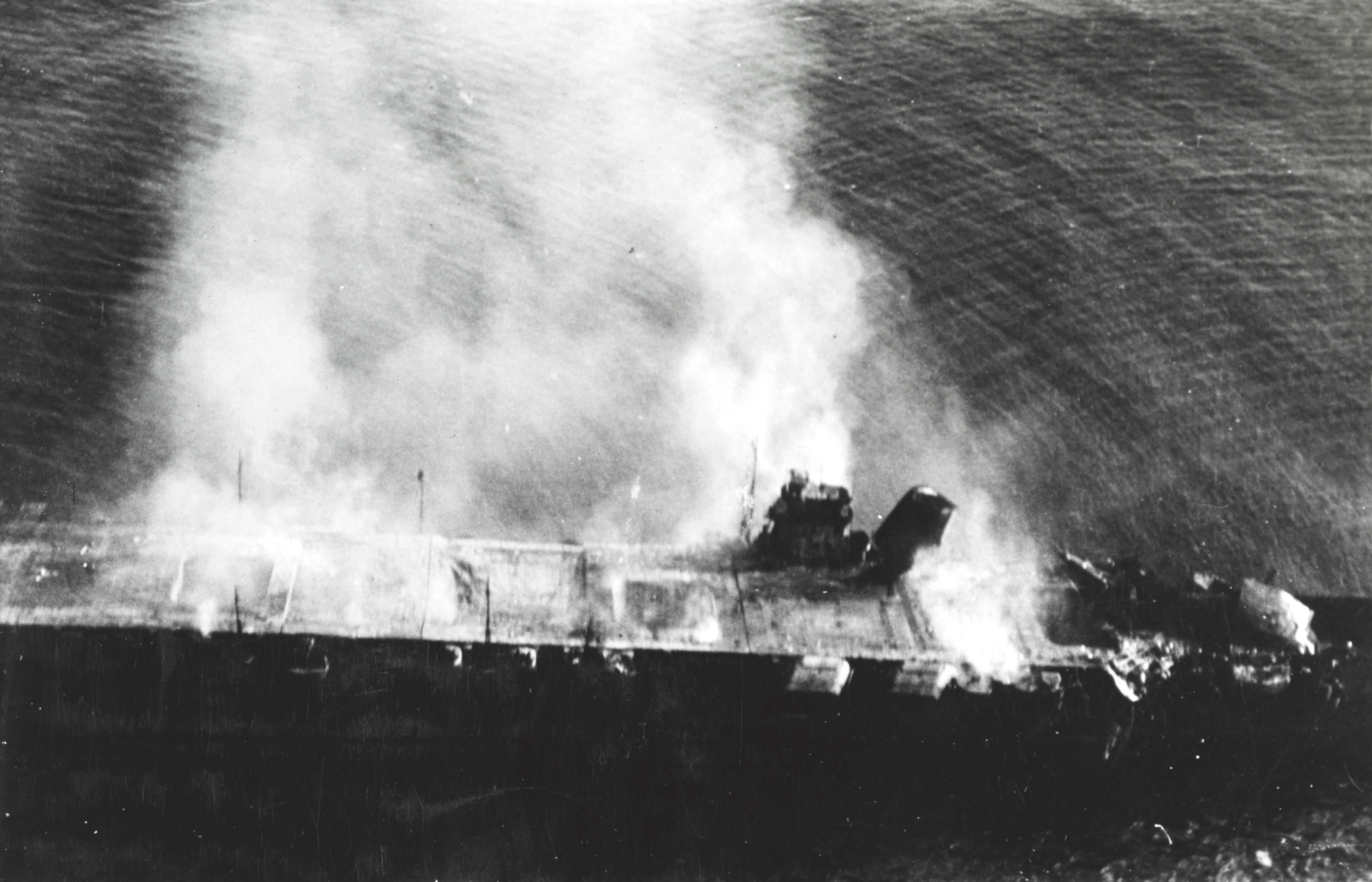
Płonący lotniskowiec „Hiryū” z rozerwaną przednią częścią pokładu startowego, po trafieniu bombą zrzuconą przez ppor. Normana Kleissa z lotniskowca „Enterprise”, jedynego pilota podczas wojny, który w jednej bitwie trafił bombą trzy okręty (5 czerwca 1942 roku)

Japoński atak na Pearl Harbor unieruchomił na wiele miesięcy amerykańskie pancerniki Floty Pacyfiku, nie wyłączył jednak z walki amerykańskich lotniskowców. Seria przeprowadzonych przez nie rajdów w pierwszych miesiącach 1942 roku, dobitnie ukazała dowództwu japońskiej floty konieczność ich zniszczenia. Na domiar złego, w maju 1942 roku amerykańskie lotniskowce USS „Yorktown” i „Lexington” pod dowództwem adm. Franka Fletchera – mimo utraty drugiego z nich – zatrzymały na Morzu Koralowym, japońską próbę desantu w Port Moresby na Nowej Gwinei. Admirał Yamamoto wyszedł więc z planem wciągnięcia amerykańskich lotniskowców w pułapkę, wciągając je w bitwę na swoich warunkach, w obronie położonego 1135 mil morskich od Pearl Harbor atolu Midway. Dzięki pracy specjalistów wywiadu radiowego z ośrodka HYPO na Hawajach, adm. Nimitz poznał jednak z wyprzedzeniem japońskie plany, i zastawił własną pułapkę na japońskie lotniskowce Kidō-Butai admirała Chūichiego Nagumo. W stoczonej od 4 do 7 czerwca 1942 roku bitwie pod Midway, samoloty z dowodzonych ponownie przez adm. Franka Fletchera lotniskowców „Enterprise” i „Hornet”, zatopiły cztery japońskie lotniskowce „Akagi”, „Kaga”, „Sōryū” i „Hiryū”. Samoloty tego ostatniego ciężko uszkodziły wprawdzie okręt flagowy adm. Fletchera USS „Yorktown” (CV-5), poniesione jednak przez Połączoną Flotę straty, wyrównały stosunek sił na Pacyfiku. Zmniejszyły też polityczne ciśnienie na prezydencie Roosevelcie – który zgodnie z zasadą Europe First, skupiony był na utrzymaniu ZSRR przy życiu w walce Niemcami – na przerzucenie większych zasobów na pacyficzny teatr wojny.

##### Guadalcanal
Wbrew popularnemu poglądowi, japońska klęska pod Midway nie stanowiła przełomowego momentu wojny, a mimo wywołanego nią szoku, japońska armia i marynarka wojenna wciąż zachowały inicjatywę strategiczną. Mimo strat materialnych poniesionych przez flotę na środkowym Pacyfiku, japońska armia kontynuowała na szlaku Kokoda atak od strony lądu na Port Moresby. Celem wykorzystania jednak zwycięstwa pod Midway, najwyższy wojskowy dowódca United States Navy, CNO adm. Ernest King, zainicjował pierwszą amerykańską ofensywę w II wojnie światowej, skierowaną ku Wyspom Salomona operację lądowania na wyspie Guadalcanal, jako pierwszej fazy planu opanowania Wysp Salomona, Nowej Gwinei, Archipelagu Bismarcka, Wyspy Marshalla i Wysp Karolińskich, przed inwazją na Holenderskie Indie Wschodnie i Filipiny.
| Bitwa pod Savo                      | 8 na 9 sierpnia 1942    | Nocna bitwa morska                          |
| Bitwa koło wschodnich Wysp Salomona | 24–25 sierpnia 1942     | Dwudniowa bitwa powietrzno-morska           |
| Bitwa koło przylądka Ésperance      | 11–12 października 1942 | Nocna bitwa morska                          |
| Bitwa pod Santa Cruz                | 26 października 1942    | Największa bitwa powietrzno-morska kampanii |
| I bitwa pod Guadalcanalem           | 12–13 listopada 1942    | Nocna, najkrwawsza bitwa morska kampanii    |
| II bitwa pod Guadalcanalem          | 14–15 listopada 1942    | Nocna bitwa morska                          |
| Bitwa pod Tassafarongą              | 30 listopada 1942       | Nocna bitwa morska                          |
| Bitwa pod Rennell                   | 29–30 stycznia 1943     | Bitwa powietrzno-morska                     |

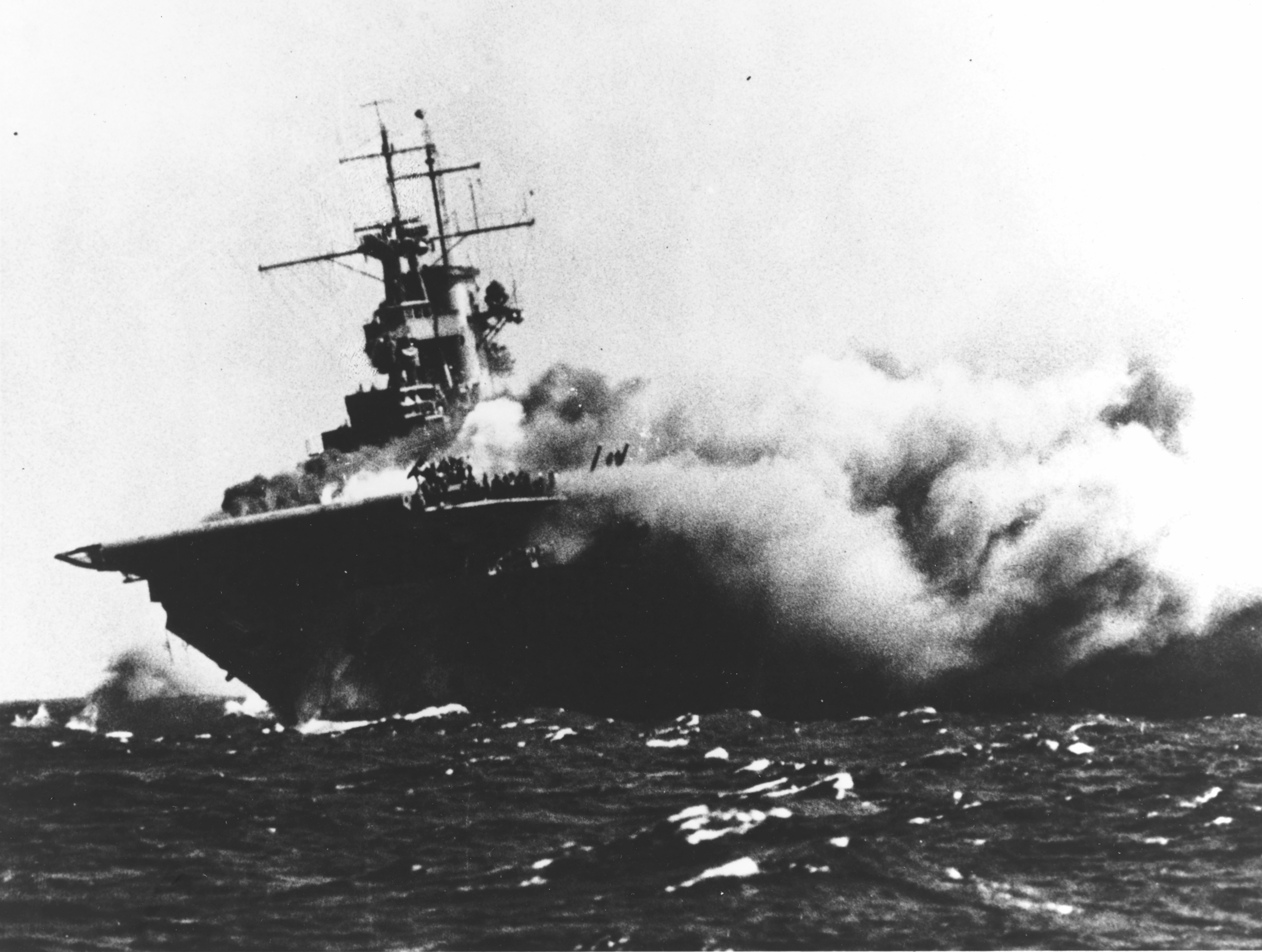
Storpedowany 15 września 1942 roku amerykański lotniskowiec USS „Wasp”, którego spotkał los podobny do losu japońskich lotniskowców pod Midway

7 sierpnia 1942 roku, realizując plan operacji Watchtower, jednostki 1. dywizji marines wylądowały na Guadalcanalu na Wyspach Salomona, opanowując budowane tam przez armię japońską lotnisko, po którego ukończeniu, japońskie samoloty mogły zagrażać amerykańskim liniom komunikacyjnym z Australią. Rozpoczęta tym lądowaniem kampania na Wyspach Salomona, była najdłuższą kampanią wojny na Pacyfiku i jedną z najdłuższych kampanii całej II wojny światowej. Przez sześć miesięcy, cierpiący często na niedostatek zaopatrzenia – skutkiem równoległych przygotowań do operacji Torch w Afryce – żołnierze 1. dywizji marines, odpierali na Guadalcanalu ataki japońskiej 17. Armii. W jej trakcie doszło do ośmiu dużych bitew morskich i powietrzno-morskich, w tym dwóch wielkich bitew lotniskowców – bitwy koło wschodnich Wysp Salomona oraz w pobliżu wyspy Santa Cruz. Walczący na samym Guadalcanalu marines, stoczyli w tropikalnych warunkach siedem znaczących bitew z oddziałami japońskiej 17. Armii, usiłującej odzyskać przemianowane na Henderson Field lotnisko, z największą z nich zwaną bitwą o Henderson Field na czele.
W październiku 1942 roku, sytuacja marines była tak trudna, że dowodzący całą kampanią z Numei w Nowej Kaledonii admirał Robert Ghormley, autoryzował już dowódcę marines na wyspie generała Alexandera Vandegrifta, do poddania swoich żołnierzy. Sytuację Amerykanów na wyspie pogarszały codzienne naloty japońskich bombowców startujących z okolicznych wysp w archipelagu, a także ostrzał artyleryjski lotniska i pozycji marines z japońskich okrętów. Największy z nich miał miejsce nocą z 14 na 15 października, gdy japońskie pancerniki „Kongō” i „Haruna” wystrzeliły w lotnisko 973 pociski kalibru 356 mm.

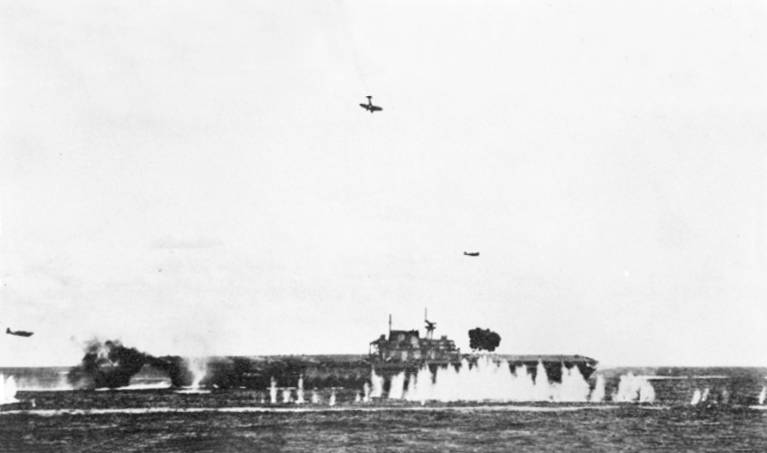
Zatopiony w bitwie pod Santa Cruz lotniskowiec „Hornet” pod atakiem japońskich samolotów pokładowych. Bitwa koło wysp Santa Cruz była największą bitwą kampanii na Salomonach, i jedną z największych bitew lotniskowców całej wojny na Pacyfiku.

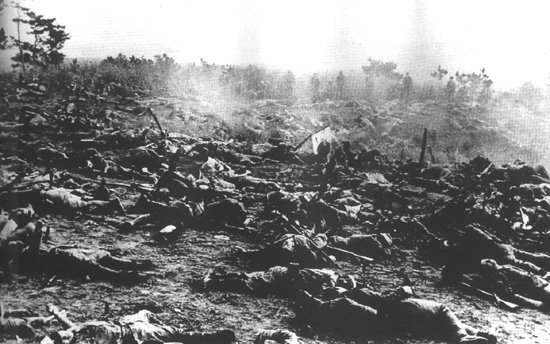
Zwłoki japońskich żołnierzy poległych lądowej w bitwie o Henderson Field (25 lub 26 października 1942 roku)

Po zmianie jednak dowódcy kampanii na admirała Williama Halseya, przy wsparciu marynarki wojennej utrudniającej flocie adm. Yamamoto dostawy zaopatrzenia dla japońskich jednostek na Guadalcanalu, szala zwycięstwa zaczęła z czasem przechylać się na stronę amerykańską. Znaczącą rolę odegrały w tym także operujące z Henderson Field samoloty myśliwskie i bombowe „Cactus Air Force”, które w ciągu dnia atakowały rozbijane nocami przez okręty US Navy konwoje japońskie.
Nocą z 12 na 13 listopada 1942 roku doszło do najkrwawszej bitwy morskiej kampanii, w której amerykańskie krążowniki i niszczyciele usiłowały powstrzymać japoński konwój z zaopatrzeniem eskortowany przez japońskie krążowniki ciężkie, niszczyciele oraz pancerniki „Hiei” oraz „Kirishima”. W bitwie tej zatopiony został japoński lekki krążownik oraz „Hiei”, który był pierwszym japońskim pancernikiem utraconym podczas II wojny światowej, z drugiej jednak strony ciężkie straty poniósł także dowodzony przez admirała Daniela Callaghana zespół Task Group 67, który utracił dwa lekkie krążowniki i cztery niszczyciele. Już jednak dwie noce później doszło do pierwszej z jedynie dwóch bitew pancerników całej wojny na Pacyfiku. W II bitwie pod Guadalcanalem – która w Stanach Zjednoczonych uzyskała popularne miano The Night the Giants Rode (Noc gdy nadeszły giganty) – dowodzony przez adm. Willisa Lee amerykański pancernik USS „Washington” zatopił japoński pancernik „Kirishima”. Ogniem japońskich okrętów poważnie uszkodzony został wprawdzie pancernik USS „South Dakota”, dzięki jednak akcji amerykańskich pancerników, niepowodzeniem zakończyła się jedna z największych japońskich prób zaopatrzenia Guadalcanalu, które noszą dziś zbiorczą nazwę „Tokyo Express”.
Trudne, tropikalne warunki klimatyczne, choroby oraz brak niezakłóconych dostaw dla japońskiej armii walczącej na Guadalcanalu, stopniowo pogarszały sytuację 17. Armii, doprowadzając nie tylko do braku odpowiednich dostaw amunicji, lecz także do powszechnego głodu wśród japońskich żołnierzy.
Sześciomiesięczna obrona Guadalcanalu przybrała charakter wojny na wyczerpanie, która przy lepszej logistyce amerykańskiej, wyczerpała zasoby Japonii. W każdej z dwóch bitew lotniskowców, Połączona Flota straciła więcej wysoko wyszkolonych pilotów pokładowych, niż w bitwach na Morzu Koralowym i pod Midway, co rozpoczęło spiralę upadku japońskiego lotnictwa pokładowego.
|                                   | Alianci                           | Alianci | Japonia         | Japonia         |
|                                   |                                   | Tonaż   |                 | Tonaż           |
| --------------------------------- | --------------------------------- | ------- | --------------- | --------------- |
| Pancerniki                        | 0                                 |         | 2               | 73 200          |
| Ciężkie krążowniki                | 6                                 | 76 600  | 3               | 31 500          |
| Krążowniki lekkie                 | 2                                 | 16 800  | 1               | 5700            |
| Niszczyciele                      | 14                                | 22 815  | 11              | 20 930          |
| Okręty podwodne                   | 0                                 |         | 6               | 11 300          |
| Lotniskowce                       | 2                                 | 44 600  | 1               | 12 700          |
| Ogółem                            | 24                                | 160 815 | 24              | 155 330         |
| Straty osobowe US Navy            | Straty osobowe US Navy            | 5 041   | 30 343 (ogółem) | 30 343 (ogółem) |
| Straty osobowe US Marines / Armia | Straty osobowe US Marines / Armia | 1 592   | 30 343 (ogółem) | 30 343 (ogółem) |

Dwie z siedmiu bitew morskich tej kampanii, bitwa pod Savo i bitwa koło przylądka Tassafaronga, okazały się dwoma z trzech – obok Pearl Harbor – największych klęsk w historii amerykańskiej marynarki wojennej, zaś bitwa pod Savo była największą amerykańską klęską kiedykolwiek poniesioną w morzu. W wodach wokół Guadalcanalu, zatopione zostały ogółem 3 lotniskowce, 2 pancerniki, 9 krążowników ciężkich, 3 krążowniki lekkie, 25 niszczycieli i 6 okrętów podwodnych. Łącząca zaś Guadalcanal z wyspą Florida cieśnina, z powodu zatopionych w niej około 50 amerykańskich i japońskich jednostek morskich, zyskała nazwę Ironbottom Sound (Cieśnina Żelaznego Dna). Tempo utraty statków transportowych przez Japonię było tak duże, że w japońskim rządzie zaczęły pojawiać się obawy o możliwości zaopatrzeniowe samych Wysp Japońskich, w razie utrzymania takiego tempa strat. Ostatecznie, wkrótce po bitwie pod Tassafarongą, mimo japońskiego zwycięstwa w niej, japońskie dowództwo podjęło decyzję o wycofaniu się z Guadalcanalu, co zapewniło Stanom Zjednoczonym zwycięstwo w całej kampanii i otworzyło drogę do rozpoczęcia strategicznej ofensywy przeciw Japonii. Według wielu ocen, to właśnie kampania na Salomonach stanowiła punkt zwrotny wojny na Pacyfiku i decydującą o jej wyniku walną bitwę. Kampania na Salomonach stanowiła pierwszą amerykańską operację w II wojnie światowej, w której amerykańskie wojsko wyzwoliło terytorium zajęte wcześniej przez Państwa Osi, pierwszą też zwycięską kampanię aliantów po 2,5 roku poniżających klęsk na wszystkich frontach. Ze strategicznego punktu widzenia, ważnym jej osiągnięciem było odepchnięcie Japonii od szlaków żeglugowych, wiodących z Ameryki do Nowej Zelandii i Australii.
Była też pierwszą kampanią w rejonie Azji Południowo-Wschodniej i basenie Oceanu Spokojnego, w której niezwyciężona dotąd armia japońska została pokonana, z bardzo z dużym odsetkiem strat w śród żołnierzy japońskich. Japońskie straty wyniosły nie mniej niż 25 600 żołnierzy na lądzie, w dużej mierze z głodu i chorób, przynajmniej 3543 w morzu oraz około 1200 w powietrzu. Z drugiej strony, to właśnie na Guadalcanalu amerykańscy żołnierze po raz pierwszy spotkali się z niespotykanym na zachodzie sposobem walki, nie uznającym poddania się, lecz raczej walkę do samej śmierci. Kampania Salomonach, była zapowiedzią przyszłości. Już w pierwszych dniach po amerykańskim lądowaniu, podczas bitwy nad Alligator Creek, japońscy żołnierze nawet po odniesieniu ciężkich ran strzelali do marines usiłujących po bitwie nieść im pomoc medyczną.
W 1943 roku Amerykanie odzyskali archipelag Wysp Salomona, część zajętych wcześniej przez Japończyków terytoriów Nowej Gwinei i Wyspy Gilberta. 1 lutego 1944 roku Amerykanie wylądowali na Archipelagu Marshalla, 15 czerwca na Marianach.
19-20 czerwca 1944 roku miała miejsce wielka lotniczo-morska bitwa na Morzu Filipińskim, zakończona amerykańskim zwycięstwem. 20 lipca Amerykanie wylądowali na Guam, a 20 października na wyspie Leyte na Filipinach (będących wtedy marionetką japońską), gdzie między 23 a 26 października doszło do wielkiej bitwy morskiej zwanej bitwą o zatokę Leyte stoczonej między Flotą Stanów Zjednoczonych a Cesarską Marynarką Wojenną, usiłującą zniszczyć przyczółek sformowany przez lądujące w zatoce wojska amerykańskie. W czasie tej bitwy Japończycy pierwszy raz użyli samobójczych oddziałów lotniczych – kamikaze. Operacja w Leyte była próbą realizacji japońskiej strategii rozbicia aliantów w jednej, decydującej bitwie morskiej. Plan ten okazał się katastrofą, Japończycy utracili wiele potężnych i cennych okrętów, w tym dumę swojej floty – superpancernik „Musashi”. Strat tych nie byli już w stanie odbudować, przez co trwale utracili zdolność operacyjną. 19 maja 1945 ustał opór japoński na Filipinach (choć oddziały generała Yamashity przetrwały do końca wojny). W czerwcu Amerykanie po wielkiej bitwie zdobyli strategicznie ważną Okinawę.

### Kampania afrykańska 1942–1943

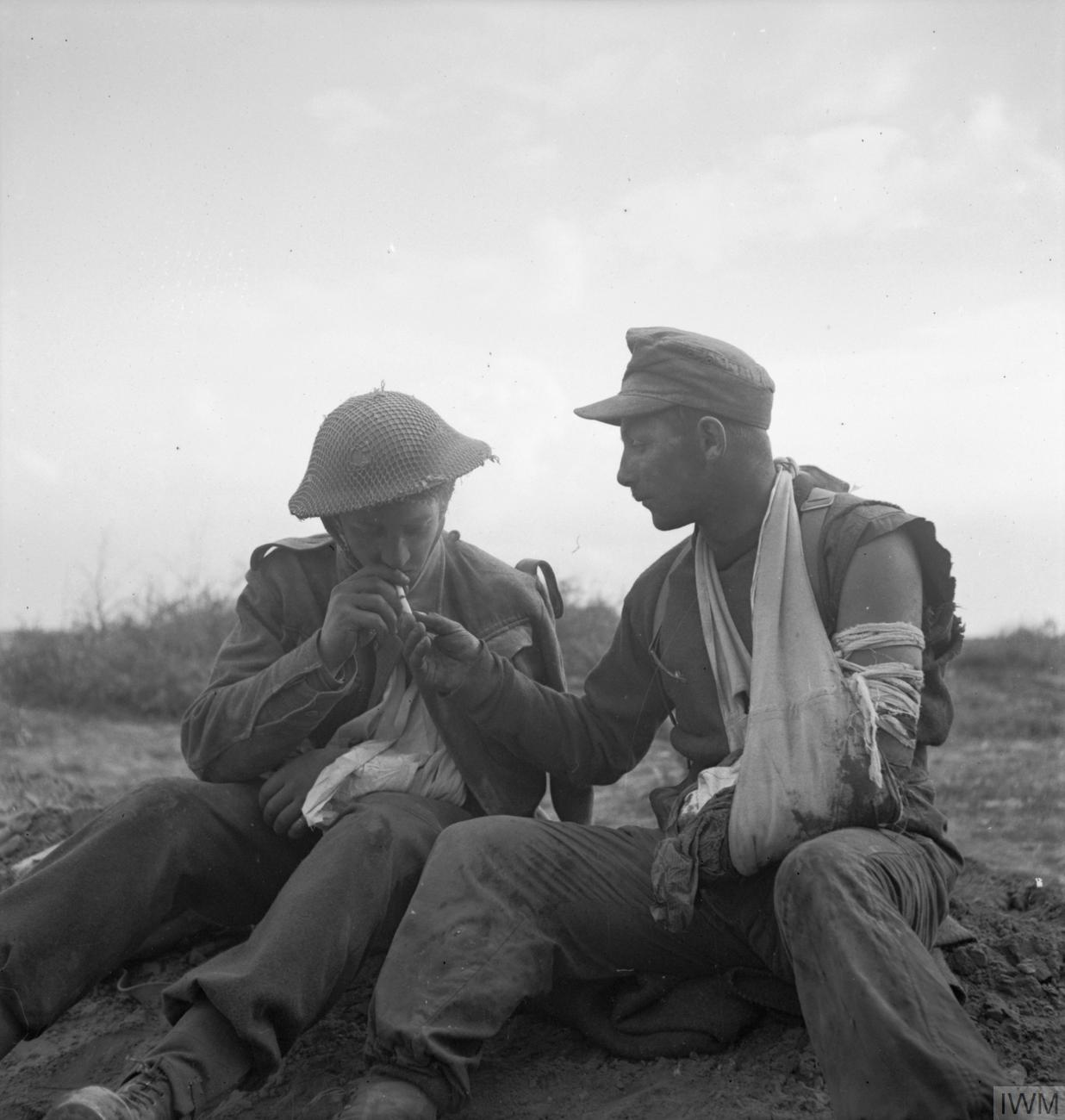
Ranny Brytyjczyk i niemiecki jeniec dzielą się papierosem (między 22 a 24 marca 1943 roku)

7 listopada siły angielsko-amerykańskie w ramach operacji „Torch” wylądowały w Maroku i Algierii. Ich celem było zajęcie kolonii Francji Vichy, bronionych przez wojska admirała François Darlana, który został pod koniec roku zabity przez zamachowca. W odpowiedzi na klęski wojsk francuskich Niemcy dokonali likwidacji Państwa Francuskiego, które stało się terytorium okupowanym. Po zajęciu kluczowych miast alianci dotarli do Tunezji.

Równolegle trwał odwrót wymęczonych, zdziesiątkowanych, a także odciętych od wsparcia oraz zapasów Niemców i Włochów. Nieudolnie wydawane dyrektywy Hitlera nie pozwalały Rommlowi przegrupować się lub zająć dogodnych pozycji obronnych. Frustrowało to feldmarszałka, który był zupełnie bezsilny i zaczął krytykować autorytet przywódcy III Rzeszy. Ostatnią ważniejszą bitwą w Libii była ta pod El Agheila, zwycięska dla Montgomery’ego. Rommel był zmuszony wycofać się do Tunezji, atakowanej z drugiej strony przez Amerykanów. Siły Sprzymierzonych połączyły się, a w rękach Osi pozostał tylko skrawek terytorium afrykańskiego z miastem Tunis. Rommlowi udało się zadać jeszcze klęskę liczniejszym aliantom na przełęczy Kasserine. Była to pierwsza w historii wojny bitwa Amerykanów z Niemcami. Feldmarszałek zadał aliantom znaczne straty i zdruzgotał morale amerykańskie, jednak nie był w stanie odwrócić losów kampanii. Sprzymierzeni przeprowadzili skuteczną operację „Capri”, która jeszcze bardziej odepchnęła siły Osi.

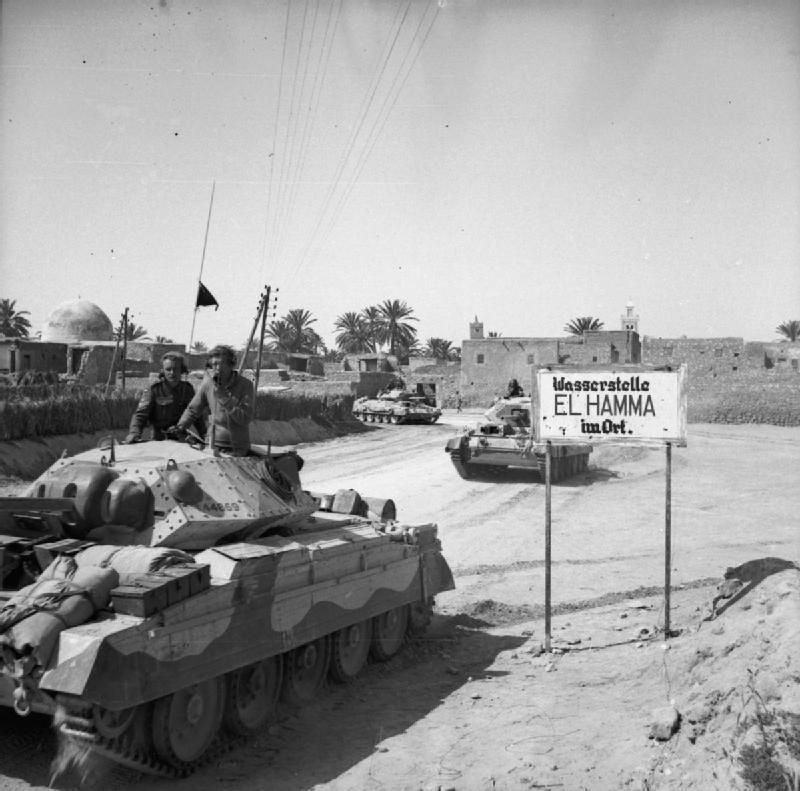
Brytyjskie czołgi Crusader wjeżdżają do El Hamma (28 marca 1943 rok)

Ostatnim punktem oporu niemiecko-włoskiego były umocnienia Linii Mareth. Dowództwo niemieckie odwołało Rommla, a jego miejsce zajął niezbyt zdolny generał Hans Jürgen von Arnim. Wraz z włoskim generałem Giovannim Messe usiłował prowadzić obronę Linii Maretha, jednak wobec olbrzymiej przewagi przeciwnika poniósł klęskę. Oddziały niemiecko-włoskie znalazły się w potrzasku. Nie można było już prowadzić obrony, a ewakuację ich uniemożliwiało panowie aliantów w przestworzach i na morzu. Alianci wciąż spychali Arnima i Messego bliżej morza, a ich kolejnym zwycięstwem była operacja „Scipo”. Żołnierze Osi tysiącami dostawali się do niewoli. Hitler wciąż jednak zakazywał się wycofywać. Ostatnim bastionem Osi pozostał Tunis, który Sprzymierzeni zdobyli dzięki operacjom „Vulcan” (22 kwietnia–6 maja 1943 roku) i „Strike” (od 6 maja). 12 maja skapitulował Arnim i żołnierze niemieccy. Następnego dnia świeżo awansowany marszałek Messe poddał wojska włoskie. Obaj dowódcy dostali się do niewoli, a alianci wzięli ponad 230 tysięcy jeńców. Zakończyła się II wojna światowa wojna w Afryce.
Równolegle do wydarzeń w Afryce kontynentalnej, alianci przeprowadzili operację „Ironclad”, czyli inwazję na Madagaskar, którego gubernator, generał Armand Léon Annet pozostał wierny rządowi w Vichy. Generał Robert Sturges zdesantował na północy wyspy od 10 do 15 tysięcy żołnierzy. Broniło jej 8000 Francuzów, wspieranych przez marynarkę japońską, która zapuszczała się w te strony. Madagaskaru nie udało się jednak obronić i wyspę zajęli Brytyjczycy.

### Front wschodni 1942–1943

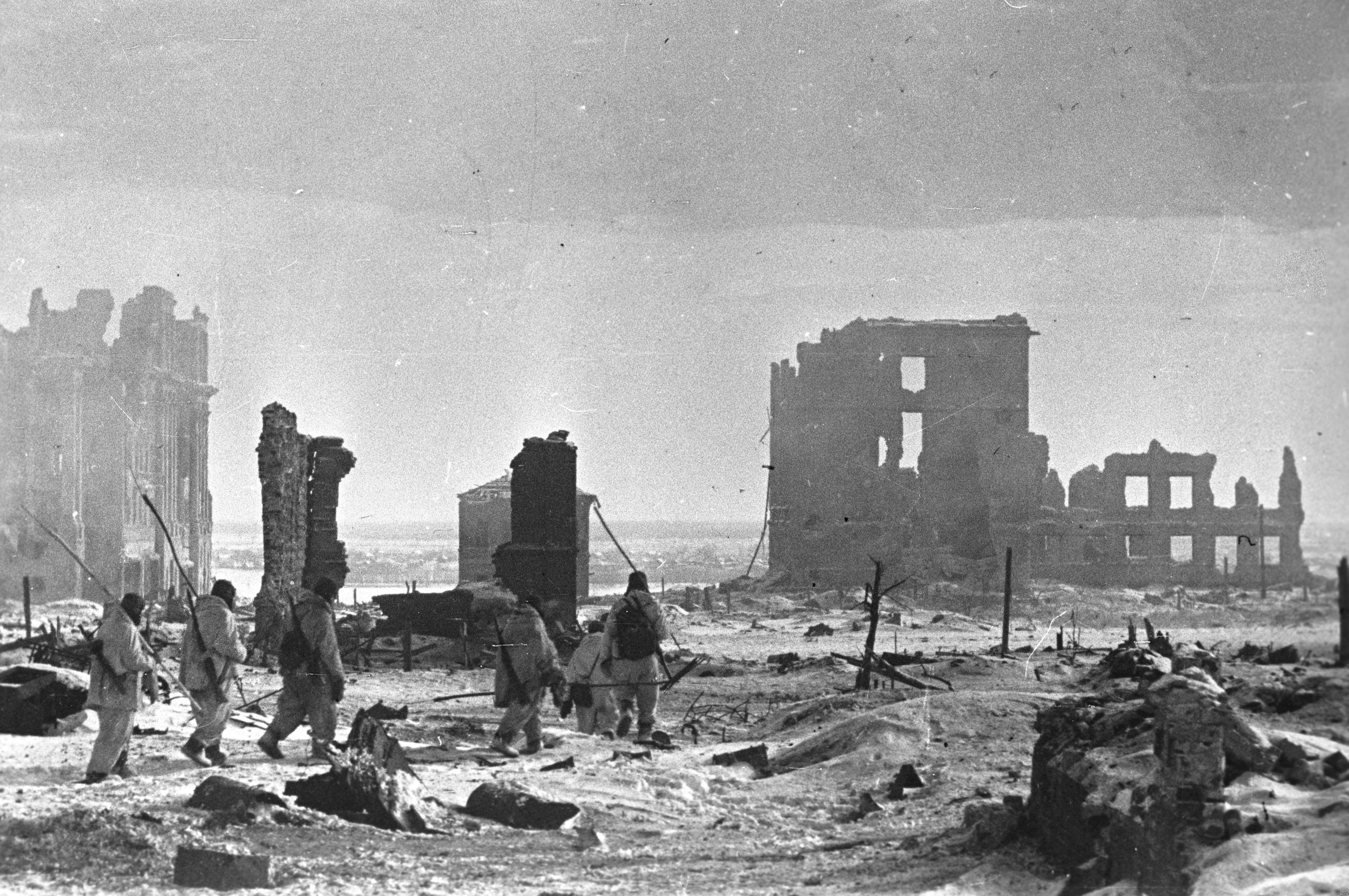
Czerwonoarmiści w centrum Stalingradu po zakończeniu walk (2 lutego 1943 roku)

Wiosną 1942 roku Niemcy, uderzając na południu Rosji w kierunku Wołgi i roponośnych terenów Kaukazu, doszli do Stalingradu. Bitwa stalingradzka skończyła się jednak klęską niemieckiej 6 Armii feldmarszałka Friedricha Paulusa. Nie tylko nie zdołała ona opanować miasta (bronionego przez 62 Armię generała Wasilija Czujkowa), ale sama została otoczona i zmuszona do poddania się 2 lutego 1943 roku. Idąc za ciosem, Sowieci wyparli Niemców aż na wschodnią Ukrainę. Ich dalsze postępy powstrzymała dopiero marcowa porażka pod Charkowem zadana im przez feldmarszałka Ericha von Mansteina, która spowodowała tymczasową stabilizację frontu.
Pragnąc po raz kolejny odzyskać inicjatywę na froncie, w lipcu 1943 roku Niemcy przeszli do zmasowanego kontrataku w okolicach Kurska, rzucając do walki większość swych sił pancernych. Tak zwana bitwa na łuku kurskim, pomimo początkowych sukcesów niemieckich i zadania siłom radzieckim znacznych strat, skończyła się przegraną atakujących i ostatecznym przejęciem przez Armię Czerwoną inicjatywy strategicznej, której nie oddała ona już do końca wojny.

### Kampania włoska
Źródła

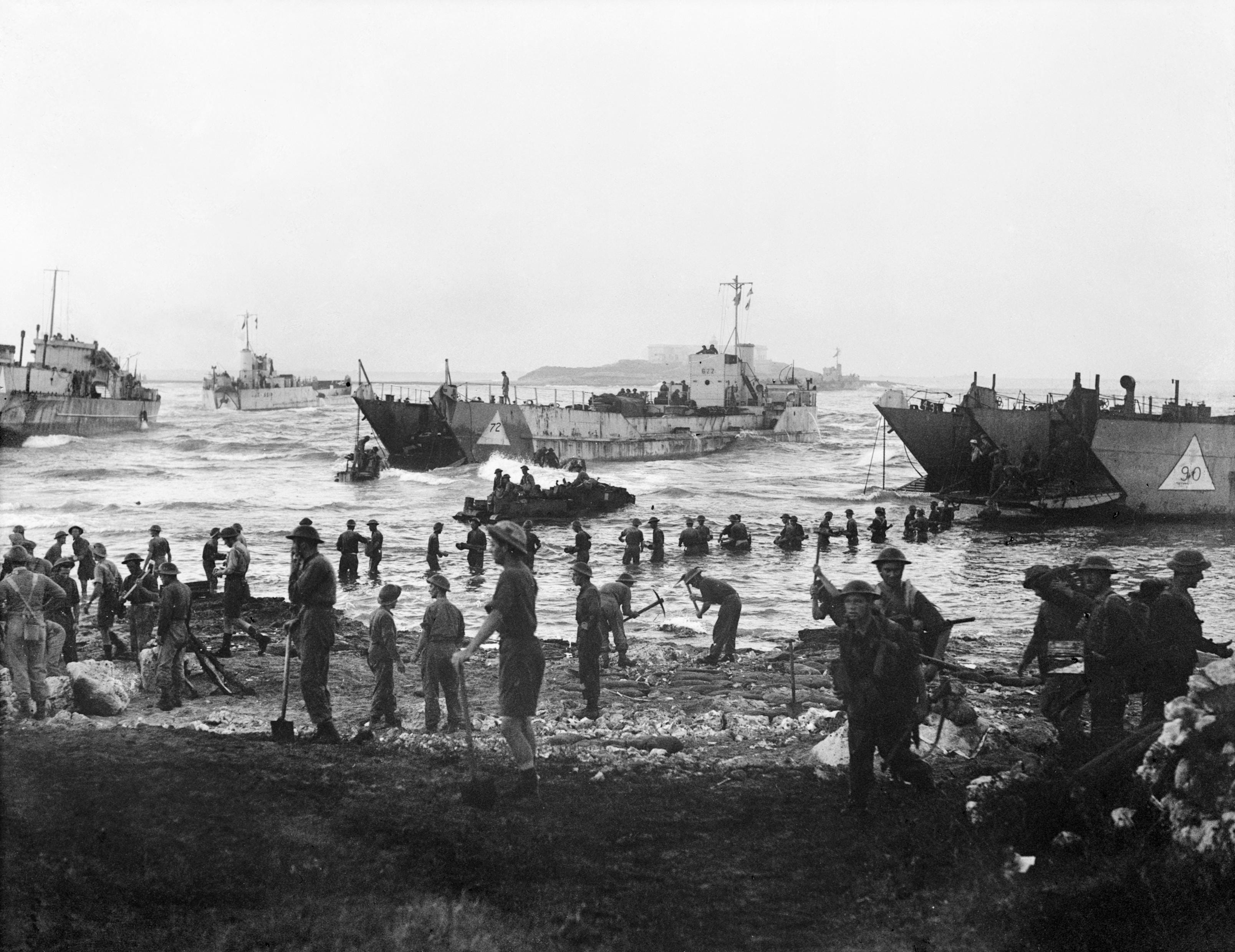
Brytyjczycy lądujący na Sycylii (10 lipca 1943 roku)

Po pokonaniu sił niemiecko-włoskich w północnej Afryce, alianci dokonali inwazji na Sycylię 10 lipca 1943 roku (operacja „Husky”), a 3 września w ramach operacji „Baytown” w południowych Włoszech. Całymi siłami alianckimi we Włoszech dowodził amerykański generał Dwight Eisenhower, od stycznia 1944 roku zastąpili go brytyjscy generałowie – Henry Maitland Wilson sprawujący funkcję do grudnia, a po nim Harold Alexander. Ich niemieckimi odpowiednikami byli rotacyjnie feldmarszałek Albert Kesselring i generał Heinrich von Vietinghoff. Wojskami włoskimi dowodził marszałek Rodolfo Graziani.
Wobec kolejnych klęsk na frontach rosło zmęczenie wojną społeczeństwa włoskiego. Przedstawiciele włoscy podpisali 3 września 1943 roku rozejm z aliantami. W Rzymie rozwiązano Wielką Radę Faszystowską i powołano nowy rząd marszałka Pietro Badoglio. Generał Vittorio Ambrosio zażądał, by dyktator Benito Mussolini oddał władzę. Ostatecznie pozbawił go jej król Wiktor Emanuel III, który również pozbawił go stopnia Pierwszego Marszałka Imperium. Mussolini został aresztowany.
Włosi zgodzili się na podpisanie kapitulacji oraz zaproponowali wspólną walkę z Niemcami. W tym celu postanowi ewakuować swoją flotę na brytyjską Maltę. Zaatakowało ją niemieckie lotnictwo, które zatopiło pancernik „Roma” i uszkodziło „Italię”. Po ogłoszeniu przez Eisenhowera rozejmu Niemcy rozbroili wszystkie wojska włoskie, a król wraz z rządem musieli uciekać na tereny pod władzą aliantów. 29 września 1943 roku Badoglio podpisał akt bezwarunkowej kapitulacji wojsk włoskich. W odpowiedzi na zatopienie Romy król wypowiedział wojnę Osi. W międzyczasie Niemcy zajęli Albanię włoską, tworząc w jej miejsce własną marionetkę, Królestwo Albanii.

Początkowo uwięziony dyktator Włoch Benito Mussolini uwolniony został przez niemieckich spadochroniarzy pułkownika Otta Skorzenego i uciekł na północ kraju, gdzie ogłosił powstanie sprzymierzonej z Niemcami Włoskiej Republiki Socjalnej, zwanej Republiką Salò – państwa marionetkowego Niemiec. Na części spiskowców wykonano wyroki śmierci. Życie stracili między innymi Galeazzo Ciano, prominentny polityk, minister spraw zagranicznych, a prywatnie zięć Mussoliniego oraz marszałek Emilio De Bono. Zorganizowane zostały nowe wojska włoskie walczące u boku Niemiec – Esercito Nazionale Repubblicano.

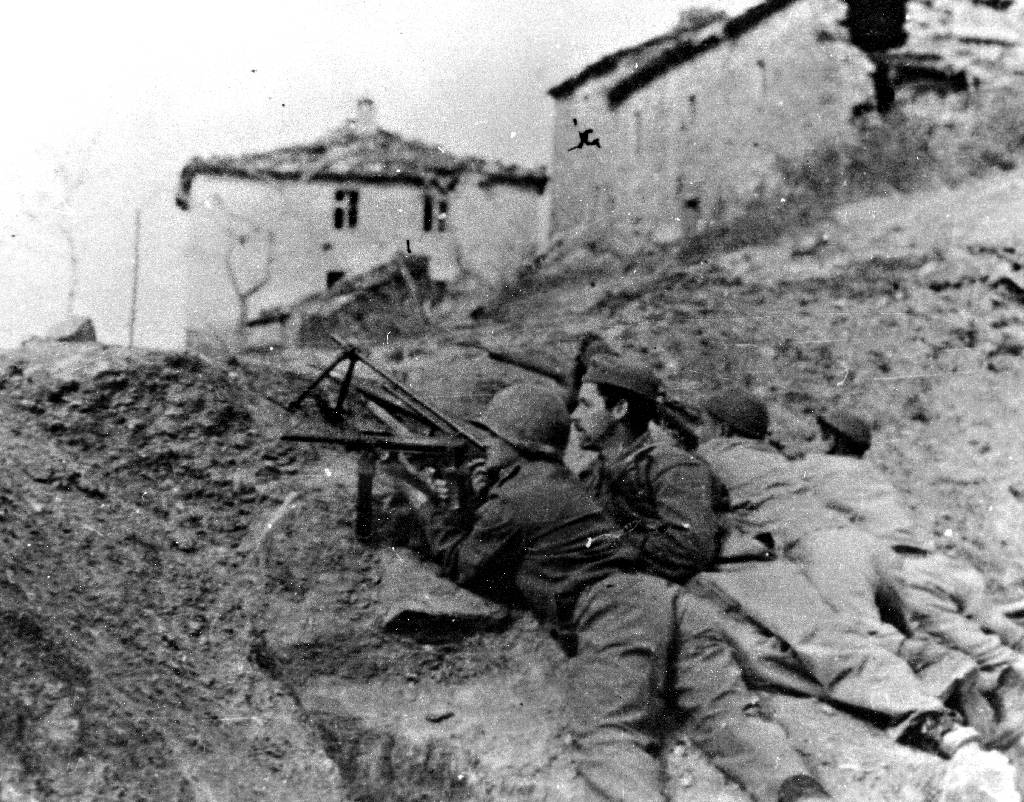
Żołnierze brazylijscy w okopie pod Montese (kwiecień 1945 roku)

9 września na obcasie włoskiego buta (operacja „Slapstick”), wylądowała brytyjska 8 Armia dowodzona przez generała Montgomery’ego, zaś w okolicach Salerno na południe od Rzymu wylądowała 5 Armia amerykańska generała Marka Clarka (operacja „Avalanche”). Zaciekłe walki na tym froncie toczyły się na liniach obronnych: Gustawa, Hitlera i Gotów. Przełamywanie ich było krwawymi operacjami, gdyż Niemcy bronili się zażarcie. W celu obejścia Linii Gustawa Amerykanie wysadzili desant pod Anzio (operacja „Shingle”). Zagrożenie ze strony wojsk niemiecko-włoskich usunęła ostatecznie operacja „Grapeshot”, zwana częściej ofensywą wiosenną. Trwała od 6 kwietnia do 4 maja 1945 roku, kiedy Niemcy ogłosiły kapitulację tego frontu, jeszcze przed końcem wojny w Europie.
Na froncie włoskim odznaczyły się wojska polskie, które zdobyły potężną fortecę Monte Cassino oraz wyzwoliły Bolonię. Warty wspomnienia jest również udział Brazylijskiego Korpusu Ekspedycyjnego generała Mascarenhasa de Moraisa.

### Walki na Bałtyku 1944–1945

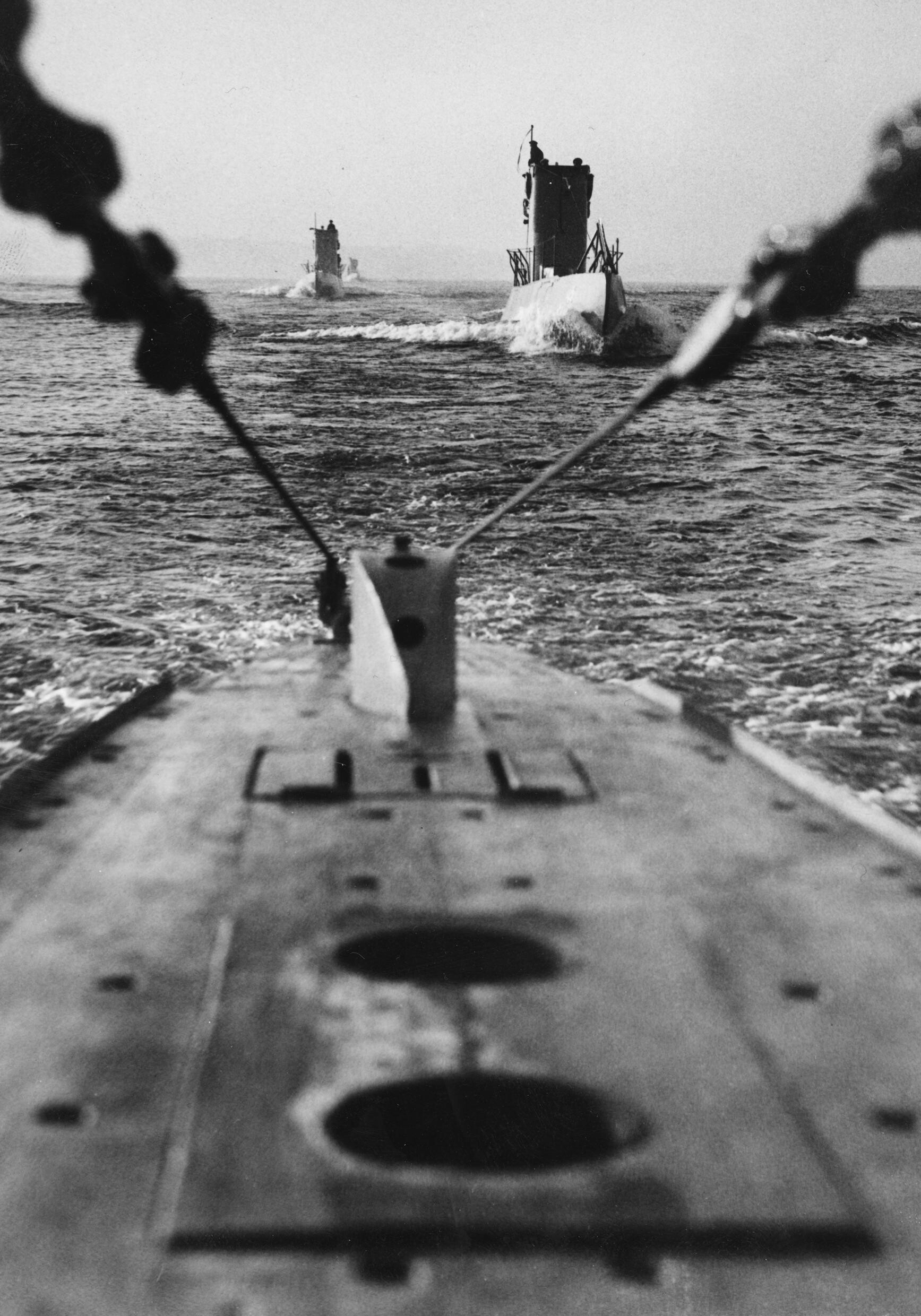
Ćwiczenia niemieckich okrętów podwodnych na Bałtyku podczas wojny (dokładna data nieznana)

Dominację niemiecką na Bałtyku zakończył rok 1944. Niemcy znalazły się w zasięgu lotnictwa alianckiego, które zatopiło okręt podwodny „U-108”. „U-2” zatonął po zderzeniu z inną jednostką, a „U-803” został zniszczony po wejściu na minę. W międzyczasie ruszyła radziecka ofensywa na lądzie. Radzieckie samoloty podczas ataku na bazę minowców w Kirkkomaansaari zatopiły 2 niemieckie transportowce min, „Otter” i „Pargas” wraz z 270 minami na ich pokładach. W celu opóźnienia radzieckich desantów w Zatoce Wyborskiej Niemcy wysłali tam dwa nowe niszczyciele: „T-30” i „T-31”. W gęstej mgle na północ od Narwi zostały one zaatakowane przez radzieckie kutry torpedowe. „T-31” został zatopiony, a drugi okręt wycofał się. Po przejściu Finlandii na stronę aliantów, by kontynuować blokadę marynarki radzieckiej, Kriegsmarine wspomagała nieudaną operację „Tanne Ost”, mająca na celu zajęcie ważnej fińskiej wyspy Suursaari. Aktywność swą rozpoczęło lotnictwo radzieckie. 31 października za jego sprawą na dno poszedł statek SS „Bremerhaven”, a 12 grudnia zniszczyło pod Tallinnem niszczyciele „Z-35” i „Z-36”. Do końca roku Niemcy stracili jeszcze trzy okręty podwodne. W nocy z 18 na 19 grudnia RAF przeprowadził nalot na Gdynię, w wyniku którego zniszczono kompleksy budowlane Kriegsmarine, zginęło też bardzo wielu wykwalifikowanych inżynierów. Była to strata nie do odrobienia.

Rok 1945 przyniósł rzeź okrętów niemieckich na Bałtyku. Kriegsmarine skupiła się na wspieraniu obrońców Prus Wschodnich, a do walk skierowano krążowniki ciężkie „Prinz Eugen”, „Lützow” i „Admiral Scheer”, jednak nie były one w stanie odwrócić losów wojny. W calu zablokowania atakowanego portu w Königsbergu zatopiono w nim przebudowywany na lotniskowiec krążownik ciężki „Seydlitz”.

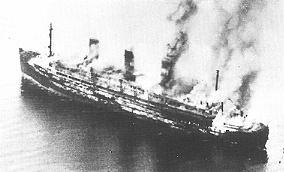
Tonący SS „Cap Arcona” (3 maja 1945 roku)

Jedną z największych akcji Kriegsmarine była ewakuacja ludności niemieckiej z Prus Wschodnich, Kurlandii i korytarza polskiego (operacja „Hannibal”), przeprowadzona przy wysokich stratach, gdyż flota i lotnictwo radzieckie polowały na statki z cywilami. W ciągu 15 tygodni od 494 do 1080 okrętów i statków transportowych wszystkich typów, w tym łódki rybackie i inne statki, wykorzystując także niemieckie największe jednostki morskie, przetransportowały od 800 000 do 900 000 uchodźców oraz 350 000 żołnierzy przez Morze Bałtyckie do III Rzeszy oraz okupowanej przez Niemców Danii. Szczególnie krwawe były radzieckie ataki na duże statki pasażerskie, jak SS „General von Steuben” (4500 ofiar), SS „Cap Arcona” (5000 ofiar), MS „Goya” (6000 ofiar), czy też MS „Wilhelm Gustloff” (6600 ofiar, największa tragedia morska w historii ludzkości).
Armia Czerwona parła na zachód. Szczególnie zażarcie broniły niemieckie okręty Gdańska i Gdyni. Dla zablokowania gdyńskiego portu Niemcy dokonali samozatopienia pancerników „Gneisenau” i „Zähringen”, zniszczono też ciężko uszkodzonego „Schleswiga-Holsteina”. 24 kwietnia Niemcy zatopili nieukończony lotniskowiec „Graf Zeppelin” w obawie przed jego przejęciem przez siły radzieckie. 3 maja RAF uszkodził krążownik ciężki „Admiral Hipper”. Następnego dnia lotnictwo radzieckie zatopiło uszkodzony pancernik „Schlesien”, a Kriegsmarine zdecydowała się na samozatopienie pancernika kieszonkowego „Lützow”. W obliczu nieuchronnej klęski marynarka niemiecka na Bałtyku dokonała masowego niszczenia okrętów podwodnych.

### Front zachodni 1944–1945
Źródła

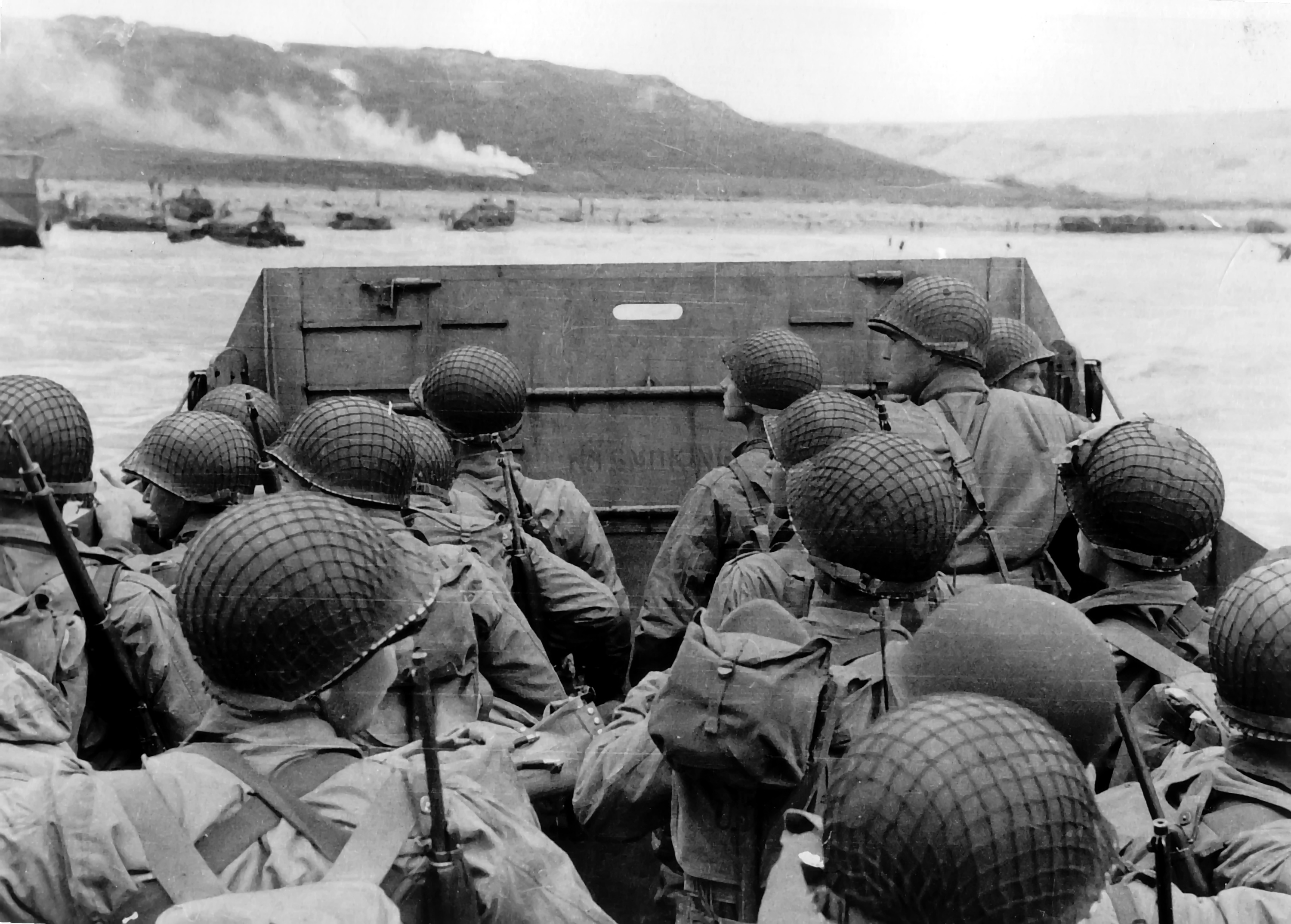
Amerykanie lądują na plaży Omaha (6 czerwca 1944 roku)

6 czerwca 1944 roku alianci dokonali wielkiej operacji desantowej we francuskiej Normandii, w ramach operacji „Overlord”. Umocnienia Wału Atlantyckiego nie wytrzymały naporu wojsk inwazyjnych pod dowództwem generała Dwighta Eisenhowera, wspieranych przez siły morskie, powietrzne oraz powietrznodesantowe. 29 czerwca Amerykanie wyzwolili Cherbourg, a w połowie lipca wojska brytyjskie opanowały po krwawych o bojach Caen. W sierpniu doszło do załamania się obrony Niemców w Normandii i okrążenia ich sił w kotle pod Falaise, z czym zbiegło się lądowanie aliantów na południu Francji. 19 sierpnia w Paryżu wybuchło powstanie, któremu przyszły z odsieczą czołgi generała Philippe’a Leclerca. 25 sierpnia, po czteroletniej okupacji, miasto zostało wyzwolone. Trzy dni później padł garnizon Marsylii. Pierwszy tydzień września przyniósł również wyzwolenie Calais, Rouen, Lyonu oraz znacznej części Belgii z Antwerpią i Brukselą.

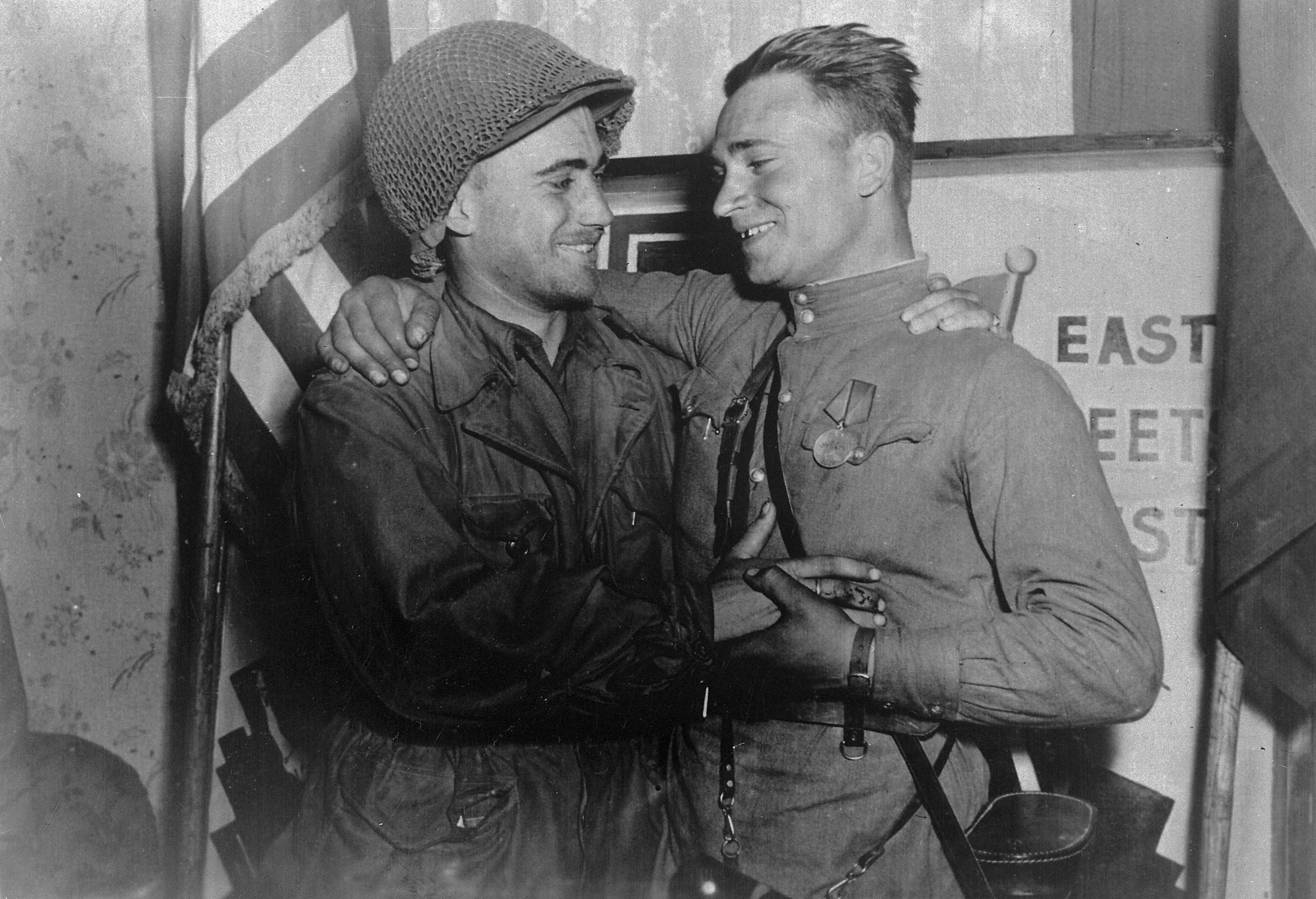
Spotkanie oficerów radzieckiego i amerykańskiego w Torgau nad Łabą (25 lub 27 kwietnia 1945 roku)

17 września rozpoczęła się aliancka operacja „Market Garden”. Miała ona na celu uchwycenie mostów na wielkich przeszkodach wodnych w Holandii i otwarcie drogi do przemysłowego serca Niemiec, Zagłębia Ruhry, co zdaniem jej pomysłodawcy, marszałka Montgomery’ego dawało szansę zakończenia wojny przed końcem 1944 roku. Operacja zakończyła się jednak niepowodzeniem, o czym zadecydowała klęska brytyjskich spadochroniarzy pod Arnhem. Porażka ta oraz nadmiernie rozciągnięte linie zaopatrzeniowe aliantów spowodowały zastój na froncie aż do zimy. Dało to Niemcom czas na odbudowanie sił; w grudniu 1944 roku rozpoczęli oni kontrofensywę w Ardenach, która po początkowych sukcesach zakończyła się klęską, m.in. dzięki amerykańskiej obronie Bastogne i przerwaniu pierścienia okalającego miasto przez wojska generała George’a Pattona.
Zachodni alianci wkroczyli na terytorium Niemiec i w marcu 1945 roku sforsowali Ren, dokonując wielkiego okrążenia wojsk niemieckich w Zagłębiu Ruhry. W kotle zamknięto znaczne siły niemieckie, choć były to jednostki w większości improwizowane (tylko 75 tysięcy żołnierzy było uzbrojonych). Ostatecznie, bitwa o Zagłębię Ruhry doprowadziła do pojmania ponad 300 tysięcy Niemców. Ich dowódca, feldmarszałek Walther Model odebrał sobie życie. Następnie czołowe oddziały alianckie dotarły do Łaby, gdzie 25 kwietnia 1945 roku nastąpiło spotkanie z idącą od wschodu Armią Czerwoną.

### Front wschodni 1944–1945

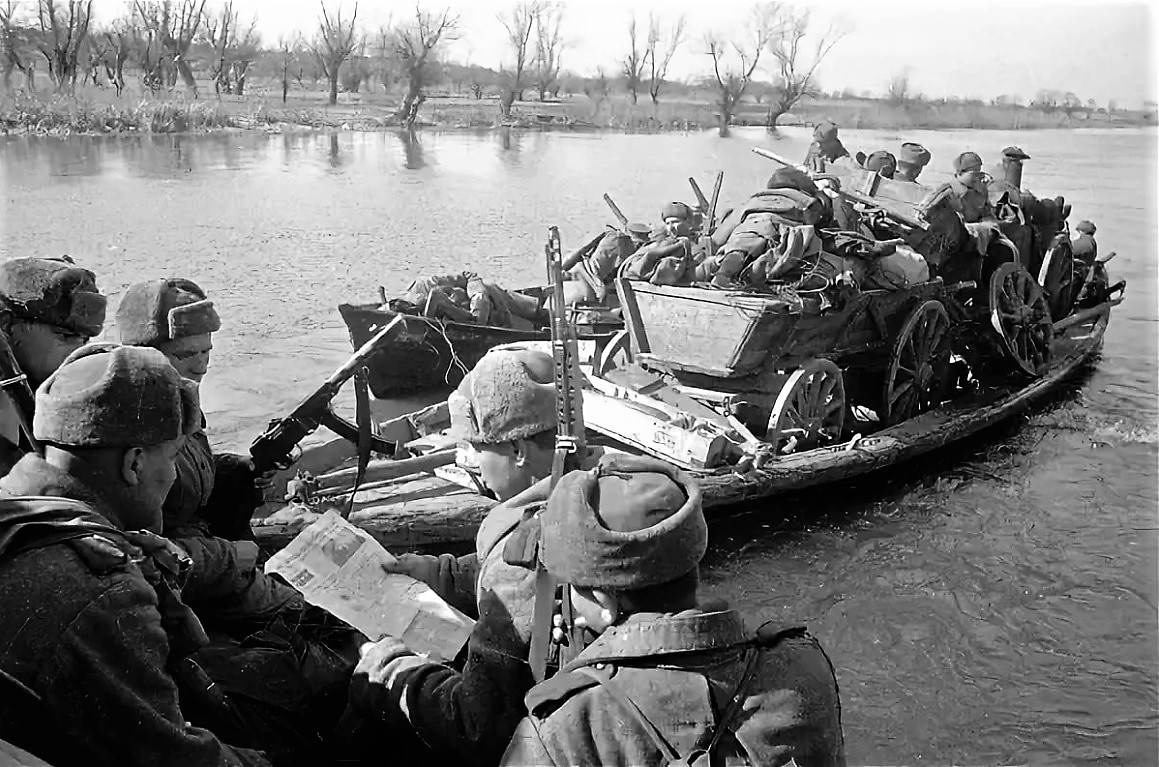
Armia Czerwona przekracza Dniepr w regionie Chersonia (marzec 1944 roku)

6 stycznia 1944 roku Sowieci przekroczyli dawną granicę Polski. 22 czerwca, w trzecią rocznicę inwazji Niemiec na Związek Radziecki, rozpoczęli ofensywę strategiczną na Białorusi, zakończoną rozbiciem niemieckiej Grupy Armii „Środek”. Dzięki temu w lipcu sforsowali Bug i wyszli na linię Wisły. 1 sierpnia wybuchło powstanie warszawskie, zainicjowane przez Armię Krajową w celu opanowania stolicy Polski przed nadejściem Armii Czerwonej. Po 63 dniach walki upadło, nie doczekawszy się pomocy ze strony radzieckiej.

We wrześniu wyczerpana wojną Finlandia poprosiła Związek Radziecki o podpisanie rozejmu i wkrótce potem podjęła działania zbrojne przeciwko swym niedawnym sojusznikom, Niemcom. Następnie, po ich pokonaniu, razem z siłami radzieckimi wkroczyła do okupowanego norweskiego Finnmarku. W październiku Sowieci po raz pierwszy od wybuchu wojny przekroczyli przedwojenną granicę III Rzeszy (w Prusach Wschodnich). W regionie tym toczono bardzo ciężkie walki, szczególnie zażarcie bronili Niemcy Königsbergu. W styczniu 1945 roku ruszyła ich kolejna wielka ofensywa, która odrzuciła Niemców od Wisły aż do umocnień Wału Pomorskiego oraz rzek Odry i Nysy Łużyckiej.

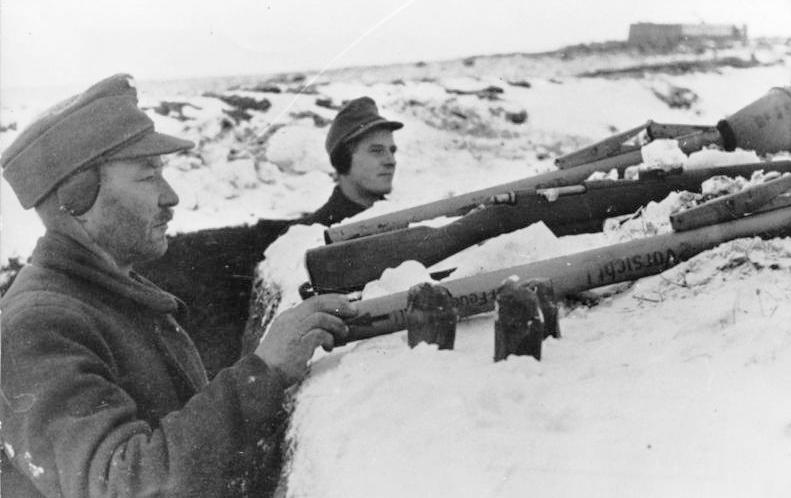
Volkssturm broni Königsberga (20 stycznia 1945 roku)

Na południu fronty radzieckie po zajęciu Rumunii (jej rząd oraz rząd bułgarski przeszły na stronę aliantów) wkroczyły na terytorium Węgier i Jugosławii. W październiku 1944 roku został wyzwolony Belgrad, a w lutym 1945 roku po długotrwałych i krwawych walkach padł Budapeszt. W marcu Niemcy podjęli nieudaną ofensywę strategiczną nad Balatonem – swoją ostatnią w tej wojnie. Miesiąc później liczne siły radziecko-bułgarskie pod komendą marszałka Fiodora Tołbuchina zaatakowały Wiedeń, który udało jej się zdobyć pomimo ciężkich strat (ponad 41 tysięcy zabitych i 136 tysięcy rannych, podczas gdy Niemcy tylko 19 tysięcy zabitych). Po kapitulacji miasta do niewoli dostało się 130 tysięcy Niemców. 27 kwietnia, za aprobatą władz radzieckich, były kanclerz Austrii Karl Renner powołał rząd, na którego czele stanął. Ogłosił on odłączenie kraju od III Rzeszy.
Propaganda niemiecka zapowiadała użycie nowych rodzajów broni, tzw. Wunderwaffe, lecz losów wojny nie było już w stanie nic zmienić.

### Kres wojny w Europie

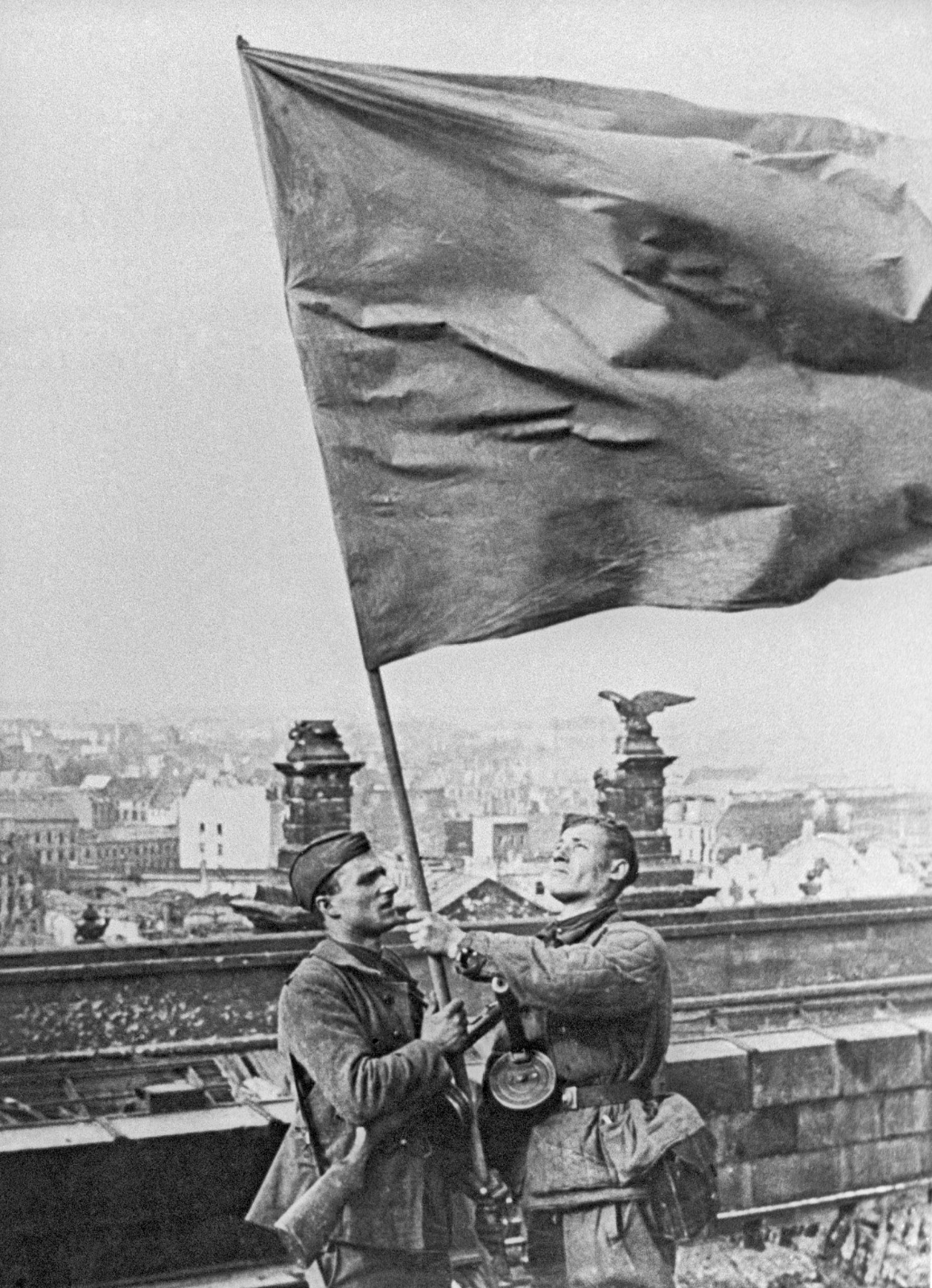
Radziecki sierżant Michaił Jegorow z kompanem wieszają flagę ZSRR na dachu Reichstagu

Przełamanie Wału Pomorskiego oraz przekroczenie Odry i Nysy Łużyckiej przez fronty radzieckie (w ich skład wchodziły również 1 i 2 Armia Wojska Polskiego) dało początek operacji berlińskiej. Po ciężkich walkach, 2 maja 1945 roku załoga miasta skapitulowała. Wcześniej, 30 kwietnia Adolf Hitler popełnił samobójstwo. Na mocy jego testamentu władza nad państwem i siłami zbrojnymi przeszła w ręce wielkiego admirała Karla Dönitza, dowódcy Kriegsmarine, który powołał we Flensburgu ostatni rząd III Rzeszy z Johannem Ludwigiem von Krosigkiem jako kanclerzem. Pomimo upadku Berlina 2 maja 1945 roku, wiele oddziałów niemieckich nie składało broni. Do 4 maja trwały walki w Brandenburgii. 6 maja upadła Festung (niem. Twierdza) Breslau, jedno z najważniejszych miast Niemiec.
7 maja Niemcy w jednym ze szkolnych budynków we francuskim Reims skapitulowali na froncie zachodnim przed przedstawicielami armii Stanów Zjednoczonych i Wspólnoty Brytyjskiej. Dzień później w Berlinie podpisali również akt kapitulacji w obecności przedstawicieli ZSRR. Tym samym II wojna światowa w Europie oficjalnie dobiegła końca, choć na niektórych obszarach działania zbrojne trwały jeszcze przez jakiś czas. W dniach 7–9 maja trwał radziecki desant na Bornholm. 10 maja skapitulowały wojska niemieckie broniące się w kotle kurlandzkim od 9 października 1944 roku. Dzień później jako ostatni niemiecki związek operacyjny poddała się na terenie Czech Grupa Armii „Środek” feldmarszałka Ferdinanda Schörnera. Do 15 maja dogorywały walki na froncie jugosłowiańskim. Kriegsmarine zdążyła przeprowadzić jeszcze operację „Regenbogen”, akcję masowego zatapiania U-Bootów, by nie wpadły w ręce wroga.

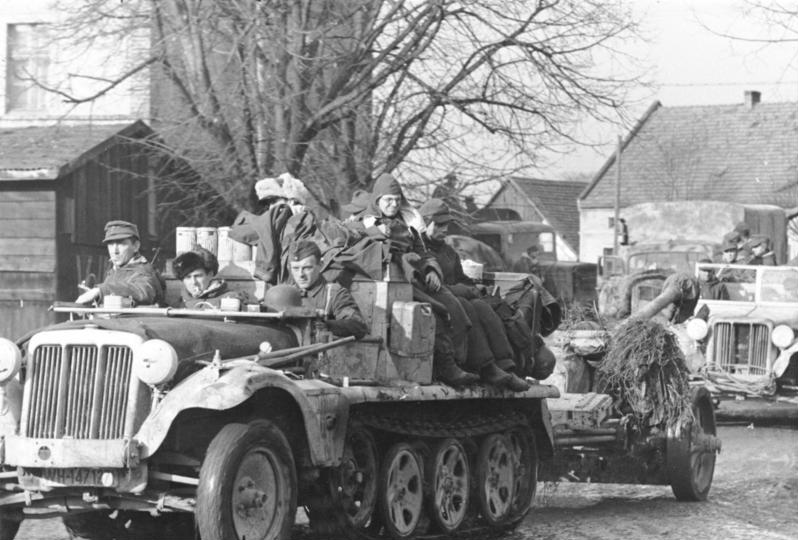
Resztki wojsk niemieckich przybywające bronić Festung Breslau (2 lutego 1945 roku)

Ostatnią operacją zbrojną II wojny światowej była operacja „Doomsday”, trwające do 4 września 1945 roku rozbrajanie licznych sił okupacyjnych stacjonujących w Norwegii. W różnych incydentach życie straciło 47 żołnierzy alianckich i kilku niemieckich. W latach 1945–1946 alianci przeprowadzili operację „Deadlight”, polegającą na zniszczeniu przejętych U-Bootów.
Przez pewien czas na okupowanych terenach niemieckich działała partyzantka niemiecka Werwolf, na terenach polskich zajętych przez Armią Czerwoną walczyli tzw. żołnierze wyklęci, a na ziemiach państw bałtyckich ich włączeniu do ZSRR opierali się zbrojnie Leśni Bracia. Równocześnie przeciw władzom radzieckim działała na Białorusi Zielona Armia, a na Ukrainie UPA. Ostatnim partyzantem opierającym się zbrojnie władzy radzieckiej był szeregowiec estońskich Leśnych Braci, August Sabbe zabity w czasie próby ujęcia przez KGB 28 września 1978 roku.

### Koniec II wojny światowej

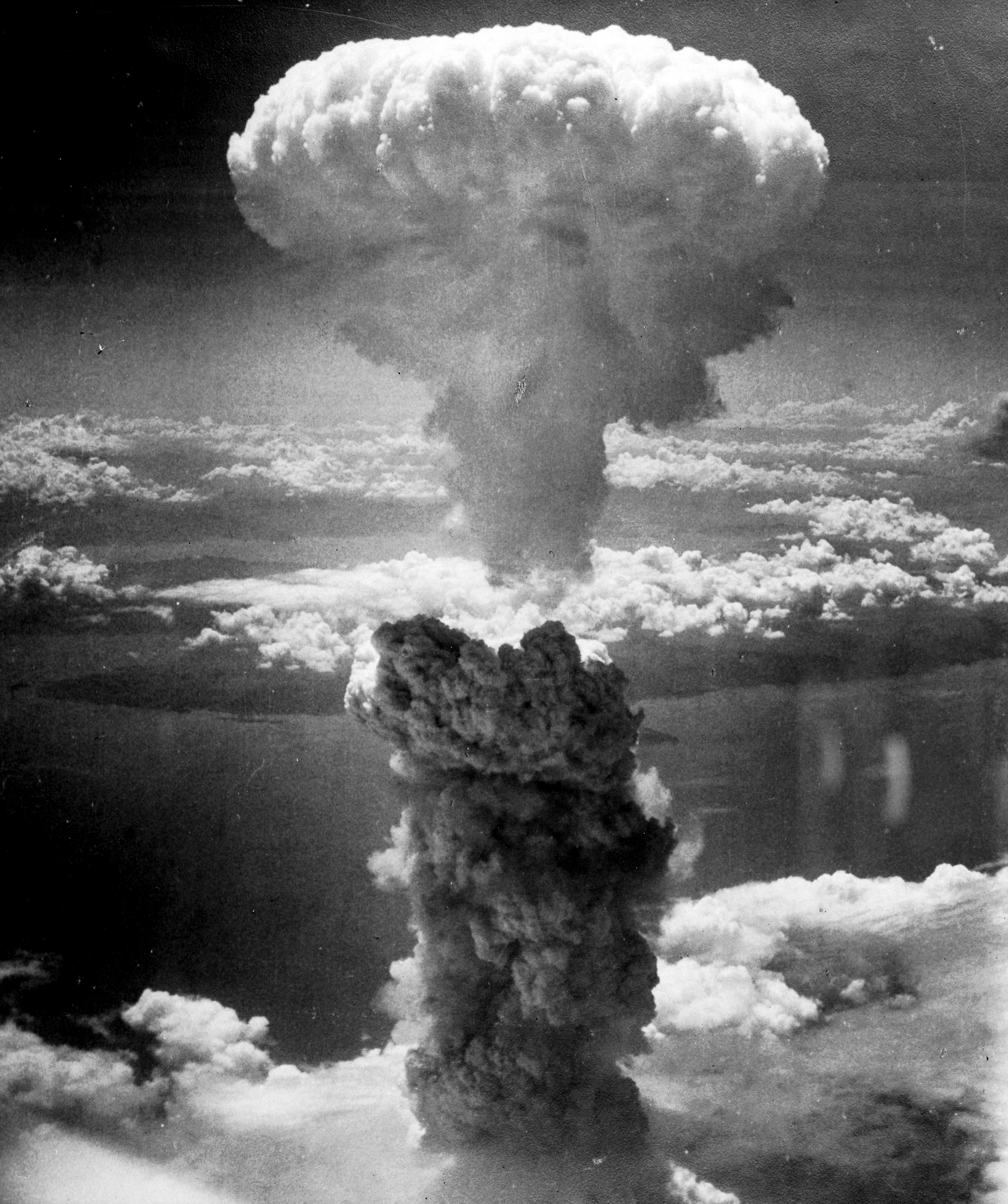
Grzyb atomowy nad Nagasaki (9 sierpnia 1945 roku)

Naloty dywanowe amerykańskich „latających fortec” zniszczyły Tokio i inne miasta japońskie. 8 sierpnia Związek Radziecki wypowiedział wojnę Japonii, a radzieckie i mongolskie dywizje pod dowództwem marszałka Aleksandra Wasilewskiego wkroczyły do Mandżurii, rozbijając szybko japońską Armię Kwantuńską generała Otozō Yamady, kładąc kres istnieniu Mandżukua i Mengjianu. 6 i 9 sierpnia Amerykanie zrzucili bomby atomowe na Hiroszimę i Nagasaki, co walnie przyczyniło się do złamania ducha oporu i do podpisania aktu bezwarunkowej kapitulacji Japonii 2 września 1945 roku (1 września czasu środkowoeuropejskiego). Decyzję o użyciu broni jądrowej spowodowały prognozowane bardzo wysokie straty w planowanej inwazji na Japonię (operacja „Downfall”). Po wojnie kilka grup żołnierzy japońskich, często nieświadomych zakończenia konfliktu, prowadziło opór lub ukrywało się w trudno dostępnych terenach. Zgodnie z doniesieniami medialnymi ostatni dwaj żołnierze japońscy poddali się w 2005 roku.

## Galeria

### Podstawowe mapy działań zbrojnych

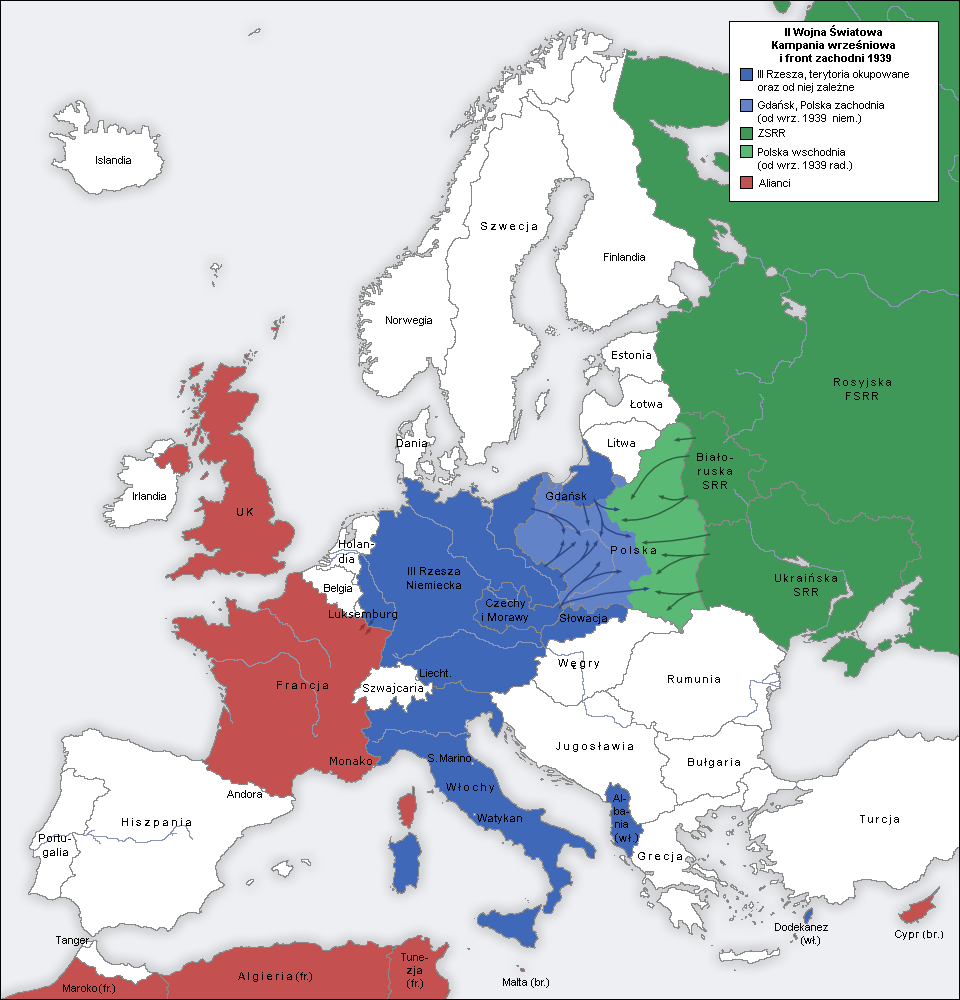
Kampania wrześniowa i dziwna wojna
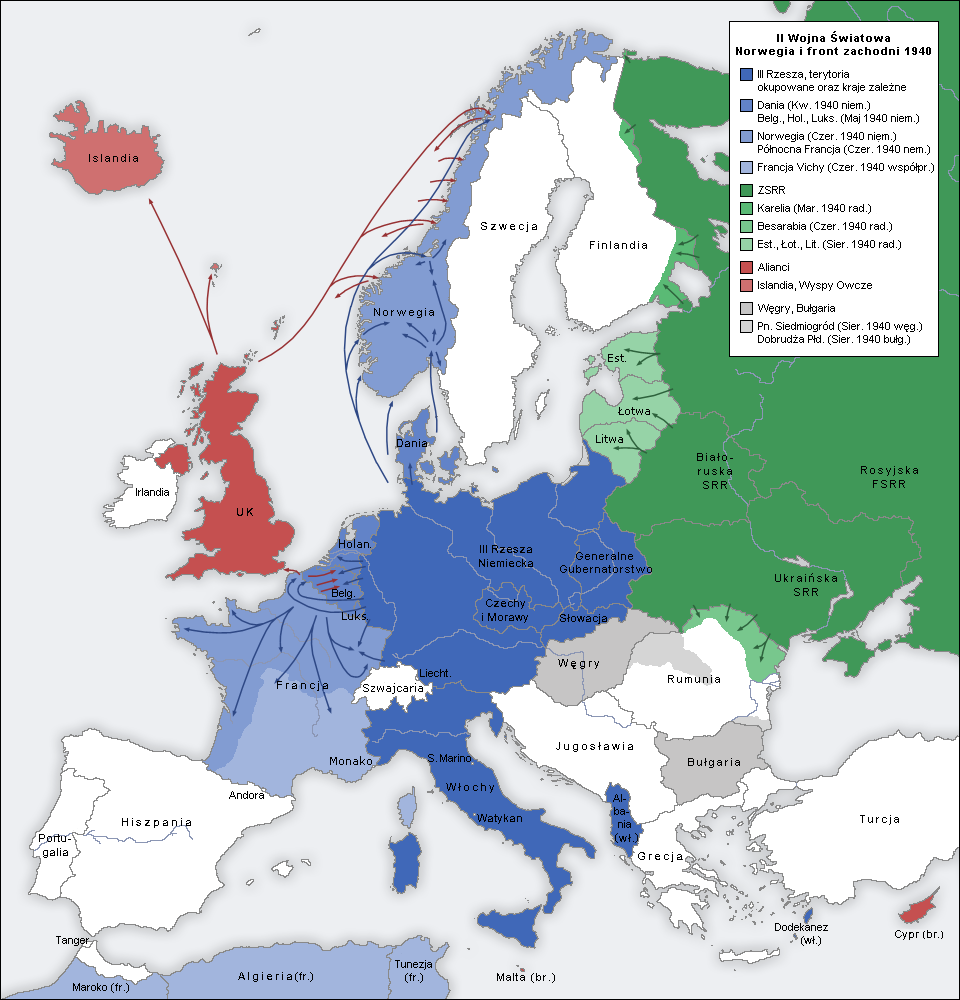
Inwazja na Danię, Norwegię, Belgię, Holandię, Luksemburg, aneksja krajów bałtyckich i Besarabii, zajęcie Islandii
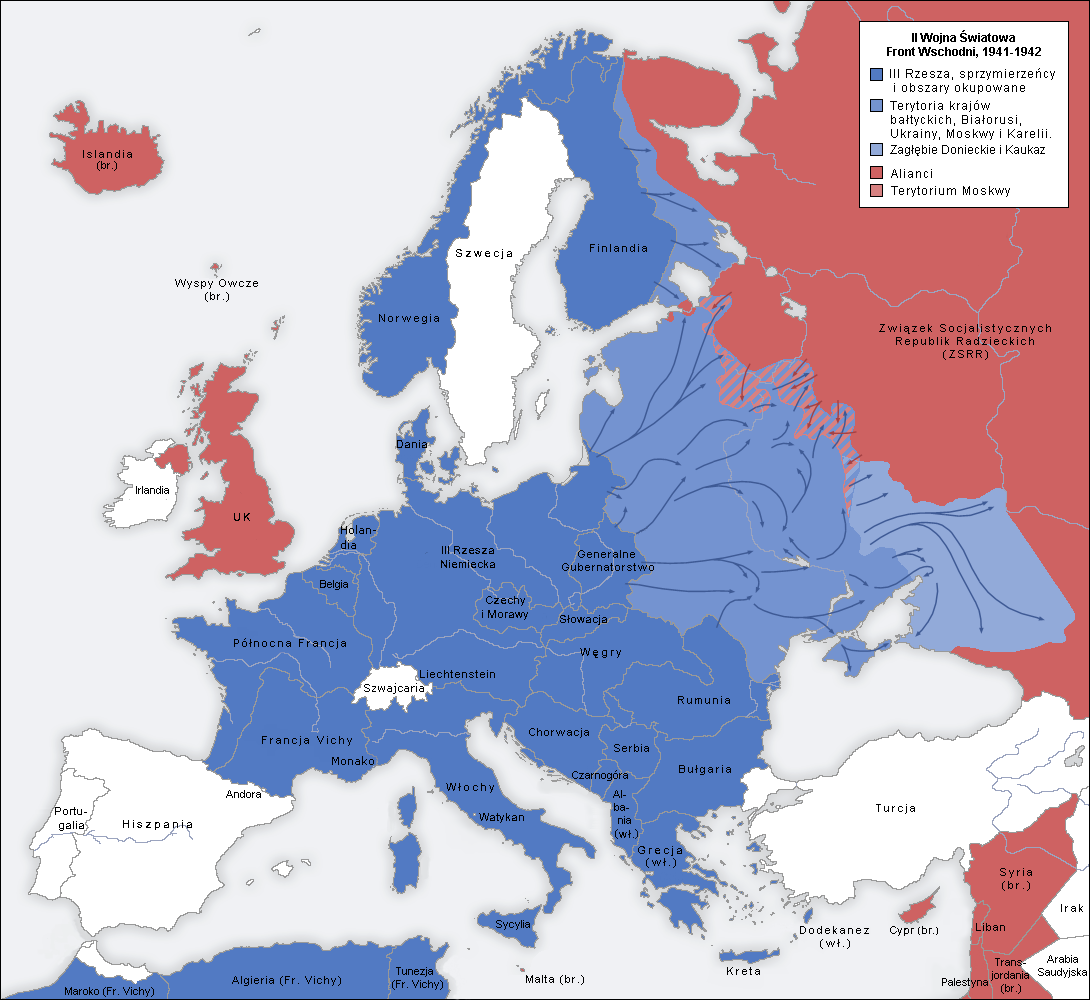
Kampania bałkańska i inwazja na ZSRR
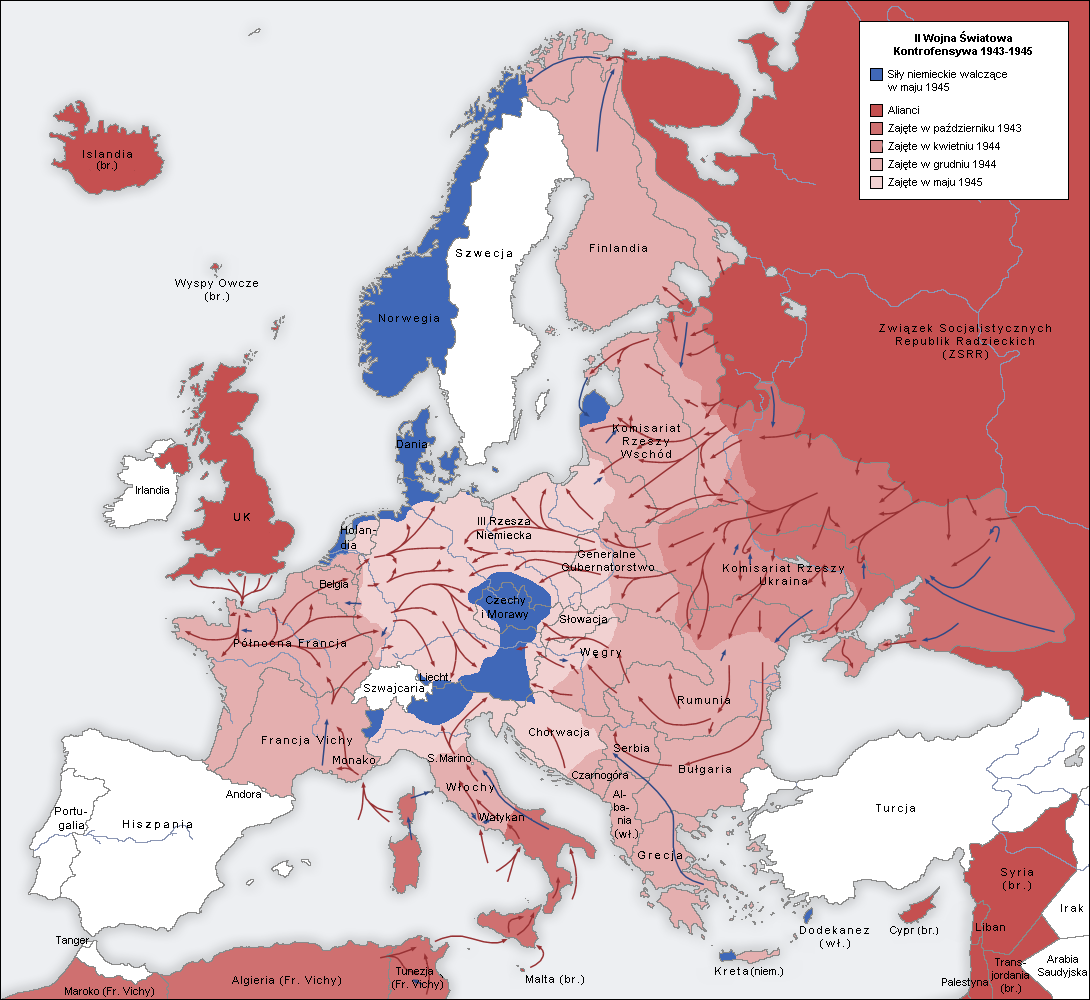
Kontrofensywy radzieckie, kampania włoska, lądowanie w Normandii i ofensywa aliancka
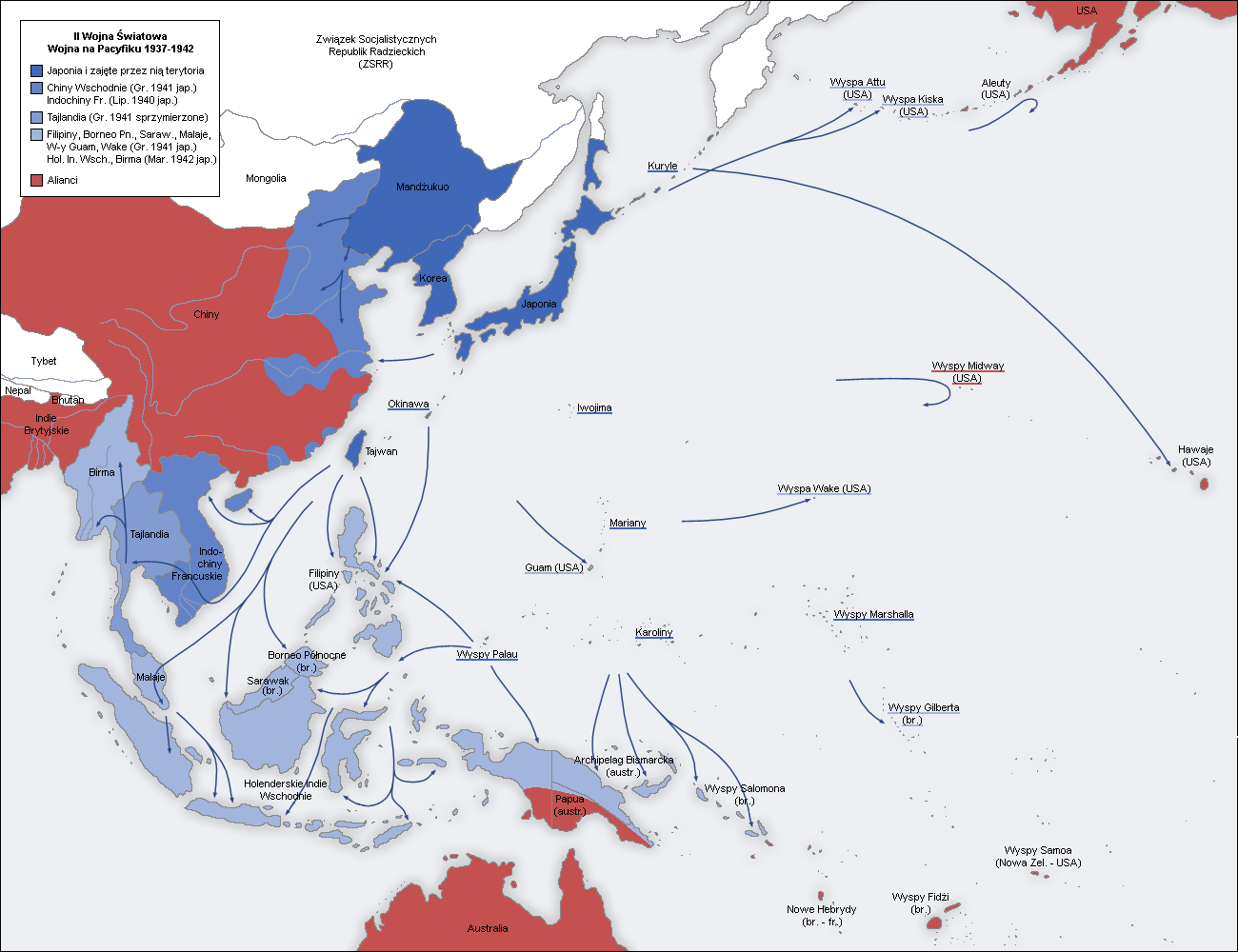
Ofensywa Osi w Azji
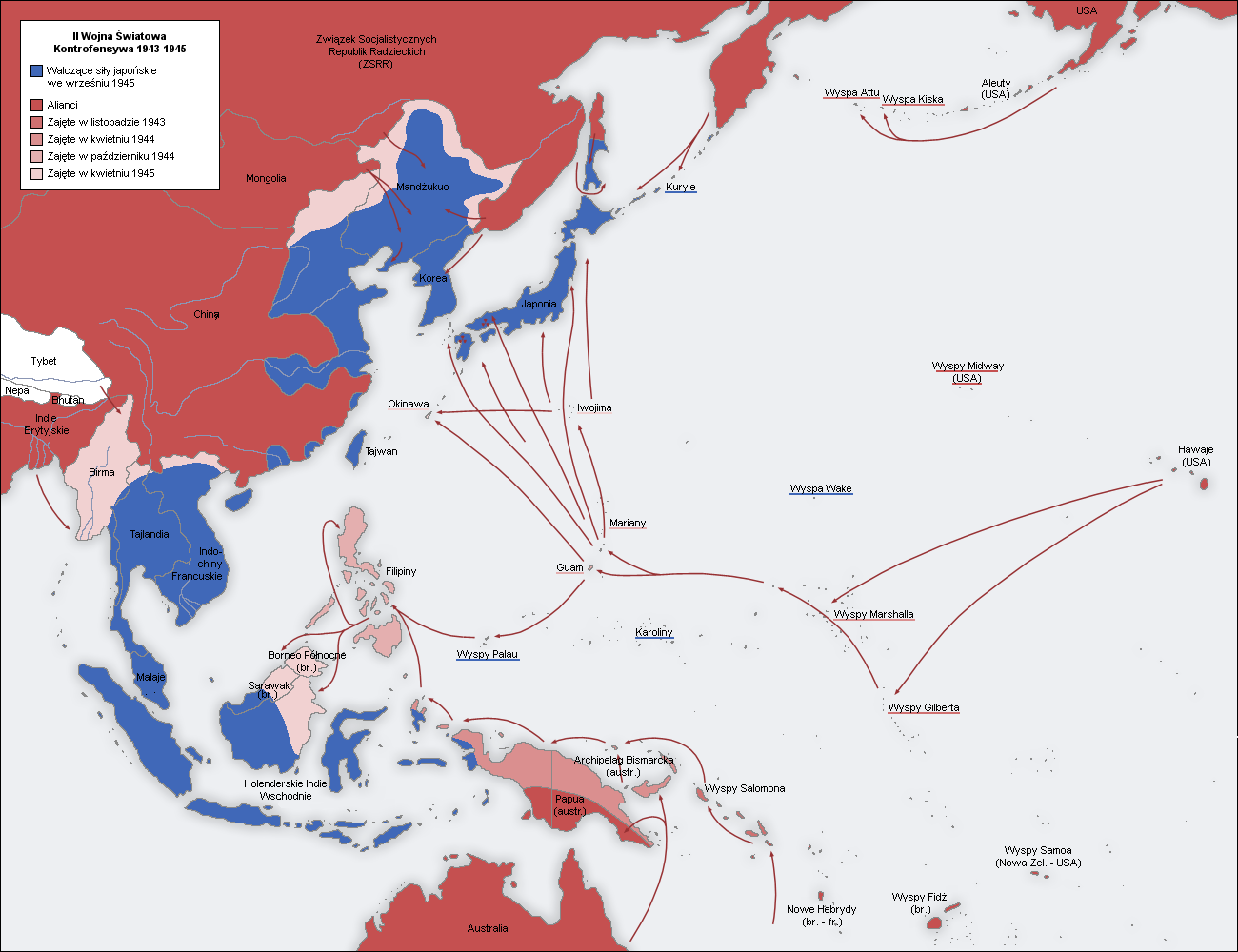
Ofensywa aliancka w Azji

### Kres i skutki wojny

Statystyczno-liczbowe ujęcie ogromu ofiar II wojny światowej
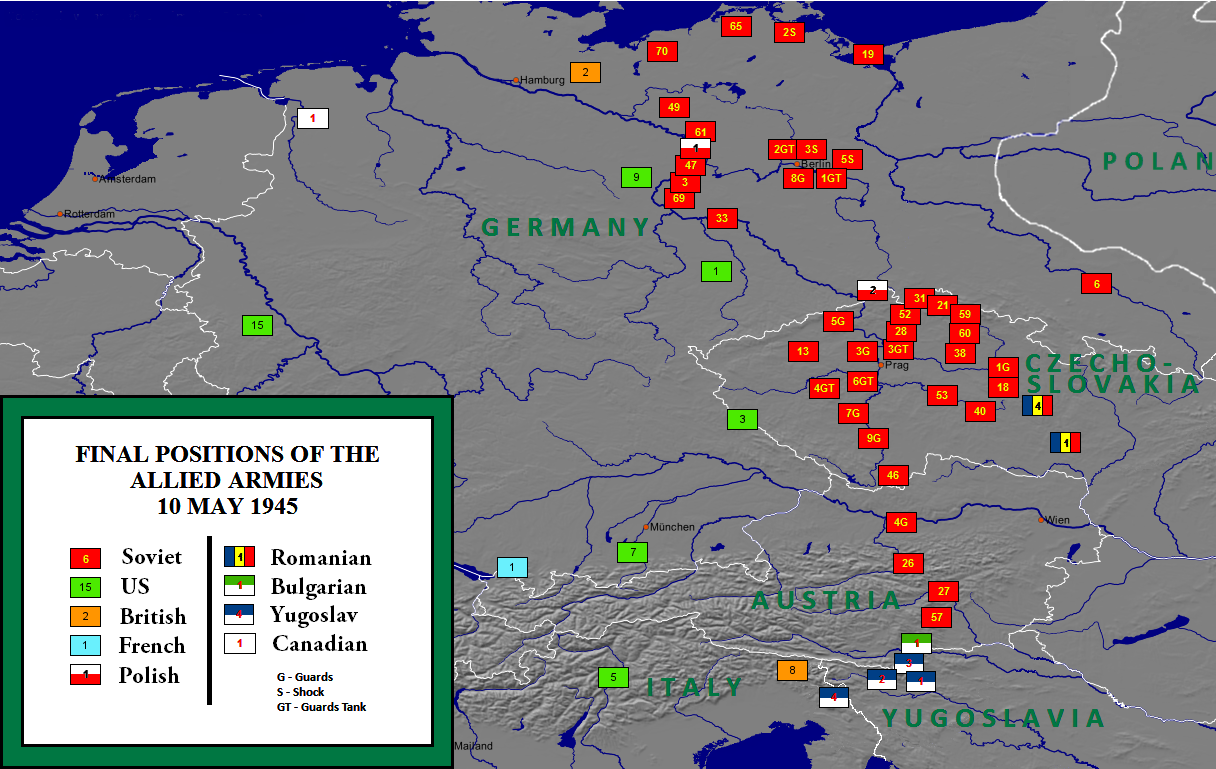
Ostatnie pozycje wszystkich alianckich armii w Europie 10 maja 1945 roku: radzieckich (czerwone), amerykańskich (zielone), brytyjskich (pomarańczowe), francuskich (niebieskie), polskich (flaga polska), rumuńskich (flaga rumuńska), bułgarskich (zielono-białe), jugosłowiańskich (granatowo-białe) i kanadyjskich (białe)
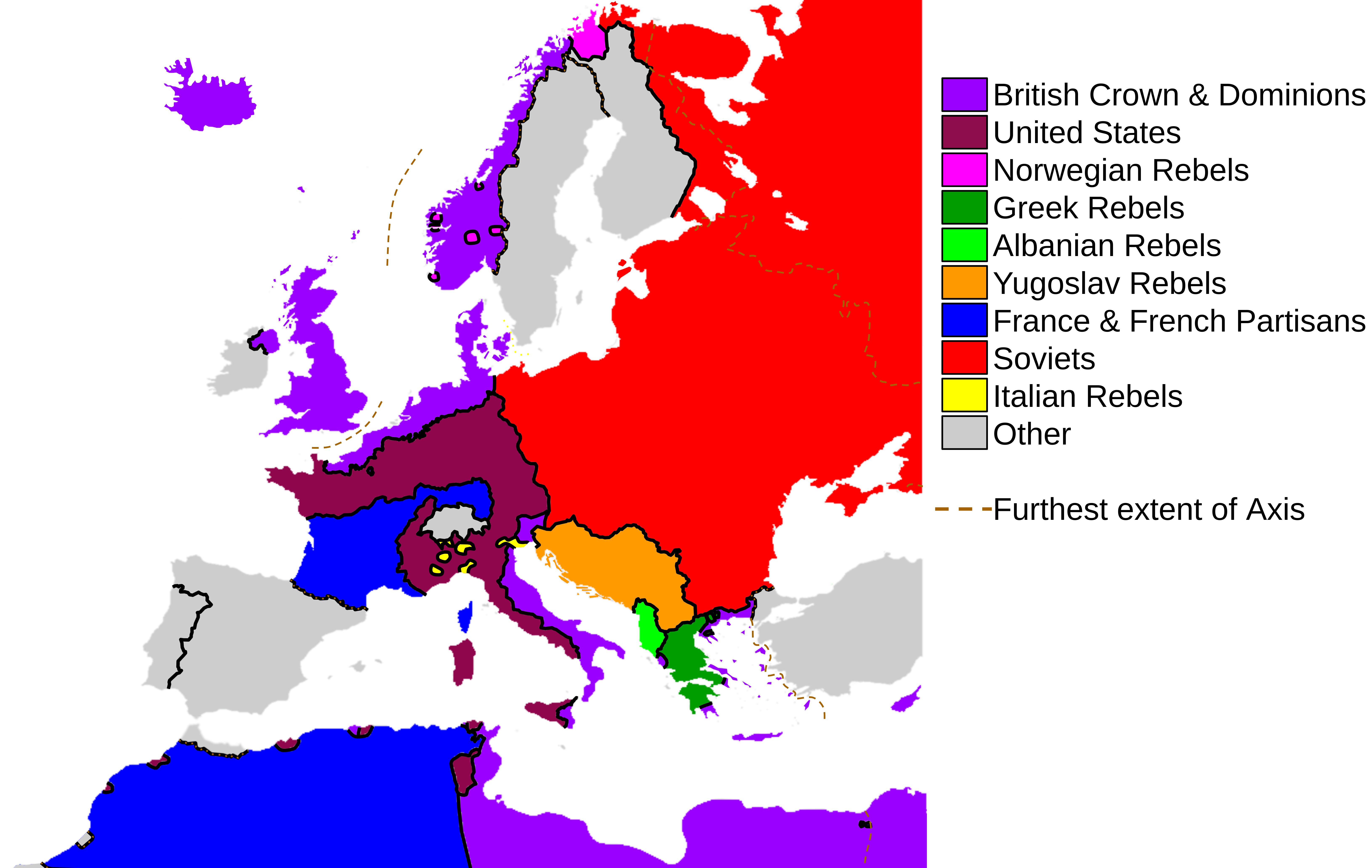
Obecność wojskowa i kontrola terytorialna poszczególnych sił w Europie po zaprzestaniu przez Niemców oporu
Powojenny podział ziem niemieckich w ich granicach z 1933 roku
Podział Berlina na sektory okupacyjne – brytyjski, francuski i amerykański utworzą Berlin Zachodni, enklawę bloku zachodniego w NRD, którego stolicą stanie się sektor radziecki jako Berlin Wschodni
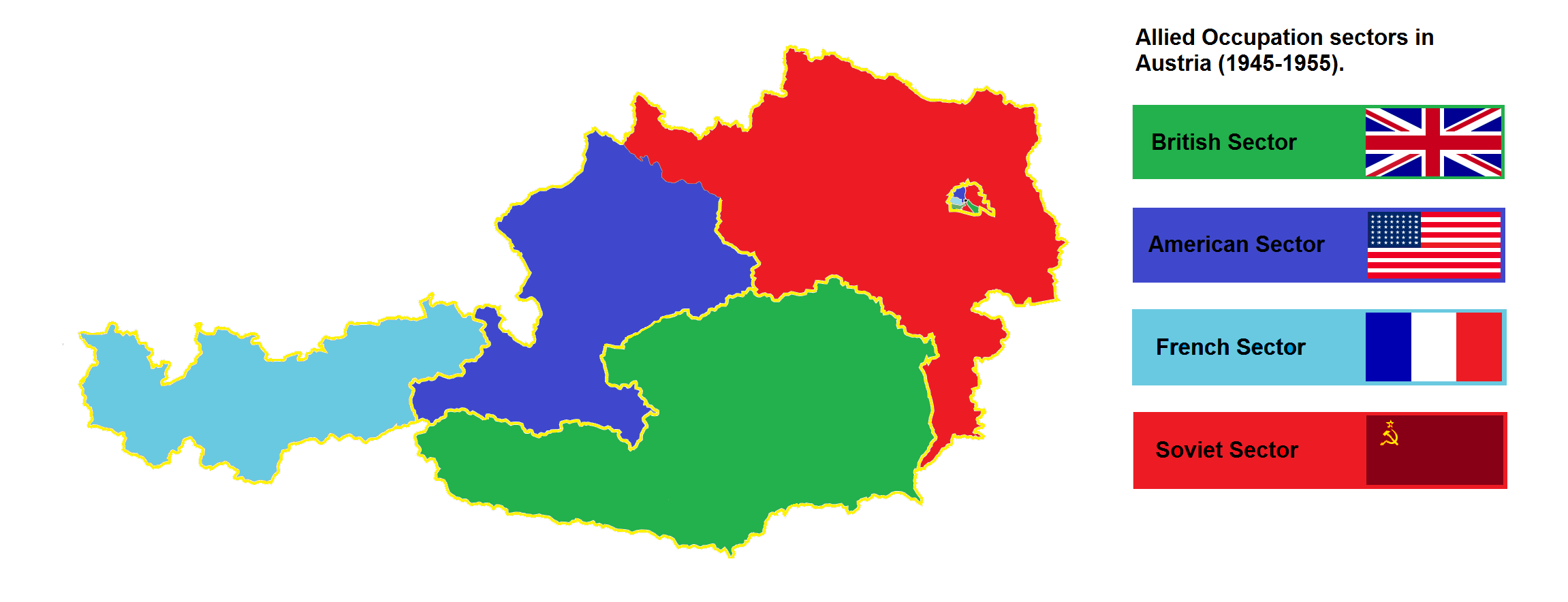
Okupacja aliancka Austrii
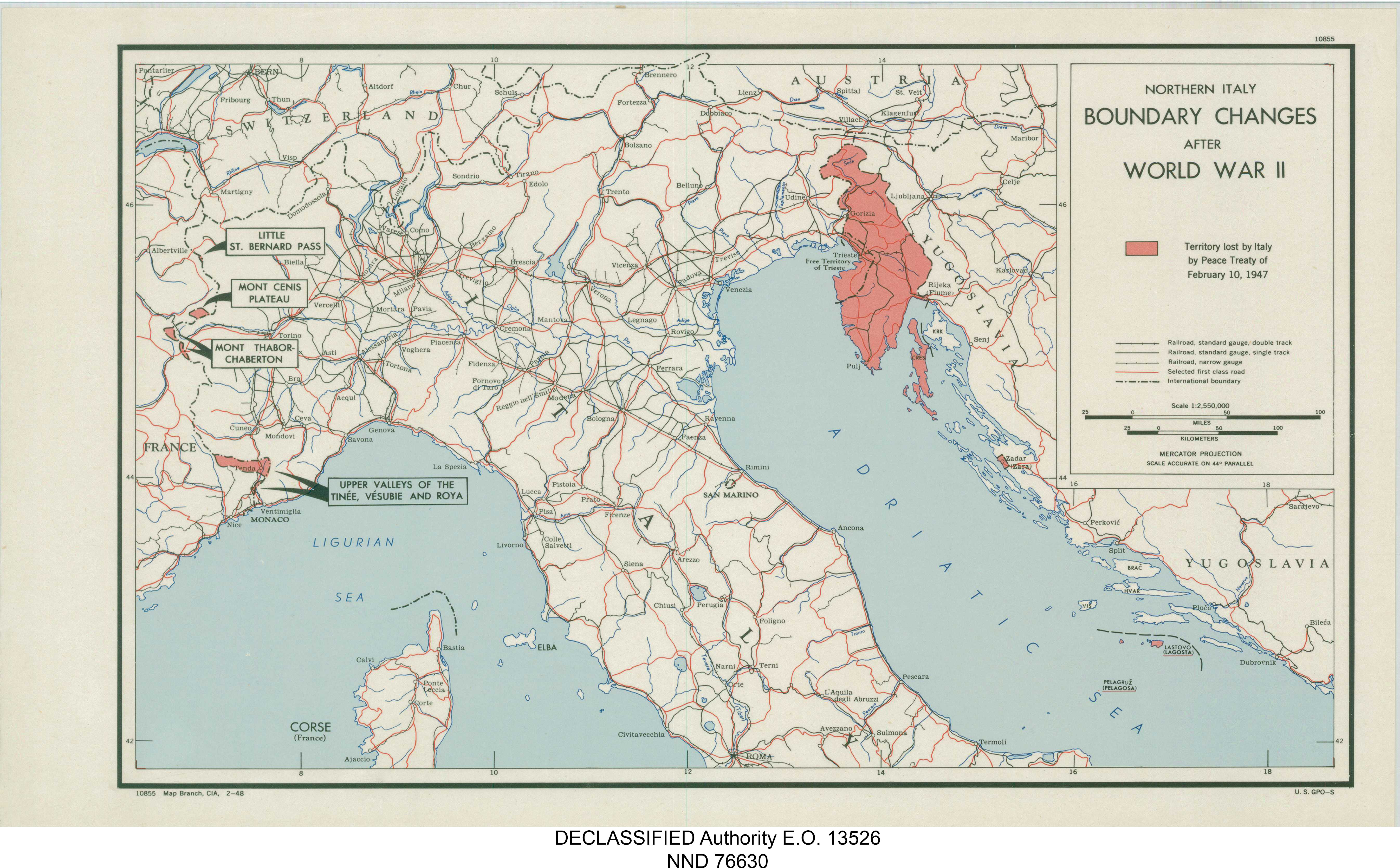
Ziemie utracone przez Włochy w wyniku wojny
Przesunięcia granic w Europie Środkowej, Wschodniej i na Bałkanach w radzieckiej strefie wpływów
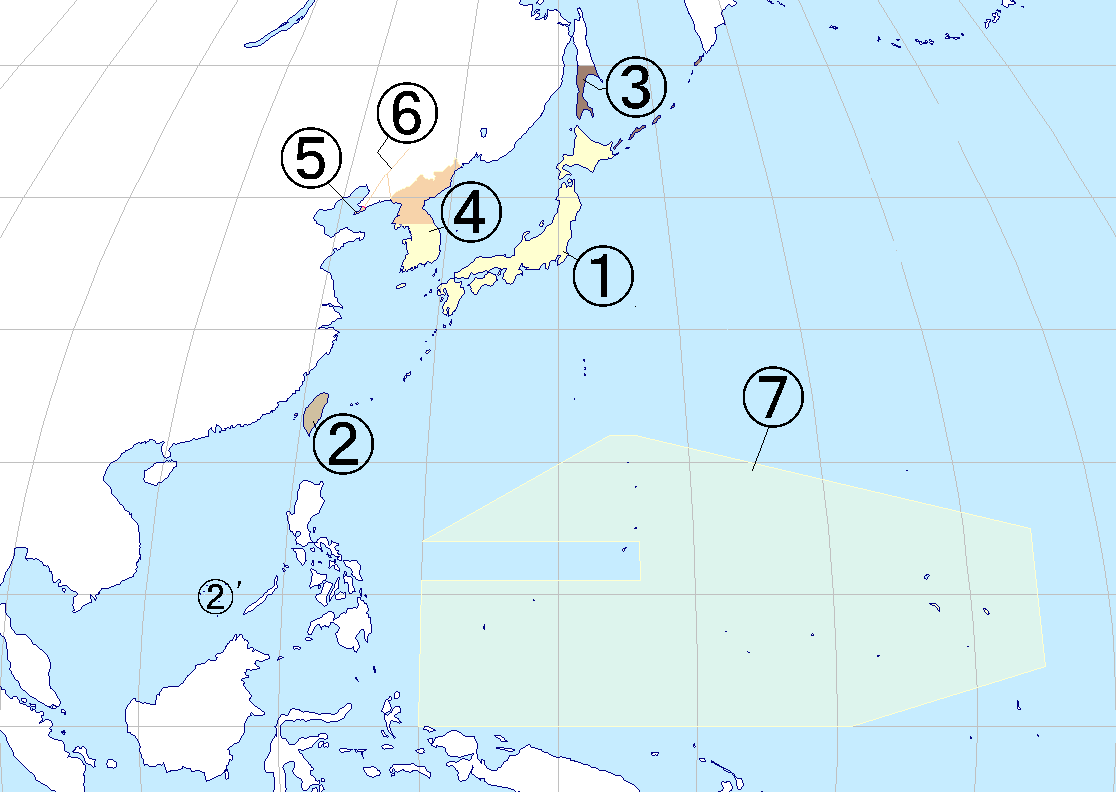
Straty terytorialne i okupacja Japonii; 1: Wyspy Japońskie pod okupacją amerykańską, 2: Tajwan i Spratly przekazane Chinom, 3: Prefektura Karafuto (południowy Sachalin) i Kuryle przekazane ZSRR, 4: Południe Generalnego Gubernatorstwa Korei pod amerykańską administracją wojskową (dziś niepodległa Korea Południowa), 5: Liaotung przekazany ZSRR, 6: Północ Generalnego Gubernatorstwa Korei pod radziecką administracją wojskową (dziś niepodległa Korea Północna), 7: Mandat Południowego Pacyfiku przekształcony w Powiernicze Wyspy Pacyfiku administrowane przez Amerykanów
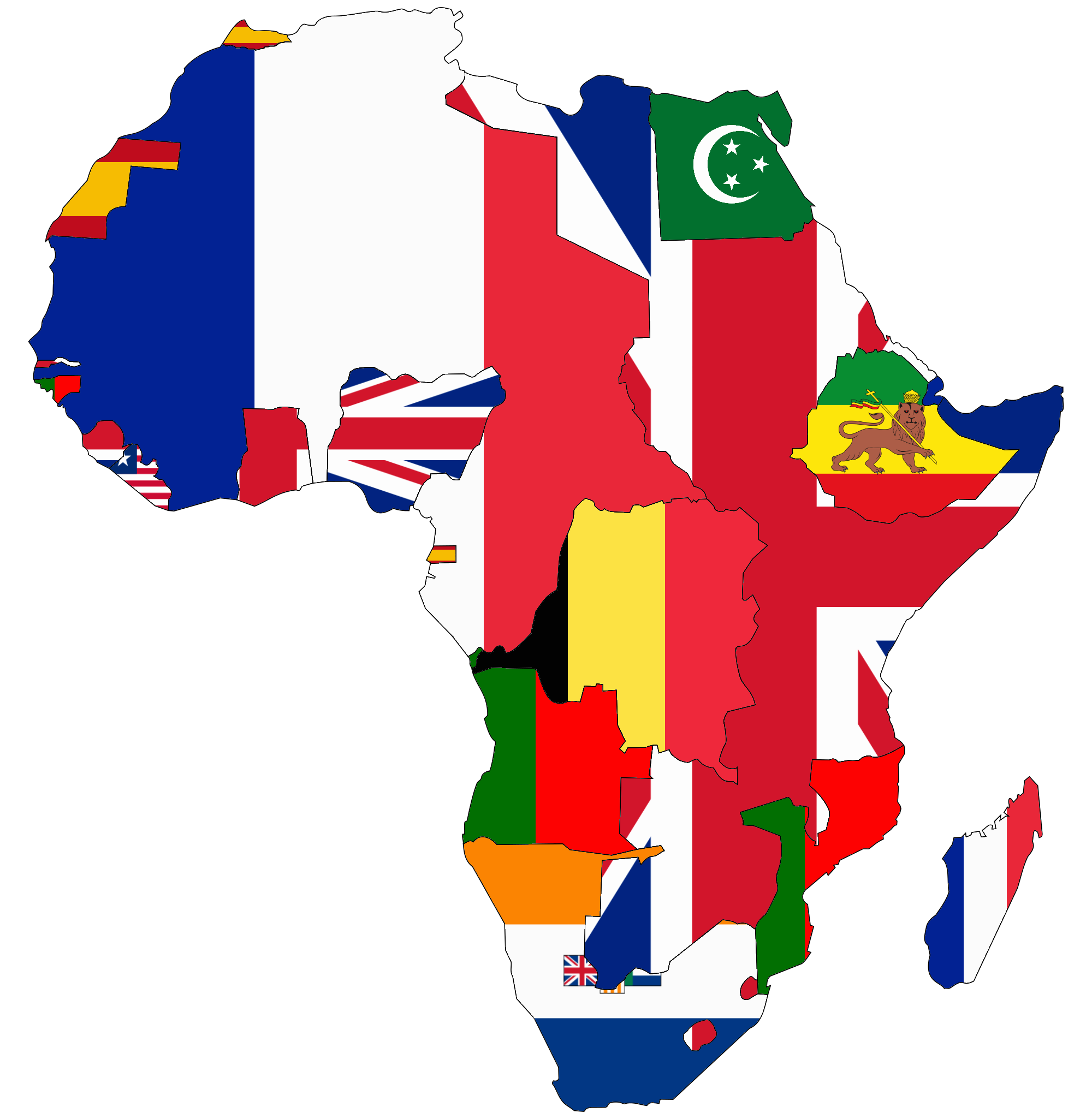
Nowy podział granic w Afryce po odebraniu Włochom kolonii
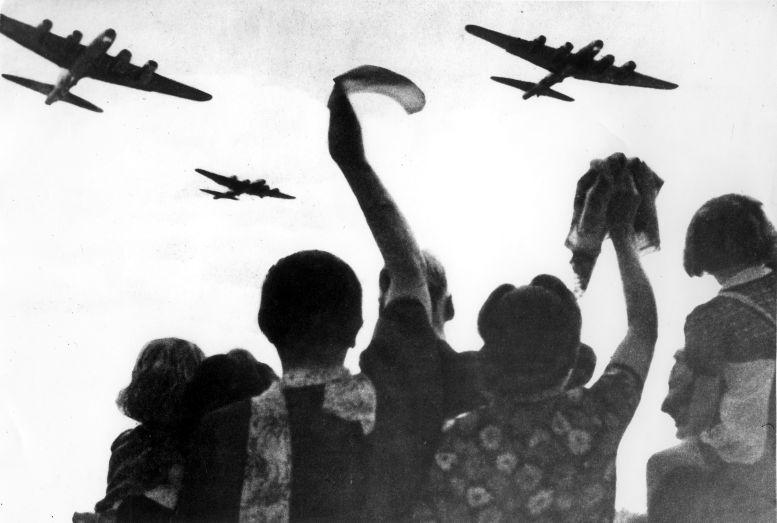
Holendrzy radują się na widok nadlatujących alianckich samolotów podczas wyzwalania kraju (wczesny 1945 rok)
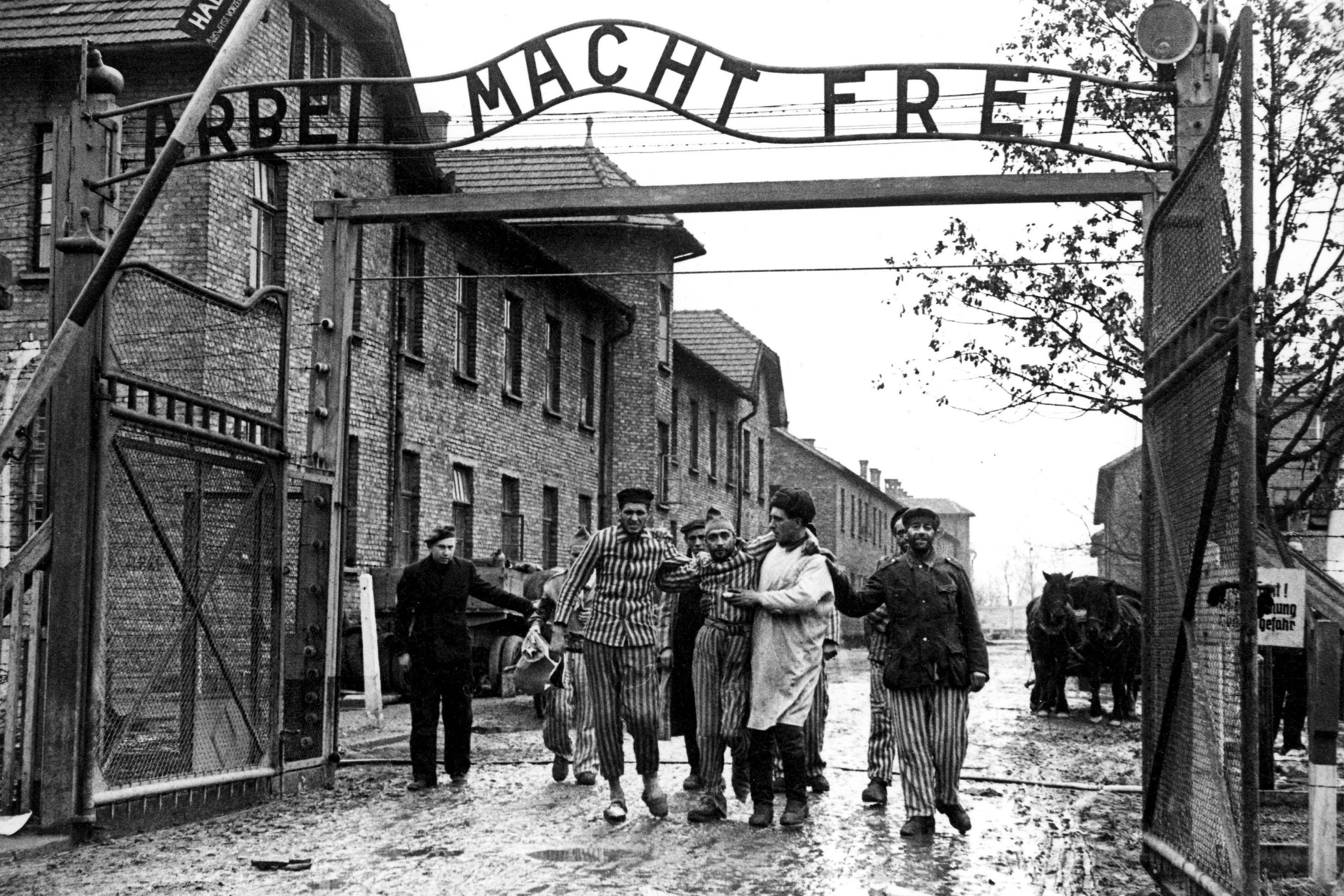
Żołnierze radzieccy wyprowadzają ocalałych więźniów niemieckiego obozu koncentracyjnego Auschwitz-Birkenau po wkroczeniu do niego (27 stycznia 1945 roku)
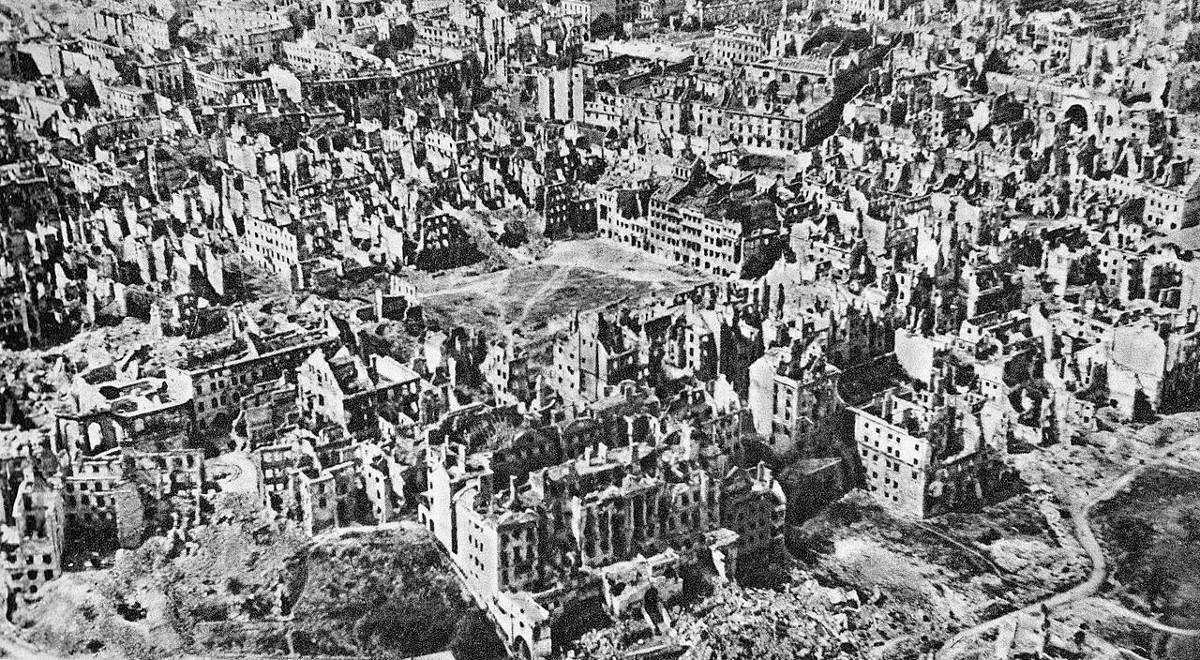
Ruiny Warszawy widziane z pokładu samolotu (styczeń 1945 roku)
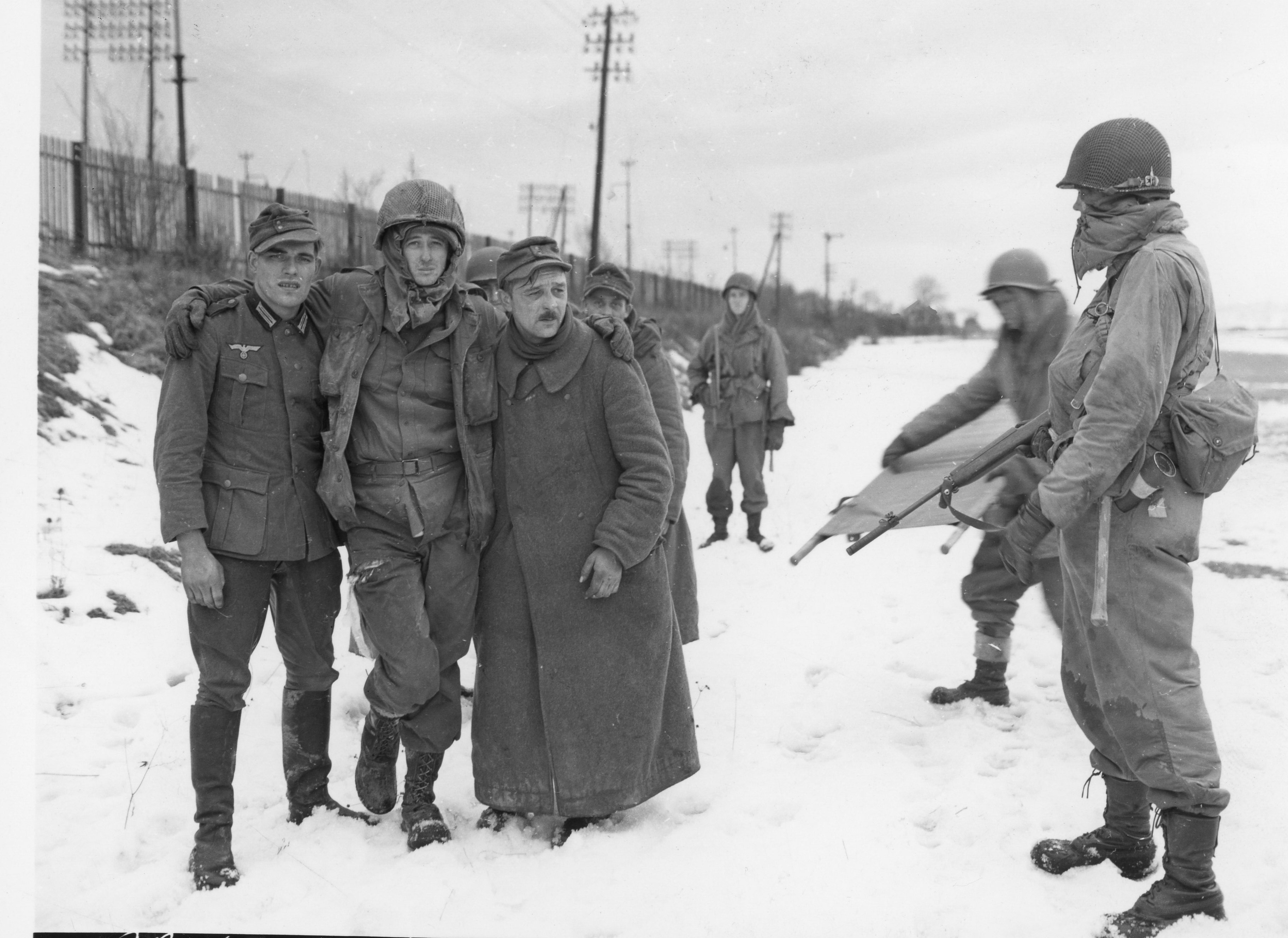
Amerykańscy żołnierze zatrzymujący Niemców podtrzymujących rannego kompana (4 luty 1945 roku)
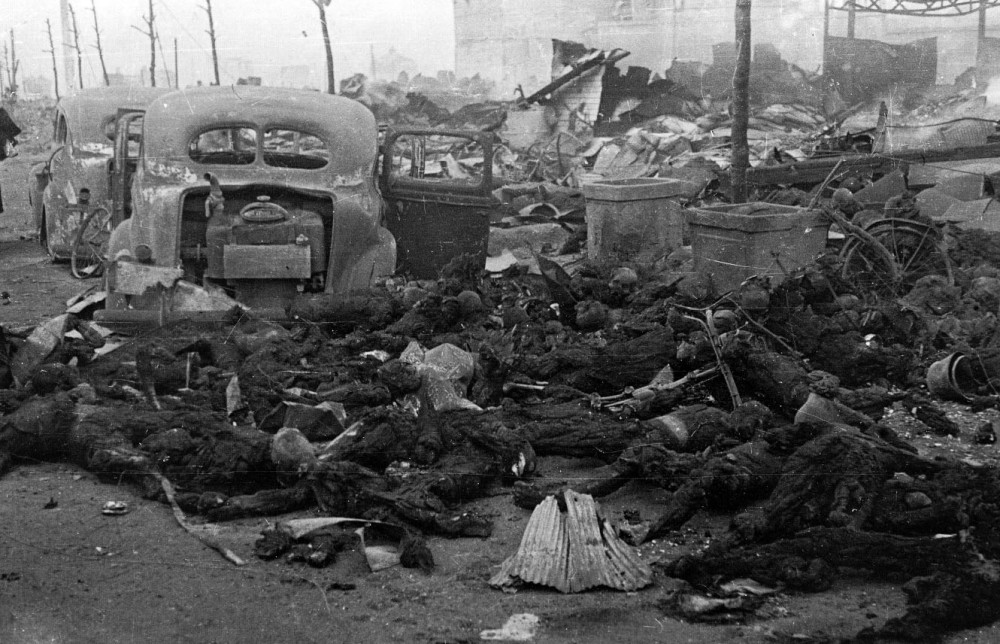
Ofiary i zniszczenia spowodowane alianckimi nalotami na Tokio (ok. 10 marca 1945 roku)
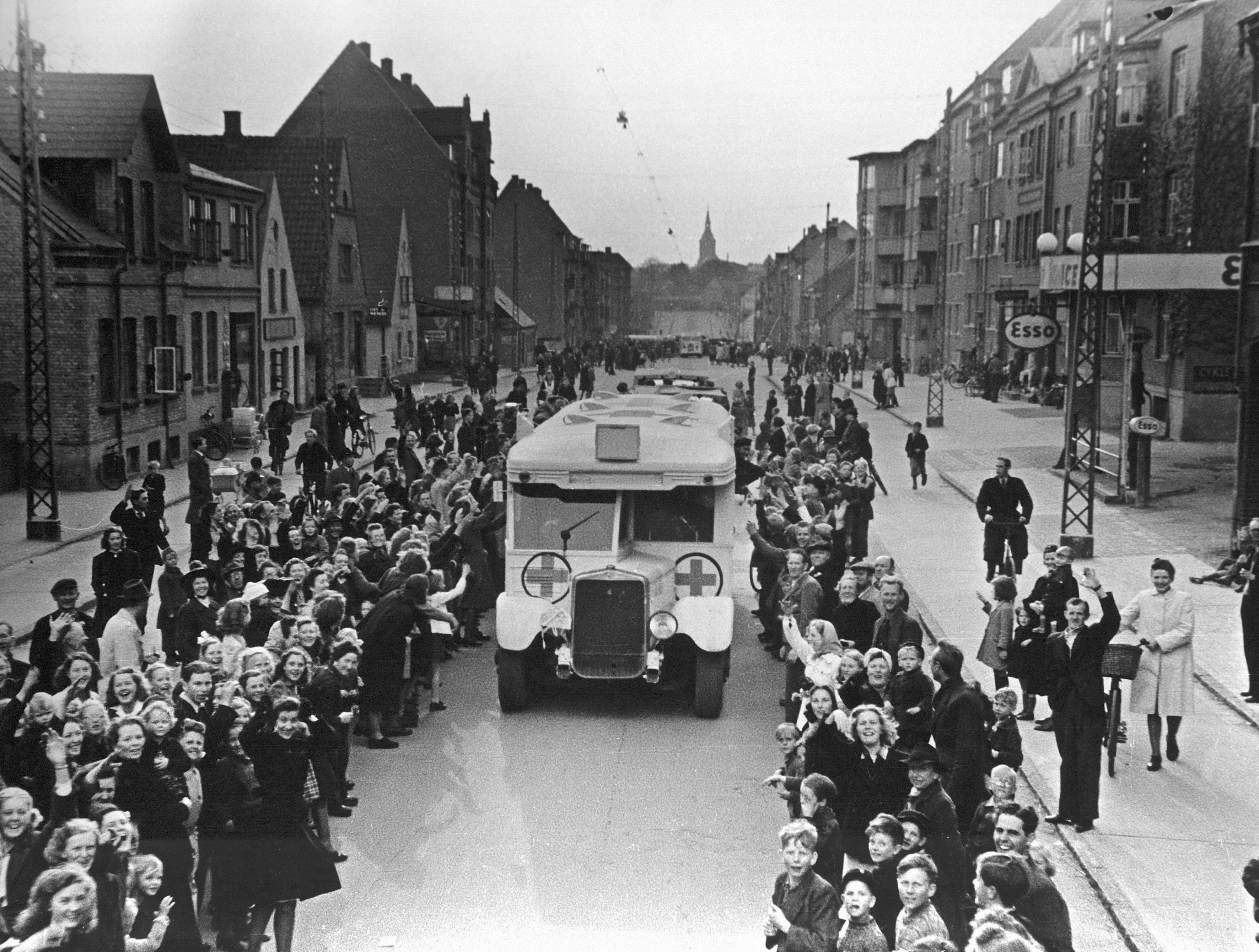
Jeden z tak zwanych białych autobusów, transportów humanitarnych wysłanych przez Szwecję w ostatnich dniach wojny w porozumieniu z Niemcami do ewakuacji duńskich i norweskich więźniów obozów koncentracyjnych – był to przejaw upadku systemu państwowego w ostatnich dniach III Rzeszy (17 kwietnia 1945 roku)
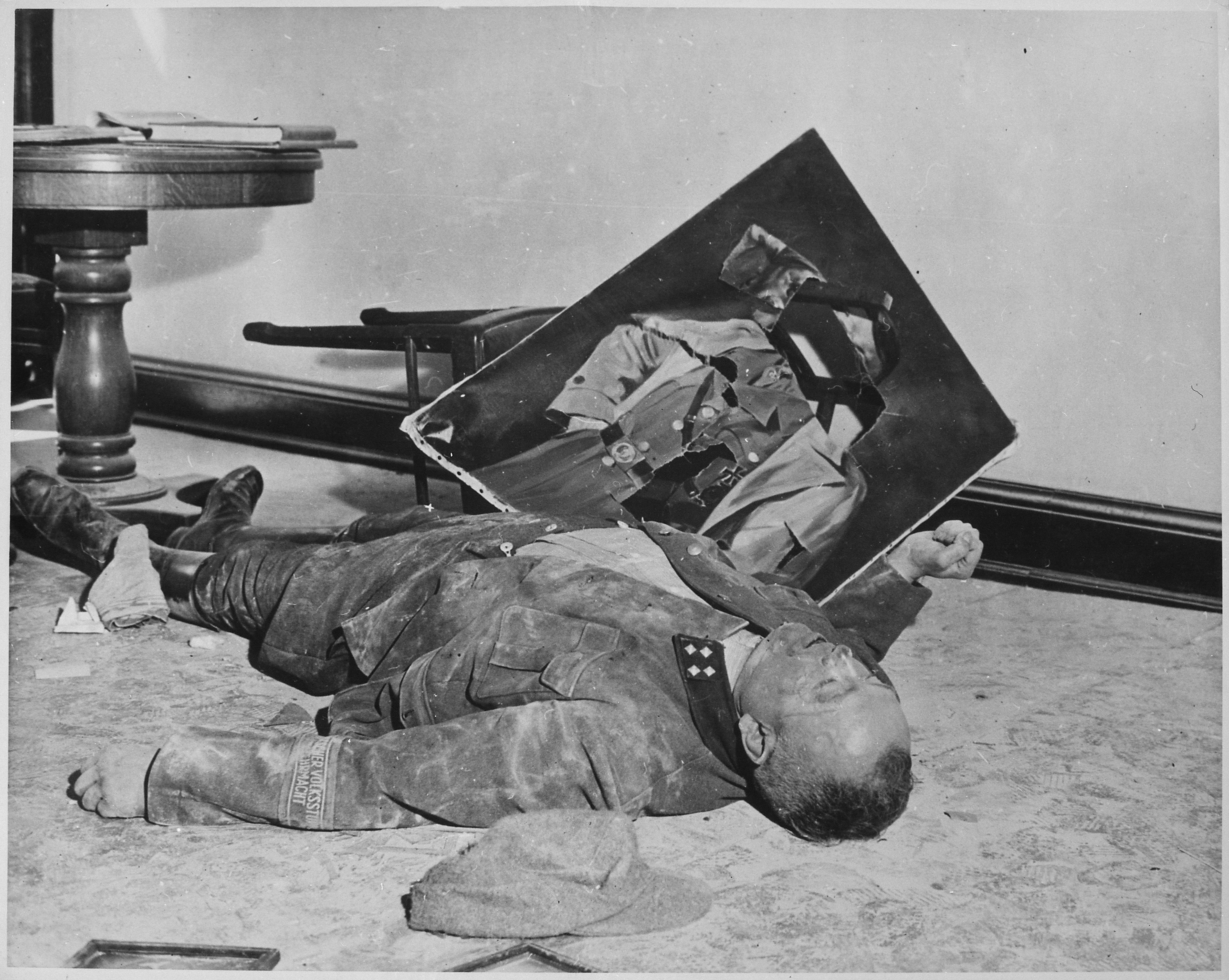
Oficer Volkssturmu, który wolał popełnić samobójstwo, niż dostać się do niewoli, za nim podarty portret Hitlera (19 kwietnia 1945 roku)
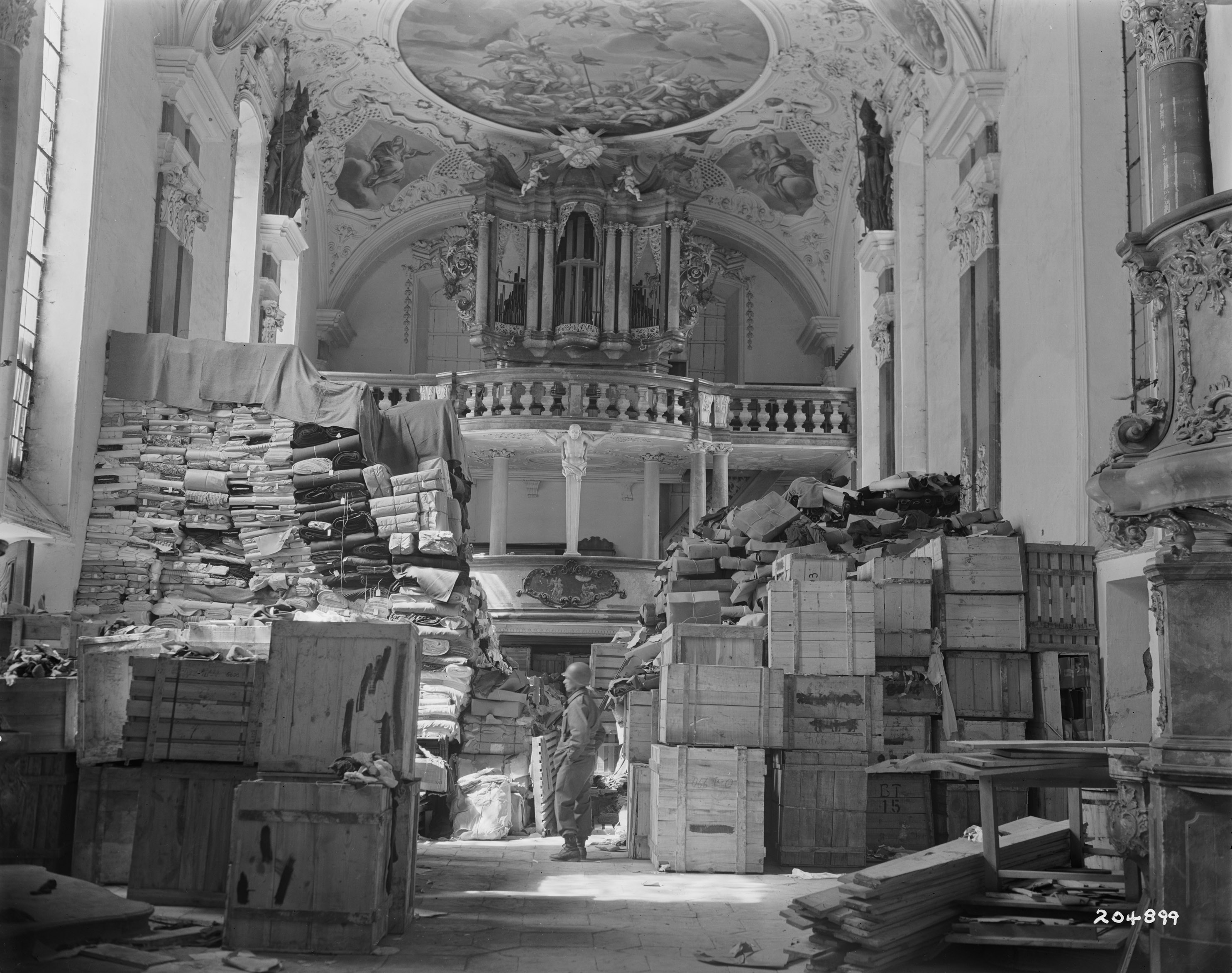
Niemieckie łupy, kosztowności i dzieła sztuki odnalezione w kościele w Ellingen (24 kwietnia 1945 roku)
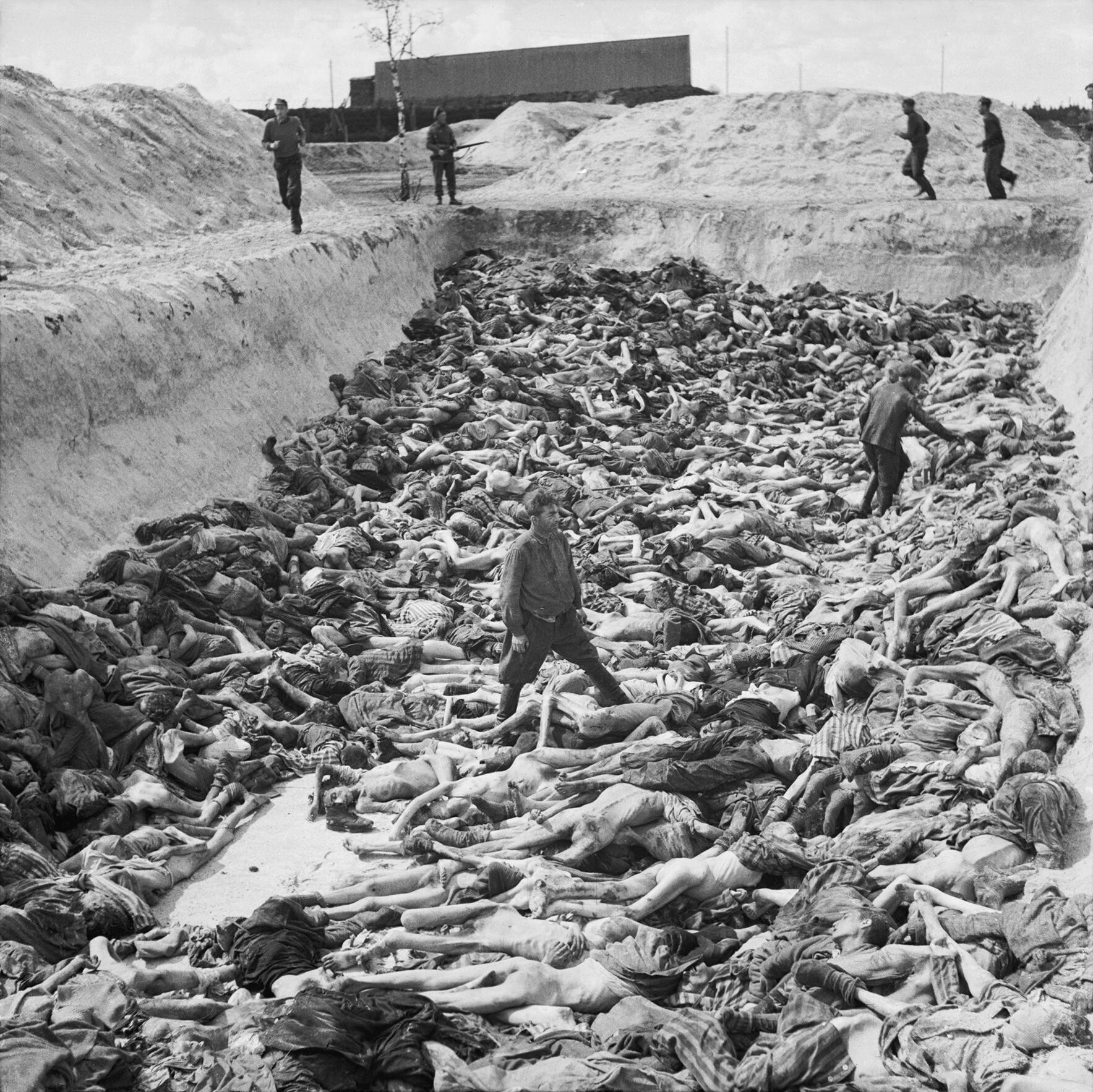
Ciała więźniów zamordowanych przez strażników w obozie Bergen-Belsen (24 kwietnia 1945 roku)
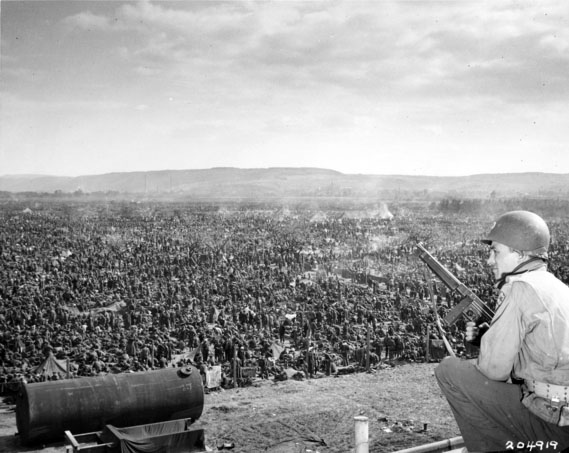
Amerykański żołnierz pilnuje jeńców wziętych do niewoli w Ruhrze (25 kwietnia 1945 roku)
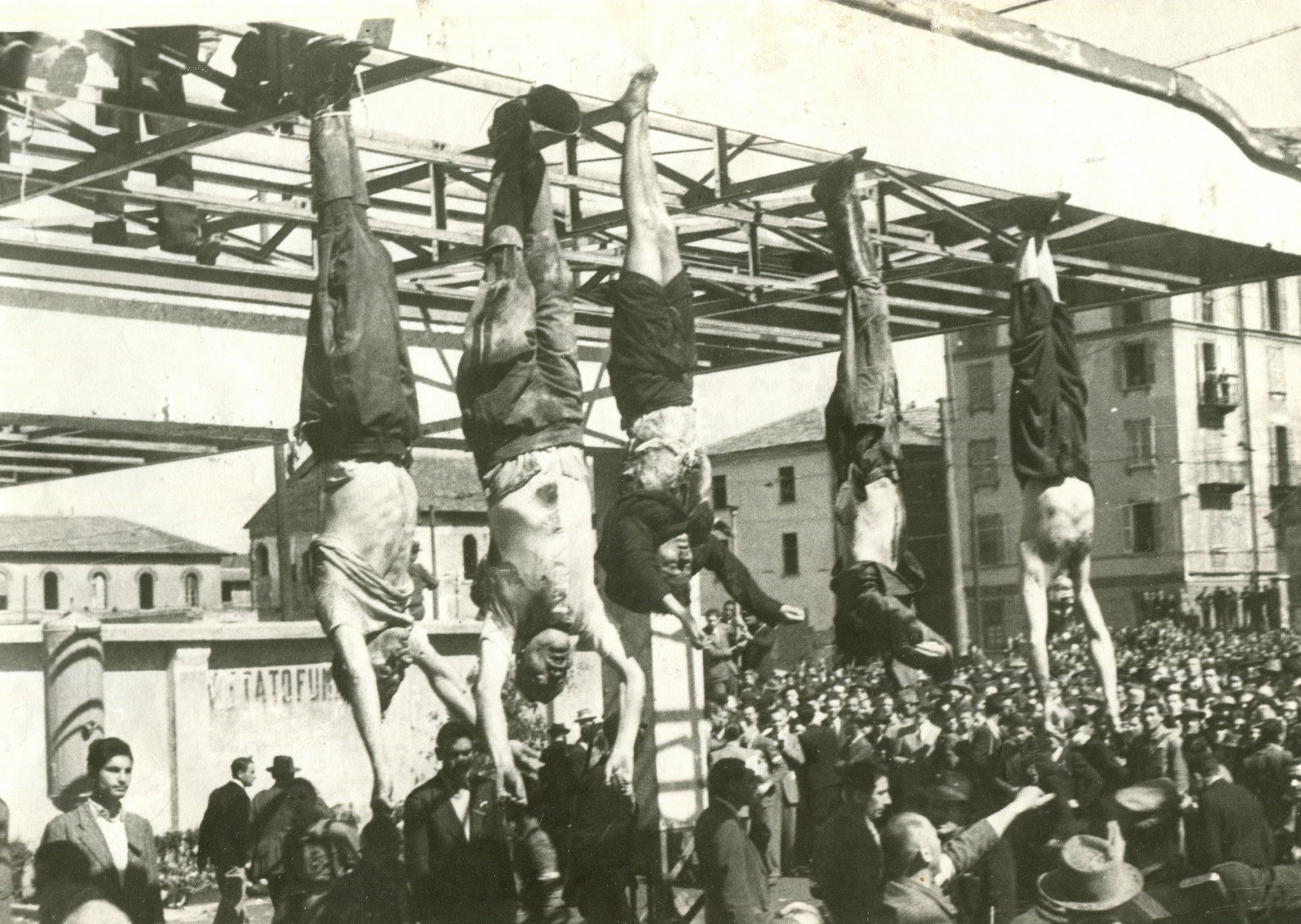
Zbezczeszczone zwłoki Mussoliniego (drugi od lewej) i jego towarzyszy powieszone na mediolańskiej stacji benzynowej po ich schwytaniu i rozstrzelaniu przez antyfaszystowskich partyzantów (29 kwietnia 1945 roku)
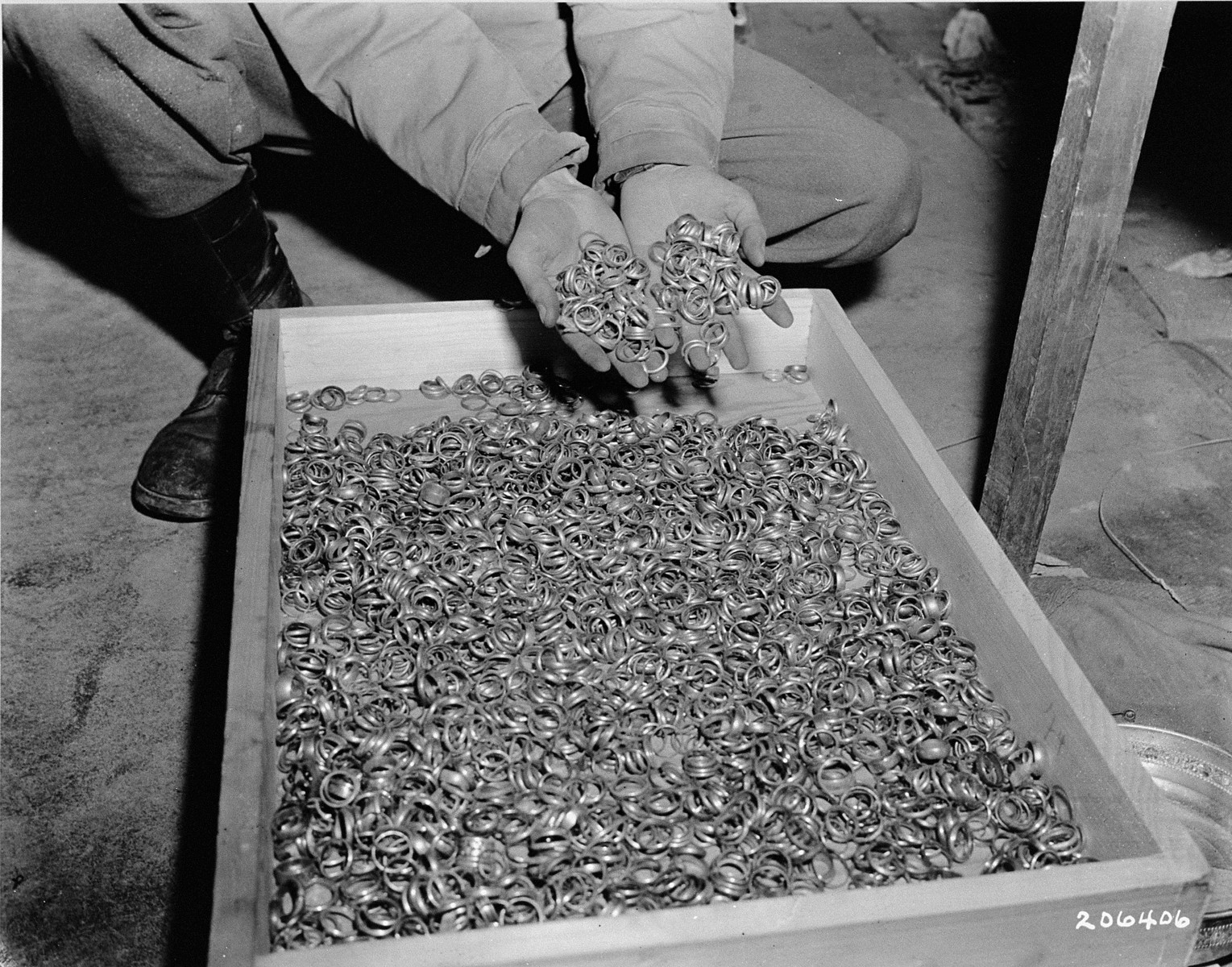
Tysiące obrączek ślubnych ofiar obozu Buchenwald (5 maja 1945 roku)
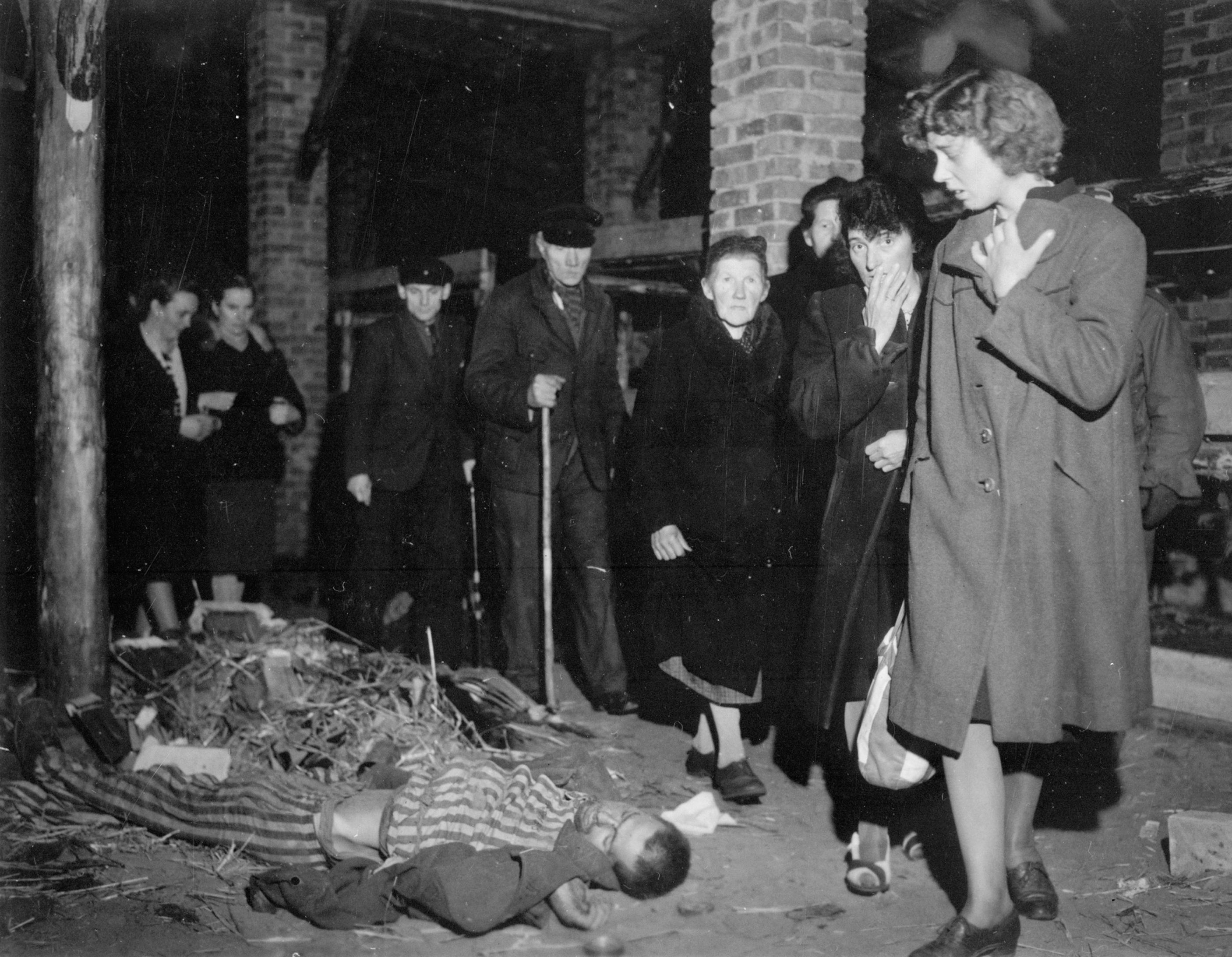
Amerykanie pokazują niemieckim cywilom z Ludwigslustu ofiary obozu Neuengamme (6 maja 1945 roku)
Ilustracja górna: szef sztabu OKW generał pułkownik Alfred Jodl i dowódca Kriegsmarine Hans-Georg von Friedeburg podpisują wstępny akt kapitulacji Niemiec w Reims; ilustracja dolna: uradowani dowódcy alianccy przyglądają się im, wśród nich między innymi Arthur Tedder, Walter Bedell Smith i Dwight Eisenhower (7 maja 1945 roku)
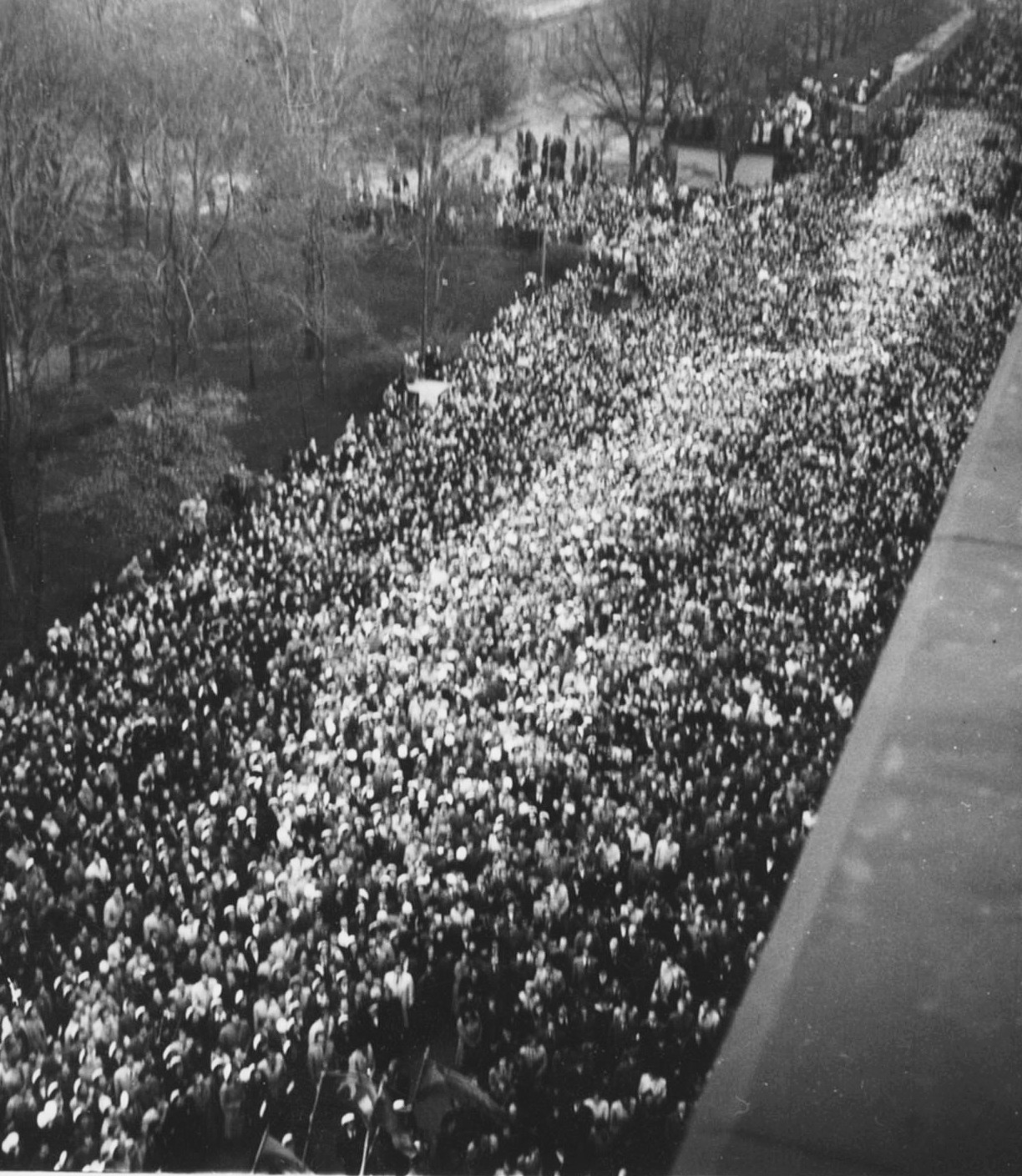
W obliczu końca wojny w Europie i zwycięstwa szwedzcy studenci postanowili zorganizować manifestację będącą wyrazem hołdu dla sąsiedniej Norwegii i dojść wraz z nią pod ambasadę norweską w Sztokholmie, ich kolumna rozrosła się do gigantycznych rozmiarów (7 maja 1945 roku)
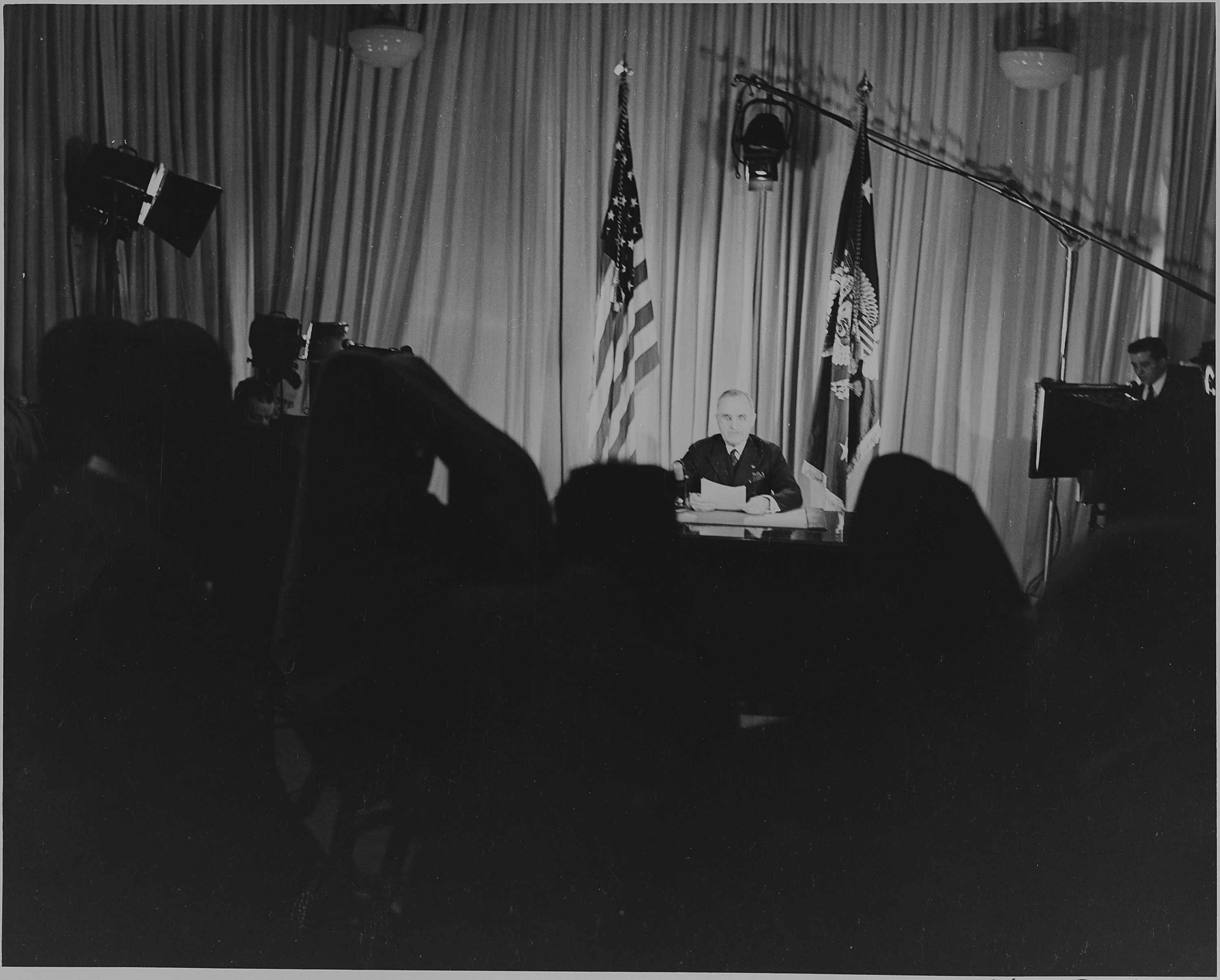
Tłum dziennikarzy pragnie uwiecznić ogłoszenie przez prezydenta USA Harry’ego Trumana zakończenia II wojny światowej w Europie (8 maja 1945 roku)
Pełniący urząd premiera Wielkiej Brytanii przez większość wojny Winston Churchill pozdrawia tłum celebrujących kres wojny w Europie obywateli gestem zwycięstwa (8 maja 1945 roku)
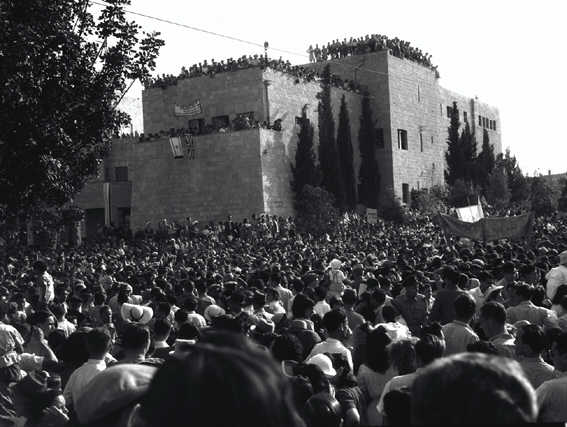
Mieszkańcy Jerozolimy świętują upadek III Rzeszy i, co za tym idzie, kres Holocaustu (8 maja 1945 roku)
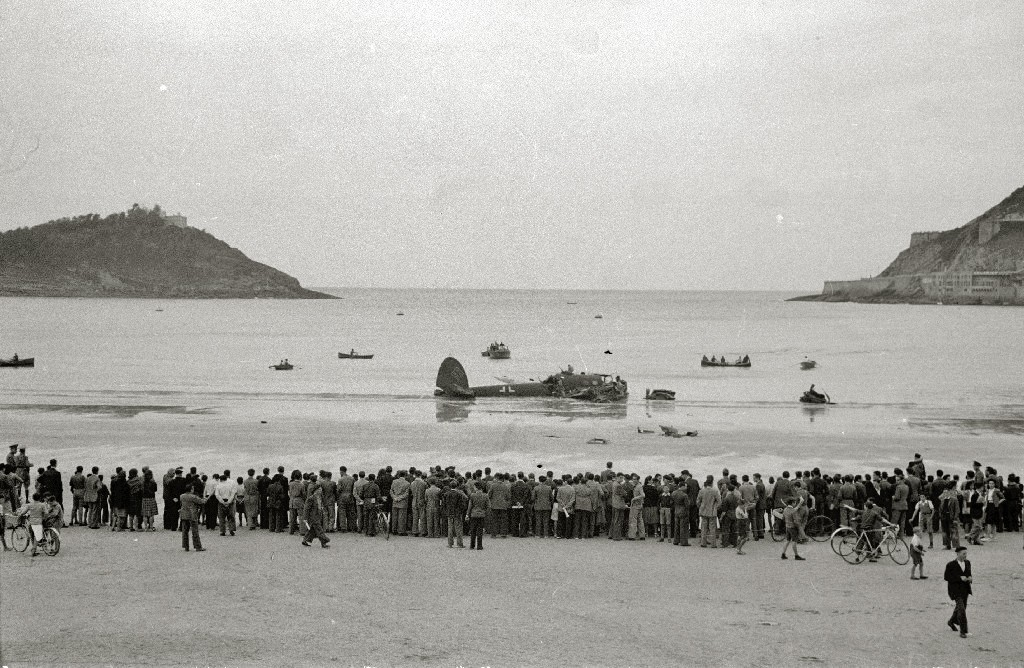
Tłum gapiów z San Sebastián ogląda wrak niemieckiego He 111, którym dopiero co uciekł do Hiszpanii prominentny nazista Léon Degrelle, przywódca walońskich kolaborantów – pomimo zaocznego wyroku śmierci w rodzimej Belgii nigdy nie poniósł odpowiedzialności (8 maja 1945 roku)
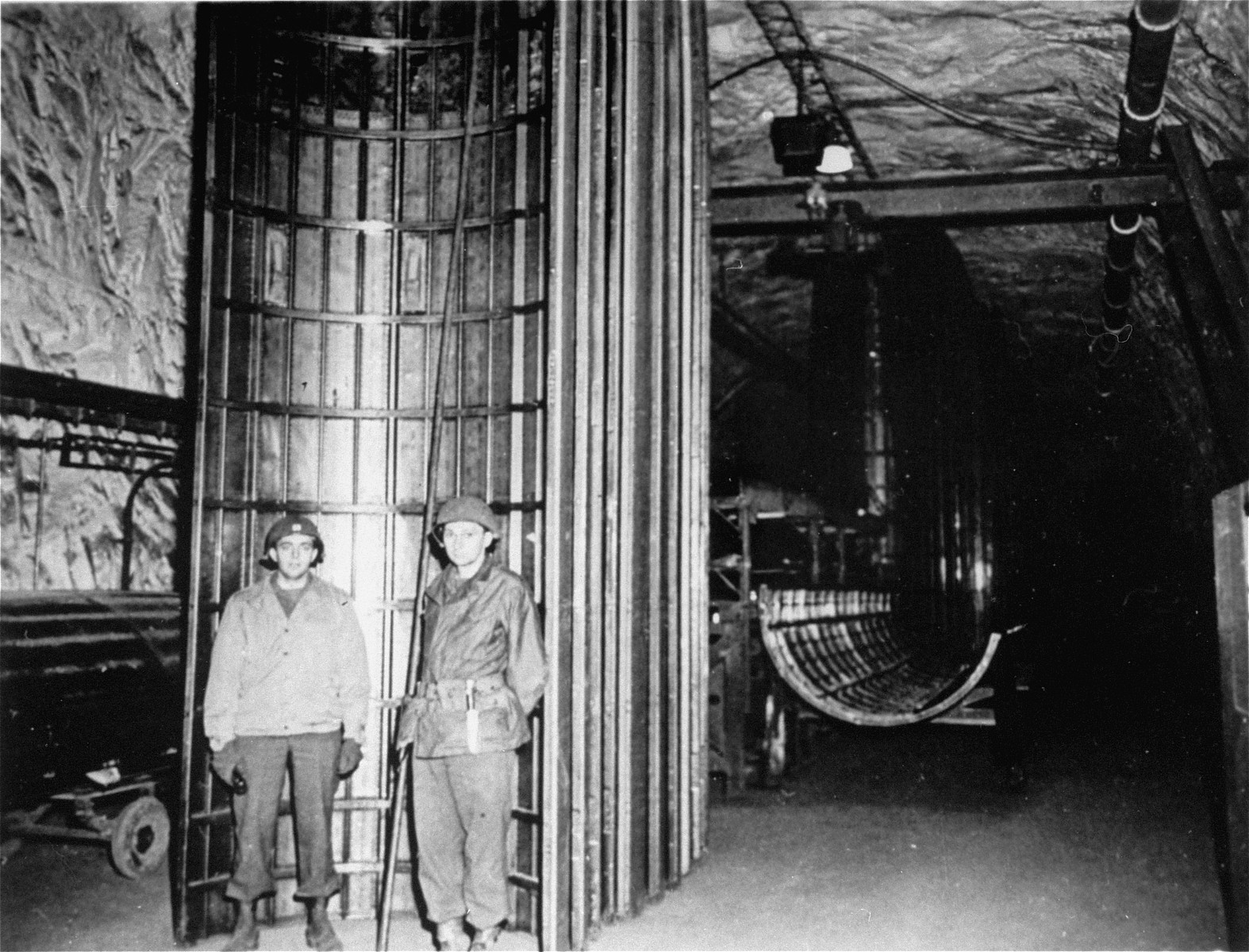
Amerykańscy piechurzy zwiedzają podziemny kompleks fabryczny Mittelwerk, w którym produkowano m.in. rakiety V-2 (8 maja 1945 roku)
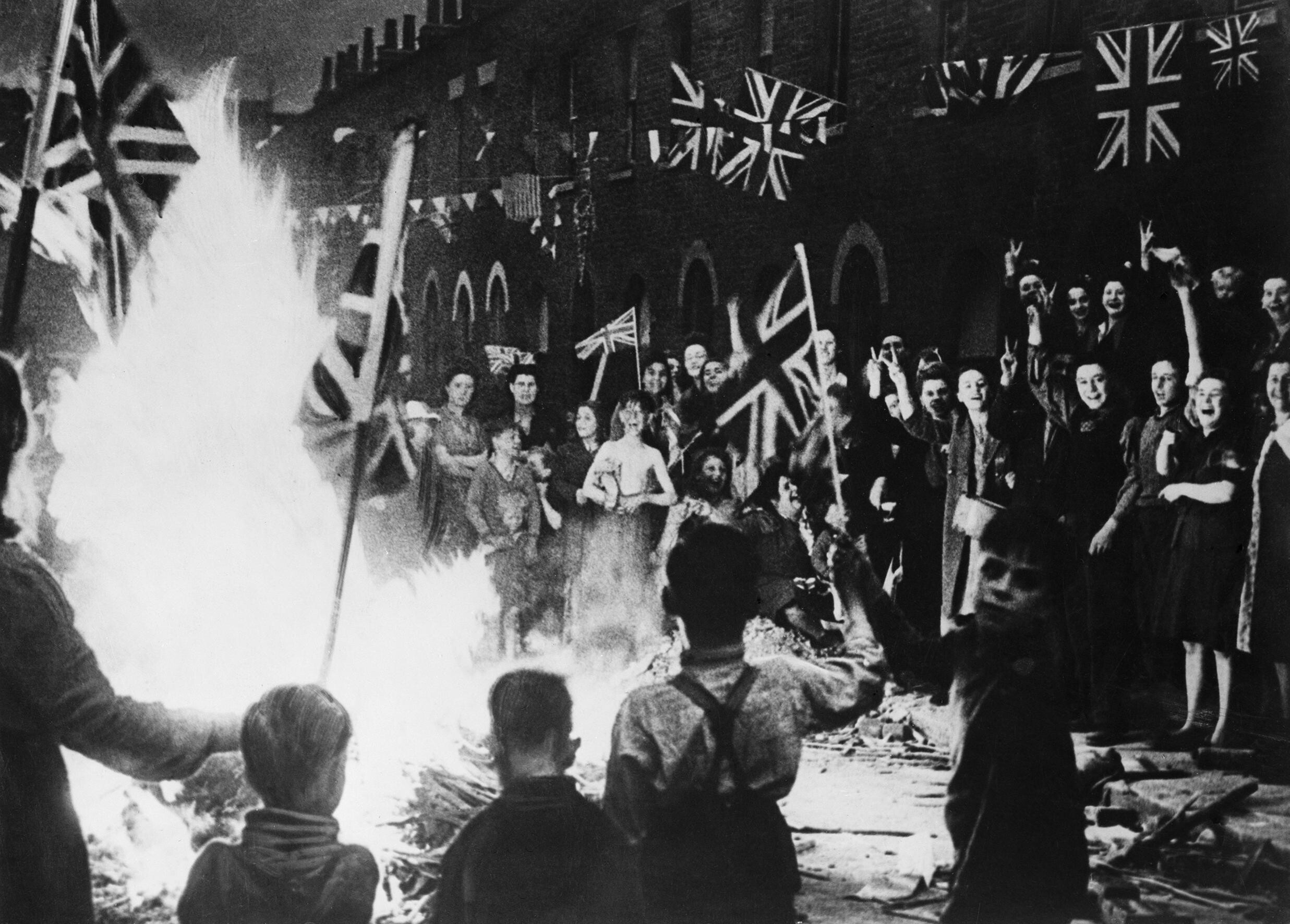
Londyńczycy świętowali kres wojny w Europie tak radośnie, że gdy zapadł zmrok na ulicach rozpalono ogniska, by bawić się dalej (noc z 8 na 9 maja 1945 roku)
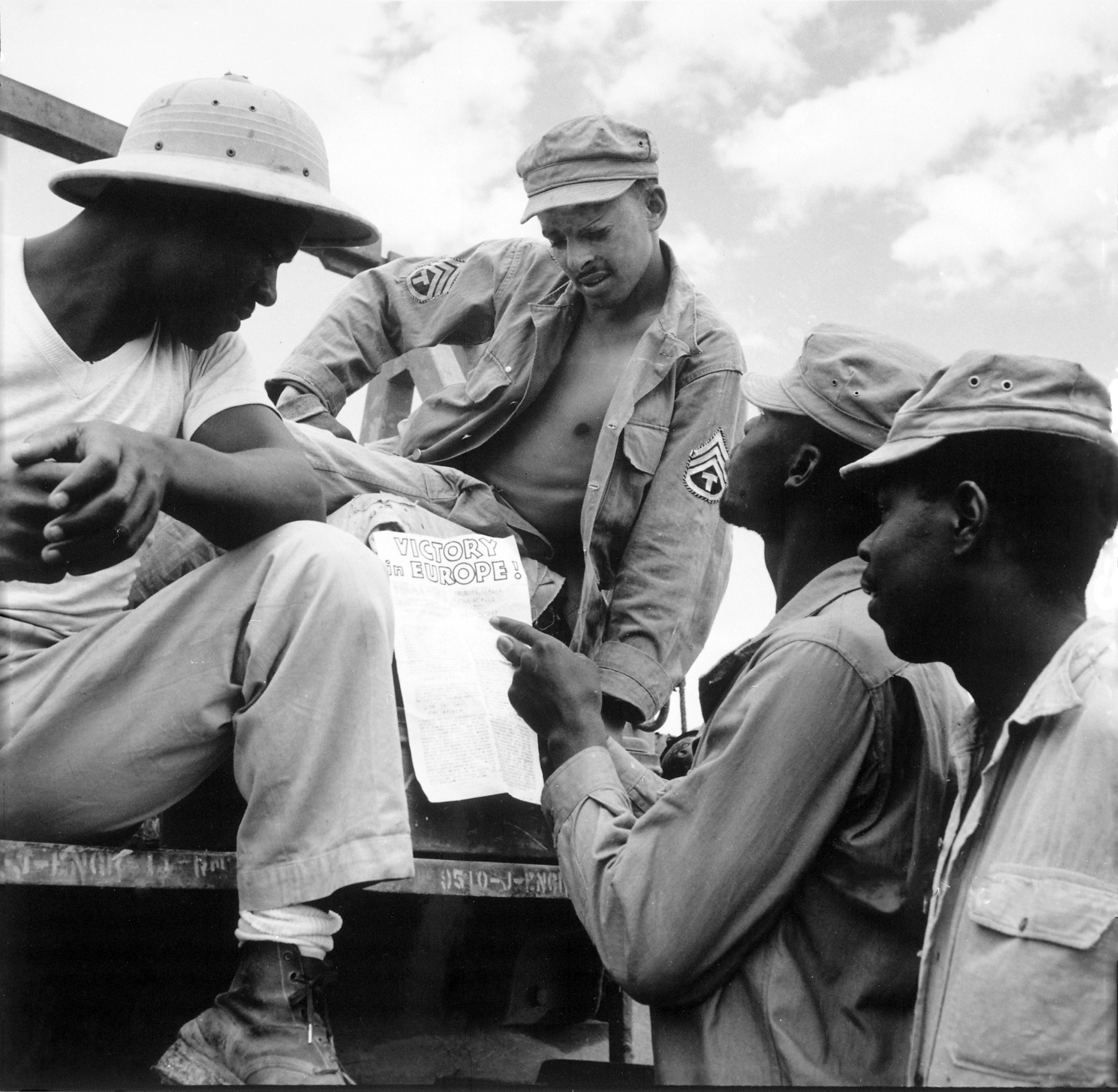
Żołnierze amerykańscy służący w Birmie odrywają się od zajęć by przeczytać informację o zakończeniu walk w Europie (9 maja 1945 roku)
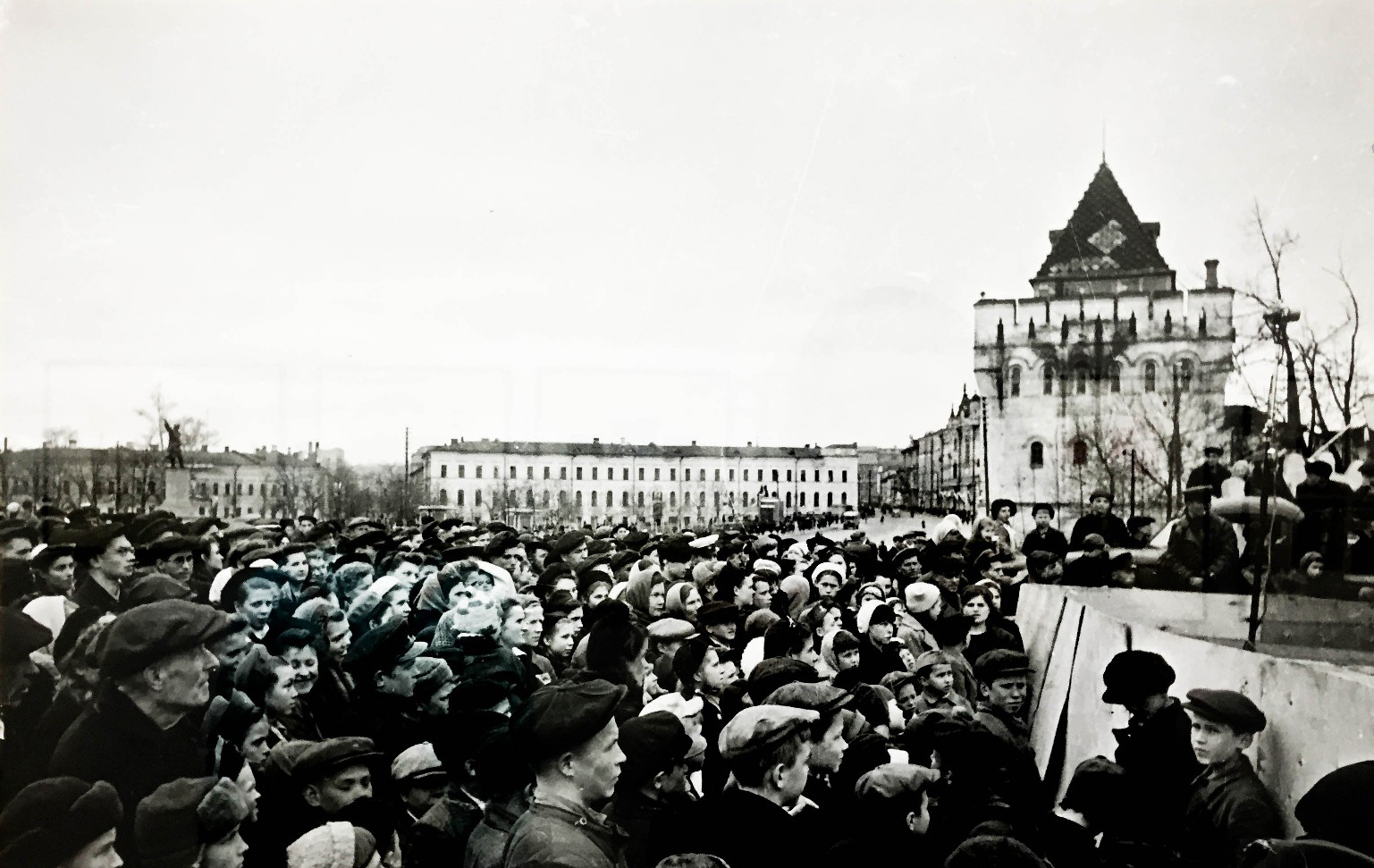
Mieszkańcy miasta Gorki w ZSRR dowiadują się o zakończeniu wojny w Europie (9 maja 1945 roku)
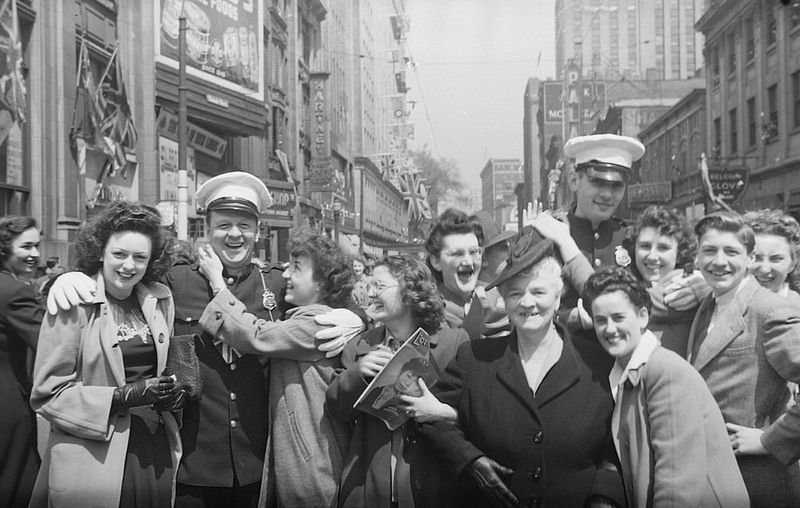
Mieszkańcy Montrealu świętują na ulicach kapitulację Niemiec (9 maja 1945 roku)
Czerwonoarmiści przejeżdżają triumfalnie przez zdobytą Pragę (9 maja 1945 roku)
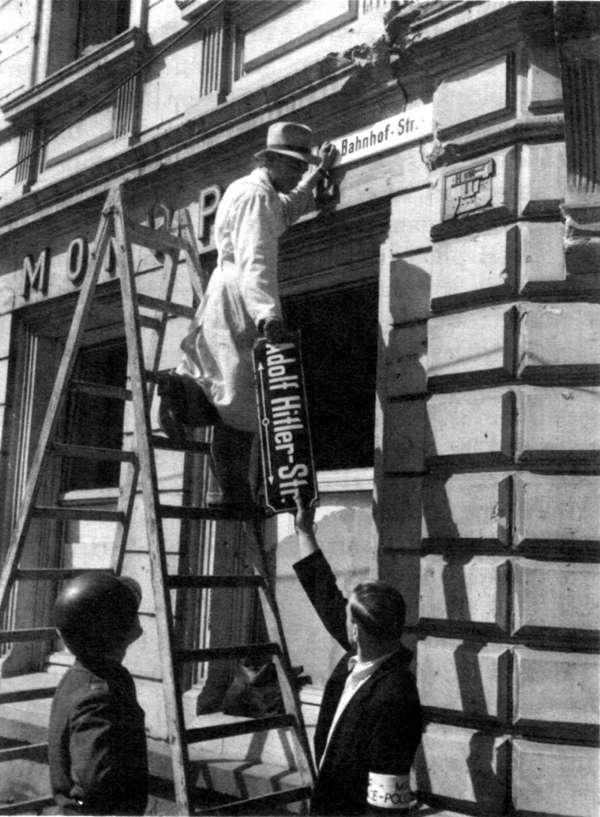
Denazyfikacja w Trewirze, mężczyzna zdejmuje tabliczkę z nazwą Adolf Hitler-Straße (ulica Adolfa Hitlera) i zakłada Bahnhofstraße (ulica Dworcowa) (12 maja 1945 roku)
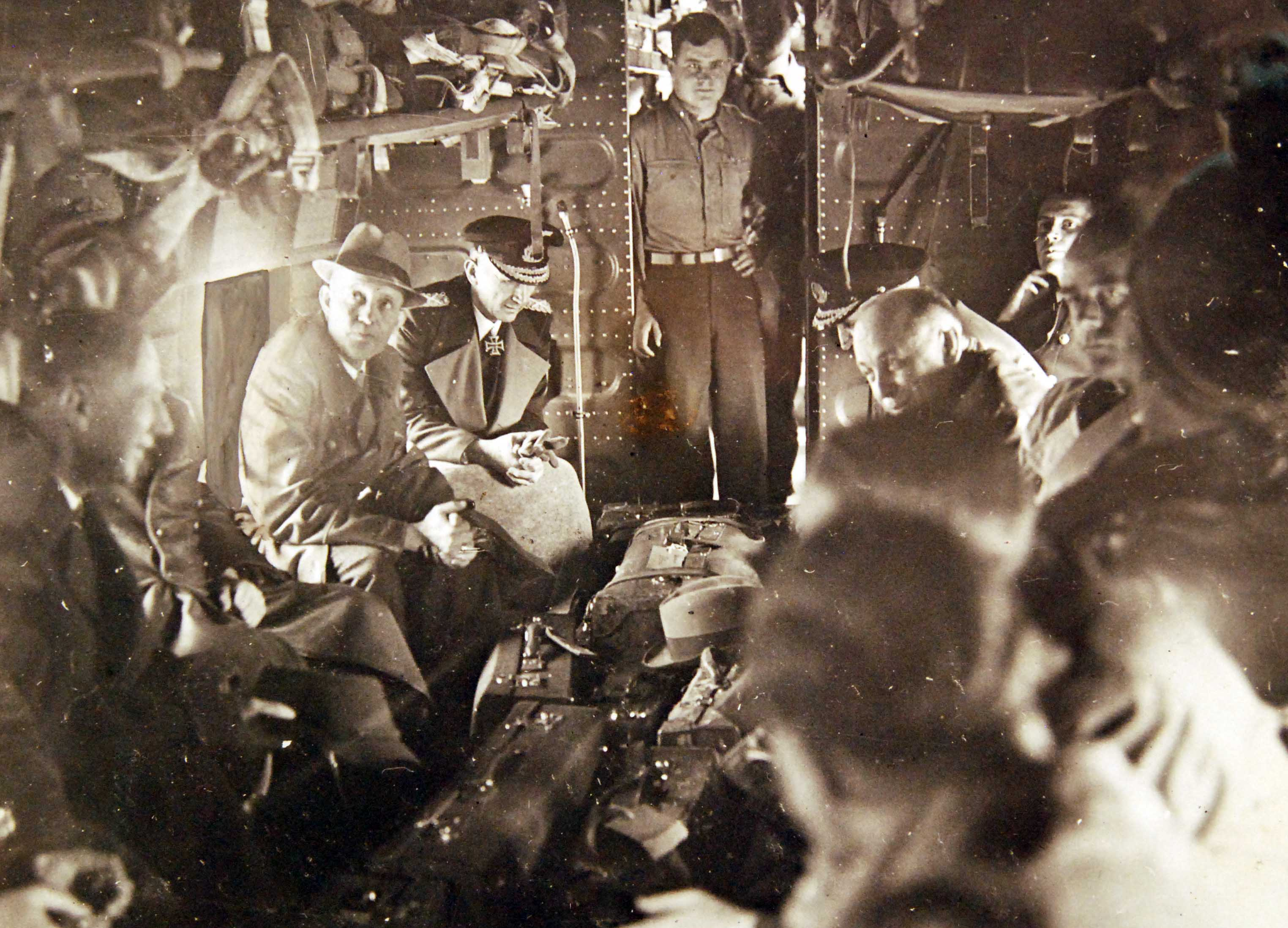
Alianci transportują samolotem do Wielkiej Brytanii wzięty do niewoli ostatni rząd III Rzeszy z jej nowym prezydentem, wielkim admirałem Karlem Dönitzem (w czarnym mundurze marynarskim), obok niego jeden z czołowych dygnitarzy Niemiec, Albert Speer (23 maja 1945 roku)
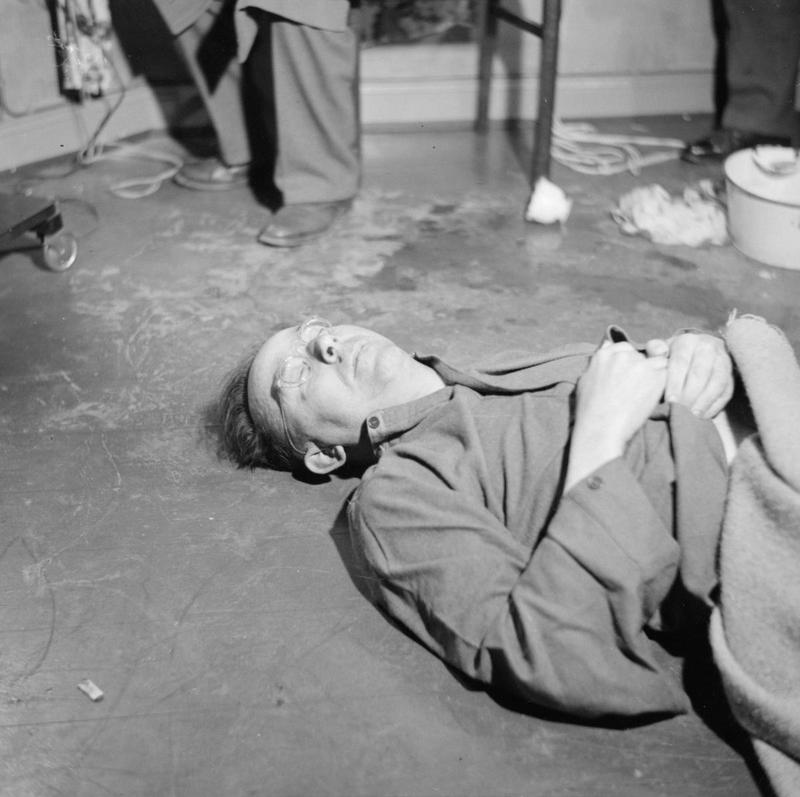
Heinrich Himmler, współtwórca i jeden z przywódców III Rzeszy, dowódca Schutzstaffel i policji oraz minister spraw wewnętrznych, jeden z współautorów Holocaustu po zażyciu trucizny podczas próby przesłuchania (24 maja 1945 roku)
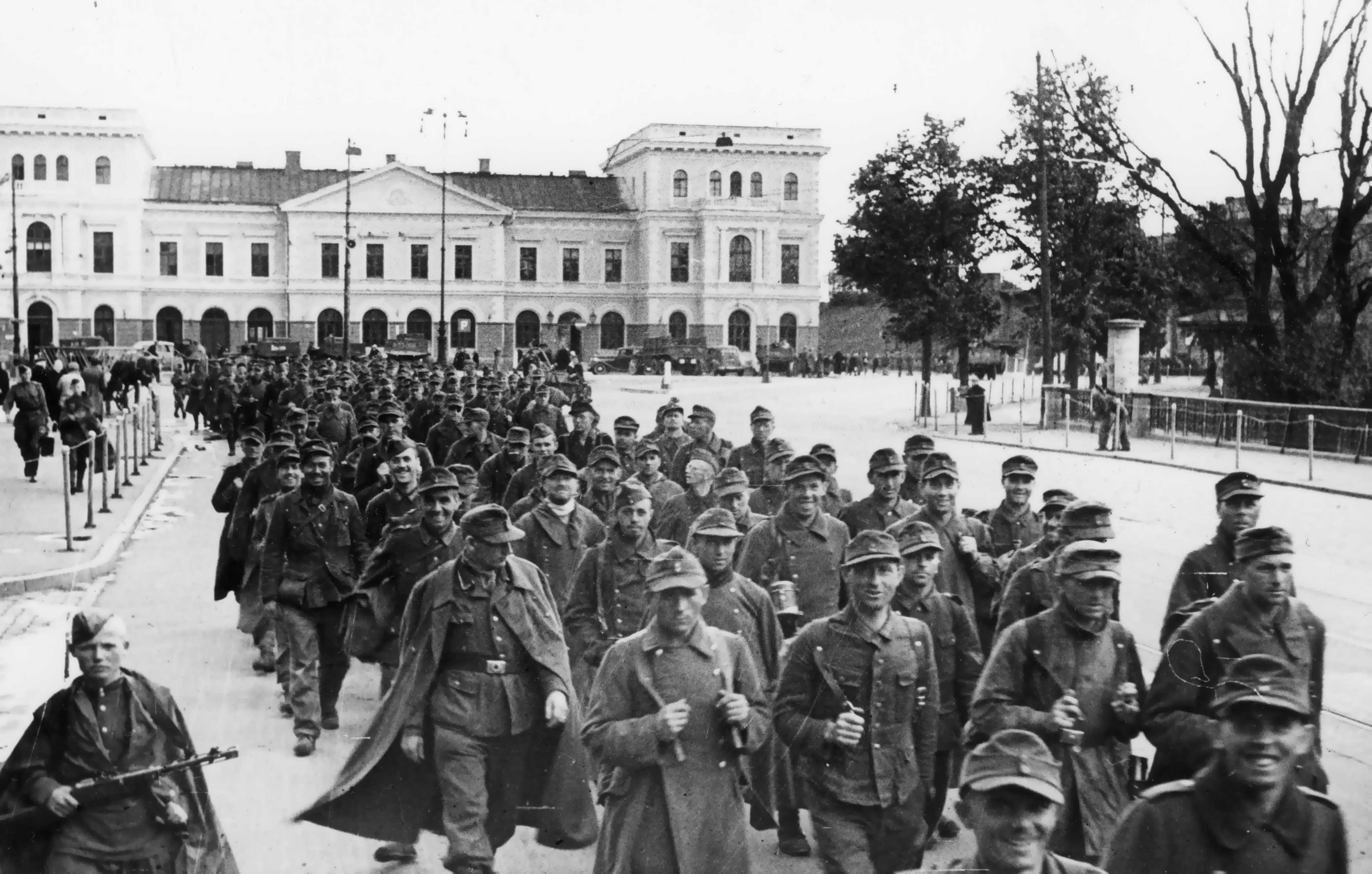
Pojmani niemieccy żołnierze, którzy do końca wojny bronili się odcięci w kotle kurlandzkim idą przez Rygę (maj 1945 roku)
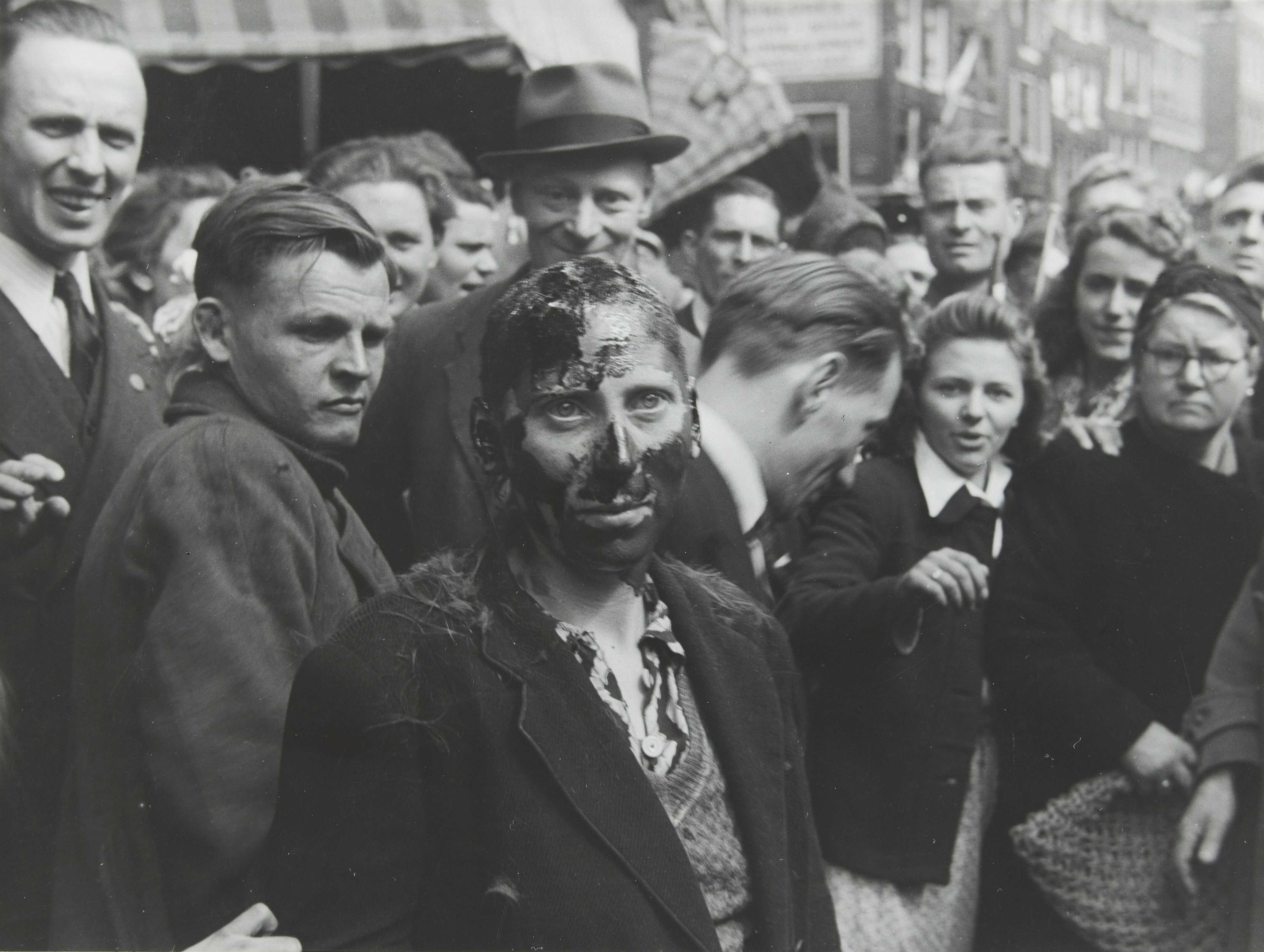
Golenie i oblewanie smołą amsterdamskich kobiet, które rzekomo sypiały z okupantami (maj 1945 roku)
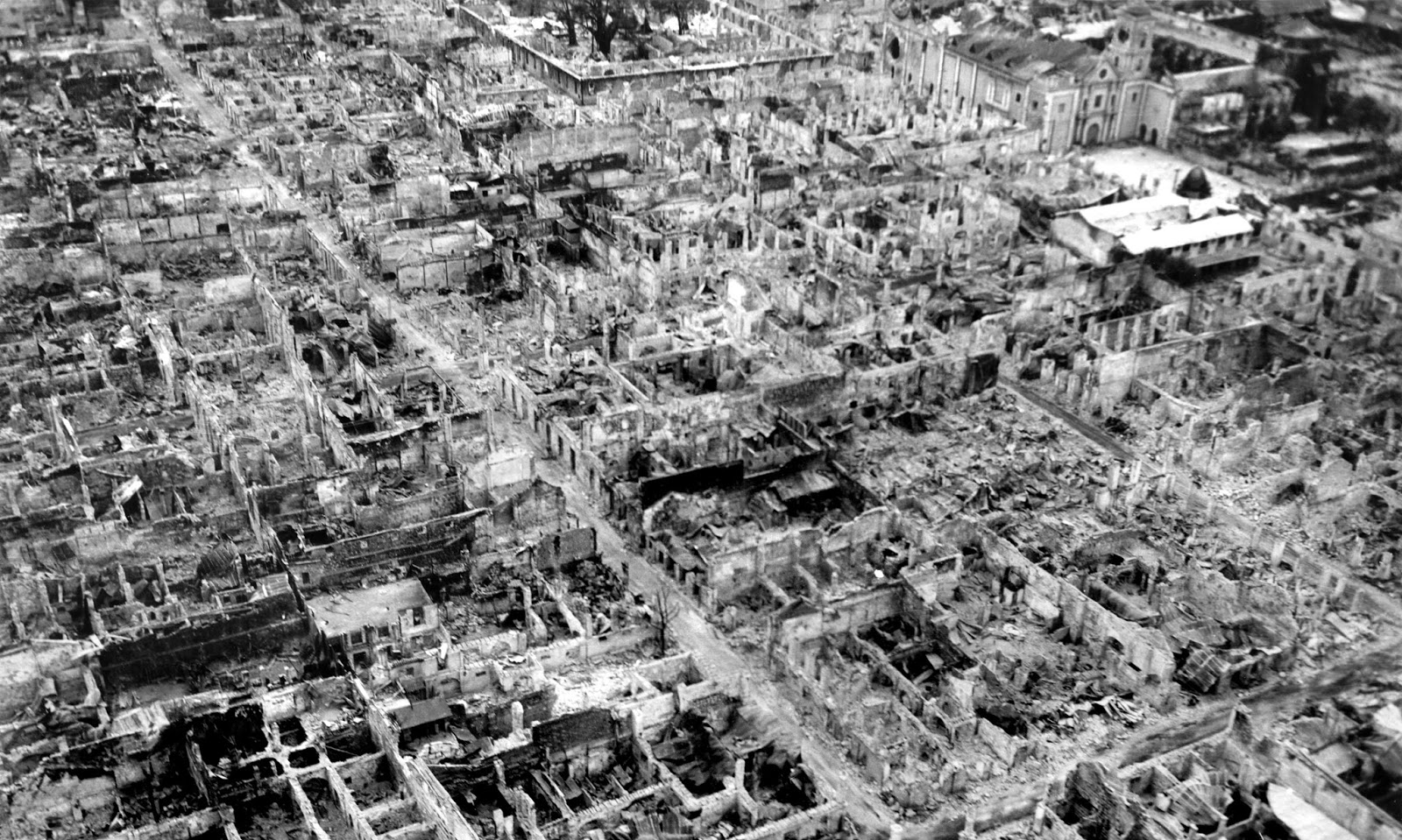
Ruiny Manili, stolicy Filipin, po jej wyzwoleniu (maj 1945 roku)
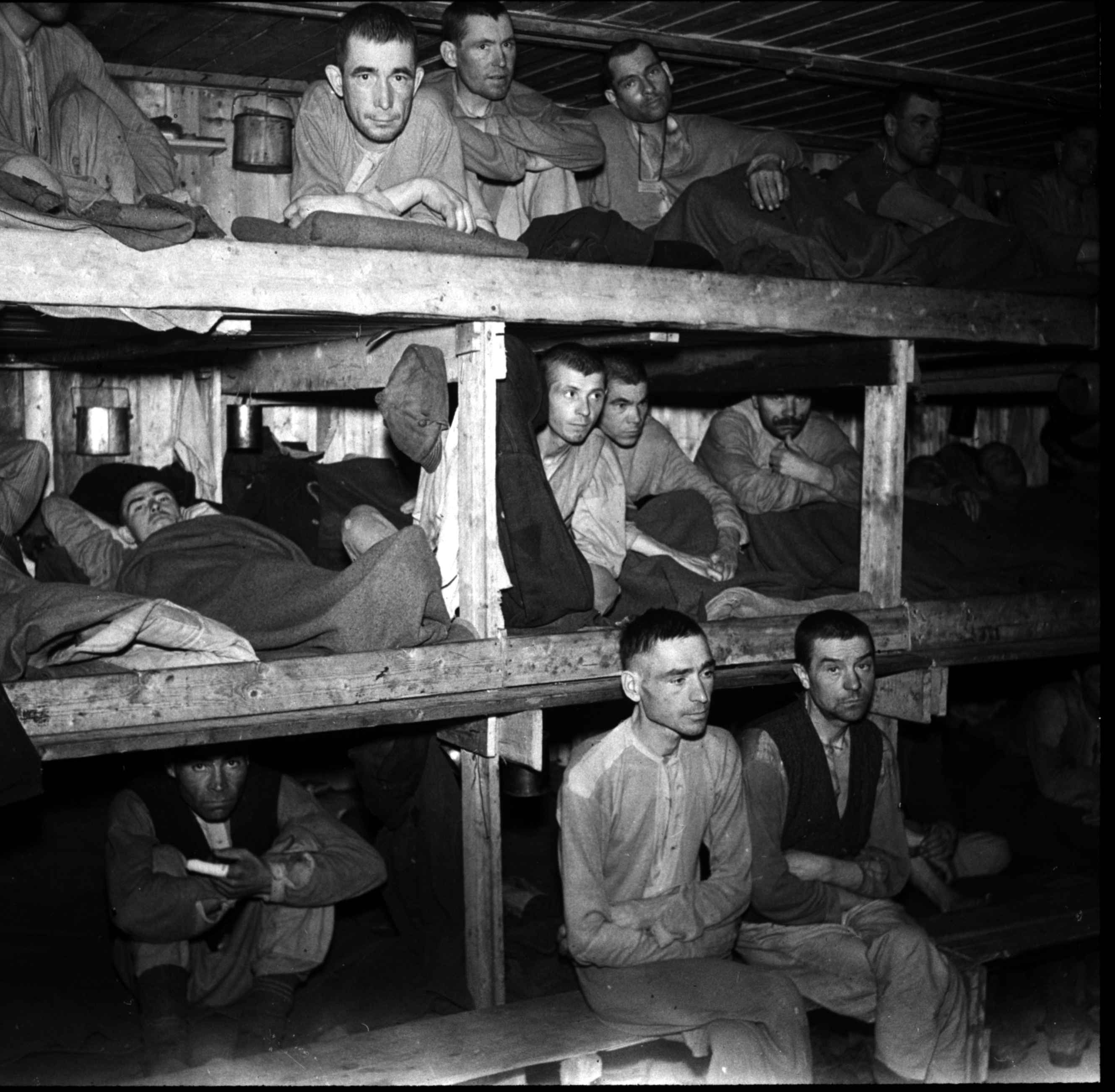
Przetrzymywani w okupowanej Norwegii brudni, schorowani i stłoczeni jeńcy radzieccy po ich uwolnieniu (ok. maja 1945 rok)
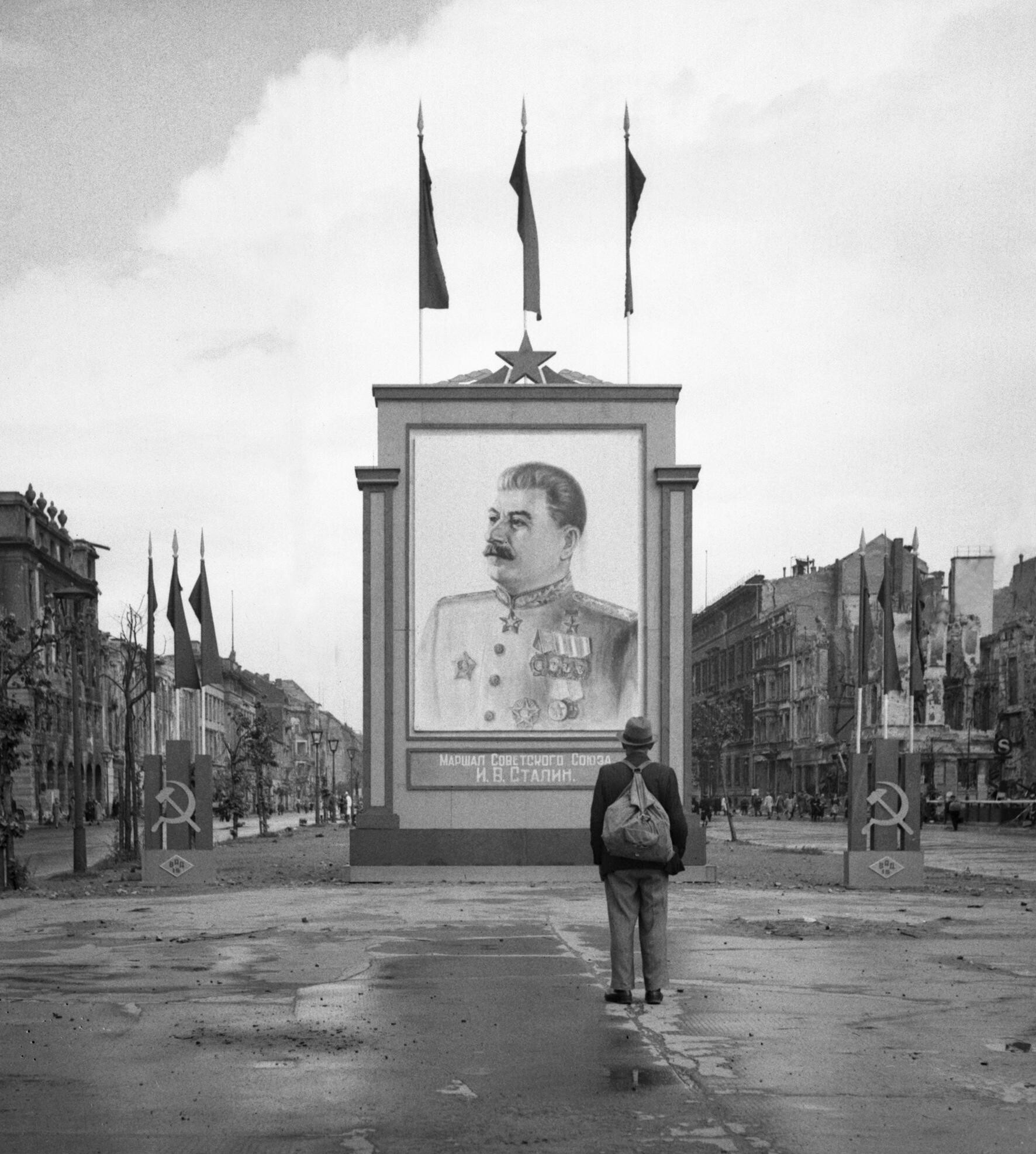
Niemiecki cywil spogląda na „ołtarz” Stalina w zdobytym Berlinie (3 czerwca 1945 roku)
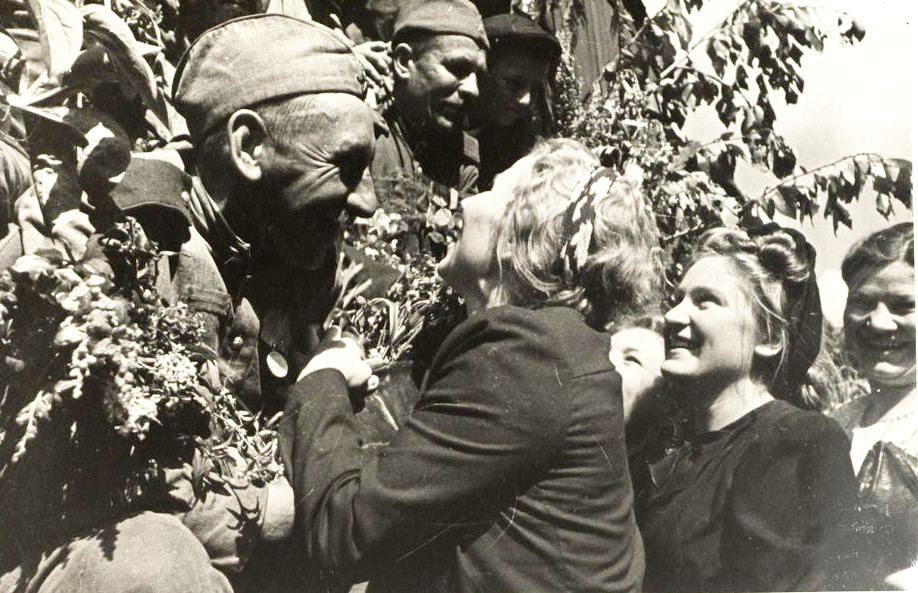
Spotkanie powracających do Moskwy zdemobilizowanych czerwonoarmistów z bliskimi (17 czerwca 1945 roku)
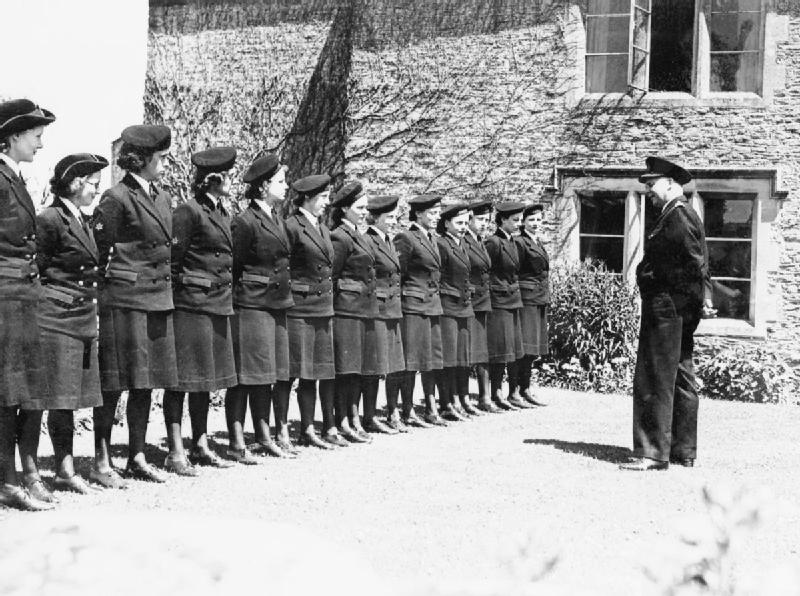
Brytyjski oficer wygłaszający mowę pożegnalną do wrenek przed ich demobilizacją (18 czerwca 1945 roku)
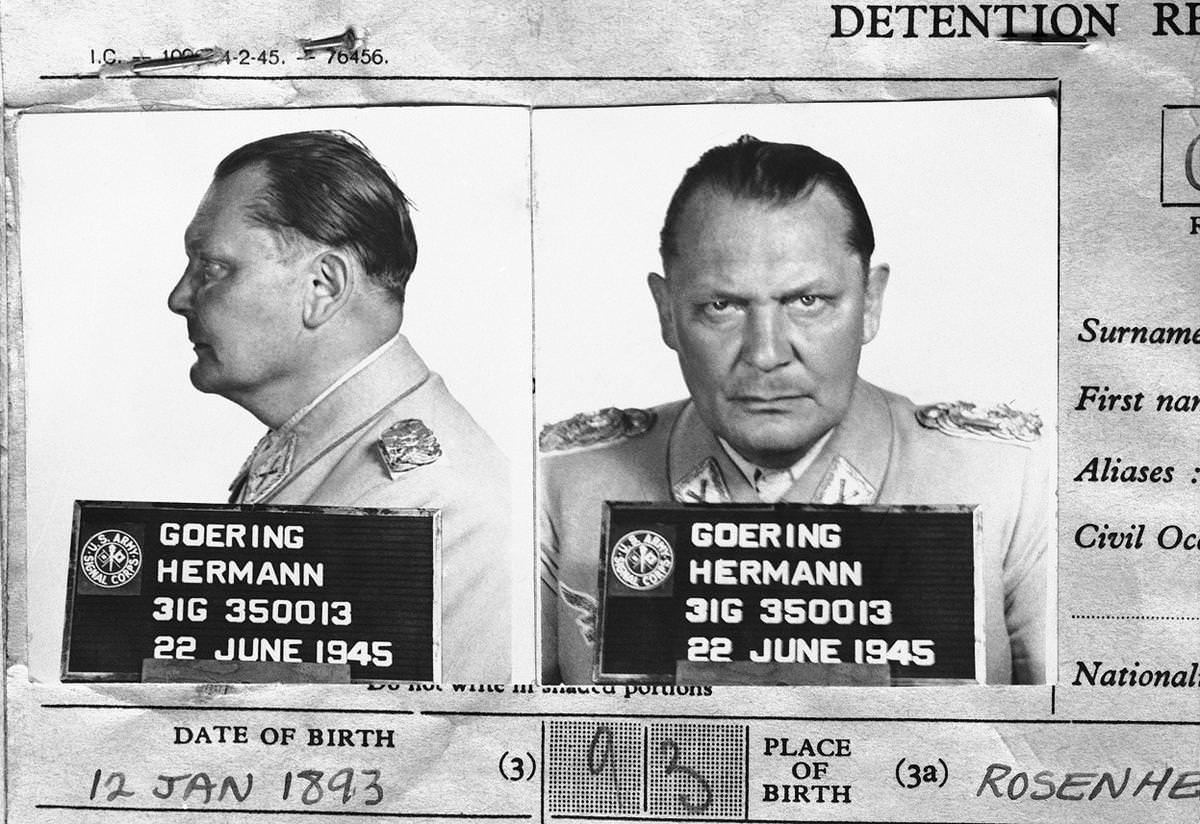
Raport z zatrzymania Hermanna Göringa, jednego z czołowych dygnitarzy hitlerowskich Niemiec i wieloletniego dowódcy Luftwaffe (22 czerwca 1945 roku)
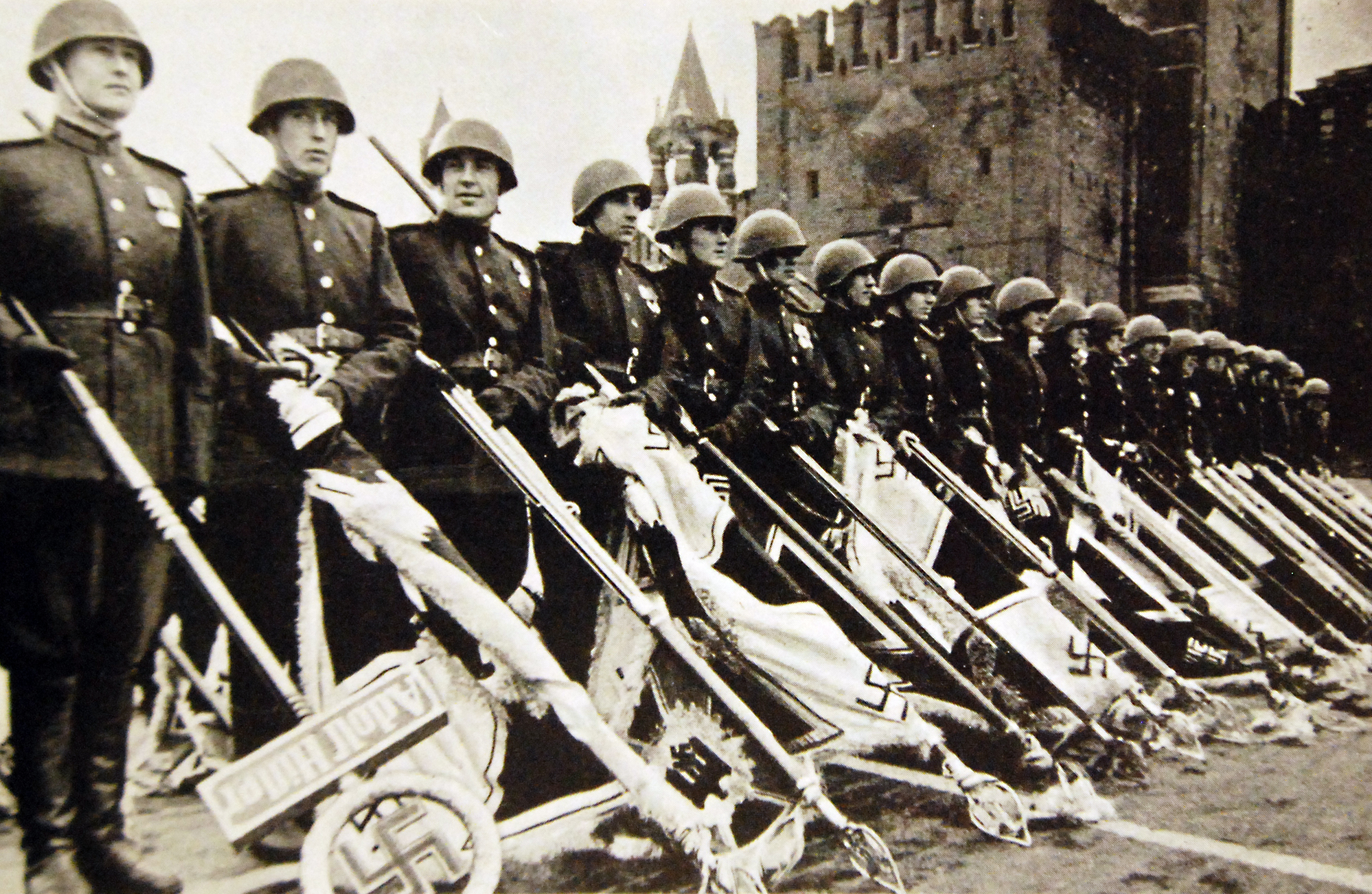
Parada Zwycięstwa w Moskwie – żołnierze radzieccy ciągną po ziemi zdobyte sztandary Wehrmachtu (24 czerwca 1945 roku)
Delegacja holenderska na obradach konferencji w San Francisco, podczas której powstała Organizacja Narodów Zjednoczonych (26 czerwca 1945 roku)
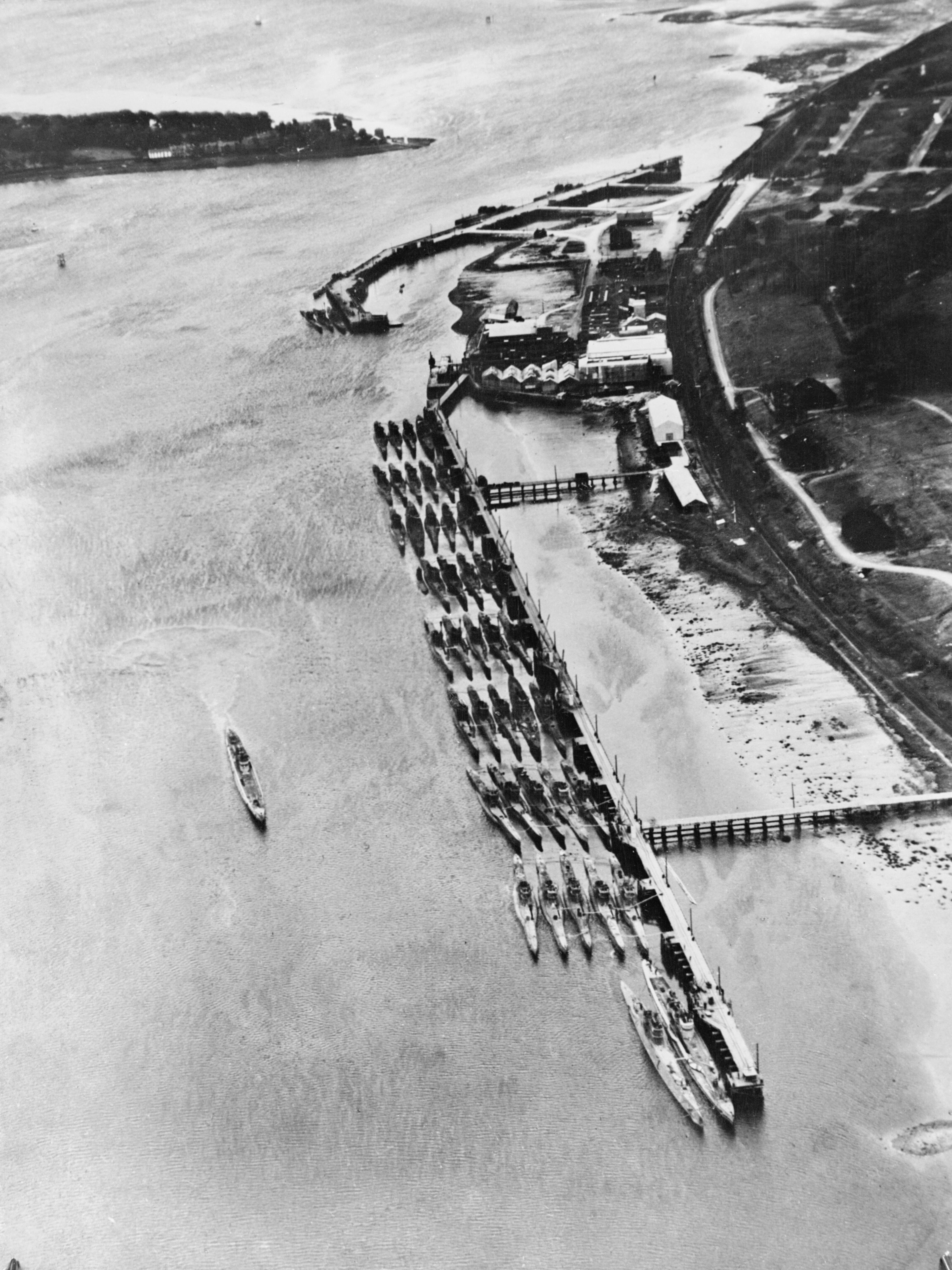
Czterdzieści dwa niemieckie okręty podwodne przejęte przez Brytyjczyków i składowane w Derry (czerwiec 1945 roku)
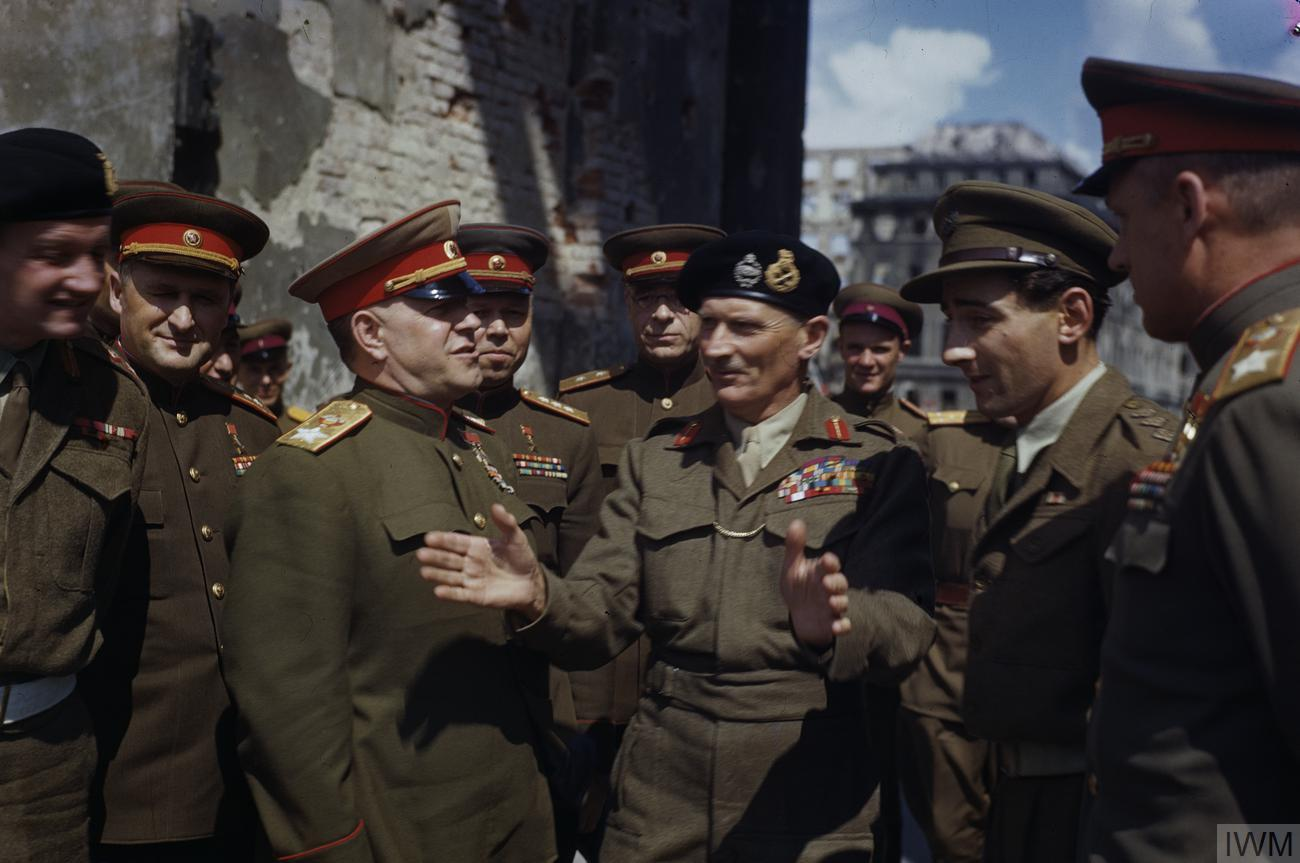
Spotkanie dowódców brytyjskich i radzieckich pod Bramą Brandenburską; pierwszy od prawej marszałek Rokossowski, czwarty marszałek polny Montgomery, szósty generał Malinin, siódmy marszałek Żukow, ósmy przyszły marszałek Sokołowski (12 lipca 1945 roku, koloryzowane)
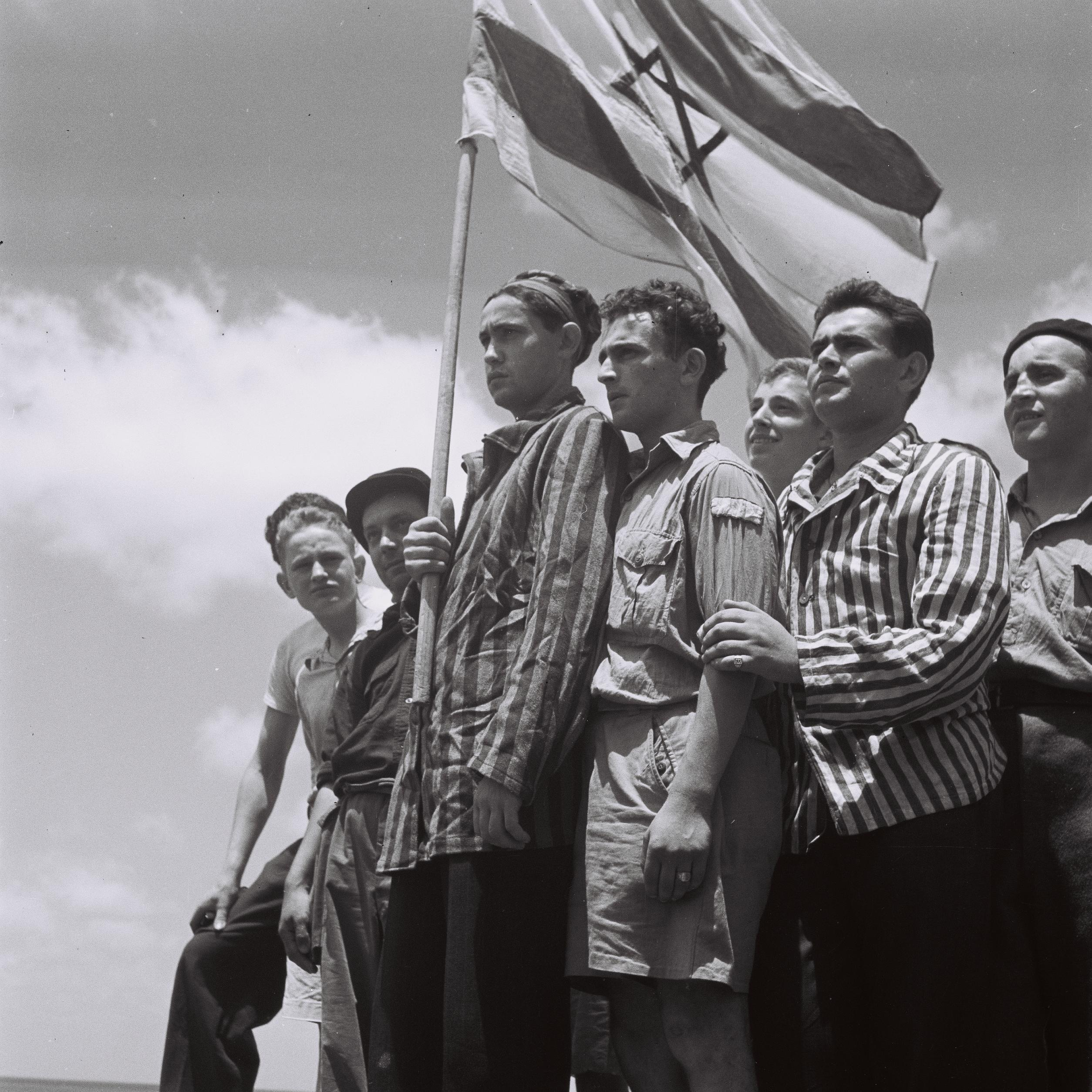
Ocalali z Buchenwaldu Żydzi dopływają statkiem do portu w Hajfie (15 lipca 1945 roku)
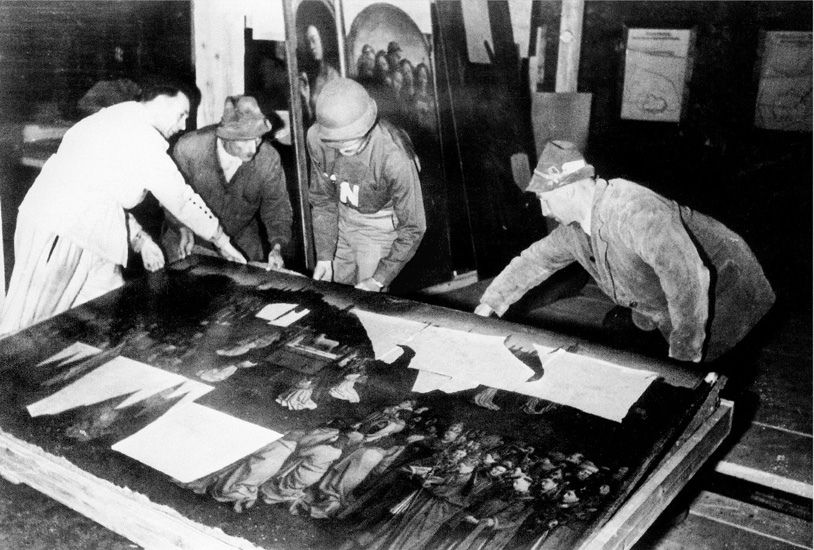
Alianccy rzeczoznawcy odnajdują ukryty przez hitlerowców w kopalni soli w Altaussee Ołtarz Gandawski van Eycka zrabowany z Katedry Świętego Bawona (lipiec 1945 roku)
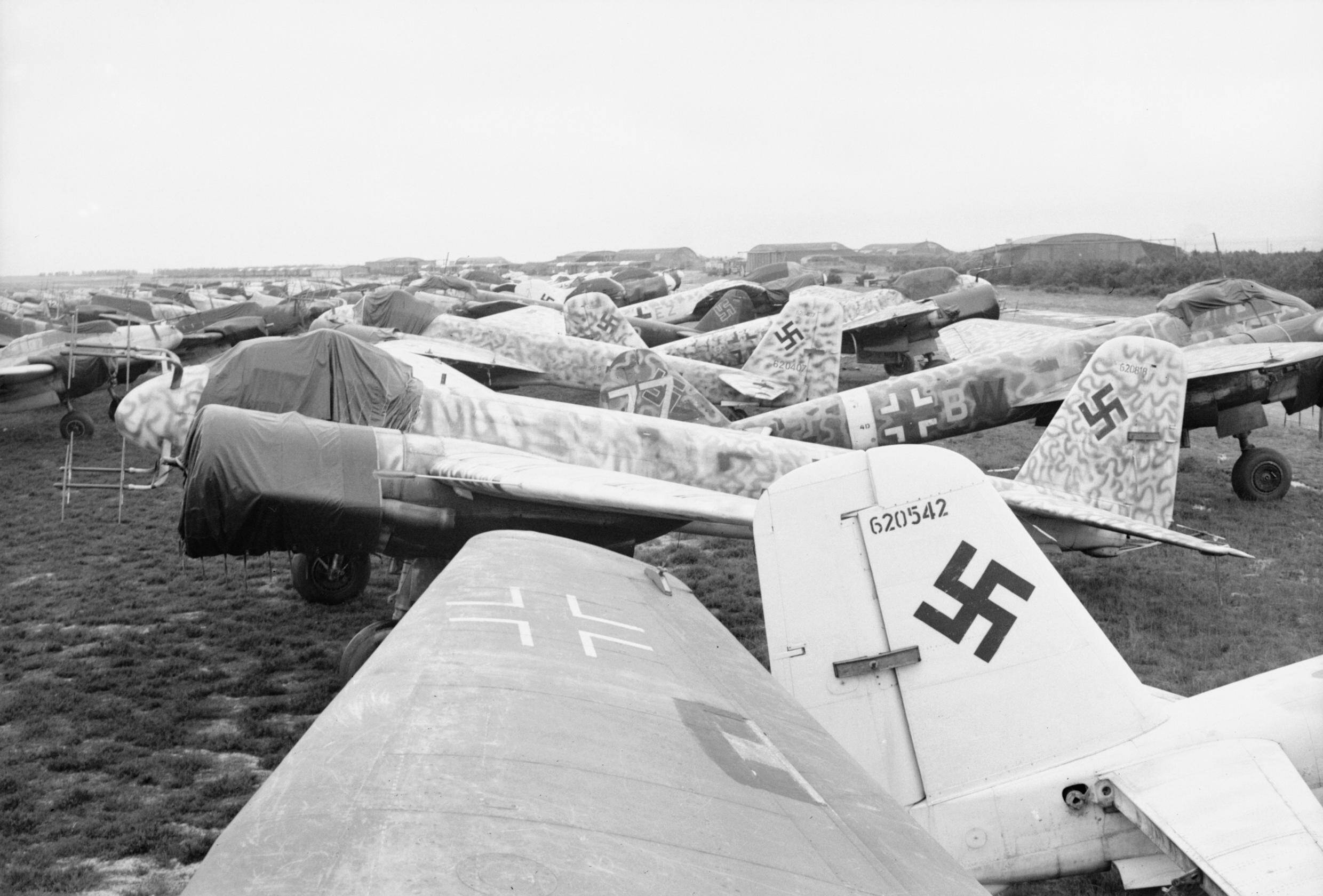
Przejęte przez aliantów niemieckie samoloty wielozadaniowe Ju 88 na lotnisku Grove w Danii oczekują zniszczenia (2 sierpnia 1945 roku)
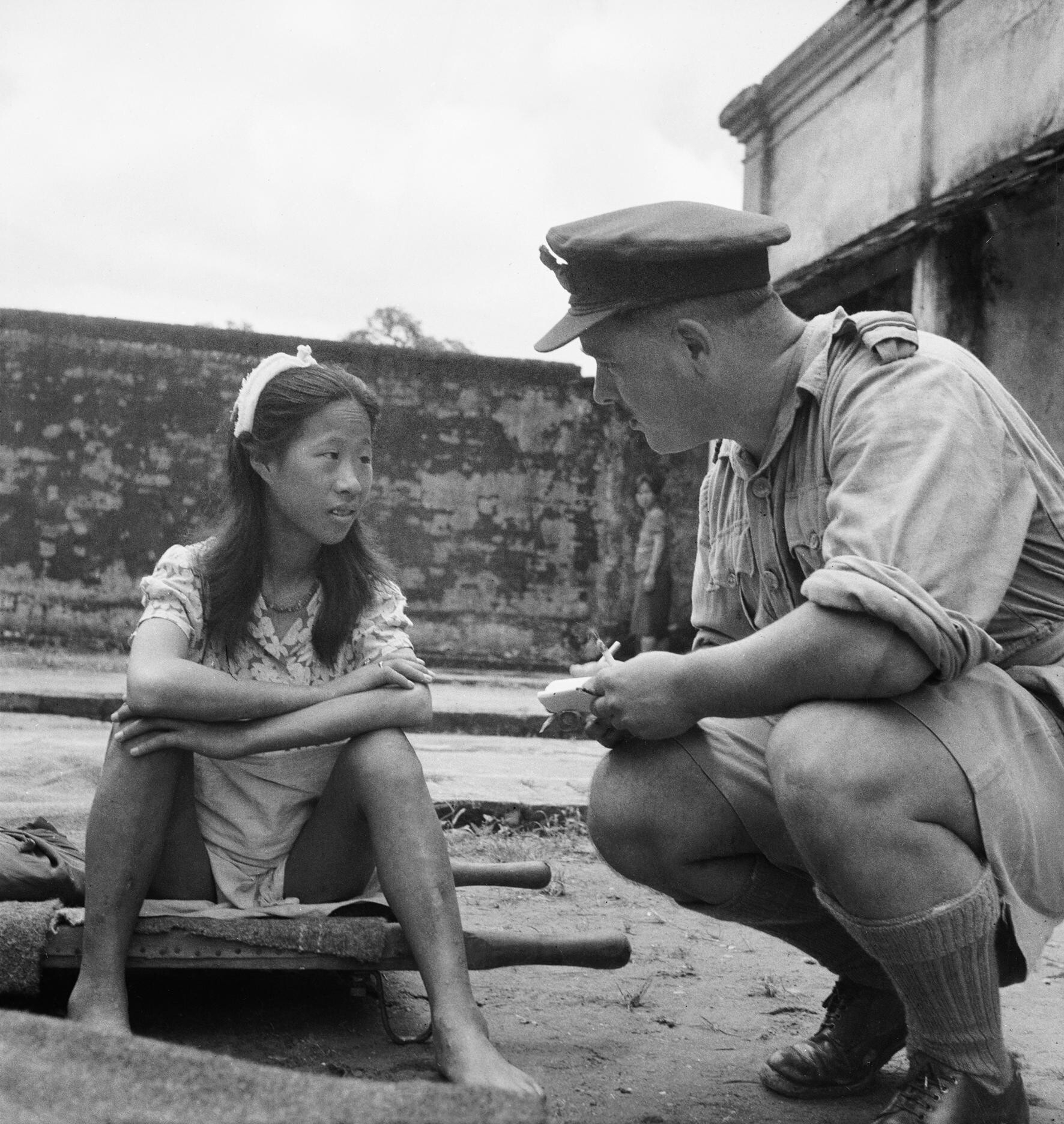
Brytyjski żołnierz rozmawia z chińską dziewczynką zmuszoną do świadczenia usług seksualnych japońskim żołnierzom (8 sierpnia 1945 roku)
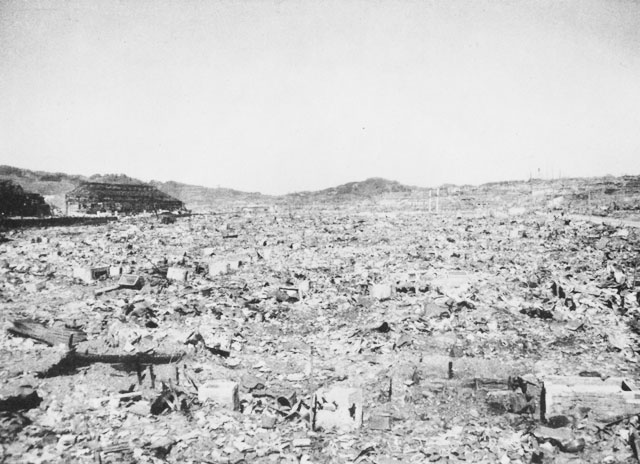
Zrównane z ziemią w wyniku wybuchu jądrowego Nagasaki (9 sierpnia 1945 roku)
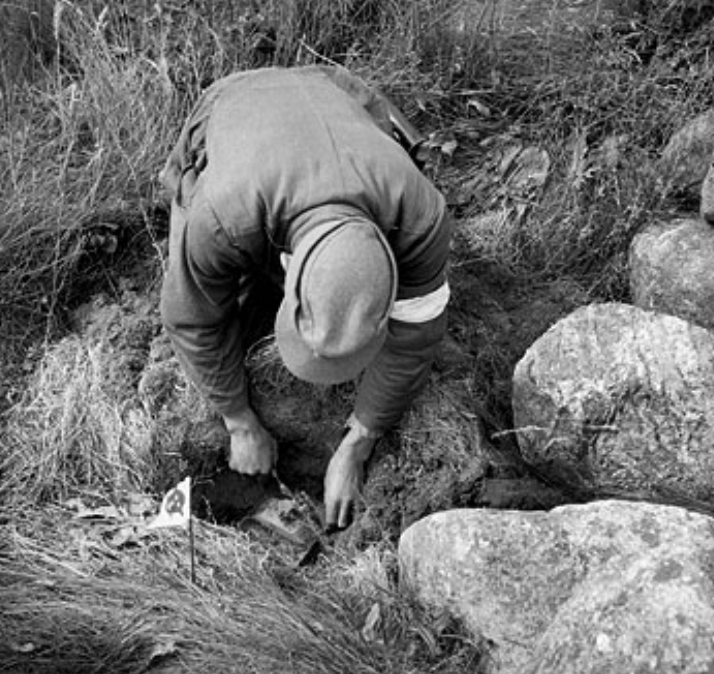
Niemiecki jeniec zmuszony do własnoręcznego usuwania min przeciwpiechotnych w norweskim mieście Stavanger (11 sierpnia 1945 roku)
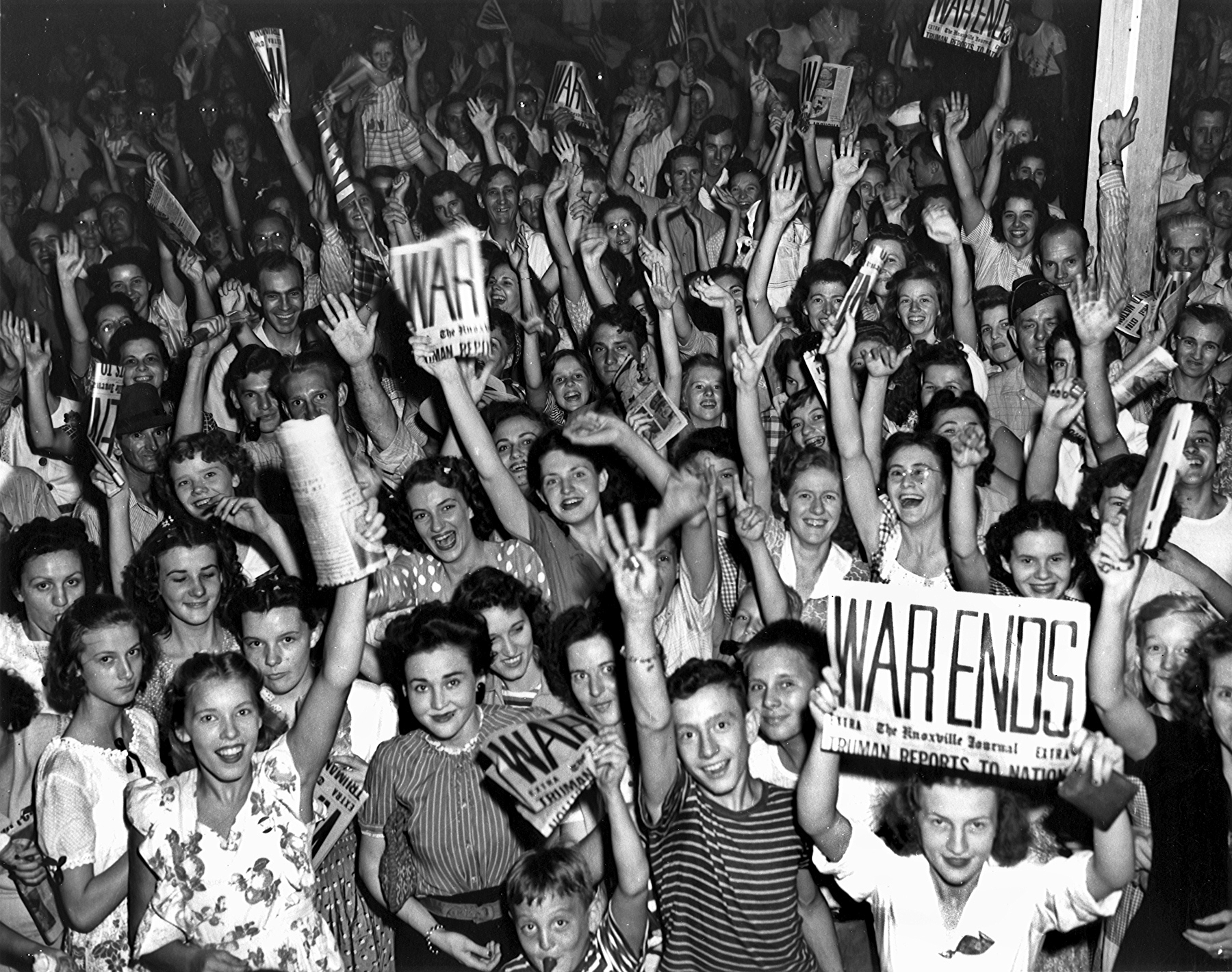
Amerykanie radują się na wieść, że kończy się II wojna światowa (14 sierpnia 1945 roku)
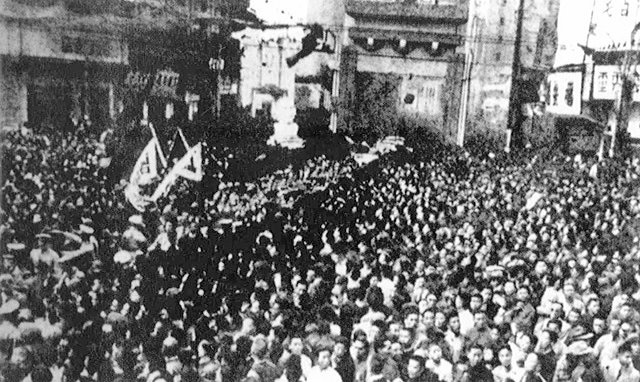
Mieszkańcy Szanghaju świętują kres trwającej od 1937 roku agresji japońskiej, jakim było dla nich ogłoszenie przez cesarza Hirohito woli kapitulacji jeszcze przed jej sformalizowaniem (15 sierpnia 1945 roku)
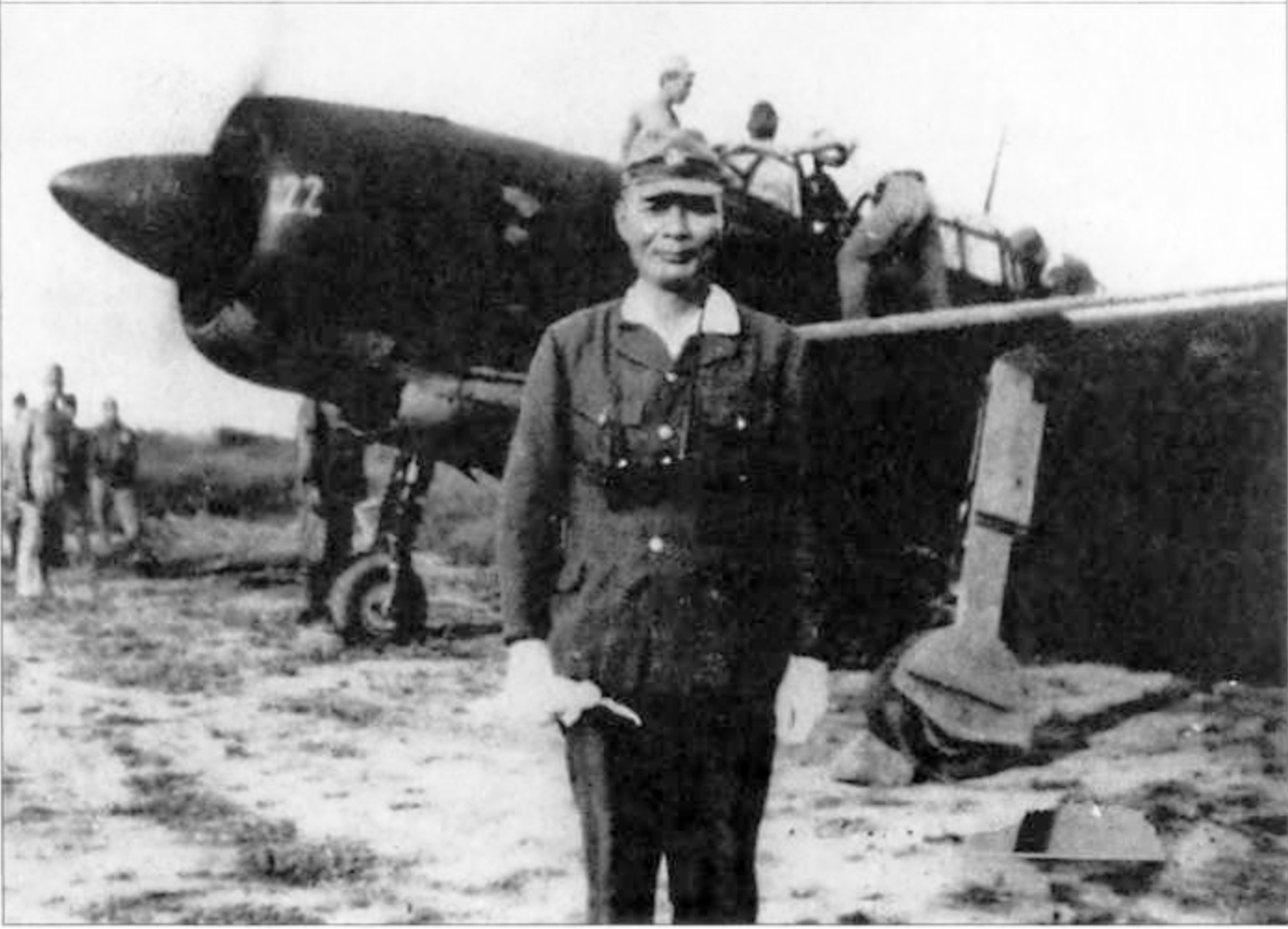
Ostatnie zdjęcie japońskiego wiceadmirała Matome Ugakiego – nie godząc się na klęskę ojczyny odpiął insygnia z munduru, wziął swój miecz i chociaż sam nie był pilotem poleciał samolotem wykonać ostatni w dziejach atak kamikaze, który zakończył się dla niego śmiercią (15 sierpnia 1945 roku)
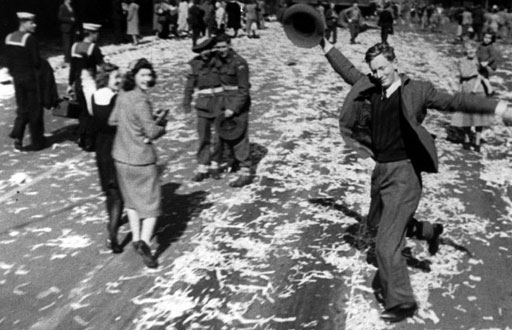
Mieszkaniec Sydney tańczy na ulicy na wieść o jeszcze niesformalizowanej kapitulacji Japonii i zakończeniu II wojny światowej (15 sierpnia 1945 roku)
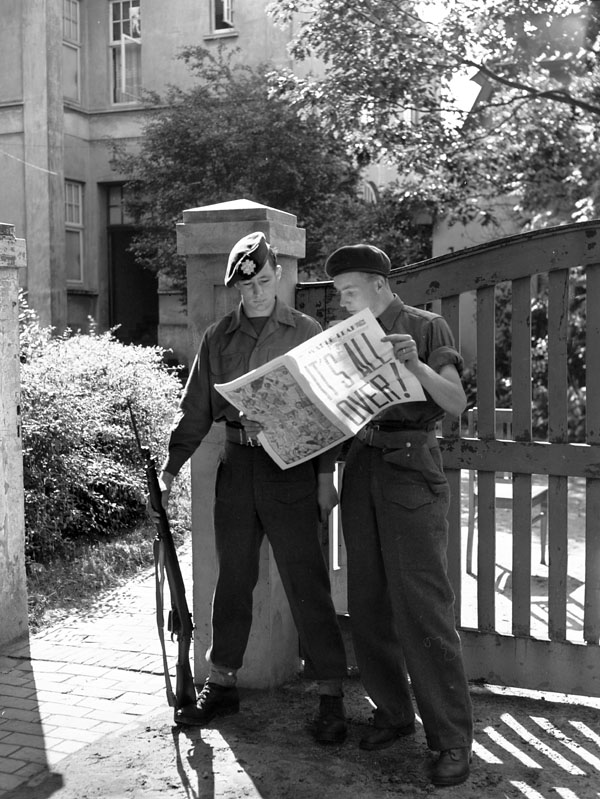
Żołnierze kanadyjscy stacjonujący w okupowanych Niemczech dowiadują się o kresie II wojny światowej z gazety (16 sierpnia 1945)
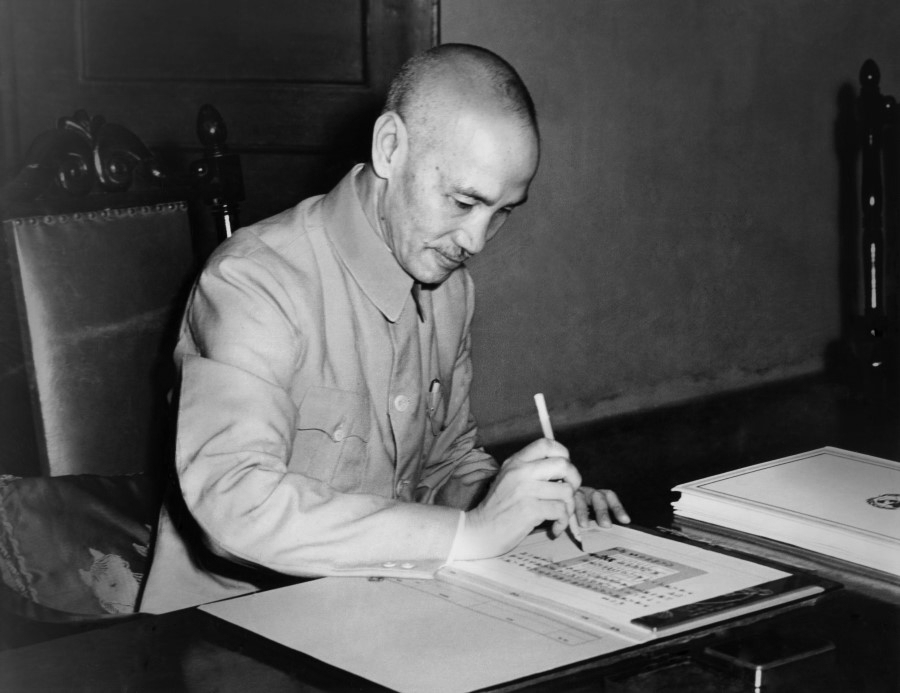
Chiński przywódca, generalissimus Czang Kaj-szek ratyfikuje w imieniu swojego państwa Kartę Narodów Zjednoczonych (24 sierpnia 1945 roku)
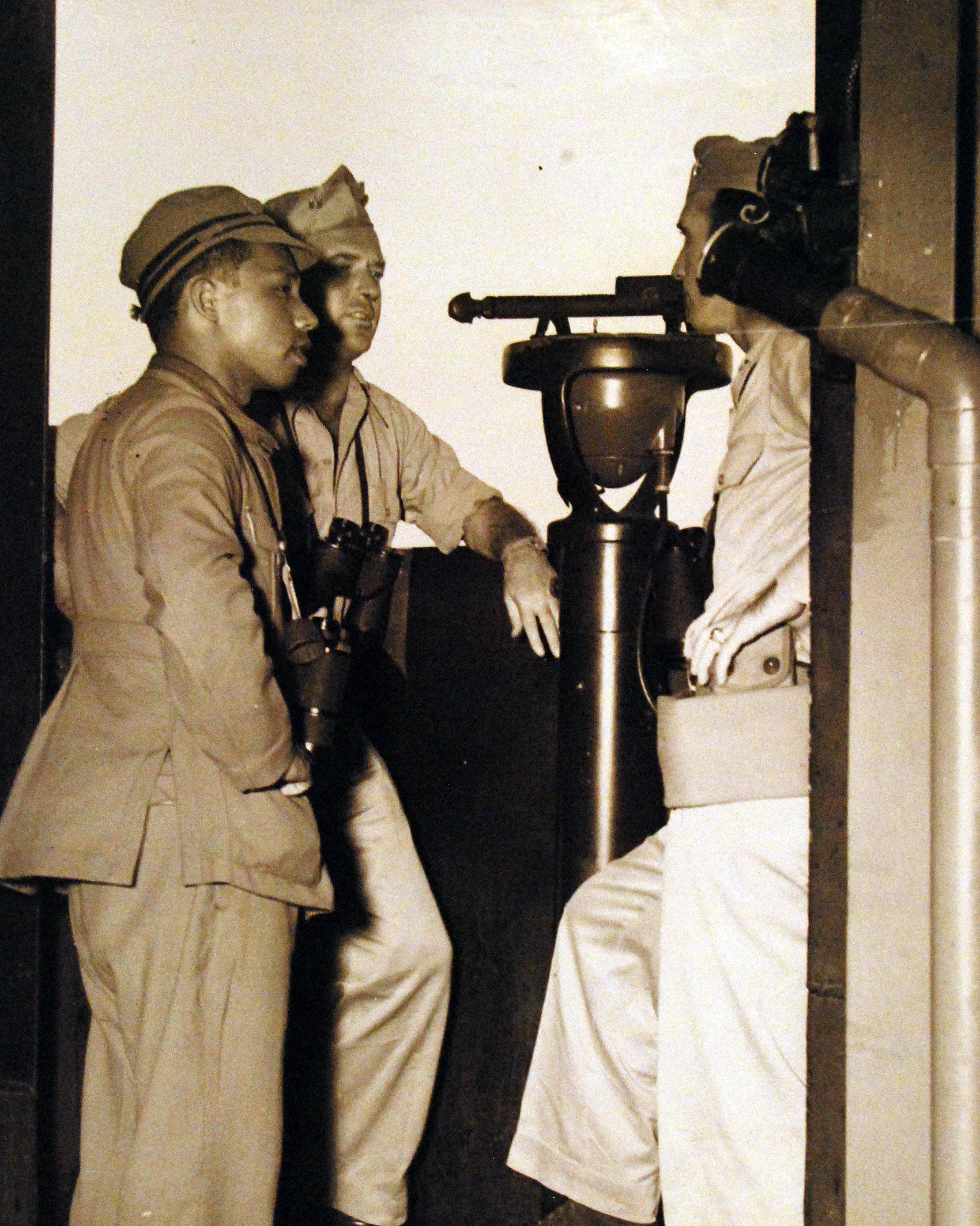
Japoński pilot nawiguje amerykańskim okrętem-bazą wodnosamolotów USS „Cumberland Sound” by uniknąć wejścia na minę podczas wpływania do Zatoki Tokijskiej (28 sierpnia 1945 roku)
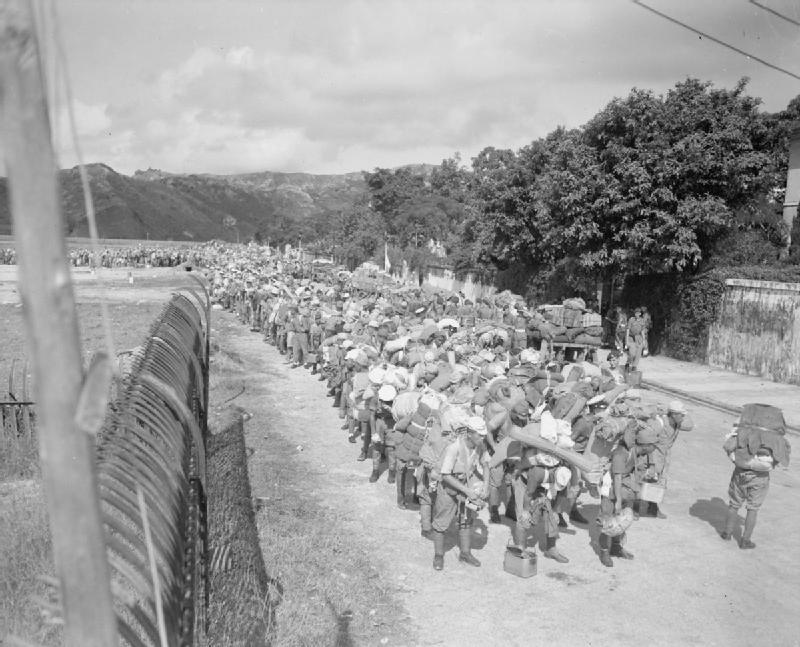
Japońscy wojskowi idą do obozu jenieckiego po odzyskaniu przez Brytyjczyków kontroli nad Hongkongiem (ok. 30 sierpnia 1945 roku)
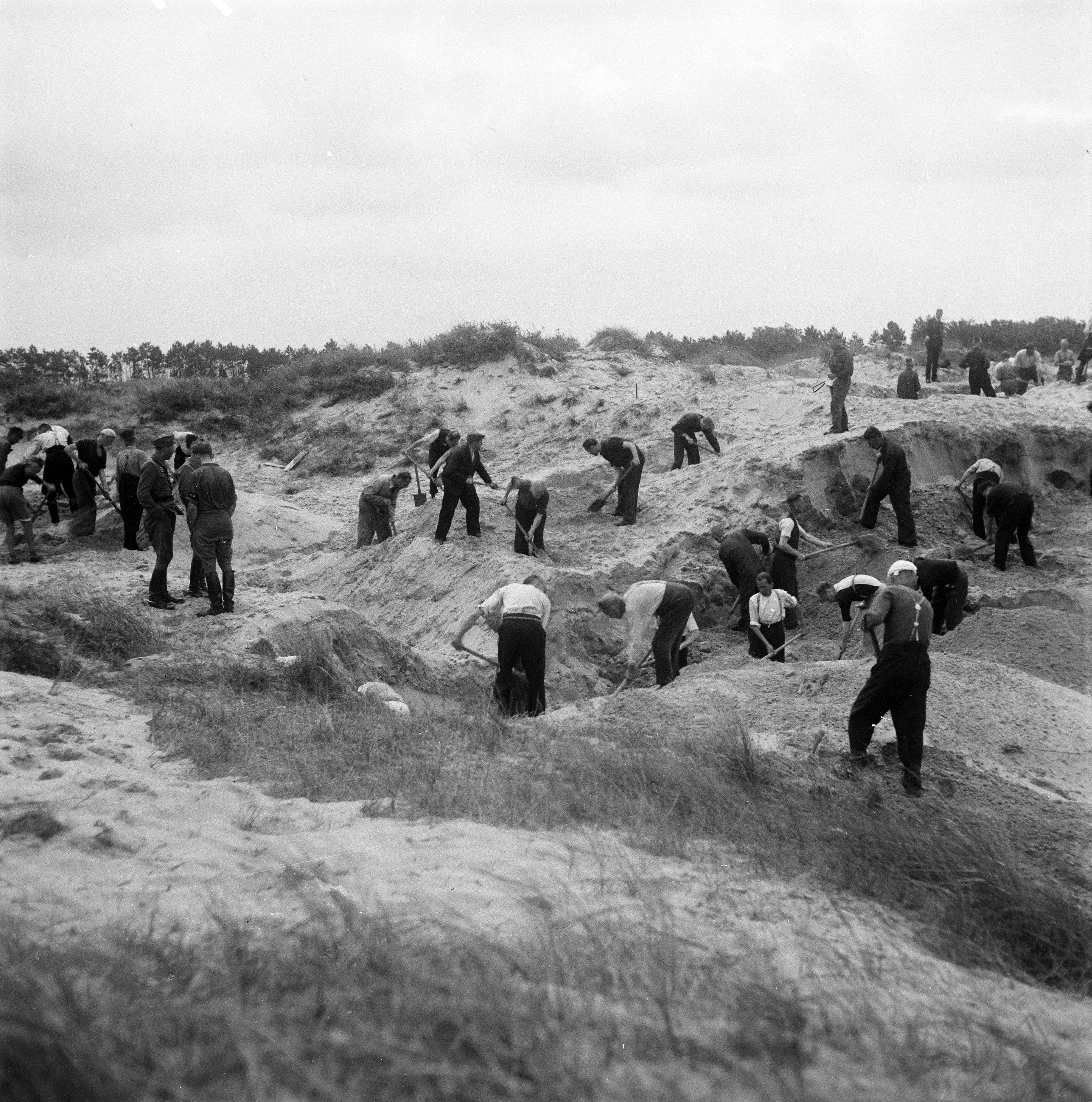
Kolaboranci i pojmani niemieccy oficerowie przydzieleni do prac nad ekshumacjami masowych grobów (sierpień 1945 roku)
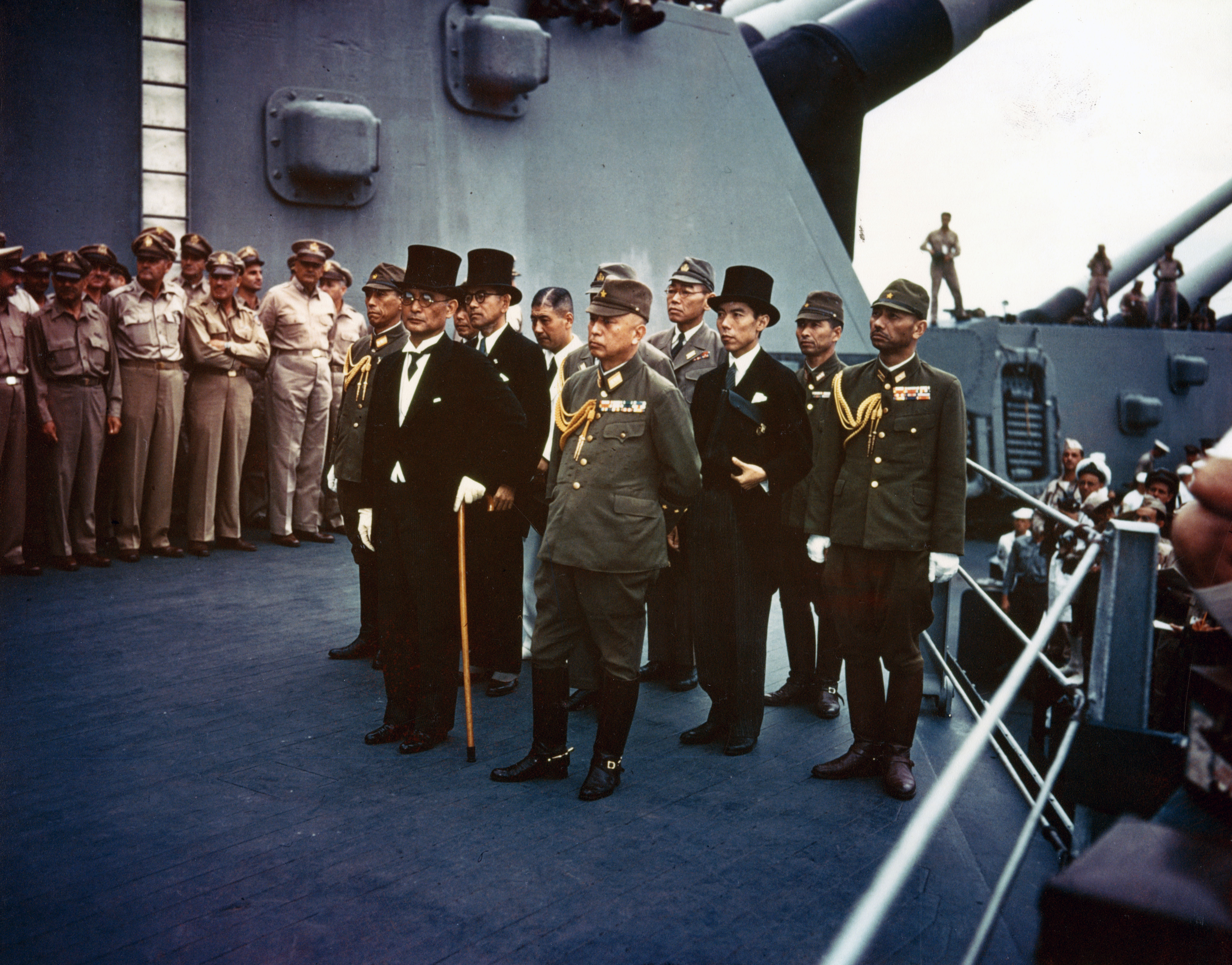
Delegacja japońska przybywa podpisać kapitulację państwa (2 września 1945 roku, koloryzowane)
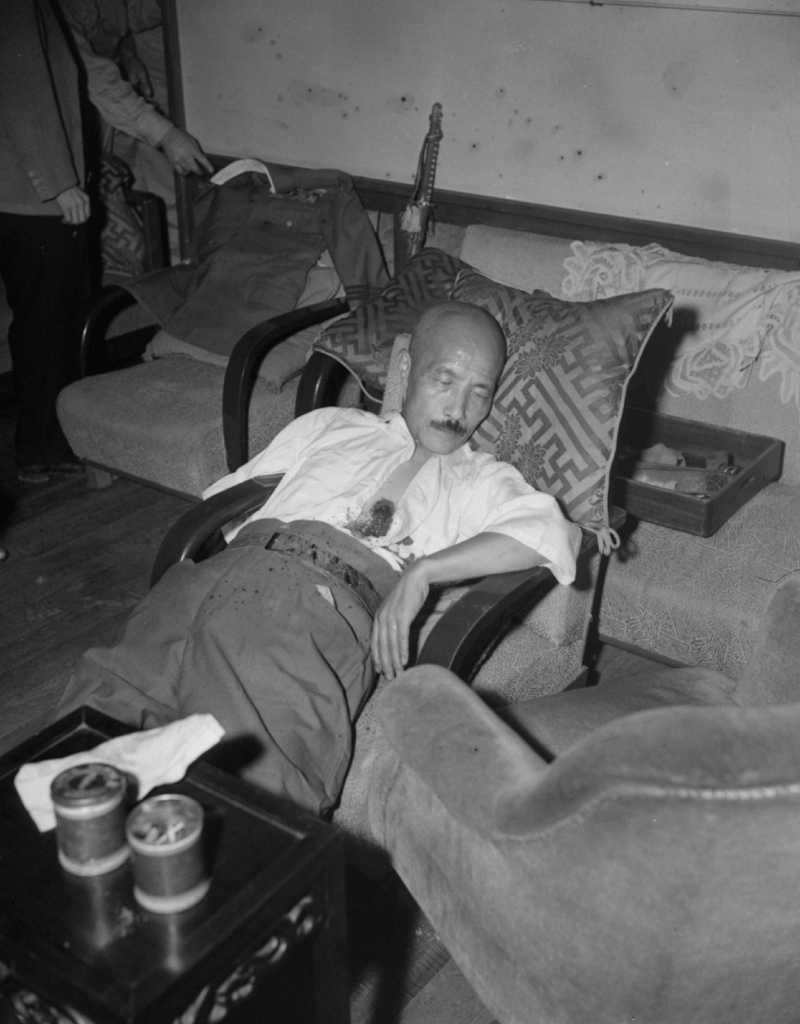
Zdjęcie zrobione w momencie, gdy żołnierze amerykańscy wkroczyli do domu Hidekiego Tōjō, czołowego przywódcy japońskiego, który po okrążeniu rezydencji usiłował odebrać sobie życie – odratowano go, po czym zgodnie z prawem osądzono i stracono w 1948 roku (11 września 1945 roku)
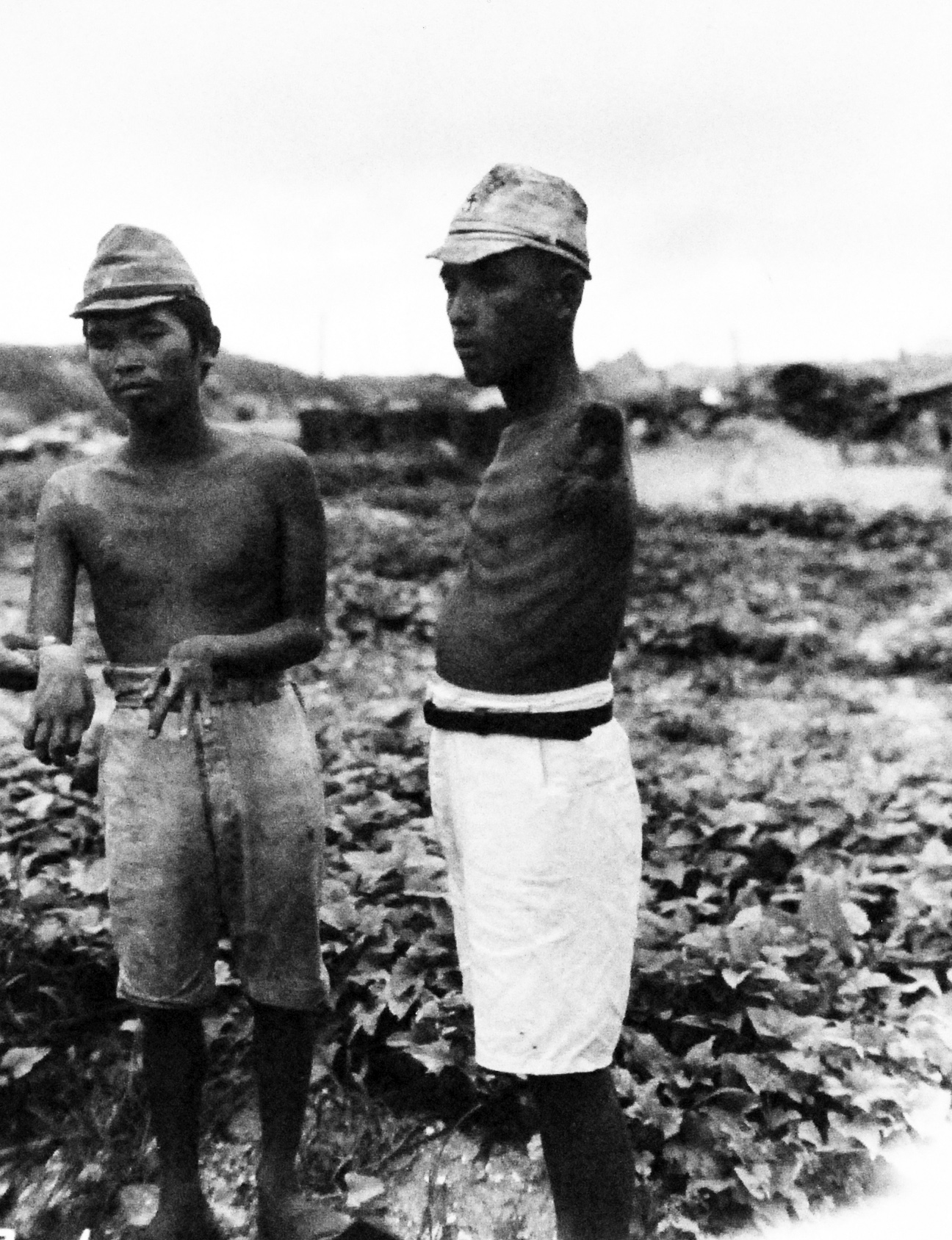
Żołnierze japońscy w amerykańskim szpitalu na Wyspach Marshalla, wyniszczeni bronieniem się na atolach Mili, Qotji i Maloelap pomimo odcięcia ich od świata przez amerykańską blokadę (ok. 15 września 1945 roku)
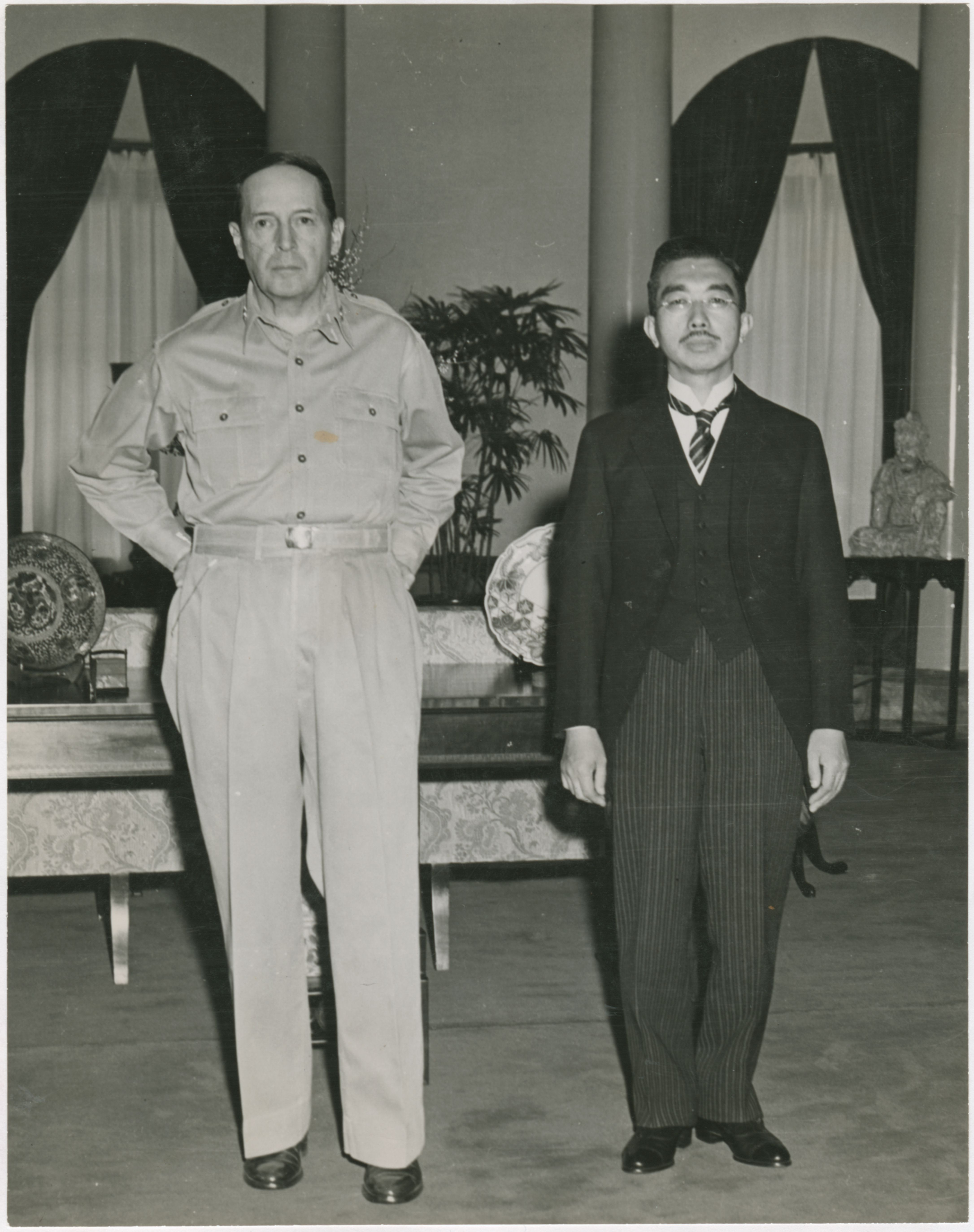
Cesarz Japonii Hirohito i dowódca amerykańskich sił okupacyjnych, Douglas MacArthur w Tokio (27 września 1945 roku)
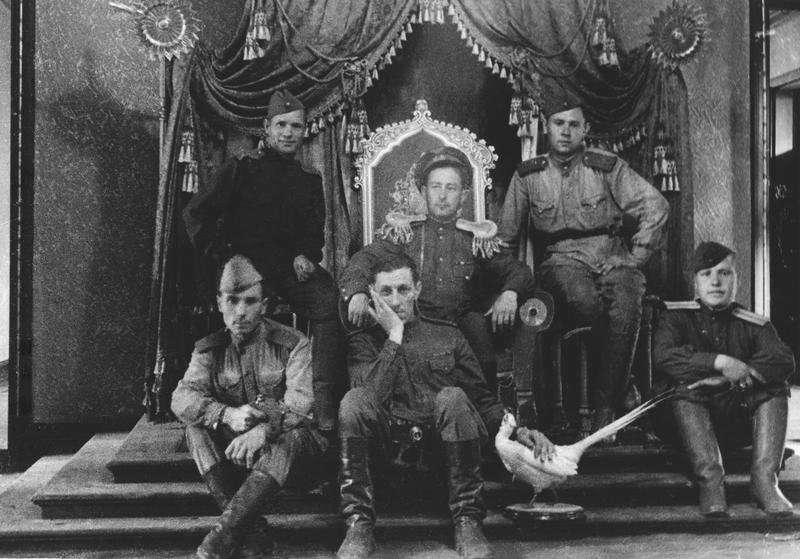
Czerwonoarmiści na tronie cesarza Mandżukuo w zdobytej stolicy Xinjing (wrzesień 1945 roku)
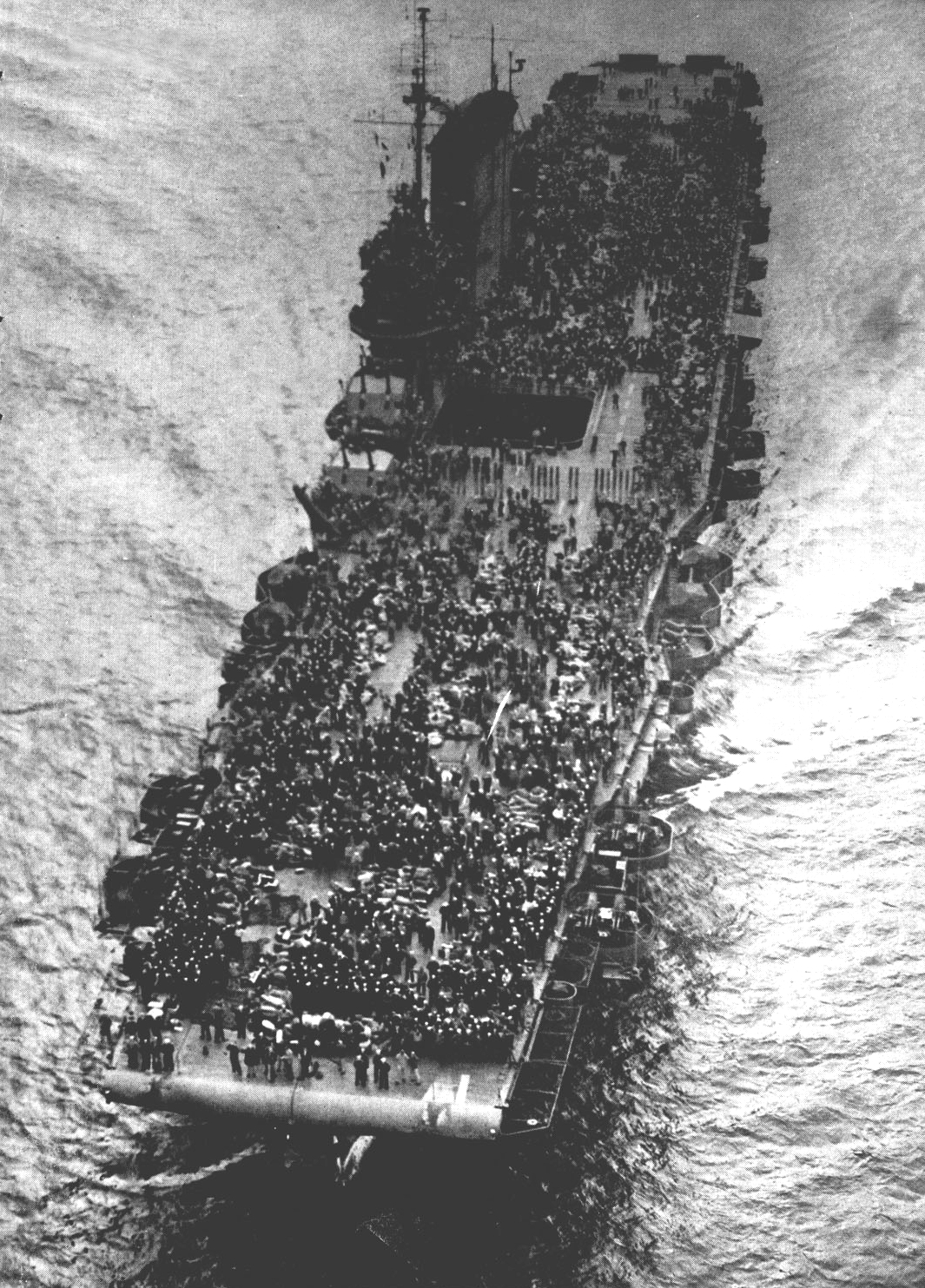
Operacja „Magic Carpet”, czyli masowe powroty żołnierzy amerykańskich do ojczyzny z Azji i Europy, tu zatłoczony do granic możliwości lotniskowiec USS „Saratoga”, który po zakończeniu wojny na Pacyfiku przewiózł w sumie 29 204 weteranów, więcej, niż jakakolwiek inna jednostka (ok. września 1945 roku)
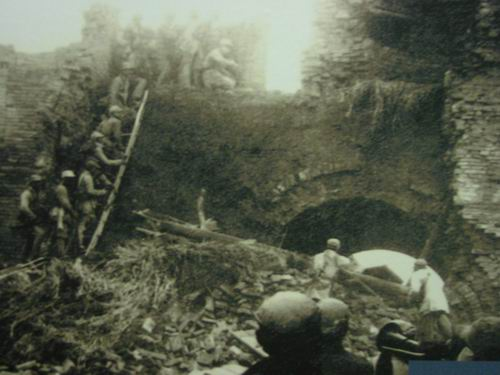
Wznowione walki między komunistami a nacjonalistami w chińskiej wojnie domowej, jeszcze w trakcie prób negocjacji między frakcjami; prowincja Shanxi (9 października 1945 roku)
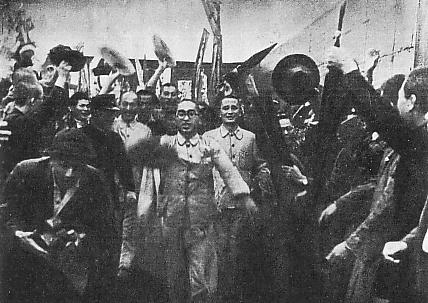
Japońscy działacze komunistyczni wychodzą z więzienia w ramach końca represji politycznych (10 października 1945 roku)
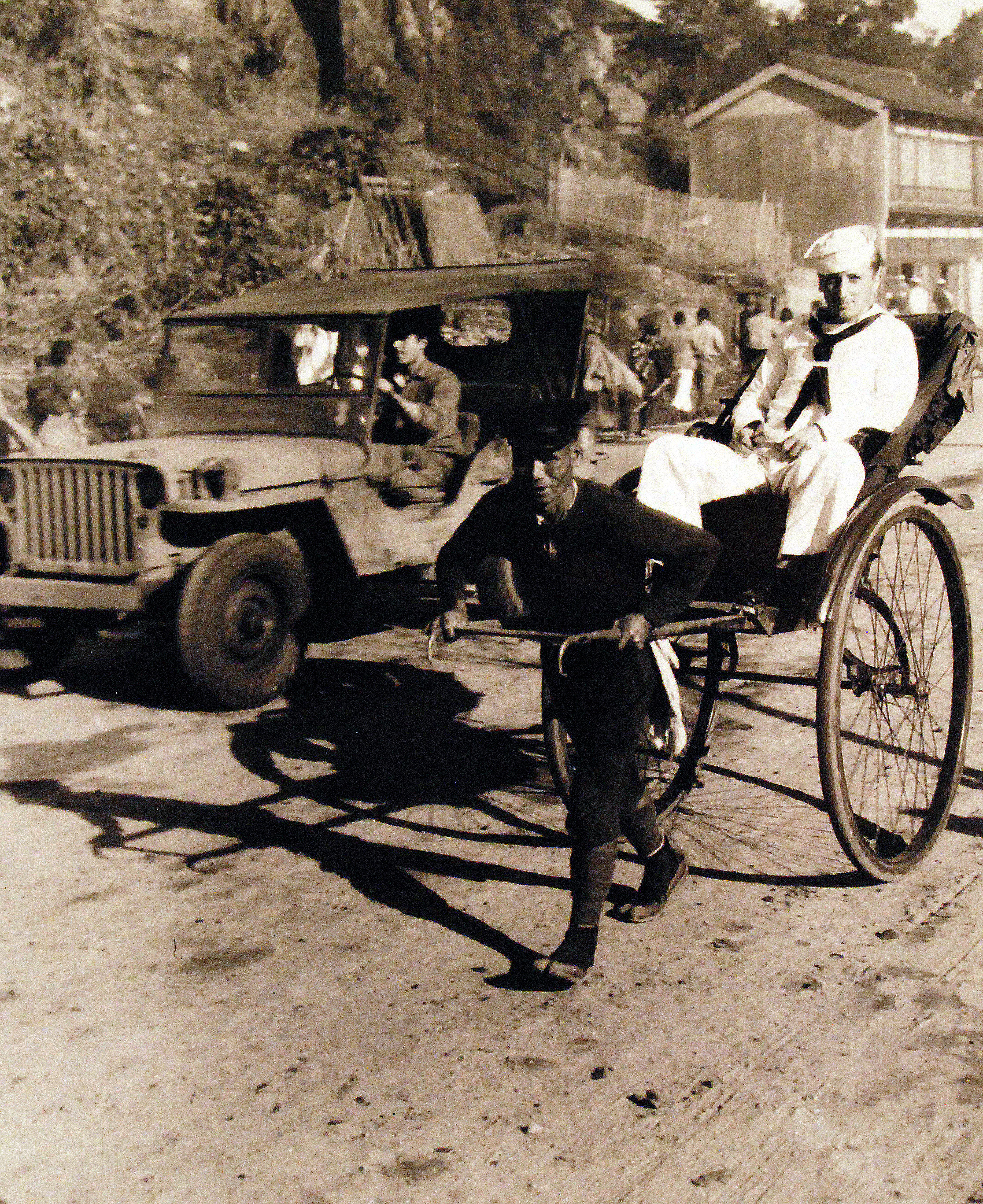
Amerykanie w Sasebo (19 października 1945 roku)
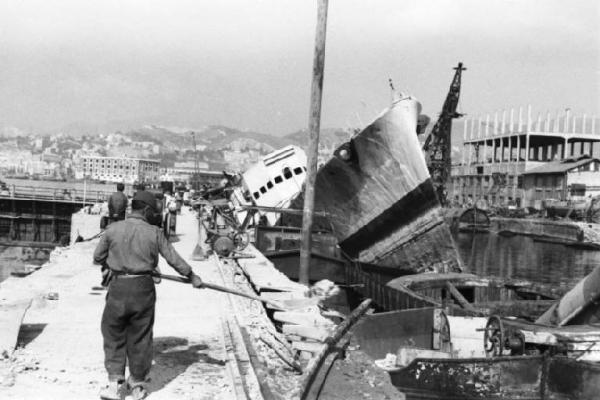
Odbudowa zniszczonego i zablokowanego portu w Genui (październik 1945 roku)
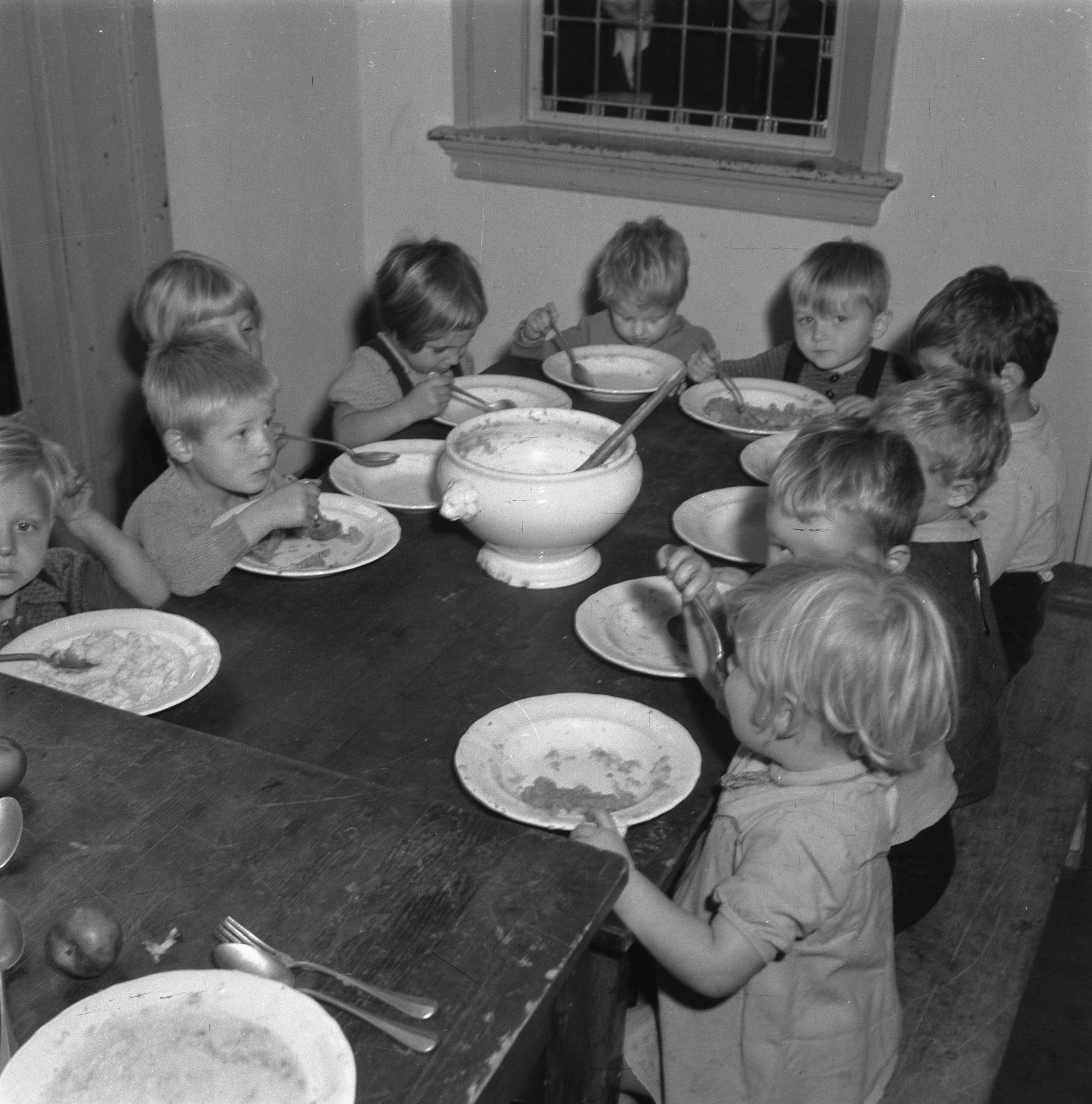
Dokarmianie sierot wojennych z Holandii, gdzie w 1944 roku wybuchła klęska głodu (październik 1945 roku)
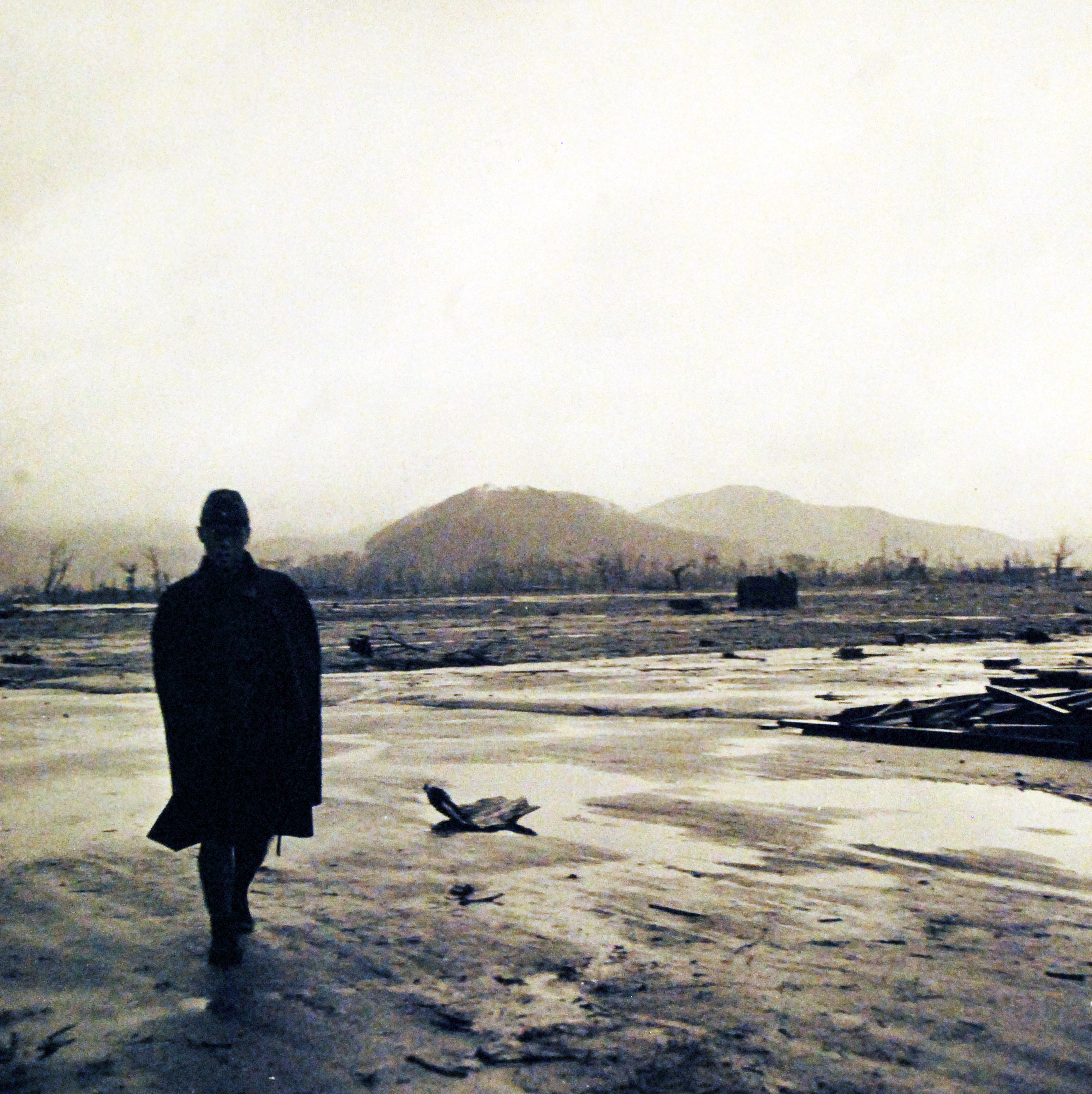
Japoński żołnierz idzie w beznadziei przez zniszczoną Hiroszimę (10 listopada 1945 roku)
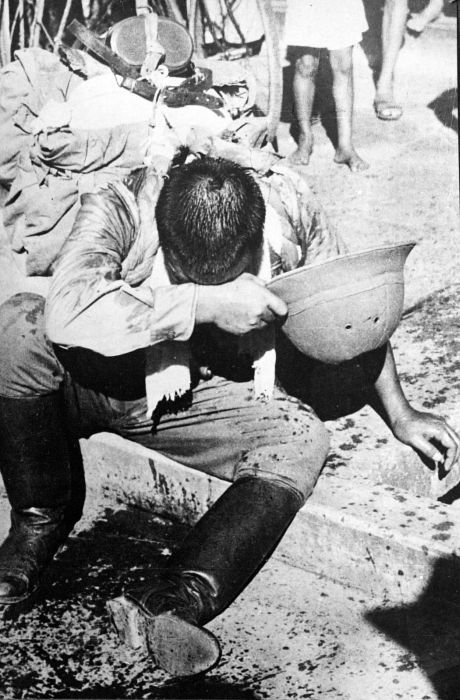
Żołnierz japoński, który na wieść o kapitulacji Japonii popełnił seppuku (listopad 1945 roku)
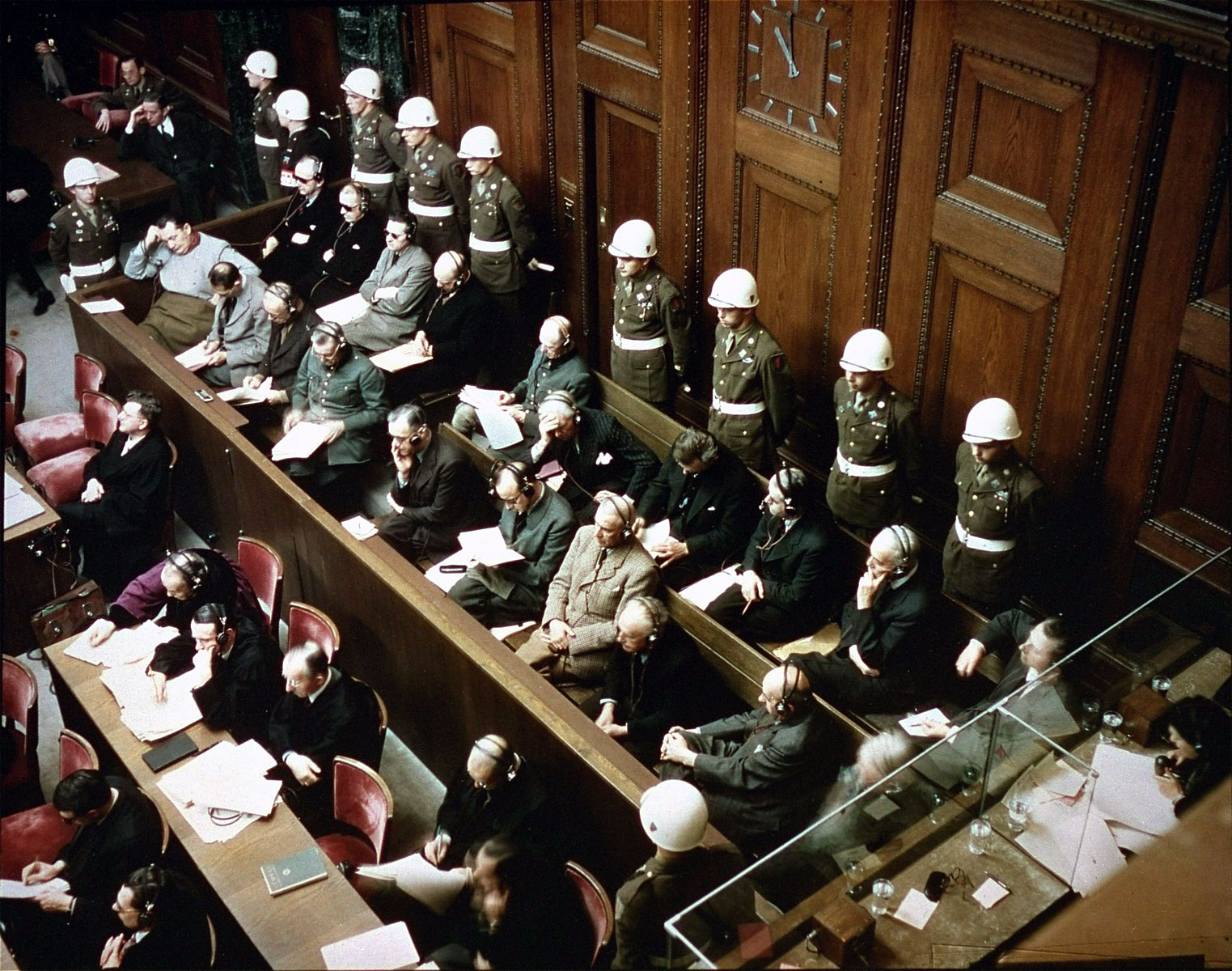
Oskarżeni hitlerowcy podczas procesów norymberskich (listopad 1945 roku, koloryzowane)
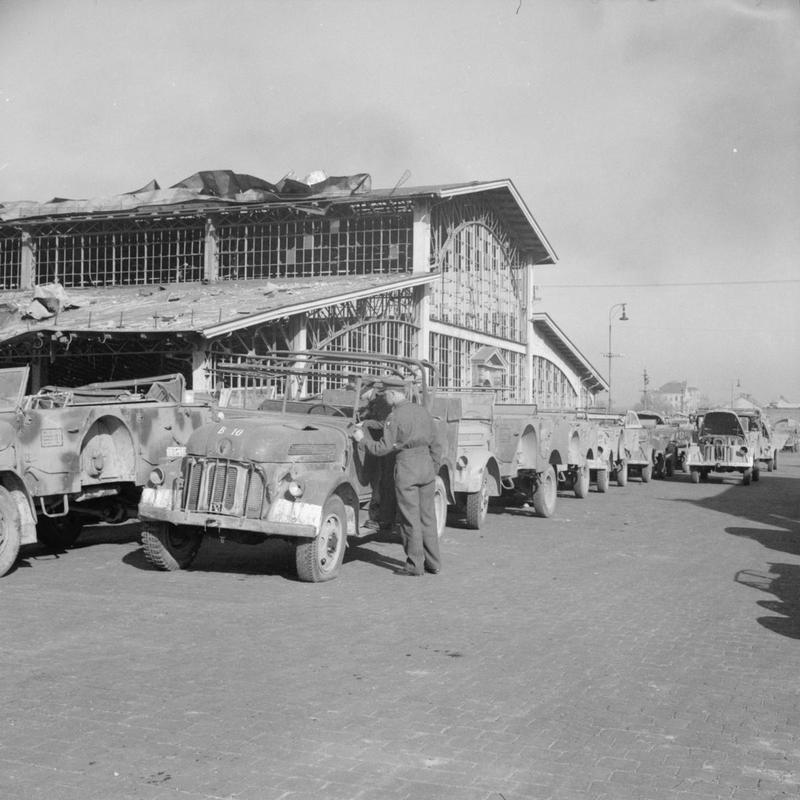
Niemieckie ciężarówki wojskowe przejęte przez siły brytyjskie zwożone do Wiednia, by rozdzielić je pomiędzy przewoźników cywilnych wobec niedostatku transportu drogowego w okupowanej Austrii paraliżującego funkcjonowanie regionu (5 grudnia 1945 roku)
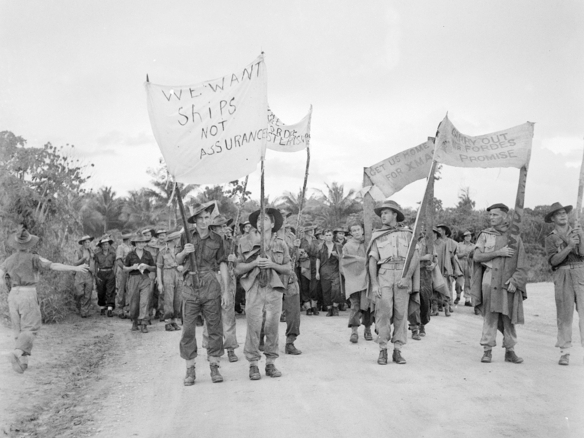
Cztery i pół tysiąca australijskich żołnierzy bierze udział w proteście przeciwko opóźnieniom ich powrotów do ojczyzny (10 grudnia 1945 roku)
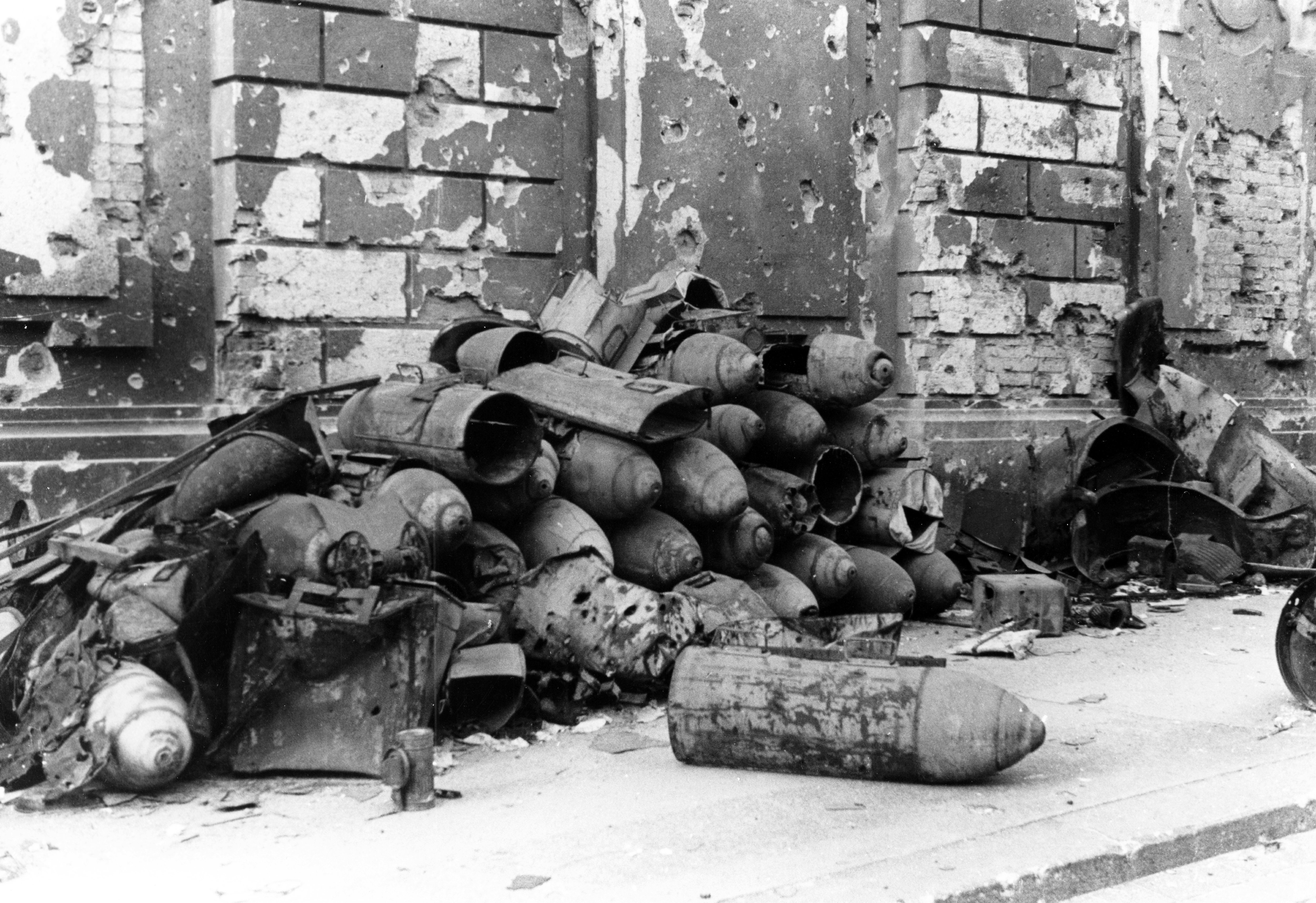
Niewybuchy i resztki amunicji ułożone pod ścianą podczas sprzątania po zakończonej bitwie, prawdopodobnie na Węgrzech (1945 rok)
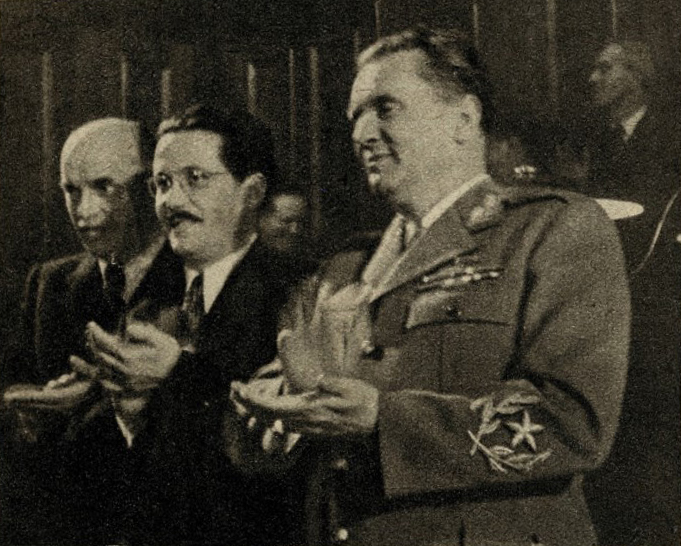
Przywódcy jugosłowiańskiej partyzantki komunistycznej, Tito i Kardelj podczas proklamacji Socjalistycznej Federacyjnej Republiki Jugosławii (1945 rok)
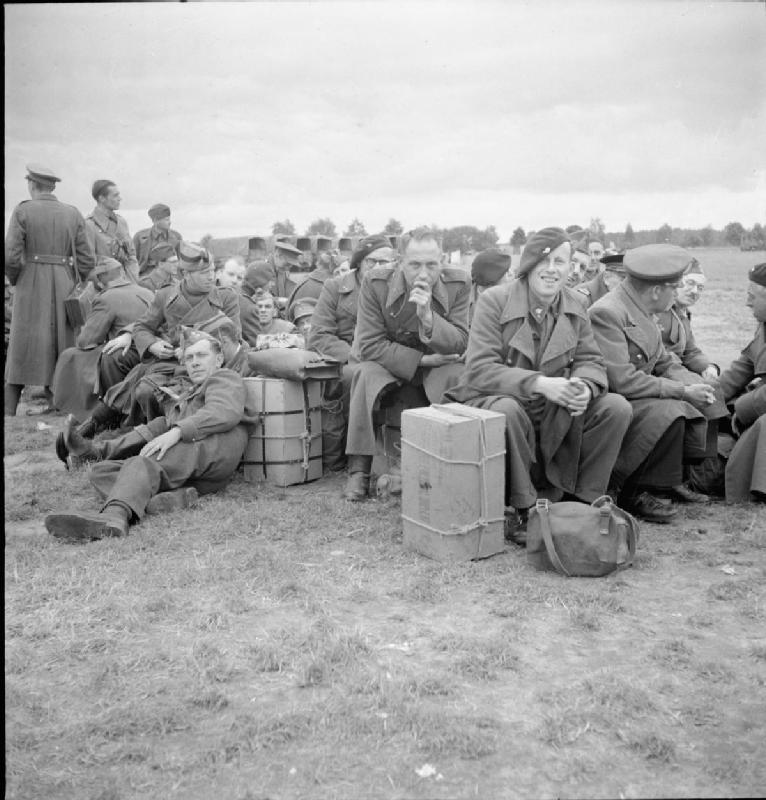
Francuscy i belgijscy jeńcy pojmani przez Niemców oczekują powrotów do ojczyzn drogą lotniczą na lotnisku w Lüneburgu (1945 rok)
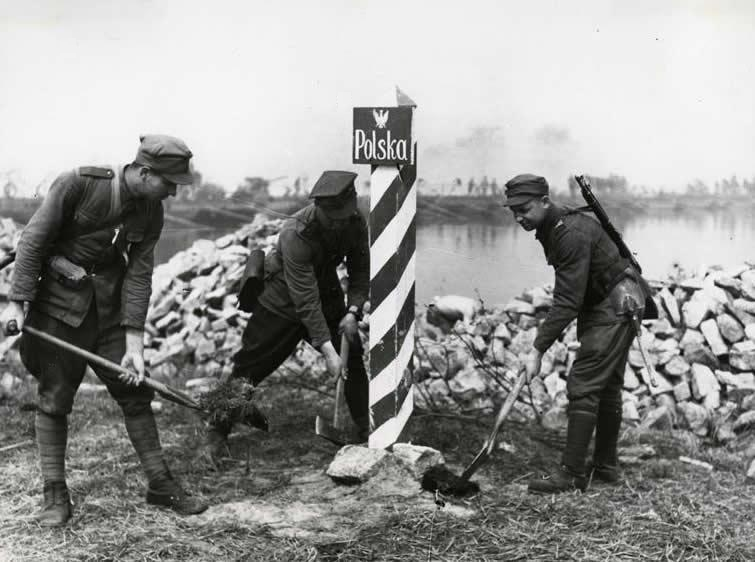
Ustanawianie granicy polsko-niemieckiej na Odrze i Nysie Łużyckiej (1945 rok)
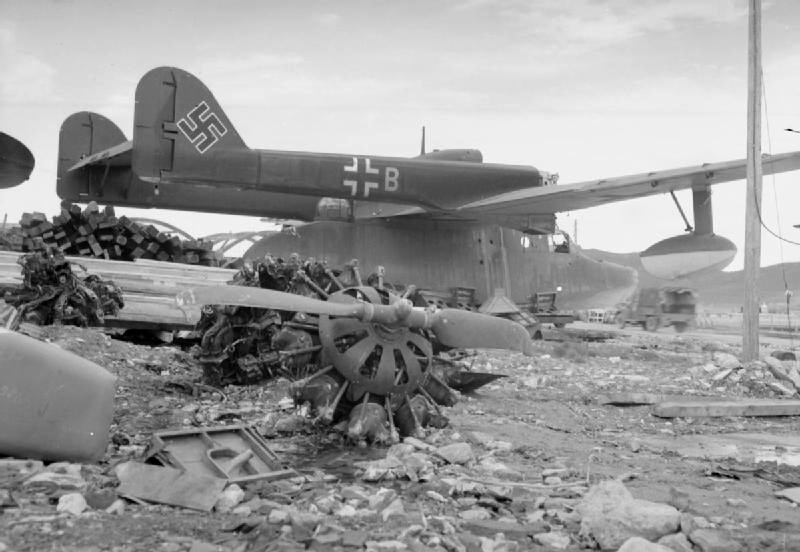
Zniszczony i porzucony sprzęt niemiecki w norweskim mieście Tromsø, tu łódź latająca Bv 138 (1945 rok)
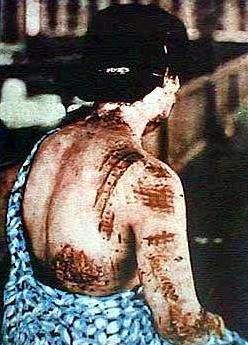
Rany Japonki, która padła ofiarą poparzeń jądrowych (1945 rok, koloryzowane)
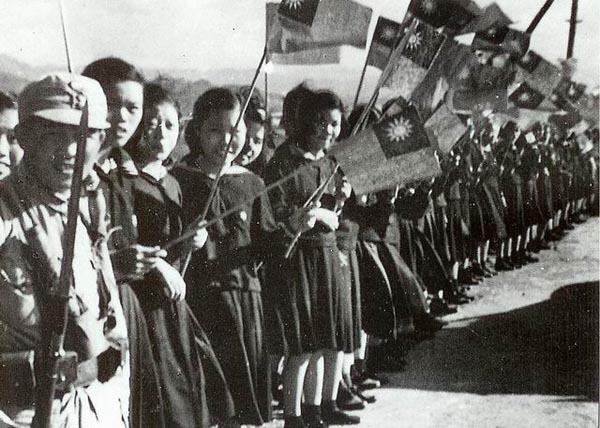
Chińscy uczniowie witający siły Kuomintangu wkraczające na wolny od Japończyków Tajwan (1945 rok)
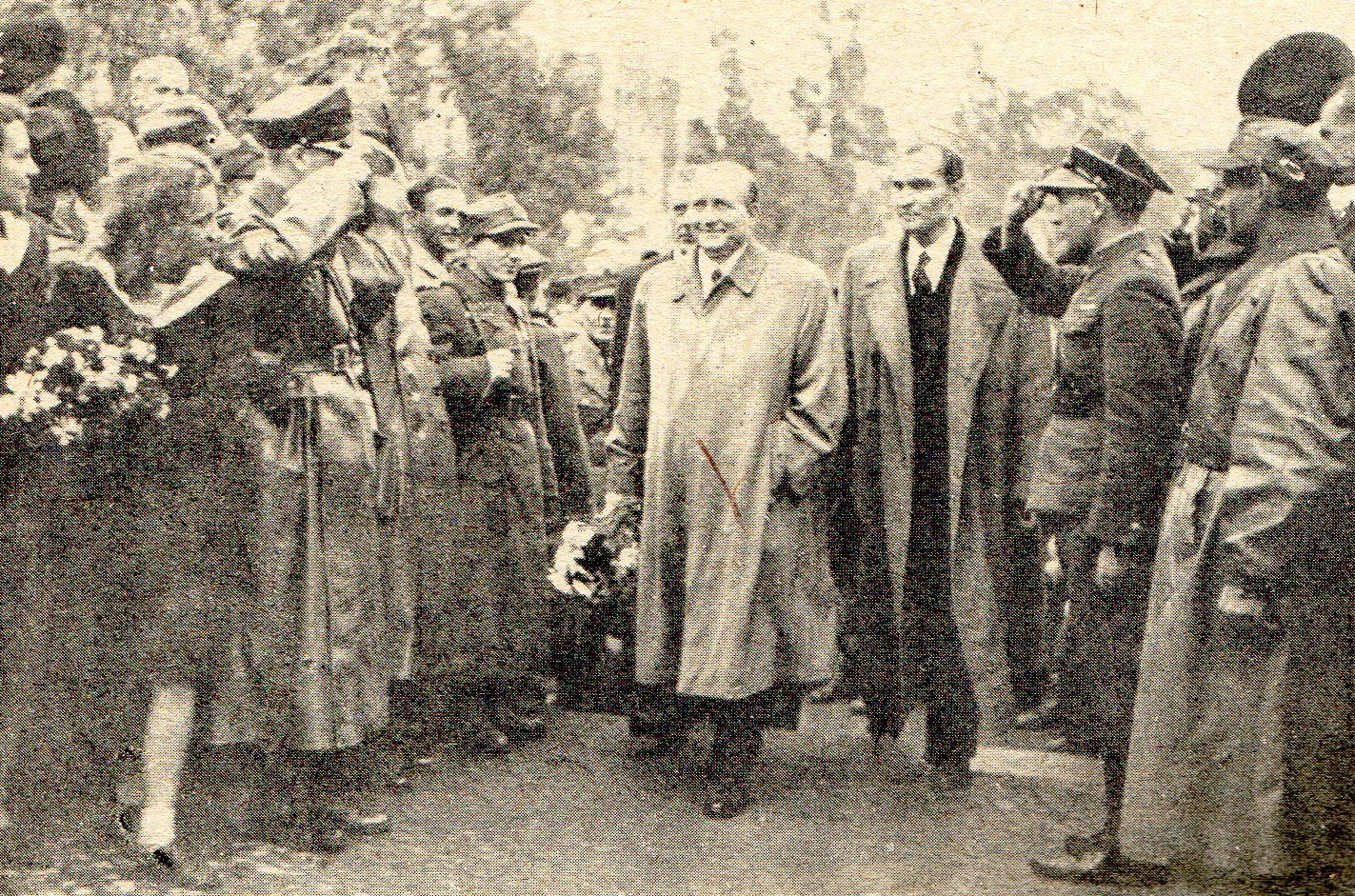
Stanisław Mikołajczyk, jeden z przywódców rządu londyńskiego, odwiedza wyzwolony Poznań po powrocie do powojennej Polski (1945 rok)
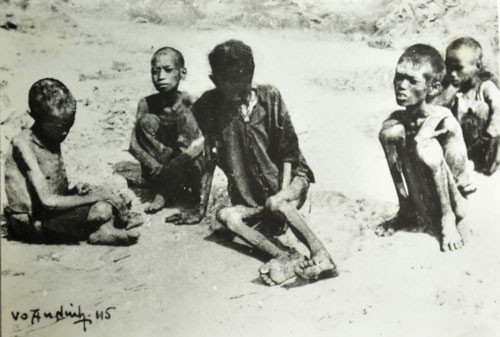
W wyniszczonym wojną i okupacją, rabowanym Wietnamie w 1944 roku wybuchł głód, który w roku 1945 eskalował i doprowadził do śmierci nawet dwóch milionów osób (1945 rok)
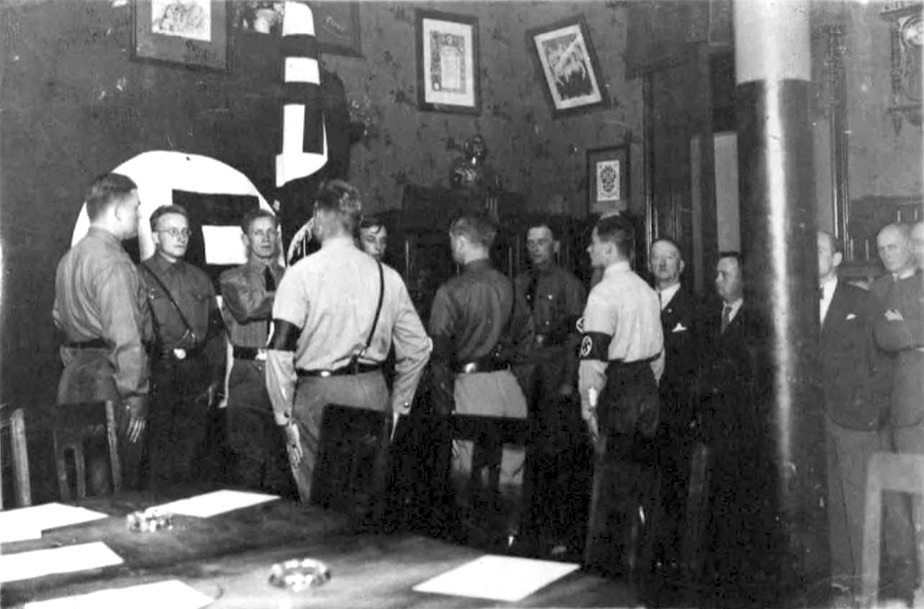
Spotkanie grupy nazistów w Chile (ok. 1945 roku)
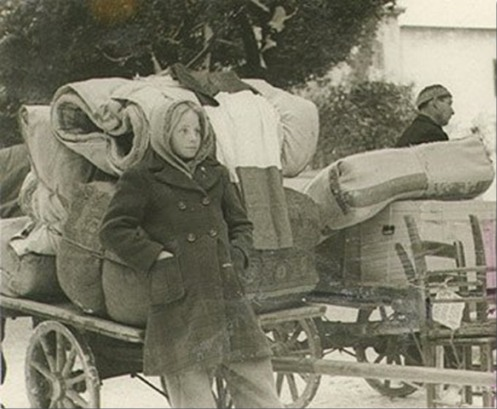
Młoda Włoszka z dobytkiem życia spakowanym na wozie oczekuje wygnania podczas usuwania Włochów z Istrii i Dalmacji, jej bagaże przykrywa flaga narodowa (1945 rok)
Żołnierze Armii Czerwonej nękają mieszkankę zdobytego Berlina (ok. 1945 roku)
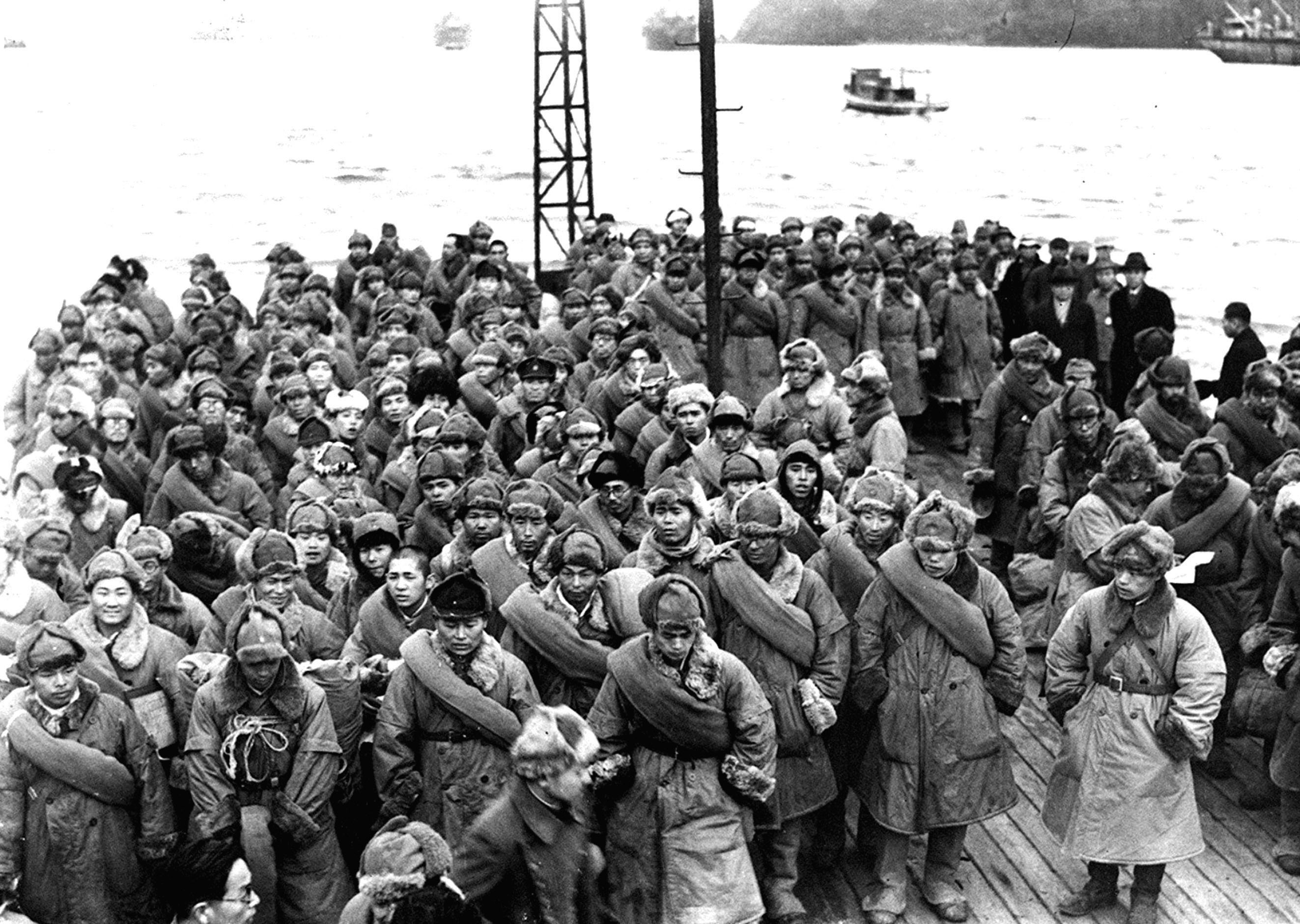
Wyniszczeni jeńcy japońscy wracają z Syberii do ojczyzny (2 stycznia 1946 roku)
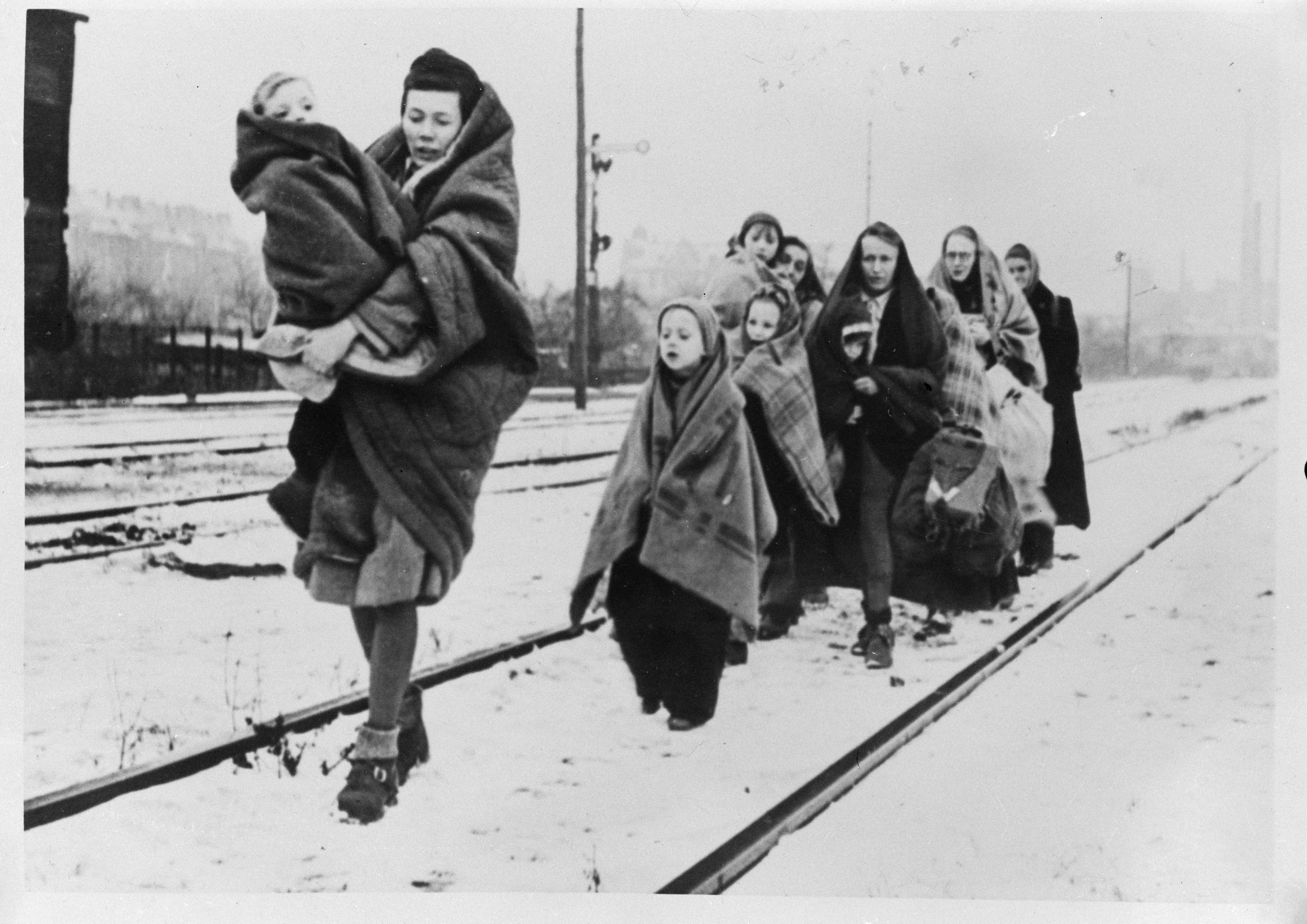
Tułaczka rodziny wypędzonych Niemców (3 stycznia 1946 roku)
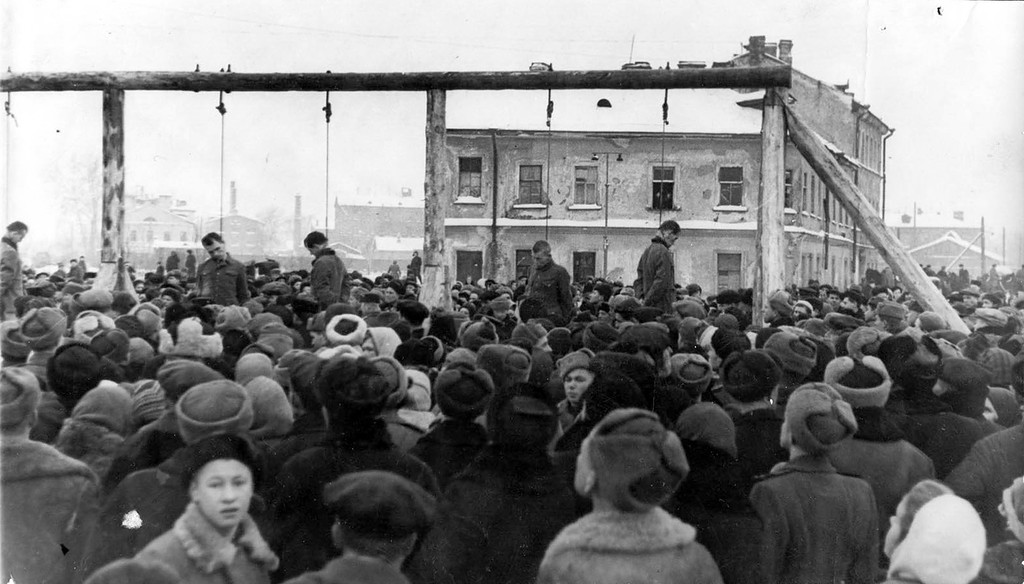
Leningrad, publiczna egzekucja szeregowych żołnierzy niemieckich i generała majora Heinricha Remlingera uznanych za winnych popełnienia zbrodni wojennych podczas oblężenia miasta (5 stycznia 1946 roku)
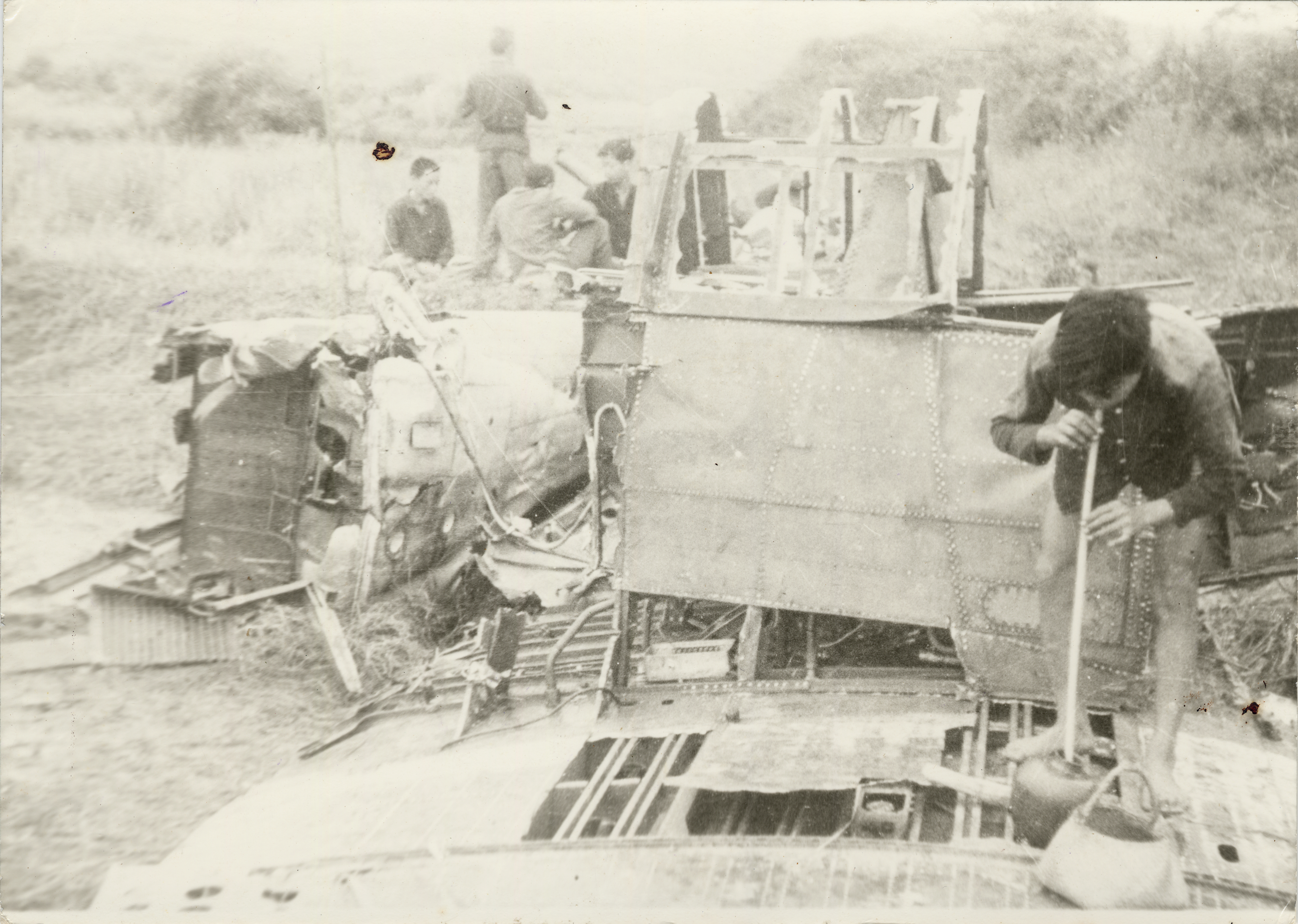
Członkowie wietnamskiej samoobrony walczącej po stronie Việt Minhu odsysają do słoików paliwo z wraku samolotu podczas walki o niepodległość z osłabioną po wojnie Francją (12 lutego 1946 roku)
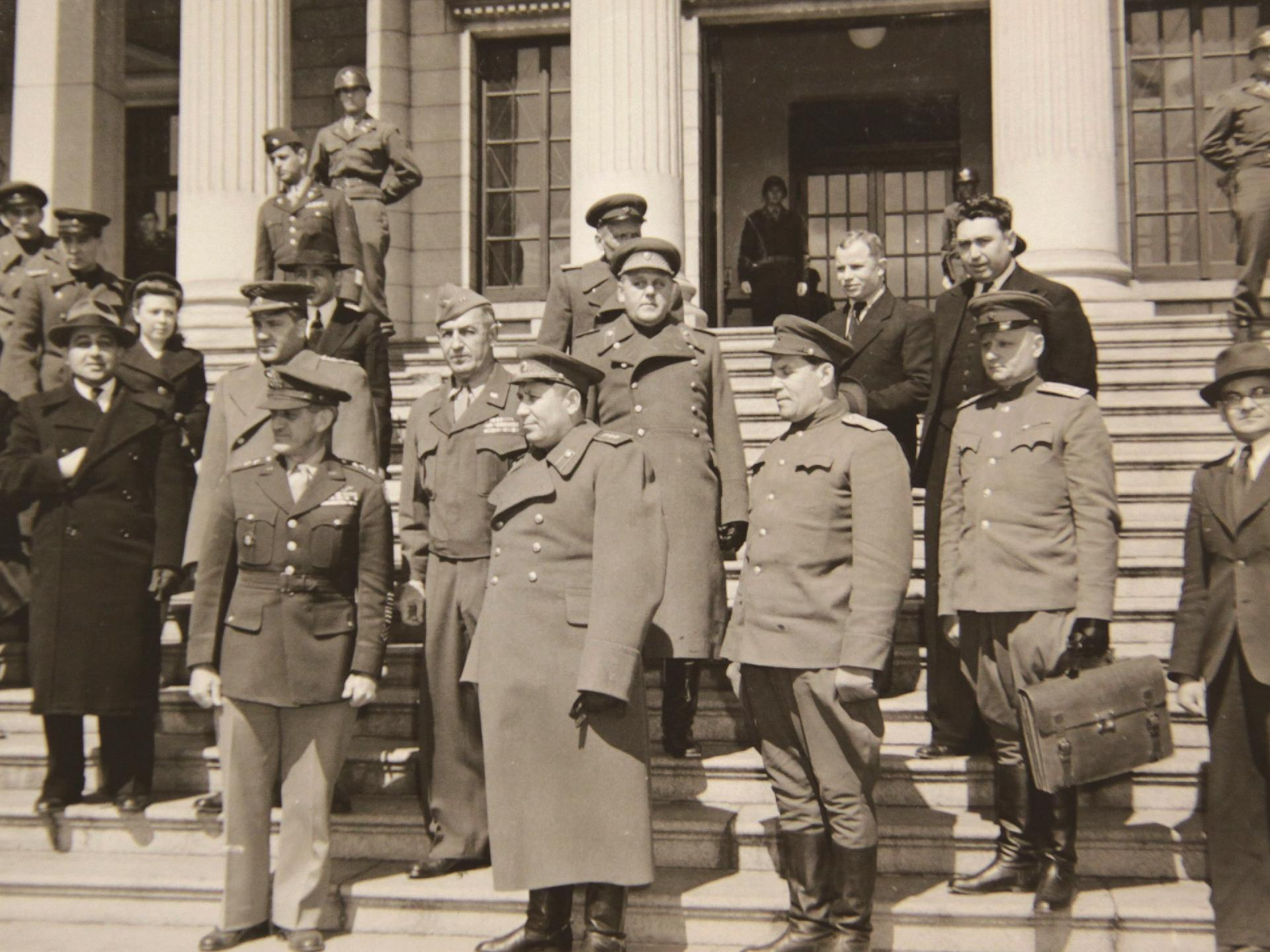
Spotkanie przedstawicieli okupacyjnych władz radzieckich i amerykańskich w Korei zwiastujące rychły podział półwyspu i wybuch kolejnej wojny (20 marca 1946 roku)
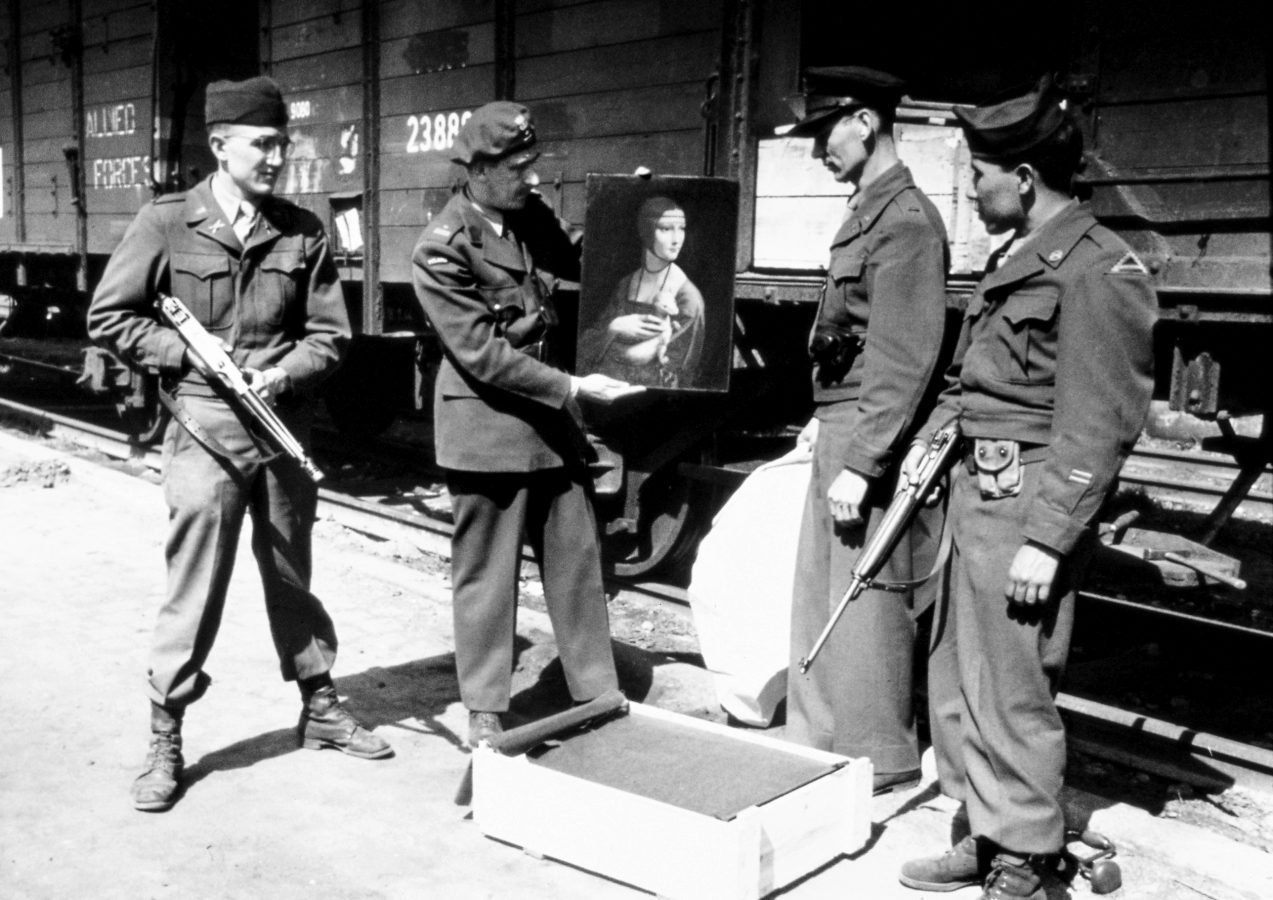
Żołnierze brytyjscy przekazują żołnierzom polskim odzyskaną zrabowaną przez Niemców „Damę z gronostajem” Leonarda da Vinci (kwiecień 1946 roku)
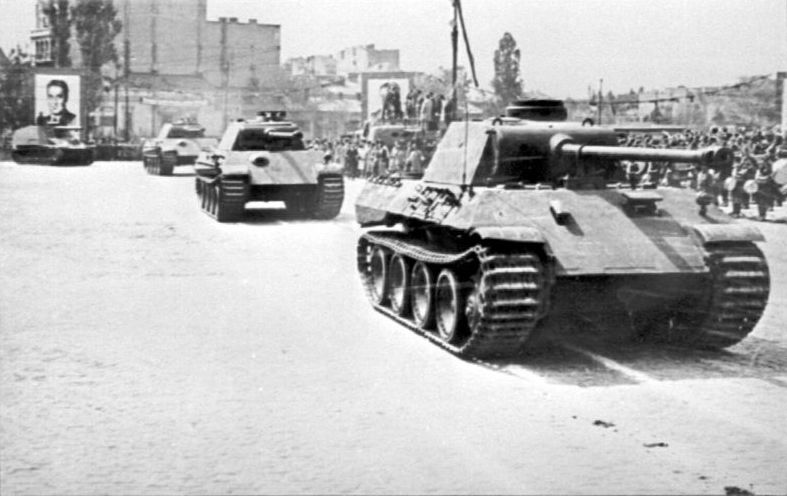
Produkowane dla Wehrmachtu czołgi średnie Panther w służbie wojsk Rumunii pod narzuconą władzą komunistyczną biorą udział w defiladzie, w tle widać niemiecki niszczyciel czołgów Nashorn i wielkie portrety komunistycznych notabli (10 maja 1946 roku)
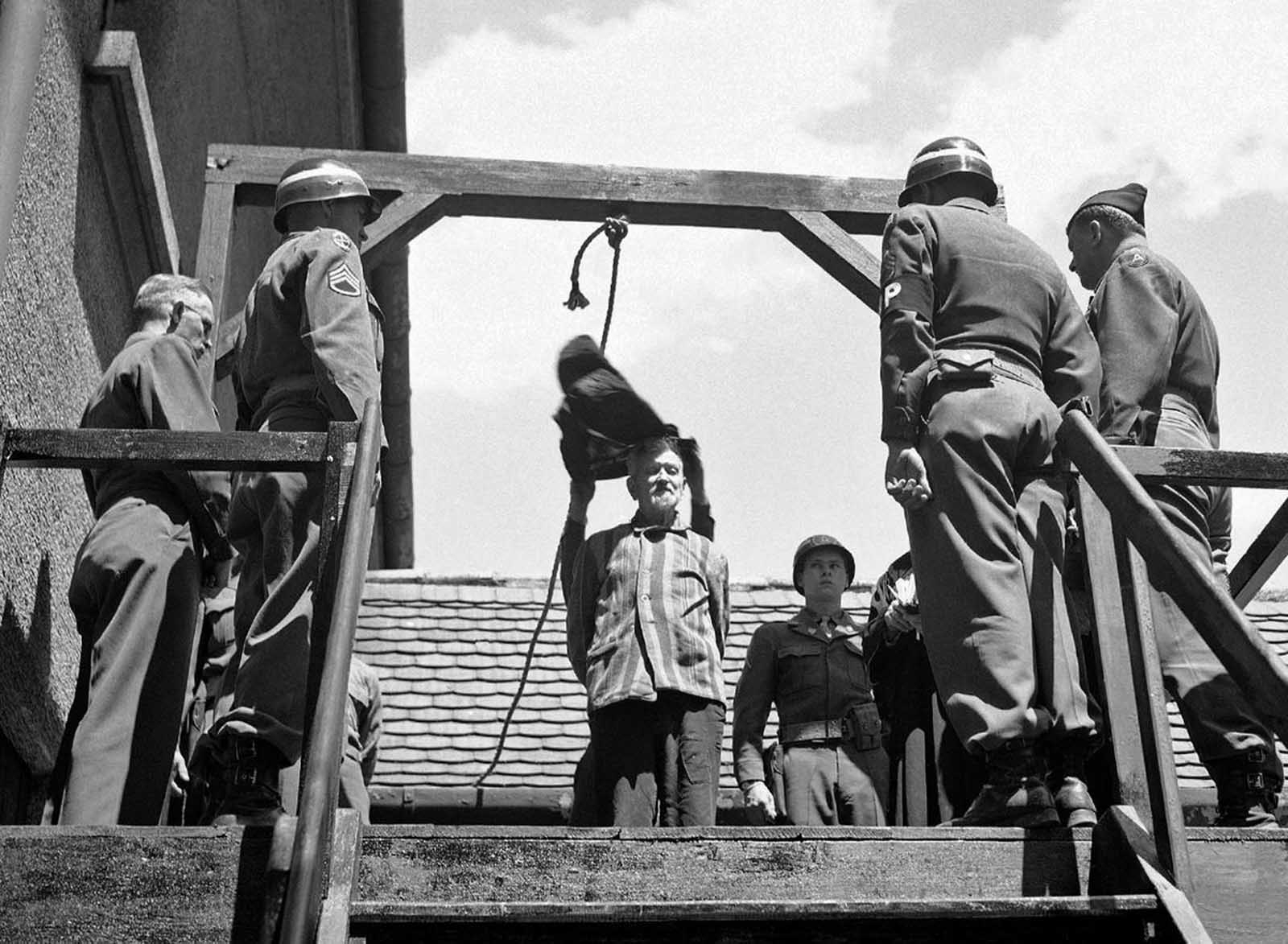
Amerykanie przygotowują egzekucję niemieckiego lekarza Clausa Schillinga, który przeprowadzał eksperymenty medyczne na więźniach Dachau (28 maja 1946 roku)
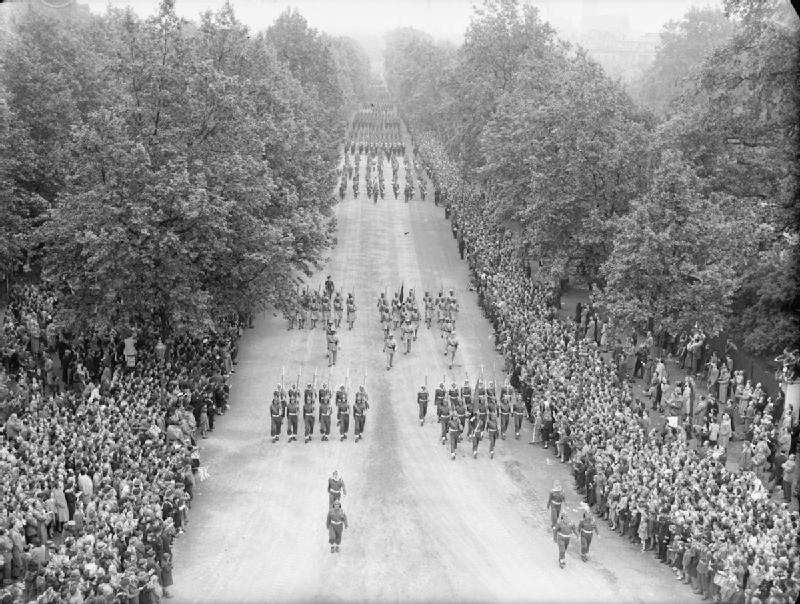
Londyńska Parada Zwycięstwa, przemarsz jednostek z Transjordanii i Sudanu Anglo-Egipskiego (8 czerwca 1946 roku)
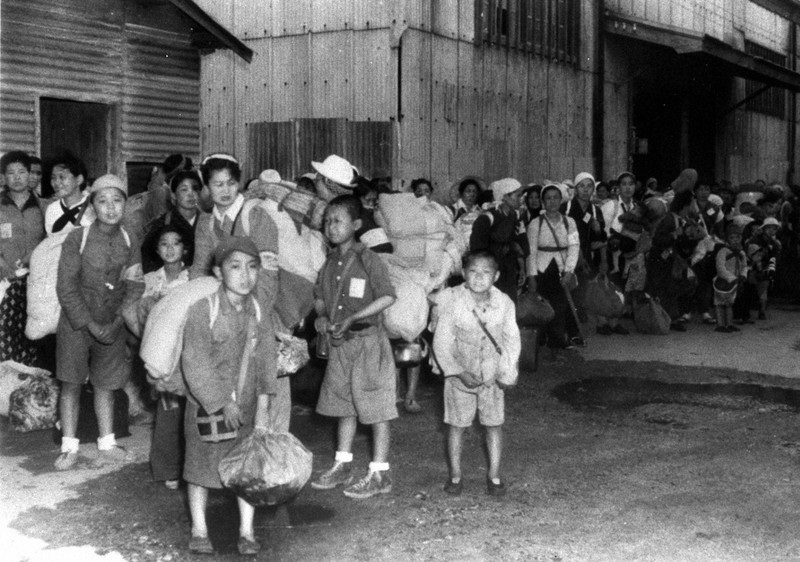
Wygnani z Mandżurii japońscy osadnicy przybywają do Japonii (10 czerwca 1946 roku)
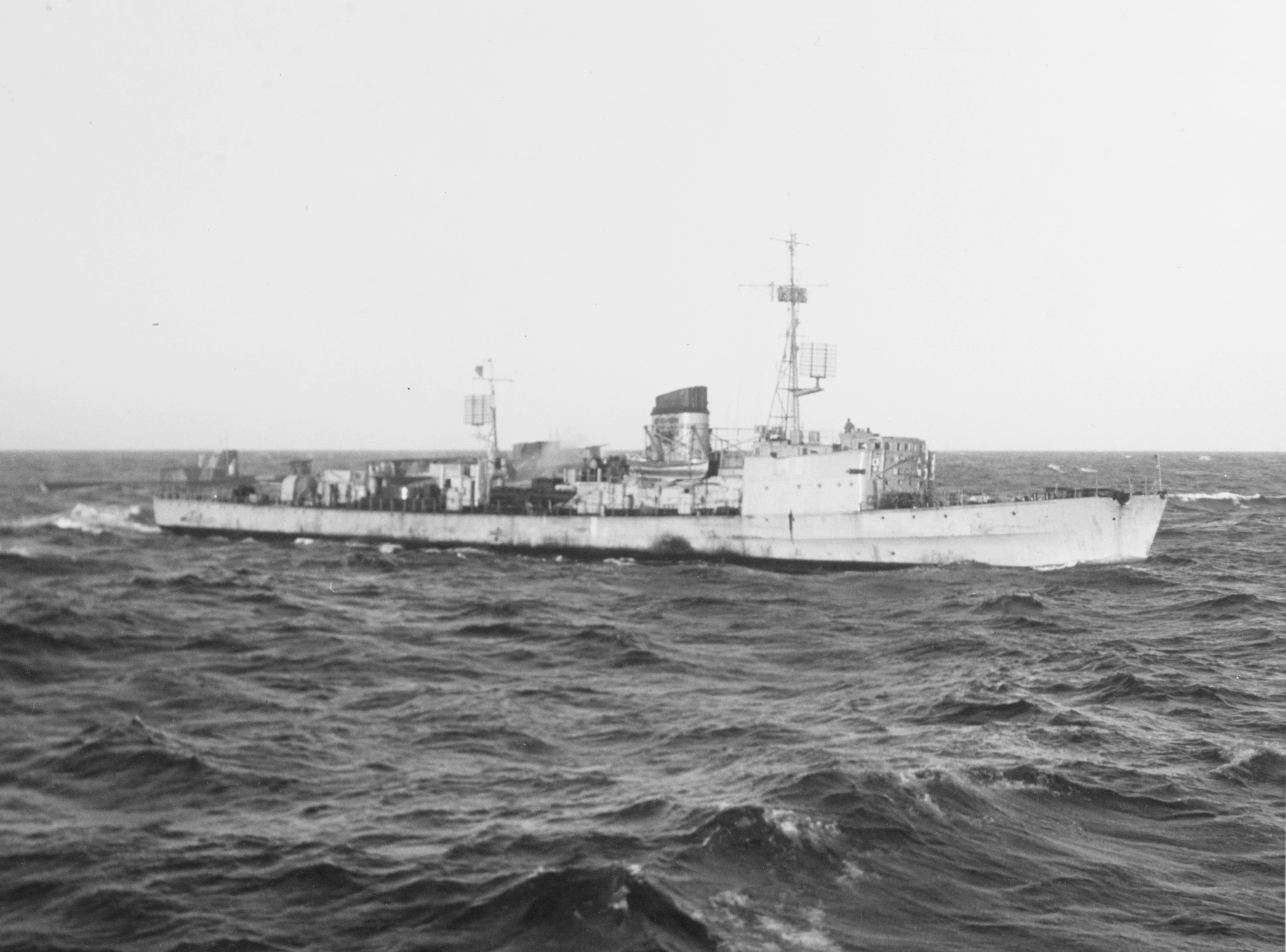
Niemiecki torpedowiec „T 21” załadowany ogromną ilością gazów bojowych szykowany do samozatopienia na Morzu Północnym celem ich utylizacji (2 lipca 1946 roku)
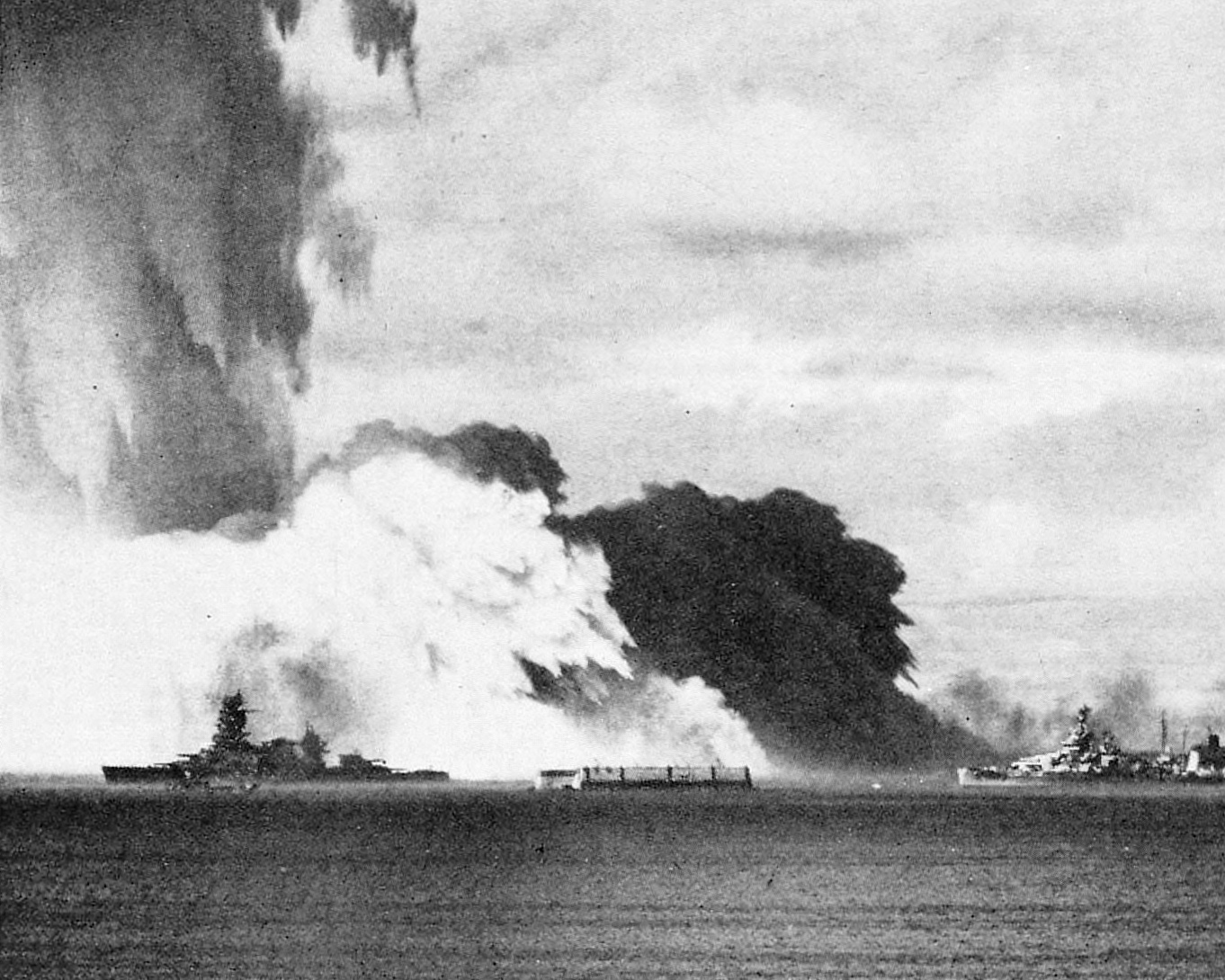
Okręt flagowy Dai-Nippon Teikoku Kaigun, pancernik „Nagato” wykorzystywany po zdobyciu przez Amerykanów jako cel w teście jądrowym (25 lipca 1946 roku)
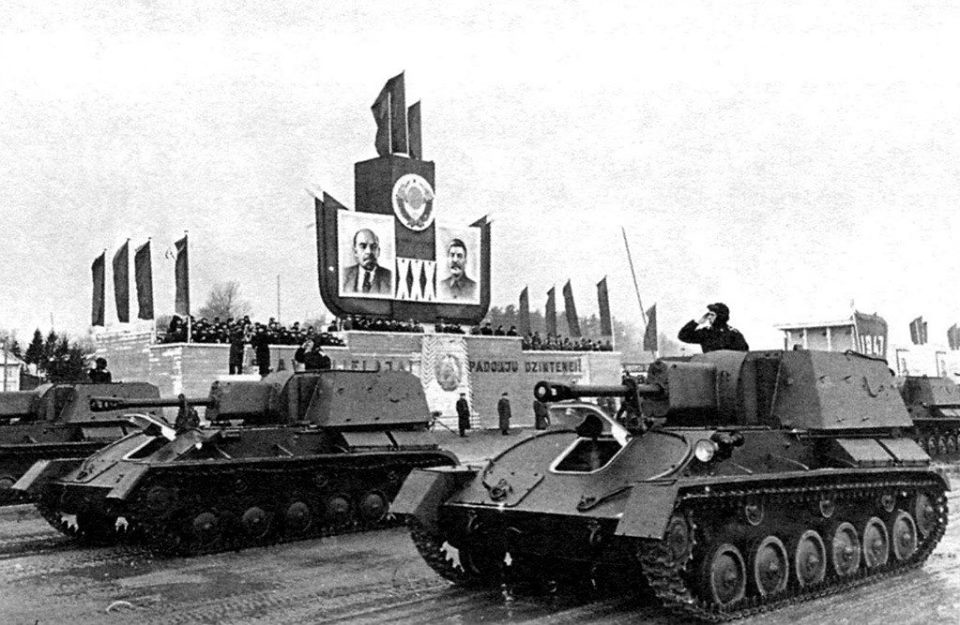
Radziecka defilada w Rydze, stolicy zachowanej po nielegalnym zajęciu przez ZSRR Łotwy (7 listopada 1946 roku)
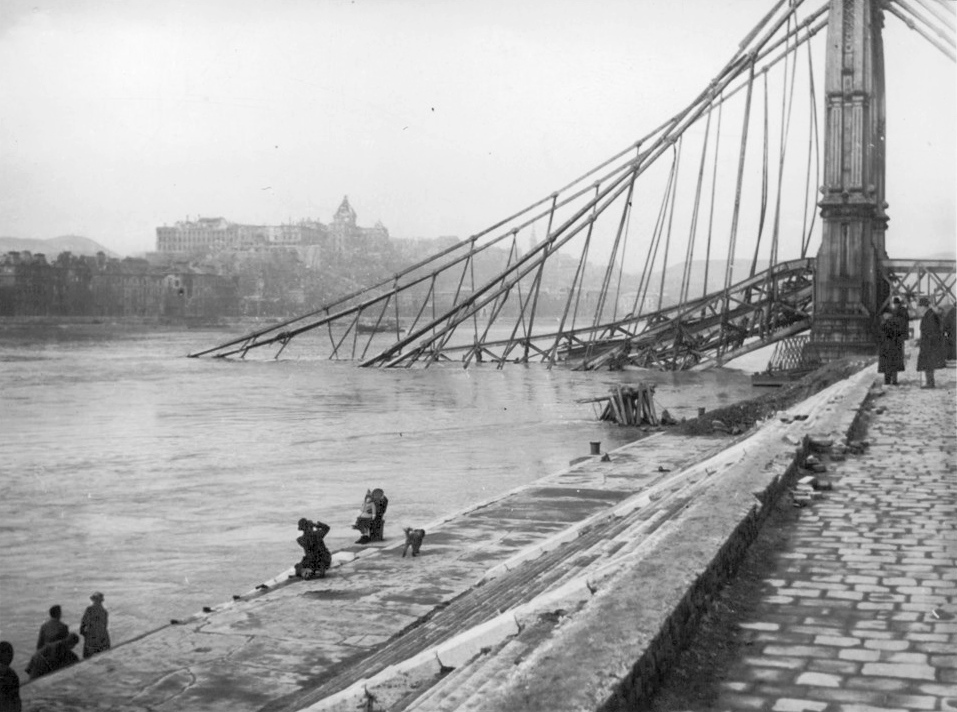
Most Elżbiety w Budapeszcie, jeden z symboli miasta, zniszczony przez wycofujące się wojska niemieckie (1946 rok)
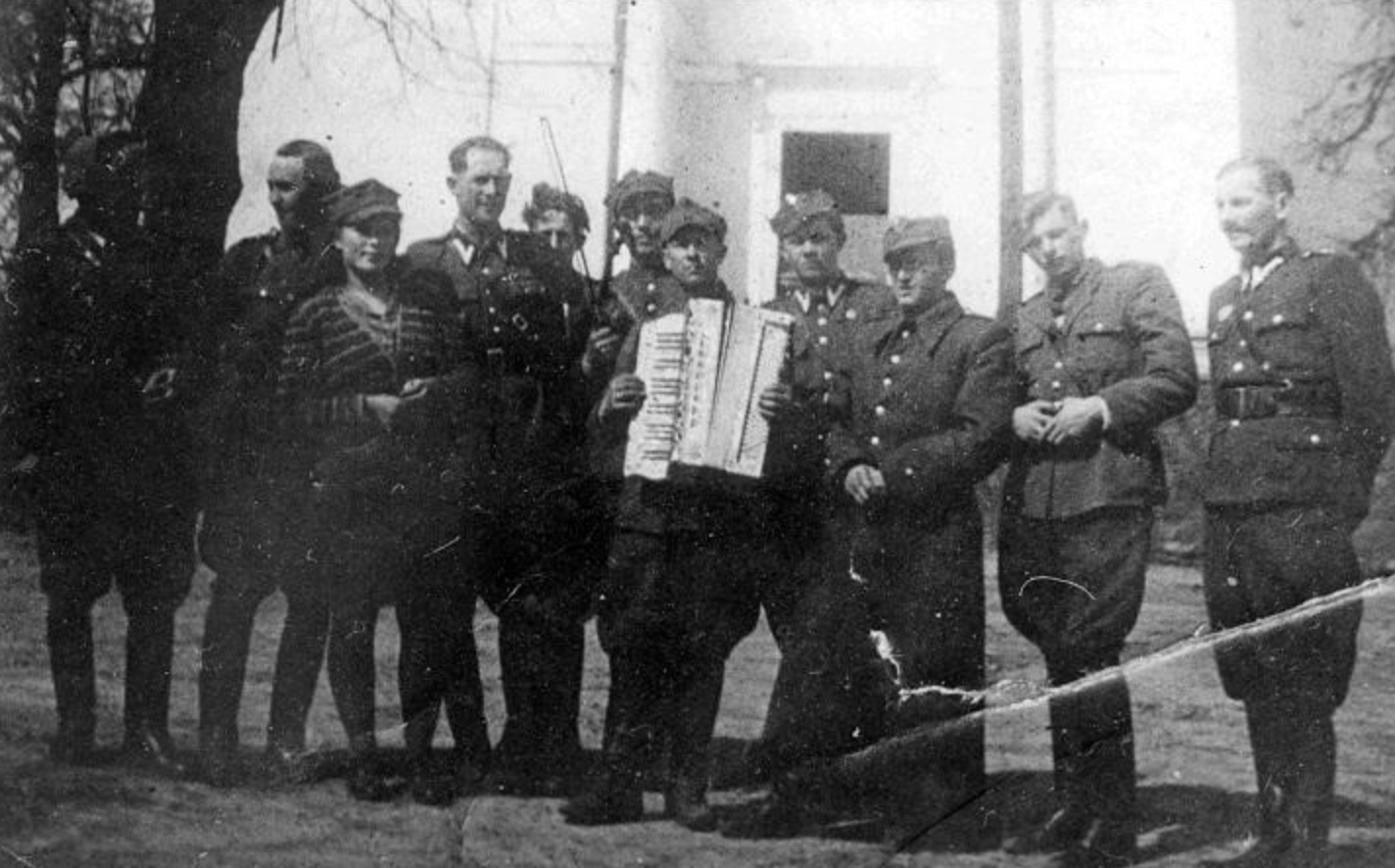
Polscy partyzanci zgrupowania „Pogoń” stawiający opór radzieckiej dominacji w kraju (1946 rok)
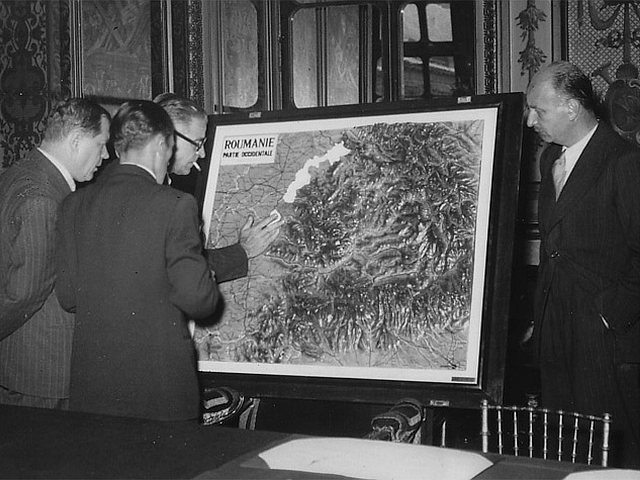
Konferencja poprzedzająca pokój paryski; rumuński dyplomata przedstawia punkt widzenia swojego kraju na przebieg granicy z Węgrami (1946 rok)
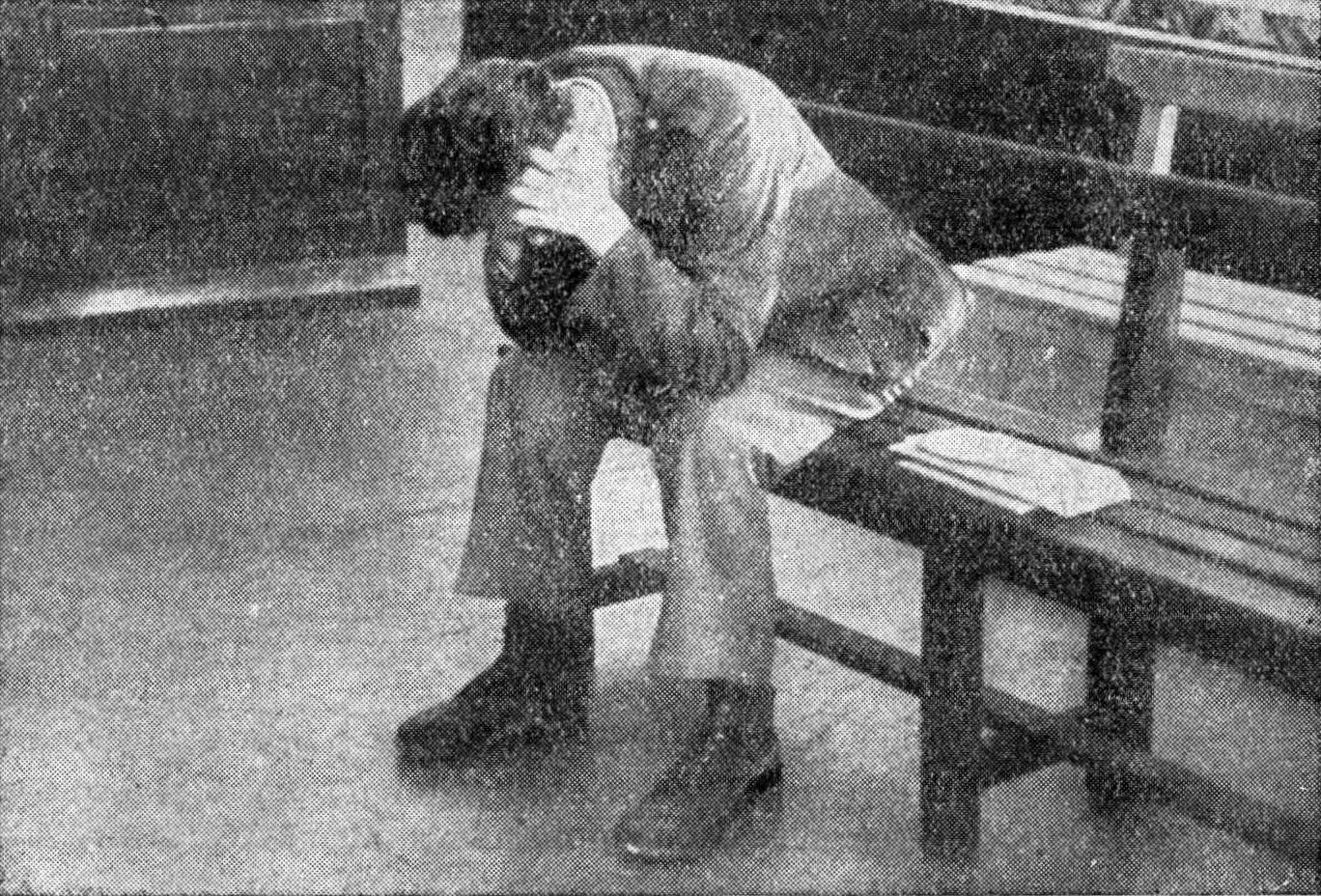
Dragoljub Mihailović, przywódca czetników, na procesie w którym zostaje skazany na śmierć za zdradę ojczyzny (1946 rok)
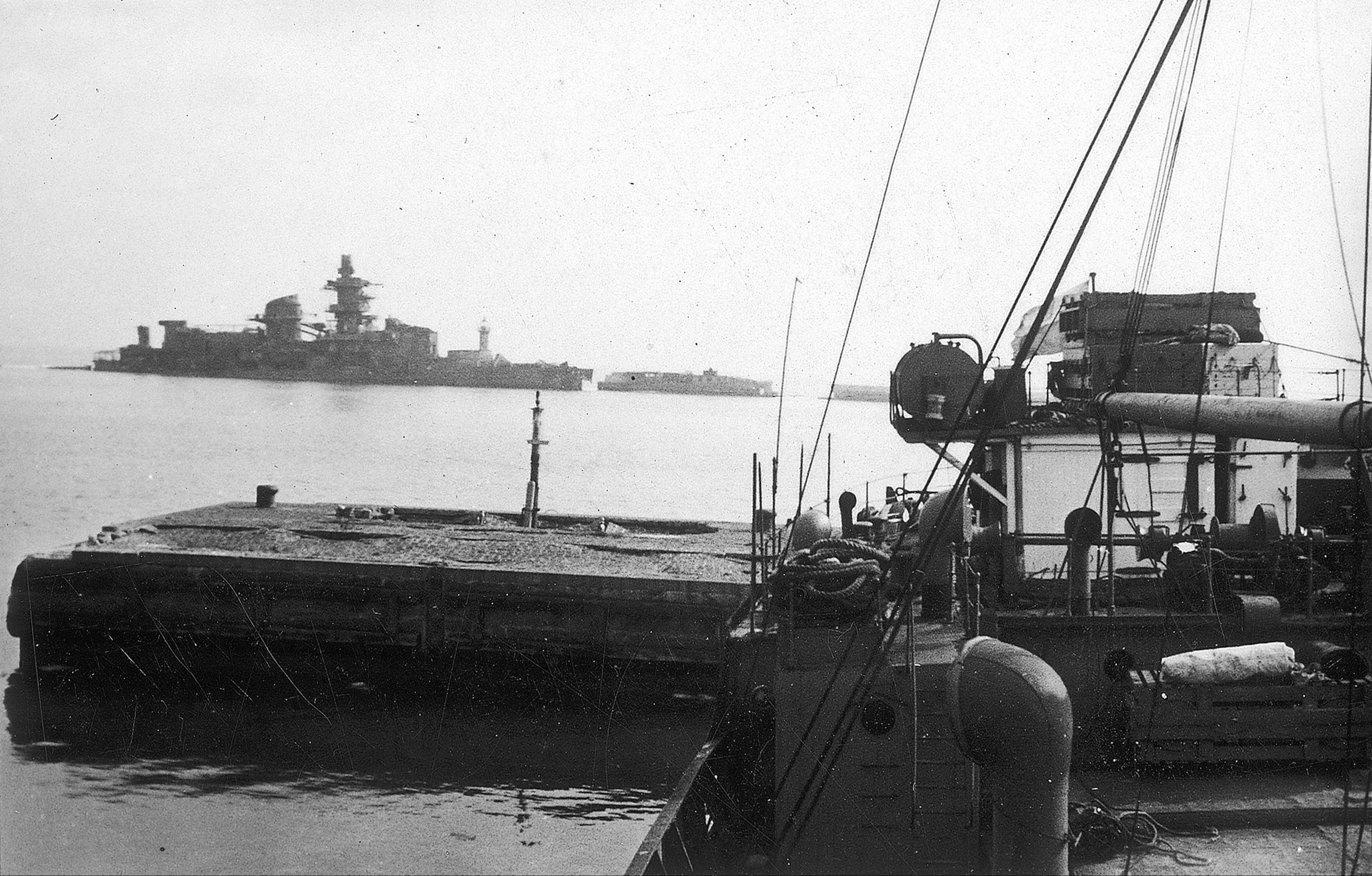
Wrak pancernika „Gneisenau” w gdyńskim porcie, dookoła niego toczy się już normalne życie (między 1946 a 1948 rokiem)
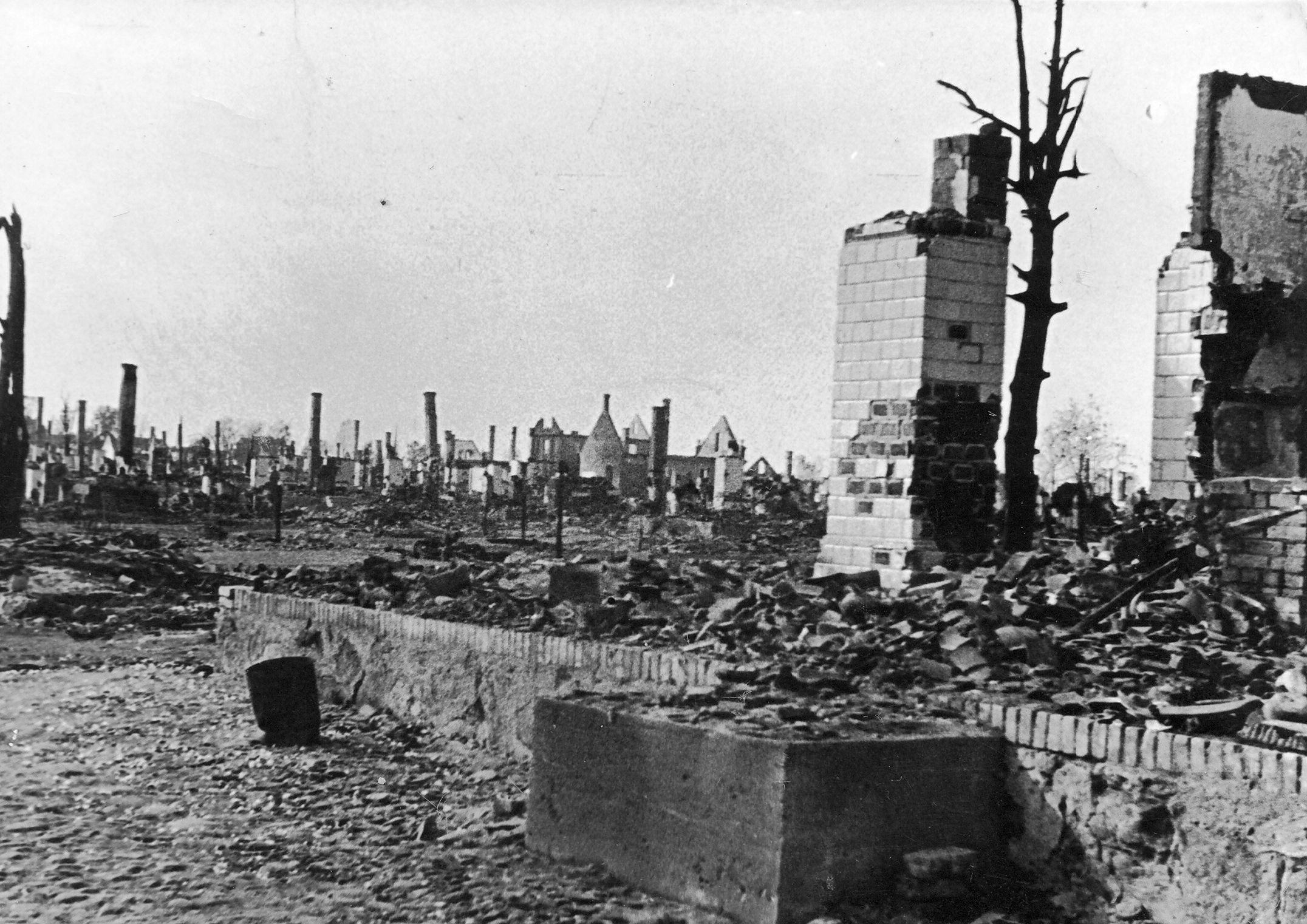
Pozostałości zniszczonej podczas wojny polskiej wsi (dokładna data nieznana)
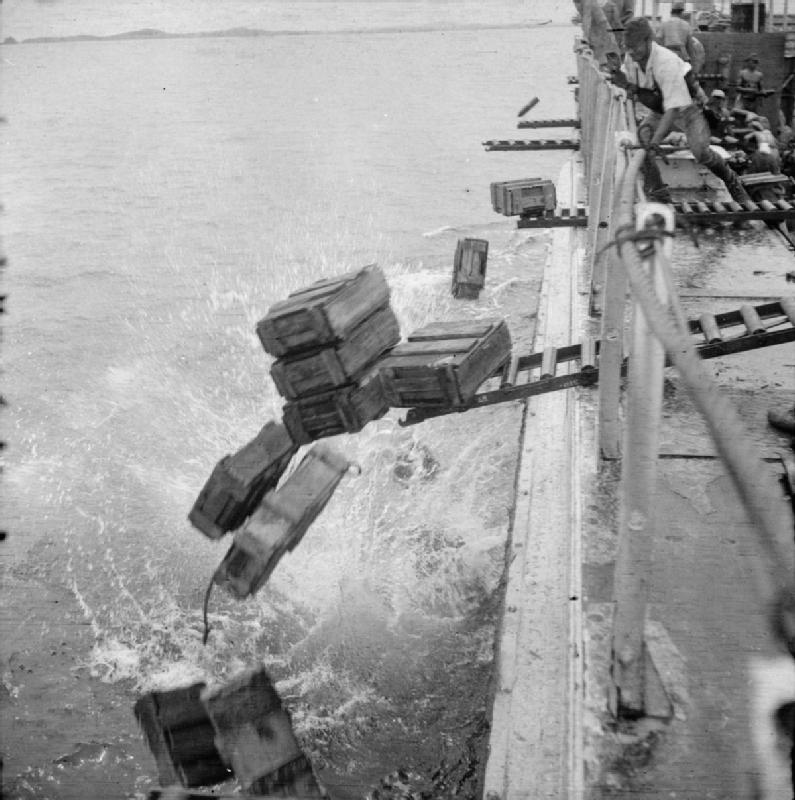
Jeńcy japońscy oddelegowani do zatapiania amunicji przejętej po odzyskaniu przez Brytyjczyków kontroli nad Singapurem (dokładna data nieznana)
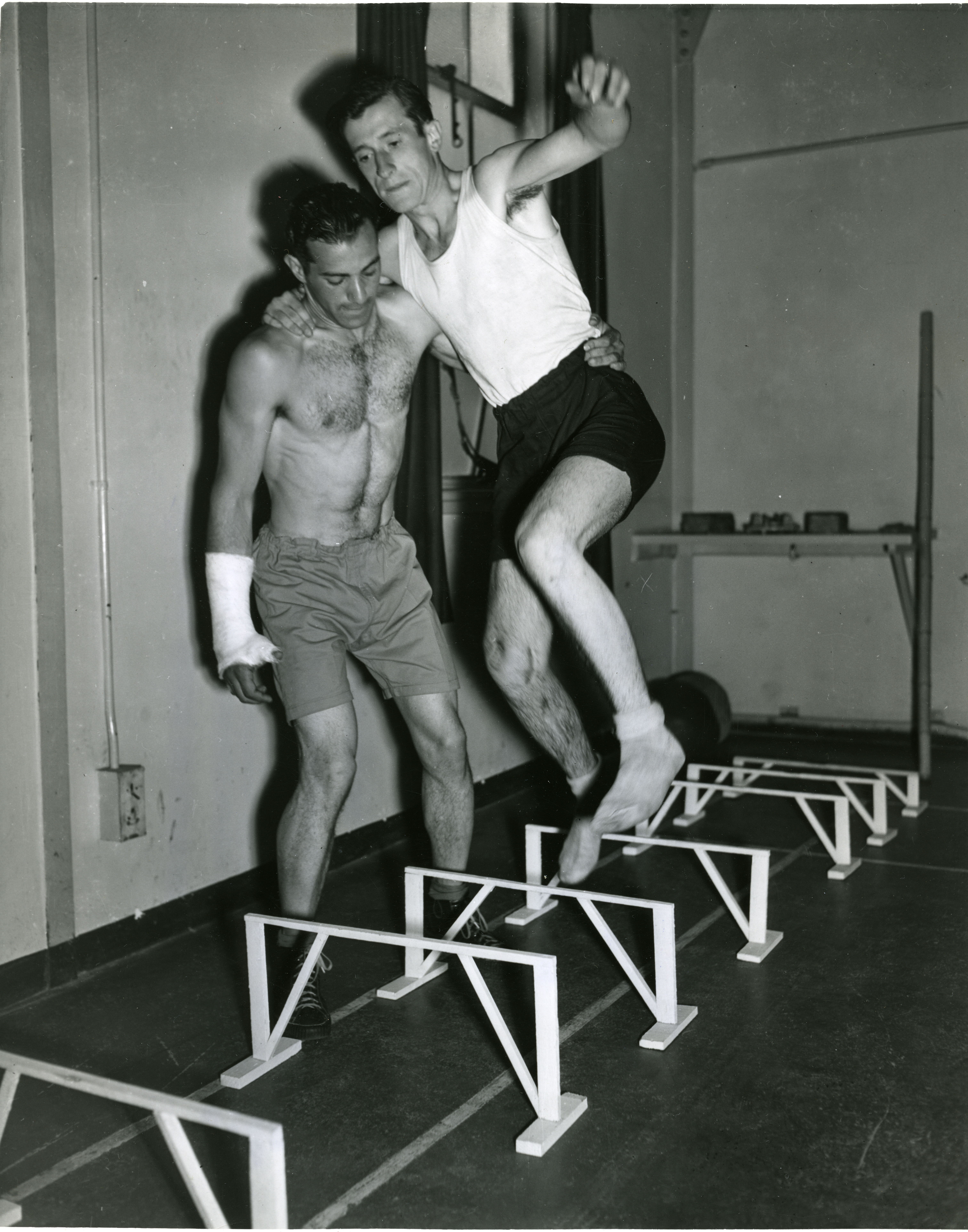
Rehabilitacja wracającego do zdrowia rannego żołnierza (dokładna data nieznana)
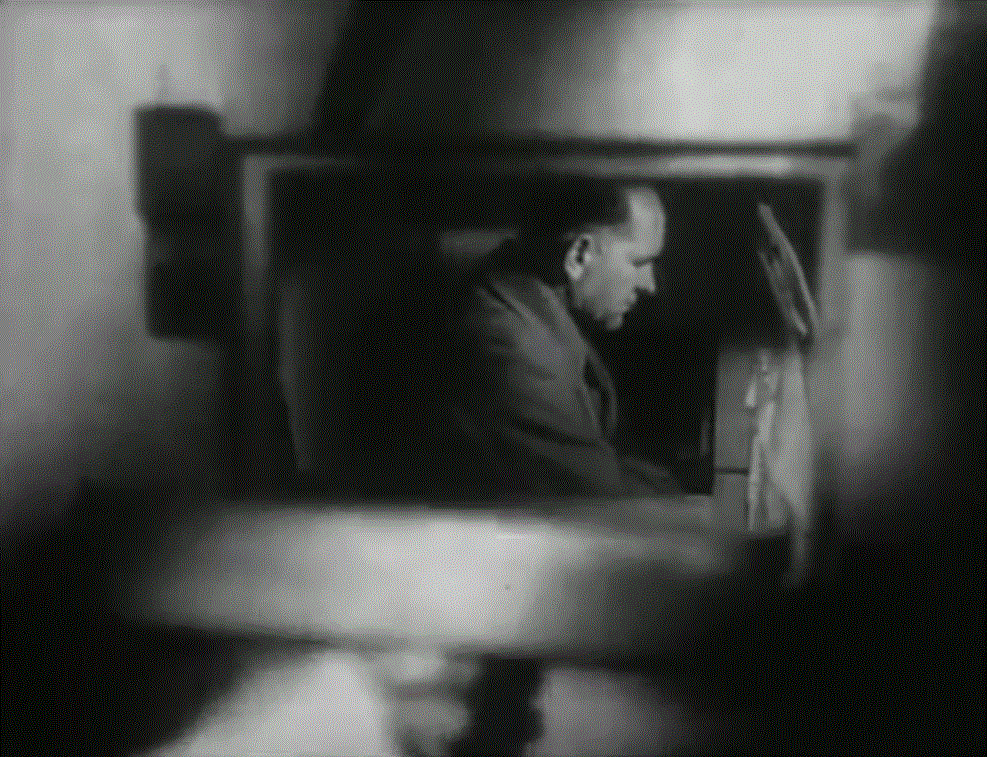
Josef Dietrich, jeden z dwóch najwyższych rangą dowódców Waffen-SS w celi (dokładana data nieznana)
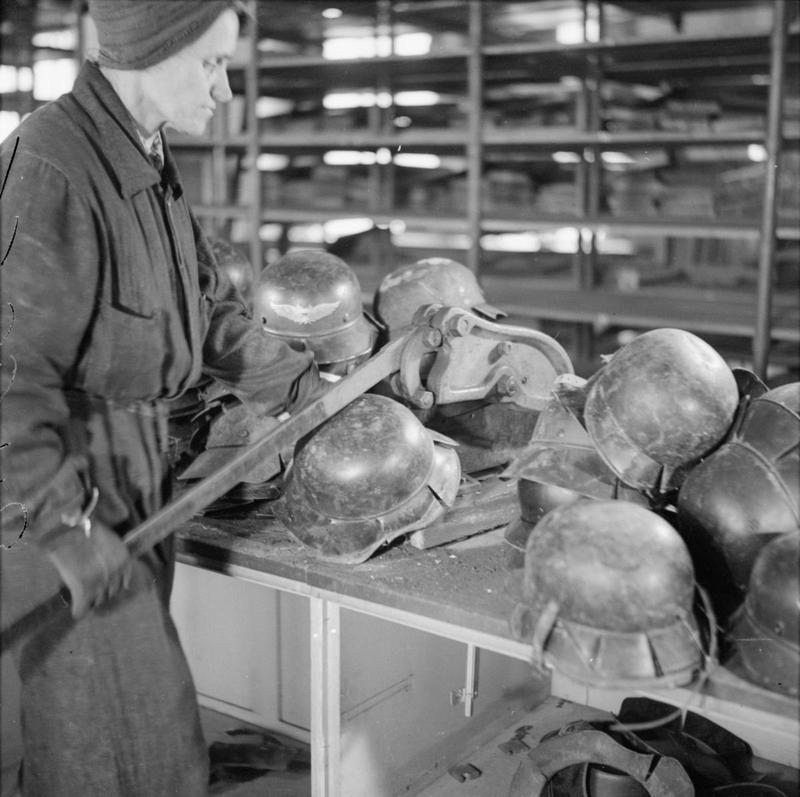
Niemieckie hełmy przerabiane na rondle w berlińskiej fabryce pod okupacją aliancką (dokładna data nieznana)
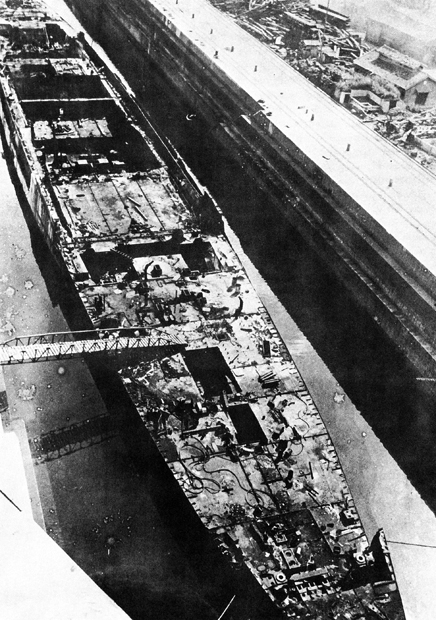
Rozbiórka nieukończonego japońskiego lotniskowca lekkiego „Ibuki” (14 marca 1947 roku)
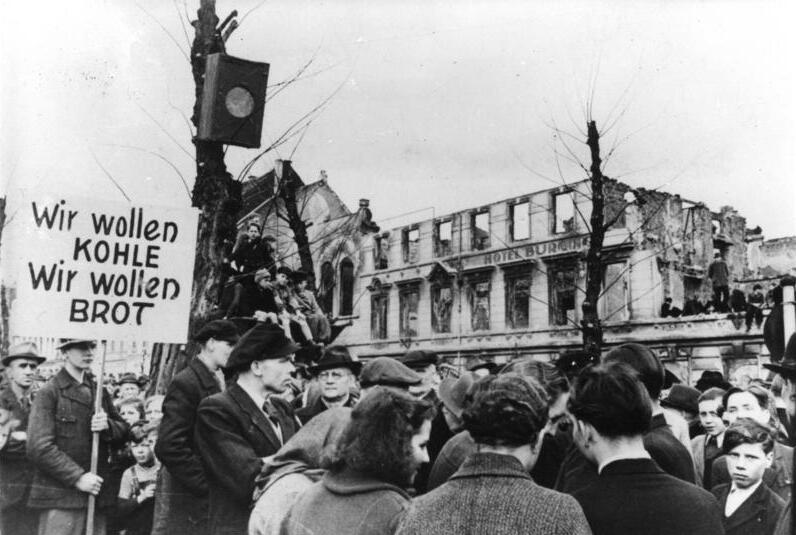
Niemcy protestują przeciwko katastrofalnym warunkom bytowania, na transparencie hasło „Chcemy węgla, chcemy chleba” (31 marca 1947 roku)
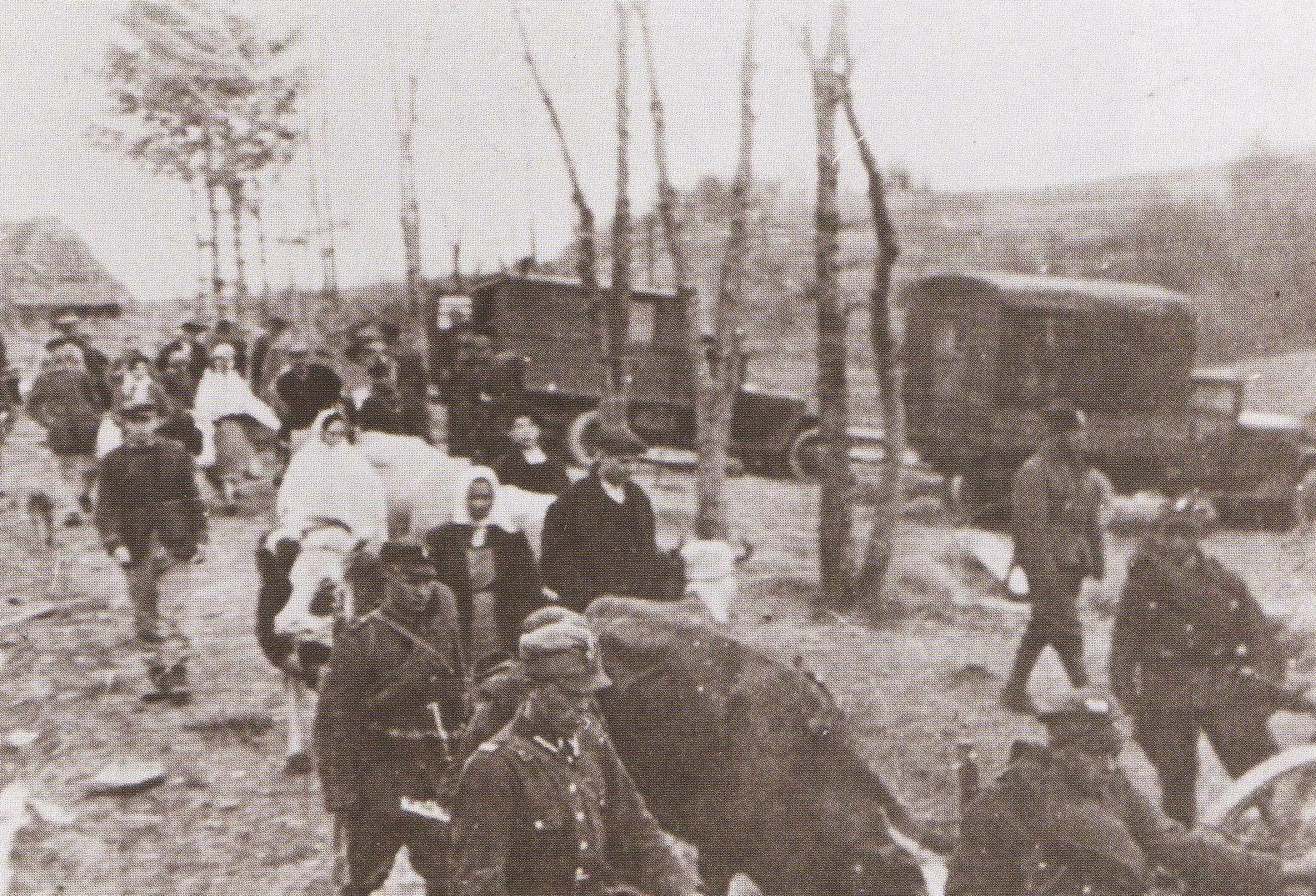
Żołnierze polscy przeprowadzający deportację Ukraińców w ramach akcji „Wisła” (kwiecień 1947 roku)
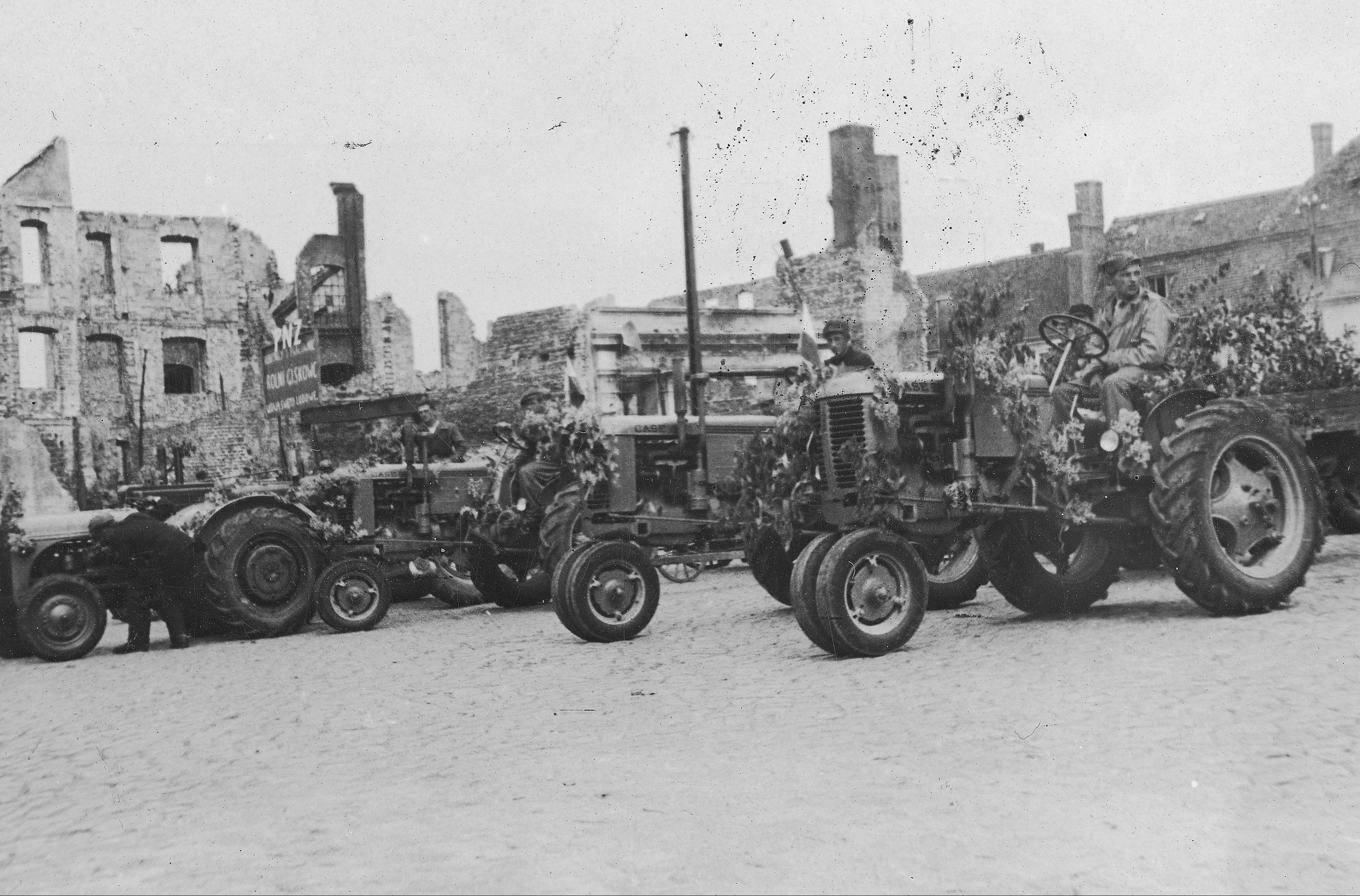
Obchody Święta Morza w wciąż zrujnowanym mieście Stettin przemianowanym po włączeniu do Polski na Szczecin (29 czerwca 1947 roku)
Ocalali z Holocaustu Żydzi we włoskim obozie dla osób przemieszczonych w Barletcie (1947 rok)
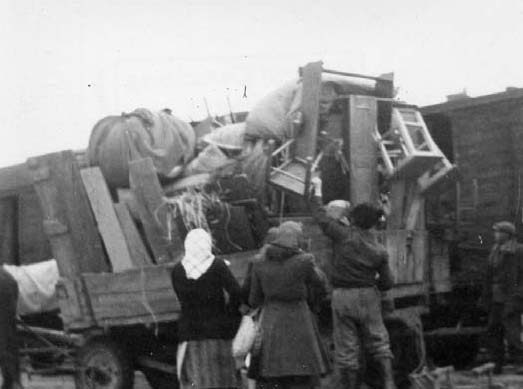
Podczas II wojny światowej Węgry zaatakowały i zdobyły tereny południowej Słowacji zamieszkałe przez etnicznych Węgrów, tak więc by pozbyć się zagrożenia dla integralności terytorialnej nowe władze czechosłowackie deportowały część z nich w głąb Czech (1947 rok)
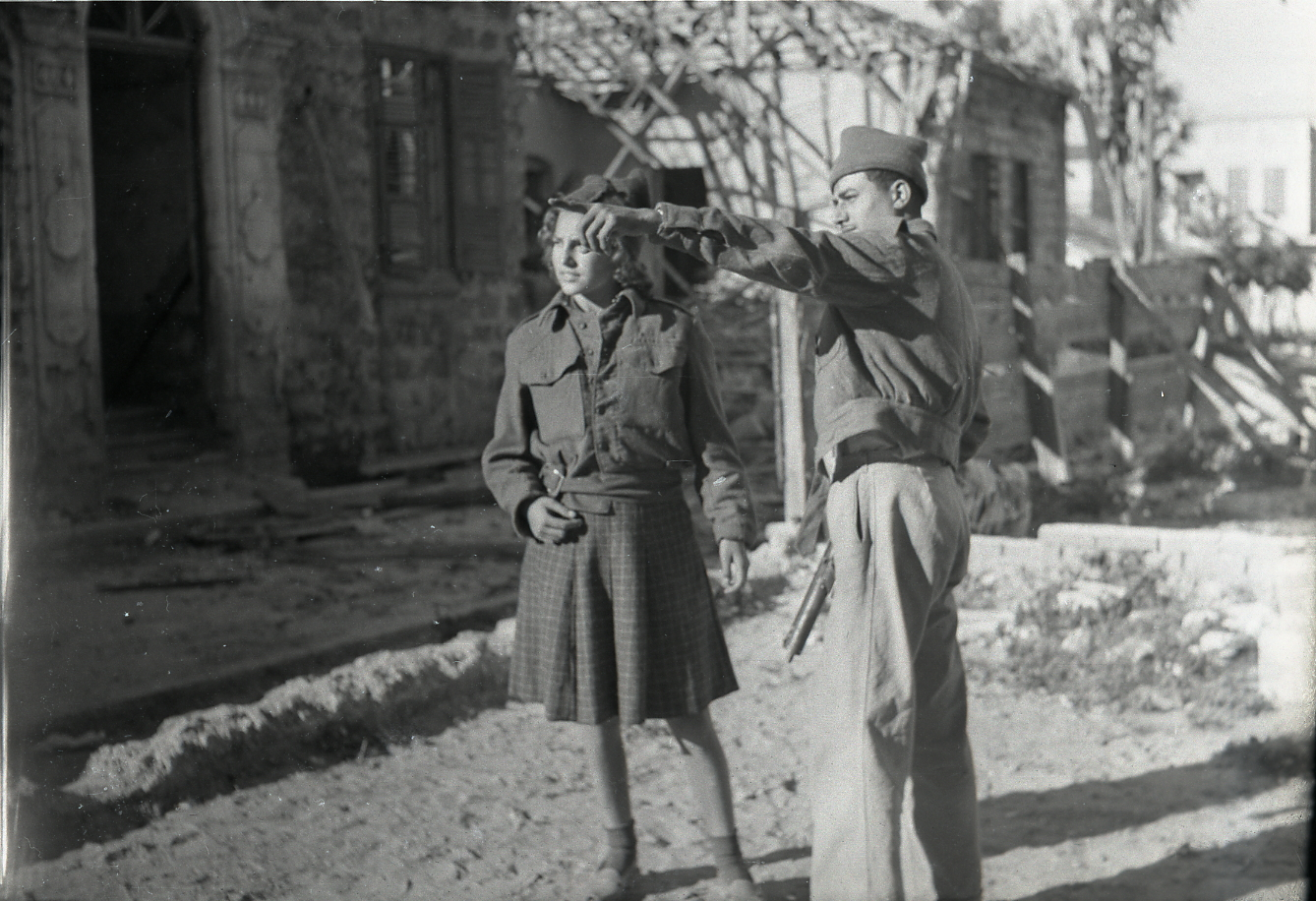
Żydowscy bojownicy o niepodległość na pozycjach obronnych w Tel Awiwie podczas wojny z Arabami (1947 rok)
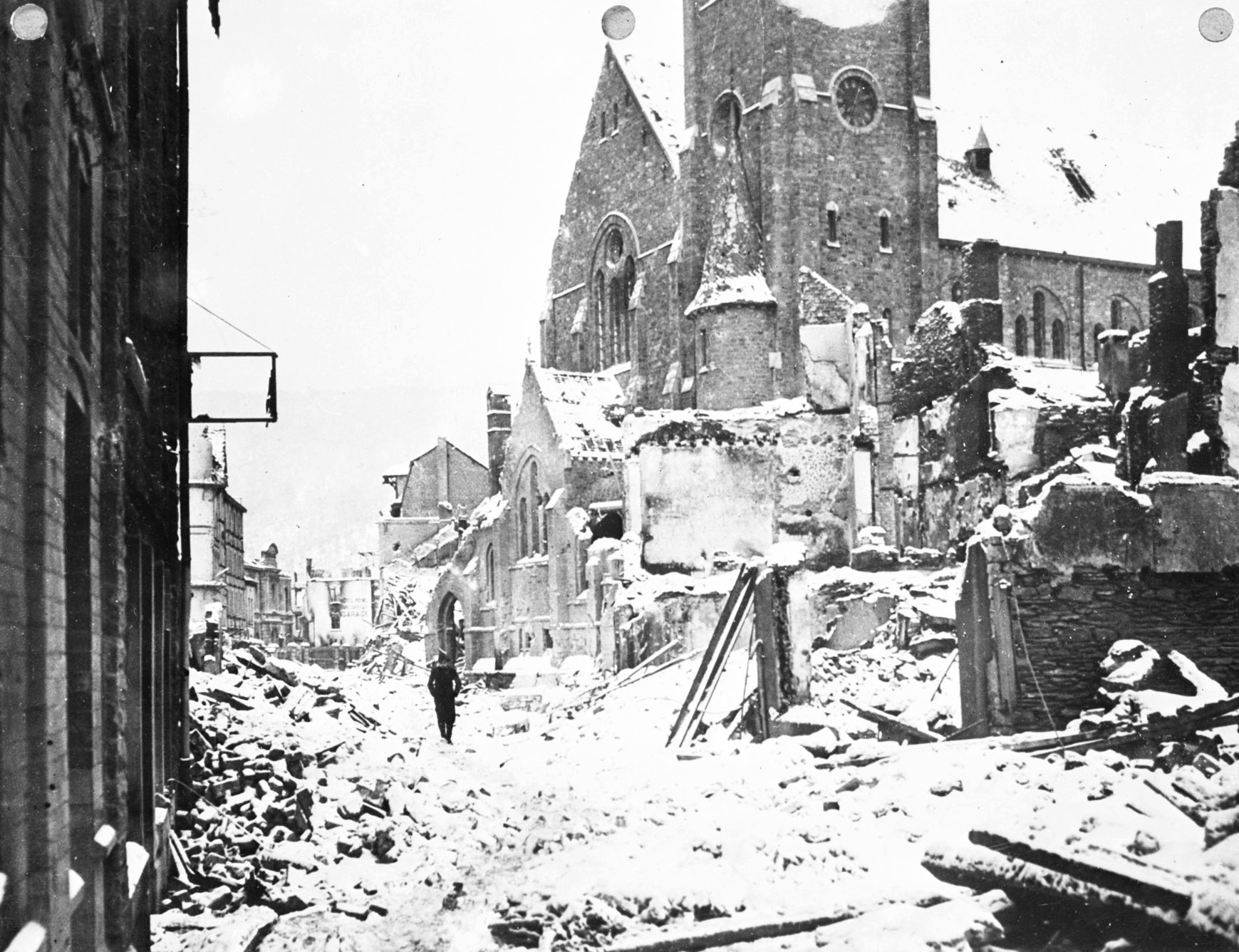
Wciąż nieuprzątnięte zniszczenia w belgijskim La Roche-en-Ardenne (1 stycznia 1948 roku)
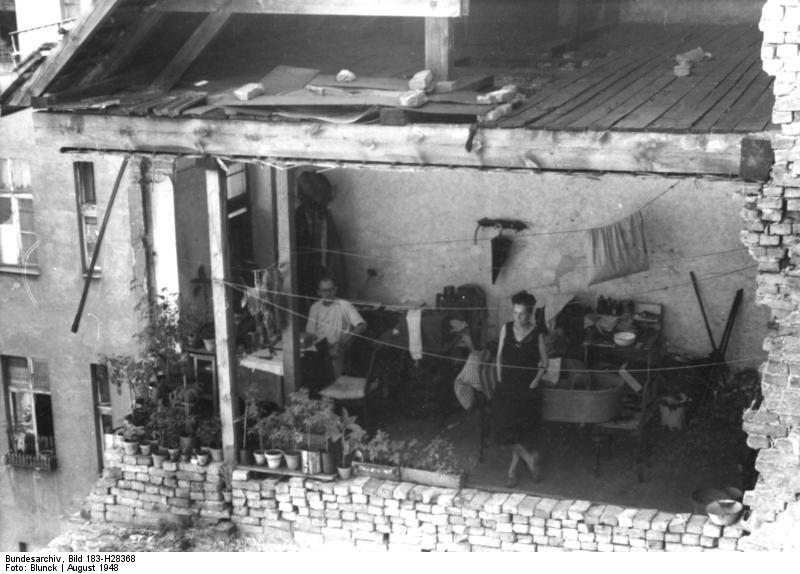
Codzienne powojenne życie zorganizowane w wciąż zrujnowanym, choć uprzątniętym Berlinie (sierpień 1948 roku)
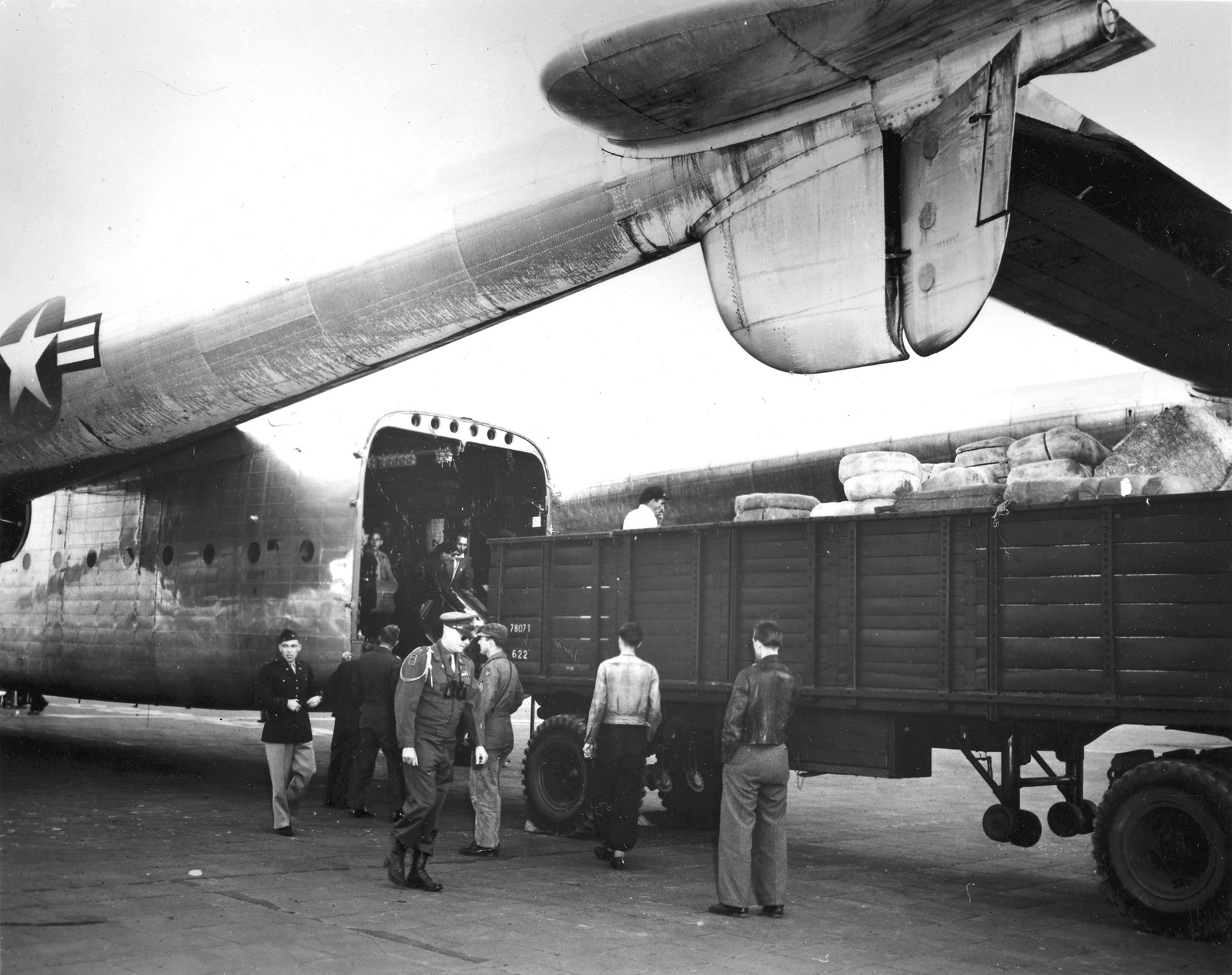
Rozładunek zapasów dostarczanych mostem powietrznym do odciętego Berlina Zachodniego podczas radzieckiej blokady miasta eskalującej napięcia między Zachodem a ZSRR (ok. 1948 roku)
Huta żelaza w Völklingen w granicach Protektoratu Saary pracuje na rzecz gospodarki francuskiej (między 1948 a 1955 rokiem)
Domy dla włoskich rolników z Matery wznoszone w ramach Planu Marshalla (między 1948 a 1955 rokiem)
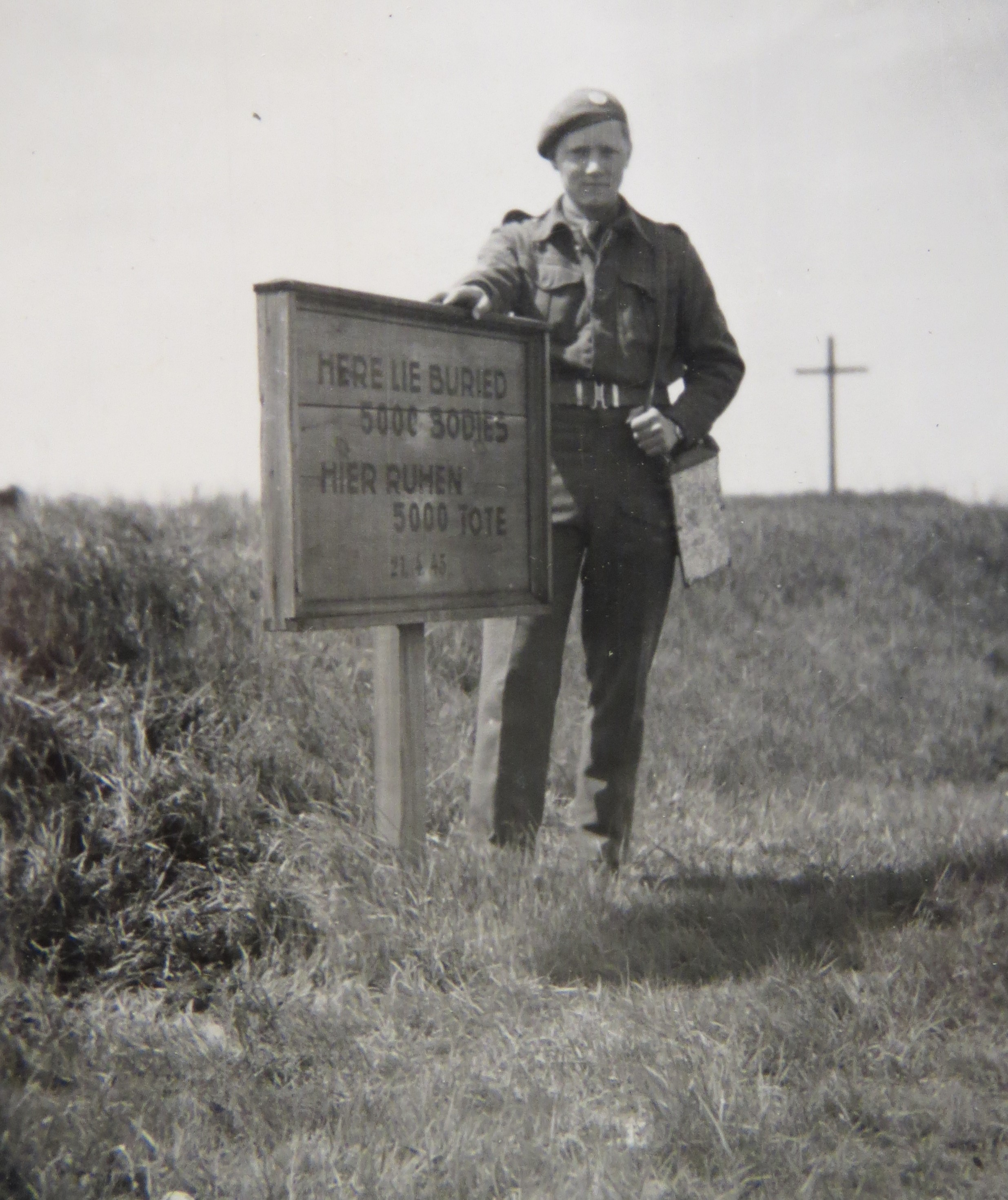
Żołnierz norweski stacjonujący w okupowanych Niemczech stoi przy znaku informującym, że w 1945 roku w tym oto miejscu pochowano pięć tysięcy ciał (1 maja 1949 roku)
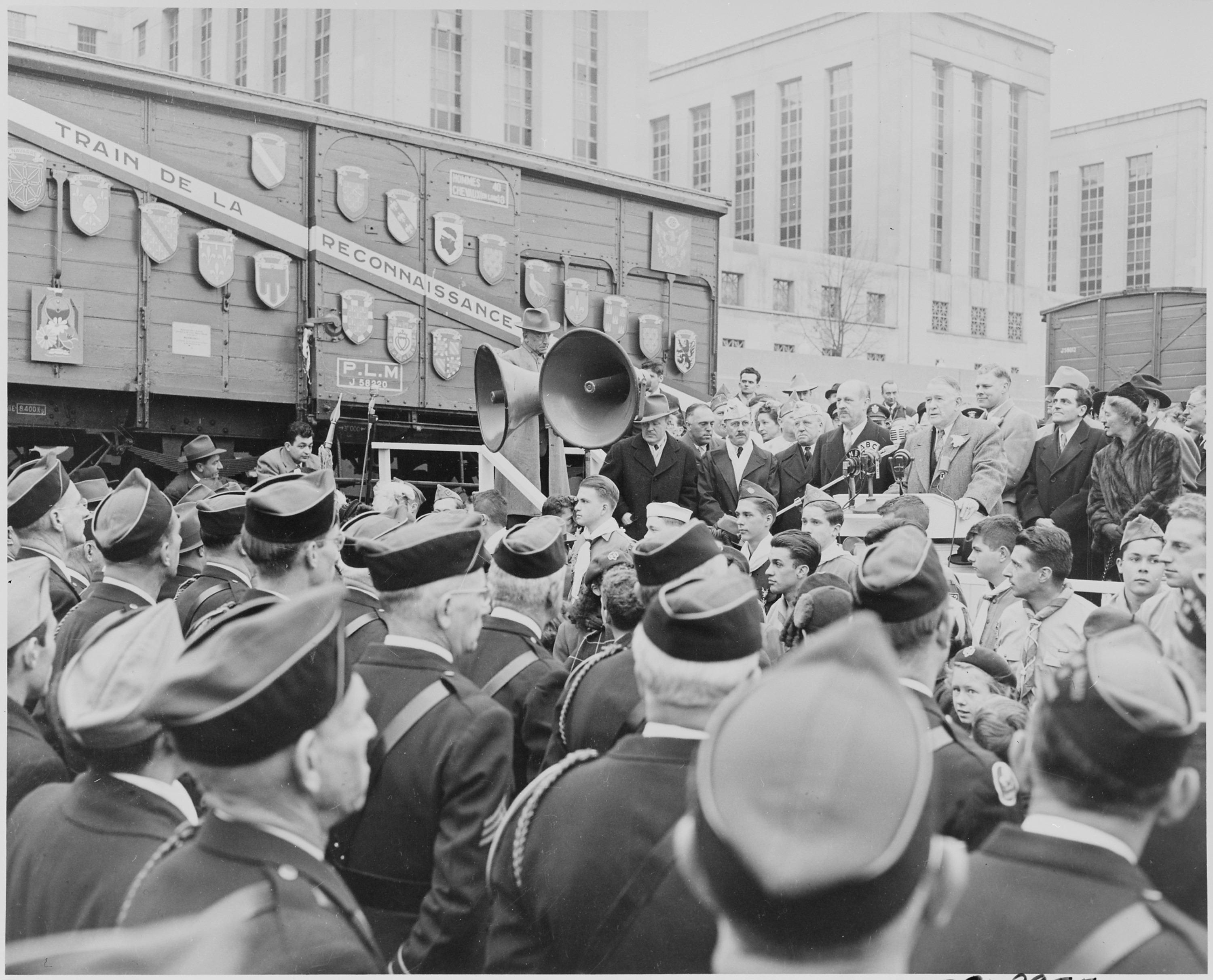
Wiceprezydent Stanów Zjednoczonych Alben Barkley przemawia do tłumu zgromadzonego pod „Pociągiem Wdzięczności”, wysłanym do USA przez Francję udekorowanym składem czterdziestu dziewięciu wagonów transportowych z czasów I wojny światowej będącym symbolicznym podziękowaniem Francuzów za wsparcie amerykańskie podczas II wojny światowej i w powojennej odbudowie kraju (6 luty 1949 roku)
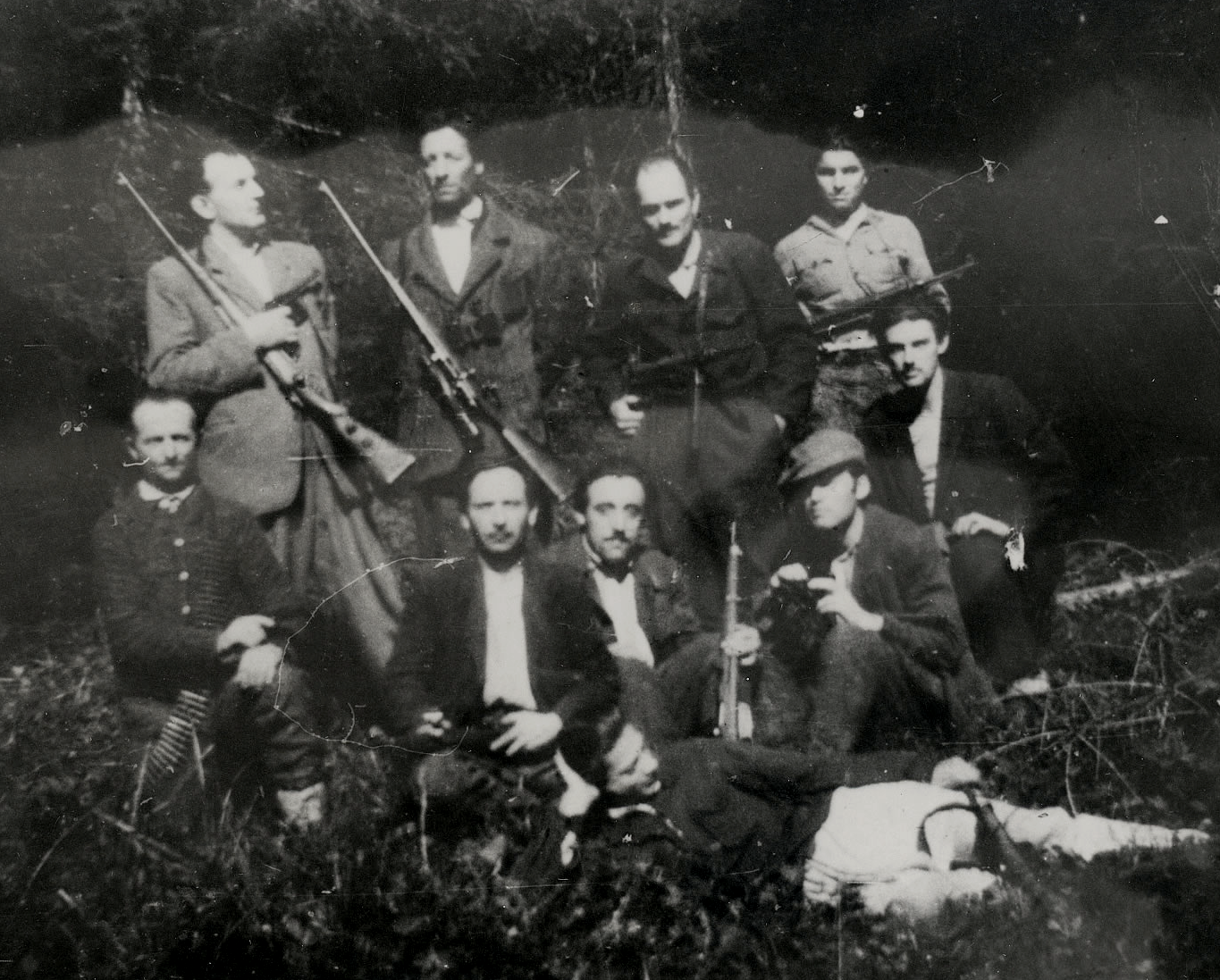
Oddział rumuńskich partyzantów złożonych z byłych członków i sympatyków Żelaznej Gwardii stawiający opór radzieckiej dominacji w kraju i władzom komunistycznym (wrzesień 1949 roku)
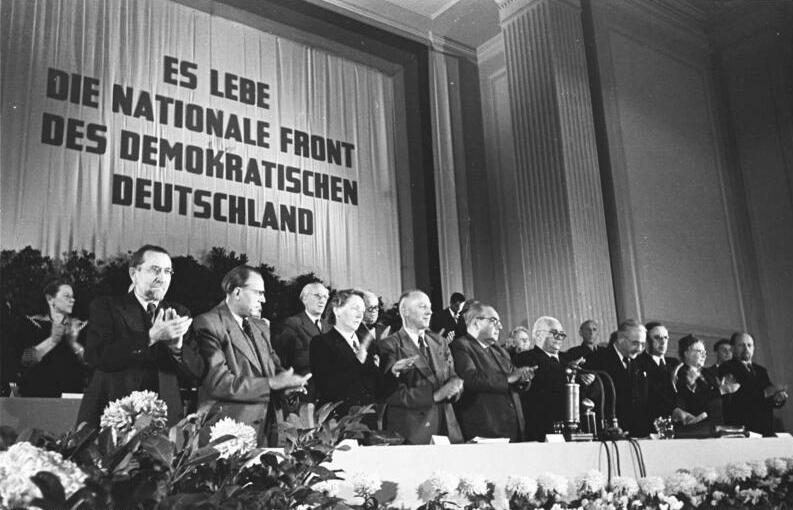
Uchwała proklamacyjna NRD, formalny kres powojennej okupacji Niemiec (7 października 1949 roku)
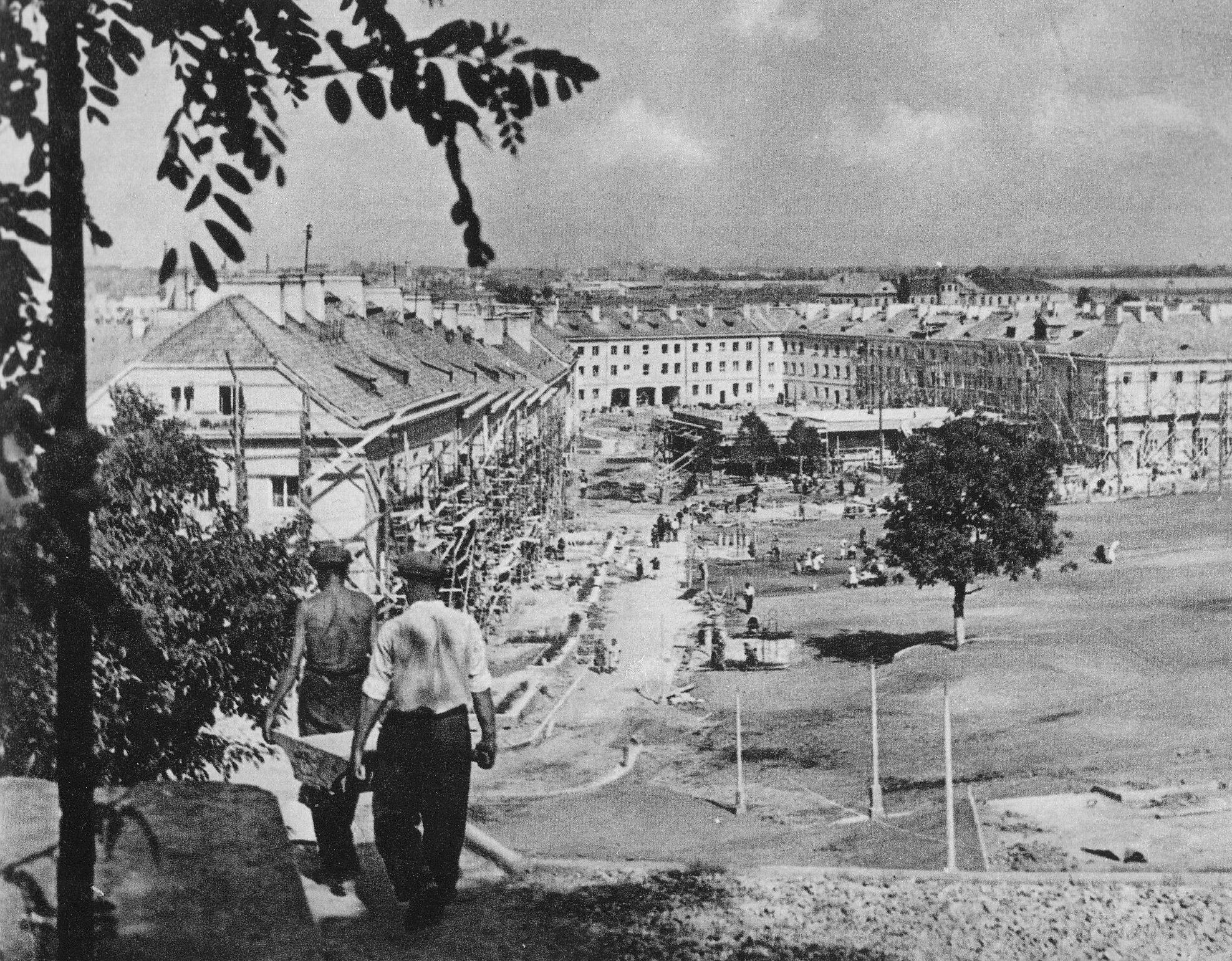
Polacy odbudowujący Warszawę, tu Mariensztat (1949 rok)
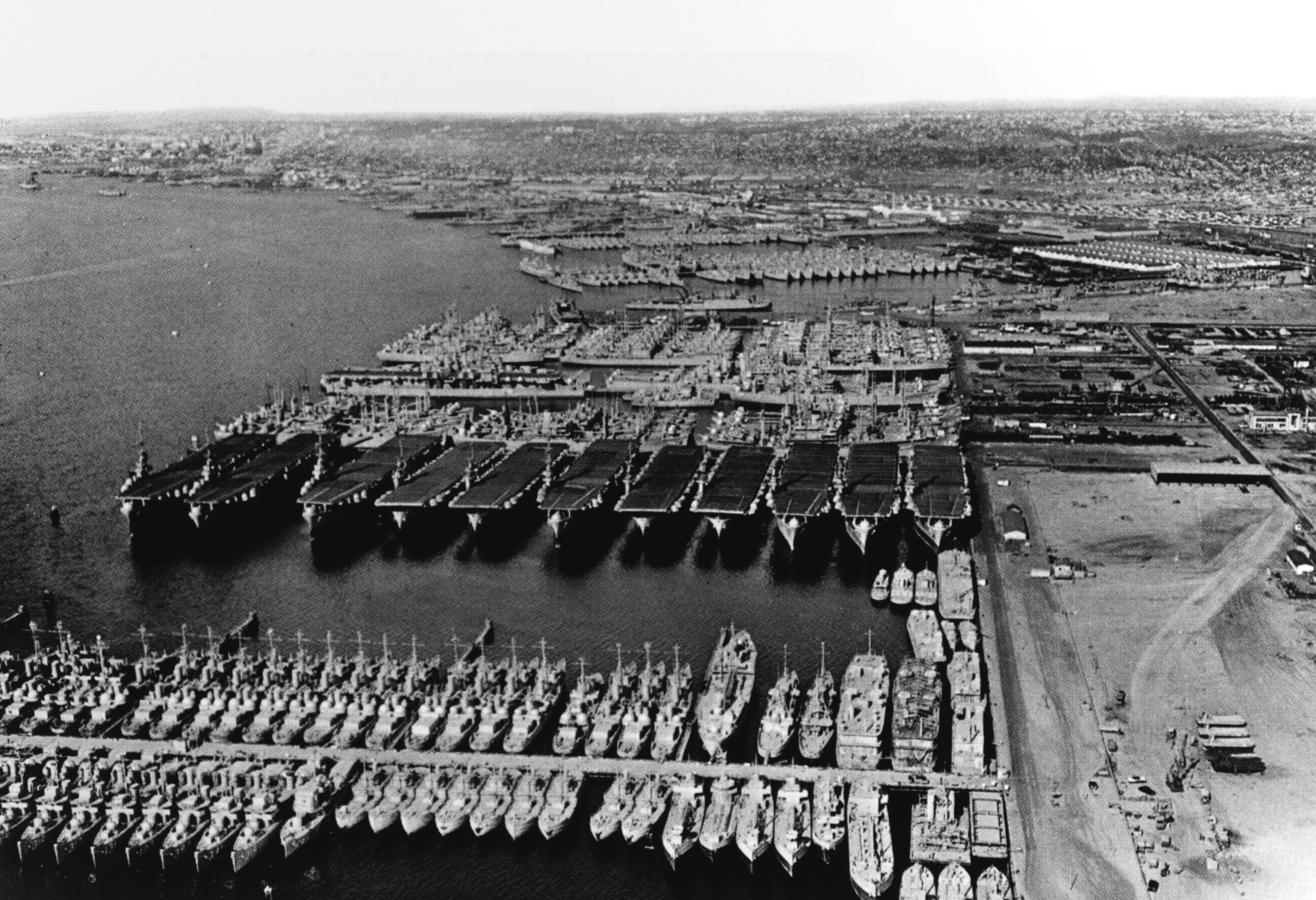
Nadmiar okrętów US Navy budowanych masowo w trakcie wojny stoi bezczynnie (lata pięćdziesiąte XX wieku)
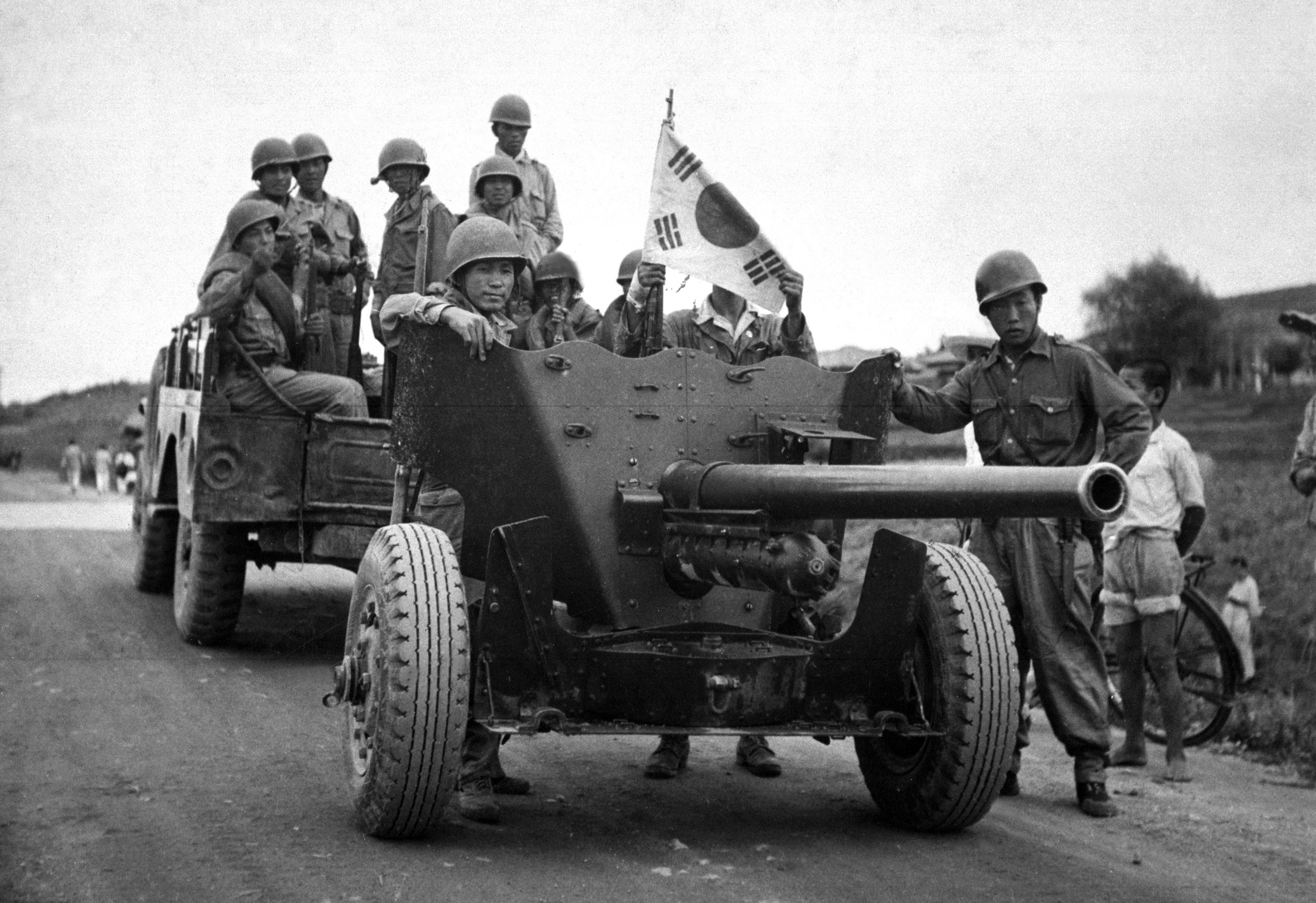
Żołnierze południowokoreańscy ruszają odeprzeć inwazję północnokoreańską, początek wojny w Korei (czerwiec 1950 roku)
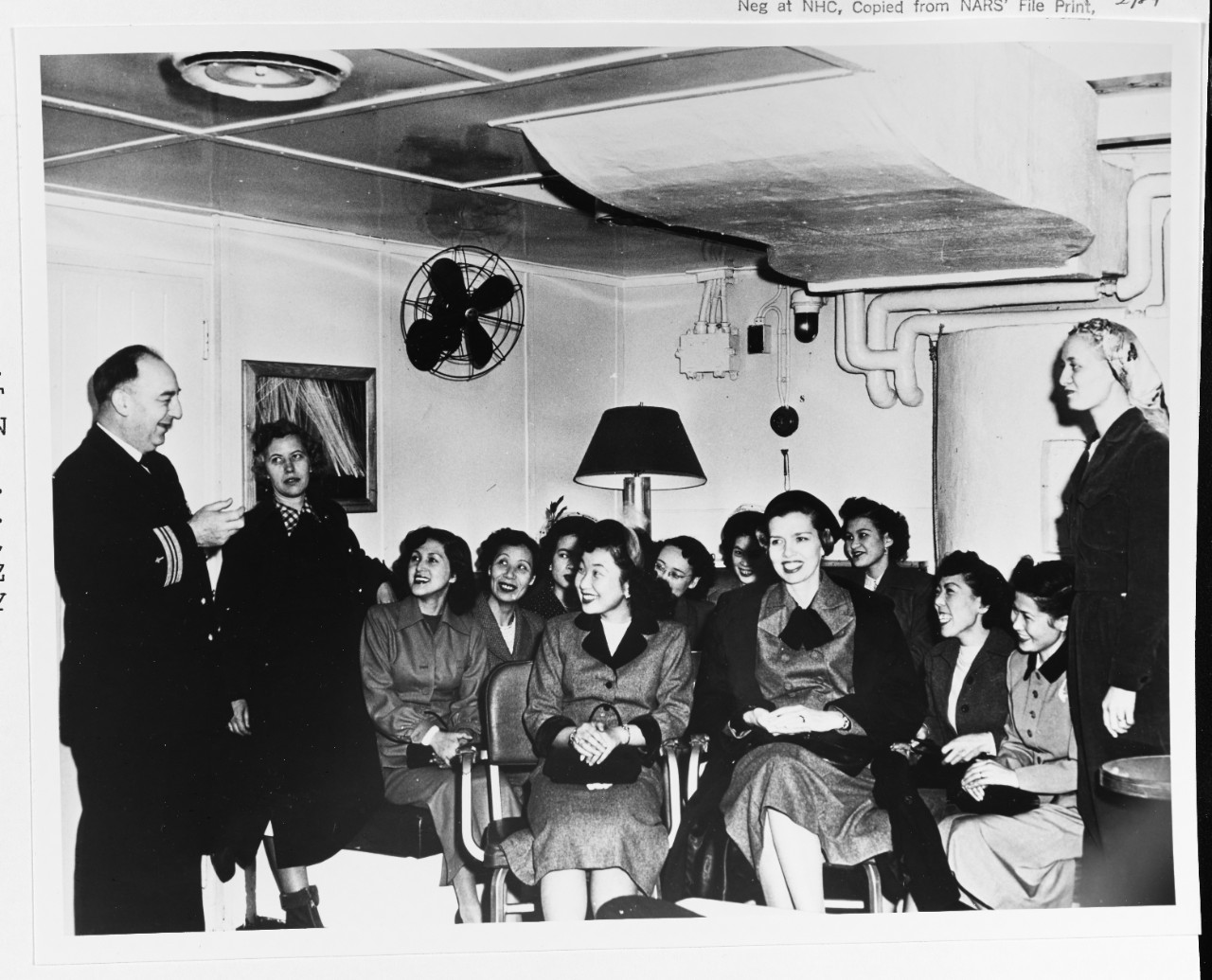
Amerykański oficer tłumaczy tamtejsze zwyczaje płynącym do USA Japonkom, które poślubiły stacjonujących w okupowanej Japonii Amerykanów (19 grudnia 1951 roku)
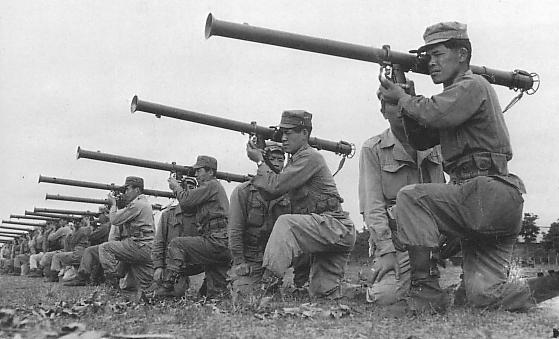
Pozbawienie Japonii jakichkolwiek sił zbrojnych czyniło ją całkowicie zależną od wojsk amerykańskich w kwestii bezpieczeństwa, co za tym idzie, podatną na agresję ze strony bloku wschodniego – po wybuchu wojny koreańskiej podjęto decyzję o utworzeniu pierwszej formacji uzbrojonej, Narodowej Rezerwy Policji, która wyewoluowała w Japońskie Siły Samoobrony (1951 rok)
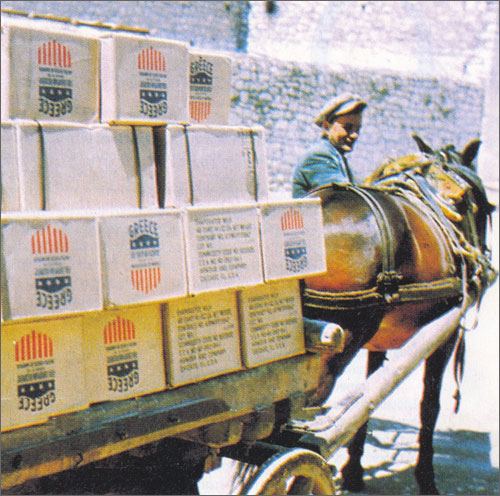
Pomoc w ramach Planu Marshalla dociera do Grecji (1952 rok, koloryzowane)
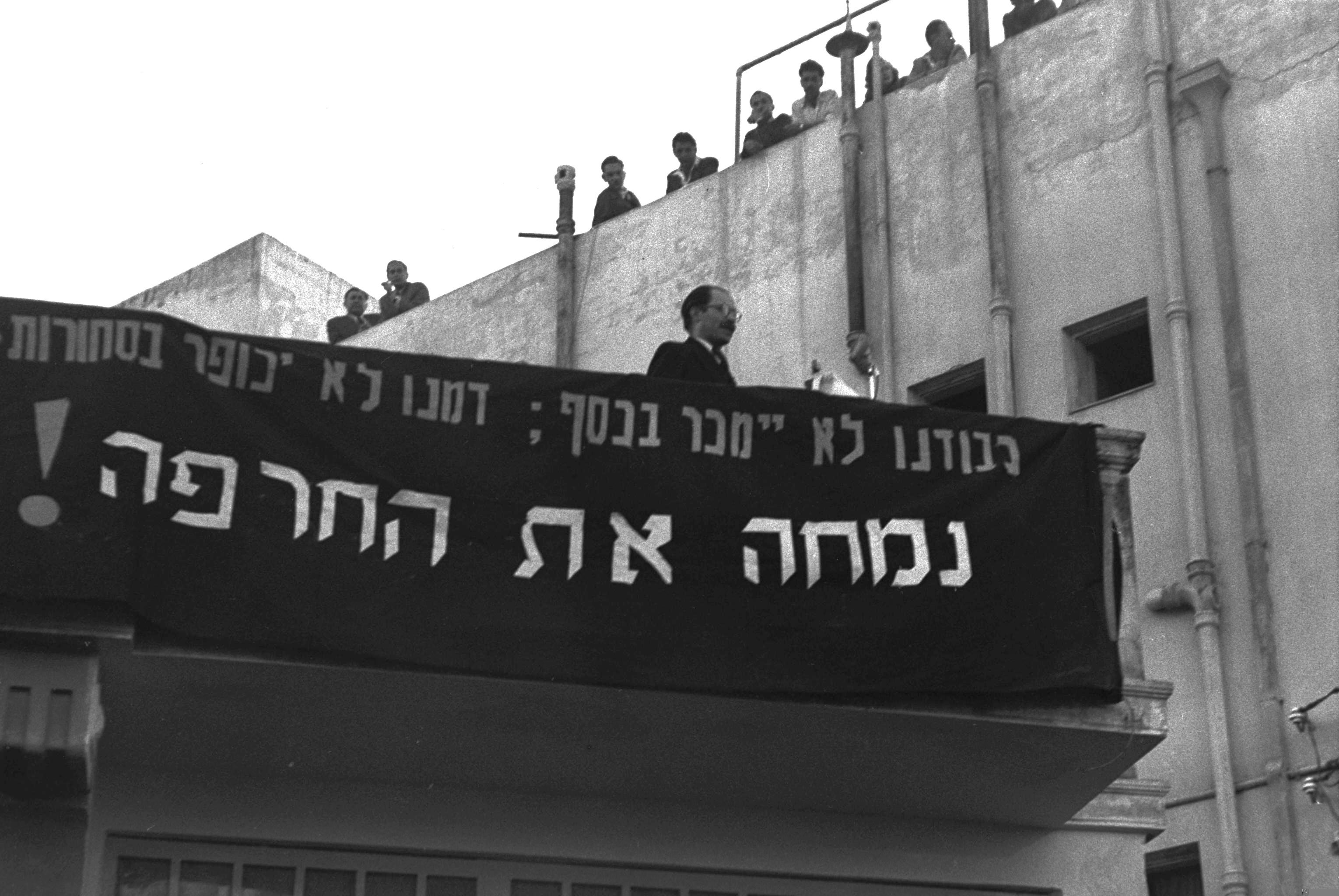
Izraelski polityk Menachem Begin, późniejszy premier, zwraca się do tłumu protestującego w Tel Awiwie przeciwko negocjowaniu odszkodowań za Holocaust od Niemców, na transparencie hasła: „Nie godzi się oddawać naszego honoru za pieniądze! Nie wolno odkupywać naszej krwi dobrami! Sprzeciwmy się wstydowi!” (25 lutego 1952 roku)
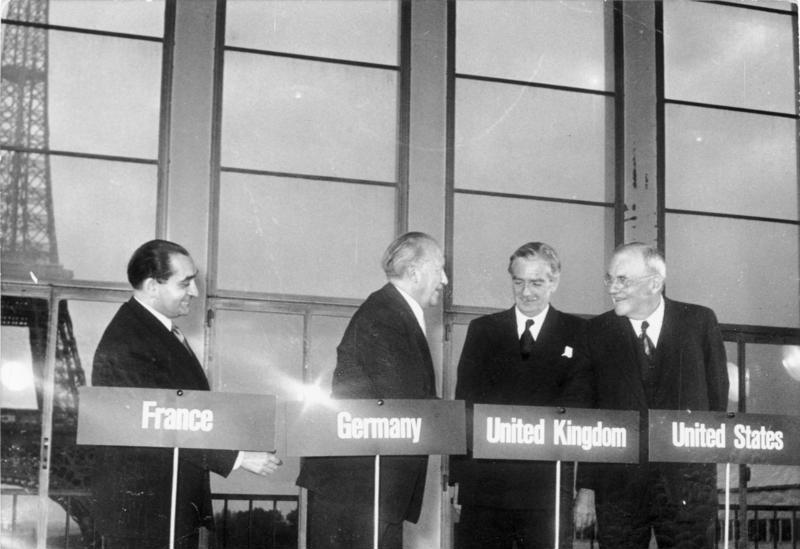
Kanclerz RFN Konrad Adenauer negocjuje z przedstawicielami mocarstw zachodnich pozwolenie na ponowne uzbrojenie Niemiec w obliczu zimnej wojny (20 października 1954 roku)
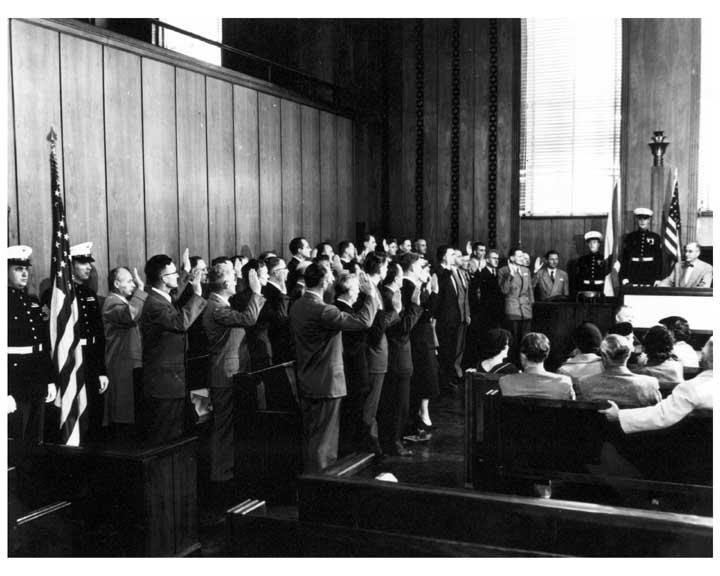
Trzydziestu dziewięciu niemieckich naukowców pracujących dla III Rzeszy pozyskanych przez USA w ramach operacji „Paperclip” składa przysięgę wierności przed otrzymaniem obywatelstwa Stanów Zjednoczonych (11 listopada 1954 roku)
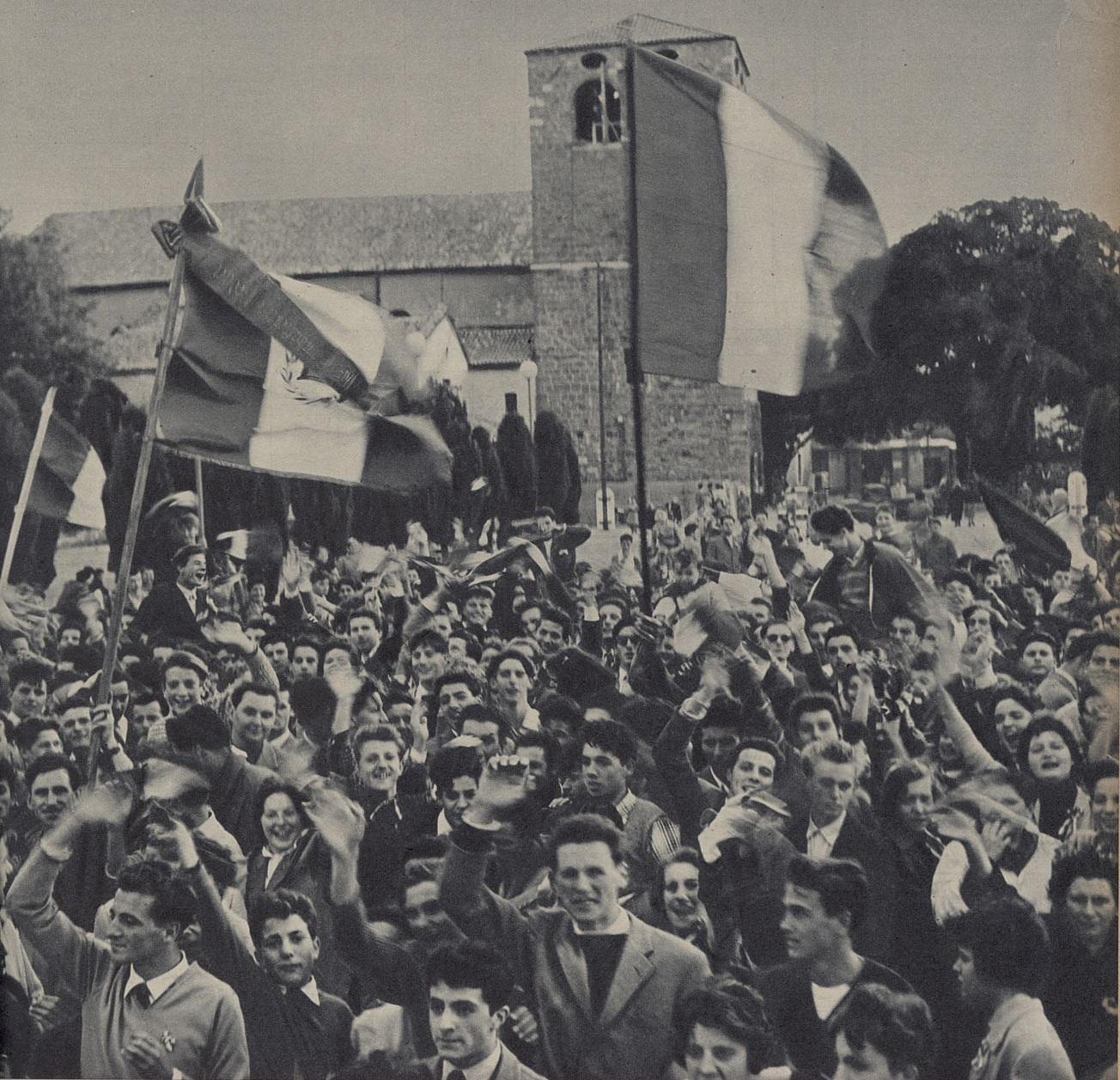
Uroczystości z okazji powrotu Triestu w granice Włoch (1954 rok)
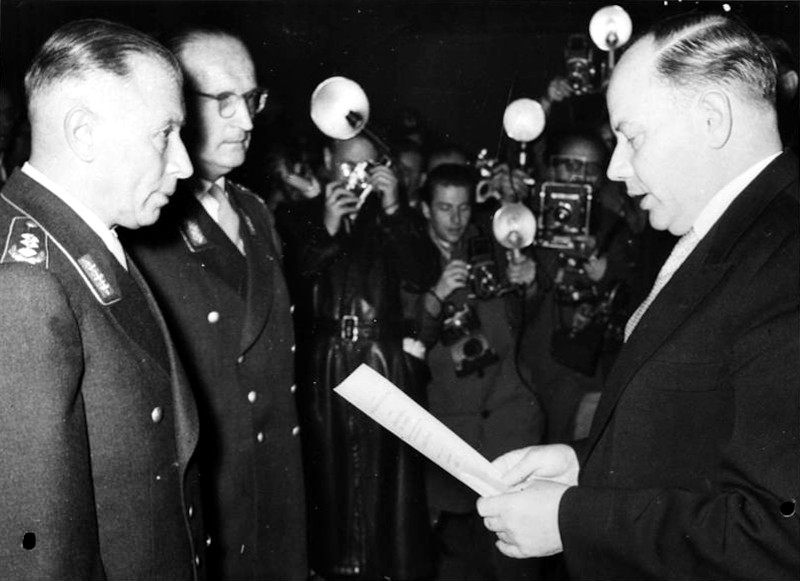
Odrodzenie niemieckich sił zbrojnych i narodziny Bundeswehry – generałowie porucznicy Wehrmachtu, współpracujący z Hitlerem sztabowiec Adolf Heusinger wyznaczony na dowódcę wojska i opozycja antyhitlerowski Hans Speidel mający stać się czołową postacią odbudowy armii składają przysięgę pierwszemu powojennemu ministrowi obrony, Theodorowi Blankowi (11 listopada 1955 roku)
Powrót ocalałych jeńców niemieckich z niewoli w ZSRR, jeden z nich informuje kobietę, że jej syn nie przeżył (1955 rok)
Radziecki generał lejtnant Siergiej Kabanow podnosi szlaban umożliwiając fińskiemu prezydentowi Urho Kekkonenowi wjazd na teren dotychczas zamkniętej i pilnie strzeżonej Porkkali – po II wojnie światowej ZSRR wymusił na Finlandii pięćdziesięcioletnią dzierżawę tych ziem, lecz zwrócił je już w 1956 roku m.in. za sprawą uległości Kekkonena (24 stycznia 1956 roku)
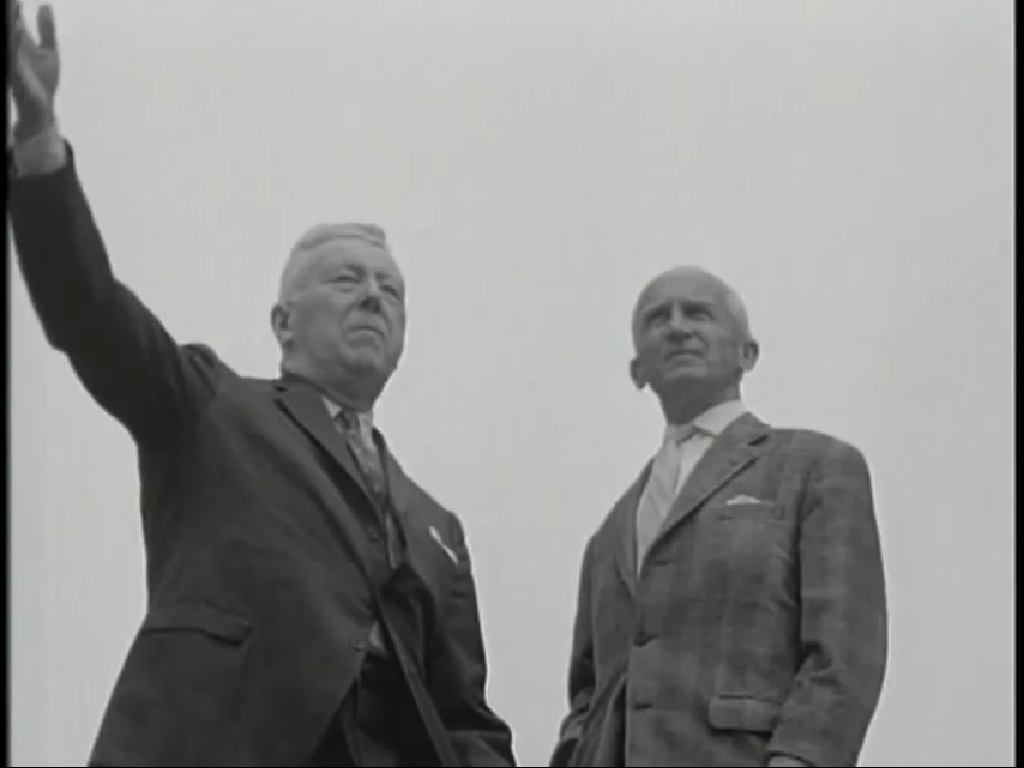
Generałowie, Amerykanin Clarke (po lewej) i Niemiec Manteuffel omawiają bitwę o Sankt Vith z grudnia 1944 roku, w której to dowodzili walczącymi stronami (1965 roku)
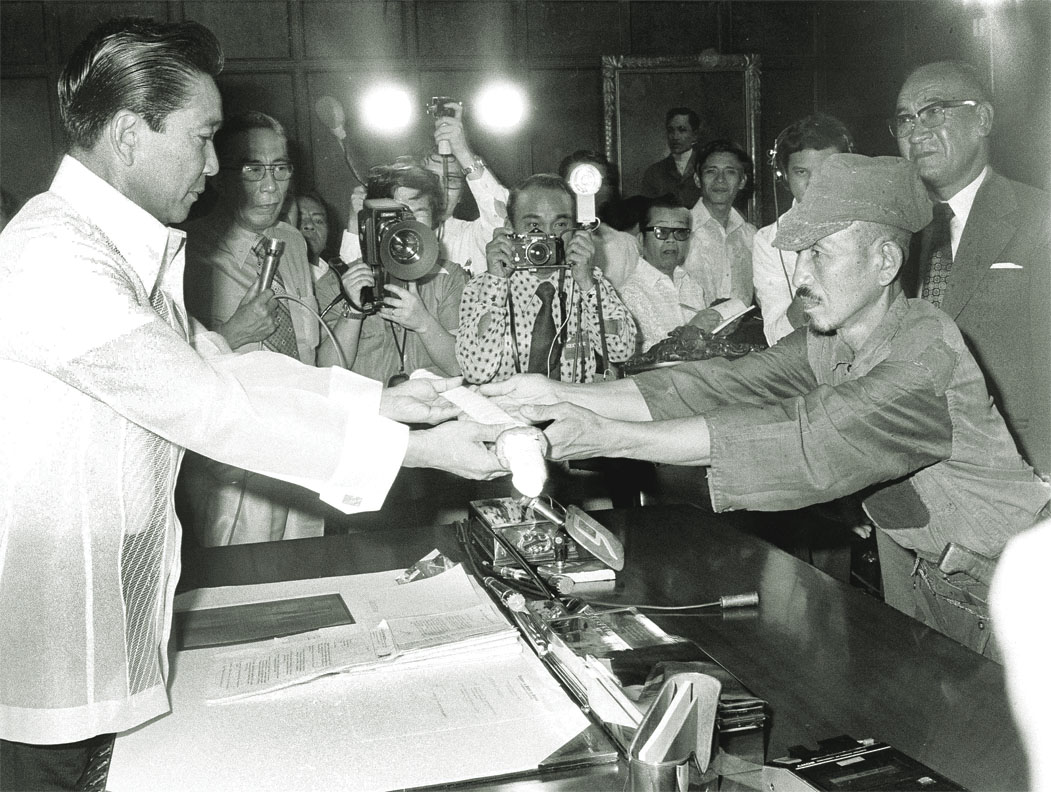
Kontynuujący walkę dwadzieścia dziewięć lat po zakończeniu wojny japoński podporucznik Hirō Onoda poddaje się składając swój miecz na ręce filipińskiego prezydenta Ferdinanda Marcosa (11 marca 1974 roku)
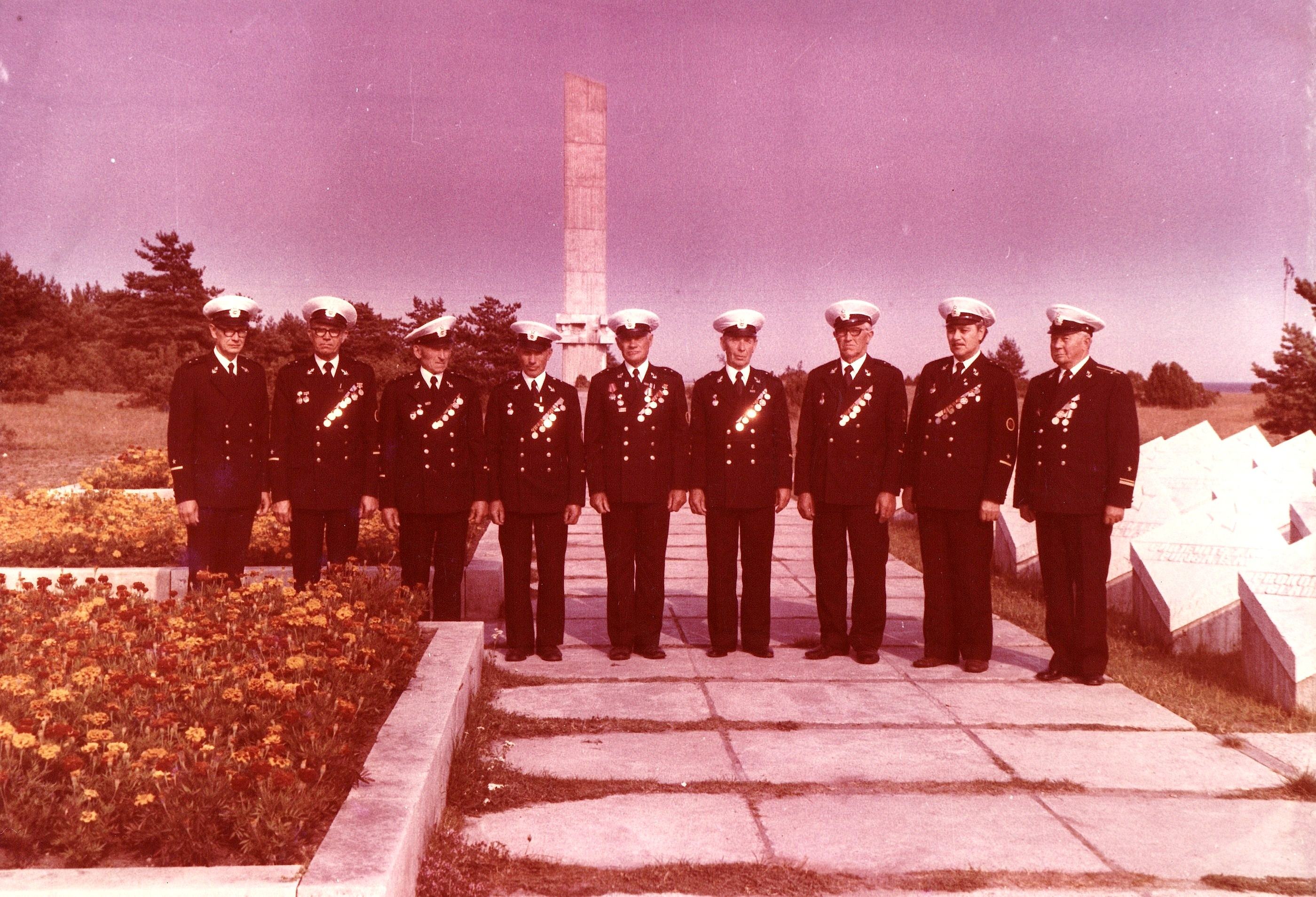
Spotkanie estońskich weteranów 41 Gwardyjskiego Korpusu Strzeleckiego Armii Czerwonej pod pomnikiem we wsi Tehumardi ku czci ich formacji (1980 rok)
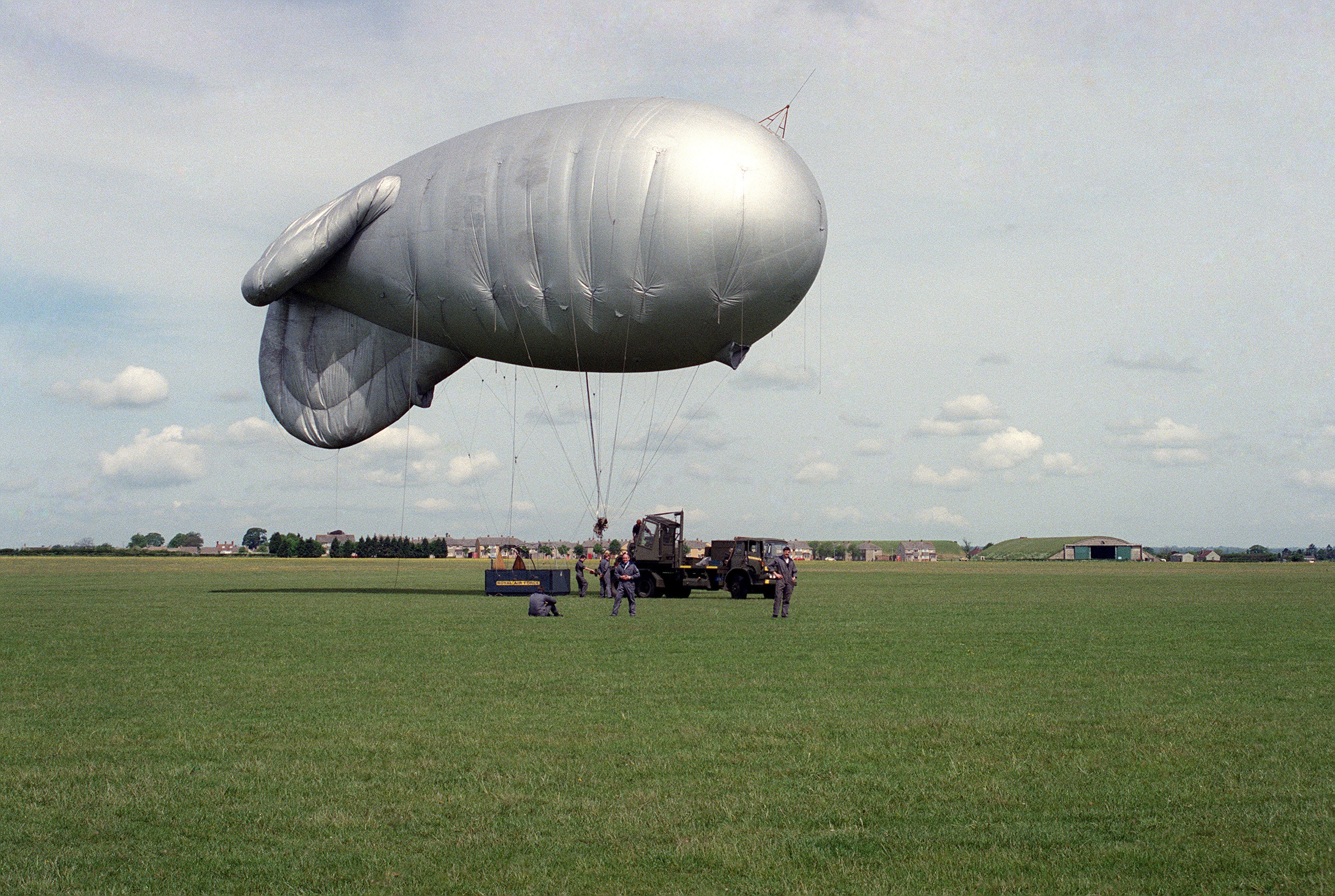
Czterdziestą rocznicę D-Day zdecydowano się uczcić ponownym nadmuchaniem oryginalnego balonu, z którego skakali alianccy spadochroniarze w Normandii i symbolicznym ponownym zrzutem skoczka w tym samym miejscu i w ten sam sposób co w 1944 roku, tu ćwiczenia do pokazu (2 czerwca 1984 roku)
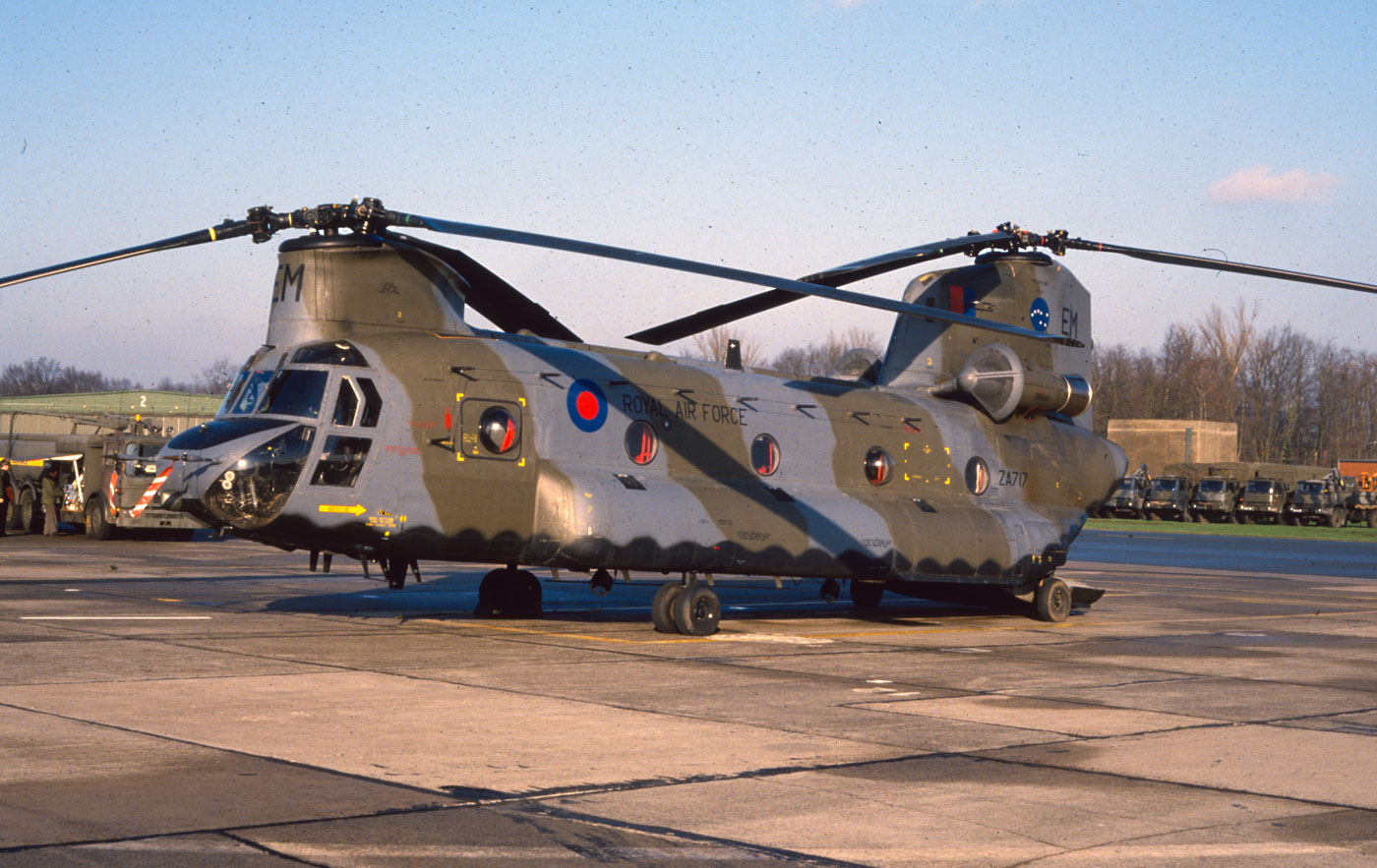
Siły Royal Air Force na lotnisku w Gütersloh, jednej z licznych zachodnich baz wojskowych na ziemiach niemieckich utrzymywanych po II wojnie światowej – Gütersloh alianci zajęli w kwietniu 1945 roku, a ostatni żołnierze brytyjscy opuścili je we wrześniu 2016 roku (1 sierpnia 1987 roku)
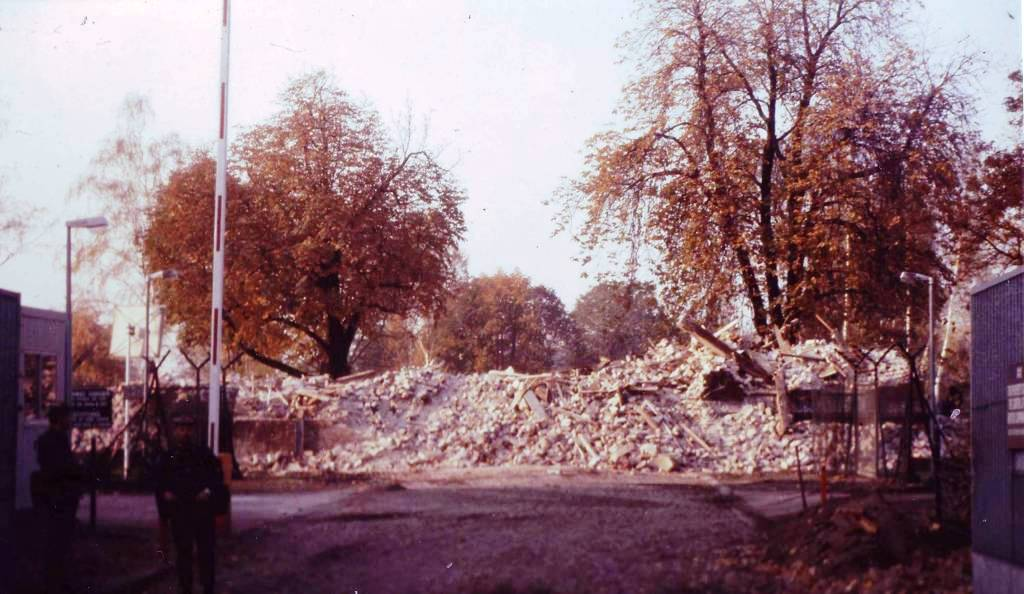
Gruzy więzienia Spandau, gdzie po wojnie przetrzymywano wyłącznie siedmiu z ocalałych czołowych dygnitarzy III Rzeszy i chociaż dwóch przedostatnich zwolniono w 1966 roku, to ostatniego więzienia, Rudolfa Heßa przetrzymywano w nim aż do jego samobójstwa popełnionego w wieku dziewięćdziesięciu trzech lat – Spandau niezwłocznie zniszczono w obawie przed pielgrzymkami neonazistów (sierpień 1987 roku)
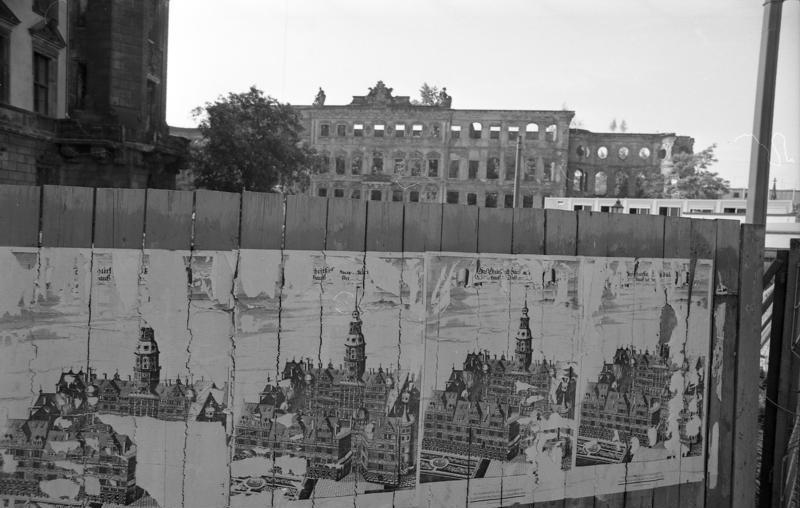
Ośmiusetletni zamek w Dreźnie zniszczono podczas alianckiego bombardowania miasta, a jego skomplikowana i kosztowna odbudowa trwała do 2004 roku – na zdjęciu wciąż trwa, widać plac budowy zasłonięty wizualizacjami jak kiedyś wyglądał, w tle jego ruiny (7 sierpnia 1991 roku)
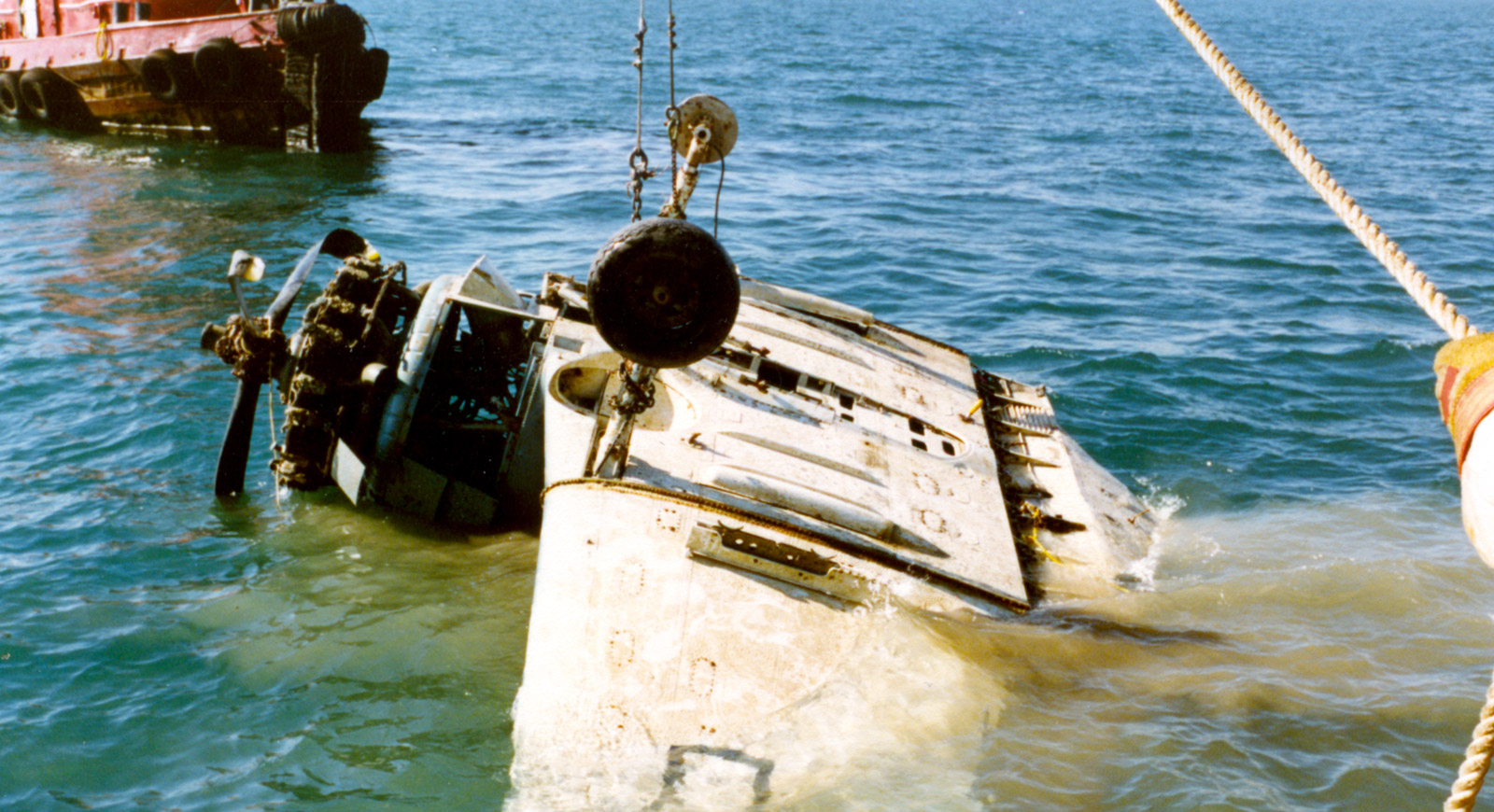
Operacja wydobycia odnalezionego wraku bombowca nurkującego SBD Dauntless z czasów II wojny (wczesne lata dziewięćdziesiąte)
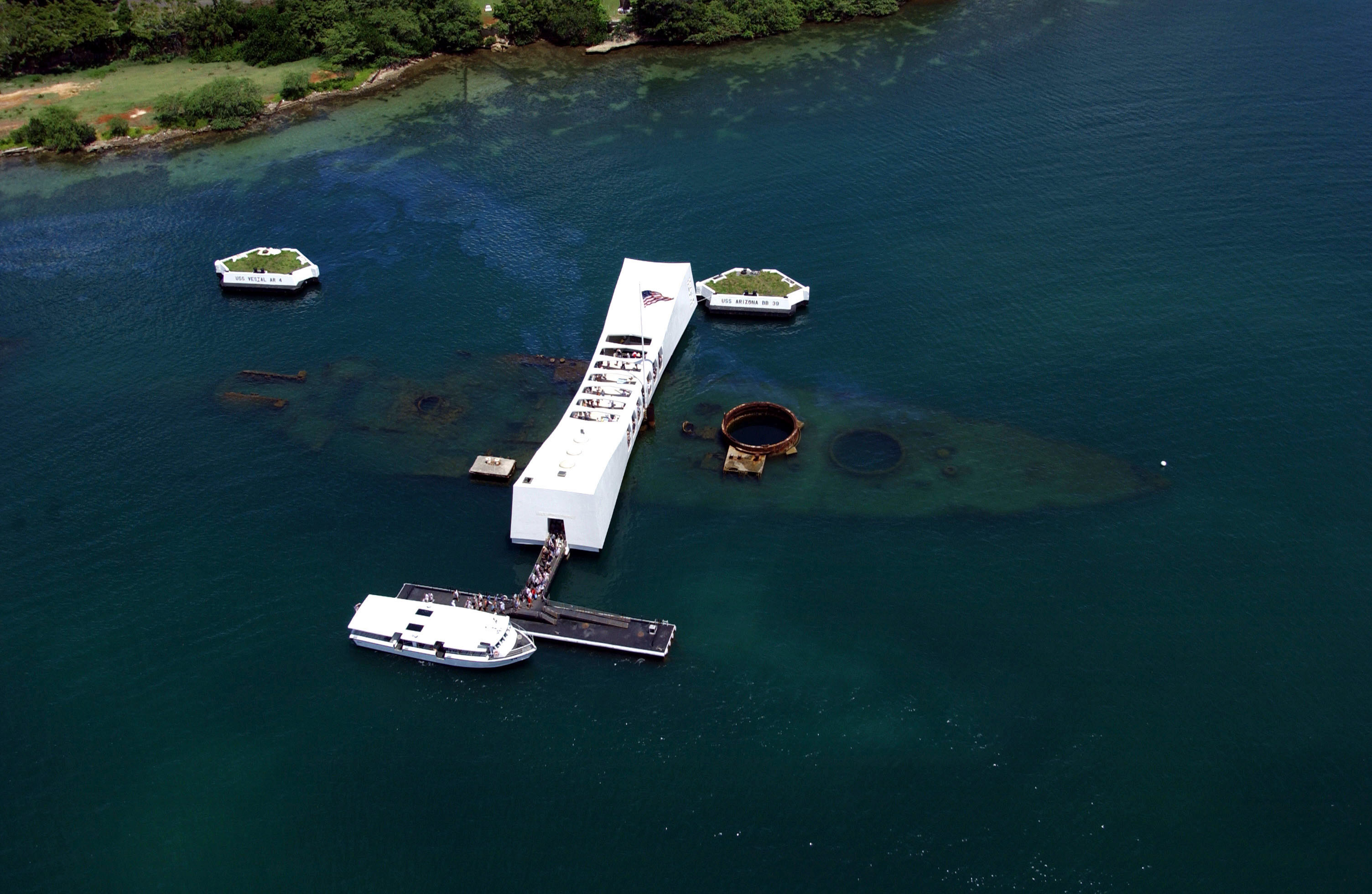
Amerykańskie miejsce pamięci nad wrakiem pancernika USS „Arizona”, gdzie wciąż spoczywają szczątki 1102 marynarzy (23 maja 2002 roku)
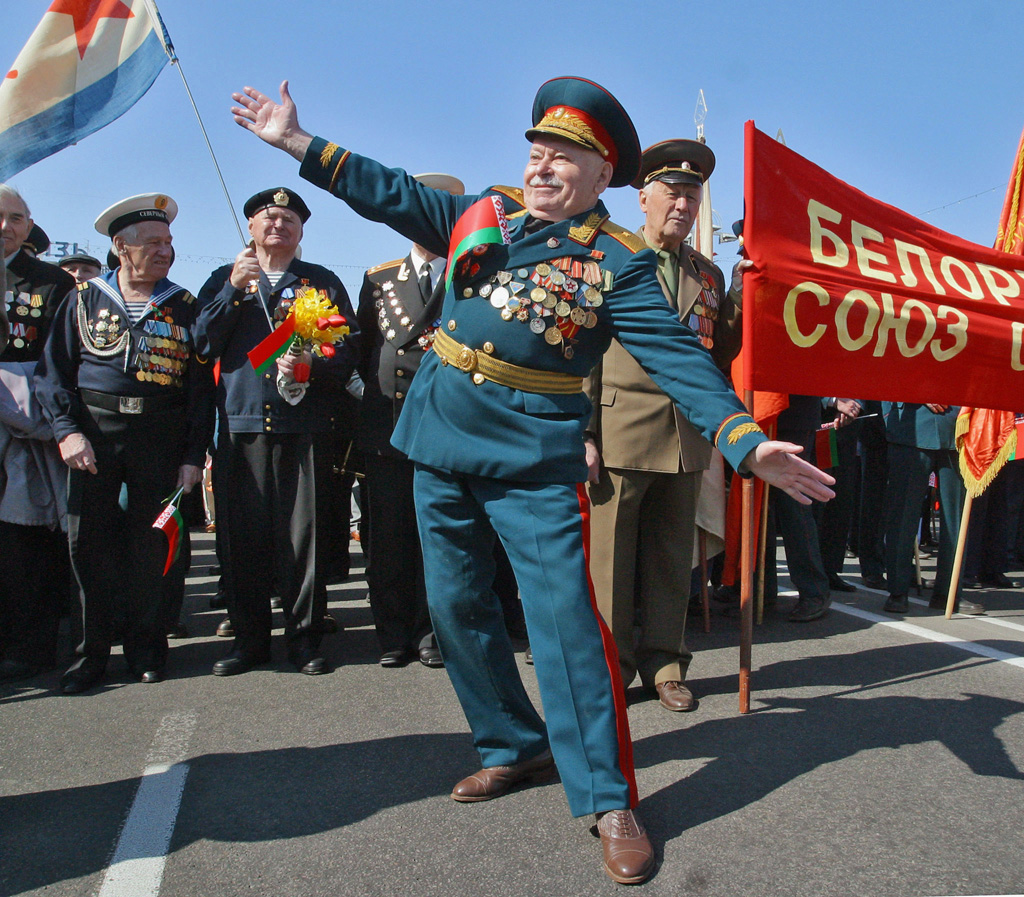
Białoruscy weterani II wojny światowej świętujący Dzień Zwycięstwa w Mińsku (9 maja 2006 roku)
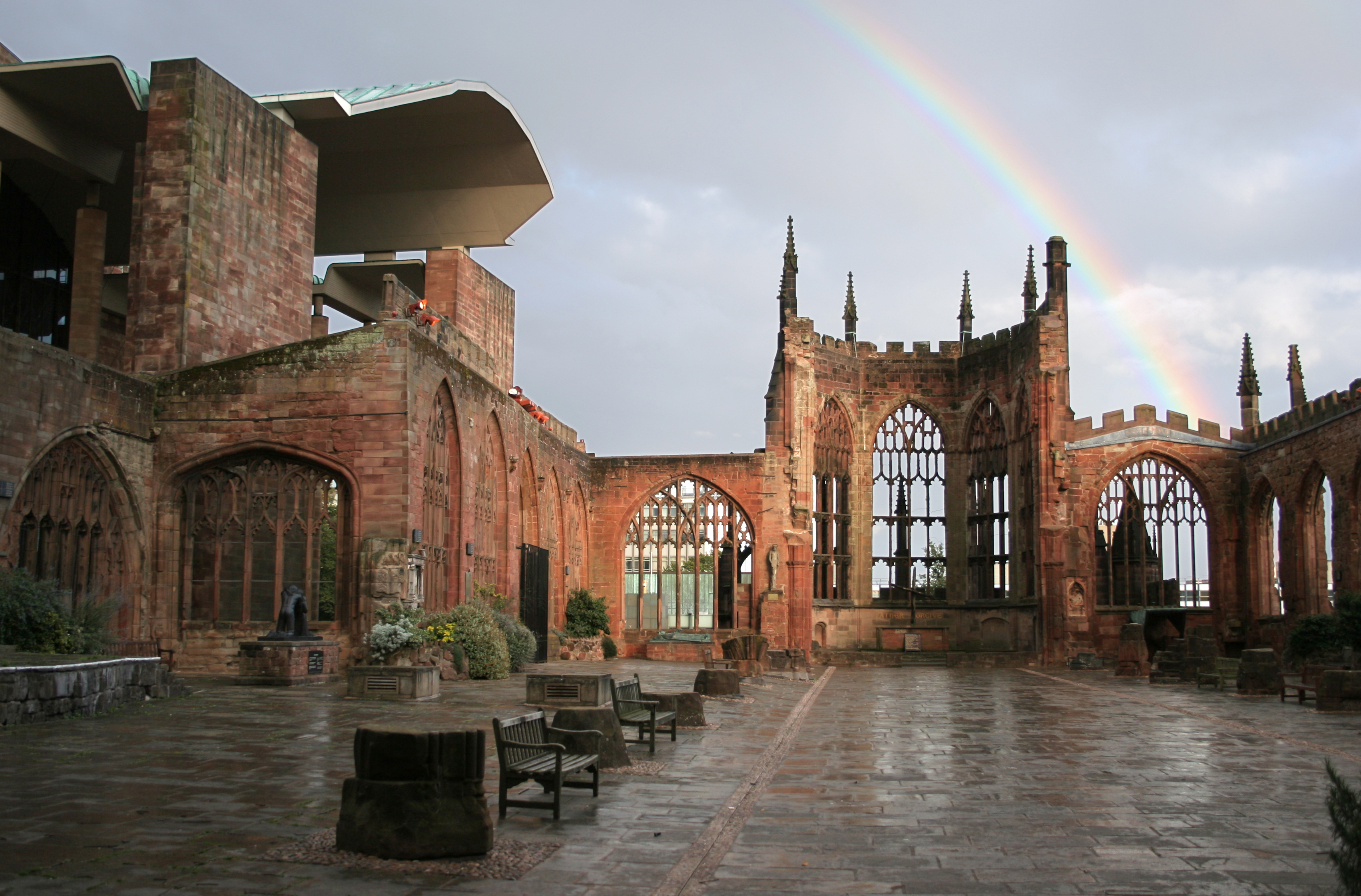
Przekształcona w pomnik symbolizujący pokój, odbudowę i pojednanie Katedra w Coventry zniszczona w 1940 podczas niemieckich nalotów na Wielką Brytanię (2 października 2006 roku)
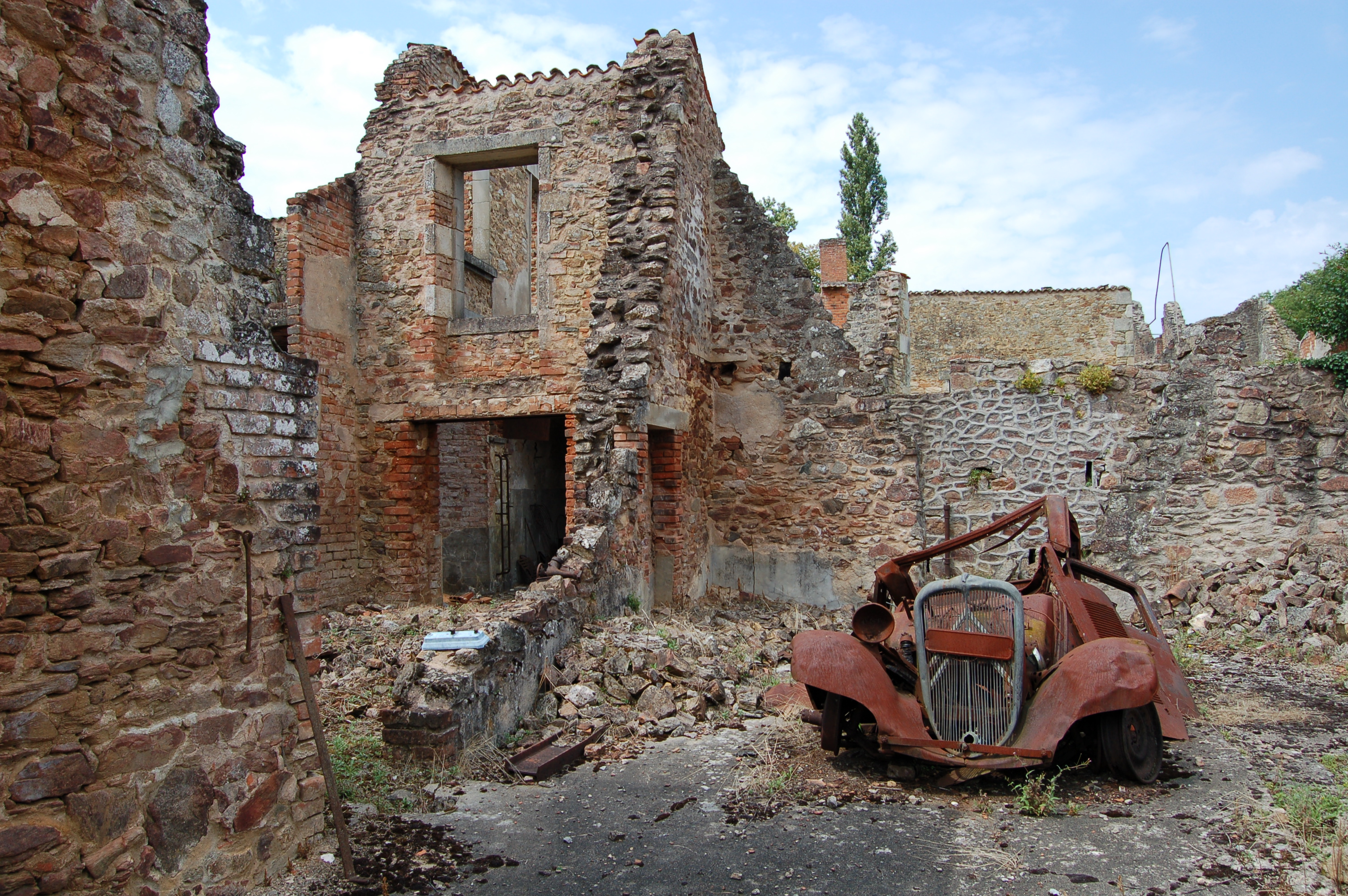
W odwecie za śmierć oficera SS Helmuta Kämpfego z rąk ruchu oporu żołnierze Waffen-SS wymordowali wszystkich mieszkańców francuskiej miejscowości Oradour-sur-Glane (642 osoby), którą również zburzyli – została ona zachowana jako miejsce pamięci w takim samym stanie, jak w dniu popełnienia zbrodni, 10 czerwca 1944 roku (18 lipca 2007)
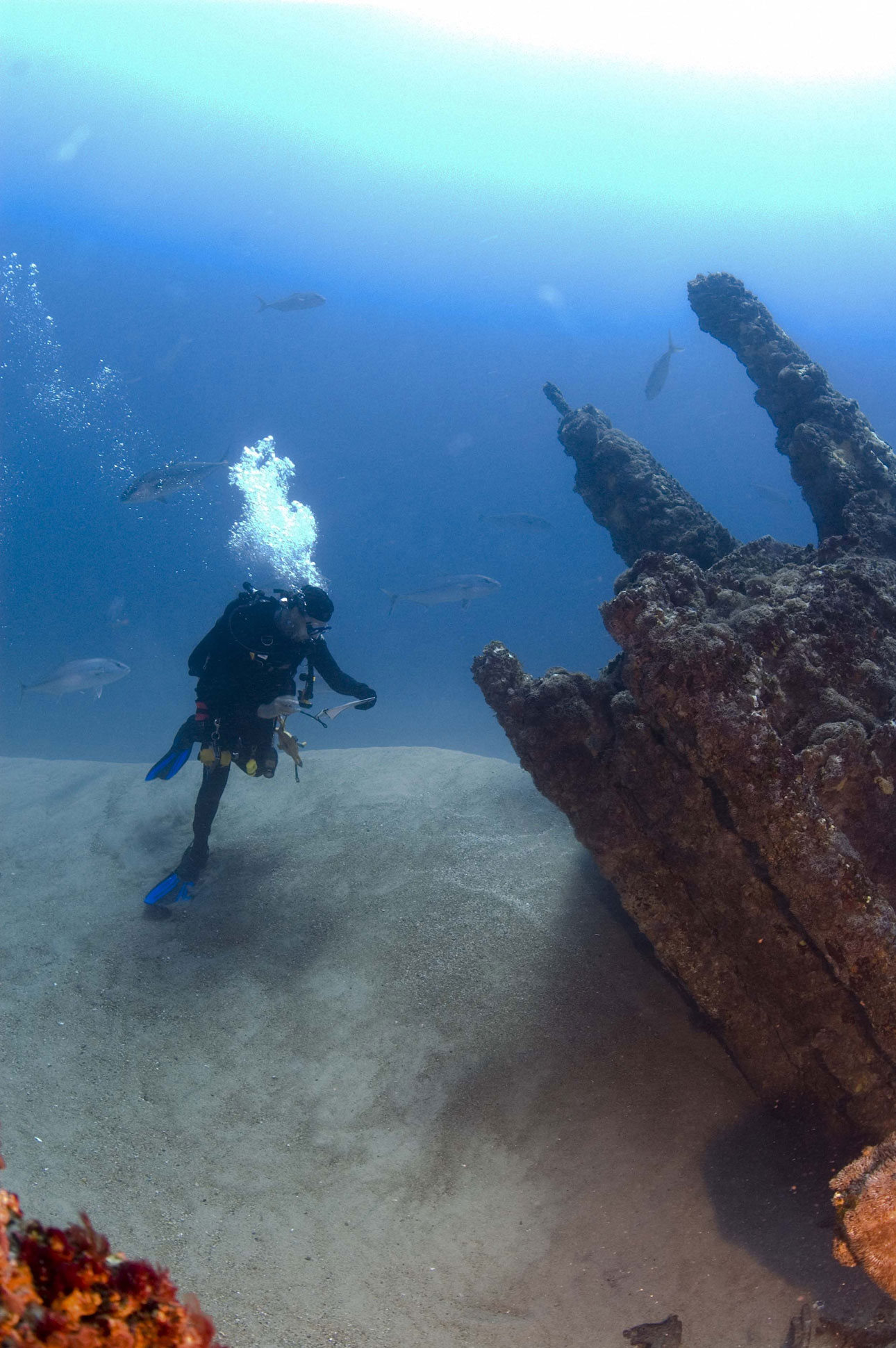
Cywilny nurek odwiedza wrak U-Boota „U-701” zatopionego w 1942 roku w okolicy Przylądka Hatteras (23 lipca 2009 roku)
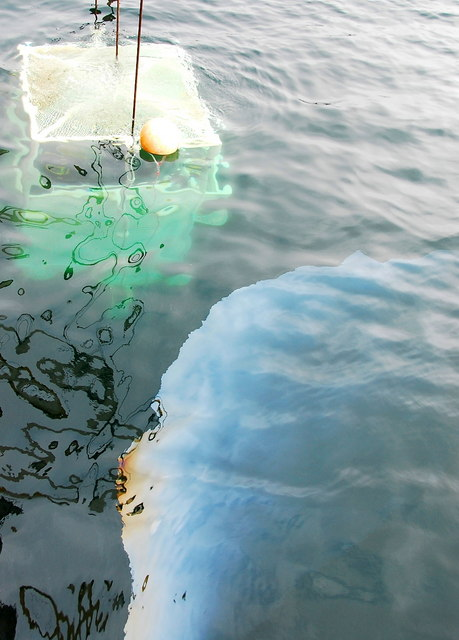
Nurkowie brytyjskiego Ministerstwa Obrony transportowani w specjalnej klatce do wraku zatopionego w 1939 roku pancernika HMS „Royal Oak”, który wraz z 833 załogantami pociągnął na dno również ogromne ilości wyciekającego stopniowo oleju opałowego – w obawie przed katastrofą ekologiczną przez ponad dekadę umieszczano w kadłubie specjalne krany i stopniowo spuszczano substancję; na zdjęciu widoczna jest plama oleju (13 września 2009 roku)
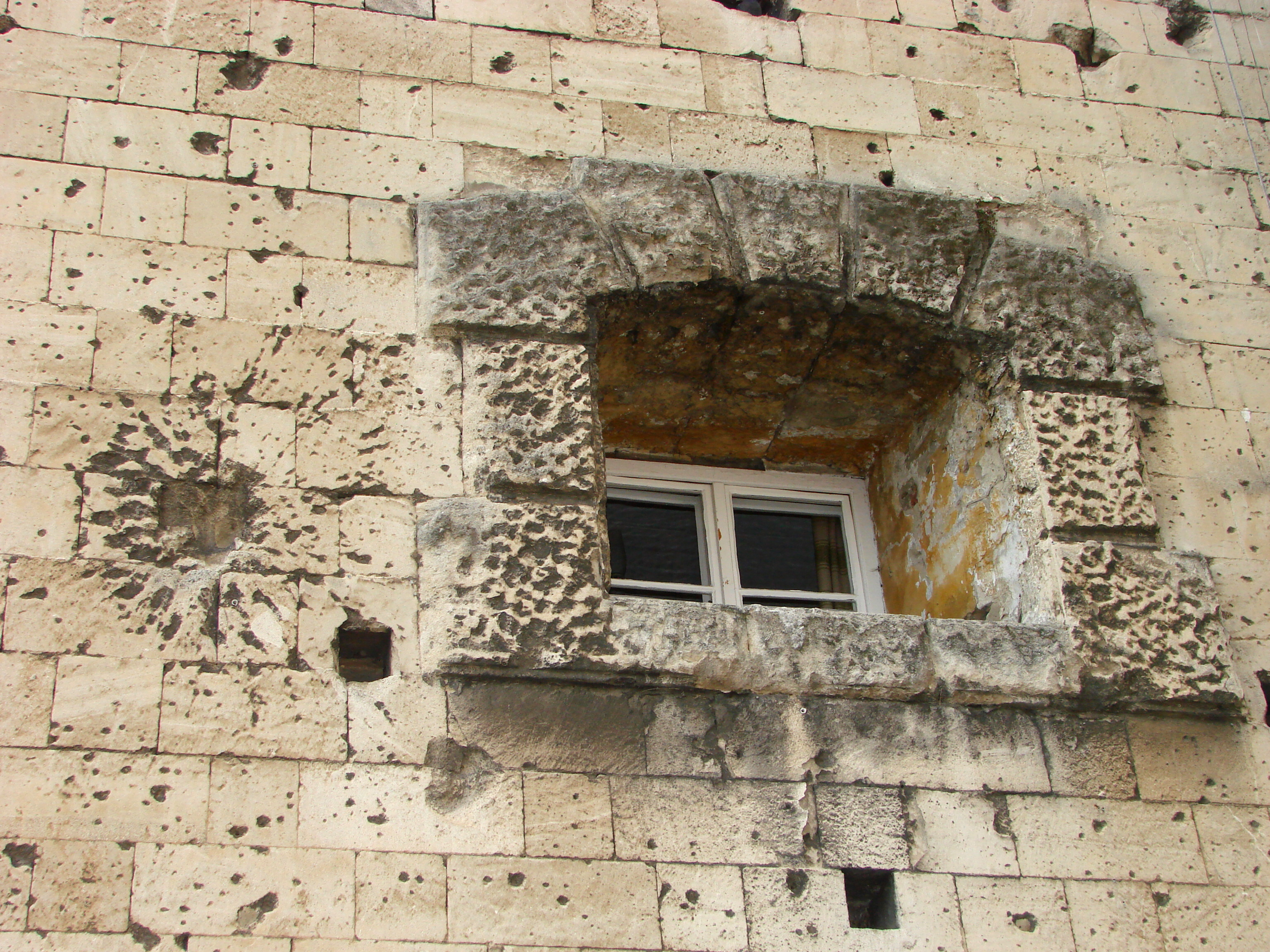
Ślady po walkach o miasto na murach zabytkowej cytadeli na Górze Gellerta w Budapeszcie (13 listopada 2009 roku)
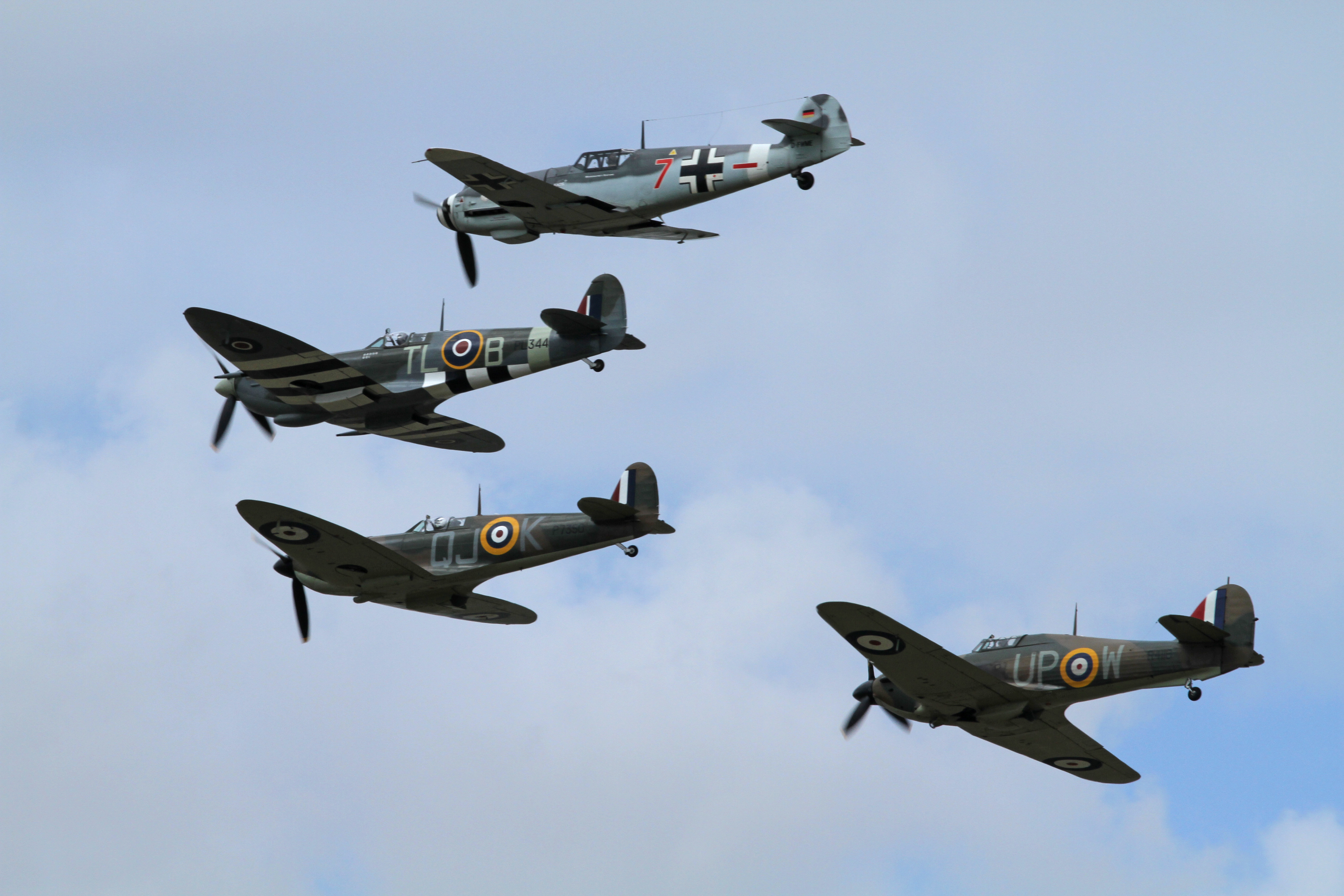
Zachowane w stanie zdatnym do lotu myśliwce II wojny światowej, od góry: niemiecki Bf-109, dwa brytyjskie Spitfire'y i brytyjski Hawker Hurricane (17 lipca 2010 roku)
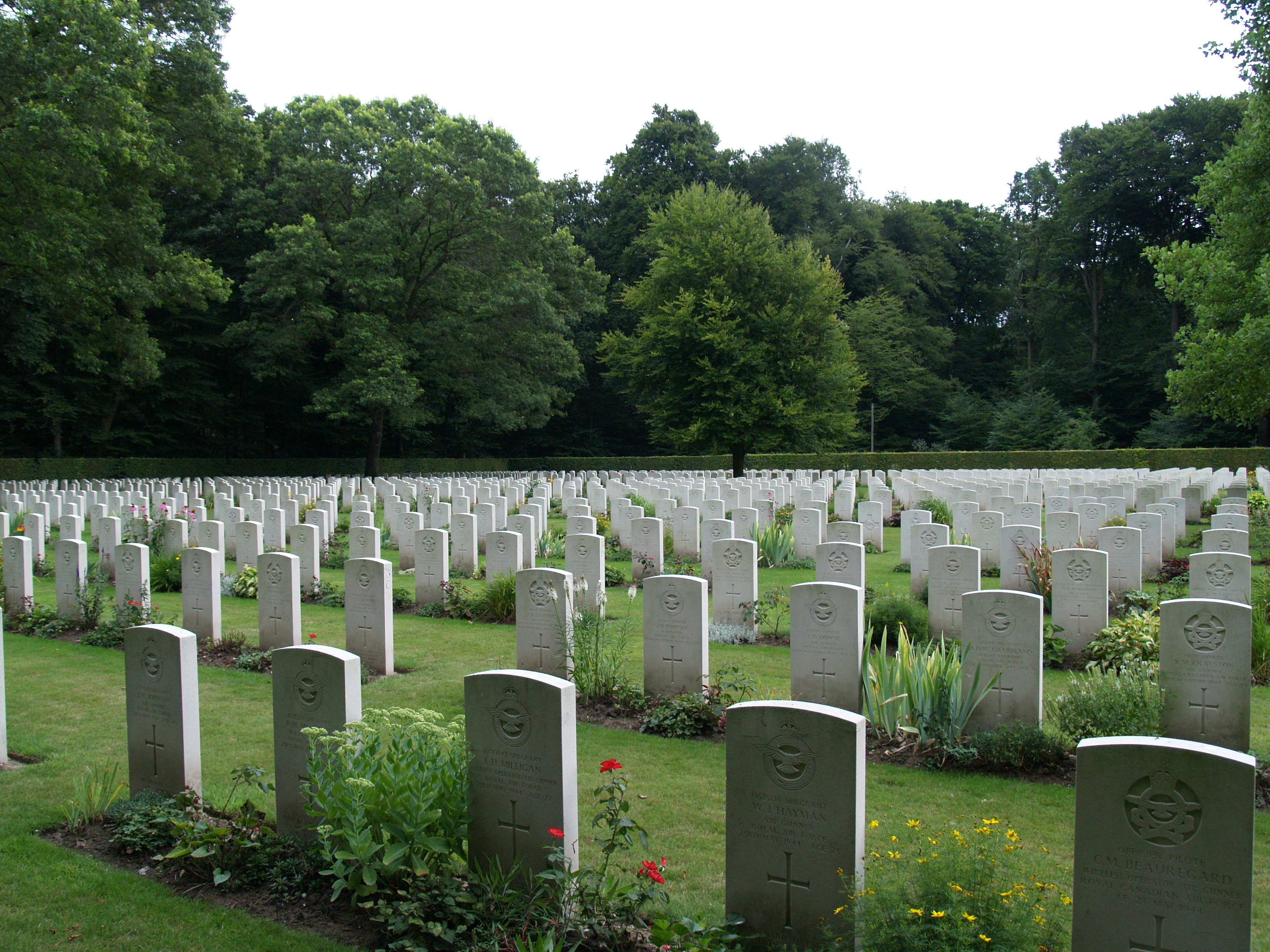
Reichswald Forest War Cemetery, aliancki cmentarz na którym pochowano 7594 żołnierzy (1 sierpnia 2010 roku)
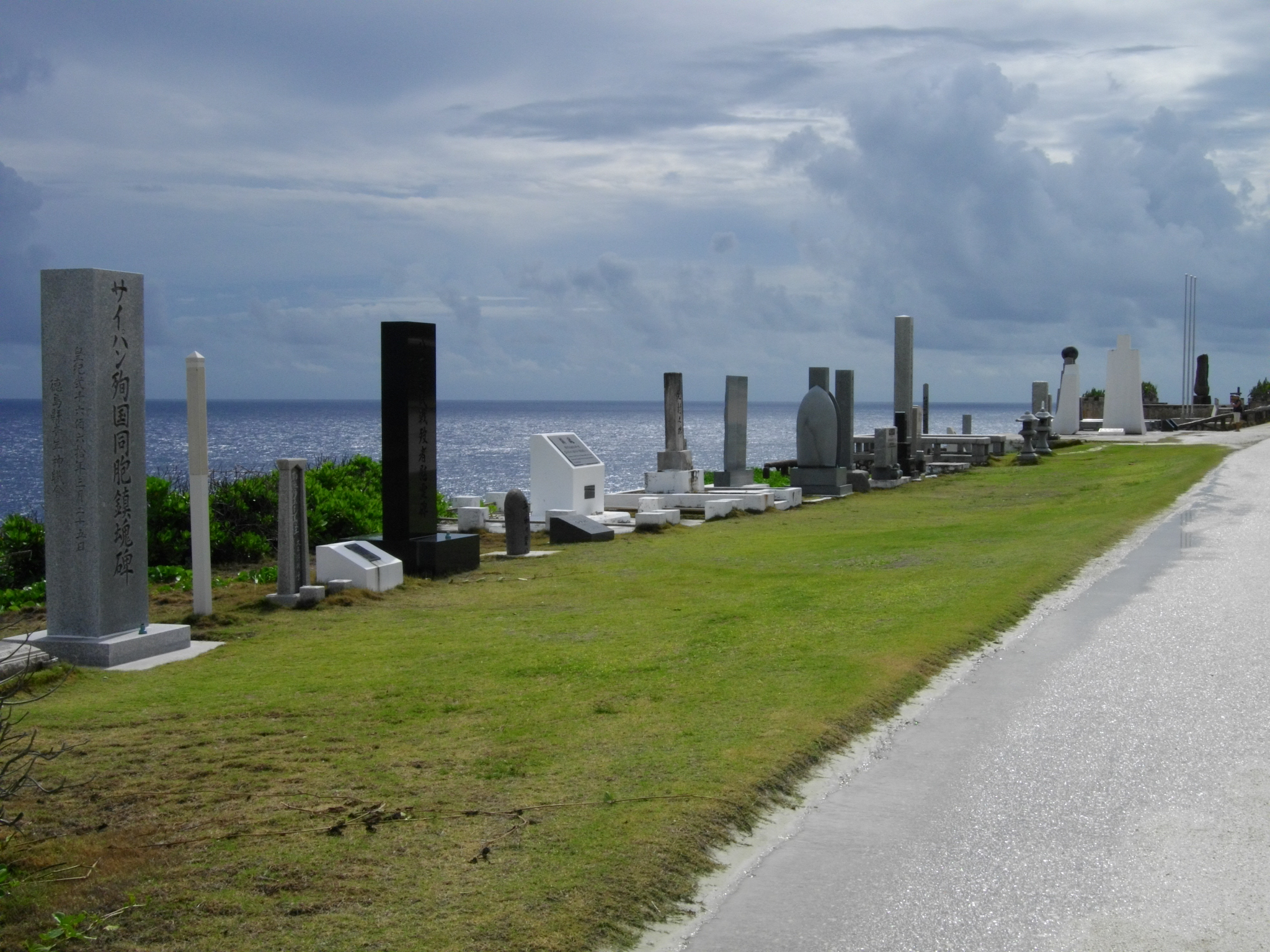
Rząd cenotafów na „Klifie Banzai” na wyspie Saipan – nazwano go tak, gdyż w obliczu klęski setki japońskich żołnierzy rzuciło się z niego, by uniknąć niewoli i zachować honor (4 września 2010 roku)
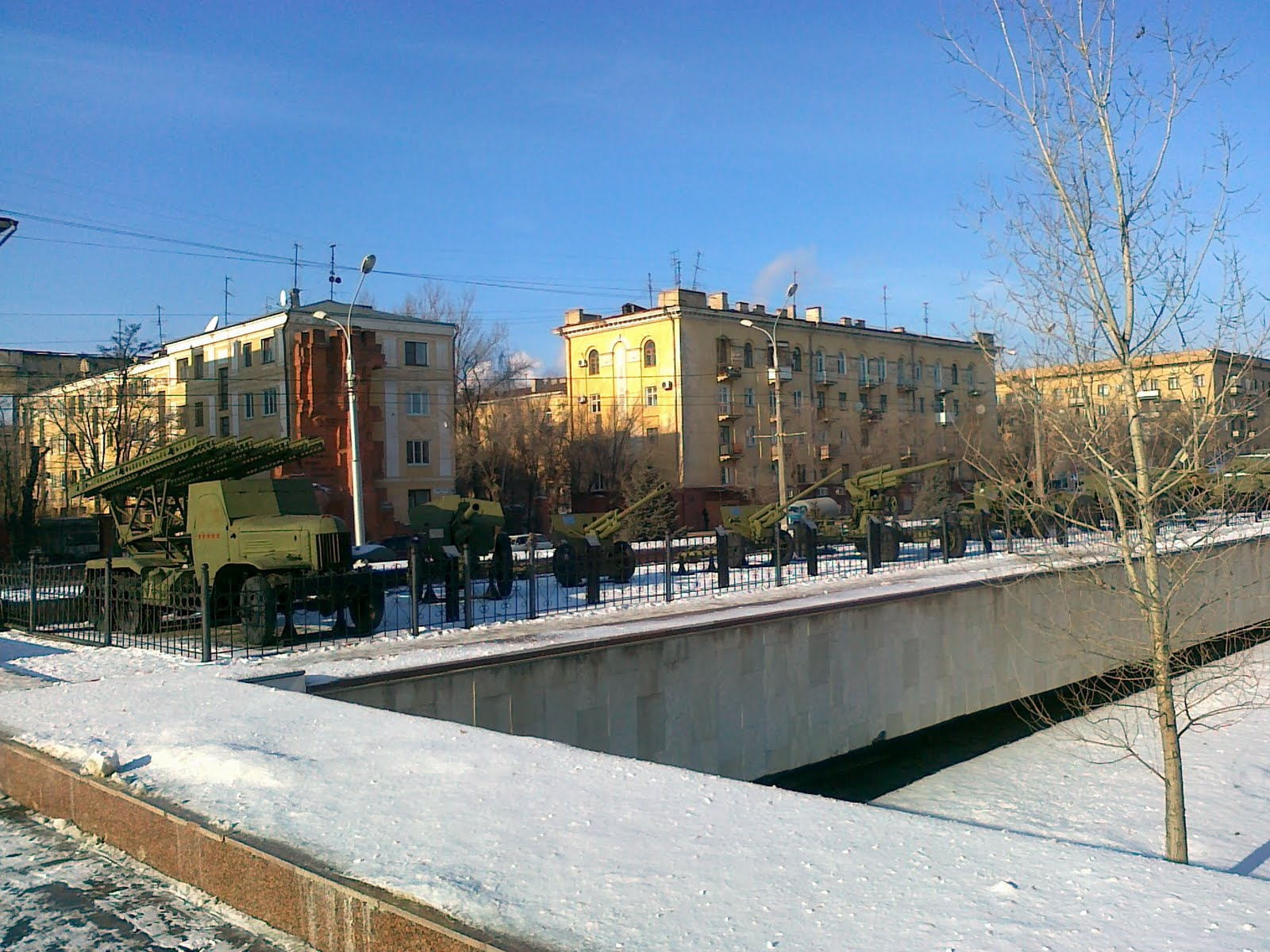
Pamiętająca bitwę stalingradzką radziecka artyleria ustawiona pod ocalałym „Domem Pawłowa”, improwizowaną twierdzą z czasów walki o miasto (29 stycznia 2011 roku)
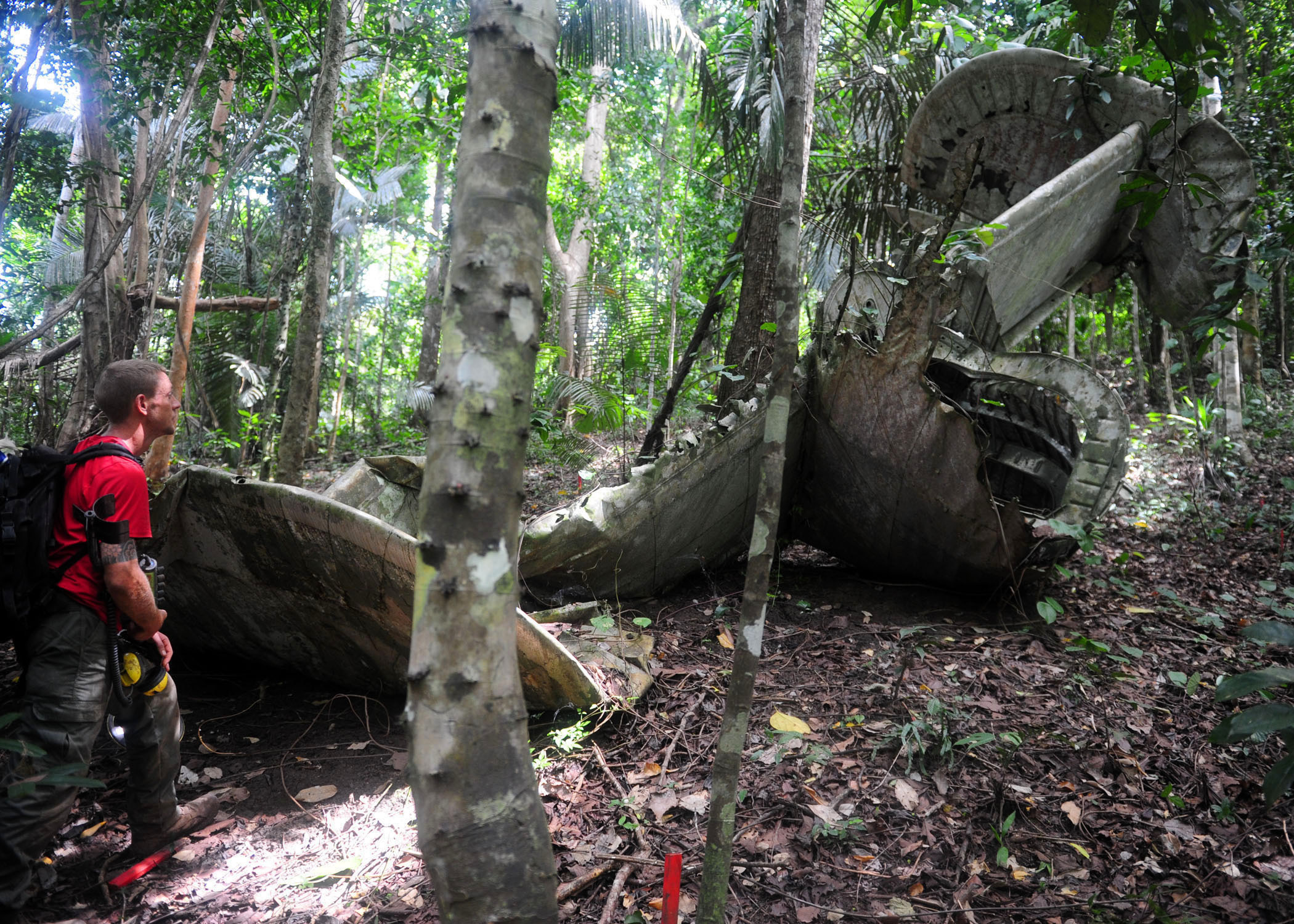
Wyprawa archeologiczna US Navy mająca na celu potwierdzenie losu zaginionych w akcji lotników odnajduje wrak samolotu B-24 w Papui-Nowej Gwinei (21 sierpnia 2011 roku)
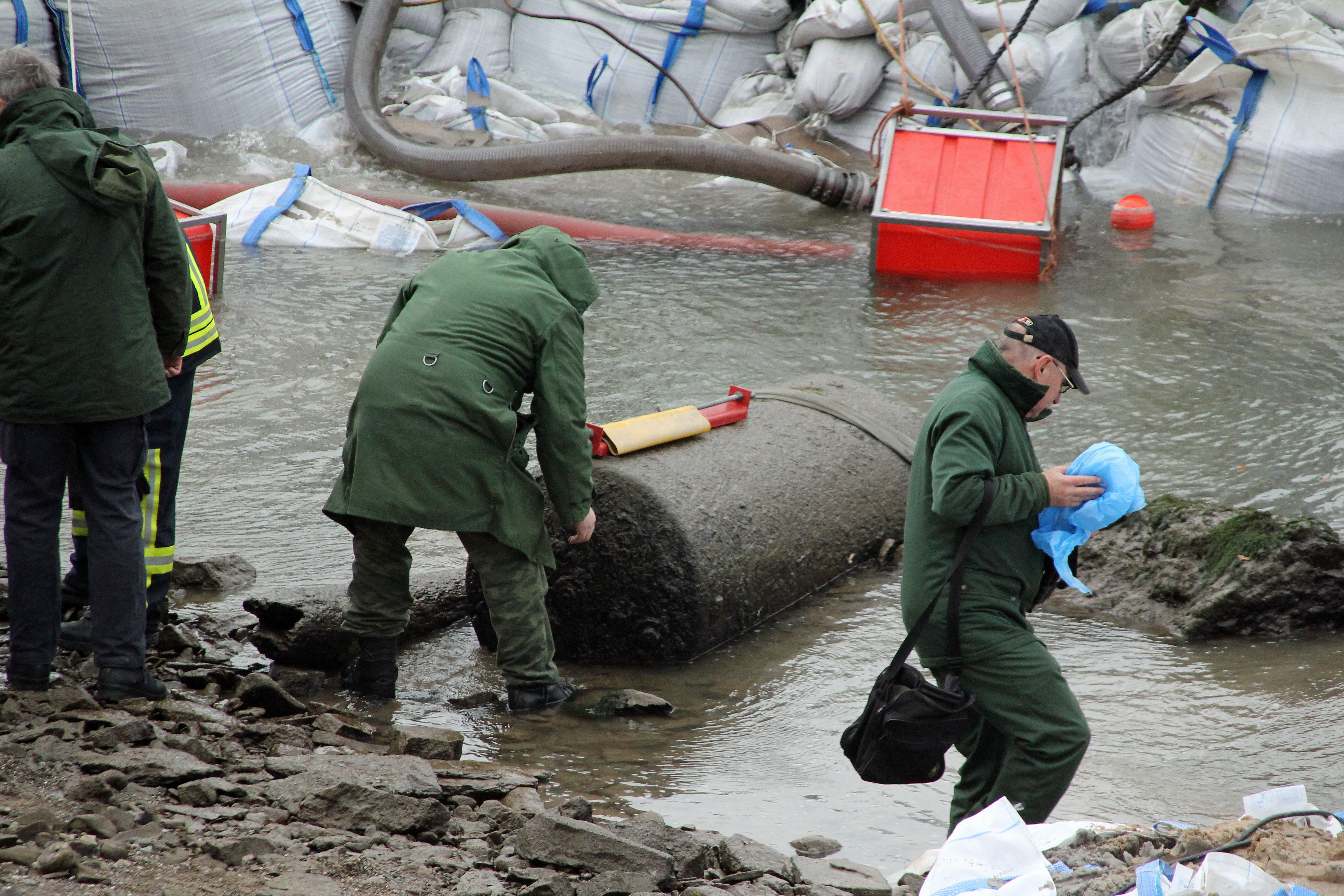
Niemieccy saperzy rozbrajają odnalezioną w Koblencji brytyjską bombę lotniczą z czasów, gdy RAF bombardowało miasto (3 grudnia 2011 roku)
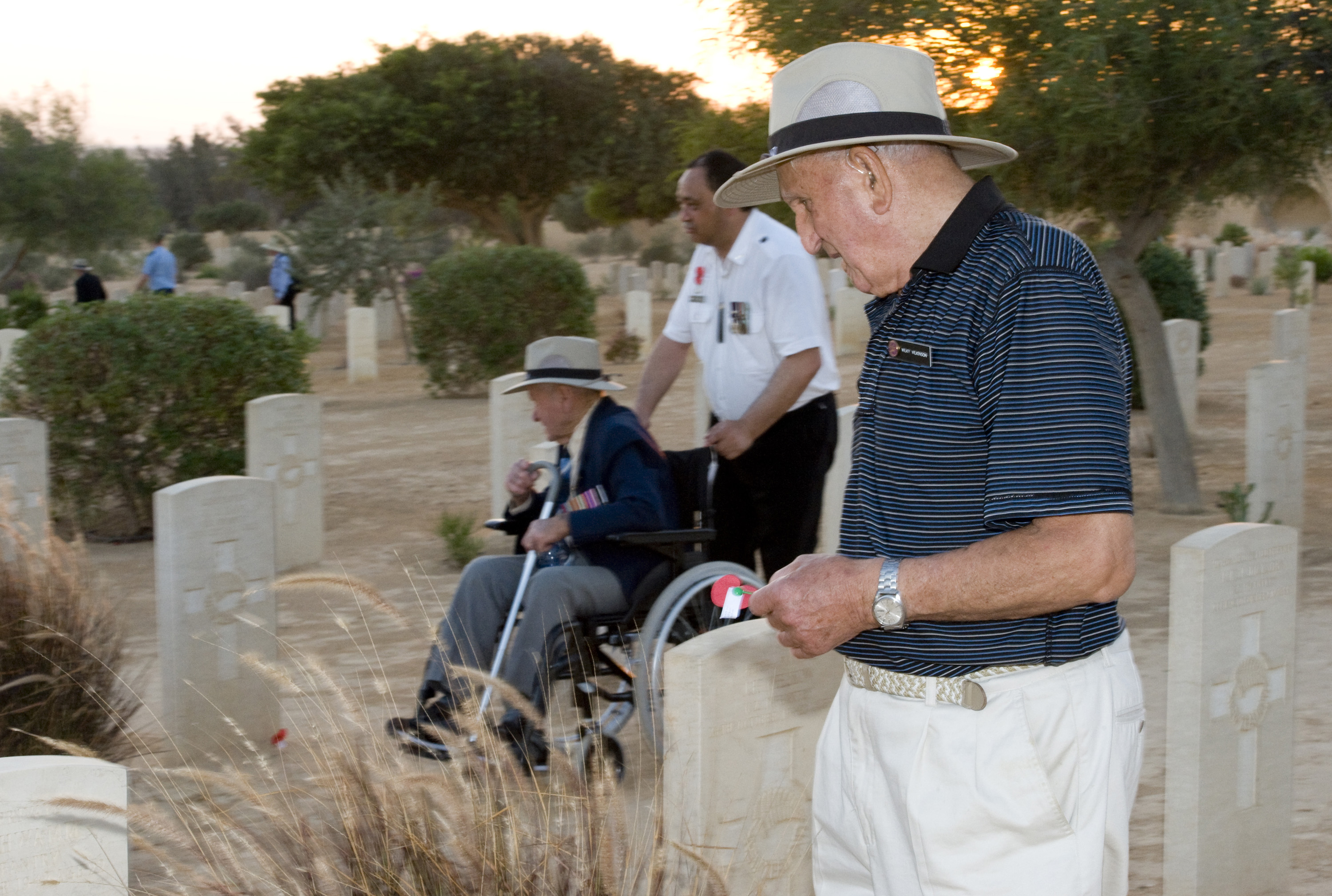
Nowozelandzcy weterani odwiedzający groby towarzyszy z okazji siedemdziesiątej rocznicy II bitwy pod El Alamein (20 października 2012 roku)
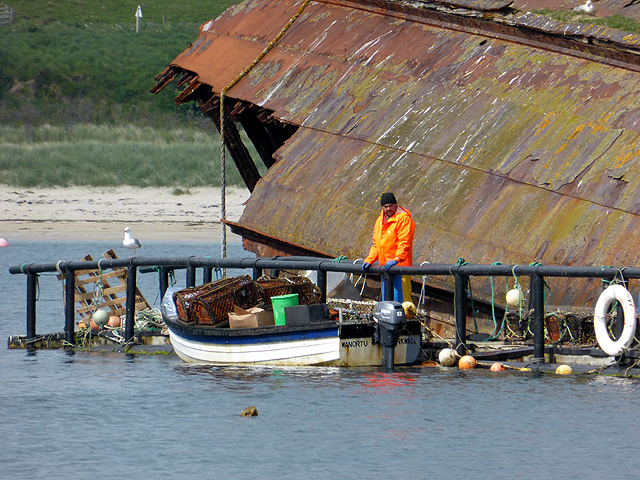
Brytyjski rybak na małej przystani zbudowanej na wraku statku SS „Reginald” zatopionego podczas II wojny światowej przez Royal Navy u wejścia do bazy marynarki w Scapa Flow, by uniemożliwić dostanie się tam U-Bootów (30 maja 2014 roku)
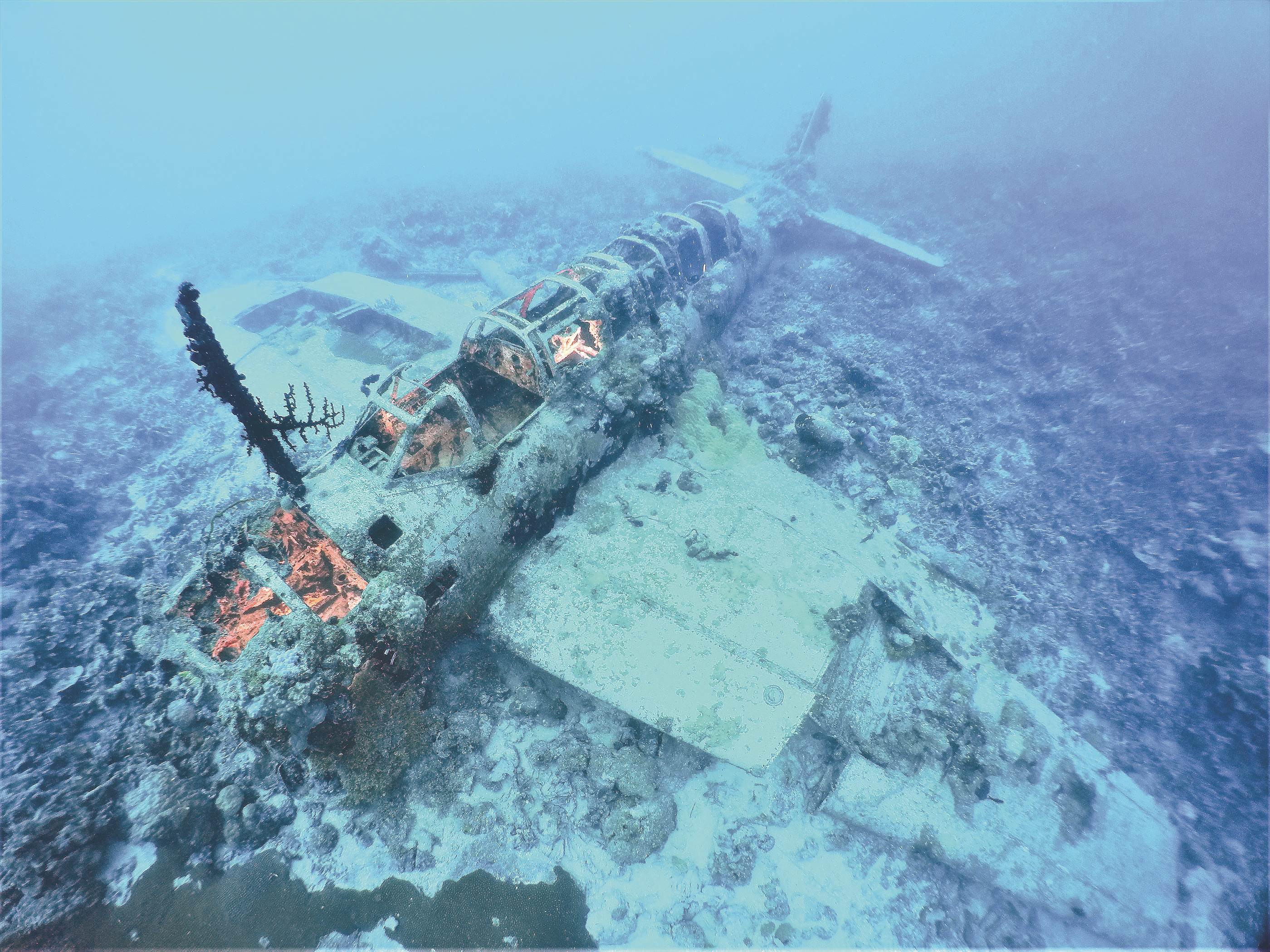
Życie morskie na wraku japońskiego samolotu rozpoznawczego C6N (1 stycznia 2015 roku)
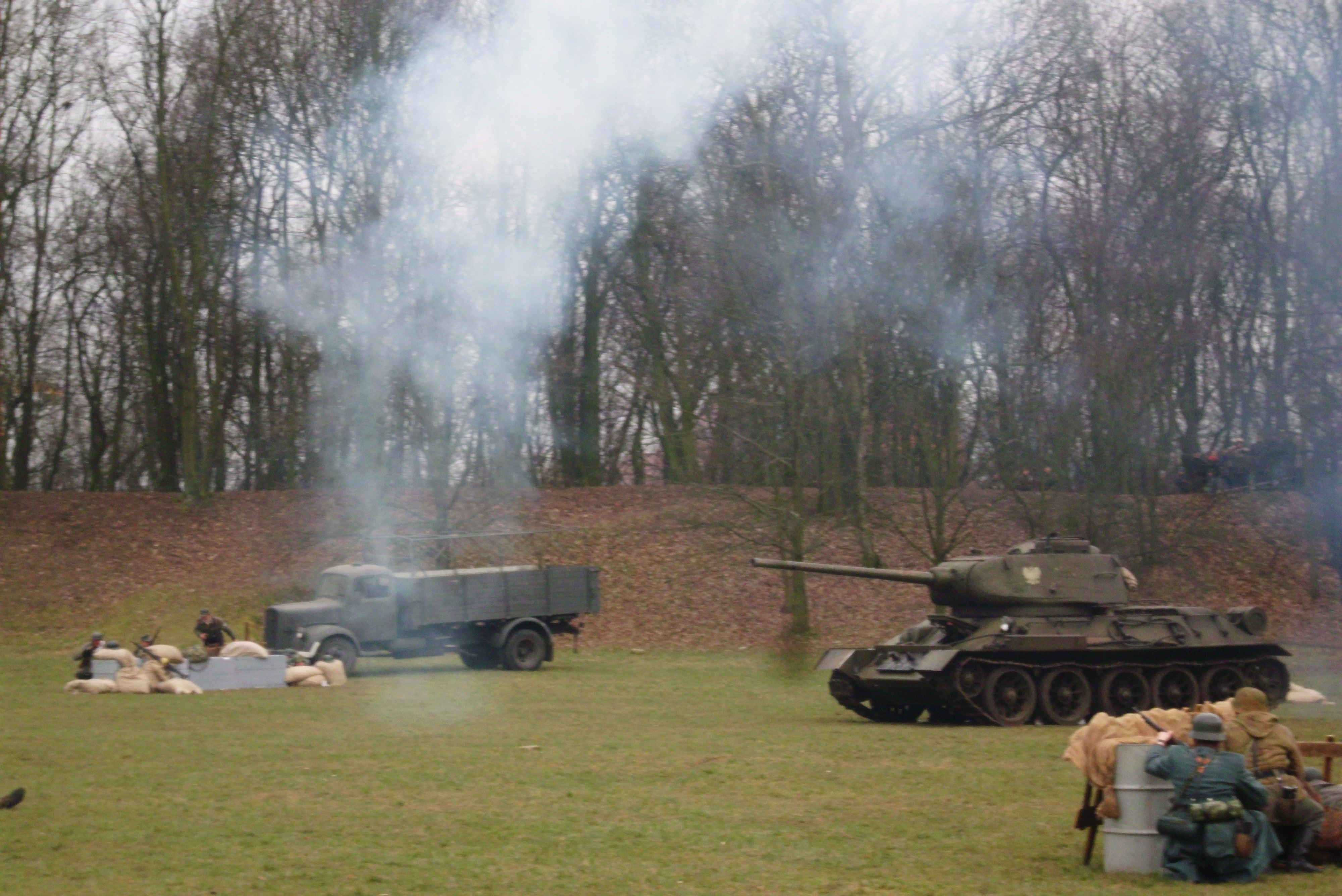
Rekonstrukcja historyczna zdobywania poznańskiej Cytadeli z wykorzystaniem oryginalnego, sprawnego czołgu T-34-85 z II wojny światowej (22 lutego 2015 roku)
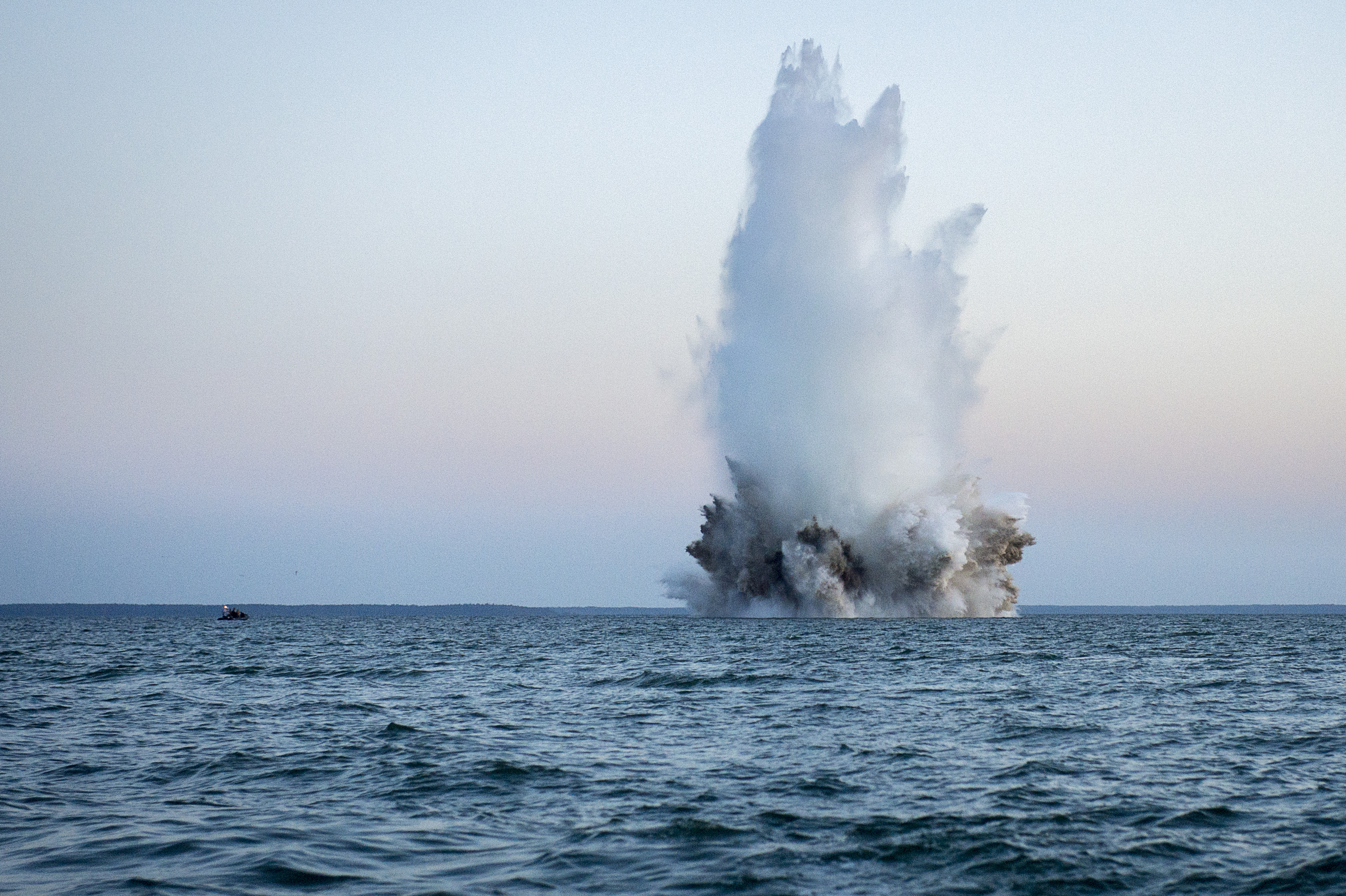
Eksplozja drugowojennej miny morskiej na Bałtyku siedemdziesiąt lat po zakończeniu wojny (25 maja 2015 roku)
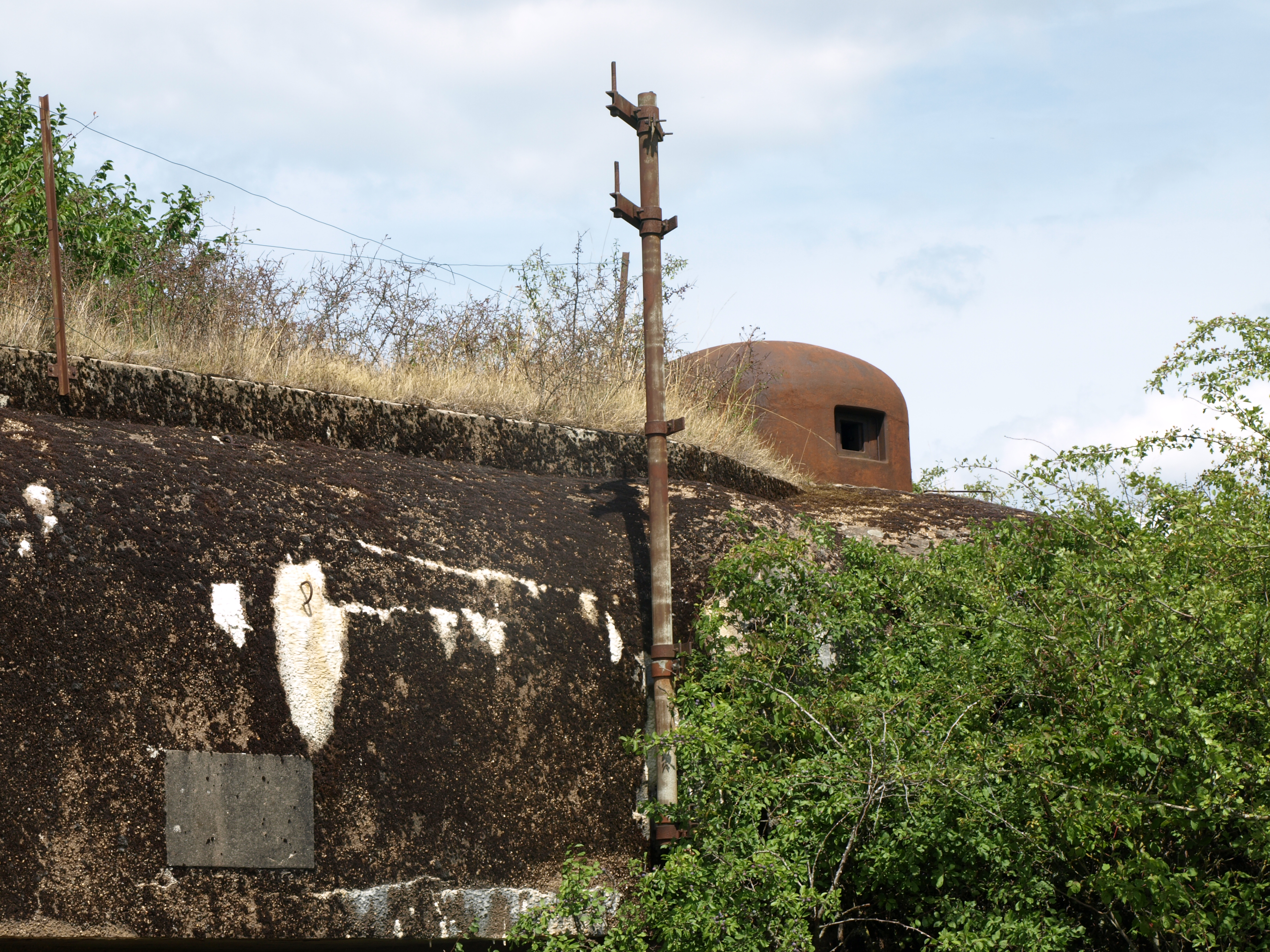
Wciąż zachowane, lecz niszczejące fortyfikacje Linii Maginota siedemdziesiąt lat po wojnie (31 lipca 2015 roku)
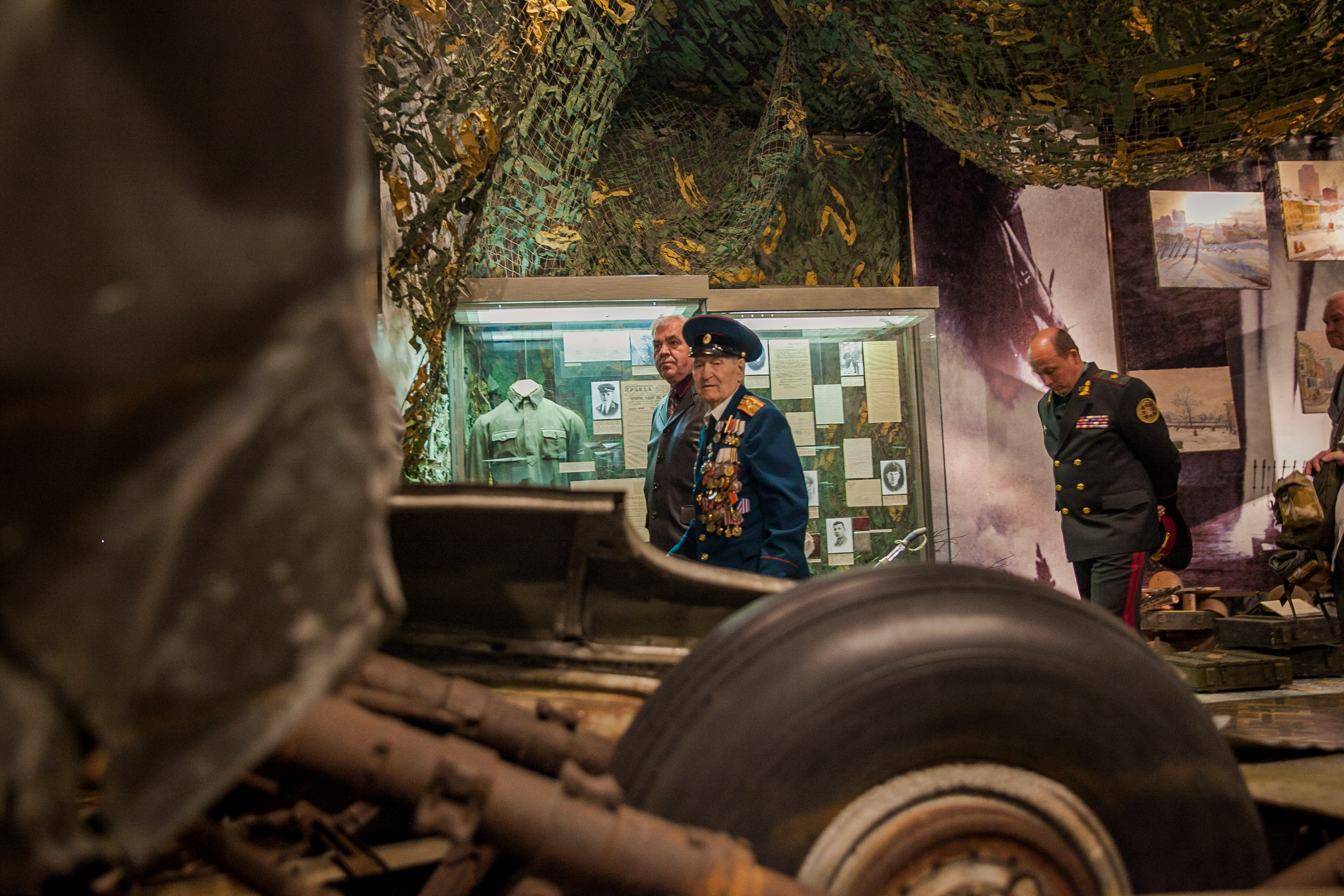
Ukraiński weteran zwiedzający muzeum II wojny światowej ogląda broń, jaką widział przed laty na froncie (6 maja 2016 roku)
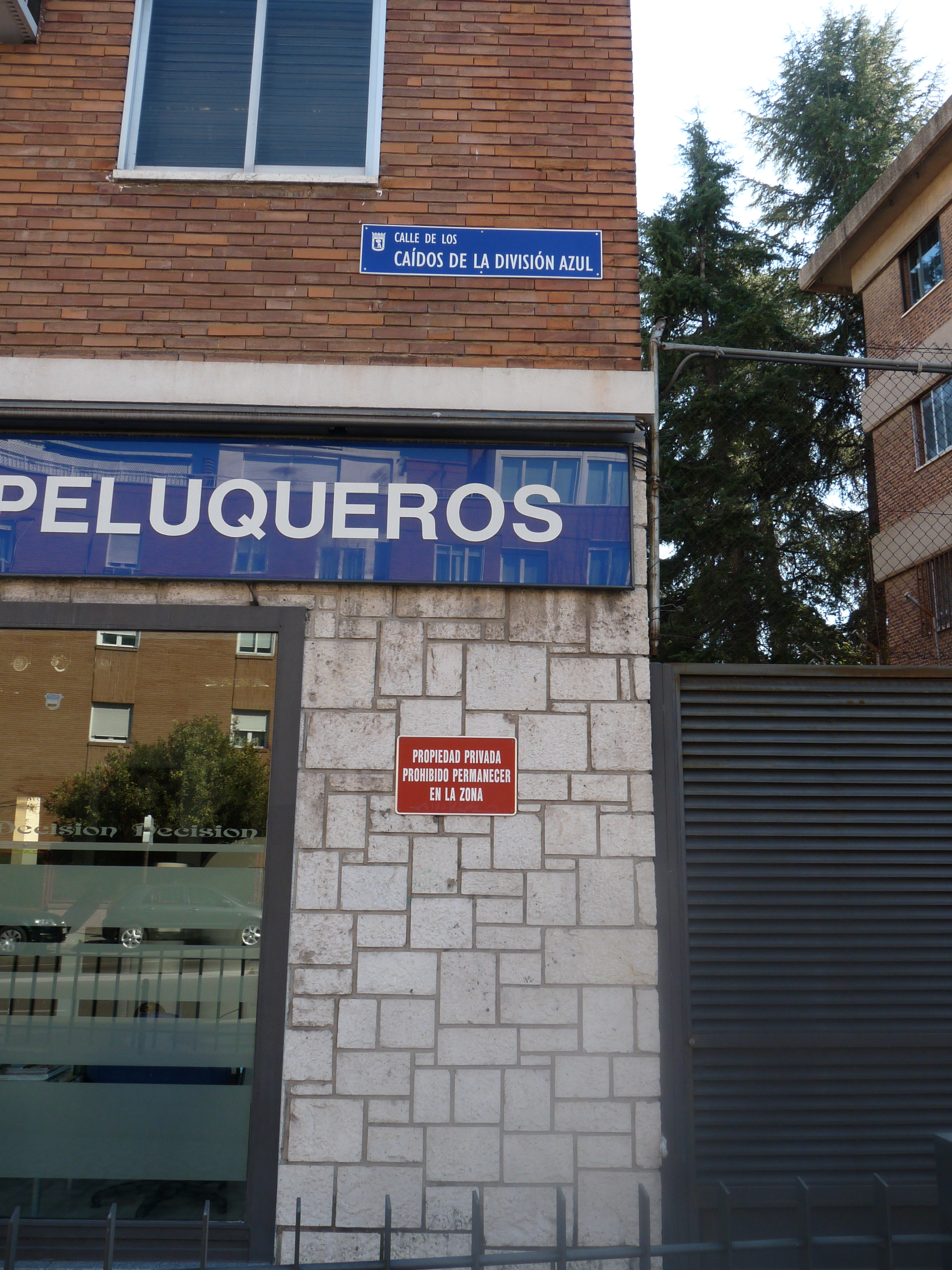
Ulica w Madrycie, której nadano imię poległych członków Błękitnej Dywizji, hiszpańskiej formacji walczącej jako część Wehrmachtu na froncie wschodnim – frankistowska, ustanowiona z pomocą III Rzeszy dyktatura Franco utrzymała się do jego śmierci w 1975 roku, natomiast pierwszy dowódca Błękitnej Dywizji, usunięty za zbytą proniemieckość Agustín Muñoz Grandes był w latach 1951–1957 ministrem armii, z kolei w latach 1962–1967 I wicepremierem, podczas gdy drugi dowódca Emilio Esteban Infantes został w latach pięćdziesiątych szefem sztabu wojsk lądowych (19 marca 2017 roku)
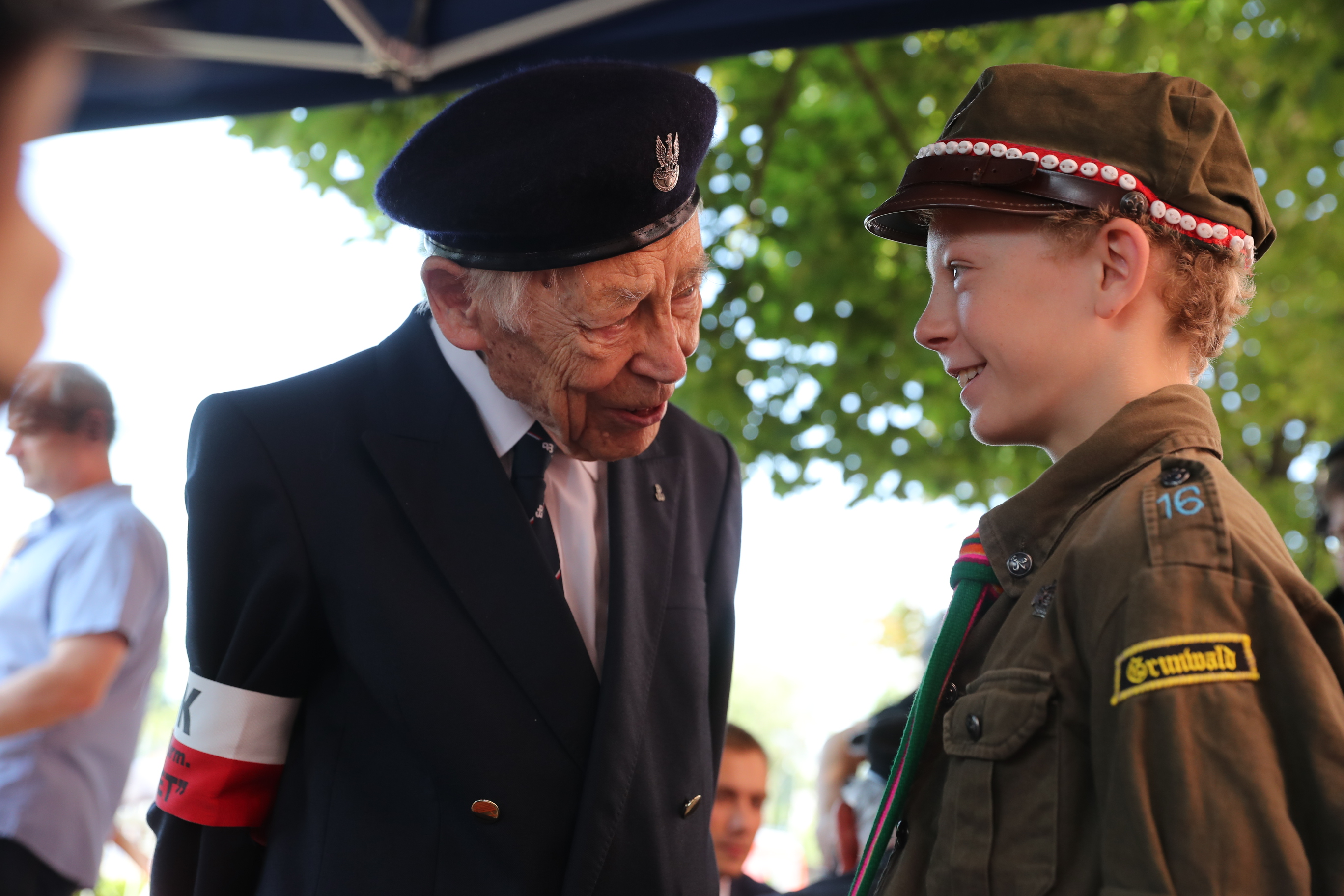
Powstaniec warszawski i harcerz na uroczystościach z okazji siedemdziesiątej trzeciej rocznicy wybuchu powstania (1 sierpnia 2017 roku)
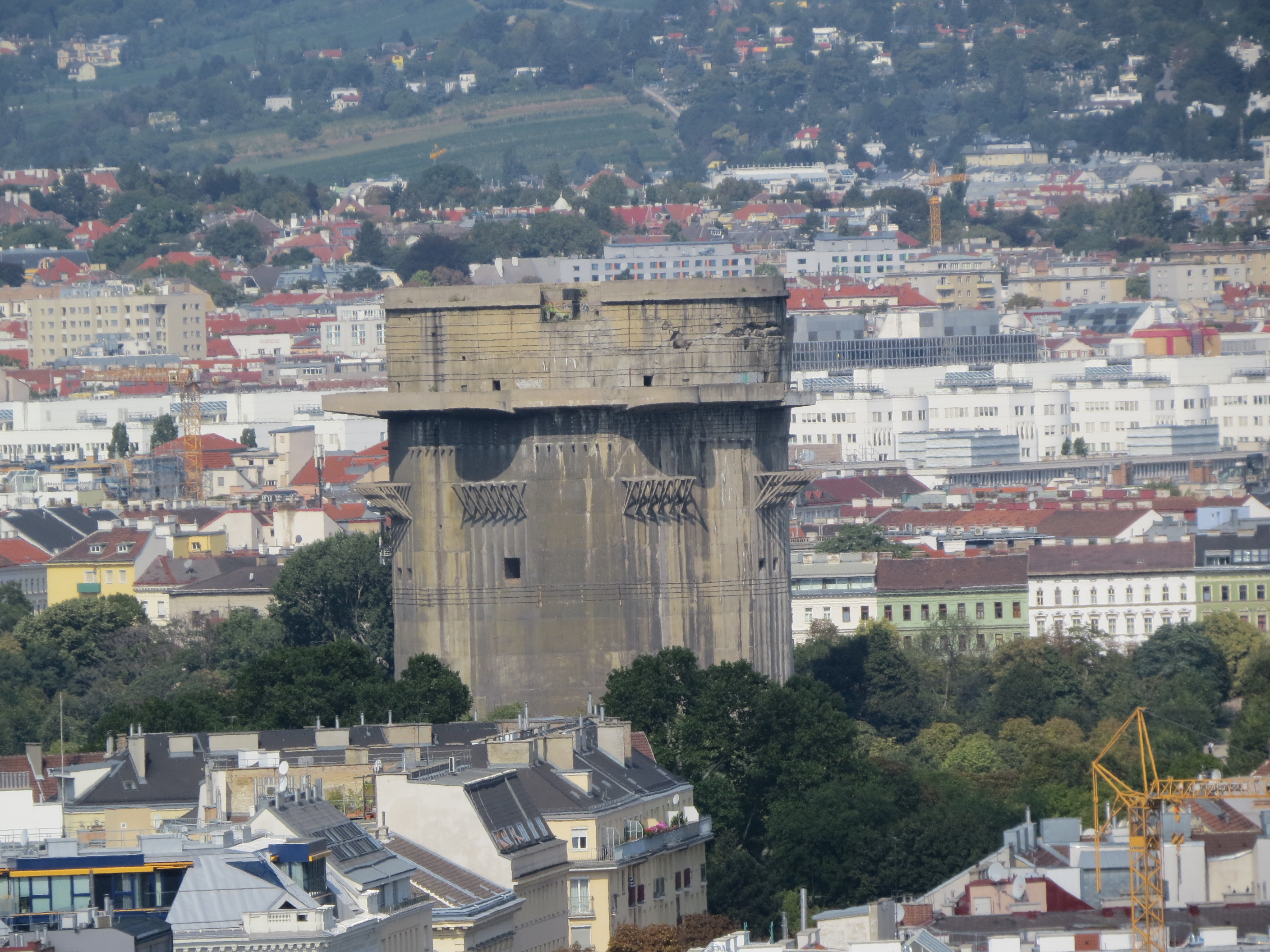
Monumentalna wieża obrony przeciwlotniczej wzniesiona w trakcie wojny przez Niemców góruje nad Wiedniem (27 sierpnia 2017 roku)
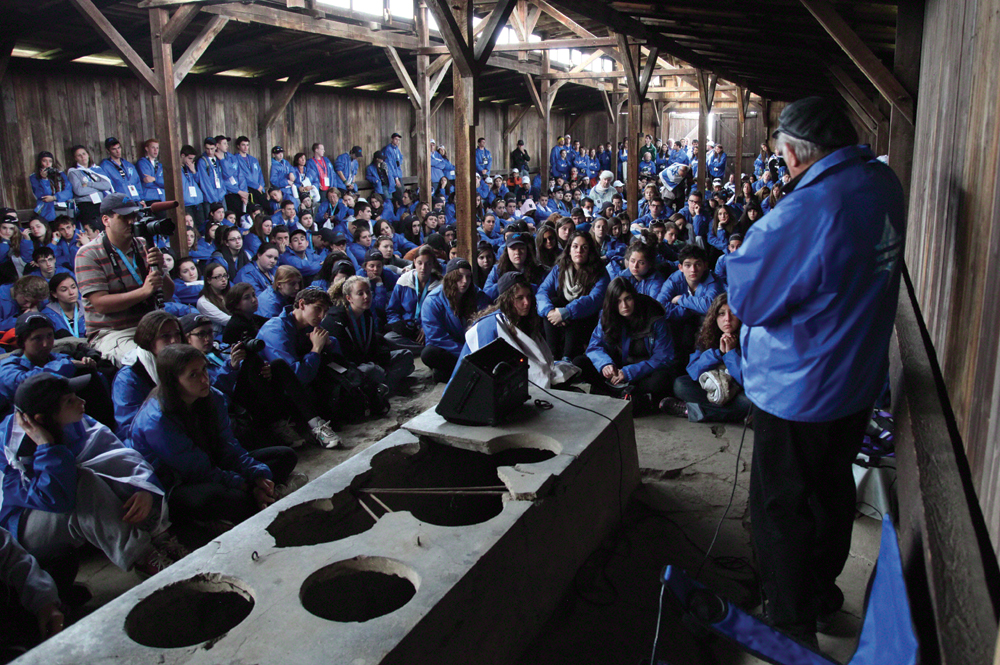
Urodzony w 1928 roku w Chorzowie Nate Leipciger, ocalały z Holocaustu, który więziony był w Auschwitz (gdzie zamordowano jego matkę i siostrę) i Dachau spotyka się z młodzieżą w jednym z baraków Auschwitz z okazji Marszu Żywych (22 kwietnia 2019 roku)
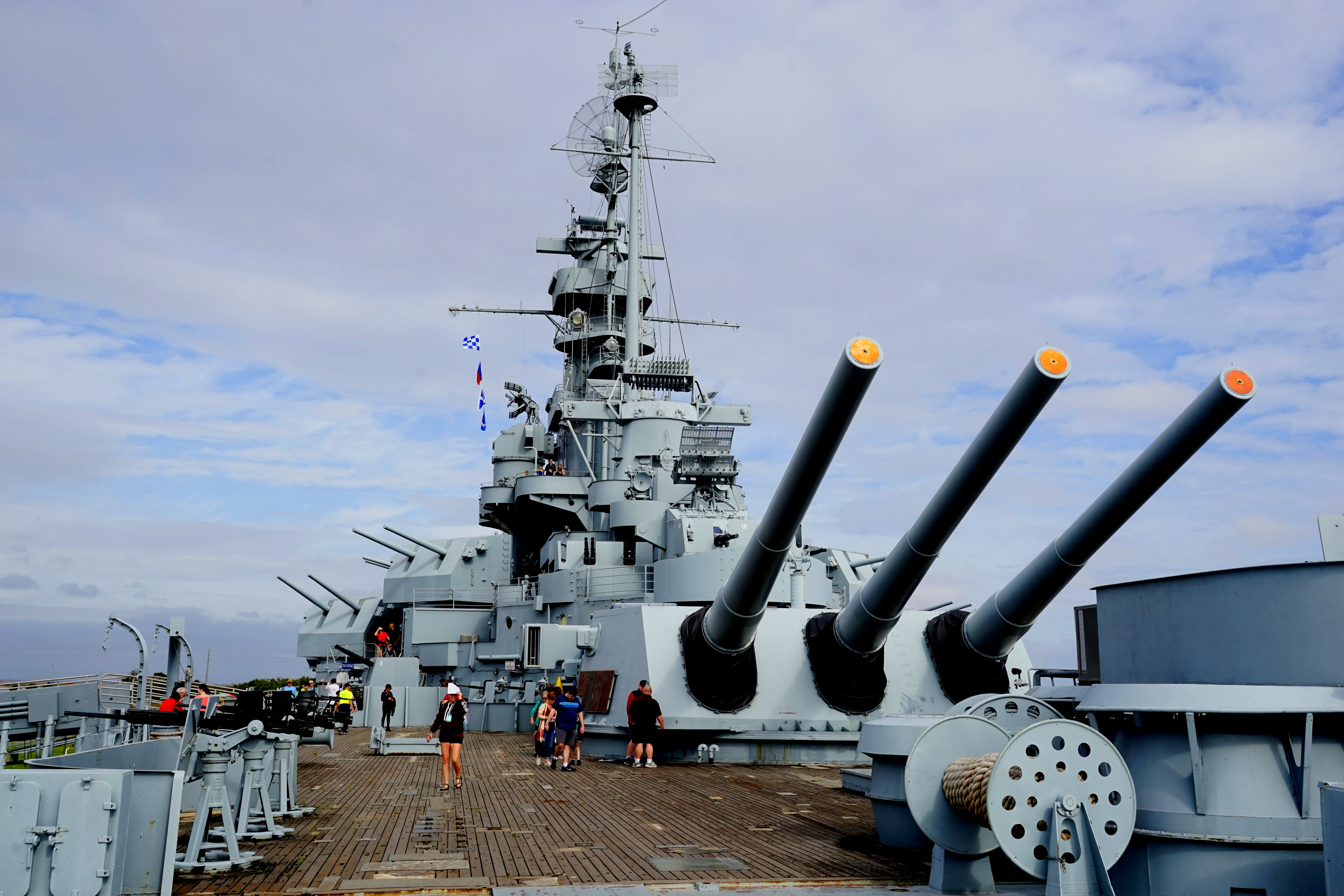
Turyści zwiedzający jeden z nielicznych zachowanych dużych okrętów II wojny światowej, amerykański pancernik USS „Alabama” (27 grudnia 2019 roku)
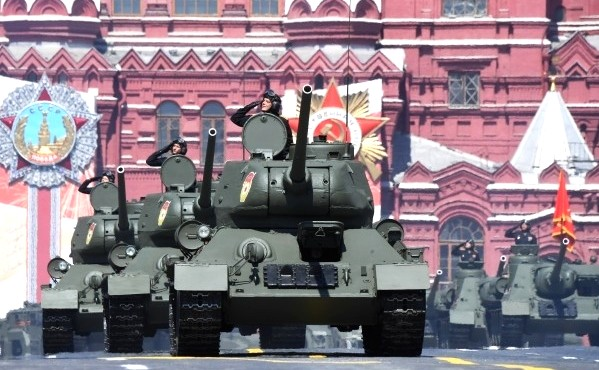
Sprawny drugowojenny radziecki sprzęt pancerny na moskiewskiej paradzie z okazji Dnia Zwycięstwa (24 czerwca 2020 roku)
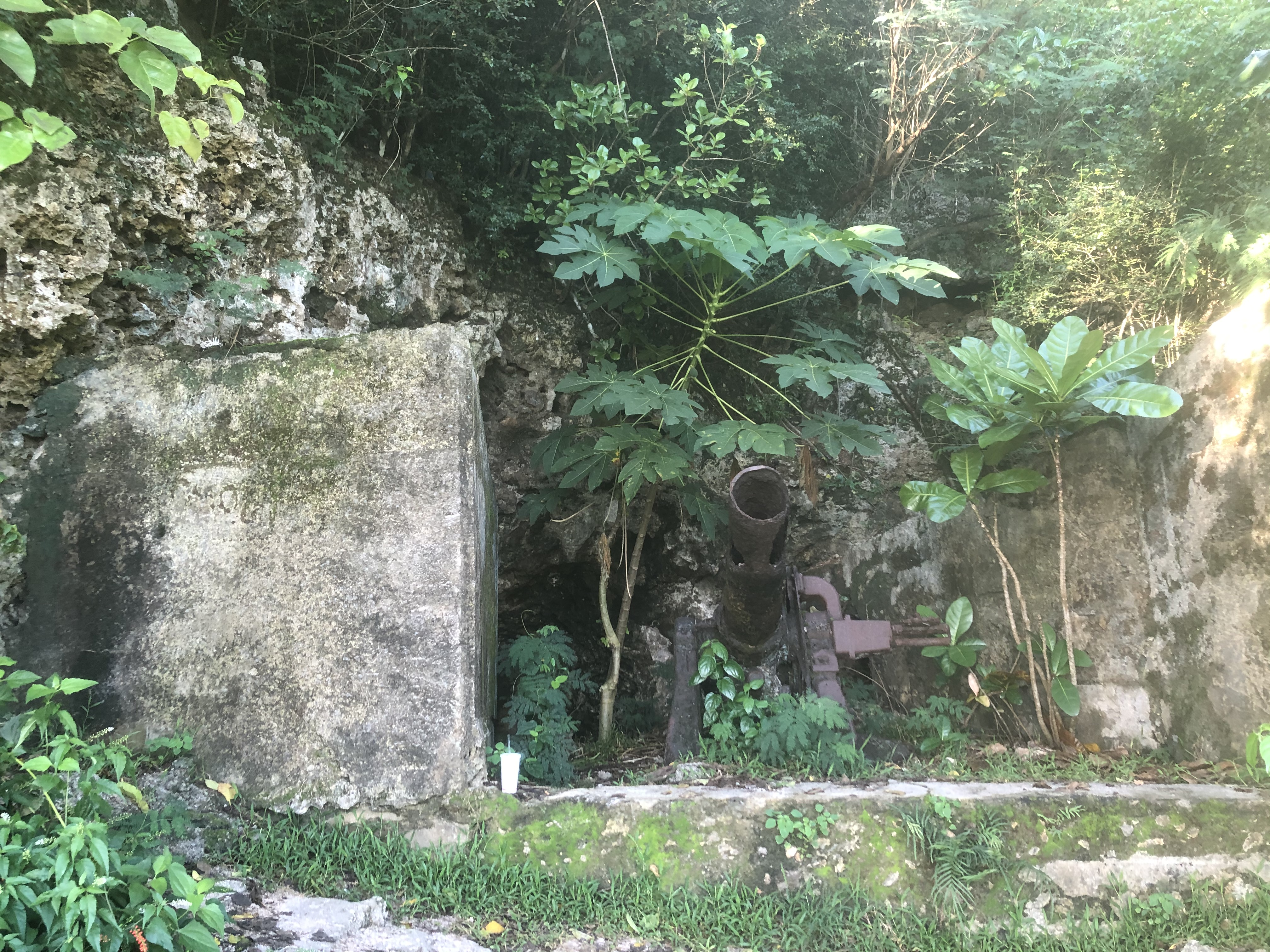
Wciąż istniejące ufortyfikowane pozycje japońskie na wyspie Guam (19 czerwca 2022 roku)
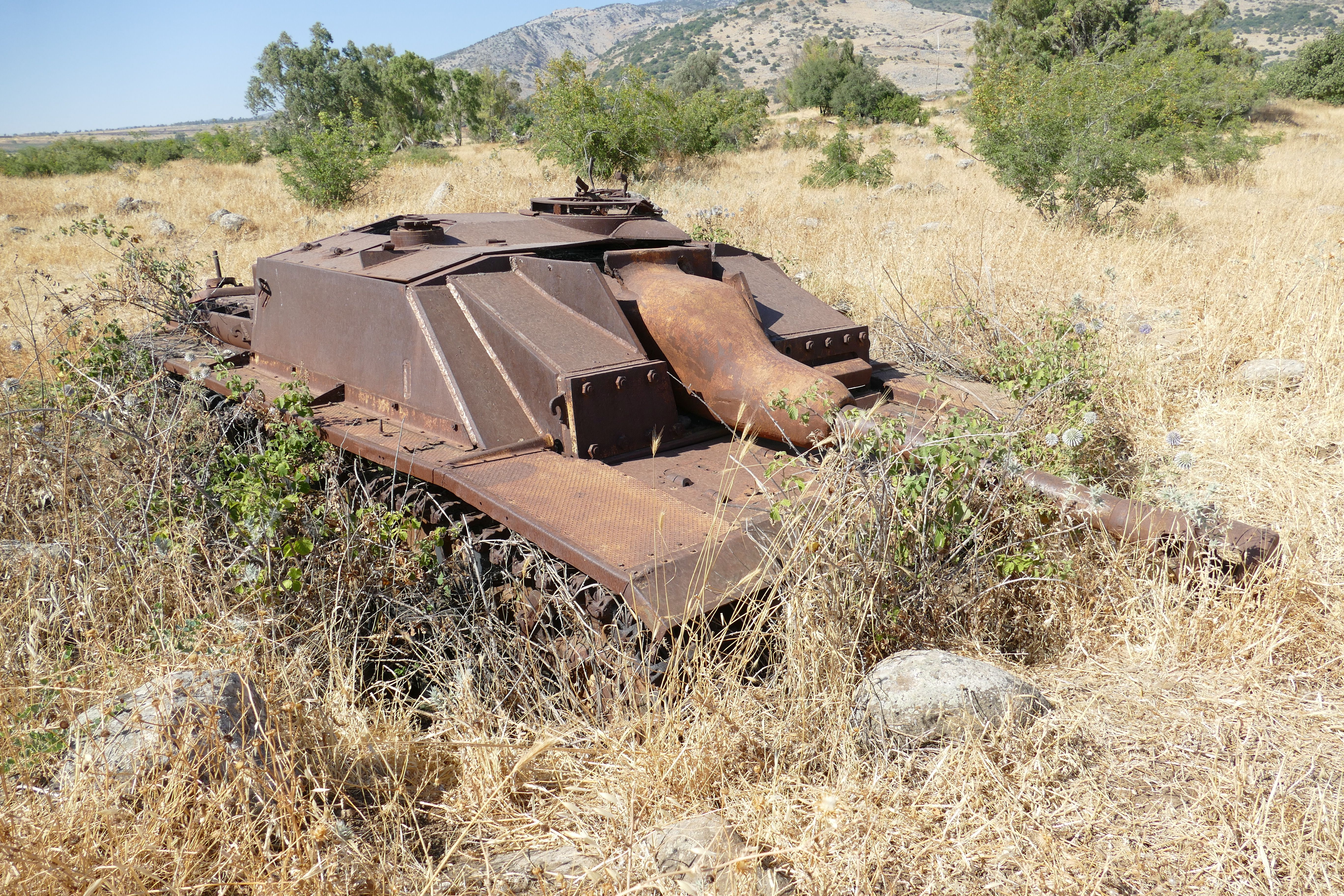
Zniszczone podczas wojny sześciodowniowej z Izraelem wyprodukowane w III Rzeszy syryjskie działo pancerne StuG III stoi porzucone na izraelskim polu (8 lipca 2022 roku)
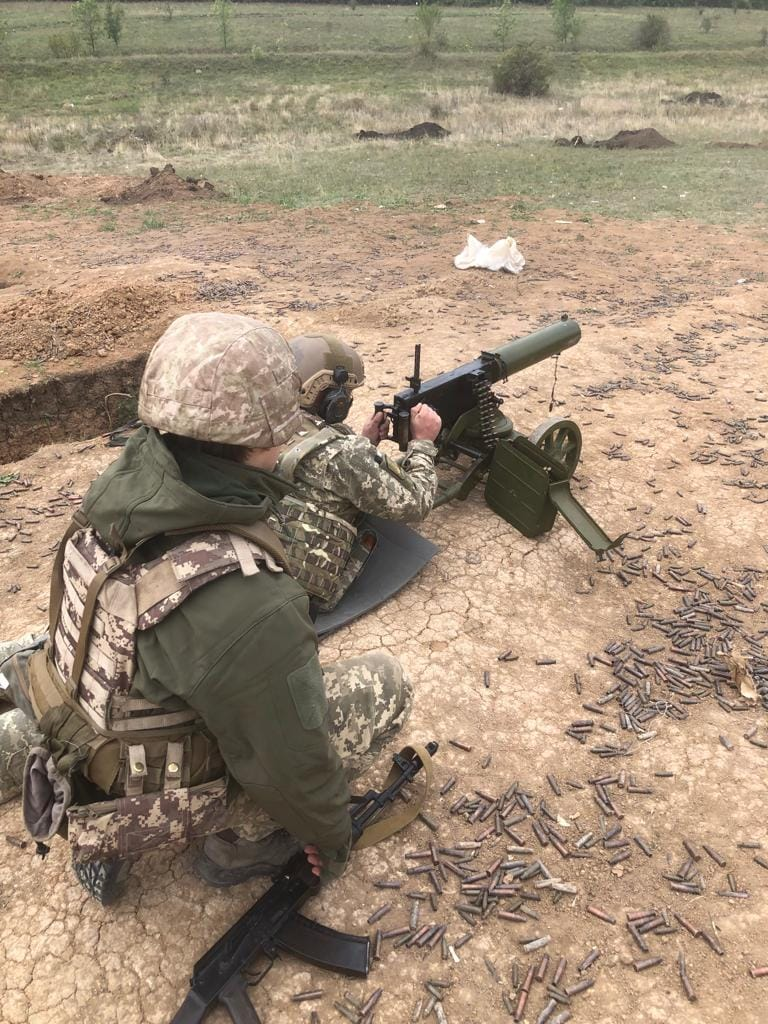
Drugowojenny karabin maszynowy Maxim wz. 1910 wykorzystywany przez Siły Obrony Terytorialnej Sił Zbrojnych Ukrainy do ćwiczeń strzeleckich, by zaoszczędzić niezbędną na froncie nowoczesną broń podczas rosyjskiej inwazji na Ukrainę (11 września 2022 roku)
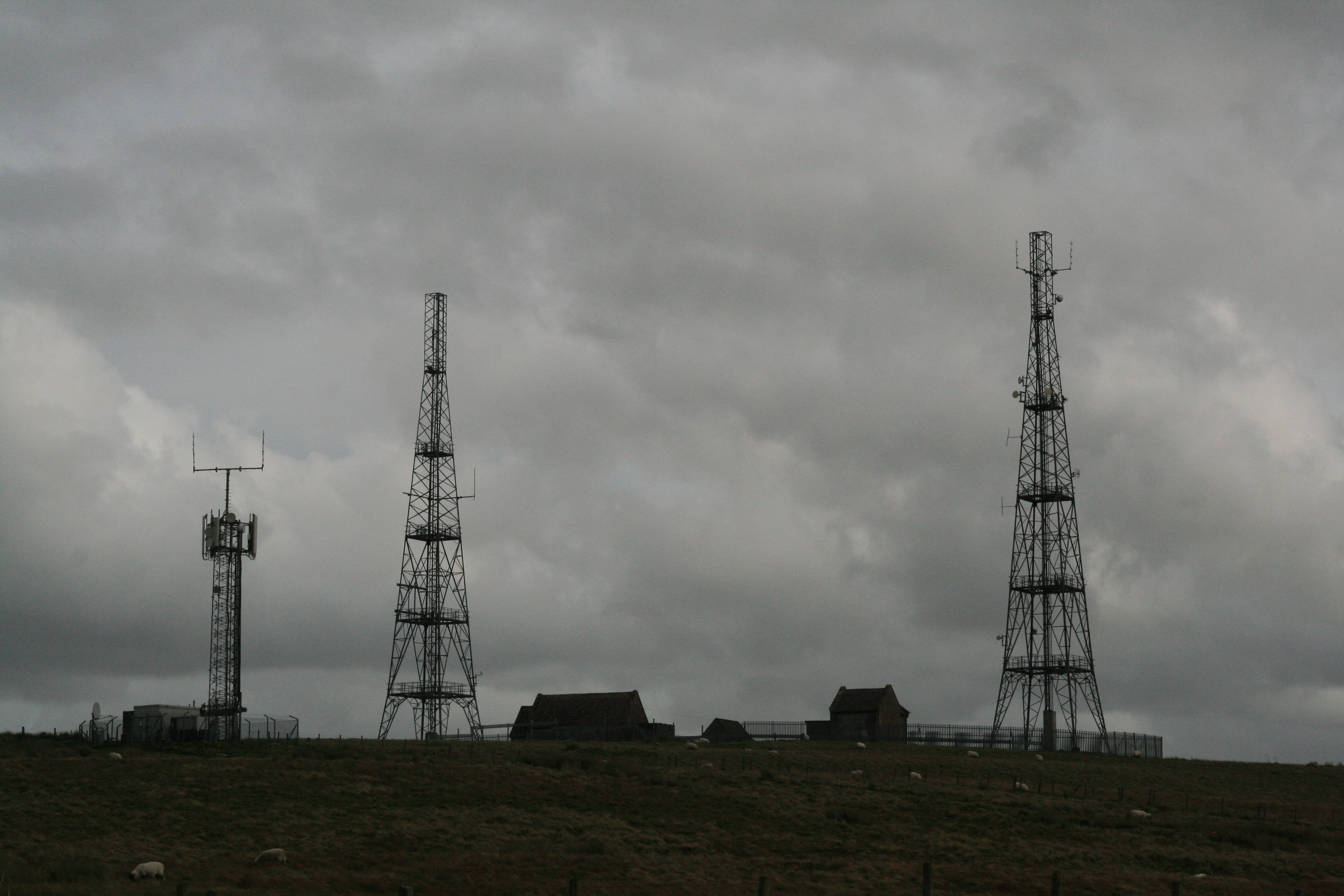
Wciąż użytkowana stacja łącznościowa wybudowana w Northumberland jako część brytyjskiego systemu ostrzegania podczas bitwy o Anglię (24 września 2023 roku)

## Opór przeciw okupantom
II wojna światowa to okres szczególnej aktywności różnorodnych ruchów oporu przeciw okupantom – Niemcom, ZSRR i Japonii. Przybierał on formę sabotażu, dywersji, prowadzenia walk partyzanckich, uprawiania szkodliwej dla zaborcy propagandy, lub też stosowania mniej jawnego oporu. Działania ruchów oporu monitorowała i wspierała brytyjska organizacja SOE.

### Polska

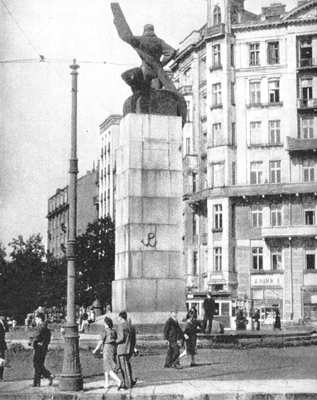
Kotwica (symbol Polskiego Państwa Podziemnego) na Pomniku Lotnika (lipiec 1944 roku)

Polska była pierwszą ofiarą Państw Osi w Europie. Polski ruch oporu rozpoczął swoją działalność niemal natychmiast po zaprzestaniu regularnych działań wojennych. Również od samego początku jedną z jego form była walka zbrojna. 16 września 1939 roku marszałek Edward Śmigły-Rydz nakazał w Czerniowcach (Rumunia) uruchomienie podległej mu części sieci dywersji pozafrontowej. Ten przekazał 26 września w Warszawie generałowi Juliuszowi Rómmlowi upoważnienie-rozkaz do zainicjowania na terenie całego kraju konspiracji wojskowej. Następnego dnia generał Wacław Stachiewicz nakazał zorganizować Tajną Organizację Wojskową. 26 września przyniósł zawiązanie Służby Zwycięstwu Polski (SZP), która miała zostać główną polską organizacją oporu przeciw Niemcom. Nazajutrz Związek Harcerstwa Polskiego przeistoczył się w Szare Szeregi. W listopadzie SZP została przeorganizowana w Związek Walki Zbrojnej (ZWZ), na czele której stanął generał Stefan Rowecki posługujący się pseudonimem „Grot”. Utworzony został Główny Komitet Polityczny zrzeszający przedstawicieli najważniejszych polskich partii, co miało gwarantować jedność Polaków wobec zagrożenia. Zwierzchnictwo nad ruchami oporu sprawował rząd na uchodźstwie. W 1942 roku przemianowano ZWZ na Armię Krajową (AK), która była integralną częścią Polskich Sił Zbrojnych, podporządkowaną Naczelnemu Wodzowi. AK była zbrojnym ramieniem Polskiego Państwa Podziemnego, tajnych struktur państwowych. PPP miało większość atrybutów normalnego państwa – centralną administrację, armię (AK) i produkcję zbrojeniową, wymiar sprawiedliwości, bogate życie kulturalne (podziemne wydawnictwa) oraz namiastkę administracji w każdym powiecie (powiatowi delegaci rządu). Siły Armii Krajowej ocenia się na 380 000 ludzi, jednak przeważnie nieuzbrojonych i bardzo słabo wyszkolonych, jednak bardzo oddanych sprawie. Polskich organizacji narodowowyzwoleńczych było znacznie więcej, a najważniejszymi były Bataliony Chłopskie (około 170 000 ludzi) oraz Narodowe Siły Zbrojne (około 75 000 ludzi), Armia Ludowa (około 60 000 ludzi) i Gwardia Ludowa WRN (około 42 000 ludzi). Partyzantka polska zaopatrywała się w sprzęt na drodze akcji bojowych (wyposażenie niemieckie), alianckich zrzutów oraz własnej produkcji. Na terenach polskich funkcjonowało tajne nauczanie podtrzymujące ciągłość szkolnictwa.

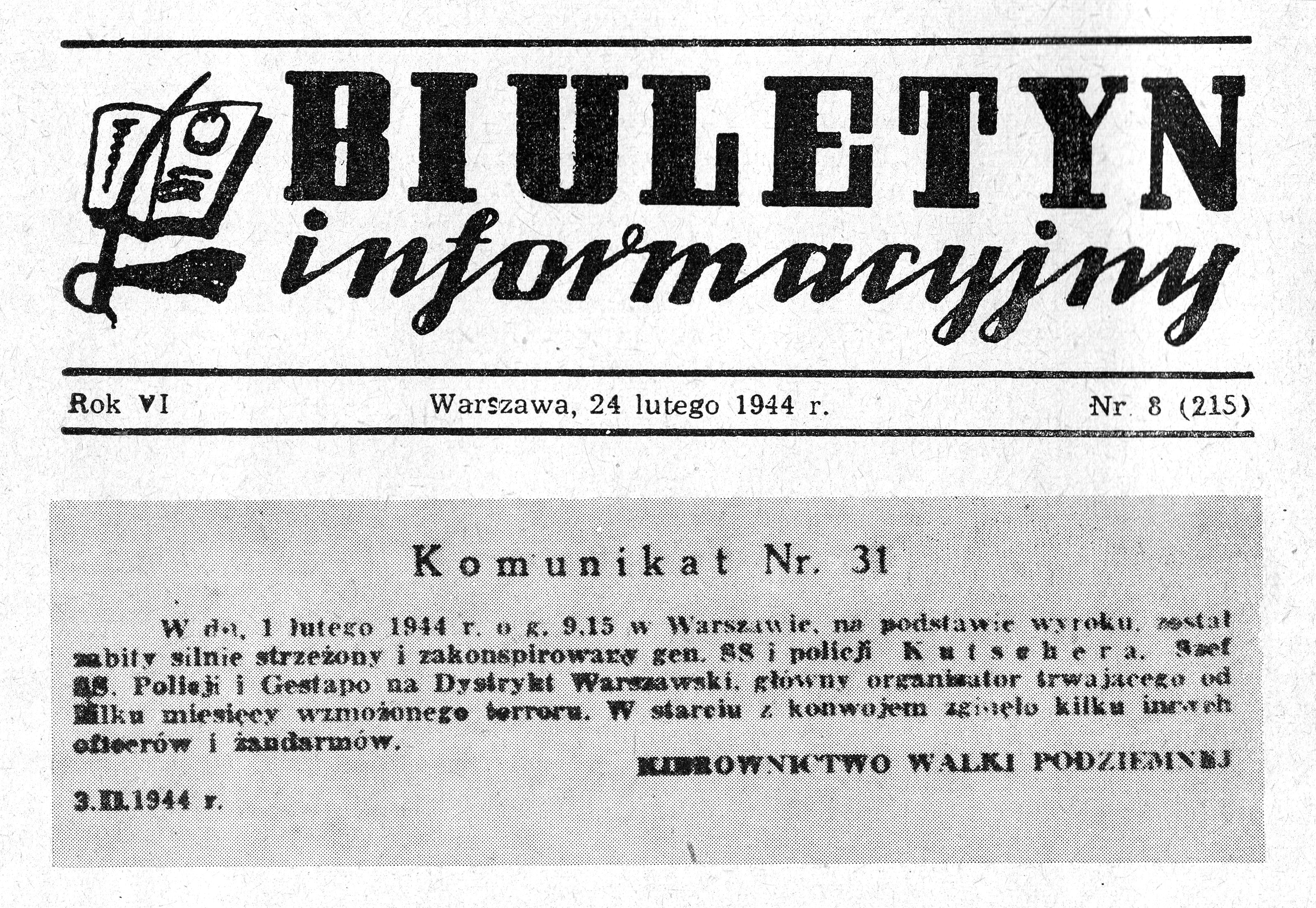
Informacja o likwidacji Kutschery w podziemnej gazecie „Biuletyn Informacyjny” (24 lutego 1944 roku)

Polskie podziemie zlokalizowało bazy U-Bootów w całej Europie, zlokalizowało wszystkie zakłady Focke-Wulfa, rozpracowało produkcję bomb latających V-1 i rakiet V-2. Udało mu się wykraść rakietę V-2, której najważniejsze części wysłano do Wielkiej Brytanii. Zdobyto plany bitwy na łuku kurskim i przekazano je sojusznikom. Wspólnie z francuskim ruchem oporu zlokalizowano 162 wyrzutnie V-1 we Francji. Przekazano dowództwu radzieckiemu plany obrony Gdyni, zdobyto plany Grupy Armii „Środek”. Wywiad ofensywny AK systematycznie obserwował przemieszczenia jednostek niemieckich. Analizy przesłane były do Sztabu Naczelnego Wodza w Londynie. Wywiad gospodarczy również zanotował sukcesy. Specyficznym środkiem walki z okupantem była działalność informacyjno-propagandowa. Najważniejszym zadaniem propagandy było podtrzymywanie oporu ludności i mobilizowanie do walki. Wydawano prasę konspiracyjną, wydawnictwa i ulotki. W ramach akcji „N” szerzono destrukcję w wojsku oraz wśród ludności niemieckiej. Polscy partyzanci dokonywali zamachów na zbrodniarzy niemieckich, a ich najsłynniejszą akcją był zamach na dowódcę SS i Policji na dystrykt warszawski Generalnego Gubernatorstwa Franza Kutscherę, dokonany 1 lutego 1944 roku w Warszawie. Likwidowani i prześladowani byli kolaboranci polscy (np. Igo Sym, Wacław Krzeptowski), co miało na celu zniechęcenie społeczeństwa do podejmowania prób współpracy z okupantem. Szczególnie popularne było malowanie znaków i haseł podnoszących Polaków na duchu w przestrzeni miejskiej. Szczególną popularność zdobyła tak zwana „kotwica”.
W czerwcu 1943 roku Rowecki został aresztowany przez Niemców. Jego miejsce zajął generał Tadeusz Komorowski, ps. „Bór”. Tego samego roku w stronę Polski ruszyła ofensywa Armii Czerwonej. W obawie przed wkroczeniem wojsk radzieckich, które podporządkowałyby powojenne państwo Stalinowi oraz wcieliły do Związku Radzieckiego Kresy Wschodnie, zdecydowano się opracować plan akcji „Burza”. Miała to być operacja wojskowa, polegająca na wznieceniu powstania narodowego przez AK oraz podległe jej organizacje i przejęcie władzy w Polsce (lub przynajmniej w Generalnym Gubernatorstwie) przed wkroczeniem Armii Czerwonej. Rozpoczęła się w styczniu 1944 roku, gdy wojska Stalina dotarły już do Polski. Jedną z najważniejszych operacji zrealizowanych podczas akcji była operacja „Ostra Brama”, w wyniku której Polacy wraz z żołnierzami radzieckimi oswobodzili Wilno. Stalin nie zamierzał oddawać swojej zdobyczy, za jaką uważał Polskę. Jego tajna policja NKWD rozbroiła partyzantów i uwięziła ich oficerów, w tym dowódcę walk o Wilno, pułkownika Aleksandra Krzyżanowskiego.

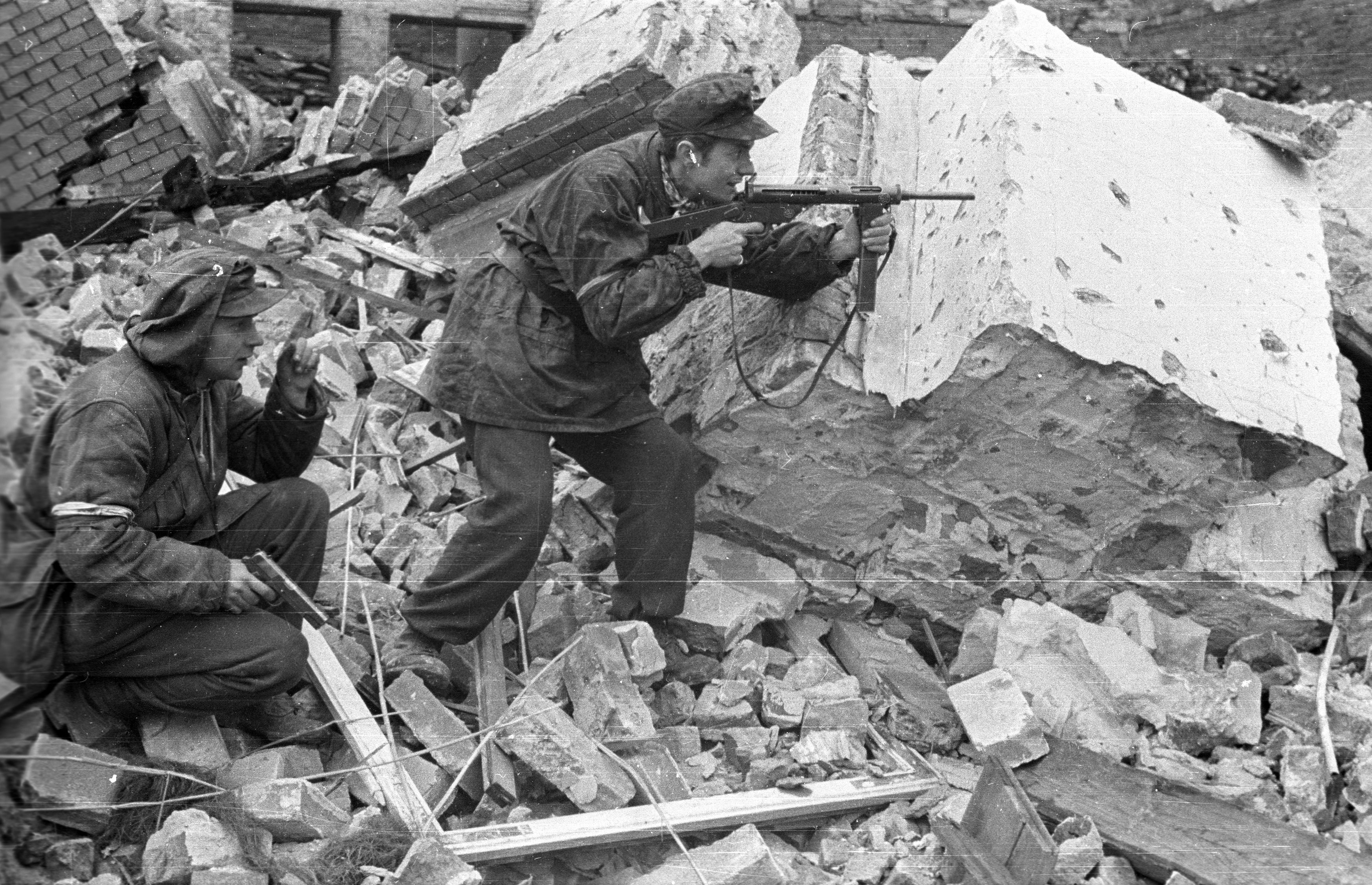
Żołnierze Armii Krajowej w powstaniu warszawskim (3 października 1944 roku)

Od 1 sierpnia do 3 października 1944 roku trwało największe wystąpienie zbrojne ruchu oporu w Europie – powstanie warszawskie, w którym, poza AK, udział wzięły także oddziały innych organizacji zbrojnych, takich jak NSZ, AL oraz ochotnicy z 1. Armii Wojska Polskiego, którzy uchwycili ważne przyczółki na Wiśle. Celem zrywu było wyzwolenie stolicy i utworzenie rządu niepodległej od ZSRR Polski i zapobiegnięcie wkroczeniu Armii Czerwonej w roli wyzwoliciela, który mógłby z łatwością zainstalować w stolicy podległy sobie rząd. Choć propaganda radziecka usilnie namawiała Polaków do chwycenia za broń, to Stalin nie zamierzał udzielić wsparcia AK. Ofensywa radziecka zatrzymała się na linii Wisły, lecz Polacy byli pewni, że gdy tylko zaatakują okupanta, Armia Czerwona i Ludowe Wojsko Polskie pomogą im. Plan Stalina przewidywał jednak związanie walką AK i silnego garnizonu niemieckiego. W ten sposób podziemie niepodległościowe wykrwawiłoby się i nie byłoby w stanie przeciwstawić się skutecznie narzuceniu Polsce zwierzchnictwa ZSRR. Siły okupacyjne również zostałyby mocno uszczuplone i ich zniszczenie byłoby łatwiejsze. Powstańcy, słabo wyszkoleni, nieposiadający dostatecznej ilości broni lub amunicji, związali garnizon warszawski bardzo zaciętymi walkami ulicznymi. Powstanie upadło z powodu słabego przygotowania oraz braku pomocy z zewnątrz, której się spodziewano (poza dostawami sprzętu poprzez zrzuty z samolotów alianckich nikt nie wspomógł walczących). Partyzanci byli bezsilni wobec niemieckiego lotnictwa i czołgów. Ludność stolicy została wysiedlona, a miasto zburzone na osobisty rozkaz Hitlera. Do niewoli dostał się Komorowski, którego zastąpił generał Leopold Okulicki, ps. „Niedźwiadek”. Plan Stalina powiódł się – AK nie miała już sił na walkę z Armią Czerwoną, a Niemcy byli już w stanie wystawić przeciw niej tylko improwizowaną Dywizję Forteczną Warszawa, która nie stanowiła poważnego zagrożenia dla wojsk radzieckich, a rozbicie jej zajęło dwa dni. Stalin utworzył w Moskwie podległy sobie rząd polski, który następnie został przeniesiony do Chełma, a kilka dni później do Lublina (tzw. PKWN).
Część polskiej partyzantki kontynuowała opór zbrojny przeciw władzy radzieckiej.

### Jugosławia

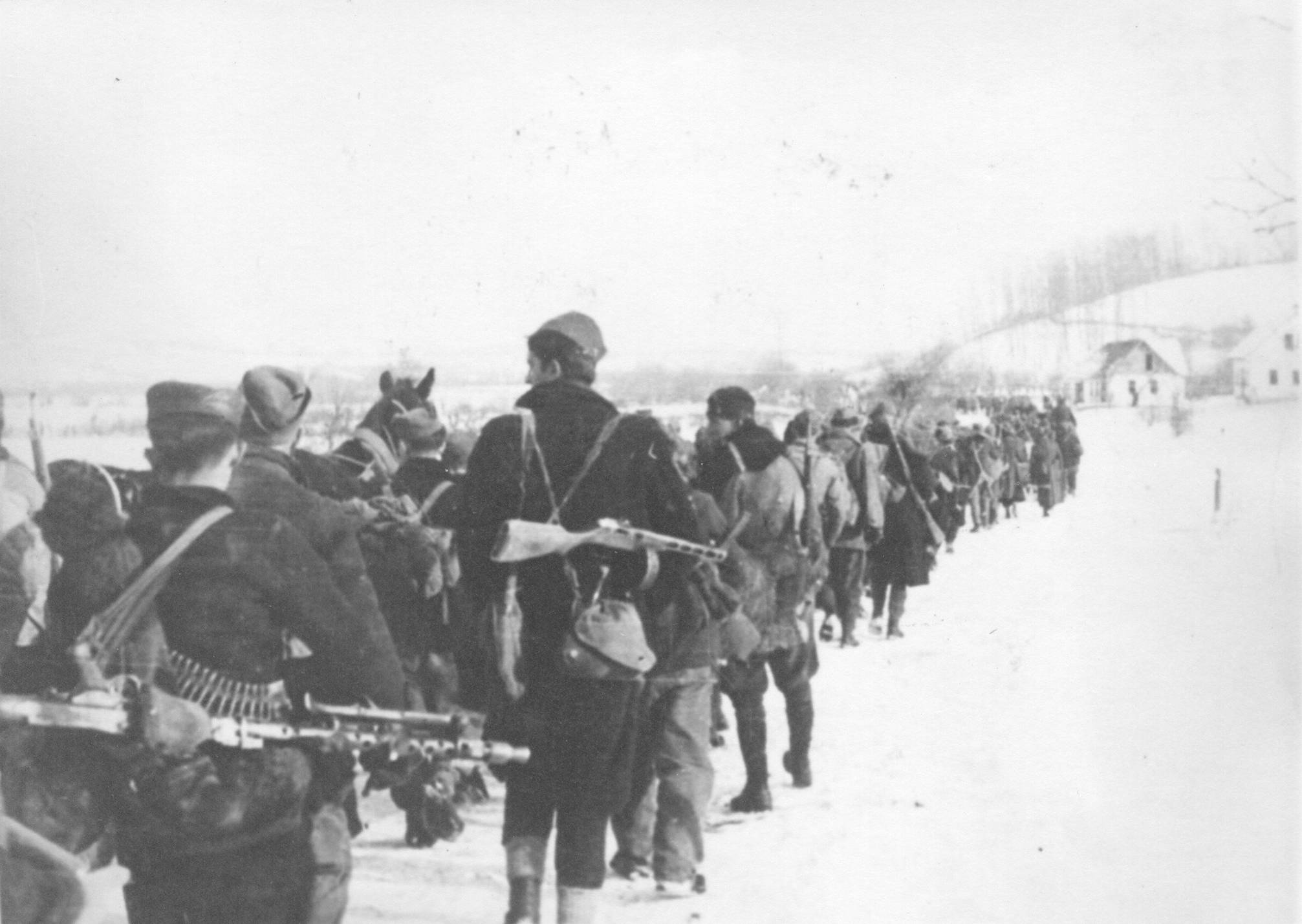
Marsz partyzantów jugosłowiańskich przez Bośnię (kwiecień 1945 roku)

Po agresji wojsk Osi i kapitulacji Jugosławii w kwietniu 1941 roku, natychmiast rozpoczął się opór przeciwko okupantom. Już w połowie maja pułkownik Dragoljub Mihailović, były dowódca jugosłowiańskiej 2 Armii, zaczął organizować w rejonie Ravnej Gory w środkowej Serbii ruch konspiracyjny znany jako Królewskie Wojska Jugosłowiańskie w Ojczyźnie, choć częściej używana jest nazwa czetnicy. Czetnicy byli wierni dynastii Karadziordziewiciów i opowiadali się za przywróceniem monarchii po wojnie. Głosili jednak hasła wielkoserbskie, które nie odpowiadały innym narodom Jugosławii. Mihailović prędko objął dowodzenie nad wszystkimi organizacjami czetników.
Obok nich wyrosła druga, jeszcze potężniejsza organizacja Narodowa Armia Wyzwolenia Jugosławii (NOVJ), podporządkowana Związkowi Komunistów Jugosławii. 22 czerwca 1941 roku w lesie Brezovica koło Sisaku założony został pierwszy oddział partyzancki, który dał początek NOVJ. Była to pierwsza antyfaszystowska formacja na Bałkanach. W przeciwieństwie do serbskich nacjonalistów czetniknów, NOVJ głosiła hasła odbudowy Jugosławii na zasadzie federacji i zniesienia monarchii. Była organizacją wielonarodową. Zorganizował ją i dowództwo objął Chorwat Josip Broz posługujący się pseudonimem Tito, który przyjął stopień marszałka. Do powstania wezwano 4 lipca wówczas na znak rozpalono ogniska co według prasłowiańskiego zwyczaju było wezwaniem do wojny.

Czetnicy uznali za wrogów dążących do powstania państwa wielonarodowego żołnierzy NOVJ i to głównie z nimi podejmowali walkę. W tym celu często kolaborowali z Osią. Ponadto w październiku 1941 roku Mihailović zawarł porozumienie sojusznicze z generałem Milanem Nediciem, przywódcą marionetkowej Serbii.

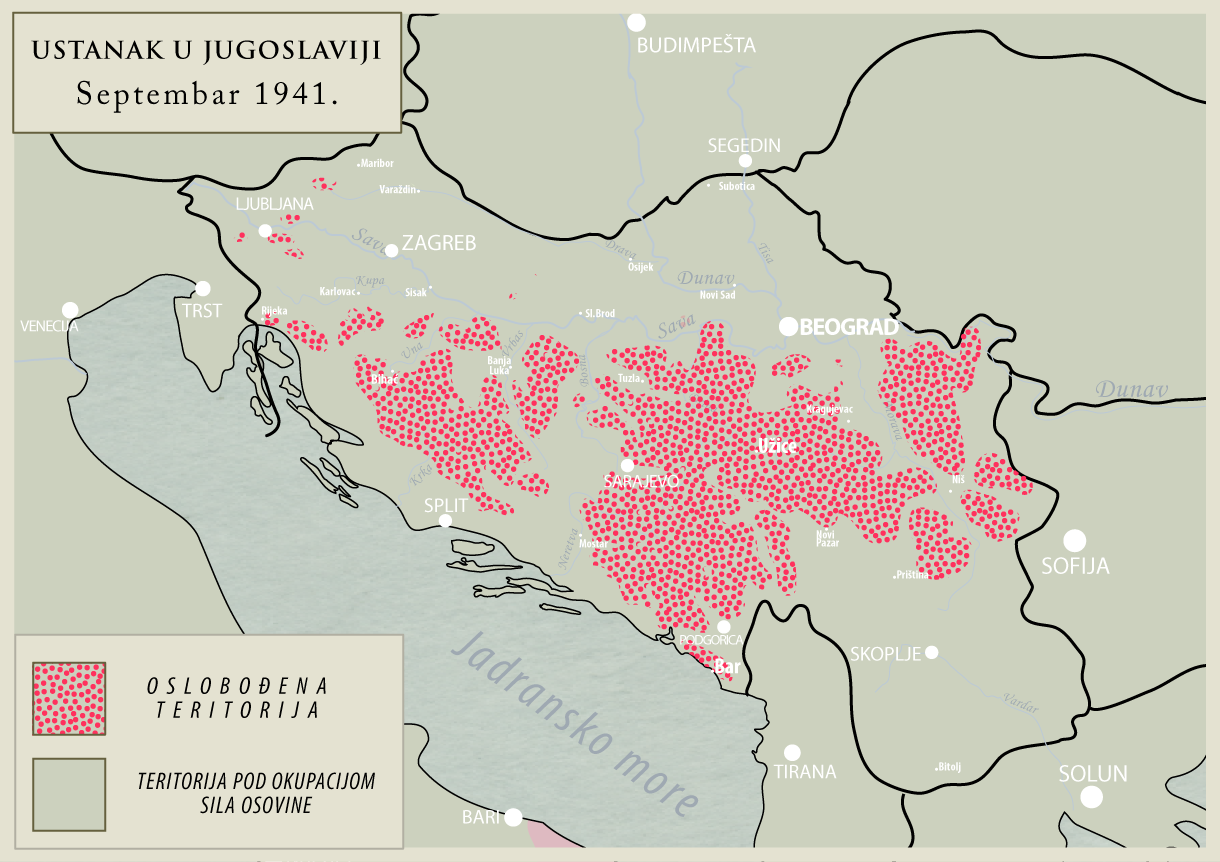
Tereny wyzwolone przez partyzantów do września 1941 roku

Już 13 lipca rozpoczęło się powstanie w Czarnogórze i w ciągu kilku dni region został prawie w całości wyzwolony. Dziewięć dni później wybuchło powstania w Słowenii, 27 w Chorwacji oraz w Bośni i Hercegowinie, najpóźniej, bo 11 października w Macedonii. Walki sił Osi z partyzantami często przypomniały regularne bitwy. Już we wrześniu wyzwolone zostały rejony Šabaca i Užice. Partyzanci powołali na tych obszarach Republikę Užičką. Na jej tereny przybyły całe rzesze uchodźców. Z mężczyzn przybyłych na ten teren po przeszkoleniu wojskowym utworzono oddziały. Na wyzwolonym terenie powołano komitety narodowowyzwoleńcze, otwierane były szkoły, rozdawano broń i żywność, budowano szpitale polowe i przygarniano sieroty po zabitych partyzantach. Niemcy przystąpili do ataku na republikę. Na Bałkany sprowadzono dywizje z całej Europy oraz licznych kolaborantów. Atak na Republikę Užičką przerwał negocjacje Tity z czetnikami, które mogły doprowadzić do pojednania między nimi. Z Užic ewakuowano fabryki, magazyn broni, dokumenty, rannych i chorych oraz wywieziono zapasy żywności i leków. Pokaźne sumy pieniężne partyzantów spakowano w worki, które ukryto. Broz opuścił miasto w obliczu nieuchronnej porażki broniących wojsk partyzanckich. Wraz z częścią oddziałów wycofał się do Zlatiboru. 1 grudnia 1941 roku państwo przestało istnieć. NOVJ kontynuowała jednak walkę zbrojną. 4 października 1942 roku partyzanci w okolicach miasta Bihać utworzyli kolejne państwo, Republikę Bihacką. Została ona zniszczona w wyniku dużej bitwy nad Neretwą. 29 stycznia 1943 roku i to państwo przestało istnieć. Niemcy i ich sojusznicy aktywnie prowadzili operacje przeciwpartyzanckie, prowadzące często do bitew, jak ta nad Sutjeską.

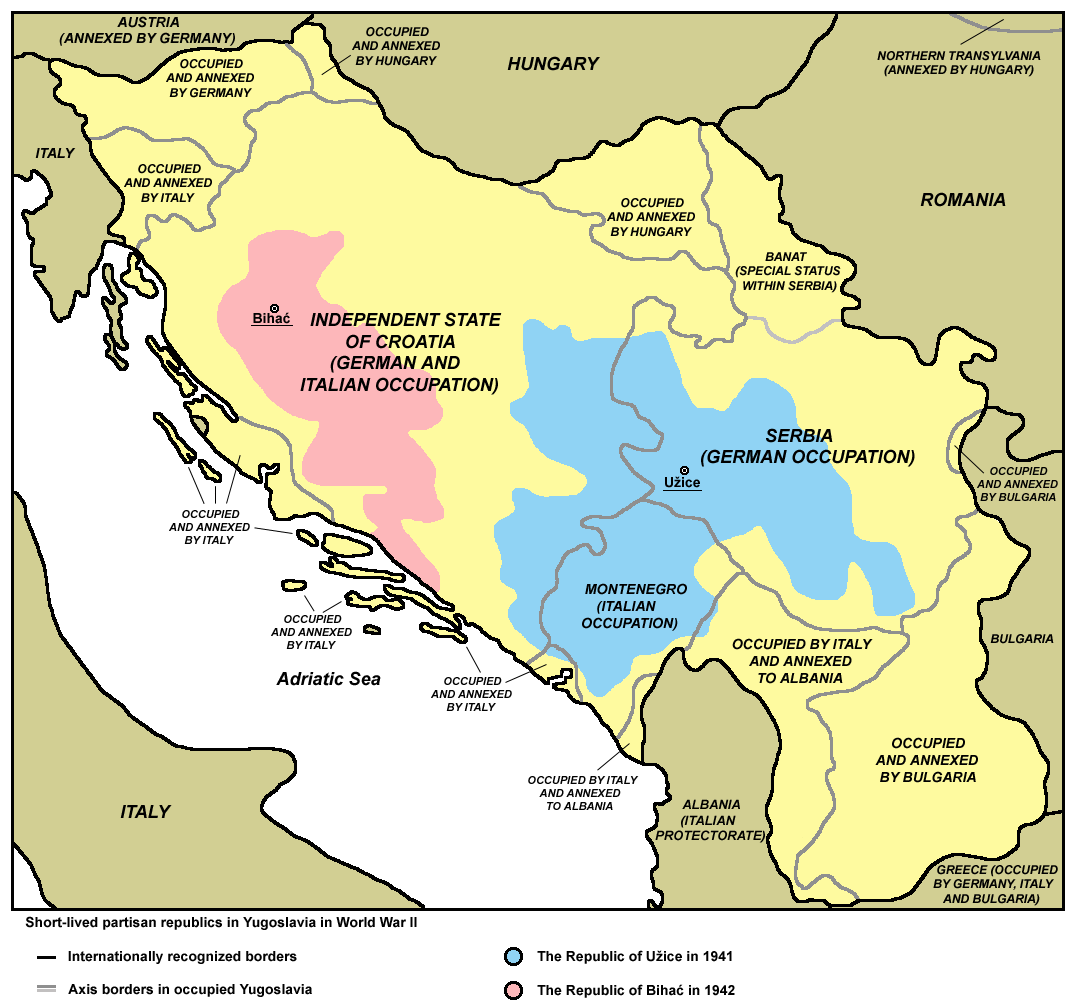
Republika Užička (niebieski) oraz Republika Bihacka (czerwony)

Na wyzwolonych przez siebie terenach organizowano komitety ludowe, które miały działać jako rządy cywilne. Organem naczelnym była Antyfaszystowska Rada Wyzwolenia Narodowego Jugosławii – AVNOJ, która zebrała się w Bihaciu 26 listopada 1942 roku i w Jajcach 29 listopada 1943 roku. Podczas sesji zostały określone podstawy powojennego federacyjnego państwa jugosłowiańskiego. Prezydentem AVNOJ wybrano Broza. 4 grudnia 1943 roku proklamowano tymczasowy demokratyczny rząd Jugosławii. W Jajcu wybrano „prezydencję” i ustanowiono liczący dziewięć osób Komitet Wyzwolenia Narodowego pełniący funkcję rządu tymczasowego. Prezesem Narodowego Komitetu Wyzwolenia został Broz. W 1943 roku powołana została na zajętych ziemiach Demokratyczna Federacyjna Jugosławia, trzecie państwo, którego już nie dali rady zniszczyć Niemcy.
Dowódcy wojsk okupacyjnych uważali, że dadzą radę zniszczyć ducha bojowego Jugosłowian, jeśli zabiją Broza. W tym celu w dniach od 25 maja do 3 czerwca 1944 roku generał Lothar Rendulic przeprowadził operację „Rösselsprung”, która miała na celu zniszczenie Sztabu Naczelnego NOVJ i zgładzenie marszałka. Zakończyła się ona niepowodzeniem. Tymczasem wojska Broza zajmowały coraz to większe tereny. Ostatecznie, na mocy konferencji w Teheranie, Broz otrzymał poparcie zarówno ze strony Stalina, jak i zachodnich mocarstw. Jesienią 1944 roku jego Narodowa Armia Wyzwolenia Jugosławii liczyła 500 tysięcy ludzi i kontrolowała znaczną część kraju, dysponując nawet własnym lotnictwem oraz marynarką wojenną. Choć Armia Czerwona wkroczyła do Jugosławii, niemal całe terytorium kraju zostało wiosną 1945 roku opanowane przez siły NOVJ, których liczebność pod koniec wojny wzrosła do 800 tysięcy żołnierzy. Dzięki temu po wojnie Jugosławia zachowała niezależność.

### Francja

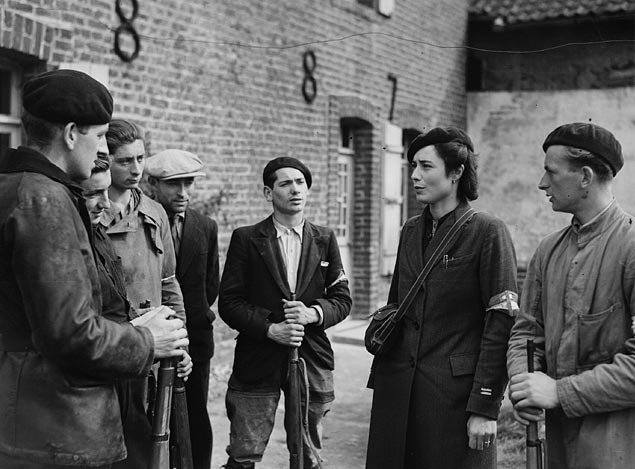
Maquis w Wimille (14 września 1944 roku)

Francuski Ruch Oporu był barwną zbieraniną różnorakich środowisk politycznych (m.in. gaulliści, socjaliści, narodowcy, skrajna lewica, anarchiści, prawica i od ataku Niemiec na Związek Radziecki również komuniści), które zakładały liczne, większe i mniejsze tajne organizacje, często złożone ze zwalczających się przed wojną frakcji. Łączyła Francuzów opozycja zarówno wobec niemieckiego i włoskiego okupanta, jak i kolaboranckiego rządu z Vichy.

Za początek ruchu oporu we Francji uznaje się manifestacje studentów i uczniów w Paryżu w 1940 roku. Ruch Oporu rozwinął się silniej w strefie południowej, a słabiej w strefie północnej. We Francji cały ruch oporu stopniowo podporządkował się emigracyjnym władzom Francji (Komitet Wolnej Francji, następnie CFLN), kierowanym przez Charles’a de Gaulle’a. Organizowano pomoc jeńcom wojennym, propagandę, sabotaż i dywersję, partyzantkę (zwaną maquis) oraz akcje zbrojne przy wsparciu państw alianckich, w tym brytyjskiego SOE i amerykańskiego OSS. Ruch oporu często angażował się w ratowanie Żydów. W 1944 roku, gdy sprzymierzeni przygotowywali inwazję w Normandii i Prowansji, danych o plażach, na których mieli lądować, dostarczył francuski ruch oporu.

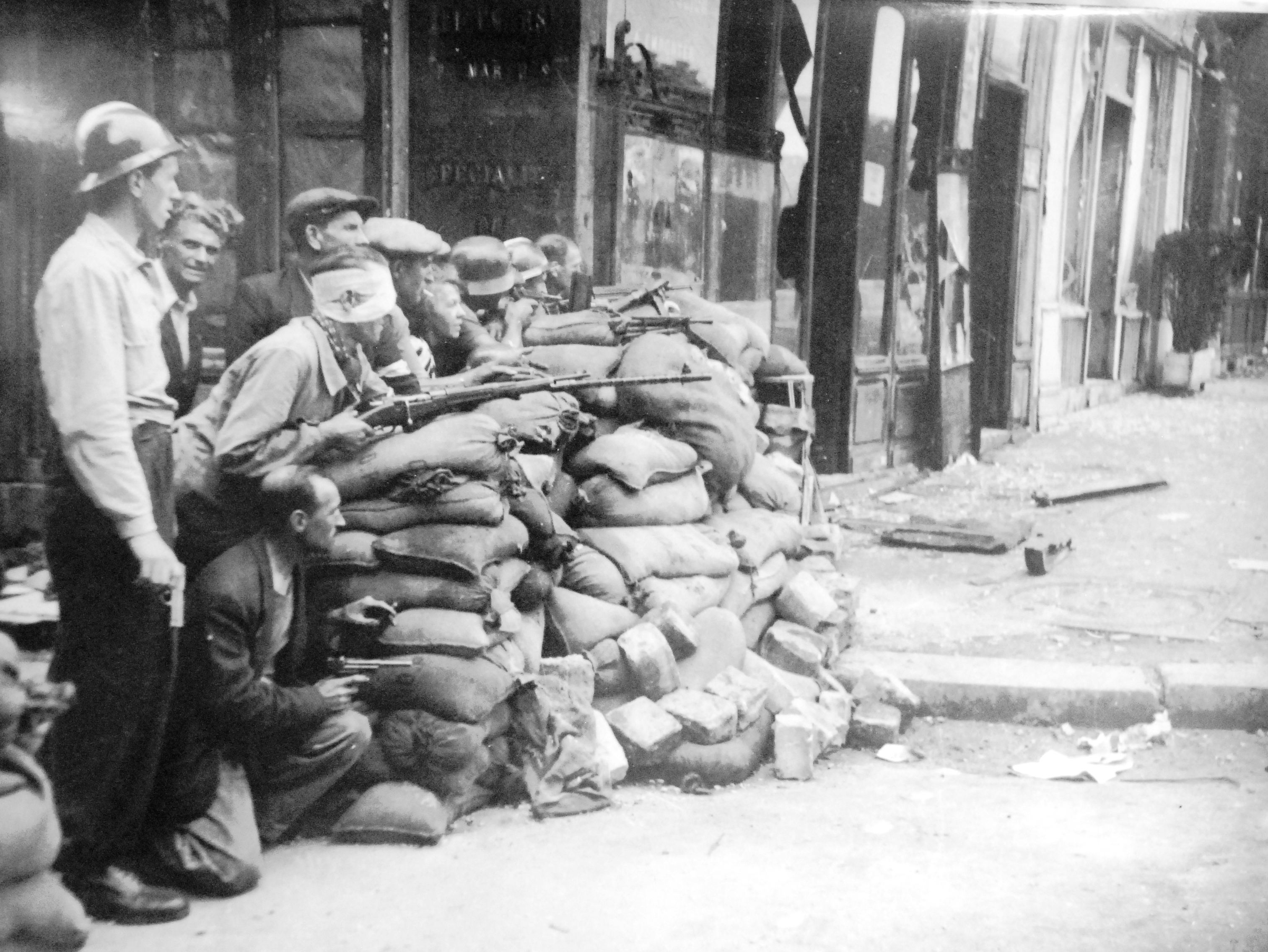
Bojownicy FFI na barykadzie w Paryżu (25 sierpnia 1944 roku)

Podejmowano próby zjednoczenia Francuskiego Ruchu Oporu w jedną organizację. Proces scaleniowy rozpoczął się dzięki delegatowi de Gaulle’a Jeanowi Moulinowi. W maju 1943 roku w skład Krajowej Rady Ruchu Oporu weszli walczący komuniści, socjaliści, chrześcijańscy demokraci i konserwatyści. W lutym 1944 roku, w ślad za zjednoczeniem politycznym, nastąpiło zjednoczenie militarne przez scalenie wszystkich organizacji, w tym AS, FTP i ORA, we Francuskie Siły Wewnętrzne (FFI) pod dowództwem generała Marie Pierre’a Kœniga. Partyzanci z FFI paraliżowali ruchy przerzucanych przez Niemców w stronę miejsc desantów posiłków, atakując linie komunikacyjne i zaopatrzeniowe, a następnie wzięli aktywny udział w wyzwalaniu kraju, wzniecając powstanie narodowe (m.in. w sierpniu rozpoczęli udane powstanie w Paryżu). W październiku ich siły osiągnęły liczbę 400 tys. członków i zostały włączone w skład odtwarzanych francuskich sił zbrojnych.
W działalność ruchu aktywnie angażowały się kobiety. Szacuje się, że stanowiły one 15–20% składu osobowego wszystkich organizacji oporu. Walka Francuzek oprócz antyfaszyzmu i patriotyzmu niosła za sobą emancypację. W III Republice nie posiadły one praw wyborczych, które zostały im przyznane dopiero 21 kwietnia 1944 roku przez Francuski Komitet Wyzwolenia Narodowego (potwierdzone dekretem Rządu Tymczasowego z 5 października 1944 roku).

### ZSRR

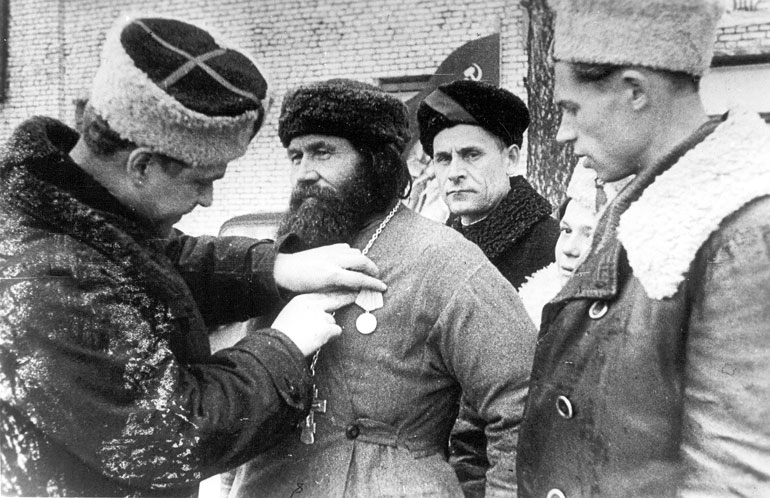
Oficer wręczajacy popowi-partyzantowi medal „Partyzantowi Wojny Ojczyźnianej”

Silne oddziały partyzanckie, szczególnie na terenie Białorusi, mniej liczne na Ukrainie, tworzyli Sowieci (w sumie ponad 500 tys. ludzi). Były one podporządkowane trzem ośrodkom dyspozycyjnym: Centralnemu Sztabowi Ruchu Partyzanckiego w Moskwie, dowództwu frontu i KPZR i zaopatrywane drogą lotniczą. Od 1942 roku konne i piesze zgrupowania partyzanckie dokonywały głębokich rajdów na terenach okupowanych (np. rajd konnicy Sidora Kowpaka z okolic Kijowa do Karpat). Głównym ich zadaniem było paraliżowanie linii komunikacyjnych na zapleczu frontu poprzez niszczenie torów, mostów i wykolejanie pociągów, a pod koniec wojny także zwalczanie niekomunistycznej partyzantki.

## HolocaustiPorajmos

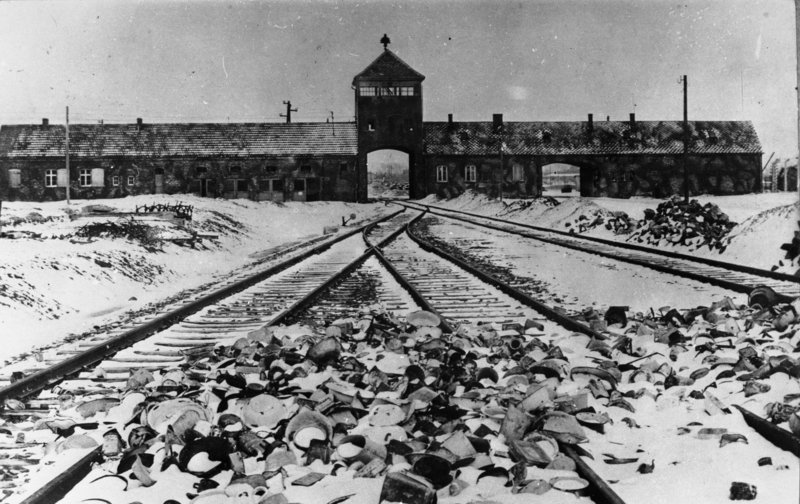
Obóz koncentracyjny Auschwitz-Birkenau, 1945 rok

Mianem Holocaustu lub też Szoa określa się zagładę Żydów, jaka miała miejsce na terenach III Rzeszy, państw z nią sprzymierzonych i przez nią okupowanych. Jej ofiarą padło około 6 milionów europejskich Żydów, w większości przeprowadzona została na okupowanych przez III Rzeszę ziemiach polskich. Stanowiła, łącznie z Zagładą Cyganów (Porajmos), która pochłonęła 500–600 tysięcy ofiar, bezprecedensową próbę wymordowania całych narodów przy użyciu metod przemysłowych (obozy koncentracyjne), która nigdy wcześniej i później nie była przeprowadzona w takiej skali. Obie zbrodnie stanowiły systematyczny i realizowany przez aparat państwowy proces likwidacji całych narodów.

## Koalicja antyhitlerowska i jej działalność

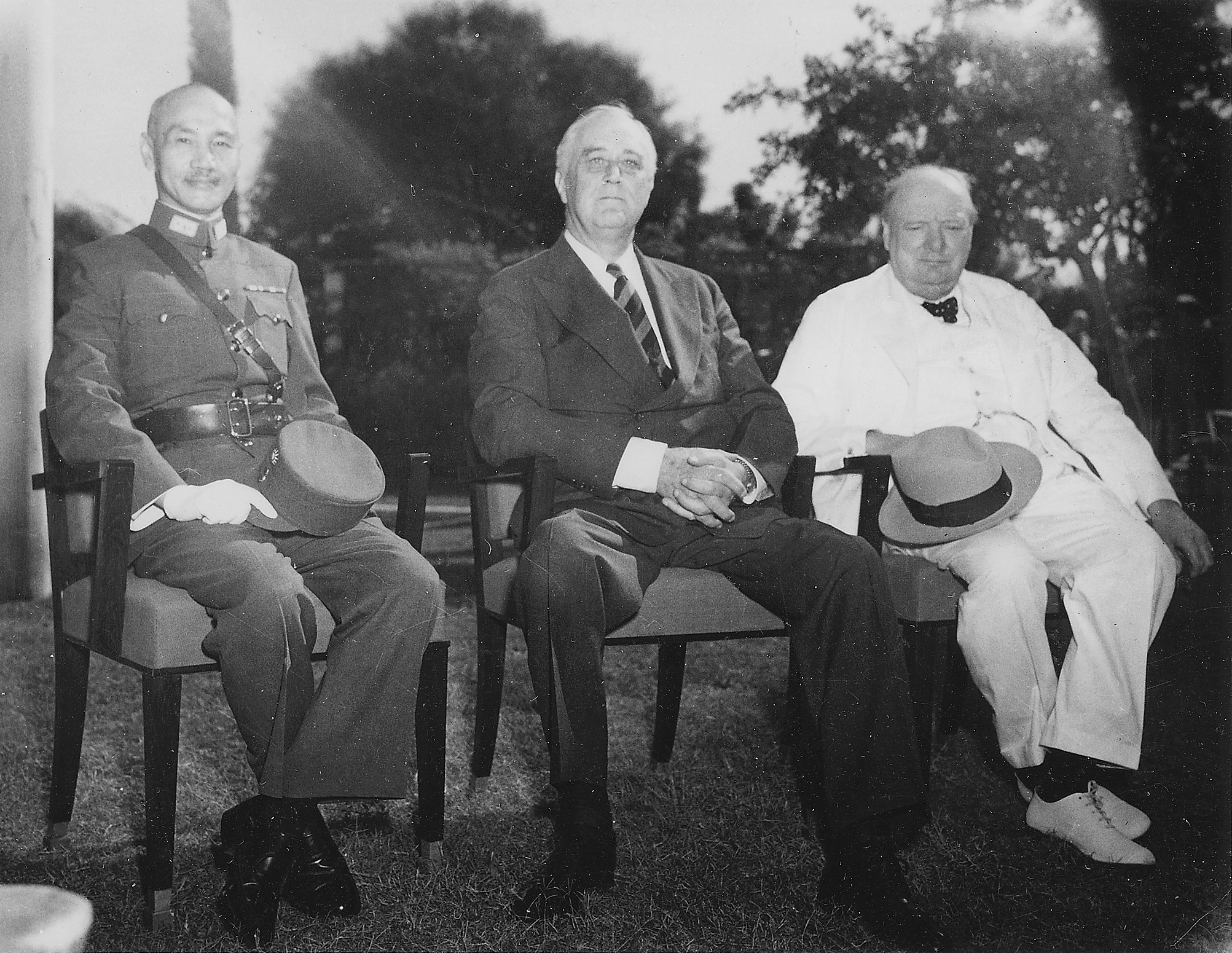
Czang Kaj-szek, Roosevelt i Churchill w Kairze (25 listopada 1943 roku)

Upadek Polski i Francji, jednych z głównych państw alianckich w pierwszej fazie wojny, sprawił, że główny ciężar działań wojennych w Europie spoczął na Wielkiej Brytanii, która w pojedynkę nie była zdolna do przeprowadzenia poważnej operacji przeciwko panującym na kontynencie Niemcom. Nadzieję na zmianę sytuacji przyniosły pogłoski o planowanym ataku niemieckim na Związek Radziecki. Brytyjczycy starali się już wiosną 1941 roku nawiązać kontakty z Kremlem w celu przedsięwzięcia zbrojnej akcji przeciwko III Rzeszy, jednak rozmowy nie przyniosły skutku aż do chwili ataku Niemiec na Związek Radziecki 22 czerwca 1941 roku. W tym dniu Związek Radziecki znalazł się w sytuacji całkowitego osamotnienia. Nie wiązały go z Zachodem żadne układy gwarantujące jego bezpieczeństwo – Sowieci byli sceptycznie nastawieni do wiązania się z zachodnimi „imperialistami”. Plan „Barbarossa” przesunął jednak wzajemną niechęć ideologiczną na dalszy plan, czego wyrazem było m.in. brytyjskie pośrednictwo w rozmowach polsko-radzieckich, zwieńczonych tzw. układem Sikorski-Majski.

Kolejnym krokiem do budowy wielkiej koalicji antyhitlerowskiej było podpisanie Karty Atlantyckiej 14 sierpnia 1941 roku na pancerniku HMS „Prince of Wales” przez Winstona Churchilla i Franklina Delano Roosevelta. Określała ona cele polityki Wielkiej Brytanii i Stanów Zjednoczonych w okresie II wojny światowej i po jej zakończeniu oraz zasady powojennych stosunków międzynarodowych. Za jej najważniejsze cele uznano prawo wszystkich narodów do posiadania własnych rządów i własnego niepodległego państwa, do rozwoju gospodarczego i życia w pokoju po pokonaniu tyranii faszystowskiej. Zdecydowanie eksponowała zasadę pokojowego rozstrzygania sporów międzynarodowych, zgodnie z zasadami sprawiedliwości i prawa międzynarodowego, wyrażała nadzieję na ustanowienie po ostatecznym zniszczeniu „tyranii nazistowskiej” trwałego pokoju, wspominała o potrzebie zaprowadzenia w przyszłości „stałego systemu bezpieczeństwa na szerszą skalę” oraz o potrzebie zmniejszenia zbrojeń. 24 września 1941 roku na konferencji międzynarodowej w Londynie została podpisana przez członków koalicji antyhitlerowskiej, m.in. Związek Radziecki (z zastrzeżeniem uznania przez Sprzymierzonych granic istniejących w czerwcu 1941 roku).

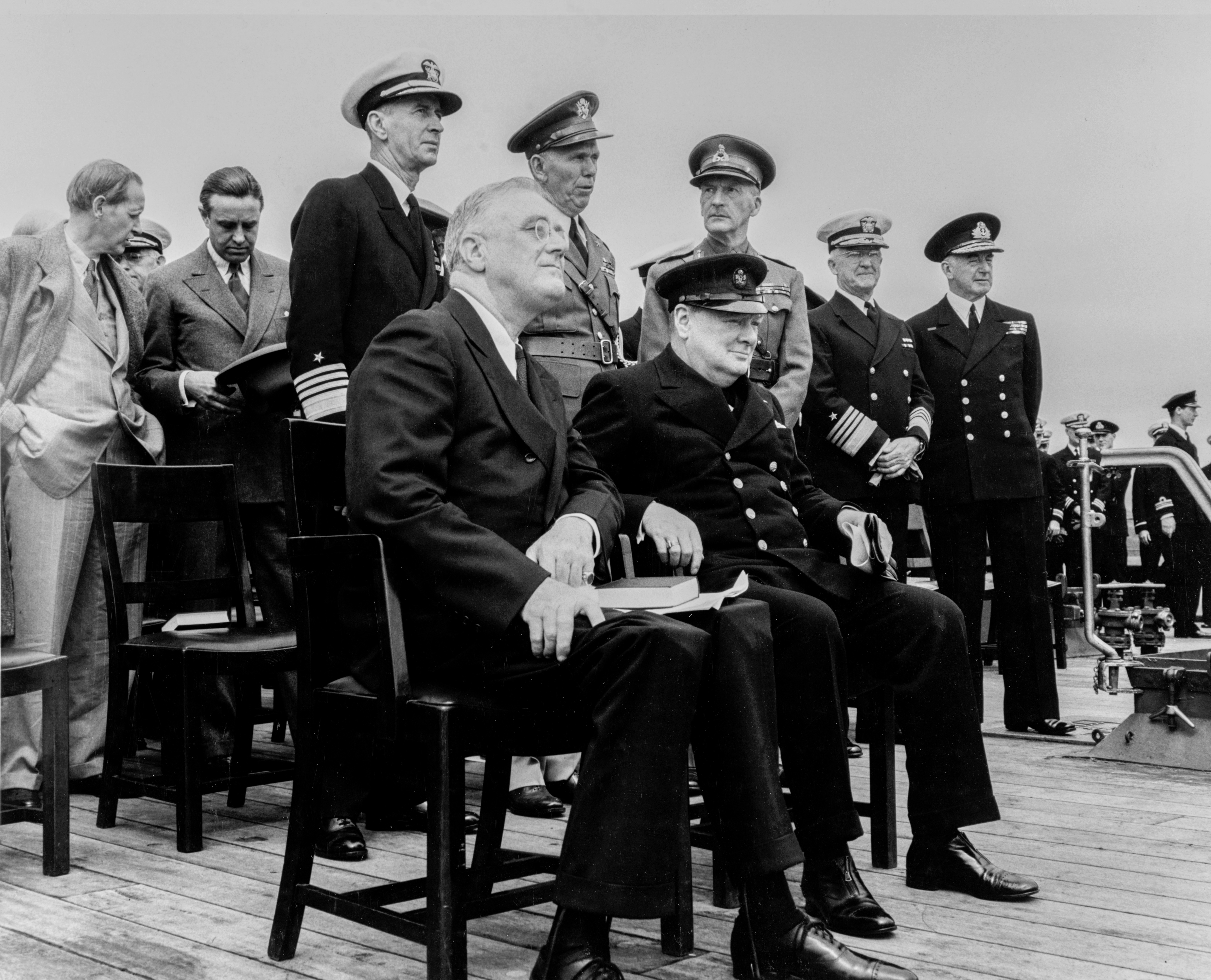
Winston Churchill i Franklin Delano Roosevelt na pokładzie pancernika HMS „Prince of Wales” (10 sierpnia 1941 roku)

Pierwszy okres trwania koalicji polegał głównie na wspieraniu zaopatrzeniowym walczących państw, w szczególności Związku Radzieckiego, gdyż aż do początku 1943 roku sytuacja na froncie wschodnim była dla aliantów nad wyraz niekorzystna. W dniach 22–26 listopada 1943 roku w Kairze miała miejsce konferencja Churchilla, Roosevelta i chińskiego przywódcy, generalissimusa Czang Kaj-szeka. Debatowano nad powojennym ładem w Azji. Zapadła decyzja o zwrocie Chinom wszystkich zajętych przez Japonię ziem, w tym Mandżukua, a także Tajwanu i Peskadorów. Zdecydowano też o powołaniu do życia niepodległego państwa koreańskiego.
W drugiej połowie 1943 roku, gdy Armia Czerwona przejęła inicjatywę strategiczną, pojawiły się problemy dotyczące czasu po zakończeniu wojny. Wyrazem tego stało się zwołanie konferencji przedstawicieli trzech walczących mocarstw w Teheranie w dniach 28 listopada-1 grudnia 1943 roku.

Dalsza współpraca doprowadziła do marginalizacji pozostałych sojuszników, takich jak Francja, Polska, czy Czechosłowacja. Rozbieżne cele trzech przywódców wpływały niekorzystnie na losy powojennej Europy. Determinacja Stalina i względna uległość Churchilla oraz obojętność Roosevelta na losy państw Europy Wschodniej wpłynęła na tworzenie radzieckiej strefy wpływów, która miała sięgać tak daleko, jak daleko zajdzie Armia Czerwona.

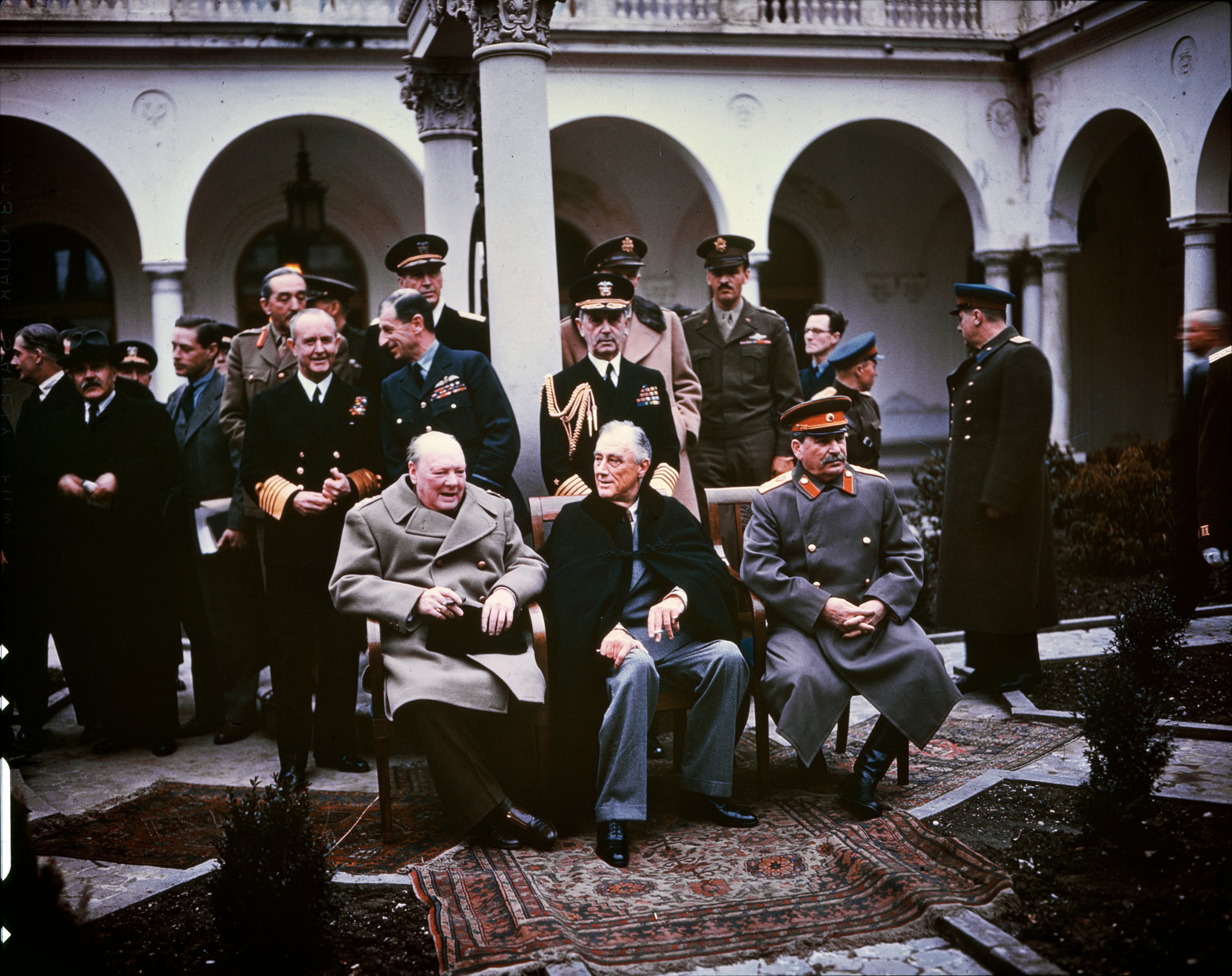
Winston Churchill, Franklin Delano Roosevelt i Józef Stalin na konferencji w Jałcie (9 lutego 1945 roku)

W czasie ogromnych sukcesów operacji wiślańsko-odrzańskiej w styczniu i lutym 1945 roku odbyła się kolejna konferencja Wielkiej Trójki. Tym razem miejscem spotkania był krymski kurort Jałta.
Schyłek wojny odznaczył się wyraźnie pogłębiającą się przepaścią pomiędzy zachodnimi aliantami a Związkiem Radzieckim. Stalin, posiadając argument w postaci wielomilionowej Armii Czerwonej, nadawał ton działaniom dyplomatycznym Wielkiej Koalicji. Ostatecznym tego skutkiem było zrezygnowanie Anglosasów z walki o wpływy na terenach zajętych przez Armię Czerwoną, a więc w Polsce, Czechosłowacji, Rumunii, Bułgarii i republikach nadbałtyckich. Ostatnim spotkaniem Wielkiej Trójki (chociaż już w innym składzie) była konferencja poczdamska, która przypieczętowała kształtujący się już od Teheranu porządek powojenny.

## Skutki II wojny światowej
Źródła
II wojna światowa miała tragiczne skutki dla obywateli państw biorących udział w wojnie. Straty wśród ludności cywilnej wyniosły łącznie prawie 33 miliony ludzi. Wojna (zarówno bezpośrednie działania wojenne, jak naloty dywanowe czy zaplanowane akcje pacyfikacyjne ze strony Niemców) doprowadziła do wielkich zniszczeń w miastach – wśród najciężej dotkniętych aglomeracji znajdowały się Warszawa (85% zniszczonej zabudowy lewobrzeżnej części miasta), Leningrad, Stalingrad, Cherbourg, Caen, Hamburg, Drezno, Manila, Tokio czy Berlin. Konflikt przyczynił się do powstania nowej broni masowego rażenia – broni jądrowej. Użyli jej Amerykanie przeciwko ludności Hiroszimy i Nagasaki, wskutek czego bezpośrednio zginęło co najmniej 150 tysięcy osób, kilkadziesiąt tysięcy zostało ciężko rannych (znaczna ich część wkrótce potem zmarła), a dalsze zgony nastąpiły wskutek promieniowania.
Niektóre walczące strony dopuściły się licznych zbrodni wojennych oraz zbrodni przeciwko ludzkości. Szczególnie dobrze udokumentowana jest zbrodnicza działalność Niemców zakładających obozy koncentracyjne, będące narzędziem ludobójstwa podbitych narodów.
Wskutek wojny z powodu zniszczeń i strat materialnych pozycję na arenie międzynarodowej straciły Wielka Brytania, Japonia, Niemcy i Francja. Od teraz los Europy zależał w głównej mierze od Stanów Zjednoczonych i Związku Radzieckiego.
Po konferencji w Jałcie w lutym 1945 roku nastąpił polityczny podział Europy na blok zachodni i blok wschodni (początek zimnej wojny). Na zebraniu Wielkiej Trójki potwierdzającym spotkanie w Teheranie ustalono, że terytoria, zdobyte przez Armię Czerwoną znajdą się w strefie wpływów Związku Radzieckiego, a te wyzwolone przez aliantów zachodnich – w strefie wpływów państw zachodnich. W ten sposób Polska i pozostałe kraje Europy środkowo-wschodniej stały się zależne od Związku Radzieckiego, natomiast Grecja, Włochy, Francja i Benelux, a po kilku latach także cała Austria – w bloku zachodnim. Jugosławia i Albania, opanowane po wycofaniu się Niemców i Włochów przez armię partyzantów Josipa Broza Tity, pozostały po wojnie zasadniczo niezależne od Związku Radzieckiego, choć oba te kraje poszły w następnych latach drogą komunistyczną.
Alianci podjęli działania mające na celu zapobiec powstawaniu konfliktów na arenie międzynarodowej. W miejsce Ligi Narodów powołana została Organizacja Narodów Zjednoczonych mająca przeciwstawiać się przejawom łamania praw człowieka. Państwa należące do ONZ zobowiązały się nie dopuszczać do władzy partii o poglądach nazistowskich, a nawet je delegalizować. Zakazano propagowania symboli swastyki.
Zajęto się także sprawą części narodu żydowskiego okaleczonego przez szoa. Zdecydowano się na podział brytyjskiego Mandatu Palestyny na dwa niepodległe państwa, żydowskie i arabskie. W 1947 roku w Palestynie wybuchło powstanie sił żydowskich i arabskich, które próbowały utworzyć własne kraje. 14 maja 1948 roku w Tel Awiwie Żydzi proklamowali powstanie Państwa Izrael, pominięta została jednak niezależność Palestyńczyków. Pobratymcom przyszła więc na pomoc koalicja państw arabskich i w ten sposób wybuchła wojna. Izrael zwyciężył, a jego konflikt z Arabami trwa po dziś dzień.
Ustalono także:
- Niemcy i Austria zostały podzielone na cztery strefy okupacyjne: brytyjską (która zawierała w sobie również nieoficjalną polską), francuską, amerykańską (gdzie w 1946 roku w Norymberdze odbyły się procesy norymberskie skazujące zbrodniarzy wojennych) i radziecką. Według takiej samej zasady podzielono Berlin i Wiedeń. Stany Zjednoczone dodatkowo przejęły kontrolę nad miastami Bremą i Bremerhaven w strefie brytyjskiej. W 1947 roku utworzony został ponadto Protektorat Saary pod zarządem francuskim, który miał zostać w przyszłości anektowany przez Francję, co uniemożliwił jednak opór ludności niemieckiej. W 1947 roku strefy amerykańska i brytyjska zjednoczono w Bizonię, którą w 1949 roku poszerzono o strefę francuską i przekształcono w Trizonię[140]. 7 września 1949 roku z Trizonii powstała Republika Federalna Niemiec (RFN). 7 października ze strefy radzieckiej utworzono satelicką Niemiecką Republikę Demokratyczną (NRD).
- Włoska Republika Socjalna została rozwiązana. Nowe władze tymczasowe Włoch zgodziły się na przekazanie włoskiej części Dalmacji Jugosławii oraz Dodekanezu Grecji. Anektowana wcześniej Albania stała się ponownie niepodległym państwem. Zdominowane etnicznie przez Włochów miasto Triest, do którego prawa rościła sobie Jugosławia, wraz z przylegającymi do siebie ziemiami zostało przekształcone w Wolne Terytorium Triestu, państwo, pod zarządem alianckim. Uległo likwidacji w roku 1954, podzielone między Włochy (miasto Triest) i Jugosławię (reszt ziem)[141].
- Znacznie zmieniono granice państw w radzieckiej strefie wpływów. Zachodnia granica Polski miała przebiegać wzdłuż biegu rzek Odry i Nysy Łużyckiej, południowa granicami w Sudetach i dalej na wschód według stanu z 1938 roku, wschodnia rzeką Bug i wzdłuż tzw. linii Curzona oraz północna na północnych Mazurach. Polacy zyskali także miasto Gdańsk kontrolowane przed wojną przez Ligę Narodów. Związek Radziecki zajął ponadto północne Prusy Wschodnie.
- Czechosłowacja, ponownie niepodległa, zjednoczona ze Słowacji i Protektoratu Czech i Moraw, odzyskała Ruś Zakarpacką od Węgier (ale odstąpiła ją pod naciskami Stalina Związkowi Radzieckiemu) oraz zajęty przez Niemcy Sudetenland, skąd wypędzono prawie wszystkich Niemców sudeckich. Węgry utraciły Siedmiogród na rzecz Rumunii. Ta zaś utraciła Besarabię na rzecz Związku Radzieckiego. Na Bułgarię wielkie mocarstwa nałożyły sankcje gospodarcze za przyłączenie w 1940 roku Dobrudży kosztem Rumunii. Finlandia musiała zwrócić zdobycze w wojnie kontynuacyjnej i uznać granicę z 1940 roku, została ponadto zmuszona wydzierżawić ZSRR półwysep Porkkala na 50 lat[142].
- Na Dalekim Wschodzie Japonia, okupowana przez Stany Zjednoczone do 1952 roku, straciła, oprócz zdobytych od Amerykanów archipelagów, wszystkie swoje zamorskie terytoria, począwszy od Tajwanu, Hajnanu, Mandżurii i wschodnich Chin na rzecz Republiki Chińskiej, Sachalinu i Kuryli na rzecz Związku Radzieckiego (zajęcia Kuryli dokonanego już po zakończeniu wojny Japonia nie uznała po dziś dzień, przez co nigdy nie podpisała pokoju z ZSRR, ani jego sukcesorem, Rosją[143]), Birmę i Malaje na rzecz Wielkiej Brytanii, Indochiny na rzecz Francji, Indie Wschodnie na rzecz Holandii, Timor Portugalski na rzecz Portugalii, kończąc na stracie Korei, którą podzieliły między siebie USA i ZSRR. Cesarz Hirohito musiał zrzec się statusu boga, w 1946 roku uchwalono konstytucję zmieniającą diametralnie ustrój kraju. Zbrodniarze wojenni zostali skazani w Międzynarodowym Trybunale Wojskowym dla Dalekiego Wschodu w Tokio w 1948 roku. Japonii narzucono pacyfistyczną konstytucję i zakazano posiadania sił zbrojnych[av]. Wszystkie utworzone z inicjatywy japońskiej państwa zależne[aw] uległy likwidacji. Wojna stworzyła sprzyjające warunki do uzyskania niepodległości przez Wietnam Północny (1945 rok), Indonezję (lata 1945–1949), Filipiny (1946 rok) i Birmę (1948 rok).
- W Afryce Północnej Libia i Somalia, dawne posiadłości włoskie, dostały się pod okupację aliantów zachodnich (w 1951 roku Libia, kontrolowana przez Francję i Wielką Brytanię, ogłosiła niepodległość, a w 1950 roku Somalia znalazła się pod władzą ONZ). W 1941 roku niepodległość odzyskała Etiopia (od 1936 roku włoska). Na Bliskim Wschodzie niezależność względem Francji uzyskały Liban (1943 rok) i Syria (1946 rok).

## Straty
II wojna światowa zebrała najobfitsze żniwo życia ludzkiego w historii świata. W ciągu 6 lat wojny zginęło ponad 60 milionów ludzi, co stanowiło około 2,6% całkowitej liczby ludności na świecie (ok. 2,3 miliarda).